# Liste der Länderspiele der sowjetischen Eishockeynationalmannschaft 1980 bis 1989
Diese Liste der Länderspiele der sowjetischen Eishockeynationalmannschaft beinhaltet die Länderspiele der sowjetischen Eishockeynationalmannschaft der Männer im Zeitraum von 1980 bis 1989.

## Legende
Dieser Abschnitt dient als Legende für die nachfolgende Tabelle. Alle Ergebnisse sind aus der Sicht der sowjetischen Mannschaft angegeben. In Klammern sind die erzielten Tore angegeben.
- grüne Hintergrundfarbe = Sieg der sowjetischen Mannschaft
- gelbe Hintergrundfarbe = Unentschieden
- rote Hintergrundfarbe = Niederlage der sowjetischen Mannschaft
- H = Heimspiel
- A = Auswärtsspiel
- * = Spiel auf neutralem Eis
- OS = Olympische Winterspiele
- WM = Weltmeisterschaft
- EM = Europameisterschaft

## 1980 bis 1989
| Nr. / Datum            | Ergebnis | Gegner | | Austragungsort | Anlass | Bemerkungen |
| ---------------------- | --- | --- | --- | --- | --- | --- |
| Nr. 548 30. Jan. 1980  | 7:4 (3:0, 0:3, 4:1) | 0 BR Deutschland | A | 0Garmisch-Partenkirchen, BRD | 0Freundschaftsspiel | |
| Aufstellung            | Tor: Wladislaw Tretjak Verteidigung: Sergei Babinow, Wjatscheslaw Fetissow, Waleri Wassiljew, Sergei Starikow, Sinetula Biljaletdinow, Wassili Perwuchin (1), Alexei Kassatonow (1), Wladimir Luttschenko Sturm: Boris Michailow, Wladimir Petrow (1), Waleri Charlamow, Sergei Makarow, Wiktor Schluktow, Helmuts Balderis, Alexander Malzew (2), Wladimir Golikow, Alexander Golikow (1), Juri Lebedew, Wladimir Krutow (1), Sergei Kapustin, Alexander Skworzow Trainer / Assistent: Wiktor Tichonow / Wladimir Jursinow                                                                    | Tor: Wladislaw Tretjak Verteidigung: Sergei Babinow, Wjatscheslaw Fetissow, Waleri Wassiljew, Sergei Starikow, Sinetula Biljaletdinow, Wassili Perwuchin (1), Alexei Kassatonow (1), Wladimir Luttschenko Sturm: Boris Michailow, Wladimir Petrow (1), Waleri Charlamow, Sergei Makarow, Wiktor Schluktow, Helmuts Balderis, Alexander Malzew (2), Wladimir Golikow, Alexander Golikow (1), Juri Lebedew, Wladimir Krutow (1), Sergei Kapustin, Alexander Skworzow Trainer / Assistent: Wiktor Tichonow / Wladimir Jursinow                                                                    | Tor: Wladislaw Tretjak Verteidigung: Sergei Babinow, Wjatscheslaw Fetissow, Waleri Wassiljew, Sergei Starikow, Sinetula Biljaletdinow, Wassili Perwuchin (1), Alexei Kassatonow (1), Wladimir Luttschenko Sturm: Boris Michailow, Wladimir Petrow (1), Waleri Charlamow, Sergei Makarow, Wiktor Schluktow, Helmuts Balderis, Alexander Malzew (2), Wladimir Golikow, Alexander Golikow (1), Juri Lebedew, Wladimir Krutow (1), Sergei Kapustin, Alexander Skworzow Trainer / Assistent: Wiktor Tichonow / Wladimir Jursinow                                                                    | Tor: Wladislaw Tretjak Verteidigung: Sergei Babinow, Wjatscheslaw Fetissow, Waleri Wassiljew, Sergei Starikow, Sinetula Biljaletdinow, Wassili Perwuchin (1), Alexei Kassatonow (1), Wladimir Luttschenko Sturm: Boris Michailow, Wladimir Petrow (1), Waleri Charlamow, Sergei Makarow, Wiktor Schluktow, Helmuts Balderis, Alexander Malzew (2), Wladimir Golikow, Alexander Golikow (1), Juri Lebedew, Wladimir Krutow (1), Sergei Kapustin, Alexander Skworzow Trainer / Assistent: Wiktor Tichonow / Wladimir Jursinow                                                                    | Tor: Wladislaw Tretjak Verteidigung: Sergei Babinow, Wjatscheslaw Fetissow, Waleri Wassiljew, Sergei Starikow, Sinetula Biljaletdinow, Wassili Perwuchin (1), Alexei Kassatonow (1), Wladimir Luttschenko Sturm: Boris Michailow, Wladimir Petrow (1), Waleri Charlamow, Sergei Makarow, Wiktor Schluktow, Helmuts Balderis, Alexander Malzew (2), Wladimir Golikow, Alexander Golikow (1), Juri Lebedew, Wladimir Krutow (1), Sergei Kapustin, Alexander Skworzow Trainer / Assistent: Wiktor Tichonow / Wladimir Jursinow                                                                    | Tor: Wladislaw Tretjak Verteidigung: Sergei Babinow, Wjatscheslaw Fetissow, Waleri Wassiljew, Sergei Starikow, Sinetula Biljaletdinow, Wassili Perwuchin (1), Alexei Kassatonow (1), Wladimir Luttschenko Sturm: Boris Michailow, Wladimir Petrow (1), Waleri Charlamow, Sergei Makarow, Wiktor Schluktow, Helmuts Balderis, Alexander Malzew (2), Wladimir Golikow, Alexander Golikow (1), Juri Lebedew, Wladimir Krutow (1), Sergei Kapustin, Alexander Skworzow Trainer / Assistent: Wiktor Tichonow / Wladimir Jursinow                                                                    |
| Nr. 549 31. Jan. 1980  | 4:2 (2:2, 2:0, 0:0) | 0 BR Deutschland | A | 0Krefeld, BRD | 0Freundschaftsspiel | |
| Aufstellung            | Tor: Wladimir Myschkin Verteidigung: Sergei Babinow, Wjatscheslaw Fetissow, Waleri Wassiljew, Sergei Starikow, Sinetula Biljaletdinow, Wassili Perwuchin, Alexei Kassatonow, Wladimir Luttschenko Sturm: Boris Michailow, Wladimir Petrow (1), Waleri Charlamow, Sergei Makarow (2), Wiktor Schluktow (1), Helmuts Balderis, Alexander Malzew, Wladimir Golikow, Alexander Golikow, Juri Lebedew, Wladimir Krutow, Sergei Kapustin, Alexander Skworzow Trainer / Assistent: Wiktor Tichonow / Wladimir Jursinow                                                                                | Tor: Wladimir Myschkin Verteidigung: Sergei Babinow, Wjatscheslaw Fetissow, Waleri Wassiljew, Sergei Starikow, Sinetula Biljaletdinow, Wassili Perwuchin, Alexei Kassatonow, Wladimir Luttschenko Sturm: Boris Michailow, Wladimir Petrow (1), Waleri Charlamow, Sergei Makarow (2), Wiktor Schluktow (1), Helmuts Balderis, Alexander Malzew, Wladimir Golikow, Alexander Golikow, Juri Lebedew, Wladimir Krutow, Sergei Kapustin, Alexander Skworzow Trainer / Assistent: Wiktor Tichonow / Wladimir Jursinow                                                                                | Tor: Wladimir Myschkin Verteidigung: Sergei Babinow, Wjatscheslaw Fetissow, Waleri Wassiljew, Sergei Starikow, Sinetula Biljaletdinow, Wassili Perwuchin, Alexei Kassatonow, Wladimir Luttschenko Sturm: Boris Michailow, Wladimir Petrow (1), Waleri Charlamow, Sergei Makarow (2), Wiktor Schluktow (1), Helmuts Balderis, Alexander Malzew, Wladimir Golikow, Alexander Golikow, Juri Lebedew, Wladimir Krutow, Sergei Kapustin, Alexander Skworzow Trainer / Assistent: Wiktor Tichonow / Wladimir Jursinow                                                                                | Tor: Wladimir Myschkin Verteidigung: Sergei Babinow, Wjatscheslaw Fetissow, Waleri Wassiljew, Sergei Starikow, Sinetula Biljaletdinow, Wassili Perwuchin, Alexei Kassatonow, Wladimir Luttschenko Sturm: Boris Michailow, Wladimir Petrow (1), Waleri Charlamow, Sergei Makarow (2), Wiktor Schluktow (1), Helmuts Balderis, Alexander Malzew, Wladimir Golikow, Alexander Golikow, Juri Lebedew, Wladimir Krutow, Sergei Kapustin, Alexander Skworzow Trainer / Assistent: Wiktor Tichonow / Wladimir Jursinow                                                                                | Tor: Wladimir Myschkin Verteidigung: Sergei Babinow, Wjatscheslaw Fetissow, Waleri Wassiljew, Sergei Starikow, Sinetula Biljaletdinow, Wassili Perwuchin, Alexei Kassatonow, Wladimir Luttschenko Sturm: Boris Michailow, Wladimir Petrow (1), Waleri Charlamow, Sergei Makarow (2), Wiktor Schluktow (1), Helmuts Balderis, Alexander Malzew, Wladimir Golikow, Alexander Golikow, Juri Lebedew, Wladimir Krutow, Sergei Kapustin, Alexander Skworzow Trainer / Assistent: Wiktor Tichonow / Wladimir Jursinow                                                                                | Tor: Wladimir Myschkin Verteidigung: Sergei Babinow, Wjatscheslaw Fetissow, Waleri Wassiljew, Sergei Starikow, Sinetula Biljaletdinow, Wassili Perwuchin, Alexei Kassatonow, Wladimir Luttschenko Sturm: Boris Michailow, Wladimir Petrow (1), Waleri Charlamow, Sergei Makarow (2), Wiktor Schluktow (1), Helmuts Balderis, Alexander Malzew, Wladimir Golikow, Alexander Golikow, Juri Lebedew, Wladimir Krutow, Sergei Kapustin, Alexander Skworzow Trainer / Assistent: Wiktor Tichonow / Wladimir Jursinow                                                                                |
| Nr. 550 9. Feb. 1980   | 10:3 (4:0, 2:1, 4:2) | 0 USA | A | 0New York, USA | 0Freundschaftsspiel | |
| Aufstellung            | Tor: Wladislaw Tretjak Verteidigung: Sergei Babinow, Wjatscheslaw Fetissow, Waleri Wassiljew, Sergei Starikow (1), Sinetula Biljaletdinow, Wassili Perwuchin, Alexei Kassatonow, Wladimir Luttschenko Sturm: Boris Michailow (1), Wladimir Petrow (1), Waleri Charlamow (1), Alexander Skworzow, Wiktor Schluktow, Helmuts Balderis, Sergei Makarow (1), Wladimir Golikow, Alexander Golikow, Juri Lebedew, Alexander Malzew (2), Wladimir Krutow (3) Trainer / Assistent: Wiktor Tichonow / Wladimir Jursinow                                                                                 | Tor: Wladislaw Tretjak Verteidigung: Sergei Babinow, Wjatscheslaw Fetissow, Waleri Wassiljew, Sergei Starikow (1), Sinetula Biljaletdinow, Wassili Perwuchin, Alexei Kassatonow, Wladimir Luttschenko Sturm: Boris Michailow (1), Wladimir Petrow (1), Waleri Charlamow (1), Alexander Skworzow, Wiktor Schluktow, Helmuts Balderis, Sergei Makarow (1), Wladimir Golikow, Alexander Golikow, Juri Lebedew, Alexander Malzew (2), Wladimir Krutow (3) Trainer / Assistent: Wiktor Tichonow / Wladimir Jursinow                                                                                 | Tor: Wladislaw Tretjak Verteidigung: Sergei Babinow, Wjatscheslaw Fetissow, Waleri Wassiljew, Sergei Starikow (1), Sinetula Biljaletdinow, Wassili Perwuchin, Alexei Kassatonow, Wladimir Luttschenko Sturm: Boris Michailow (1), Wladimir Petrow (1), Waleri Charlamow (1), Alexander Skworzow, Wiktor Schluktow, Helmuts Balderis, Sergei Makarow (1), Wladimir Golikow, Alexander Golikow, Juri Lebedew, Alexander Malzew (2), Wladimir Krutow (3) Trainer / Assistent: Wiktor Tichonow / Wladimir Jursinow                                                                                 | Tor: Wladislaw Tretjak Verteidigung: Sergei Babinow, Wjatscheslaw Fetissow, Waleri Wassiljew, Sergei Starikow (1), Sinetula Biljaletdinow, Wassili Perwuchin, Alexei Kassatonow, Wladimir Luttschenko Sturm: Boris Michailow (1), Wladimir Petrow (1), Waleri Charlamow (1), Alexander Skworzow, Wiktor Schluktow, Helmuts Balderis, Sergei Makarow (1), Wladimir Golikow, Alexander Golikow, Juri Lebedew, Alexander Malzew (2), Wladimir Krutow (3) Trainer / Assistent: Wiktor Tichonow / Wladimir Jursinow                                                                                 | Tor: Wladislaw Tretjak Verteidigung: Sergei Babinow, Wjatscheslaw Fetissow, Waleri Wassiljew, Sergei Starikow (1), Sinetula Biljaletdinow, Wassili Perwuchin, Alexei Kassatonow, Wladimir Luttschenko Sturm: Boris Michailow (1), Wladimir Petrow (1), Waleri Charlamow (1), Alexander Skworzow, Wiktor Schluktow, Helmuts Balderis, Sergei Makarow (1), Wladimir Golikow, Alexander Golikow, Juri Lebedew, Alexander Malzew (2), Wladimir Krutow (3) Trainer / Assistent: Wiktor Tichonow / Wladimir Jursinow                                                                                 | Tor: Wladislaw Tretjak Verteidigung: Sergei Babinow, Wjatscheslaw Fetissow, Waleri Wassiljew, Sergei Starikow (1), Sinetula Biljaletdinow, Wassili Perwuchin, Alexei Kassatonow, Wladimir Luttschenko Sturm: Boris Michailow (1), Wladimir Petrow (1), Waleri Charlamow (1), Alexander Skworzow, Wiktor Schluktow, Helmuts Balderis, Sergei Makarow (1), Wladimir Golikow, Alexander Golikow, Juri Lebedew, Alexander Malzew (2), Wladimir Krutow (3) Trainer / Assistent: Wiktor Tichonow / Wladimir Jursinow                                                                                 |
| Nr. 551 12. Feb. 1980  | 16:0 (8:0, 5:0, 3:0) | 0 Japan | * | 0Lake Placid, USA | 0OS 1980 | |
| Aufstellung            | Tor: Wladislaw Tretjak, Wladimir Myschkin (21. Min.) Verteidigung: Alexei Kassatonow (1), Wjatscheslaw Fetissow (2), Waleri Wassiljew, Sergei Starikow (1), Sinetula Biljaletdinow, Wassili Perwuchin Sturm: Boris Michailow (1), Wladimir Petrow (2), Waleri Charlamow (1), Alexander Skworzow, Wiktor Schluktow (1), Helmuts Balderis (1), Sergei Makarow (1), Wladimir Golikow (2), Alexander Golikow (3), Juri Lebedew, Alexander Malzew, Wladimir Krutow Trainer / Assistent: Wiktor Tichonow / Wladimir Jursinow                                                                         | Tor: Wladislaw Tretjak, Wladimir Myschkin (21. Min.) Verteidigung: Alexei Kassatonow (1), Wjatscheslaw Fetissow (2), Waleri Wassiljew, Sergei Starikow (1), Sinetula Biljaletdinow, Wassili Perwuchin Sturm: Boris Michailow (1), Wladimir Petrow (2), Waleri Charlamow (1), Alexander Skworzow, Wiktor Schluktow (1), Helmuts Balderis (1), Sergei Makarow (1), Wladimir Golikow (2), Alexander Golikow (3), Juri Lebedew, Alexander Malzew, Wladimir Krutow Trainer / Assistent: Wiktor Tichonow / Wladimir Jursinow                                                                         | Tor: Wladislaw Tretjak, Wladimir Myschkin (21. Min.) Verteidigung: Alexei Kassatonow (1), Wjatscheslaw Fetissow (2), Waleri Wassiljew, Sergei Starikow (1), Sinetula Biljaletdinow, Wassili Perwuchin Sturm: Boris Michailow (1), Wladimir Petrow (2), Waleri Charlamow (1), Alexander Skworzow, Wiktor Schluktow (1), Helmuts Balderis (1), Sergei Makarow (1), Wladimir Golikow (2), Alexander Golikow (3), Juri Lebedew, Alexander Malzew, Wladimir Krutow Trainer / Assistent: Wiktor Tichonow / Wladimir Jursinow                                                                         | Tor: Wladislaw Tretjak, Wladimir Myschkin (21. Min.) Verteidigung: Alexei Kassatonow (1), Wjatscheslaw Fetissow (2), Waleri Wassiljew, Sergei Starikow (1), Sinetula Biljaletdinow, Wassili Perwuchin Sturm: Boris Michailow (1), Wladimir Petrow (2), Waleri Charlamow (1), Alexander Skworzow, Wiktor Schluktow (1), Helmuts Balderis (1), Sergei Makarow (1), Wladimir Golikow (2), Alexander Golikow (3), Juri Lebedew, Alexander Malzew, Wladimir Krutow Trainer / Assistent: Wiktor Tichonow / Wladimir Jursinow                                                                         | Tor: Wladislaw Tretjak, Wladimir Myschkin (21. Min.) Verteidigung: Alexei Kassatonow (1), Wjatscheslaw Fetissow (2), Waleri Wassiljew, Sergei Starikow (1), Sinetula Biljaletdinow, Wassili Perwuchin Sturm: Boris Michailow (1), Wladimir Petrow (2), Waleri Charlamow (1), Alexander Skworzow, Wiktor Schluktow (1), Helmuts Balderis (1), Sergei Makarow (1), Wladimir Golikow (2), Alexander Golikow (3), Juri Lebedew, Alexander Malzew, Wladimir Krutow Trainer / Assistent: Wiktor Tichonow / Wladimir Jursinow                                                                         | Tor: Wladislaw Tretjak, Wladimir Myschkin (21. Min.) Verteidigung: Alexei Kassatonow (1), Wjatscheslaw Fetissow (2), Waleri Wassiljew, Sergei Starikow (1), Sinetula Biljaletdinow, Wassili Perwuchin Sturm: Boris Michailow (1), Wladimir Petrow (2), Waleri Charlamow (1), Alexander Skworzow, Wiktor Schluktow (1), Helmuts Balderis (1), Sergei Makarow (1), Wladimir Golikow (2), Alexander Golikow (3), Juri Lebedew, Alexander Malzew, Wladimir Krutow Trainer / Assistent: Wiktor Tichonow / Wladimir Jursinow                                                                         |
| Nr. 552 14. Feb. 1980  | 17:4 (8:1, 7:1, 2:2) | 0 Niederlande | * | 0Lake Placid, USA | 0OS 1980 | |
| Aufstellung            | Tor: Wladimir Myschkin Verteidigung: Alexei Kassatonow, Wjatscheslaw Fetissow (1), Waleri Wassiljew (1), Sergei Starikow, Sinetula Biljaletdinow, Wassili Perwuchin Sturm: Boris Michailow, Wladimir Petrow (1), Waleri Charlamow (1), Alexander Skworzow, Wiktor Schluktow (1), Helmuts Balderis, Sergei Makarow (2), Wladimir Golikow, Alexander Golikow (2), Juri Lebedew (3), Alexander Malzew (2), Wladimir Krutow (3) Trainer / Assistent: Wiktor Tichonow / Wladimir Jursinow | Tor: Wladimir Myschkin Verteidigung: Alexei Kassatonow, Wjatscheslaw Fetissow (1), Waleri Wassiljew (1), Sergei Starikow, Sinetula Biljaletdinow, Wassili Perwuchin Sturm: Boris Michailow, Wladimir Petrow (1), Waleri Charlamow (1), Alexander Skworzow, Wiktor Schluktow (1), Helmuts Balderis, Sergei Makarow (2), Wladimir Golikow, Alexander Golikow (2), Juri Lebedew (3), Alexander Malzew (2), Wladimir Krutow (3) Trainer / Assistent: Wiktor Tichonow / Wladimir Jursinow | Tor: Wladimir Myschkin Verteidigung: Alexei Kassatonow, Wjatscheslaw Fetissow (1), Waleri Wassiljew (1), Sergei Starikow, Sinetula Biljaletdinow, Wassili Perwuchin Sturm: Boris Michailow, Wladimir Petrow (1), Waleri Charlamow (1), Alexander Skworzow, Wiktor Schluktow (1), Helmuts Balderis, Sergei Makarow (2), Wladimir Golikow, Alexander Golikow (2), Juri Lebedew (3), Alexander Malzew (2), Wladimir Krutow (3) Trainer / Assistent: Wiktor Tichonow / Wladimir Jursinow | Tor: Wladimir Myschkin Verteidigung: Alexei Kassatonow, Wjatscheslaw Fetissow (1), Waleri Wassiljew (1), Sergei Starikow, Sinetula Biljaletdinow, Wassili Perwuchin Sturm: Boris Michailow, Wladimir Petrow (1), Waleri Charlamow (1), Alexander Skworzow, Wiktor Schluktow (1), Helmuts Balderis, Sergei Makarow (2), Wladimir Golikow, Alexander Golikow (2), Juri Lebedew (3), Alexander Malzew (2), Wladimir Krutow (3) Trainer / Assistent: Wiktor Tichonow / Wladimir Jursinow | Tor: Wladimir Myschkin Verteidigung: Alexei Kassatonow, Wjatscheslaw Fetissow (1), Waleri Wassiljew (1), Sergei Starikow, Sinetula Biljaletdinow, Wassili Perwuchin Sturm: Boris Michailow, Wladimir Petrow (1), Waleri Charlamow (1), Alexander Skworzow, Wiktor Schluktow (1), Helmuts Balderis, Sergei Makarow (2), Wladimir Golikow, Alexander Golikow (2), Juri Lebedew (3), Alexander Malzew (2), Wladimir Krutow (3) Trainer / Assistent: Wiktor Tichonow / Wladimir Jursinow | Tor: Wladimir Myschkin Verteidigung: Alexei Kassatonow, Wjatscheslaw Fetissow (1), Waleri Wassiljew (1), Sergei Starikow, Sinetula Biljaletdinow, Wassili Perwuchin Sturm: Boris Michailow, Wladimir Petrow (1), Waleri Charlamow (1), Alexander Skworzow, Wiktor Schluktow (1), Helmuts Balderis, Sergei Makarow (2), Wladimir Golikow, Alexander Golikow (2), Juri Lebedew (3), Alexander Malzew (2), Wladimir Krutow (3) Trainer / Assistent: Wiktor Tichonow / Wladimir Jursinow |
| Nr. 553 16. Feb. 1980  | 8:1 (5:1, 1:0, 2:0) | 0 Polen | * | 0Lake Placid, USA | 0OS 1980 | |
| Aufstellung            | Tor: Wladislaw Tretjak Verteidigung: Alexei Kassatonow, Wjatscheslaw Fetissow, Waleri Wassiljew, Sergei Starikow, Sinetula Biljaletdinow (1), Wassili Perwuchin Sturm: Boris Michailow (1), Wladimir Petrow, Waleri Charlamow (1), Alexander Skworzow (1), Wiktor Schluktow, Helmuts Balderis (3), Sergei Makarow, Wladimir Golikow, Alexander Golikow, Juri Lebedew, Alexander Malzew (1), Wladimir Krutow Trainer / Assistent: Wiktor Tichonow / Wladimir Jursinow | Tor: Wladislaw Tretjak Verteidigung: Alexei Kassatonow, Wjatscheslaw Fetissow, Waleri Wassiljew, Sergei Starikow, Sinetula Biljaletdinow (1), Wassili Perwuchin Sturm: Boris Michailow (1), Wladimir Petrow, Waleri Charlamow (1), Alexander Skworzow (1), Wiktor Schluktow, Helmuts Balderis (3), Sergei Makarow, Wladimir Golikow, Alexander Golikow, Juri Lebedew, Alexander Malzew (1), Wladimir Krutow Trainer / Assistent: Wiktor Tichonow / Wladimir Jursinow | Tor: Wladislaw Tretjak Verteidigung: Alexei Kassatonow, Wjatscheslaw Fetissow, Waleri Wassiljew, Sergei Starikow, Sinetula Biljaletdinow (1), Wassili Perwuchin Sturm: Boris Michailow (1), Wladimir Petrow, Waleri Charlamow (1), Alexander Skworzow (1), Wiktor Schluktow, Helmuts Balderis (3), Sergei Makarow, Wladimir Golikow, Alexander Golikow, Juri Lebedew, Alexander Malzew (1), Wladimir Krutow Trainer / Assistent: Wiktor Tichonow / Wladimir Jursinow | Tor: Wladislaw Tretjak Verteidigung: Alexei Kassatonow, Wjatscheslaw Fetissow, Waleri Wassiljew, Sergei Starikow, Sinetula Biljaletdinow (1), Wassili Perwuchin Sturm: Boris Michailow (1), Wladimir Petrow, Waleri Charlamow (1), Alexander Skworzow (1), Wiktor Schluktow, Helmuts Balderis (3), Sergei Makarow, Wladimir Golikow, Alexander Golikow, Juri Lebedew, Alexander Malzew (1), Wladimir Krutow Trainer / Assistent: Wiktor Tichonow / Wladimir Jursinow | Tor: Wladislaw Tretjak Verteidigung: Alexei Kassatonow, Wjatscheslaw Fetissow, Waleri Wassiljew, Sergei Starikow, Sinetula Biljaletdinow (1), Wassili Perwuchin Sturm: Boris Michailow (1), Wladimir Petrow, Waleri Charlamow (1), Alexander Skworzow (1), Wiktor Schluktow, Helmuts Balderis (3), Sergei Makarow, Wladimir Golikow, Alexander Golikow, Juri Lebedew, Alexander Malzew (1), Wladimir Krutow Trainer / Assistent: Wiktor Tichonow / Wladimir Jursinow | Tor: Wladislaw Tretjak Verteidigung: Alexei Kassatonow, Wjatscheslaw Fetissow, Waleri Wassiljew, Sergei Starikow, Sinetula Biljaletdinow (1), Wassili Perwuchin Sturm: Boris Michailow (1), Wladimir Petrow, Waleri Charlamow (1), Alexander Skworzow (1), Wiktor Schluktow, Helmuts Balderis (3), Sergei Makarow, Wladimir Golikow, Alexander Golikow, Juri Lebedew, Alexander Malzew (1), Wladimir Krutow Trainer / Assistent: Wiktor Tichonow / Wladimir Jursinow |
| Nr. 554 18. Feb. 1980  | 4:2 (0:1, 1:0, 3:1) | 0 Finnland | * | 0Lake Placid, USA | 0OS 1980 | |
| Aufstellung            | Tor: Wladislaw Tretjak Verteidigung: Alexei Kassatonow, Wjatscheslaw Fetissow (1), Waleri Wassiljew, Sergei Starikow, Sinetula Biljaletdinow, Wassili Perwuchin Sturm: Boris Michailow (1), Wladimir Petrow, Waleri Charlamow, Alexander Skworzow, Wiktor Schluktow, Helmuts Balderis, Sergei Makarow, Wladimir Golikow, Alexander Golikow, Juri Lebedew, Alexander Malzew (1), Wladimir Krutow (1) Trainer / Assistent: Wiktor Tichonow / Wladimir Jursinow | Tor: Wladislaw Tretjak Verteidigung: Alexei Kassatonow, Wjatscheslaw Fetissow (1), Waleri Wassiljew, Sergei Starikow, Sinetula Biljaletdinow, Wassili Perwuchin Sturm: Boris Michailow (1), Wladimir Petrow, Waleri Charlamow, Alexander Skworzow, Wiktor Schluktow, Helmuts Balderis, Sergei Makarow, Wladimir Golikow, Alexander Golikow, Juri Lebedew, Alexander Malzew (1), Wladimir Krutow (1) Trainer / Assistent: Wiktor Tichonow / Wladimir Jursinow | Tor: Wladislaw Tretjak Verteidigung: Alexei Kassatonow, Wjatscheslaw Fetissow (1), Waleri Wassiljew, Sergei Starikow, Sinetula Biljaletdinow, Wassili Perwuchin Sturm: Boris Michailow (1), Wladimir Petrow, Waleri Charlamow, Alexander Skworzow, Wiktor Schluktow, Helmuts Balderis, Sergei Makarow, Wladimir Golikow, Alexander Golikow, Juri Lebedew, Alexander Malzew (1), Wladimir Krutow (1) Trainer / Assistent: Wiktor Tichonow / Wladimir Jursinow | Tor: Wladislaw Tretjak Verteidigung: Alexei Kassatonow, Wjatscheslaw Fetissow (1), Waleri Wassiljew, Sergei Starikow, Sinetula Biljaletdinow, Wassili Perwuchin Sturm: Boris Michailow (1), Wladimir Petrow, Waleri Charlamow, Alexander Skworzow, Wiktor Schluktow, Helmuts Balderis, Sergei Makarow, Wladimir Golikow, Alexander Golikow, Juri Lebedew, Alexander Malzew (1), Wladimir Krutow (1) Trainer / Assistent: Wiktor Tichonow / Wladimir Jursinow | Tor: Wladislaw Tretjak Verteidigung: Alexei Kassatonow, Wjatscheslaw Fetissow (1), Waleri Wassiljew, Sergei Starikow, Sinetula Biljaletdinow, Wassili Perwuchin Sturm: Boris Michailow (1), Wladimir Petrow, Waleri Charlamow, Alexander Skworzow, Wiktor Schluktow, Helmuts Balderis, Sergei Makarow, Wladimir Golikow, Alexander Golikow, Juri Lebedew, Alexander Malzew (1), Wladimir Krutow (1) Trainer / Assistent: Wiktor Tichonow / Wladimir Jursinow | Tor: Wladislaw Tretjak Verteidigung: Alexei Kassatonow, Wjatscheslaw Fetissow (1), Waleri Wassiljew, Sergei Starikow, Sinetula Biljaletdinow, Wassili Perwuchin Sturm: Boris Michailow (1), Wladimir Petrow, Waleri Charlamow, Alexander Skworzow, Wiktor Schluktow, Helmuts Balderis, Sergei Makarow, Wladimir Golikow, Alexander Golikow, Juri Lebedew, Alexander Malzew (1), Wladimir Krutow (1) Trainer / Assistent: Wiktor Tichonow / Wladimir Jursinow |
| Nr. 555 20. Feb. 1980  | 6:4 (1:1, 1:2, 4:1) | 0 Kanada | * | 0Lake Placid, USA | 0OS 1980 | |
| Aufstellung            | Tor: Wladislaw Tretjak Verteidigung: Alexei Kassatonow (2), Wjatscheslaw Fetissow, Waleri Wassiljew, Sergei Starikow, Sinetula Biljaletdinow, Wassili Perwuchin Sturm: Boris Michailow (1), Wladimir Petrow, Waleri Charlamow, Alexander Skworzow, Wiktor Schluktow, Helmuts Balderis (1), Sergei Makarow, Wladimir Golikow, Alexander Golikow (2), Juri Lebedew, Alexander Malzew, Wladimir Krutow Trainer / Assistent: Wiktor Tichonow / Wladimir Jursinow | Tor: Wladislaw Tretjak Verteidigung: Alexei Kassatonow (2), Wjatscheslaw Fetissow, Waleri Wassiljew, Sergei Starikow, Sinetula Biljaletdinow, Wassili Perwuchin Sturm: Boris Michailow (1), Wladimir Petrow, Waleri Charlamow, Alexander Skworzow, Wiktor Schluktow, Helmuts Balderis (1), Sergei Makarow, Wladimir Golikow, Alexander Golikow (2), Juri Lebedew, Alexander Malzew, Wladimir Krutow Trainer / Assistent: Wiktor Tichonow / Wladimir Jursinow | Tor: Wladislaw Tretjak Verteidigung: Alexei Kassatonow (2), Wjatscheslaw Fetissow, Waleri Wassiljew, Sergei Starikow, Sinetula Biljaletdinow, Wassili Perwuchin Sturm: Boris Michailow (1), Wladimir Petrow, Waleri Charlamow, Alexander Skworzow, Wiktor Schluktow, Helmuts Balderis (1), Sergei Makarow, Wladimir Golikow, Alexander Golikow (2), Juri Lebedew, Alexander Malzew, Wladimir Krutow Trainer / Assistent: Wiktor Tichonow / Wladimir Jursinow | Tor: Wladislaw Tretjak Verteidigung: Alexei Kassatonow (2), Wjatscheslaw Fetissow, Waleri Wassiljew, Sergei Starikow, Sinetula Biljaletdinow, Wassili Perwuchin Sturm: Boris Michailow (1), Wladimir Petrow, Waleri Charlamow, Alexander Skworzow, Wiktor Schluktow, Helmuts Balderis (1), Sergei Makarow, Wladimir Golikow, Alexander Golikow (2), Juri Lebedew, Alexander Malzew, Wladimir Krutow Trainer / Assistent: Wiktor Tichonow / Wladimir Jursinow | Tor: Wladislaw Tretjak Verteidigung: Alexei Kassatonow (2), Wjatscheslaw Fetissow, Waleri Wassiljew, Sergei Starikow, Sinetula Biljaletdinow, Wassili Perwuchin Sturm: Boris Michailow (1), Wladimir Petrow, Waleri Charlamow, Alexander Skworzow, Wiktor Schluktow, Helmuts Balderis (1), Sergei Makarow, Wladimir Golikow, Alexander Golikow (2), Juri Lebedew, Alexander Malzew, Wladimir Krutow Trainer / Assistent: Wiktor Tichonow / Wladimir Jursinow | Tor: Wladislaw Tretjak Verteidigung: Alexei Kassatonow (2), Wjatscheslaw Fetissow, Waleri Wassiljew, Sergei Starikow, Sinetula Biljaletdinow, Wassili Perwuchin Sturm: Boris Michailow (1), Wladimir Petrow, Waleri Charlamow, Alexander Skworzow, Wiktor Schluktow, Helmuts Balderis (1), Sergei Makarow, Wladimir Golikow, Alexander Golikow (2), Juri Lebedew, Alexander Malzew, Wladimir Krutow Trainer / Assistent: Wiktor Tichonow / Wladimir Jursinow |
| Nr. 556 22. Feb. 1980  | 3:4 (2:2, 1:0, 0:2) | 0 USA | * | 0Lake Placid, USA | 0OS 1980 | 0Miracle on Ice |
| Aufstellung            | Tor: Wladislaw Tretjak, Wladimir Myschkin (20. Min.) Verteidigung: Alexei Kassatonow, Wjatscheslaw Fetissow, Waleri Wassiljew, Sergei Starikow, Sinetula Biljaletdinow, Wassili Perwuchin Sturm: Boris Michailow, Wladimir Petrow, Waleri Charlamow, Alexander Skworzow, Wiktor Schluktow, Helmuts Balderis, Sergei Makarow (1), Wladimir Golikow, Alexander Golikow, Juri Lebedew, Alexander Malzew (1), Wladimir Krutow (1) Trainer / Assistent: Wiktor Tichonow / Wladimir Jursinow | Tor: Wladislaw Tretjak, Wladimir Myschkin (20. Min.) Verteidigung: Alexei Kassatonow, Wjatscheslaw Fetissow, Waleri Wassiljew, Sergei Starikow, Sinetula Biljaletdinow, Wassili Perwuchin Sturm: Boris Michailow, Wladimir Petrow, Waleri Charlamow, Alexander Skworzow, Wiktor Schluktow, Helmuts Balderis, Sergei Makarow (1), Wladimir Golikow, Alexander Golikow, Juri Lebedew, Alexander Malzew (1), Wladimir Krutow (1) Trainer / Assistent: Wiktor Tichonow / Wladimir Jursinow | Tor: Wladislaw Tretjak, Wladimir Myschkin (20. Min.) Verteidigung: Alexei Kassatonow, Wjatscheslaw Fetissow, Waleri Wassiljew, Sergei Starikow, Sinetula Biljaletdinow, Wassili Perwuchin Sturm: Boris Michailow, Wladimir Petrow, Waleri Charlamow, Alexander Skworzow, Wiktor Schluktow, Helmuts Balderis, Sergei Makarow (1), Wladimir Golikow, Alexander Golikow, Juri Lebedew, Alexander Malzew (1), Wladimir Krutow (1) Trainer / Assistent: Wiktor Tichonow / Wladimir Jursinow | Tor: Wladislaw Tretjak, Wladimir Myschkin (20. Min.) Verteidigung: Alexei Kassatonow, Wjatscheslaw Fetissow, Waleri Wassiljew, Sergei Starikow, Sinetula Biljaletdinow, Wassili Perwuchin Sturm: Boris Michailow, Wladimir Petrow, Waleri Charlamow, Alexander Skworzow, Wiktor Schluktow, Helmuts Balderis, Sergei Makarow (1), Wladimir Golikow, Alexander Golikow, Juri Lebedew, Alexander Malzew (1), Wladimir Krutow (1) Trainer / Assistent: Wiktor Tichonow / Wladimir Jursinow | Tor: Wladislaw Tretjak, Wladimir Myschkin (20. Min.) Verteidigung: Alexei Kassatonow, Wjatscheslaw Fetissow, Waleri Wassiljew, Sergei Starikow, Sinetula Biljaletdinow, Wassili Perwuchin Sturm: Boris Michailow, Wladimir Petrow, Waleri Charlamow, Alexander Skworzow, Wiktor Schluktow, Helmuts Balderis, Sergei Makarow (1), Wladimir Golikow, Alexander Golikow, Juri Lebedew, Alexander Malzew (1), Wladimir Krutow (1) Trainer / Assistent: Wiktor Tichonow / Wladimir Jursinow | Tor: Wladislaw Tretjak, Wladimir Myschkin (20. Min.) Verteidigung: Alexei Kassatonow, Wjatscheslaw Fetissow, Waleri Wassiljew, Sergei Starikow, Sinetula Biljaletdinow, Wassili Perwuchin Sturm: Boris Michailow, Wladimir Petrow, Waleri Charlamow, Alexander Skworzow, Wiktor Schluktow, Helmuts Balderis, Sergei Makarow (1), Wladimir Golikow, Alexander Golikow, Juri Lebedew, Alexander Malzew (1), Wladimir Krutow (1) Trainer / Assistent: Wiktor Tichonow / Wladimir Jursinow |
| Nr. 557 24. Feb. 1980  | 9:2 (4:0, 5:0, 0:2) | 0 Schweden | * | 0Lake Placid, USA | 0OS 1980 | 0Olympia-Zweiter |
| Aufstellung            | Tor: Wladimir Myschkin Verteidigung: Alexei Kassatonow, Wjatscheslaw Fetissow (1), Waleri Wassiljew (1), Sergei Starikow, Sinetula Biljaletdinow, Wassili Perwuchin Sturm: Boris Michailow (1), Wladimir Petrow (1), Waleri Charlamow, Alexander Skworzow (1), Wiktor Schluktow (1), Helmuts Balderis, Sergei Makarow (1), Wladimir Golikow, Alexander Golikow, Juri Lebedew, Alexander Malzew (1), Wladimir Krutow (1) Trainer / Assistent: Wiktor Tichonow / Wladimir Jursinow | Tor: Wladimir Myschkin Verteidigung: Alexei Kassatonow, Wjatscheslaw Fetissow (1), Waleri Wassiljew (1), Sergei Starikow, Sinetula Biljaletdinow, Wassili Perwuchin Sturm: Boris Michailow (1), Wladimir Petrow (1), Waleri Charlamow, Alexander Skworzow (1), Wiktor Schluktow (1), Helmuts Balderis, Sergei Makarow (1), Wladimir Golikow, Alexander Golikow, Juri Lebedew, Alexander Malzew (1), Wladimir Krutow (1) Trainer / Assistent: Wiktor Tichonow / Wladimir Jursinow | Tor: Wladimir Myschkin Verteidigung: Alexei Kassatonow, Wjatscheslaw Fetissow (1), Waleri Wassiljew (1), Sergei Starikow, Sinetula Biljaletdinow, Wassili Perwuchin Sturm: Boris Michailow (1), Wladimir Petrow (1), Waleri Charlamow, Alexander Skworzow (1), Wiktor Schluktow (1), Helmuts Balderis, Sergei Makarow (1), Wladimir Golikow, Alexander Golikow, Juri Lebedew, Alexander Malzew (1), Wladimir Krutow (1) Trainer / Assistent: Wiktor Tichonow / Wladimir Jursinow | Tor: Wladimir Myschkin Verteidigung: Alexei Kassatonow, Wjatscheslaw Fetissow (1), Waleri Wassiljew (1), Sergei Starikow, Sinetula Biljaletdinow, Wassili Perwuchin Sturm: Boris Michailow (1), Wladimir Petrow (1), Waleri Charlamow, Alexander Skworzow (1), Wiktor Schluktow (1), Helmuts Balderis, Sergei Makarow (1), Wladimir Golikow, Alexander Golikow, Juri Lebedew, Alexander Malzew (1), Wladimir Krutow (1) Trainer / Assistent: Wiktor Tichonow / Wladimir Jursinow | Tor: Wladimir Myschkin Verteidigung: Alexei Kassatonow, Wjatscheslaw Fetissow (1), Waleri Wassiljew (1), Sergei Starikow, Sinetula Biljaletdinow, Wassili Perwuchin Sturm: Boris Michailow (1), Wladimir Petrow (1), Waleri Charlamow, Alexander Skworzow (1), Wiktor Schluktow (1), Helmuts Balderis, Sergei Makarow (1), Wladimir Golikow, Alexander Golikow, Juri Lebedew, Alexander Malzew (1), Wladimir Krutow (1) Trainer / Assistent: Wiktor Tichonow / Wladimir Jursinow | Tor: Wladimir Myschkin Verteidigung: Alexei Kassatonow, Wjatscheslaw Fetissow (1), Waleri Wassiljew (1), Sergei Starikow, Sinetula Biljaletdinow, Wassili Perwuchin Sturm: Boris Michailow (1), Wladimir Petrow (1), Waleri Charlamow, Alexander Skworzow (1), Wiktor Schluktow (1), Helmuts Balderis, Sergei Makarow (1), Wladimir Golikow, Alexander Golikow, Juri Lebedew, Alexander Malzew (1), Wladimir Krutow (1) Trainer / Assistent: Wiktor Tichonow / Wladimir Jursinow |
| Nr. 558 15. April 1980 | 8:3 (5:2, 1:1, 2:0) | 0 Finnland | A | 0Hämeenlinna, FIN | 0Freundschaftsspiel | |
| Aufstellung            | Tor: Wladimir Myschkin Verteidigung: Sergei Babinow, Wjatscheslaw Fetissow, Sinetula Biljaletdinow, Wassili Perwuchin (1), Juri Woschakow, Wladimir Luttschenko (1), Sergei Starikow, Irek Gimajew Sturm: Boris Michailow, Waleri Charlamow (1), Wladimir Krutow (1), Sergei Makarow (1), Wladimir Golikow (1), Nikolai Drosdezki, Juri Lebedew, Alexander Malzew (1), Wiktor Tjumenew, Alexander Skworzow (1), Wladimir Kowin, Michail Warnakow Trainer / Assistent: Wiktor Tichonow / Wladimir Jursinow                                                                                      | Tor: Wladimir Myschkin Verteidigung: Sergei Babinow, Wjatscheslaw Fetissow, Sinetula Biljaletdinow, Wassili Perwuchin (1), Juri Woschakow, Wladimir Luttschenko (1), Sergei Starikow, Irek Gimajew Sturm: Boris Michailow, Waleri Charlamow (1), Wladimir Krutow (1), Sergei Makarow (1), Wladimir Golikow (1), Nikolai Drosdezki, Juri Lebedew, Alexander Malzew (1), Wiktor Tjumenew, Alexander Skworzow (1), Wladimir Kowin, Michail Warnakow Trainer / Assistent: Wiktor Tichonow / Wladimir Jursinow                                                                                      | Tor: Wladimir Myschkin Verteidigung: Sergei Babinow, Wjatscheslaw Fetissow, Sinetula Biljaletdinow, Wassili Perwuchin (1), Juri Woschakow, Wladimir Luttschenko (1), Sergei Starikow, Irek Gimajew Sturm: Boris Michailow, Waleri Charlamow (1), Wladimir Krutow (1), Sergei Makarow (1), Wladimir Golikow (1), Nikolai Drosdezki, Juri Lebedew, Alexander Malzew (1), Wiktor Tjumenew, Alexander Skworzow (1), Wladimir Kowin, Michail Warnakow Trainer / Assistent: Wiktor Tichonow / Wladimir Jursinow                                                                                      | Tor: Wladimir Myschkin Verteidigung: Sergei Babinow, Wjatscheslaw Fetissow, Sinetula Biljaletdinow, Wassili Perwuchin (1), Juri Woschakow, Wladimir Luttschenko (1), Sergei Starikow, Irek Gimajew Sturm: Boris Michailow, Waleri Charlamow (1), Wladimir Krutow (1), Sergei Makarow (1), Wladimir Golikow (1), Nikolai Drosdezki, Juri Lebedew, Alexander Malzew (1), Wiktor Tjumenew, Alexander Skworzow (1), Wladimir Kowin, Michail Warnakow Trainer / Assistent: Wiktor Tichonow / Wladimir Jursinow                                                                                      | Tor: Wladimir Myschkin Verteidigung: Sergei Babinow, Wjatscheslaw Fetissow, Sinetula Biljaletdinow, Wassili Perwuchin (1), Juri Woschakow, Wladimir Luttschenko (1), Sergei Starikow, Irek Gimajew Sturm: Boris Michailow, Waleri Charlamow (1), Wladimir Krutow (1), Sergei Makarow (1), Wladimir Golikow (1), Nikolai Drosdezki, Juri Lebedew, Alexander Malzew (1), Wiktor Tjumenew, Alexander Skworzow (1), Wladimir Kowin, Michail Warnakow Trainer / Assistent: Wiktor Tichonow / Wladimir Jursinow                                                                                      | Tor: Wladimir Myschkin Verteidigung: Sergei Babinow, Wjatscheslaw Fetissow, Sinetula Biljaletdinow, Wassili Perwuchin (1), Juri Woschakow, Wladimir Luttschenko (1), Sergei Starikow, Irek Gimajew Sturm: Boris Michailow, Waleri Charlamow (1), Wladimir Krutow (1), Sergei Makarow (1), Wladimir Golikow (1), Nikolai Drosdezki, Juri Lebedew, Alexander Malzew (1), Wiktor Tjumenew, Alexander Skworzow (1), Wladimir Kowin, Michail Warnakow Trainer / Assistent: Wiktor Tichonow / Wladimir Jursinow                                                                                      |
| Nr. 559 16. April 1980 | 6:3 (5:1, 0:0, 1:2) | 0 Finnland | A | 0Helsinki, FIN | 0Schweden Cup | |
| Aufstellung            | Tor: Wladislaw Tretjak Verteidigung: Sergei Babinow, Wjatscheslaw Fetissow, Sinetula Biljaletdinow, Wassili Perwuchin, Juri Woschakow, Wladimir Luttschenko, Sergei Starikow, Irek Gimajew Sturm: Boris Michailow (1), Waleri Charlamow, Wladimir Krutow (2), Sergei Makarow (2), Wladimir Golikow, Nikolai Drosdezki (1), Juri Lebedew, Alexander Malzew, Wiktor Tjumenew, Alexander Skworzow, Wladimir Kowin, Michail Warnakow Trainer / Assistent: Wiktor Tichonow / Wladimir Jursinow | Tor: Wladislaw Tretjak Verteidigung: Sergei Babinow, Wjatscheslaw Fetissow, Sinetula Biljaletdinow, Wassili Perwuchin, Juri Woschakow, Wladimir Luttschenko, Sergei Starikow, Irek Gimajew Sturm: Boris Michailow (1), Waleri Charlamow, Wladimir Krutow (2), Sergei Makarow (2), Wladimir Golikow, Nikolai Drosdezki (1), Juri Lebedew, Alexander Malzew, Wiktor Tjumenew, Alexander Skworzow, Wladimir Kowin, Michail Warnakow Trainer / Assistent: Wiktor Tichonow / Wladimir Jursinow | Tor: Wladislaw Tretjak Verteidigung: Sergei Babinow, Wjatscheslaw Fetissow, Sinetula Biljaletdinow, Wassili Perwuchin, Juri Woschakow, Wladimir Luttschenko, Sergei Starikow, Irek Gimajew Sturm: Boris Michailow (1), Waleri Charlamow, Wladimir Krutow (2), Sergei Makarow (2), Wladimir Golikow, Nikolai Drosdezki (1), Juri Lebedew, Alexander Malzew, Wiktor Tjumenew, Alexander Skworzow, Wladimir Kowin, Michail Warnakow Trainer / Assistent: Wiktor Tichonow / Wladimir Jursinow | Tor: Wladislaw Tretjak Verteidigung: Sergei Babinow, Wjatscheslaw Fetissow, Sinetula Biljaletdinow, Wassili Perwuchin, Juri Woschakow, Wladimir Luttschenko, Sergei Starikow, Irek Gimajew Sturm: Boris Michailow (1), Waleri Charlamow, Wladimir Krutow (2), Sergei Makarow (2), Wladimir Golikow, Nikolai Drosdezki (1), Juri Lebedew, Alexander Malzew, Wiktor Tjumenew, Alexander Skworzow, Wladimir Kowin, Michail Warnakow Trainer / Assistent: Wiktor Tichonow / Wladimir Jursinow | Tor: Wladislaw Tretjak Verteidigung: Sergei Babinow, Wjatscheslaw Fetissow, Sinetula Biljaletdinow, Wassili Perwuchin, Juri Woschakow, Wladimir Luttschenko, Sergei Starikow, Irek Gimajew Sturm: Boris Michailow (1), Waleri Charlamow, Wladimir Krutow (2), Sergei Makarow (2), Wladimir Golikow, Nikolai Drosdezki (1), Juri Lebedew, Alexander Malzew, Wiktor Tjumenew, Alexander Skworzow, Wladimir Kowin, Michail Warnakow Trainer / Assistent: Wiktor Tichonow / Wladimir Jursinow | Tor: Wladislaw Tretjak Verteidigung: Sergei Babinow, Wjatscheslaw Fetissow, Sinetula Biljaletdinow, Wassili Perwuchin, Juri Woschakow, Wladimir Luttschenko, Sergei Starikow, Irek Gimajew Sturm: Boris Michailow (1), Waleri Charlamow, Wladimir Krutow (2), Sergei Makarow (2), Wladimir Golikow, Nikolai Drosdezki (1), Juri Lebedew, Alexander Malzew, Wiktor Tjumenew, Alexander Skworzow, Wladimir Kowin, Michail Warnakow Trainer / Assistent: Wiktor Tichonow / Wladimir Jursinow |
| Nr. 560 18. April 1980 | 7:2 (2:0, 2:0, 3:2) | 0 Schweden | A | 0Göteborg, SWE | 0Schweden Cup | |
| Aufstellung            | Tor: Wladimir Myschkin Verteidigung: Sergei Babinow, Wjatscheslaw Fetissow, Sinetula Biljaletdinow, Wassili Perwuchin, Juri Woschakow, Wladimir Luttschenko, Sergei Starikow, Irek Gimajew Sturm: Boris Michailow, Waleri Charlamow, Wladimir Krutow, Sergei Makarow (1), Wladimir Golikow (2), Nikolai Drosdezki (2), Juri Lebedew, Alexander Malzew, Wiktor Tjumenew, Alexander Skworzow, Wladimir Kowin (1), Michail Warnakow (1) Trainer / Assistent: Wiktor Tichonow / Wladimir Jursinow                                                                                                  | Tor: Wladimir Myschkin Verteidigung: Sergei Babinow, Wjatscheslaw Fetissow, Sinetula Biljaletdinow, Wassili Perwuchin, Juri Woschakow, Wladimir Luttschenko, Sergei Starikow, Irek Gimajew Sturm: Boris Michailow, Waleri Charlamow, Wladimir Krutow, Sergei Makarow (1), Wladimir Golikow (2), Nikolai Drosdezki (2), Juri Lebedew, Alexander Malzew, Wiktor Tjumenew, Alexander Skworzow, Wladimir Kowin (1), Michail Warnakow (1) Trainer / Assistent: Wiktor Tichonow / Wladimir Jursinow                                                                                                  | Tor: Wladimir Myschkin Verteidigung: Sergei Babinow, Wjatscheslaw Fetissow, Sinetula Biljaletdinow, Wassili Perwuchin, Juri Woschakow, Wladimir Luttschenko, Sergei Starikow, Irek Gimajew Sturm: Boris Michailow, Waleri Charlamow, Wladimir Krutow, Sergei Makarow (1), Wladimir Golikow (2), Nikolai Drosdezki (2), Juri Lebedew, Alexander Malzew, Wiktor Tjumenew, Alexander Skworzow, Wladimir Kowin (1), Michail Warnakow (1) Trainer / Assistent: Wiktor Tichonow / Wladimir Jursinow                                                                                                  | Tor: Wladimir Myschkin Verteidigung: Sergei Babinow, Wjatscheslaw Fetissow, Sinetula Biljaletdinow, Wassili Perwuchin, Juri Woschakow, Wladimir Luttschenko, Sergei Starikow, Irek Gimajew Sturm: Boris Michailow, Waleri Charlamow, Wladimir Krutow, Sergei Makarow (1), Wladimir Golikow (2), Nikolai Drosdezki (2), Juri Lebedew, Alexander Malzew, Wiktor Tjumenew, Alexander Skworzow, Wladimir Kowin (1), Michail Warnakow (1) Trainer / Assistent: Wiktor Tichonow / Wladimir Jursinow                                                                                                  | Tor: Wladimir Myschkin Verteidigung: Sergei Babinow, Wjatscheslaw Fetissow, Sinetula Biljaletdinow, Wassili Perwuchin, Juri Woschakow, Wladimir Luttschenko, Sergei Starikow, Irek Gimajew Sturm: Boris Michailow, Waleri Charlamow, Wladimir Krutow, Sergei Makarow (1), Wladimir Golikow (2), Nikolai Drosdezki (2), Juri Lebedew, Alexander Malzew, Wiktor Tjumenew, Alexander Skworzow, Wladimir Kowin (1), Michail Warnakow (1) Trainer / Assistent: Wiktor Tichonow / Wladimir Jursinow                                                                                                  | Tor: Wladimir Myschkin Verteidigung: Sergei Babinow, Wjatscheslaw Fetissow, Sinetula Biljaletdinow, Wassili Perwuchin, Juri Woschakow, Wladimir Luttschenko, Sergei Starikow, Irek Gimajew Sturm: Boris Michailow, Waleri Charlamow, Wladimir Krutow, Sergei Makarow (1), Wladimir Golikow (2), Nikolai Drosdezki (2), Juri Lebedew, Alexander Malzew, Wiktor Tjumenew, Alexander Skworzow, Wladimir Kowin (1), Michail Warnakow (1) Trainer / Assistent: Wiktor Tichonow / Wladimir Jursinow                                                                                                  |
| Nr. 561 20. April 1980 | 4:1 (2:1, 2:0, 0:0) | 0 Kanada | * | 0Göteborg, SWE | 0Schweden Cup | |
| Aufstellung            | Tor: Wladislaw Tretjak Verteidigung: Sergei Babinow (1), Wjatscheslaw Fetissow, Sinetula Biljaletdinow, Wassili Perwuchin, Juri Woschakow, Wladimir Luttschenko, Sergei Starikow, Irek Gimajew Sturm: Boris Michailow (1), Waleri Charlamow (1), Wladimir Krutow, Sergei Makarow, Wladimir Golikow, Nikolai Drosdezki, Juri Lebedew, Alexander Malzew, Wiktor Tjumenew, Alexander Skworzow (1), Wladimir Kowin, Michail Warnakow Trainer / Assistent: Wiktor Tichonow / Wladimir Jursinow | Tor: Wladislaw Tretjak Verteidigung: Sergei Babinow (1), Wjatscheslaw Fetissow, Sinetula Biljaletdinow, Wassili Perwuchin, Juri Woschakow, Wladimir Luttschenko, Sergei Starikow, Irek Gimajew Sturm: Boris Michailow (1), Waleri Charlamow (1), Wladimir Krutow, Sergei Makarow, Wladimir Golikow, Nikolai Drosdezki, Juri Lebedew, Alexander Malzew, Wiktor Tjumenew, Alexander Skworzow (1), Wladimir Kowin, Michail Warnakow Trainer / Assistent: Wiktor Tichonow / Wladimir Jursinow | Tor: Wladislaw Tretjak Verteidigung: Sergei Babinow (1), Wjatscheslaw Fetissow, Sinetula Biljaletdinow, Wassili Perwuchin, Juri Woschakow, Wladimir Luttschenko, Sergei Starikow, Irek Gimajew Sturm: Boris Michailow (1), Waleri Charlamow (1), Wladimir Krutow, Sergei Makarow, Wladimir Golikow, Nikolai Drosdezki, Juri Lebedew, Alexander Malzew, Wiktor Tjumenew, Alexander Skworzow (1), Wladimir Kowin, Michail Warnakow Trainer / Assistent: Wiktor Tichonow / Wladimir Jursinow | Tor: Wladislaw Tretjak Verteidigung: Sergei Babinow (1), Wjatscheslaw Fetissow, Sinetula Biljaletdinow, Wassili Perwuchin, Juri Woschakow, Wladimir Luttschenko, Sergei Starikow, Irek Gimajew Sturm: Boris Michailow (1), Waleri Charlamow (1), Wladimir Krutow, Sergei Makarow, Wladimir Golikow, Nikolai Drosdezki, Juri Lebedew, Alexander Malzew, Wiktor Tjumenew, Alexander Skworzow (1), Wladimir Kowin, Michail Warnakow Trainer / Assistent: Wiktor Tichonow / Wladimir Jursinow | Tor: Wladislaw Tretjak Verteidigung: Sergei Babinow (1), Wjatscheslaw Fetissow, Sinetula Biljaletdinow, Wassili Perwuchin, Juri Woschakow, Wladimir Luttschenko, Sergei Starikow, Irek Gimajew Sturm: Boris Michailow (1), Waleri Charlamow (1), Wladimir Krutow, Sergei Makarow, Wladimir Golikow, Nikolai Drosdezki, Juri Lebedew, Alexander Malzew, Wiktor Tjumenew, Alexander Skworzow (1), Wladimir Kowin, Michail Warnakow Trainer / Assistent: Wiktor Tichonow / Wladimir Jursinow | Tor: Wladislaw Tretjak Verteidigung: Sergei Babinow (1), Wjatscheslaw Fetissow, Sinetula Biljaletdinow, Wassili Perwuchin, Juri Woschakow, Wladimir Luttschenko, Sergei Starikow, Irek Gimajew Sturm: Boris Michailow (1), Waleri Charlamow (1), Wladimir Krutow, Sergei Makarow, Wladimir Golikow, Nikolai Drosdezki, Juri Lebedew, Alexander Malzew, Wiktor Tjumenew, Alexander Skworzow (1), Wladimir Kowin, Michail Warnakow Trainer / Assistent: Wiktor Tichonow / Wladimir Jursinow |
| Nr. 562 21. April 1980 | 2:1 (0:0, 1:1, 1:0) | 0 Tschechoslowakei | * | 0Göteborg, SWE | 0Schweden Cup | |
| Aufstellung            | Tor: Wladimir Myschkin Verteidigung: Sergei Babinow (1), Wjatscheslaw Fetissow, Sinetula Biljaletdinow, Wassili Perwuchin, Juri Woschakow, Wladimir Luttschenko, Sergei Starikow, Irek Gimajew Sturm: Boris Michailow, Waleri Charlamow, Wladimir Krutow, Sergei Makarow, Wladimir Golikow, Nikolai Drosdezki (1), Juri Lebedew, Alexander Malzew, Wiktor Tjumenew, Alexander Skworzow, Wladimir Kowin, Michail Warnakow Trainer / Assistent: Wiktor Tichonow / Wladimir Jursinow | Tor: Wladimir Myschkin Verteidigung: Sergei Babinow (1), Wjatscheslaw Fetissow, Sinetula Biljaletdinow, Wassili Perwuchin, Juri Woschakow, Wladimir Luttschenko, Sergei Starikow, Irek Gimajew Sturm: Boris Michailow, Waleri Charlamow, Wladimir Krutow, Sergei Makarow, Wladimir Golikow, Nikolai Drosdezki (1), Juri Lebedew, Alexander Malzew, Wiktor Tjumenew, Alexander Skworzow, Wladimir Kowin, Michail Warnakow Trainer / Assistent: Wiktor Tichonow / Wladimir Jursinow | Tor: Wladimir Myschkin Verteidigung: Sergei Babinow (1), Wjatscheslaw Fetissow, Sinetula Biljaletdinow, Wassili Perwuchin, Juri Woschakow, Wladimir Luttschenko, Sergei Starikow, Irek Gimajew Sturm: Boris Michailow, Waleri Charlamow, Wladimir Krutow, Sergei Makarow, Wladimir Golikow, Nikolai Drosdezki (1), Juri Lebedew, Alexander Malzew, Wiktor Tjumenew, Alexander Skworzow, Wladimir Kowin, Michail Warnakow Trainer / Assistent: Wiktor Tichonow / Wladimir Jursinow | Tor: Wladimir Myschkin Verteidigung: Sergei Babinow (1), Wjatscheslaw Fetissow, Sinetula Biljaletdinow, Wassili Perwuchin, Juri Woschakow, Wladimir Luttschenko, Sergei Starikow, Irek Gimajew Sturm: Boris Michailow, Waleri Charlamow, Wladimir Krutow, Sergei Makarow, Wladimir Golikow, Nikolai Drosdezki (1), Juri Lebedew, Alexander Malzew, Wiktor Tjumenew, Alexander Skworzow, Wladimir Kowin, Michail Warnakow Trainer / Assistent: Wiktor Tichonow / Wladimir Jursinow | Tor: Wladimir Myschkin Verteidigung: Sergei Babinow (1), Wjatscheslaw Fetissow, Sinetula Biljaletdinow, Wassili Perwuchin, Juri Woschakow, Wladimir Luttschenko, Sergei Starikow, Irek Gimajew Sturm: Boris Michailow, Waleri Charlamow, Wladimir Krutow, Sergei Makarow, Wladimir Golikow, Nikolai Drosdezki (1), Juri Lebedew, Alexander Malzew, Wiktor Tjumenew, Alexander Skworzow, Wladimir Kowin, Michail Warnakow Trainer / Assistent: Wiktor Tichonow / Wladimir Jursinow | Tor: Wladimir Myschkin Verteidigung: Sergei Babinow (1), Wjatscheslaw Fetissow, Sinetula Biljaletdinow, Wassili Perwuchin, Juri Woschakow, Wladimir Luttschenko, Sergei Starikow, Irek Gimajew Sturm: Boris Michailow, Waleri Charlamow, Wladimir Krutow, Sergei Makarow, Wladimir Golikow, Nikolai Drosdezki (1), Juri Lebedew, Alexander Malzew, Wiktor Tjumenew, Alexander Skworzow, Wladimir Kowin, Michail Warnakow Trainer / Assistent: Wiktor Tichonow / Wladimir Jursinow |
| Nr. 563 3. Sep. 1980   | 4:1 (1:0, 0:1, 3:0) | 0 Finnland | A | 0Helsinki, FIN | 0Freundschaftsspiel | |
| Aufstellung            | Tor: Wladislaw Tretjak Verteidigung: Sergei Babinow, Wjatscheslaw Fetissow, Alexei Kassatonow, Wladimir Luttschenko, Sinetula Biljaletdinow, Wassili Perwuchin, Juri Woschakow, Waleri Wassiljew Sturm: Boris Michailow (1), Waleri Charlamow, Wladimir Krutow, Sergei Makarow (1), Wiktor Schluktow, Nikolai Drosdezki, Sergei Swetlow, Wladimir Golikow, Alexander Golikow (1), Helmuts Balderis, Alexander Malzew (1), Juri Lebedew Trainer / Assistent: Wiktor Tichonow / Wladimir Jursinow                                                                                                | Tor: Wladislaw Tretjak Verteidigung: Sergei Babinow, Wjatscheslaw Fetissow, Alexei Kassatonow, Wladimir Luttschenko, Sinetula Biljaletdinow, Wassili Perwuchin, Juri Woschakow, Waleri Wassiljew Sturm: Boris Michailow (1), Waleri Charlamow, Wladimir Krutow, Sergei Makarow (1), Wiktor Schluktow, Nikolai Drosdezki, Sergei Swetlow, Wladimir Golikow, Alexander Golikow (1), Helmuts Balderis, Alexander Malzew (1), Juri Lebedew Trainer / Assistent: Wiktor Tichonow / Wladimir Jursinow                                                                                                | Tor: Wladislaw Tretjak Verteidigung: Sergei Babinow, Wjatscheslaw Fetissow, Alexei Kassatonow, Wladimir Luttschenko, Sinetula Biljaletdinow, Wassili Perwuchin, Juri Woschakow, Waleri Wassiljew Sturm: Boris Michailow (1), Waleri Charlamow, Wladimir Krutow, Sergei Makarow (1), Wiktor Schluktow, Nikolai Drosdezki, Sergei Swetlow, Wladimir Golikow, Alexander Golikow (1), Helmuts Balderis, Alexander Malzew (1), Juri Lebedew Trainer / Assistent: Wiktor Tichonow / Wladimir Jursinow                                                                                                | Tor: Wladislaw Tretjak Verteidigung: Sergei Babinow, Wjatscheslaw Fetissow, Alexei Kassatonow, Wladimir Luttschenko, Sinetula Biljaletdinow, Wassili Perwuchin, Juri Woschakow, Waleri Wassiljew Sturm: Boris Michailow (1), Waleri Charlamow, Wladimir Krutow, Sergei Makarow (1), Wiktor Schluktow, Nikolai Drosdezki, Sergei Swetlow, Wladimir Golikow, Alexander Golikow (1), Helmuts Balderis, Alexander Malzew (1), Juri Lebedew Trainer / Assistent: Wiktor Tichonow / Wladimir Jursinow                                                                                                | Tor: Wladislaw Tretjak Verteidigung: Sergei Babinow, Wjatscheslaw Fetissow, Alexei Kassatonow, Wladimir Luttschenko, Sinetula Biljaletdinow, Wassili Perwuchin, Juri Woschakow, Waleri Wassiljew Sturm: Boris Michailow (1), Waleri Charlamow, Wladimir Krutow, Sergei Makarow (1), Wiktor Schluktow, Nikolai Drosdezki, Sergei Swetlow, Wladimir Golikow, Alexander Golikow (1), Helmuts Balderis, Alexander Malzew (1), Juri Lebedew Trainer / Assistent: Wiktor Tichonow / Wladimir Jursinow                                                                                                | Tor: Wladislaw Tretjak Verteidigung: Sergei Babinow, Wjatscheslaw Fetissow, Alexei Kassatonow, Wladimir Luttschenko, Sinetula Biljaletdinow, Wassili Perwuchin, Juri Woschakow, Waleri Wassiljew Sturm: Boris Michailow (1), Waleri Charlamow, Wladimir Krutow, Sergei Makarow (1), Wiktor Schluktow, Nikolai Drosdezki, Sergei Swetlow, Wladimir Golikow, Alexander Golikow (1), Helmuts Balderis, Alexander Malzew (1), Juri Lebedew Trainer / Assistent: Wiktor Tichonow / Wladimir Jursinow                                                                                                |
| Nr. 564 4. Sep. 1980   | 4:3 (0:2, 3:1, 1:0) | 0 Finnland | A | 0Helsinki, FIN | 0Freundschaftsspiel | |
| Aufstellung            | Tor: Wladimir Myschkin Verteidigung: Sergei Babinow, Wjatscheslaw Fetissow (1), Alexei Kassatonow (1), Wladimir Luttschenko, Sinetula Biljaletdinow, Wassili Perwuchin, Juri Woschakow, Sergei Starikow Sturm: Alexander Skworzow, Wladimir Kowin, Wladimir Krutow, Sergei Makarow, Wiktor Schluktow (1), Nikolai Drosdezki, Sergei Swetlow, Wladimir Golikow, Alexander Golikow, Helmuts Balderis (1), Alexander Malzew, Juri Lebedew Trainer / Assistent: Wiktor Tichonow / Wladimir Jursinow                                                                                                | Tor: Wladimir Myschkin Verteidigung: Sergei Babinow, Wjatscheslaw Fetissow (1), Alexei Kassatonow (1), Wladimir Luttschenko, Sinetula Biljaletdinow, Wassili Perwuchin, Juri Woschakow, Sergei Starikow Sturm: Alexander Skworzow, Wladimir Kowin, Wladimir Krutow, Sergei Makarow, Wiktor Schluktow (1), Nikolai Drosdezki, Sergei Swetlow, Wladimir Golikow, Alexander Golikow, Helmuts Balderis (1), Alexander Malzew, Juri Lebedew Trainer / Assistent: Wiktor Tichonow / Wladimir Jursinow                                                                                                | Tor: Wladimir Myschkin Verteidigung: Sergei Babinow, Wjatscheslaw Fetissow (1), Alexei Kassatonow (1), Wladimir Luttschenko, Sinetula Biljaletdinow, Wassili Perwuchin, Juri Woschakow, Sergei Starikow Sturm: Alexander Skworzow, Wladimir Kowin, Wladimir Krutow, Sergei Makarow, Wiktor Schluktow (1), Nikolai Drosdezki, Sergei Swetlow, Wladimir Golikow, Alexander Golikow, Helmuts Balderis (1), Alexander Malzew, Juri Lebedew Trainer / Assistent: Wiktor Tichonow / Wladimir Jursinow                                                                                                | Tor: Wladimir Myschkin Verteidigung: Sergei Babinow, Wjatscheslaw Fetissow (1), Alexei Kassatonow (1), Wladimir Luttschenko, Sinetula Biljaletdinow, Wassili Perwuchin, Juri Woschakow, Sergei Starikow Sturm: Alexander Skworzow, Wladimir Kowin, Wladimir Krutow, Sergei Makarow, Wiktor Schluktow (1), Nikolai Drosdezki, Sergei Swetlow, Wladimir Golikow, Alexander Golikow, Helmuts Balderis (1), Alexander Malzew, Juri Lebedew Trainer / Assistent: Wiktor Tichonow / Wladimir Jursinow                                                                                                | Tor: Wladimir Myschkin Verteidigung: Sergei Babinow, Wjatscheslaw Fetissow (1), Alexei Kassatonow (1), Wladimir Luttschenko, Sinetula Biljaletdinow, Wassili Perwuchin, Juri Woschakow, Sergei Starikow Sturm: Alexander Skworzow, Wladimir Kowin, Wladimir Krutow, Sergei Makarow, Wiktor Schluktow (1), Nikolai Drosdezki, Sergei Swetlow, Wladimir Golikow, Alexander Golikow, Helmuts Balderis (1), Alexander Malzew, Juri Lebedew Trainer / Assistent: Wiktor Tichonow / Wladimir Jursinow                                                                                                | Tor: Wladimir Myschkin Verteidigung: Sergei Babinow, Wjatscheslaw Fetissow (1), Alexei Kassatonow (1), Wladimir Luttschenko, Sinetula Biljaletdinow, Wassili Perwuchin, Juri Woschakow, Sergei Starikow Sturm: Alexander Skworzow, Wladimir Kowin, Wladimir Krutow, Sergei Makarow, Wiktor Schluktow (1), Nikolai Drosdezki, Sergei Swetlow, Wladimir Golikow, Alexander Golikow, Helmuts Balderis (1), Alexander Malzew, Juri Lebedew Trainer / Assistent: Wiktor Tichonow / Wladimir Jursinow                                                                                                |
| Nr. 565 7. Sep. 1980   | 3:0 (3:0, 0:0, 0:0) | 0 Schweden | A | 0Göteborg, SWE | 0Freundschaftsspiel | |
| Aufstellung            | Tor: Wladislaw Tretjak Verteidigung: Sergei Babinow, Wjatscheslaw Fetissow, Alexei Kassatonow, Wladimir Luttschenko, Sinetula Biljaletdinow, Wassili Perwuchin, Waleri Wassiljew, Sergei Starikow Sturm: Boris Michailow, Waleri Charlamow, Wladimir Krutow (1), Sergei Makarow, Wiktor Schluktow (1), Nikolai Drosdezki, Sergei Swetlow, Wladimir Golikow, Alexander Golikow (1), Helmuts Balderis, Alexander Malzew, Juri Lebedew Trainer / Assistent: Wiktor Tichonow / Wladimir Jursinow                                                                                                   | Tor: Wladislaw Tretjak Verteidigung: Sergei Babinow, Wjatscheslaw Fetissow, Alexei Kassatonow, Wladimir Luttschenko, Sinetula Biljaletdinow, Wassili Perwuchin, Waleri Wassiljew, Sergei Starikow Sturm: Boris Michailow, Waleri Charlamow, Wladimir Krutow (1), Sergei Makarow, Wiktor Schluktow (1), Nikolai Drosdezki, Sergei Swetlow, Wladimir Golikow, Alexander Golikow (1), Helmuts Balderis, Alexander Malzew, Juri Lebedew Trainer / Assistent: Wiktor Tichonow / Wladimir Jursinow                                                                                                   | Tor: Wladislaw Tretjak Verteidigung: Sergei Babinow, Wjatscheslaw Fetissow, Alexei Kassatonow, Wladimir Luttschenko, Sinetula Biljaletdinow, Wassili Perwuchin, Waleri Wassiljew, Sergei Starikow Sturm: Boris Michailow, Waleri Charlamow, Wladimir Krutow (1), Sergei Makarow, Wiktor Schluktow (1), Nikolai Drosdezki, Sergei Swetlow, Wladimir Golikow, Alexander Golikow (1), Helmuts Balderis, Alexander Malzew, Juri Lebedew Trainer / Assistent: Wiktor Tichonow / Wladimir Jursinow                                                                                                   | Tor: Wladislaw Tretjak Verteidigung: Sergei Babinow, Wjatscheslaw Fetissow, Alexei Kassatonow, Wladimir Luttschenko, Sinetula Biljaletdinow, Wassili Perwuchin, Waleri Wassiljew, Sergei Starikow Sturm: Boris Michailow, Waleri Charlamow, Wladimir Krutow (1), Sergei Makarow, Wiktor Schluktow (1), Nikolai Drosdezki, Sergei Swetlow, Wladimir Golikow, Alexander Golikow (1), Helmuts Balderis, Alexander Malzew, Juri Lebedew Trainer / Assistent: Wiktor Tichonow / Wladimir Jursinow                                                                                                   | Tor: Wladislaw Tretjak Verteidigung: Sergei Babinow, Wjatscheslaw Fetissow, Alexei Kassatonow, Wladimir Luttschenko, Sinetula Biljaletdinow, Wassili Perwuchin, Waleri Wassiljew, Sergei Starikow Sturm: Boris Michailow, Waleri Charlamow, Wladimir Krutow (1), Sergei Makarow, Wiktor Schluktow (1), Nikolai Drosdezki, Sergei Swetlow, Wladimir Golikow, Alexander Golikow (1), Helmuts Balderis, Alexander Malzew, Juri Lebedew Trainer / Assistent: Wiktor Tichonow / Wladimir Jursinow                                                                                                   | Tor: Wladislaw Tretjak Verteidigung: Sergei Babinow, Wjatscheslaw Fetissow, Alexei Kassatonow, Wladimir Luttschenko, Sinetula Biljaletdinow, Wassili Perwuchin, Waleri Wassiljew, Sergei Starikow Sturm: Boris Michailow, Waleri Charlamow, Wladimir Krutow (1), Sergei Makarow, Wiktor Schluktow (1), Nikolai Drosdezki, Sergei Swetlow, Wladimir Golikow, Alexander Golikow (1), Helmuts Balderis, Alexander Malzew, Juri Lebedew Trainer / Assistent: Wiktor Tichonow / Wladimir Jursinow                                                                                                   |
| Nr. 566 9. Sep. 1980   | 10:2 (5:1, 4:1, 1:0) | 0 Schweden | A | 0Södertälje, SWE | 0Freundschaftsspiel | |
| Aufstellung            | Tor: Wladimir Myschkin Verteidigung: Sergei Babinow, Wjatscheslaw Fetissow, Alexei Kassatonow, Sergei Starikow (1), Sinetula Biljaletdinow, Wassili Perwuchin, Waleri Wassiljew, Juri Woschakow Sturm: Boris Michailow, Waleri Charlamow (1), Wladimir Krutow, Sergei Makarow (2), Wiktor Schluktow (1), Nikolai Drosdezki, Alexander Skworzow (1), Wladimir Kowin (1), Alexander Golikow, Helmuts Balderis, Alexander Malzew (2), Juri Lebedew (1) Trainer / Assistent: Wiktor Tichonow / Wladimir Jursinow                                                                                   | Tor: Wladimir Myschkin Verteidigung: Sergei Babinow, Wjatscheslaw Fetissow, Alexei Kassatonow, Sergei Starikow (1), Sinetula Biljaletdinow, Wassili Perwuchin, Waleri Wassiljew, Juri Woschakow Sturm: Boris Michailow, Waleri Charlamow (1), Wladimir Krutow, Sergei Makarow (2), Wiktor Schluktow (1), Nikolai Drosdezki, Alexander Skworzow (1), Wladimir Kowin (1), Alexander Golikow, Helmuts Balderis, Alexander Malzew (2), Juri Lebedew (1) Trainer / Assistent: Wiktor Tichonow / Wladimir Jursinow                                                                                   | Tor: Wladimir Myschkin Verteidigung: Sergei Babinow, Wjatscheslaw Fetissow, Alexei Kassatonow, Sergei Starikow (1), Sinetula Biljaletdinow, Wassili Perwuchin, Waleri Wassiljew, Juri Woschakow Sturm: Boris Michailow, Waleri Charlamow (1), Wladimir Krutow, Sergei Makarow (2), Wiktor Schluktow (1), Nikolai Drosdezki, Alexander Skworzow (1), Wladimir Kowin (1), Alexander Golikow, Helmuts Balderis, Alexander Malzew (2), Juri Lebedew (1) Trainer / Assistent: Wiktor Tichonow / Wladimir Jursinow                                                                                   | Tor: Wladimir Myschkin Verteidigung: Sergei Babinow, Wjatscheslaw Fetissow, Alexei Kassatonow, Sergei Starikow (1), Sinetula Biljaletdinow, Wassili Perwuchin, Waleri Wassiljew, Juri Woschakow Sturm: Boris Michailow, Waleri Charlamow (1), Wladimir Krutow, Sergei Makarow (2), Wiktor Schluktow (1), Nikolai Drosdezki, Alexander Skworzow (1), Wladimir Kowin (1), Alexander Golikow, Helmuts Balderis, Alexander Malzew (2), Juri Lebedew (1) Trainer / Assistent: Wiktor Tichonow / Wladimir Jursinow                                                                                   | Tor: Wladimir Myschkin Verteidigung: Sergei Babinow, Wjatscheslaw Fetissow, Alexei Kassatonow, Sergei Starikow (1), Sinetula Biljaletdinow, Wassili Perwuchin, Waleri Wassiljew, Juri Woschakow Sturm: Boris Michailow, Waleri Charlamow (1), Wladimir Krutow, Sergei Makarow (2), Wiktor Schluktow (1), Nikolai Drosdezki, Alexander Skworzow (1), Wladimir Kowin (1), Alexander Golikow, Helmuts Balderis, Alexander Malzew (2), Juri Lebedew (1) Trainer / Assistent: Wiktor Tichonow / Wladimir Jursinow                                                                                   | Tor: Wladimir Myschkin Verteidigung: Sergei Babinow, Wjatscheslaw Fetissow, Alexei Kassatonow, Sergei Starikow (1), Sinetula Biljaletdinow, Wassili Perwuchin, Waleri Wassiljew, Juri Woschakow Sturm: Boris Michailow, Waleri Charlamow (1), Wladimir Krutow, Sergei Makarow (2), Wiktor Schluktow (1), Nikolai Drosdezki, Alexander Skworzow (1), Wladimir Kowin (1), Alexander Golikow, Helmuts Balderis, Alexander Malzew (2), Juri Lebedew (1) Trainer / Assistent: Wiktor Tichonow / Wladimir Jursinow                                                                                   |
| Nr. 567 11. Sep. 1980  | 5:3 (1:2, 2:1, 2:0) | 0 Tschechoslowakei | A | 0Prag, TCH | 0Freundschaftsspiel | |
| Aufstellung            | Tor: Wladislaw Tretjak Verteidigung: Sergei Babinow, Sergei Starikow, Alexei Kassatonow, Wladimir Luttschenko, Sinetula Biljaletdinow, Wassili Perwuchin, Juri Woschakow, Waleri Wassiljew Sturm: Boris Michailow (2), Waleri Charlamow, Wladimir Krutow, Sergei Makarow, Wiktor Schluktow (1), Nikolai Drosdezki (1), Sergei Swetlow, Wladimir Golikow (1), Alexander Golikow, Helmuts Balderis, Alexander Malzew, Juri Lebedew Trainer / Assistent: Wiktor Tichonow / Wladimir Jursinow | Tor: Wladislaw Tretjak Verteidigung: Sergei Babinow, Sergei Starikow, Alexei Kassatonow, Wladimir Luttschenko, Sinetula Biljaletdinow, Wassili Perwuchin, Juri Woschakow, Waleri Wassiljew Sturm: Boris Michailow (2), Waleri Charlamow, Wladimir Krutow, Sergei Makarow, Wiktor Schluktow (1), Nikolai Drosdezki (1), Sergei Swetlow, Wladimir Golikow (1), Alexander Golikow, Helmuts Balderis, Alexander Malzew, Juri Lebedew Trainer / Assistent: Wiktor Tichonow / Wladimir Jursinow | Tor: Wladislaw Tretjak Verteidigung: Sergei Babinow, Sergei Starikow, Alexei Kassatonow, Wladimir Luttschenko, Sinetula Biljaletdinow, Wassili Perwuchin, Juri Woschakow, Waleri Wassiljew Sturm: Boris Michailow (2), Waleri Charlamow, Wladimir Krutow, Sergei Makarow, Wiktor Schluktow (1), Nikolai Drosdezki (1), Sergei Swetlow, Wladimir Golikow (1), Alexander Golikow, Helmuts Balderis, Alexander Malzew, Juri Lebedew Trainer / Assistent: Wiktor Tichonow / Wladimir Jursinow | Tor: Wladislaw Tretjak Verteidigung: Sergei Babinow, Sergei Starikow, Alexei Kassatonow, Wladimir Luttschenko, Sinetula Biljaletdinow, Wassili Perwuchin, Juri Woschakow, Waleri Wassiljew Sturm: Boris Michailow (2), Waleri Charlamow, Wladimir Krutow, Sergei Makarow, Wiktor Schluktow (1), Nikolai Drosdezki (1), Sergei Swetlow, Wladimir Golikow (1), Alexander Golikow, Helmuts Balderis, Alexander Malzew, Juri Lebedew Trainer / Assistent: Wiktor Tichonow / Wladimir Jursinow | Tor: Wladislaw Tretjak Verteidigung: Sergei Babinow, Sergei Starikow, Alexei Kassatonow, Wladimir Luttschenko, Sinetula Biljaletdinow, Wassili Perwuchin, Juri Woschakow, Waleri Wassiljew Sturm: Boris Michailow (2), Waleri Charlamow, Wladimir Krutow, Sergei Makarow, Wiktor Schluktow (1), Nikolai Drosdezki (1), Sergei Swetlow, Wladimir Golikow (1), Alexander Golikow, Helmuts Balderis, Alexander Malzew, Juri Lebedew Trainer / Assistent: Wiktor Tichonow / Wladimir Jursinow | Tor: Wladislaw Tretjak Verteidigung: Sergei Babinow, Sergei Starikow, Alexei Kassatonow, Wladimir Luttschenko, Sinetula Biljaletdinow, Wassili Perwuchin, Juri Woschakow, Waleri Wassiljew Sturm: Boris Michailow (2), Waleri Charlamow, Wladimir Krutow, Sergei Makarow, Wiktor Schluktow (1), Nikolai Drosdezki (1), Sergei Swetlow, Wladimir Golikow (1), Alexander Golikow, Helmuts Balderis, Alexander Malzew, Juri Lebedew Trainer / Assistent: Wiktor Tichonow / Wladimir Jursinow |
| Nr. 568 12. Sep. 1980  | 2:2 (0:1, 2:1, 0:0) | 0 Tschechoslowakei | A | 0Prag, TCH | 0Freundschaftsspiel | |
| Aufstellung            | Tor: Wladimir Myschkin Verteidigung: Sergei Babinow, Wjatscheslaw Fetissow, Alexei Kassatonow, Wladimir Luttschenko, Sinetula Biljaletdinow, Wassili Perwuchin, Waleri Wassiljew, Sergei Starikow Sturm: Boris Michailow, Waleri Charlamow (1), Wladimir Krutow (1), Sergei Makarow, Wiktor Schluktow, Nikolai Drosdezki, Helmuts Balderis, Wladimir Golikow, Alexander Malzew, Alexander Skworzow, Wladimir Kowin, Alexander Golikow Trainer / Assistent: Wiktor Tichonow / Wladimir Jursinow                                                                                                 | Tor: Wladimir Myschkin Verteidigung: Sergei Babinow, Wjatscheslaw Fetissow, Alexei Kassatonow, Wladimir Luttschenko, Sinetula Biljaletdinow, Wassili Perwuchin, Waleri Wassiljew, Sergei Starikow Sturm: Boris Michailow, Waleri Charlamow (1), Wladimir Krutow (1), Sergei Makarow, Wiktor Schluktow, Nikolai Drosdezki, Helmuts Balderis, Wladimir Golikow, Alexander Malzew, Alexander Skworzow, Wladimir Kowin, Alexander Golikow Trainer / Assistent: Wiktor Tichonow / Wladimir Jursinow                                                                                                 | Tor: Wladimir Myschkin Verteidigung: Sergei Babinow, Wjatscheslaw Fetissow, Alexei Kassatonow, Wladimir Luttschenko, Sinetula Biljaletdinow, Wassili Perwuchin, Waleri Wassiljew, Sergei Starikow Sturm: Boris Michailow, Waleri Charlamow (1), Wladimir Krutow (1), Sergei Makarow, Wiktor Schluktow, Nikolai Drosdezki, Helmuts Balderis, Wladimir Golikow, Alexander Malzew, Alexander Skworzow, Wladimir Kowin, Alexander Golikow Trainer / Assistent: Wiktor Tichonow / Wladimir Jursinow                                                                                                 | Tor: Wladimir Myschkin Verteidigung: Sergei Babinow, Wjatscheslaw Fetissow, Alexei Kassatonow, Wladimir Luttschenko, Sinetula Biljaletdinow, Wassili Perwuchin, Waleri Wassiljew, Sergei Starikow Sturm: Boris Michailow, Waleri Charlamow (1), Wladimir Krutow (1), Sergei Makarow, Wiktor Schluktow, Nikolai Drosdezki, Helmuts Balderis, Wladimir Golikow, Alexander Malzew, Alexander Skworzow, Wladimir Kowin, Alexander Golikow Trainer / Assistent: Wiktor Tichonow / Wladimir Jursinow                                                                                                 | Tor: Wladimir Myschkin Verteidigung: Sergei Babinow, Wjatscheslaw Fetissow, Alexei Kassatonow, Wladimir Luttschenko, Sinetula Biljaletdinow, Wassili Perwuchin, Waleri Wassiljew, Sergei Starikow Sturm: Boris Michailow, Waleri Charlamow (1), Wladimir Krutow (1), Sergei Makarow, Wiktor Schluktow, Nikolai Drosdezki, Helmuts Balderis, Wladimir Golikow, Alexander Malzew, Alexander Skworzow, Wladimir Kowin, Alexander Golikow Trainer / Assistent: Wiktor Tichonow / Wladimir Jursinow                                                                                                 | Tor: Wladimir Myschkin Verteidigung: Sergei Babinow, Wjatscheslaw Fetissow, Alexei Kassatonow, Wladimir Luttschenko, Sinetula Biljaletdinow, Wassili Perwuchin, Waleri Wassiljew, Sergei Starikow Sturm: Boris Michailow, Waleri Charlamow (1), Wladimir Krutow (1), Sergei Makarow, Wiktor Schluktow, Nikolai Drosdezki, Helmuts Balderis, Wladimir Golikow, Alexander Malzew, Alexander Skworzow, Wladimir Kowin, Alexander Golikow Trainer / Assistent: Wiktor Tichonow / Wladimir Jursinow                                                                                                 |
| Nr. 569 14. Sep. 1980  | 4:2 (0:1, 3:1, 1:0) | 0 Tschechoslowakei | A | 0Bratislava, TCH | 0Freundschaftsspiel | |
| Aufstellung            | Tor: Wladislaw Tretjak Verteidigung: Sergei Babinow, Wjatscheslaw Fetissow, Alexei Kassatonow (1), Wladimir Luttschenko, Sinetula Biljaletdinow, Wassili Perwuchin, Waleri Wassiljew, Sergei Starikow Sturm: Boris Michailow, Waleri Charlamow, Wladimir Krutow (1), Sergei Makarow, Wiktor Schluktow, Nikolai Drosdezki (2), Alexander Skworzow, Wladimir Golikow, Alexander Golikow, Helmuts Balderis, Alexander Malzew, Juri Lebedew Trainer / Assistent: Wiktor Tichonow / Wladimir Jursinow                                                                                               | Tor: Wladislaw Tretjak Verteidigung: Sergei Babinow, Wjatscheslaw Fetissow, Alexei Kassatonow (1), Wladimir Luttschenko, Sinetula Biljaletdinow, Wassili Perwuchin, Waleri Wassiljew, Sergei Starikow Sturm: Boris Michailow, Waleri Charlamow, Wladimir Krutow (1), Sergei Makarow, Wiktor Schluktow, Nikolai Drosdezki (2), Alexander Skworzow, Wladimir Golikow, Alexander Golikow, Helmuts Balderis, Alexander Malzew, Juri Lebedew Trainer / Assistent: Wiktor Tichonow / Wladimir Jursinow                                                                                               | Tor: Wladislaw Tretjak Verteidigung: Sergei Babinow, Wjatscheslaw Fetissow, Alexei Kassatonow (1), Wladimir Luttschenko, Sinetula Biljaletdinow, Wassili Perwuchin, Waleri Wassiljew, Sergei Starikow Sturm: Boris Michailow, Waleri Charlamow, Wladimir Krutow (1), Sergei Makarow, Wiktor Schluktow, Nikolai Drosdezki (2), Alexander Skworzow, Wladimir Golikow, Alexander Golikow, Helmuts Balderis, Alexander Malzew, Juri Lebedew Trainer / Assistent: Wiktor Tichonow / Wladimir Jursinow                                                                                               | Tor: Wladislaw Tretjak Verteidigung: Sergei Babinow, Wjatscheslaw Fetissow, Alexei Kassatonow (1), Wladimir Luttschenko, Sinetula Biljaletdinow, Wassili Perwuchin, Waleri Wassiljew, Sergei Starikow Sturm: Boris Michailow, Waleri Charlamow, Wladimir Krutow (1), Sergei Makarow, Wiktor Schluktow, Nikolai Drosdezki (2), Alexander Skworzow, Wladimir Golikow, Alexander Golikow, Helmuts Balderis, Alexander Malzew, Juri Lebedew Trainer / Assistent: Wiktor Tichonow / Wladimir Jursinow                                                                                               | Tor: Wladislaw Tretjak Verteidigung: Sergei Babinow, Wjatscheslaw Fetissow, Alexei Kassatonow (1), Wladimir Luttschenko, Sinetula Biljaletdinow, Wassili Perwuchin, Waleri Wassiljew, Sergei Starikow Sturm: Boris Michailow, Waleri Charlamow, Wladimir Krutow (1), Sergei Makarow, Wiktor Schluktow, Nikolai Drosdezki (2), Alexander Skworzow, Wladimir Golikow, Alexander Golikow, Helmuts Balderis, Alexander Malzew, Juri Lebedew Trainer / Assistent: Wiktor Tichonow / Wladimir Jursinow                                                                                               | Tor: Wladislaw Tretjak Verteidigung: Sergei Babinow, Wjatscheslaw Fetissow, Alexei Kassatonow (1), Wladimir Luttschenko, Sinetula Biljaletdinow, Wassili Perwuchin, Waleri Wassiljew, Sergei Starikow Sturm: Boris Michailow, Waleri Charlamow, Wladimir Krutow (1), Sergei Makarow, Wiktor Schluktow, Nikolai Drosdezki (2), Alexander Skworzow, Wladimir Golikow, Alexander Golikow, Helmuts Balderis, Alexander Malzew, Juri Lebedew Trainer / Assistent: Wiktor Tichonow / Wladimir Jursinow                                                                                               |
| Nr. 570 16. Dez. 1980  | 10:0 (3:0, 1:0, 6:0) | 0 Finnland | H | 0Moskau | 0Iswestija-Pokal 1980 | |
| Aufstellung            | Tor: Wladislaw Tretjak Verteidigung: Alexei Kassatonow, Wjatscheslaw Fetissow, Sergei Babinow, Sergei Starikow, Sinetula Biljaletdinow (1), Wassili Perwuchin, Wladimir Kutscherenko, Nikolai Makarow Sturm: Sergei Makarow (2), Wiktor Schluktow, Nikolai Drosdezki (1), Wladimir Krutow, Wladimir Golikow (2), Andrei Chomutow, Alexander Malzew, Anatoli Antipow, Helmuts Balderis, Wiktor Schalimow (2), Sergei Schepelew (2), Sergei Swetlow Trainer / Assistent: Wiktor Tichonow / Wladimir Jursinow                                                                                     | Tor: Wladislaw Tretjak Verteidigung: Alexei Kassatonow, Wjatscheslaw Fetissow, Sergei Babinow, Sergei Starikow, Sinetula Biljaletdinow (1), Wassili Perwuchin, Wladimir Kutscherenko, Nikolai Makarow Sturm: Sergei Makarow (2), Wiktor Schluktow, Nikolai Drosdezki (1), Wladimir Krutow, Wladimir Golikow (2), Andrei Chomutow, Alexander Malzew, Anatoli Antipow, Helmuts Balderis, Wiktor Schalimow (2), Sergei Schepelew (2), Sergei Swetlow Trainer / Assistent: Wiktor Tichonow / Wladimir Jursinow                                                                                     | Tor: Wladislaw Tretjak Verteidigung: Alexei Kassatonow, Wjatscheslaw Fetissow, Sergei Babinow, Sergei Starikow, Sinetula Biljaletdinow (1), Wassili Perwuchin, Wladimir Kutscherenko, Nikolai Makarow Sturm: Sergei Makarow (2), Wiktor Schluktow, Nikolai Drosdezki (1), Wladimir Krutow, Wladimir Golikow (2), Andrei Chomutow, Alexander Malzew, Anatoli Antipow, Helmuts Balderis, Wiktor Schalimow (2), Sergei Schepelew (2), Sergei Swetlow Trainer / Assistent: Wiktor Tichonow / Wladimir Jursinow                                                                                     | Tor: Wladislaw Tretjak Verteidigung: Alexei Kassatonow, Wjatscheslaw Fetissow, Sergei Babinow, Sergei Starikow, Sinetula Biljaletdinow (1), Wassili Perwuchin, Wladimir Kutscherenko, Nikolai Makarow Sturm: Sergei Makarow (2), Wiktor Schluktow, Nikolai Drosdezki (1), Wladimir Krutow, Wladimir Golikow (2), Andrei Chomutow, Alexander Malzew, Anatoli Antipow, Helmuts Balderis, Wiktor Schalimow (2), Sergei Schepelew (2), Sergei Swetlow Trainer / Assistent: Wiktor Tichonow / Wladimir Jursinow                                                                                     | Tor: Wladislaw Tretjak Verteidigung: Alexei Kassatonow, Wjatscheslaw Fetissow, Sergei Babinow, Sergei Starikow, Sinetula Biljaletdinow (1), Wassili Perwuchin, Wladimir Kutscherenko, Nikolai Makarow Sturm: Sergei Makarow (2), Wiktor Schluktow, Nikolai Drosdezki (1), Wladimir Krutow, Wladimir Golikow (2), Andrei Chomutow, Alexander Malzew, Anatoli Antipow, Helmuts Balderis, Wiktor Schalimow (2), Sergei Schepelew (2), Sergei Swetlow Trainer / Assistent: Wiktor Tichonow / Wladimir Jursinow                                                                                     | Tor: Wladislaw Tretjak Verteidigung: Alexei Kassatonow, Wjatscheslaw Fetissow, Sergei Babinow, Sergei Starikow, Sinetula Biljaletdinow (1), Wassili Perwuchin, Wladimir Kutscherenko, Nikolai Makarow Sturm: Sergei Makarow (2), Wiktor Schluktow, Nikolai Drosdezki (1), Wladimir Krutow, Wladimir Golikow (2), Andrei Chomutow, Alexander Malzew, Anatoli Antipow, Helmuts Balderis, Wiktor Schalimow (2), Sergei Schepelew (2), Sergei Swetlow Trainer / Assistent: Wiktor Tichonow / Wladimir Jursinow                                                                                     |
| Nr. 571 18. Dez. 1980  | 4:5 (1:1, 1:3, 2:1) | 0 Tschechoslowakei | H | 0Moskau | 0Iswestija-Pokal 1980 | |
| Aufstellung            | Tor: Wladimir Myschkin Verteidigung: Alexei Kassatonow, Wjatscheslaw Fetissow, Sergei Babinow, Sergei Starikow, Sinetula Biljaletdinow, Wassili Perwuchin (2), Wladimir Kutscherenko, Nikolai Makarow Sturm: Sergei Makarow, Wiktor Schluktow, Nikolai Drosdezki, Wladimir Krutow (1), Wladimir Golikow, Andrei Chomutow, Alexander Malzew, Anatoli Antipow, Helmuts Balderis, Wiktor Schalimow (1), Sergei Schepelew, Sergei Swetlow Trainer / Assistent: Wiktor Tichonow / Wladimir Jursinow                                                                                                 | Tor: Wladimir Myschkin Verteidigung: Alexei Kassatonow, Wjatscheslaw Fetissow, Sergei Babinow, Sergei Starikow, Sinetula Biljaletdinow, Wassili Perwuchin (2), Wladimir Kutscherenko, Nikolai Makarow Sturm: Sergei Makarow, Wiktor Schluktow, Nikolai Drosdezki, Wladimir Krutow (1), Wladimir Golikow, Andrei Chomutow, Alexander Malzew, Anatoli Antipow, Helmuts Balderis, Wiktor Schalimow (1), Sergei Schepelew, Sergei Swetlow Trainer / Assistent: Wiktor Tichonow / Wladimir Jursinow                                                                                                 | Tor: Wladimir Myschkin Verteidigung: Alexei Kassatonow, Wjatscheslaw Fetissow, Sergei Babinow, Sergei Starikow, Sinetula Biljaletdinow, Wassili Perwuchin (2), Wladimir Kutscherenko, Nikolai Makarow Sturm: Sergei Makarow, Wiktor Schluktow, Nikolai Drosdezki, Wladimir Krutow (1), Wladimir Golikow, Andrei Chomutow, Alexander Malzew, Anatoli Antipow, Helmuts Balderis, Wiktor Schalimow (1), Sergei Schepelew, Sergei Swetlow Trainer / Assistent: Wiktor Tichonow / Wladimir Jursinow                                                                                                 | Tor: Wladimir Myschkin Verteidigung: Alexei Kassatonow, Wjatscheslaw Fetissow, Sergei Babinow, Sergei Starikow, Sinetula Biljaletdinow, Wassili Perwuchin (2), Wladimir Kutscherenko, Nikolai Makarow Sturm: Sergei Makarow, Wiktor Schluktow, Nikolai Drosdezki, Wladimir Krutow (1), Wladimir Golikow, Andrei Chomutow, Alexander Malzew, Anatoli Antipow, Helmuts Balderis, Wiktor Schalimow (1), Sergei Schepelew, Sergei Swetlow Trainer / Assistent: Wiktor Tichonow / Wladimir Jursinow                                                                                                 | Tor: Wladimir Myschkin Verteidigung: Alexei Kassatonow, Wjatscheslaw Fetissow, Sergei Babinow, Sergei Starikow, Sinetula Biljaletdinow, Wassili Perwuchin (2), Wladimir Kutscherenko, Nikolai Makarow Sturm: Sergei Makarow, Wiktor Schluktow, Nikolai Drosdezki, Wladimir Krutow (1), Wladimir Golikow, Andrei Chomutow, Alexander Malzew, Anatoli Antipow, Helmuts Balderis, Wiktor Schalimow (1), Sergei Schepelew, Sergei Swetlow Trainer / Assistent: Wiktor Tichonow / Wladimir Jursinow                                                                                                 | Tor: Wladimir Myschkin Verteidigung: Alexei Kassatonow, Wjatscheslaw Fetissow, Sergei Babinow, Sergei Starikow, Sinetula Biljaletdinow, Wassili Perwuchin (2), Wladimir Kutscherenko, Nikolai Makarow Sturm: Sergei Makarow, Wiktor Schluktow, Nikolai Drosdezki, Wladimir Krutow (1), Wladimir Golikow, Andrei Chomutow, Alexander Malzew, Anatoli Antipow, Helmuts Balderis, Wiktor Schalimow (1), Sergei Schepelew, Sergei Swetlow Trainer / Assistent: Wiktor Tichonow / Wladimir Jursinow                                                                                                 |
| Nr. 572 20. Dez. 1980  | 2:0 (0:0, 1:0, 1:0) | 0 Schweden | H | 0Moskau | 0Iswestija-Pokal 1980 | |
| Aufstellung            | Tor: Wladislaw Tretjak Verteidigung: Alexei Kassatonow, Wjatscheslaw Fetissow, Sinetula Biljaletdinow, Wassili Perwuchin (1), Wladimir Kutscherenko, Nikolai Makarow Sturm: Sergei Makarow, Wiktor Schluktow, Nikolai Drosdezki, Wladimir Krutow, Wladimir Golikow, Andrei Chomutow, Wiktor Schalimow (1), Sergei Schepelew, Helmuts Balderis, Sergei Swetlow Trainer / Assistent: Wiktor Tichonow / Wladimir Jursinow | Tor: Wladislaw Tretjak Verteidigung: Alexei Kassatonow, Wjatscheslaw Fetissow, Sinetula Biljaletdinow, Wassili Perwuchin (1), Wladimir Kutscherenko, Nikolai Makarow Sturm: Sergei Makarow, Wiktor Schluktow, Nikolai Drosdezki, Wladimir Krutow, Wladimir Golikow, Andrei Chomutow, Wiktor Schalimow (1), Sergei Schepelew, Helmuts Balderis, Sergei Swetlow Trainer / Assistent: Wiktor Tichonow / Wladimir Jursinow | Tor: Wladislaw Tretjak Verteidigung: Alexei Kassatonow, Wjatscheslaw Fetissow, Sinetula Biljaletdinow, Wassili Perwuchin (1), Wladimir Kutscherenko, Nikolai Makarow Sturm: Sergei Makarow, Wiktor Schluktow, Nikolai Drosdezki, Wladimir Krutow, Wladimir Golikow, Andrei Chomutow, Wiktor Schalimow (1), Sergei Schepelew, Helmuts Balderis, Sergei Swetlow Trainer / Assistent: Wiktor Tichonow / Wladimir Jursinow | Tor: Wladislaw Tretjak Verteidigung: Alexei Kassatonow, Wjatscheslaw Fetissow, Sinetula Biljaletdinow, Wassili Perwuchin (1), Wladimir Kutscherenko, Nikolai Makarow Sturm: Sergei Makarow, Wiktor Schluktow, Nikolai Drosdezki, Wladimir Krutow, Wladimir Golikow, Andrei Chomutow, Wiktor Schalimow (1), Sergei Schepelew, Helmuts Balderis, Sergei Swetlow Trainer / Assistent: Wiktor Tichonow / Wladimir Jursinow | Tor: Wladislaw Tretjak Verteidigung: Alexei Kassatonow, Wjatscheslaw Fetissow, Sinetula Biljaletdinow, Wassili Perwuchin (1), Wladimir Kutscherenko, Nikolai Makarow Sturm: Sergei Makarow, Wiktor Schluktow, Nikolai Drosdezki, Wladimir Krutow, Wladimir Golikow, Andrei Chomutow, Wiktor Schalimow (1), Sergei Schepelew, Helmuts Balderis, Sergei Swetlow Trainer / Assistent: Wiktor Tichonow / Wladimir Jursinow | Tor: Wladislaw Tretjak Verteidigung: Alexei Kassatonow, Wjatscheslaw Fetissow, Sinetula Biljaletdinow, Wassili Perwuchin (1), Wladimir Kutscherenko, Nikolai Makarow Sturm: Sergei Makarow, Wiktor Schluktow, Nikolai Drosdezki, Wladimir Krutow, Wladimir Golikow, Andrei Chomutow, Wiktor Schalimow (1), Sergei Schepelew, Helmuts Balderis, Sergei Swetlow Trainer / Assistent: Wiktor Tichonow / Wladimir Jursinow |
| Nr. 573 21. Dez. 1980  | 6:2 (1:0, 2:0, 3:2) | 0 Tschechoslowakei | H | 0Moskau | 0Iswestija-Pokal 1980 | 011. Gewinn im Iswestija-Pokal |
| Aufstellung            | Tor: Wladislaw Tretjak Verteidigung: Alexei Kassatonow, Wjatscheslaw Fetissow (1), Sinetula Biljaletdinow, Wassili Perwuchin, Sergei Babinow, Sergei Starikow, Wladimir Kutscherenko, Nikolai Makarow Sturm: Sergei Makarow, Wiktor Schluktow (2), Wladimir Krutow, Alexander Malzew (1), Anatoli Antipow, Helmuts Balderis, Wiktor Schalimow (1), Sergei Schepelew (1), Sergei Swetlow, Wladimir Golikow, Andrei Chomutow Trainer / Assistent: Wiktor Tichonow / Wladimir Jursinow | Tor: Wladislaw Tretjak Verteidigung: Alexei Kassatonow, Wjatscheslaw Fetissow (1), Sinetula Biljaletdinow, Wassili Perwuchin, Sergei Babinow, Sergei Starikow, Wladimir Kutscherenko, Nikolai Makarow Sturm: Sergei Makarow, Wiktor Schluktow (2), Wladimir Krutow, Alexander Malzew (1), Anatoli Antipow, Helmuts Balderis, Wiktor Schalimow (1), Sergei Schepelew (1), Sergei Swetlow, Wladimir Golikow, Andrei Chomutow Trainer / Assistent: Wiktor Tichonow / Wladimir Jursinow | Tor: Wladislaw Tretjak Verteidigung: Alexei Kassatonow, Wjatscheslaw Fetissow (1), Sinetula Biljaletdinow, Wassili Perwuchin, Sergei Babinow, Sergei Starikow, Wladimir Kutscherenko, Nikolai Makarow Sturm: Sergei Makarow, Wiktor Schluktow (2), Wladimir Krutow, Alexander Malzew (1), Anatoli Antipow, Helmuts Balderis, Wiktor Schalimow (1), Sergei Schepelew (1), Sergei Swetlow, Wladimir Golikow, Andrei Chomutow Trainer / Assistent: Wiktor Tichonow / Wladimir Jursinow | Tor: Wladislaw Tretjak Verteidigung: Alexei Kassatonow, Wjatscheslaw Fetissow (1), Sinetula Biljaletdinow, Wassili Perwuchin, Sergei Babinow, Sergei Starikow, Wladimir Kutscherenko, Nikolai Makarow Sturm: Sergei Makarow, Wiktor Schluktow (2), Wladimir Krutow, Alexander Malzew (1), Anatoli Antipow, Helmuts Balderis, Wiktor Schalimow (1), Sergei Schepelew (1), Sergei Swetlow, Wladimir Golikow, Andrei Chomutow Trainer / Assistent: Wiktor Tichonow / Wladimir Jursinow | Tor: Wladislaw Tretjak Verteidigung: Alexei Kassatonow, Wjatscheslaw Fetissow (1), Sinetula Biljaletdinow, Wassili Perwuchin, Sergei Babinow, Sergei Starikow, Wladimir Kutscherenko, Nikolai Makarow Sturm: Sergei Makarow, Wiktor Schluktow (2), Wladimir Krutow, Alexander Malzew (1), Anatoli Antipow, Helmuts Balderis, Wiktor Schalimow (1), Sergei Schepelew (1), Sergei Swetlow, Wladimir Golikow, Andrei Chomutow Trainer / Assistent: Wiktor Tichonow / Wladimir Jursinow | Tor: Wladislaw Tretjak Verteidigung: Alexei Kassatonow, Wjatscheslaw Fetissow (1), Sinetula Biljaletdinow, Wassili Perwuchin, Sergei Babinow, Sergei Starikow, Wladimir Kutscherenko, Nikolai Makarow Sturm: Sergei Makarow, Wiktor Schluktow (2), Wladimir Krutow, Alexander Malzew (1), Anatoli Antipow, Helmuts Balderis, Wiktor Schalimow (1), Sergei Schepelew (1), Sergei Swetlow, Wladimir Golikow, Andrei Chomutow Trainer / Assistent: Wiktor Tichonow / Wladimir Jursinow |
| Nr. 574 27. Dez. 1980  | 11:0 (7:0, 2:0, 2:0) | 0 Niederlande | A | 0Groningen, NED | 0Freundschaftsspiel | |
| Aufstellung            | Tor: Wladislaw Tretjak, Wladimir Myschkin (41. Min.) Verteidigung: Sergei Babinow, Alexei Kassatonow, Sinetula Biljaletdinow, Wassili Perwuchin, Wladimir Kutscherenko, Sergei Starikow, Nikolai Makarow (1) Sturm: Wladimir Krutow (1), Wiktor Schluktow (1), Nikolai Drosdezki, Sergei Makarow, Alexander Malzew (1), Helmuts Balderis (2), Michail Warnakow (2), Wladimir Golikow, Sergei Kapustin (2), Wiktor Schalimow (1), Wladimir Petrow, Sergei Schepelew, Anatoli Antipow Trainer / Assistent: Wiktor Tichonow / Wladimir Jursinow                                                   | Tor: Wladislaw Tretjak, Wladimir Myschkin (41. Min.) Verteidigung: Sergei Babinow, Alexei Kassatonow, Sinetula Biljaletdinow, Wassili Perwuchin, Wladimir Kutscherenko, Sergei Starikow, Nikolai Makarow (1) Sturm: Wladimir Krutow (1), Wiktor Schluktow (1), Nikolai Drosdezki, Sergei Makarow, Alexander Malzew (1), Helmuts Balderis (2), Michail Warnakow (2), Wladimir Golikow, Sergei Kapustin (2), Wiktor Schalimow (1), Wladimir Petrow, Sergei Schepelew, Anatoli Antipow Trainer / Assistent: Wiktor Tichonow / Wladimir Jursinow                                                   | Tor: Wladislaw Tretjak, Wladimir Myschkin (41. Min.) Verteidigung: Sergei Babinow, Alexei Kassatonow, Sinetula Biljaletdinow, Wassili Perwuchin, Wladimir Kutscherenko, Sergei Starikow, Nikolai Makarow (1) Sturm: Wladimir Krutow (1), Wiktor Schluktow (1), Nikolai Drosdezki, Sergei Makarow, Alexander Malzew (1), Helmuts Balderis (2), Michail Warnakow (2), Wladimir Golikow, Sergei Kapustin (2), Wiktor Schalimow (1), Wladimir Petrow, Sergei Schepelew, Anatoli Antipow Trainer / Assistent: Wiktor Tichonow / Wladimir Jursinow                                                   | Tor: Wladislaw Tretjak, Wladimir Myschkin (41. Min.) Verteidigung: Sergei Babinow, Alexei Kassatonow, Sinetula Biljaletdinow, Wassili Perwuchin, Wladimir Kutscherenko, Sergei Starikow, Nikolai Makarow (1) Sturm: Wladimir Krutow (1), Wiktor Schluktow (1), Nikolai Drosdezki, Sergei Makarow, Alexander Malzew (1), Helmuts Balderis (2), Michail Warnakow (2), Wladimir Golikow, Sergei Kapustin (2), Wiktor Schalimow (1), Wladimir Petrow, Sergei Schepelew, Anatoli Antipow Trainer / Assistent: Wiktor Tichonow / Wladimir Jursinow                                                   | Tor: Wladislaw Tretjak, Wladimir Myschkin (41. Min.) Verteidigung: Sergei Babinow, Alexei Kassatonow, Sinetula Biljaletdinow, Wassili Perwuchin, Wladimir Kutscherenko, Sergei Starikow, Nikolai Makarow (1) Sturm: Wladimir Krutow (1), Wiktor Schluktow (1), Nikolai Drosdezki, Sergei Makarow, Alexander Malzew (1), Helmuts Balderis (2), Michail Warnakow (2), Wladimir Golikow, Sergei Kapustin (2), Wiktor Schalimow (1), Wladimir Petrow, Sergei Schepelew, Anatoli Antipow Trainer / Assistent: Wiktor Tichonow / Wladimir Jursinow                                                   | Tor: Wladislaw Tretjak, Wladimir Myschkin (41. Min.) Verteidigung: Sergei Babinow, Alexei Kassatonow, Sinetula Biljaletdinow, Wassili Perwuchin, Wladimir Kutscherenko, Sergei Starikow, Nikolai Makarow (1) Sturm: Wladimir Krutow (1), Wiktor Schluktow (1), Nikolai Drosdezki, Sergei Makarow, Alexander Malzew (1), Helmuts Balderis (2), Michail Warnakow (2), Wladimir Golikow, Sergei Kapustin (2), Wiktor Schalimow (1), Wladimir Petrow, Sergei Schepelew, Anatoli Antipow Trainer / Assistent: Wiktor Tichonow / Wladimir Jursinow                                                   |
| Nr. 575 28. Dez. 1980  | 10:2 (3:1, 3:1, 4:0) | 0 Niederlande | A | 0Roosendaal, NED | 0Freundschaftsspiel | |
| Aufstellung            | Tor: Wladimir Myschkin Verteidigung: Alexei Kassatonow, Wjatscheslaw Fetissow, Sergei Babinow, Sergei Starikow, Sinetula Biljaletdinow, Wassili Perwuchin, Wladimir Kutscherenko, Nikolai Makarow Sturm: Wladimir Krutow (1), Wiktor Schluktow, Nikolai Drosdezki, Sergei Makarow (2), Alexander Malzew, Helmuts Balderis, Alexander Skworzow, Wladimir Golikow (1), Michail Warnakow, Wiktor Schalimow, Wladimir Petrow (2), Sergei Kapustin (3), Sergei Schepelew, Anatoli Antipow Trainer / Assistent: Wiktor Tichonow / Wladimir Jursinow                                                  | Tor: Wladimir Myschkin Verteidigung: Alexei Kassatonow, Wjatscheslaw Fetissow, Sergei Babinow, Sergei Starikow, Sinetula Biljaletdinow, Wassili Perwuchin, Wladimir Kutscherenko, Nikolai Makarow Sturm: Wladimir Krutow (1), Wiktor Schluktow, Nikolai Drosdezki, Sergei Makarow (2), Alexander Malzew, Helmuts Balderis, Alexander Skworzow, Wladimir Golikow (1), Michail Warnakow, Wiktor Schalimow, Wladimir Petrow (2), Sergei Kapustin (3), Sergei Schepelew, Anatoli Antipow Trainer / Assistent: Wiktor Tichonow / Wladimir Jursinow                                                  | Tor: Wladimir Myschkin Verteidigung: Alexei Kassatonow, Wjatscheslaw Fetissow, Sergei Babinow, Sergei Starikow, Sinetula Biljaletdinow, Wassili Perwuchin, Wladimir Kutscherenko, Nikolai Makarow Sturm: Wladimir Krutow (1), Wiktor Schluktow, Nikolai Drosdezki, Sergei Makarow (2), Alexander Malzew, Helmuts Balderis, Alexander Skworzow, Wladimir Golikow (1), Michail Warnakow, Wiktor Schalimow, Wladimir Petrow (2), Sergei Kapustin (3), Sergei Schepelew, Anatoli Antipow Trainer / Assistent: Wiktor Tichonow / Wladimir Jursinow                                                  | Tor: Wladimir Myschkin Verteidigung: Alexei Kassatonow, Wjatscheslaw Fetissow, Sergei Babinow, Sergei Starikow, Sinetula Biljaletdinow, Wassili Perwuchin, Wladimir Kutscherenko, Nikolai Makarow Sturm: Wladimir Krutow (1), Wiktor Schluktow, Nikolai Drosdezki, Sergei Makarow (2), Alexander Malzew, Helmuts Balderis, Alexander Skworzow, Wladimir Golikow (1), Michail Warnakow, Wiktor Schalimow, Wladimir Petrow (2), Sergei Kapustin (3), Sergei Schepelew, Anatoli Antipow Trainer / Assistent: Wiktor Tichonow / Wladimir Jursinow                                                  | Tor: Wladimir Myschkin Verteidigung: Alexei Kassatonow, Wjatscheslaw Fetissow, Sergei Babinow, Sergei Starikow, Sinetula Biljaletdinow, Wassili Perwuchin, Wladimir Kutscherenko, Nikolai Makarow Sturm: Wladimir Krutow (1), Wiktor Schluktow, Nikolai Drosdezki, Sergei Makarow (2), Alexander Malzew, Helmuts Balderis, Alexander Skworzow, Wladimir Golikow (1), Michail Warnakow, Wiktor Schalimow, Wladimir Petrow (2), Sergei Kapustin (3), Sergei Schepelew, Anatoli Antipow Trainer / Assistent: Wiktor Tichonow / Wladimir Jursinow                                                  | Tor: Wladimir Myschkin Verteidigung: Alexei Kassatonow, Wjatscheslaw Fetissow, Sergei Babinow, Sergei Starikow, Sinetula Biljaletdinow, Wassili Perwuchin, Wladimir Kutscherenko, Nikolai Makarow Sturm: Wladimir Krutow (1), Wiktor Schluktow, Nikolai Drosdezki, Sergei Makarow (2), Alexander Malzew, Helmuts Balderis, Alexander Skworzow, Wladimir Golikow (1), Michail Warnakow, Wiktor Schalimow, Wladimir Petrow (2), Sergei Kapustin (3), Sergei Schepelew, Anatoli Antipow Trainer / Assistent: Wiktor Tichonow / Wladimir Jursinow                                                  |
| Nr. 576 30. Dez. 1980  | 7:0 (2:0, 3:0, 2:0) | 0 Niederlande | A | 0Den Haag, NED | 0Freundschaftsspiel | |
| Aufstellung            | Tor: Wladislaw Tretjak Verteidigung: Alexei Kassatonow, Wjatscheslaw Fetissow, Sergei Babinow, Sergei Starikow, Sinetula Biljaletdinow, Wassili Perwuchin, Wladimir Kutscherenko, Nikolai Makarow (1) Sturm: Sergei Makarow (1), Wiktor Schluktow, Nikolai Drosdezki (2), Alexander Skworzow, Wladimir Petrow, Wladimir Krutow, Wiktor Schalimow, Sergei Schepelew, Michail Warnakow, Helmuts Balderis (1), Alexander Malzew, Sergei Kapustin, Wladimir Golikow (1), Anatoli Antipow (1) Trainer / Assistent: Wiktor Tichonow / Wladimir Jursinow                                              | Tor: Wladislaw Tretjak Verteidigung: Alexei Kassatonow, Wjatscheslaw Fetissow, Sergei Babinow, Sergei Starikow, Sinetula Biljaletdinow, Wassili Perwuchin, Wladimir Kutscherenko, Nikolai Makarow (1) Sturm: Sergei Makarow (1), Wiktor Schluktow, Nikolai Drosdezki (2), Alexander Skworzow, Wladimir Petrow, Wladimir Krutow, Wiktor Schalimow, Sergei Schepelew, Michail Warnakow, Helmuts Balderis (1), Alexander Malzew, Sergei Kapustin, Wladimir Golikow (1), Anatoli Antipow (1) Trainer / Assistent: Wiktor Tichonow / Wladimir Jursinow                                              | Tor: Wladislaw Tretjak Verteidigung: Alexei Kassatonow, Wjatscheslaw Fetissow, Sergei Babinow, Sergei Starikow, Sinetula Biljaletdinow, Wassili Perwuchin, Wladimir Kutscherenko, Nikolai Makarow (1) Sturm: Sergei Makarow (1), Wiktor Schluktow, Nikolai Drosdezki (2), Alexander Skworzow, Wladimir Petrow, Wladimir Krutow, Wiktor Schalimow, Sergei Schepelew, Michail Warnakow, Helmuts Balderis (1), Alexander Malzew, Sergei Kapustin, Wladimir Golikow (1), Anatoli Antipow (1) Trainer / Assistent: Wiktor Tichonow / Wladimir Jursinow                                              | Tor: Wladislaw Tretjak Verteidigung: Alexei Kassatonow, Wjatscheslaw Fetissow, Sergei Babinow, Sergei Starikow, Sinetula Biljaletdinow, Wassili Perwuchin, Wladimir Kutscherenko, Nikolai Makarow (1) Sturm: Sergei Makarow (1), Wiktor Schluktow, Nikolai Drosdezki (2), Alexander Skworzow, Wladimir Petrow, Wladimir Krutow, Wiktor Schalimow, Sergei Schepelew, Michail Warnakow, Helmuts Balderis (1), Alexander Malzew, Sergei Kapustin, Wladimir Golikow (1), Anatoli Antipow (1) Trainer / Assistent: Wiktor Tichonow / Wladimir Jursinow                                              | Tor: Wladislaw Tretjak Verteidigung: Alexei Kassatonow, Wjatscheslaw Fetissow, Sergei Babinow, Sergei Starikow, Sinetula Biljaletdinow, Wassili Perwuchin, Wladimir Kutscherenko, Nikolai Makarow (1) Sturm: Sergei Makarow (1), Wiktor Schluktow, Nikolai Drosdezki (2), Alexander Skworzow, Wladimir Petrow, Wladimir Krutow, Wiktor Schalimow, Sergei Schepelew, Michail Warnakow, Helmuts Balderis (1), Alexander Malzew, Sergei Kapustin, Wladimir Golikow (1), Anatoli Antipow (1) Trainer / Assistent: Wiktor Tichonow / Wladimir Jursinow                                              | Tor: Wladislaw Tretjak Verteidigung: Alexei Kassatonow, Wjatscheslaw Fetissow, Sergei Babinow, Sergei Starikow, Sinetula Biljaletdinow, Wassili Perwuchin, Wladimir Kutscherenko, Nikolai Makarow (1) Sturm: Sergei Makarow (1), Wiktor Schluktow, Nikolai Drosdezki (2), Alexander Skworzow, Wladimir Petrow, Wladimir Krutow, Wiktor Schalimow, Sergei Schepelew, Michail Warnakow, Helmuts Balderis (1), Alexander Malzew, Sergei Kapustin, Wladimir Golikow (1), Anatoli Antipow (1) Trainer / Assistent: Wiktor Tichonow / Wladimir Jursinow                                              |
| Nr. 577 6. Jan. 1981   | 8:0 (1:0, 3:0, 4:0) | 0 Niederlande | A | 0Enschede, NED | 0Freundschaftsspiel | |
| Aufstellung            | Tor: Wladislaw Tretjak Verteidigung: Alexei Kassatonow, Wjatscheslaw Fetissow, Sergei Babinow, Sergei Starikow, Sinetula Biljaletdinow, Wassili Perwuchin (1), Wladimir Kutscherenko, Nikolai Makarow Sturm: Wladimir Krutow, Wiktor Schluktow, Nikolai Drosdezki (1), Sergei Makarow (1), Alexander Malzew, Helmuts Balderis, Alexander Skworzow, Wladimir Golikow, Michail Warnakow (1), Wiktor Schalimow (1), Wladimir Petrow, Sergei Kapustin, Sergei Schepelew (2), Anatoli Antipow (1) Trainer / Assistent: Wiktor Tichonow / Wladimir Jursinow                                          | Tor: Wladislaw Tretjak Verteidigung: Alexei Kassatonow, Wjatscheslaw Fetissow, Sergei Babinow, Sergei Starikow, Sinetula Biljaletdinow, Wassili Perwuchin (1), Wladimir Kutscherenko, Nikolai Makarow Sturm: Wladimir Krutow, Wiktor Schluktow, Nikolai Drosdezki (1), Sergei Makarow (1), Alexander Malzew, Helmuts Balderis, Alexander Skworzow, Wladimir Golikow, Michail Warnakow (1), Wiktor Schalimow (1), Wladimir Petrow, Sergei Kapustin, Sergei Schepelew (2), Anatoli Antipow (1) Trainer / Assistent: Wiktor Tichonow / Wladimir Jursinow                                          | Tor: Wladislaw Tretjak Verteidigung: Alexei Kassatonow, Wjatscheslaw Fetissow, Sergei Babinow, Sergei Starikow, Sinetula Biljaletdinow, Wassili Perwuchin (1), Wladimir Kutscherenko, Nikolai Makarow Sturm: Wladimir Krutow, Wiktor Schluktow, Nikolai Drosdezki (1), Sergei Makarow (1), Alexander Malzew, Helmuts Balderis, Alexander Skworzow, Wladimir Golikow, Michail Warnakow (1), Wiktor Schalimow (1), Wladimir Petrow, Sergei Kapustin, Sergei Schepelew (2), Anatoli Antipow (1) Trainer / Assistent: Wiktor Tichonow / Wladimir Jursinow                                          | Tor: Wladislaw Tretjak Verteidigung: Alexei Kassatonow, Wjatscheslaw Fetissow, Sergei Babinow, Sergei Starikow, Sinetula Biljaletdinow, Wassili Perwuchin (1), Wladimir Kutscherenko, Nikolai Makarow Sturm: Wladimir Krutow, Wiktor Schluktow, Nikolai Drosdezki (1), Sergei Makarow (1), Alexander Malzew, Helmuts Balderis, Alexander Skworzow, Wladimir Golikow, Michail Warnakow (1), Wiktor Schalimow (1), Wladimir Petrow, Sergei Kapustin, Sergei Schepelew (2), Anatoli Antipow (1) Trainer / Assistent: Wiktor Tichonow / Wladimir Jursinow                                          | Tor: Wladislaw Tretjak Verteidigung: Alexei Kassatonow, Wjatscheslaw Fetissow, Sergei Babinow, Sergei Starikow, Sinetula Biljaletdinow, Wassili Perwuchin (1), Wladimir Kutscherenko, Nikolai Makarow Sturm: Wladimir Krutow, Wiktor Schluktow, Nikolai Drosdezki (1), Sergei Makarow (1), Alexander Malzew, Helmuts Balderis, Alexander Skworzow, Wladimir Golikow, Michail Warnakow (1), Wiktor Schalimow (1), Wladimir Petrow, Sergei Kapustin, Sergei Schepelew (2), Anatoli Antipow (1) Trainer / Assistent: Wiktor Tichonow / Wladimir Jursinow                                          | Tor: Wladislaw Tretjak Verteidigung: Alexei Kassatonow, Wjatscheslaw Fetissow, Sergei Babinow, Sergei Starikow, Sinetula Biljaletdinow, Wassili Perwuchin (1), Wladimir Kutscherenko, Nikolai Makarow Sturm: Wladimir Krutow, Wiktor Schluktow, Nikolai Drosdezki (1), Sergei Makarow (1), Alexander Malzew, Helmuts Balderis, Alexander Skworzow, Wladimir Golikow, Michail Warnakow (1), Wiktor Schalimow (1), Wladimir Petrow, Sergei Kapustin, Sergei Schepelew (2), Anatoli Antipow (1) Trainer / Assistent: Wiktor Tichonow / Wladimir Jursinow                                          |
| Nr. 578 12. April 1981 | 10:1 (1:0, 4:1, 5:0) | 0 Niederlande | * | 0Stockholm, SWE | 0WM 1981 / EM 1981 | |
| Aufstellung            | Tor: Wladislaw Tretjak Verteidigung: Alexei Kassatonow, Wjatscheslaw Fetissow, Waleri Wassiljew, Sergei Babinow, Sinetula Biljaletdinow, Wassili Perwuchin Sturm: Sergei Makarow, Wladimir Petrow (1), Wladimir Krutow (1), Wiktor Schalimow (1), Sergei Schepelew, Sergei Kapustin, Alexander Malzew (3), Wladimir Golikow, Nikolai Drosdezki (1), Alexander Skworzow (1), Wiktor Schluktow (1), Andrei Chomutow (1) Trainer / Assistent: Wiktor Tichonow / Wladimir Jursinow | Tor: Wladislaw Tretjak Verteidigung: Alexei Kassatonow, Wjatscheslaw Fetissow, Waleri Wassiljew, Sergei Babinow, Sinetula Biljaletdinow, Wassili Perwuchin Sturm: Sergei Makarow, Wladimir Petrow (1), Wladimir Krutow (1), Wiktor Schalimow (1), Sergei Schepelew, Sergei Kapustin, Alexander Malzew (3), Wladimir Golikow, Nikolai Drosdezki (1), Alexander Skworzow (1), Wiktor Schluktow (1), Andrei Chomutow (1) Trainer / Assistent: Wiktor Tichonow / Wladimir Jursinow | Tor: Wladislaw Tretjak Verteidigung: Alexei Kassatonow, Wjatscheslaw Fetissow, Waleri Wassiljew, Sergei Babinow, Sinetula Biljaletdinow, Wassili Perwuchin Sturm: Sergei Makarow, Wladimir Petrow (1), Wladimir Krutow (1), Wiktor Schalimow (1), Sergei Schepelew, Sergei Kapustin, Alexander Malzew (3), Wladimir Golikow, Nikolai Drosdezki (1), Alexander Skworzow (1), Wiktor Schluktow (1), Andrei Chomutow (1) Trainer / Assistent: Wiktor Tichonow / Wladimir Jursinow | Tor: Wladislaw Tretjak Verteidigung: Alexei Kassatonow, Wjatscheslaw Fetissow, Waleri Wassiljew, Sergei Babinow, Sinetula Biljaletdinow, Wassili Perwuchin Sturm: Sergei Makarow, Wladimir Petrow (1), Wladimir Krutow (1), Wiktor Schalimow (1), Sergei Schepelew, Sergei Kapustin, Alexander Malzew (3), Wladimir Golikow, Nikolai Drosdezki (1), Alexander Skworzow (1), Wiktor Schluktow (1), Andrei Chomutow (1) Trainer / Assistent: Wiktor Tichonow / Wladimir Jursinow | Tor: Wladislaw Tretjak Verteidigung: Alexei Kassatonow, Wjatscheslaw Fetissow, Waleri Wassiljew, Sergei Babinow, Sinetula Biljaletdinow, Wassili Perwuchin Sturm: Sergei Makarow, Wladimir Petrow (1), Wladimir Krutow (1), Wiktor Schalimow (1), Sergei Schepelew, Sergei Kapustin, Alexander Malzew (3), Wladimir Golikow, Nikolai Drosdezki (1), Alexander Skworzow (1), Wiktor Schluktow (1), Andrei Chomutow (1) Trainer / Assistent: Wiktor Tichonow / Wladimir Jursinow | Tor: Wladislaw Tretjak Verteidigung: Alexei Kassatonow, Wjatscheslaw Fetissow, Waleri Wassiljew, Sergei Babinow, Sinetula Biljaletdinow, Wassili Perwuchin Sturm: Sergei Makarow, Wladimir Petrow (1), Wladimir Krutow (1), Wiktor Schalimow (1), Sergei Schepelew, Sergei Kapustin, Alexander Malzew (3), Wladimir Golikow, Nikolai Drosdezki (1), Alexander Skworzow (1), Wiktor Schluktow (1), Andrei Chomutow (1) Trainer / Assistent: Wiktor Tichonow / Wladimir Jursinow |
| Nr. 579 13. April 1981 | 7:1 (2:0, 3:0, 2:1) | 0 Finnland | * | 0Stockholm, SWE | 0WM 1981 / EM 1981 | |
| Aufstellung            | Tor: Wladislaw Tretjak Verteidigung: Alexei Kassatonow, Wjatscheslaw Fetissow, Sinetula Biljaletdinow, Wassili Perwuchin, Waleri Wassiljew, Sergei Babinow Sturm: Sergei Makarow (1), Wladimir Petrow, Wladimir Krutow (1), Alexander Malzew, Wladimir Golikow (1), Nikolai Drosdezki (3), Wiktor Schalimow, Sergei Schepelew, Sergei Kapustin (1), Alexander Skworzow, Wiktor Schluktow, Andrei Chomutow Trainer / Assistent: Wiktor Tichonow / Wladimir Jursinow | Tor: Wladislaw Tretjak Verteidigung: Alexei Kassatonow, Wjatscheslaw Fetissow, Sinetula Biljaletdinow, Wassili Perwuchin, Waleri Wassiljew, Sergei Babinow Sturm: Sergei Makarow (1), Wladimir Petrow, Wladimir Krutow (1), Alexander Malzew, Wladimir Golikow (1), Nikolai Drosdezki (3), Wiktor Schalimow, Sergei Schepelew, Sergei Kapustin (1), Alexander Skworzow, Wiktor Schluktow, Andrei Chomutow Trainer / Assistent: Wiktor Tichonow / Wladimir Jursinow | Tor: Wladislaw Tretjak Verteidigung: Alexei Kassatonow, Wjatscheslaw Fetissow, Sinetula Biljaletdinow, Wassili Perwuchin, Waleri Wassiljew, Sergei Babinow Sturm: Sergei Makarow (1), Wladimir Petrow, Wladimir Krutow (1), Alexander Malzew, Wladimir Golikow (1), Nikolai Drosdezki (3), Wiktor Schalimow, Sergei Schepelew, Sergei Kapustin (1), Alexander Skworzow, Wiktor Schluktow, Andrei Chomutow Trainer / Assistent: Wiktor Tichonow / Wladimir Jursinow | Tor: Wladislaw Tretjak Verteidigung: Alexei Kassatonow, Wjatscheslaw Fetissow, Sinetula Biljaletdinow, Wassili Perwuchin, Waleri Wassiljew, Sergei Babinow Sturm: Sergei Makarow (1), Wladimir Petrow, Wladimir Krutow (1), Alexander Malzew, Wladimir Golikow (1), Nikolai Drosdezki (3), Wiktor Schalimow, Sergei Schepelew, Sergei Kapustin (1), Alexander Skworzow, Wiktor Schluktow, Andrei Chomutow Trainer / Assistent: Wiktor Tichonow / Wladimir Jursinow | Tor: Wladislaw Tretjak Verteidigung: Alexei Kassatonow, Wjatscheslaw Fetissow, Sinetula Biljaletdinow, Wassili Perwuchin, Waleri Wassiljew, Sergei Babinow Sturm: Sergei Makarow (1), Wladimir Petrow, Wladimir Krutow (1), Alexander Malzew, Wladimir Golikow (1), Nikolai Drosdezki (3), Wiktor Schalimow, Sergei Schepelew, Sergei Kapustin (1), Alexander Skworzow, Wiktor Schluktow, Andrei Chomutow Trainer / Assistent: Wiktor Tichonow / Wladimir Jursinow | Tor: Wladislaw Tretjak Verteidigung: Alexei Kassatonow, Wjatscheslaw Fetissow, Sinetula Biljaletdinow, Wassili Perwuchin, Waleri Wassiljew, Sergei Babinow Sturm: Sergei Makarow (1), Wladimir Petrow, Wladimir Krutow (1), Alexander Malzew, Wladimir Golikow (1), Nikolai Drosdezki (3), Wiktor Schalimow, Sergei Schepelew, Sergei Kapustin (1), Alexander Skworzow, Wiktor Schluktow, Andrei Chomutow Trainer / Assistent: Wiktor Tichonow / Wladimir Jursinow |
| Nr. 580 15. April 1981 | 8:2 (1:0, 5:1, 2:1) | 0 Kanada | * | 0Stockholm, SWE | 0WM 1981 / EM 1981 | |
| Aufstellung            | Tor: Wladislaw Tretjak Verteidigung: Alexei Kassatonow (1), Wjatscheslaw Fetissow, Waleri Wassiljew, Sergei Babinow, Sinetula Biljaletdinow, Wassili Perwuchin (1) Sturm: Sergei Makarow, Wladimir Petrow, Wladimir Krutow, Wiktor Schalimow, Sergei Schepelew (2), Sergei Kapustin, Alexander Malzew, Wladimir Golikow (2), Nikolai Drosdezki, Alexander Skworzow, Wiktor Schluktow (1), Andrei Chomutow (1) Trainer / Assistent: Wiktor Tichonow / Wladimir Jursinow | Tor: Wladislaw Tretjak Verteidigung: Alexei Kassatonow (1), Wjatscheslaw Fetissow, Waleri Wassiljew, Sergei Babinow, Sinetula Biljaletdinow, Wassili Perwuchin (1) Sturm: Sergei Makarow, Wladimir Petrow, Wladimir Krutow, Wiktor Schalimow, Sergei Schepelew (2), Sergei Kapustin, Alexander Malzew, Wladimir Golikow (2), Nikolai Drosdezki, Alexander Skworzow, Wiktor Schluktow (1), Andrei Chomutow (1) Trainer / Assistent: Wiktor Tichonow / Wladimir Jursinow | Tor: Wladislaw Tretjak Verteidigung: Alexei Kassatonow (1), Wjatscheslaw Fetissow, Waleri Wassiljew, Sergei Babinow, Sinetula Biljaletdinow, Wassili Perwuchin (1) Sturm: Sergei Makarow, Wladimir Petrow, Wladimir Krutow, Wiktor Schalimow, Sergei Schepelew (2), Sergei Kapustin, Alexander Malzew, Wladimir Golikow (2), Nikolai Drosdezki, Alexander Skworzow, Wiktor Schluktow (1), Andrei Chomutow (1) Trainer / Assistent: Wiktor Tichonow / Wladimir Jursinow | Tor: Wladislaw Tretjak Verteidigung: Alexei Kassatonow (1), Wjatscheslaw Fetissow, Waleri Wassiljew, Sergei Babinow, Sinetula Biljaletdinow, Wassili Perwuchin (1) Sturm: Sergei Makarow, Wladimir Petrow, Wladimir Krutow, Wiktor Schalimow, Sergei Schepelew (2), Sergei Kapustin, Alexander Malzew, Wladimir Golikow (2), Nikolai Drosdezki, Alexander Skworzow, Wiktor Schluktow (1), Andrei Chomutow (1) Trainer / Assistent: Wiktor Tichonow / Wladimir Jursinow | Tor: Wladislaw Tretjak Verteidigung: Alexei Kassatonow (1), Wjatscheslaw Fetissow, Waleri Wassiljew, Sergei Babinow, Sinetula Biljaletdinow, Wassili Perwuchin (1) Sturm: Sergei Makarow, Wladimir Petrow, Wladimir Krutow, Wiktor Schalimow, Sergei Schepelew (2), Sergei Kapustin, Alexander Malzew, Wladimir Golikow (2), Nikolai Drosdezki, Alexander Skworzow, Wiktor Schluktow (1), Andrei Chomutow (1) Trainer / Assistent: Wiktor Tichonow / Wladimir Jursinow | Tor: Wladislaw Tretjak Verteidigung: Alexei Kassatonow (1), Wjatscheslaw Fetissow, Waleri Wassiljew, Sergei Babinow, Sinetula Biljaletdinow, Wassili Perwuchin (1) Sturm: Sergei Makarow, Wladimir Petrow, Wladimir Krutow, Wiktor Schalimow, Sergei Schepelew (2), Sergei Kapustin, Alexander Malzew, Wladimir Golikow (2), Nikolai Drosdezki, Alexander Skworzow, Wiktor Schluktow (1), Andrei Chomutow (1) Trainer / Assistent: Wiktor Tichonow / Wladimir Jursinow |
| Nr. 581 18. April 1981 | 4:1 (0:0, 2:0, 2:1) | 0 Schweden | A | 0Göteborg, SWE | 0WM 1981 / EM 1981 | |
| Aufstellung            | Tor: Wladislaw Tretjak Verteidigung: Alexei Kassatonow, Wjatscheslaw Fetissow, Waleri Wassiljew, Sergei Babinow, Sinetula Biljaletdinow, Wassili Perwuchin Sturm: Sergei Makarow, Wladimir Petrow (1), Wladimir Krutow, Wiktor Schalimow, Sergei Schepelew (2), Sergei Kapustin (1), Alexander Malzew, Wladimir Golikow, Nikolai Drosdezki, Alexander Skworzow, Wiktor Schluktow, Andrei Chomutow Trainer / Assistent: Wiktor Tichonow / Wladimir Jursinow | Tor: Wladislaw Tretjak Verteidigung: Alexei Kassatonow, Wjatscheslaw Fetissow, Waleri Wassiljew, Sergei Babinow, Sinetula Biljaletdinow, Wassili Perwuchin Sturm: Sergei Makarow, Wladimir Petrow (1), Wladimir Krutow, Wiktor Schalimow, Sergei Schepelew (2), Sergei Kapustin (1), Alexander Malzew, Wladimir Golikow, Nikolai Drosdezki, Alexander Skworzow, Wiktor Schluktow, Andrei Chomutow Trainer / Assistent: Wiktor Tichonow / Wladimir Jursinow | Tor: Wladislaw Tretjak Verteidigung: Alexei Kassatonow, Wjatscheslaw Fetissow, Waleri Wassiljew, Sergei Babinow, Sinetula Biljaletdinow, Wassili Perwuchin Sturm: Sergei Makarow, Wladimir Petrow (1), Wladimir Krutow, Wiktor Schalimow, Sergei Schepelew (2), Sergei Kapustin (1), Alexander Malzew, Wladimir Golikow, Nikolai Drosdezki, Alexander Skworzow, Wiktor Schluktow, Andrei Chomutow Trainer / Assistent: Wiktor Tichonow / Wladimir Jursinow | Tor: Wladislaw Tretjak Verteidigung: Alexei Kassatonow, Wjatscheslaw Fetissow, Waleri Wassiljew, Sergei Babinow, Sinetula Biljaletdinow, Wassili Perwuchin Sturm: Sergei Makarow, Wladimir Petrow (1), Wladimir Krutow, Wiktor Schalimow, Sergei Schepelew (2), Sergei Kapustin (1), Alexander Malzew, Wladimir Golikow, Nikolai Drosdezki, Alexander Skworzow, Wiktor Schluktow, Andrei Chomutow Trainer / Assistent: Wiktor Tichonow / Wladimir Jursinow | Tor: Wladislaw Tretjak Verteidigung: Alexei Kassatonow, Wjatscheslaw Fetissow, Waleri Wassiljew, Sergei Babinow, Sinetula Biljaletdinow, Wassili Perwuchin Sturm: Sergei Makarow, Wladimir Petrow (1), Wladimir Krutow, Wiktor Schalimow, Sergei Schepelew (2), Sergei Kapustin (1), Alexander Malzew, Wladimir Golikow, Nikolai Drosdezki, Alexander Skworzow, Wiktor Schluktow, Andrei Chomutow Trainer / Assistent: Wiktor Tichonow / Wladimir Jursinow | Tor: Wladislaw Tretjak Verteidigung: Alexei Kassatonow, Wjatscheslaw Fetissow, Waleri Wassiljew, Sergei Babinow, Sinetula Biljaletdinow, Wassili Perwuchin Sturm: Sergei Makarow, Wladimir Petrow (1), Wladimir Krutow, Wiktor Schalimow, Sergei Schepelew (2), Sergei Kapustin (1), Alexander Malzew, Wladimir Golikow, Nikolai Drosdezki, Alexander Skworzow, Wiktor Schluktow, Andrei Chomutow Trainer / Assistent: Wiktor Tichonow / Wladimir Jursinow |
| Nr. 582 20. April 1981 | 8:3 (5:1, 0:1, 3:1) | 0 Tschechoslowakei | * | 0Göteborg, SWE | 0WM 1981 / EM 1981 | |
| Aufstellung            | Tor: Wladislaw Tretjak Verteidigung: Alexei Kassatonow, Wjatscheslaw Fetissow, Waleri Wassiljew, Sergei Babinow, Sinetula Biljaletdinow, Wassili Perwuchin Sturm: Sergei Makarow (2), Wladimir Petrow (1), Wladimir Krutow (1), Wiktor Schalimow, Sergei Schepelew (1), Sergei Kapustin (1), Alexander Malzew (1), Wladimir Golikow, Nikolai Drosdezki, Alexander Skworzow (1), Wiktor Schluktow, Andrei Chomutow Trainer / Assistent: Wiktor Tichonow / Wladimir Jursinow | Tor: Wladislaw Tretjak Verteidigung: Alexei Kassatonow, Wjatscheslaw Fetissow, Waleri Wassiljew, Sergei Babinow, Sinetula Biljaletdinow, Wassili Perwuchin Sturm: Sergei Makarow (2), Wladimir Petrow (1), Wladimir Krutow (1), Wiktor Schalimow, Sergei Schepelew (1), Sergei Kapustin (1), Alexander Malzew (1), Wladimir Golikow, Nikolai Drosdezki, Alexander Skworzow (1), Wiktor Schluktow, Andrei Chomutow Trainer / Assistent: Wiktor Tichonow / Wladimir Jursinow | Tor: Wladislaw Tretjak Verteidigung: Alexei Kassatonow, Wjatscheslaw Fetissow, Waleri Wassiljew, Sergei Babinow, Sinetula Biljaletdinow, Wassili Perwuchin Sturm: Sergei Makarow (2), Wladimir Petrow (1), Wladimir Krutow (1), Wiktor Schalimow, Sergei Schepelew (1), Sergei Kapustin (1), Alexander Malzew (1), Wladimir Golikow, Nikolai Drosdezki, Alexander Skworzow (1), Wiktor Schluktow, Andrei Chomutow Trainer / Assistent: Wiktor Tichonow / Wladimir Jursinow | Tor: Wladislaw Tretjak Verteidigung: Alexei Kassatonow, Wjatscheslaw Fetissow, Waleri Wassiljew, Sergei Babinow, Sinetula Biljaletdinow, Wassili Perwuchin Sturm: Sergei Makarow (2), Wladimir Petrow (1), Wladimir Krutow (1), Wiktor Schalimow, Sergei Schepelew (1), Sergei Kapustin (1), Alexander Malzew (1), Wladimir Golikow, Nikolai Drosdezki, Alexander Skworzow (1), Wiktor Schluktow, Andrei Chomutow Trainer / Assistent: Wiktor Tichonow / Wladimir Jursinow | Tor: Wladislaw Tretjak Verteidigung: Alexei Kassatonow, Wjatscheslaw Fetissow, Waleri Wassiljew, Sergei Babinow, Sinetula Biljaletdinow, Wassili Perwuchin Sturm: Sergei Makarow (2), Wladimir Petrow (1), Wladimir Krutow (1), Wiktor Schalimow, Sergei Schepelew (1), Sergei Kapustin (1), Alexander Malzew (1), Wladimir Golikow, Nikolai Drosdezki, Alexander Skworzow (1), Wiktor Schluktow, Andrei Chomutow Trainer / Assistent: Wiktor Tichonow / Wladimir Jursinow | Tor: Wladislaw Tretjak Verteidigung: Alexei Kassatonow, Wjatscheslaw Fetissow, Waleri Wassiljew, Sergei Babinow, Sinetula Biljaletdinow, Wassili Perwuchin Sturm: Sergei Makarow (2), Wladimir Petrow (1), Wladimir Krutow (1), Wiktor Schalimow, Sergei Schepelew (1), Sergei Kapustin (1), Alexander Malzew (1), Wladimir Golikow, Nikolai Drosdezki, Alexander Skworzow (1), Wiktor Schluktow, Andrei Chomutow Trainer / Assistent: Wiktor Tichonow / Wladimir Jursinow |
| Nr. 583 22. April 1981 | 4:4 (1:2, 3:1, 0:1) | 0 Kanada | * | 0Göteborg, SWE | 0WM 1981 / EM 1981 | |
| Aufstellung            | Tor: Wladislaw Tretjak Verteidigung: Alexei Kassatonow, Wjatscheslaw Fetissow (1), Waleri Wassiljew, Sergei Babinow, Sinetula Biljaletdinow, Wassili Perwuchin Sturm: Sergei Makarow, Wladimir Petrow (1), Wladimir Krutow (1), Wiktor Schalimow, Sergei Schepelew, Sergei Kapustin, Alexander Malzew, Wladimir Golikow (1), Nikolai Drosdezki, Alexander Skworzow, Wiktor Schluktow, Juri Lebedew Trainer / Assistent: Wiktor Tichonow / Wladimir Jursinow | Tor: Wladislaw Tretjak Verteidigung: Alexei Kassatonow, Wjatscheslaw Fetissow (1), Waleri Wassiljew, Sergei Babinow, Sinetula Biljaletdinow, Wassili Perwuchin Sturm: Sergei Makarow, Wladimir Petrow (1), Wladimir Krutow (1), Wiktor Schalimow, Sergei Schepelew, Sergei Kapustin, Alexander Malzew, Wladimir Golikow (1), Nikolai Drosdezki, Alexander Skworzow, Wiktor Schluktow, Juri Lebedew Trainer / Assistent: Wiktor Tichonow / Wladimir Jursinow | Tor: Wladislaw Tretjak Verteidigung: Alexei Kassatonow, Wjatscheslaw Fetissow (1), Waleri Wassiljew, Sergei Babinow, Sinetula Biljaletdinow, Wassili Perwuchin Sturm: Sergei Makarow, Wladimir Petrow (1), Wladimir Krutow (1), Wiktor Schalimow, Sergei Schepelew, Sergei Kapustin, Alexander Malzew, Wladimir Golikow (1), Nikolai Drosdezki, Alexander Skworzow, Wiktor Schluktow, Juri Lebedew Trainer / Assistent: Wiktor Tichonow / Wladimir Jursinow | Tor: Wladislaw Tretjak Verteidigung: Alexei Kassatonow, Wjatscheslaw Fetissow (1), Waleri Wassiljew, Sergei Babinow, Sinetula Biljaletdinow, Wassili Perwuchin Sturm: Sergei Makarow, Wladimir Petrow (1), Wladimir Krutow (1), Wiktor Schalimow, Sergei Schepelew, Sergei Kapustin, Alexander Malzew, Wladimir Golikow (1), Nikolai Drosdezki, Alexander Skworzow, Wiktor Schluktow, Juri Lebedew Trainer / Assistent: Wiktor Tichonow / Wladimir Jursinow | Tor: Wladislaw Tretjak Verteidigung: Alexei Kassatonow, Wjatscheslaw Fetissow (1), Waleri Wassiljew, Sergei Babinow, Sinetula Biljaletdinow, Wassili Perwuchin Sturm: Sergei Makarow, Wladimir Petrow (1), Wladimir Krutow (1), Wiktor Schalimow, Sergei Schepelew, Sergei Kapustin, Alexander Malzew, Wladimir Golikow (1), Nikolai Drosdezki, Alexander Skworzow, Wiktor Schluktow, Juri Lebedew Trainer / Assistent: Wiktor Tichonow / Wladimir Jursinow | Tor: Wladislaw Tretjak Verteidigung: Alexei Kassatonow, Wjatscheslaw Fetissow (1), Waleri Wassiljew, Sergei Babinow, Sinetula Biljaletdinow, Wassili Perwuchin Sturm: Sergei Makarow, Wladimir Petrow (1), Wladimir Krutow (1), Wiktor Schalimow, Sergei Schepelew, Sergei Kapustin, Alexander Malzew, Wladimir Golikow (1), Nikolai Drosdezki, Alexander Skworzow, Wiktor Schluktow, Juri Lebedew Trainer / Assistent: Wiktor Tichonow / Wladimir Jursinow |
| Nr. 584 24. April 1981 | 13:1 (0:0, 6:0, 7:1) | 0 Schweden | A | 0Göteborg, SWE | 0WM 1981 / EM 1981 | |
| Aufstellung            | Tor: Wladislaw Tretjak Verteidigung: Alexei Kassatonow, Wjatscheslaw Fetissow, Waleri Wassiljew, Sergei Babinow, Sinetula Biljaletdinow (1), Wassili Perwuchin Sturm: Sergei Makarow, Wladimir Petrow, Wladimir Krutow (2), Wiktor Schalimow (1), Sergei Schepelew (1), Sergei Kapustin (1), Alexander Malzew (2), Wladimir Golikow (2), Nikolai Drosdezki (1), Alexander Skworzow (2), Wiktor Schluktow, Andrei Chomutow Trainer / Assistent: Wiktor Tichonow / Wladimir Jursinow | Tor: Wladislaw Tretjak Verteidigung: Alexei Kassatonow, Wjatscheslaw Fetissow, Waleri Wassiljew, Sergei Babinow, Sinetula Biljaletdinow (1), Wassili Perwuchin Sturm: Sergei Makarow, Wladimir Petrow, Wladimir Krutow (2), Wiktor Schalimow (1), Sergei Schepelew (1), Sergei Kapustin (1), Alexander Malzew (2), Wladimir Golikow (2), Nikolai Drosdezki (1), Alexander Skworzow (2), Wiktor Schluktow, Andrei Chomutow Trainer / Assistent: Wiktor Tichonow / Wladimir Jursinow | Tor: Wladislaw Tretjak Verteidigung: Alexei Kassatonow, Wjatscheslaw Fetissow, Waleri Wassiljew, Sergei Babinow, Sinetula Biljaletdinow (1), Wassili Perwuchin Sturm: Sergei Makarow, Wladimir Petrow, Wladimir Krutow (2), Wiktor Schalimow (1), Sergei Schepelew (1), Sergei Kapustin (1), Alexander Malzew (2), Wladimir Golikow (2), Nikolai Drosdezki (1), Alexander Skworzow (2), Wiktor Schluktow, Andrei Chomutow Trainer / Assistent: Wiktor Tichonow / Wladimir Jursinow | Tor: Wladislaw Tretjak Verteidigung: Alexei Kassatonow, Wjatscheslaw Fetissow, Waleri Wassiljew, Sergei Babinow, Sinetula Biljaletdinow (1), Wassili Perwuchin Sturm: Sergei Makarow, Wladimir Petrow, Wladimir Krutow (2), Wiktor Schalimow (1), Sergei Schepelew (1), Sergei Kapustin (1), Alexander Malzew (2), Wladimir Golikow (2), Nikolai Drosdezki (1), Alexander Skworzow (2), Wiktor Schluktow, Andrei Chomutow Trainer / Assistent: Wiktor Tichonow / Wladimir Jursinow | Tor: Wladislaw Tretjak Verteidigung: Alexei Kassatonow, Wjatscheslaw Fetissow, Waleri Wassiljew, Sergei Babinow, Sinetula Biljaletdinow (1), Wassili Perwuchin Sturm: Sergei Makarow, Wladimir Petrow, Wladimir Krutow (2), Wiktor Schalimow (1), Sergei Schepelew (1), Sergei Kapustin (1), Alexander Malzew (2), Wladimir Golikow (2), Nikolai Drosdezki (1), Alexander Skworzow (2), Wiktor Schluktow, Andrei Chomutow Trainer / Assistent: Wiktor Tichonow / Wladimir Jursinow | Tor: Wladislaw Tretjak Verteidigung: Alexei Kassatonow, Wjatscheslaw Fetissow, Waleri Wassiljew, Sergei Babinow, Sinetula Biljaletdinow (1), Wassili Perwuchin Sturm: Sergei Makarow, Wladimir Petrow, Wladimir Krutow (2), Wiktor Schalimow (1), Sergei Schepelew (1), Sergei Kapustin (1), Alexander Malzew (2), Wladimir Golikow (2), Nikolai Drosdezki (1), Alexander Skworzow (2), Wiktor Schluktow, Andrei Chomutow Trainer / Assistent: Wiktor Tichonow / Wladimir Jursinow |
| Nr. 585 26. April 1981 | 1:1 (1:0, 0:1, 0:0) | 0 Tschechoslowakei | * | 0Göteborg, SWE | 0WM 1981 / EM 1981 | 017. WM-Titel 020. EM-Titel |
| Aufstellung            | Tor: Wladimir Myschkin Verteidigung: Alexei Kassatonow, Wjatscheslaw Fetissow, Sinetula Biljaletdinow, Wassili Perwuchin, Waleri Wassiljew, Nikolai Makarow Sturm: Sergei Makarow, Wladimir Petrow, Wladimir Krutow, Alexander Malzew, Wladimir Golikow, Nikolai Drosdezki, Wiktor Schalimow (1), Sergei Schepelew, Sergei Kapustin, Alexander Skworzow, Wiktor Schluktow, Andrei Chomutow Trainer / Assistent: Wiktor Tichonow / Wladimir Jursinow | Tor: Wladimir Myschkin Verteidigung: Alexei Kassatonow, Wjatscheslaw Fetissow, Sinetula Biljaletdinow, Wassili Perwuchin, Waleri Wassiljew, Nikolai Makarow Sturm: Sergei Makarow, Wladimir Petrow, Wladimir Krutow, Alexander Malzew, Wladimir Golikow, Nikolai Drosdezki, Wiktor Schalimow (1), Sergei Schepelew, Sergei Kapustin, Alexander Skworzow, Wiktor Schluktow, Andrei Chomutow Trainer / Assistent: Wiktor Tichonow / Wladimir Jursinow | Tor: Wladimir Myschkin Verteidigung: Alexei Kassatonow, Wjatscheslaw Fetissow, Sinetula Biljaletdinow, Wassili Perwuchin, Waleri Wassiljew, Nikolai Makarow Sturm: Sergei Makarow, Wladimir Petrow, Wladimir Krutow, Alexander Malzew, Wladimir Golikow, Nikolai Drosdezki, Wiktor Schalimow (1), Sergei Schepelew, Sergei Kapustin, Alexander Skworzow, Wiktor Schluktow, Andrei Chomutow Trainer / Assistent: Wiktor Tichonow / Wladimir Jursinow | Tor: Wladimir Myschkin Verteidigung: Alexei Kassatonow, Wjatscheslaw Fetissow, Sinetula Biljaletdinow, Wassili Perwuchin, Waleri Wassiljew, Nikolai Makarow Sturm: Sergei Makarow, Wladimir Petrow, Wladimir Krutow, Alexander Malzew, Wladimir Golikow, Nikolai Drosdezki, Wiktor Schalimow (1), Sergei Schepelew, Sergei Kapustin, Alexander Skworzow, Wiktor Schluktow, Andrei Chomutow Trainer / Assistent: Wiktor Tichonow / Wladimir Jursinow | Tor: Wladimir Myschkin Verteidigung: Alexei Kassatonow, Wjatscheslaw Fetissow, Sinetula Biljaletdinow, Wassili Perwuchin, Waleri Wassiljew, Nikolai Makarow Sturm: Sergei Makarow, Wladimir Petrow, Wladimir Krutow, Alexander Malzew, Wladimir Golikow, Nikolai Drosdezki, Wiktor Schalimow (1), Sergei Schepelew, Sergei Kapustin, Alexander Skworzow, Wiktor Schluktow, Andrei Chomutow Trainer / Assistent: Wiktor Tichonow / Wladimir Jursinow | Tor: Wladimir Myschkin Verteidigung: Alexei Kassatonow, Wjatscheslaw Fetissow, Sinetula Biljaletdinow, Wassili Perwuchin, Waleri Wassiljew, Nikolai Makarow Sturm: Sergei Makarow, Wladimir Petrow, Wladimir Krutow, Alexander Malzew, Wladimir Golikow, Nikolai Drosdezki, Wiktor Schalimow (1), Sergei Schepelew, Sergei Kapustin, Alexander Skworzow, Wiktor Schluktow, Andrei Chomutow Trainer / Assistent: Wiktor Tichonow / Wladimir Jursinow |
| Nr. 586 12. Aug. 1981  | 2:1 (1:0, 0:0, 1:1) | 0 Schweden | A | 0Stockholm, SWE | 0Rudé Právo Cup | |
| Aufstellung            | Tor: Wladislaw Tretjak Verteidigung: Alexei Kassatonow, Wjatscheslaw Fetissow, Waleri Wassiljew, Irek Gimajew, Sinetula Biljaletdinow, Wassili Perwuchin, Wladimir Subkow, Sergei Babinow Sturm: Sergei Makarow, Igor Larionow, Waleri Charlamow, Wiktor Schalimow (1), Sergei Schepelew, Sergei Kapustin (1), Alexander Malzew, Wladimir Golikow, Helmuts Balderis, Nikolai Drosdezki, Wiktor Schluktow, Andrei Chomutow Trainer / Assistent: Wiktor Tichonow / Wladimir Jursinow | Tor: Wladislaw Tretjak Verteidigung: Alexei Kassatonow, Wjatscheslaw Fetissow, Waleri Wassiljew, Irek Gimajew, Sinetula Biljaletdinow, Wassili Perwuchin, Wladimir Subkow, Sergei Babinow Sturm: Sergei Makarow, Igor Larionow, Waleri Charlamow, Wiktor Schalimow (1), Sergei Schepelew, Sergei Kapustin (1), Alexander Malzew, Wladimir Golikow, Helmuts Balderis, Nikolai Drosdezki, Wiktor Schluktow, Andrei Chomutow Trainer / Assistent: Wiktor Tichonow / Wladimir Jursinow | Tor: Wladislaw Tretjak Verteidigung: Alexei Kassatonow, Wjatscheslaw Fetissow, Waleri Wassiljew, Irek Gimajew, Sinetula Biljaletdinow, Wassili Perwuchin, Wladimir Subkow, Sergei Babinow Sturm: Sergei Makarow, Igor Larionow, Waleri Charlamow, Wiktor Schalimow (1), Sergei Schepelew, Sergei Kapustin (1), Alexander Malzew, Wladimir Golikow, Helmuts Balderis, Nikolai Drosdezki, Wiktor Schluktow, Andrei Chomutow Trainer / Assistent: Wiktor Tichonow / Wladimir Jursinow | Tor: Wladislaw Tretjak Verteidigung: Alexei Kassatonow, Wjatscheslaw Fetissow, Waleri Wassiljew, Irek Gimajew, Sinetula Biljaletdinow, Wassili Perwuchin, Wladimir Subkow, Sergei Babinow Sturm: Sergei Makarow, Igor Larionow, Waleri Charlamow, Wiktor Schalimow (1), Sergei Schepelew, Sergei Kapustin (1), Alexander Malzew, Wladimir Golikow, Helmuts Balderis, Nikolai Drosdezki, Wiktor Schluktow, Andrei Chomutow Trainer / Assistent: Wiktor Tichonow / Wladimir Jursinow | Tor: Wladislaw Tretjak Verteidigung: Alexei Kassatonow, Wjatscheslaw Fetissow, Waleri Wassiljew, Irek Gimajew, Sinetula Biljaletdinow, Wassili Perwuchin, Wladimir Subkow, Sergei Babinow Sturm: Sergei Makarow, Igor Larionow, Waleri Charlamow, Wiktor Schalimow (1), Sergei Schepelew, Sergei Kapustin (1), Alexander Malzew, Wladimir Golikow, Helmuts Balderis, Nikolai Drosdezki, Wiktor Schluktow, Andrei Chomutow Trainer / Assistent: Wiktor Tichonow / Wladimir Jursinow | Tor: Wladislaw Tretjak Verteidigung: Alexei Kassatonow, Wjatscheslaw Fetissow, Waleri Wassiljew, Irek Gimajew, Sinetula Biljaletdinow, Wassili Perwuchin, Wladimir Subkow, Sergei Babinow Sturm: Sergei Makarow, Igor Larionow, Waleri Charlamow, Wiktor Schalimow (1), Sergei Schepelew, Sergei Kapustin (1), Alexander Malzew, Wladimir Golikow, Helmuts Balderis, Nikolai Drosdezki, Wiktor Schluktow, Andrei Chomutow Trainer / Assistent: Wiktor Tichonow / Wladimir Jursinow |
| Nr. 587 14. Aug. 1981  | 4:1 (0:1, 1:0, 3:0) | 0 Schweden | A | 0Stockholm, SWE | 0Rudé Právo Cup | |
| Aufstellung            | Tor: Wladislaw Tretjak Verteidigung: Alexei Kassatonow, Wjatscheslaw Fetissow, Waleri Wassiljew, Irek Gimajew, Sinetula Biljaletdinow, Wassili Perwuchin, Wladimir Subkow, Sergei Babinow Sturm: Sergei Makarow, Igor Larionow (2), Waleri Charlamow, Wiktor Schalimow, Sergei Schepelew, Sergei Kapustin (1), Alexander Malzew, Wladimir Golikow, Nikolai Drosdezki (1), Sergei Swetlow, Anatoli Semjonow, Alexander Koschewnikow Trainer / Assistent: Wiktor Tichonow / Wladimir Jursinow | Tor: Wladislaw Tretjak Verteidigung: Alexei Kassatonow, Wjatscheslaw Fetissow, Waleri Wassiljew, Irek Gimajew, Sinetula Biljaletdinow, Wassili Perwuchin, Wladimir Subkow, Sergei Babinow Sturm: Sergei Makarow, Igor Larionow (2), Waleri Charlamow, Wiktor Schalimow, Sergei Schepelew, Sergei Kapustin (1), Alexander Malzew, Wladimir Golikow, Nikolai Drosdezki (1), Sergei Swetlow, Anatoli Semjonow, Alexander Koschewnikow Trainer / Assistent: Wiktor Tichonow / Wladimir Jursinow | Tor: Wladislaw Tretjak Verteidigung: Alexei Kassatonow, Wjatscheslaw Fetissow, Waleri Wassiljew, Irek Gimajew, Sinetula Biljaletdinow, Wassili Perwuchin, Wladimir Subkow, Sergei Babinow Sturm: Sergei Makarow, Igor Larionow (2), Waleri Charlamow, Wiktor Schalimow, Sergei Schepelew, Sergei Kapustin (1), Alexander Malzew, Wladimir Golikow, Nikolai Drosdezki (1), Sergei Swetlow, Anatoli Semjonow, Alexander Koschewnikow Trainer / Assistent: Wiktor Tichonow / Wladimir Jursinow | Tor: Wladislaw Tretjak Verteidigung: Alexei Kassatonow, Wjatscheslaw Fetissow, Waleri Wassiljew, Irek Gimajew, Sinetula Biljaletdinow, Wassili Perwuchin, Wladimir Subkow, Sergei Babinow Sturm: Sergei Makarow, Igor Larionow (2), Waleri Charlamow, Wiktor Schalimow, Sergei Schepelew, Sergei Kapustin (1), Alexander Malzew, Wladimir Golikow, Nikolai Drosdezki (1), Sergei Swetlow, Anatoli Semjonow, Alexander Koschewnikow Trainer / Assistent: Wiktor Tichonow / Wladimir Jursinow | Tor: Wladislaw Tretjak Verteidigung: Alexei Kassatonow, Wjatscheslaw Fetissow, Waleri Wassiljew, Irek Gimajew, Sinetula Biljaletdinow, Wassili Perwuchin, Wladimir Subkow, Sergei Babinow Sturm: Sergei Makarow, Igor Larionow (2), Waleri Charlamow, Wiktor Schalimow, Sergei Schepelew, Sergei Kapustin (1), Alexander Malzew, Wladimir Golikow, Nikolai Drosdezki (1), Sergei Swetlow, Anatoli Semjonow, Alexander Koschewnikow Trainer / Assistent: Wiktor Tichonow / Wladimir Jursinow | Tor: Wladislaw Tretjak Verteidigung: Alexei Kassatonow, Wjatscheslaw Fetissow, Waleri Wassiljew, Irek Gimajew, Sinetula Biljaletdinow, Wassili Perwuchin, Wladimir Subkow, Sergei Babinow Sturm: Sergei Makarow, Igor Larionow (2), Waleri Charlamow, Wiktor Schalimow, Sergei Schepelew, Sergei Kapustin (1), Alexander Malzew, Wladimir Golikow, Nikolai Drosdezki (1), Sergei Swetlow, Anatoli Semjonow, Alexander Koschewnikow Trainer / Assistent: Wiktor Tichonow / Wladimir Jursinow |
| Nr. 588 17. Aug. 1981  | 4:3 (0:1, 1:1, 3:1) | 0 Finnland | A | 0Tampere, FIN | 0Rudé Právo Cup | |
| Aufstellung            | Tor: Wladimir Myschkin Verteidigung: Alexei Kassatonow, Wjatscheslaw Fetissow, Waleri Wassiljew, Irek Gimajew, Sinetula Biljaletdinow, Wassili Perwuchin, Wladimir Subkow, Sergei Babinow Sturm: Sergei Makarow (2), Igor Larionow, Nikolai Drosdezki (1), Wiktor Schalimow, Sergei Schepelew, Sergei Kapustin (1), Alexander Malzew, Anatoli Semjonow, Sergei Swetlow, Helmuts Balderis, Wiktor Schluktow (1), Waleri Charlamow Trainer / Assistent: Wiktor Tichonow / Wladimir Jursinow | Tor: Wladimir Myschkin Verteidigung: Alexei Kassatonow, Wjatscheslaw Fetissow, Waleri Wassiljew, Irek Gimajew, Sinetula Biljaletdinow, Wassili Perwuchin, Wladimir Subkow, Sergei Babinow Sturm: Sergei Makarow (2), Igor Larionow, Nikolai Drosdezki (1), Wiktor Schalimow, Sergei Schepelew, Sergei Kapustin (1), Alexander Malzew, Anatoli Semjonow, Sergei Swetlow, Helmuts Balderis, Wiktor Schluktow (1), Waleri Charlamow Trainer / Assistent: Wiktor Tichonow / Wladimir Jursinow | Tor: Wladimir Myschkin Verteidigung: Alexei Kassatonow, Wjatscheslaw Fetissow, Waleri Wassiljew, Irek Gimajew, Sinetula Biljaletdinow, Wassili Perwuchin, Wladimir Subkow, Sergei Babinow Sturm: Sergei Makarow (2), Igor Larionow, Nikolai Drosdezki (1), Wiktor Schalimow, Sergei Schepelew, Sergei Kapustin (1), Alexander Malzew, Anatoli Semjonow, Sergei Swetlow, Helmuts Balderis, Wiktor Schluktow (1), Waleri Charlamow Trainer / Assistent: Wiktor Tichonow / Wladimir Jursinow | Tor: Wladimir Myschkin Verteidigung: Alexei Kassatonow, Wjatscheslaw Fetissow, Waleri Wassiljew, Irek Gimajew, Sinetula Biljaletdinow, Wassili Perwuchin, Wladimir Subkow, Sergei Babinow Sturm: Sergei Makarow (2), Igor Larionow, Nikolai Drosdezki (1), Wiktor Schalimow, Sergei Schepelew, Sergei Kapustin (1), Alexander Malzew, Anatoli Semjonow, Sergei Swetlow, Helmuts Balderis, Wiktor Schluktow (1), Waleri Charlamow Trainer / Assistent: Wiktor Tichonow / Wladimir Jursinow | Tor: Wladimir Myschkin Verteidigung: Alexei Kassatonow, Wjatscheslaw Fetissow, Waleri Wassiljew, Irek Gimajew, Sinetula Biljaletdinow, Wassili Perwuchin, Wladimir Subkow, Sergei Babinow Sturm: Sergei Makarow (2), Igor Larionow, Nikolai Drosdezki (1), Wiktor Schalimow, Sergei Schepelew, Sergei Kapustin (1), Alexander Malzew, Anatoli Semjonow, Sergei Swetlow, Helmuts Balderis, Wiktor Schluktow (1), Waleri Charlamow Trainer / Assistent: Wiktor Tichonow / Wladimir Jursinow | Tor: Wladimir Myschkin Verteidigung: Alexei Kassatonow, Wjatscheslaw Fetissow, Waleri Wassiljew, Irek Gimajew, Sinetula Biljaletdinow, Wassili Perwuchin, Wladimir Subkow, Sergei Babinow Sturm: Sergei Makarow (2), Igor Larionow, Nikolai Drosdezki (1), Wiktor Schalimow, Sergei Schepelew, Sergei Kapustin (1), Alexander Malzew, Anatoli Semjonow, Sergei Swetlow, Helmuts Balderis, Wiktor Schluktow (1), Waleri Charlamow Trainer / Assistent: Wiktor Tichonow / Wladimir Jursinow |
| Nr. 589 18. Aug. 1981  | 5:2 (2:0, 0:1, 3:1) | 0 Finnland | A | 0Helsinki, FIN | 0Rudé Právo Cup | |
| Aufstellung            | Tor: Wladislaw Tretjak Verteidigung: Alexei Kassatonow, Wjatscheslaw Fetissow, Waleri Wassiljew, Irek Gimajew, Sinetula Biljaletdinow, Wassili Perwuchin, Wladimir Subkow, Sergei Babinow Sturm: Sergei Makarow, Igor Larionow, Waleri Charlamow, Helmuts Balderis (1), Sergei Schepelew (1), Sergei Kapustin, Alexander Malzew, Wladimir Golikow, Nikolai Drosdezki, Alexander Skworzow (1), Wiktor Schluktow (1), Andrei Chomutow (1) Trainer / Assistent: Wiktor Tichonow / Wladimir Jursinow                                                                                               | Tor: Wladislaw Tretjak Verteidigung: Alexei Kassatonow, Wjatscheslaw Fetissow, Waleri Wassiljew, Irek Gimajew, Sinetula Biljaletdinow, Wassili Perwuchin, Wladimir Subkow, Sergei Babinow Sturm: Sergei Makarow, Igor Larionow, Waleri Charlamow, Helmuts Balderis (1), Sergei Schepelew (1), Sergei Kapustin, Alexander Malzew, Wladimir Golikow, Nikolai Drosdezki, Alexander Skworzow (1), Wiktor Schluktow (1), Andrei Chomutow (1) Trainer / Assistent: Wiktor Tichonow / Wladimir Jursinow                                                                                               | Tor: Wladislaw Tretjak Verteidigung: Alexei Kassatonow, Wjatscheslaw Fetissow, Waleri Wassiljew, Irek Gimajew, Sinetula Biljaletdinow, Wassili Perwuchin, Wladimir Subkow, Sergei Babinow Sturm: Sergei Makarow, Igor Larionow, Waleri Charlamow, Helmuts Balderis (1), Sergei Schepelew (1), Sergei Kapustin, Alexander Malzew, Wladimir Golikow, Nikolai Drosdezki, Alexander Skworzow (1), Wiktor Schluktow (1), Andrei Chomutow (1) Trainer / Assistent: Wiktor Tichonow / Wladimir Jursinow                                                                                               | Tor: Wladislaw Tretjak Verteidigung: Alexei Kassatonow, Wjatscheslaw Fetissow, Waleri Wassiljew, Irek Gimajew, Sinetula Biljaletdinow, Wassili Perwuchin, Wladimir Subkow, Sergei Babinow Sturm: Sergei Makarow, Igor Larionow, Waleri Charlamow, Helmuts Balderis (1), Sergei Schepelew (1), Sergei Kapustin, Alexander Malzew, Wladimir Golikow, Nikolai Drosdezki, Alexander Skworzow (1), Wiktor Schluktow (1), Andrei Chomutow (1) Trainer / Assistent: Wiktor Tichonow / Wladimir Jursinow                                                                                               | Tor: Wladislaw Tretjak Verteidigung: Alexei Kassatonow, Wjatscheslaw Fetissow, Waleri Wassiljew, Irek Gimajew, Sinetula Biljaletdinow, Wassili Perwuchin, Wladimir Subkow, Sergei Babinow Sturm: Sergei Makarow, Igor Larionow, Waleri Charlamow, Helmuts Balderis (1), Sergei Schepelew (1), Sergei Kapustin, Alexander Malzew, Wladimir Golikow, Nikolai Drosdezki, Alexander Skworzow (1), Wiktor Schluktow (1), Andrei Chomutow (1) Trainer / Assistent: Wiktor Tichonow / Wladimir Jursinow                                                                                               | Tor: Wladislaw Tretjak Verteidigung: Alexei Kassatonow, Wjatscheslaw Fetissow, Waleri Wassiljew, Irek Gimajew, Sinetula Biljaletdinow, Wassili Perwuchin, Wladimir Subkow, Sergei Babinow Sturm: Sergei Makarow, Igor Larionow, Waleri Charlamow, Helmuts Balderis (1), Sergei Schepelew (1), Sergei Kapustin, Alexander Malzew, Wladimir Golikow, Nikolai Drosdezki, Alexander Skworzow (1), Wiktor Schluktow (1), Andrei Chomutow (1) Trainer / Assistent: Wiktor Tichonow / Wladimir Jursinow                                                                                               |
| Nr. 590 29. Aug. 1981  | 2:3 (1:1, 0:2, 1:0) | 0 Kanada | A | 0Edmonton, CAN | 0Freundschaftsspiel | |
| Aufstellung            | Tor: Wladislaw Tretjak Verteidigung: Alexei Kassatonow, Wjatscheslaw Fetissow, Waleri Wassiljew, Irek Gimajew, Sinetula Biljaletdinow, Wassili Perwuchin, Wladimir Subkow, Sergei Babinow Sturm: Sergei Makarow, Igor Larionow, Wladimir Krutow, Wiktor Schalimow, Sergei Schepelew, Sergei Kapustin, Sergei Swetlow (1), Wladimir Golikow, Nikolai Drosdezki (1), Alexander Skworzow, Wiktor Schluktow, Andrei Chomutow Trainer / Assistent: Wiktor Tichonow / Wladimir Jursinow | Tor: Wladislaw Tretjak Verteidigung: Alexei Kassatonow, Wjatscheslaw Fetissow, Waleri Wassiljew, Irek Gimajew, Sinetula Biljaletdinow, Wassili Perwuchin, Wladimir Subkow, Sergei Babinow Sturm: Sergei Makarow, Igor Larionow, Wladimir Krutow, Wiktor Schalimow, Sergei Schepelew, Sergei Kapustin, Sergei Swetlow (1), Wladimir Golikow, Nikolai Drosdezki (1), Alexander Skworzow, Wiktor Schluktow, Andrei Chomutow Trainer / Assistent: Wiktor Tichonow / Wladimir Jursinow | Tor: Wladislaw Tretjak Verteidigung: Alexei Kassatonow, Wjatscheslaw Fetissow, Waleri Wassiljew, Irek Gimajew, Sinetula Biljaletdinow, Wassili Perwuchin, Wladimir Subkow, Sergei Babinow Sturm: Sergei Makarow, Igor Larionow, Wladimir Krutow, Wiktor Schalimow, Sergei Schepelew, Sergei Kapustin, Sergei Swetlow (1), Wladimir Golikow, Nikolai Drosdezki (1), Alexander Skworzow, Wiktor Schluktow, Andrei Chomutow Trainer / Assistent: Wiktor Tichonow / Wladimir Jursinow | Tor: Wladislaw Tretjak Verteidigung: Alexei Kassatonow, Wjatscheslaw Fetissow, Waleri Wassiljew, Irek Gimajew, Sinetula Biljaletdinow, Wassili Perwuchin, Wladimir Subkow, Sergei Babinow Sturm: Sergei Makarow, Igor Larionow, Wladimir Krutow, Wiktor Schalimow, Sergei Schepelew, Sergei Kapustin, Sergei Swetlow (1), Wladimir Golikow, Nikolai Drosdezki (1), Alexander Skworzow, Wiktor Schluktow, Andrei Chomutow Trainer / Assistent: Wiktor Tichonow / Wladimir Jursinow | Tor: Wladislaw Tretjak Verteidigung: Alexei Kassatonow, Wjatscheslaw Fetissow, Waleri Wassiljew, Irek Gimajew, Sinetula Biljaletdinow, Wassili Perwuchin, Wladimir Subkow, Sergei Babinow Sturm: Sergei Makarow, Igor Larionow, Wladimir Krutow, Wiktor Schalimow, Sergei Schepelew, Sergei Kapustin, Sergei Swetlow (1), Wladimir Golikow, Nikolai Drosdezki (1), Alexander Skworzow, Wiktor Schluktow, Andrei Chomutow Trainer / Assistent: Wiktor Tichonow / Wladimir Jursinow | Tor: Wladislaw Tretjak Verteidigung: Alexei Kassatonow, Wjatscheslaw Fetissow, Waleri Wassiljew, Irek Gimajew, Sinetula Biljaletdinow, Wassili Perwuchin, Wladimir Subkow, Sergei Babinow Sturm: Sergei Makarow, Igor Larionow, Wladimir Krutow, Wiktor Schalimow, Sergei Schepelew, Sergei Kapustin, Sergei Swetlow (1), Wladimir Golikow, Nikolai Drosdezki (1), Alexander Skworzow, Wiktor Schluktow, Andrei Chomutow Trainer / Assistent: Wiktor Tichonow / Wladimir Jursinow |
| Nr. 591 1. Sep. 1981   | 1:1 (0:0, 1:1, 0:0) | 0 Tschechoslowakei | * | 0Winnipeg, CAN | 0Canada Cup 1981 | |
| Aufstellung            | Tor: Wladislaw Tretjak Verteidigung: Alexei Kassatonow, Wjatscheslaw Fetissow, Waleri Wassiljew, Sergei Babinow, Sinetula Biljaletdinow, Wassili Perwuchin Sturm: Sergei Makarow, Igor Larionow, Wladimir Krutow, Wiktor Schalimow, Sergei Schepelew, Sergei Kapustin, Alexander Malzew, Wladimir Golikow, Nikolai Drosdezki (1), Alexander Skworzow, Wiktor Schluktow, Andrei Chomutow Trainer / Assistent: Wiktor Tichonow / Wladimir Jursinow | Tor: Wladislaw Tretjak Verteidigung: Alexei Kassatonow, Wjatscheslaw Fetissow, Waleri Wassiljew, Sergei Babinow, Sinetula Biljaletdinow, Wassili Perwuchin Sturm: Sergei Makarow, Igor Larionow, Wladimir Krutow, Wiktor Schalimow, Sergei Schepelew, Sergei Kapustin, Alexander Malzew, Wladimir Golikow, Nikolai Drosdezki (1), Alexander Skworzow, Wiktor Schluktow, Andrei Chomutow Trainer / Assistent: Wiktor Tichonow / Wladimir Jursinow | Tor: Wladislaw Tretjak Verteidigung: Alexei Kassatonow, Wjatscheslaw Fetissow, Waleri Wassiljew, Sergei Babinow, Sinetula Biljaletdinow, Wassili Perwuchin Sturm: Sergei Makarow, Igor Larionow, Wladimir Krutow, Wiktor Schalimow, Sergei Schepelew, Sergei Kapustin, Alexander Malzew, Wladimir Golikow, Nikolai Drosdezki (1), Alexander Skworzow, Wiktor Schluktow, Andrei Chomutow Trainer / Assistent: Wiktor Tichonow / Wladimir Jursinow | Tor: Wladislaw Tretjak Verteidigung: Alexei Kassatonow, Wjatscheslaw Fetissow, Waleri Wassiljew, Sergei Babinow, Sinetula Biljaletdinow, Wassili Perwuchin Sturm: Sergei Makarow, Igor Larionow, Wladimir Krutow, Wiktor Schalimow, Sergei Schepelew, Sergei Kapustin, Alexander Malzew, Wladimir Golikow, Nikolai Drosdezki (1), Alexander Skworzow, Wiktor Schluktow, Andrei Chomutow Trainer / Assistent: Wiktor Tichonow / Wladimir Jursinow | Tor: Wladislaw Tretjak Verteidigung: Alexei Kassatonow, Wjatscheslaw Fetissow, Waleri Wassiljew, Sergei Babinow, Sinetula Biljaletdinow, Wassili Perwuchin Sturm: Sergei Makarow, Igor Larionow, Wladimir Krutow, Wiktor Schalimow, Sergei Schepelew, Sergei Kapustin, Alexander Malzew, Wladimir Golikow, Nikolai Drosdezki (1), Alexander Skworzow, Wiktor Schluktow, Andrei Chomutow Trainer / Assistent: Wiktor Tichonow / Wladimir Jursinow | Tor: Wladislaw Tretjak Verteidigung: Alexei Kassatonow, Wjatscheslaw Fetissow, Waleri Wassiljew, Sergei Babinow, Sinetula Biljaletdinow, Wassili Perwuchin Sturm: Sergei Makarow, Igor Larionow, Wladimir Krutow, Wiktor Schalimow, Sergei Schepelew, Sergei Kapustin, Alexander Malzew, Wladimir Golikow, Nikolai Drosdezki (1), Alexander Skworzow, Wiktor Schluktow, Andrei Chomutow Trainer / Assistent: Wiktor Tichonow / Wladimir Jursinow |
| Nr. 592 3. Sep. 1981   | 6:3 (2:0, 1:2, 3:1) | 0 Schweden | * | 0Winnipeg, CAN | 0Canada Cup 1981 | |
| Aufstellung            | Tor: Wladislaw Tretjak Verteidigung: Alexei Kassatonow (1), Wjatscheslaw Fetissow, Waleri Wassiljew, Sergei Babinow, Sinetula Biljaletdinow, Wassili Perwuchin Sturm: Sergei Makarow (1), Igor Larionow, Wladimir Krutow (1), Wiktor Schalimow, Sergei Schepelew, Sergei Kapustin (2), Alexander Malzew (1), Wladimir Golikow, Nikolai Drosdezki, Alexander Skworzow, Wiktor Schluktow, Andrei Chomutow Trainer / Assistent: Wiktor Tichonow / Wladimir Jursinow | Tor: Wladislaw Tretjak Verteidigung: Alexei Kassatonow (1), Wjatscheslaw Fetissow, Waleri Wassiljew, Sergei Babinow, Sinetula Biljaletdinow, Wassili Perwuchin Sturm: Sergei Makarow (1), Igor Larionow, Wladimir Krutow (1), Wiktor Schalimow, Sergei Schepelew, Sergei Kapustin (2), Alexander Malzew (1), Wladimir Golikow, Nikolai Drosdezki, Alexander Skworzow, Wiktor Schluktow, Andrei Chomutow Trainer / Assistent: Wiktor Tichonow / Wladimir Jursinow | Tor: Wladislaw Tretjak Verteidigung: Alexei Kassatonow (1), Wjatscheslaw Fetissow, Waleri Wassiljew, Sergei Babinow, Sinetula Biljaletdinow, Wassili Perwuchin Sturm: Sergei Makarow (1), Igor Larionow, Wladimir Krutow (1), Wiktor Schalimow, Sergei Schepelew, Sergei Kapustin (2), Alexander Malzew (1), Wladimir Golikow, Nikolai Drosdezki, Alexander Skworzow, Wiktor Schluktow, Andrei Chomutow Trainer / Assistent: Wiktor Tichonow / Wladimir Jursinow | Tor: Wladislaw Tretjak Verteidigung: Alexei Kassatonow (1), Wjatscheslaw Fetissow, Waleri Wassiljew, Sergei Babinow, Sinetula Biljaletdinow, Wassili Perwuchin Sturm: Sergei Makarow (1), Igor Larionow, Wladimir Krutow (1), Wiktor Schalimow, Sergei Schepelew, Sergei Kapustin (2), Alexander Malzew (1), Wladimir Golikow, Nikolai Drosdezki, Alexander Skworzow, Wiktor Schluktow, Andrei Chomutow Trainer / Assistent: Wiktor Tichonow / Wladimir Jursinow | Tor: Wladislaw Tretjak Verteidigung: Alexei Kassatonow (1), Wjatscheslaw Fetissow, Waleri Wassiljew, Sergei Babinow, Sinetula Biljaletdinow, Wassili Perwuchin Sturm: Sergei Makarow (1), Igor Larionow, Wladimir Krutow (1), Wiktor Schalimow, Sergei Schepelew, Sergei Kapustin (2), Alexander Malzew (1), Wladimir Golikow, Nikolai Drosdezki, Alexander Skworzow, Wiktor Schluktow, Andrei Chomutow Trainer / Assistent: Wiktor Tichonow / Wladimir Jursinow | Tor: Wladislaw Tretjak Verteidigung: Alexei Kassatonow (1), Wjatscheslaw Fetissow, Waleri Wassiljew, Sergei Babinow, Sinetula Biljaletdinow, Wassili Perwuchin Sturm: Sergei Makarow (1), Igor Larionow, Wladimir Krutow (1), Wiktor Schalimow, Sergei Schepelew, Sergei Kapustin (2), Alexander Malzew (1), Wladimir Golikow, Nikolai Drosdezki, Alexander Skworzow, Wiktor Schluktow, Andrei Chomutow Trainer / Assistent: Wiktor Tichonow / Wladimir Jursinow |
| Nr. 593 5. Sep. 1981   | 4:1 (1:0, 2:1, 1:0) | 0 USA | * | 0Edmonton, CAN | 0Canada Cup 1981 | |
| Aufstellung            | Tor: Wladislaw Tretjak Verteidigung: Alexei Kassatonow, Wjatscheslaw Fetissow, Waleri Wassiljew, Sergei Babinow, Sinetula Biljaletdinow, Wassili Perwuchin Sturm: Sergei Makarow, Igor Larionow (1), Wladimir Krutow (1), Wiktor Schalimow, Sergei Schepelew, Sergei Kapustin, Alexander Malzew, Wladimir Golikow (1), Nikolai Drosdezki, Alexander Skworzow, Wiktor Schluktow (1), Andrei Chomutow Trainer / Assistent: Wiktor Tichonow / Wladimir Jursinow | Tor: Wladislaw Tretjak Verteidigung: Alexei Kassatonow, Wjatscheslaw Fetissow, Waleri Wassiljew, Sergei Babinow, Sinetula Biljaletdinow, Wassili Perwuchin Sturm: Sergei Makarow, Igor Larionow (1), Wladimir Krutow (1), Wiktor Schalimow, Sergei Schepelew, Sergei Kapustin, Alexander Malzew, Wladimir Golikow (1), Nikolai Drosdezki, Alexander Skworzow, Wiktor Schluktow (1), Andrei Chomutow Trainer / Assistent: Wiktor Tichonow / Wladimir Jursinow | Tor: Wladislaw Tretjak Verteidigung: Alexei Kassatonow, Wjatscheslaw Fetissow, Waleri Wassiljew, Sergei Babinow, Sinetula Biljaletdinow, Wassili Perwuchin Sturm: Sergei Makarow, Igor Larionow (1), Wladimir Krutow (1), Wiktor Schalimow, Sergei Schepelew, Sergei Kapustin, Alexander Malzew, Wladimir Golikow (1), Nikolai Drosdezki, Alexander Skworzow, Wiktor Schluktow (1), Andrei Chomutow Trainer / Assistent: Wiktor Tichonow / Wladimir Jursinow | Tor: Wladislaw Tretjak Verteidigung: Alexei Kassatonow, Wjatscheslaw Fetissow, Waleri Wassiljew, Sergei Babinow, Sinetula Biljaletdinow, Wassili Perwuchin Sturm: Sergei Makarow, Igor Larionow (1), Wladimir Krutow (1), Wiktor Schalimow, Sergei Schepelew, Sergei Kapustin, Alexander Malzew, Wladimir Golikow (1), Nikolai Drosdezki, Alexander Skworzow, Wiktor Schluktow (1), Andrei Chomutow Trainer / Assistent: Wiktor Tichonow / Wladimir Jursinow | Tor: Wladislaw Tretjak Verteidigung: Alexei Kassatonow, Wjatscheslaw Fetissow, Waleri Wassiljew, Sergei Babinow, Sinetula Biljaletdinow, Wassili Perwuchin Sturm: Sergei Makarow, Igor Larionow (1), Wladimir Krutow (1), Wiktor Schalimow, Sergei Schepelew, Sergei Kapustin, Alexander Malzew, Wladimir Golikow (1), Nikolai Drosdezki, Alexander Skworzow, Wiktor Schluktow (1), Andrei Chomutow Trainer / Assistent: Wiktor Tichonow / Wladimir Jursinow | Tor: Wladislaw Tretjak Verteidigung: Alexei Kassatonow, Wjatscheslaw Fetissow, Waleri Wassiljew, Sergei Babinow, Sinetula Biljaletdinow, Wassili Perwuchin Sturm: Sergei Makarow, Igor Larionow (1), Wladimir Krutow (1), Wiktor Schalimow, Sergei Schepelew, Sergei Kapustin, Alexander Malzew, Wladimir Golikow (1), Nikolai Drosdezki, Alexander Skworzow, Wiktor Schluktow (1), Andrei Chomutow Trainer / Assistent: Wiktor Tichonow / Wladimir Jursinow |
| Nr. 594 7. Sep. 1981   | 6:1 (2:0, 1:1, 3:0) | 0 Finnland | * | 0Winnipeg, CAN | 0Canada Cup 1981 | |
| Aufstellung            | Tor: Wladislaw Tretjak Verteidigung: Alexei Kassatonow, Wjatscheslaw Fetissow (1), Wladimir Subkow, Sergei Babinow, Sinetula Biljaletdinow, Wassili Perwuchin Sturm: Sergei Makarow (1), Igor Larionow, Wladimir Krutow (1), Wiktor Schalimow (1), Sergei Schepelew, Irek Gimajew, Alexander Malzew, Wladimir Golikow, Nikolai Drosdezki (1), Alexander Skworzow, Wiktor Schluktow (1), Andrei Chomutow Trainer / Assistent: Wiktor Tichonow / Wladimir Jursinow | Tor: Wladislaw Tretjak Verteidigung: Alexei Kassatonow, Wjatscheslaw Fetissow (1), Wladimir Subkow, Sergei Babinow, Sinetula Biljaletdinow, Wassili Perwuchin Sturm: Sergei Makarow (1), Igor Larionow, Wladimir Krutow (1), Wiktor Schalimow (1), Sergei Schepelew, Irek Gimajew, Alexander Malzew, Wladimir Golikow, Nikolai Drosdezki (1), Alexander Skworzow, Wiktor Schluktow (1), Andrei Chomutow Trainer / Assistent: Wiktor Tichonow / Wladimir Jursinow | Tor: Wladislaw Tretjak Verteidigung: Alexei Kassatonow, Wjatscheslaw Fetissow (1), Wladimir Subkow, Sergei Babinow, Sinetula Biljaletdinow, Wassili Perwuchin Sturm: Sergei Makarow (1), Igor Larionow, Wladimir Krutow (1), Wiktor Schalimow (1), Sergei Schepelew, Irek Gimajew, Alexander Malzew, Wladimir Golikow, Nikolai Drosdezki (1), Alexander Skworzow, Wiktor Schluktow (1), Andrei Chomutow Trainer / Assistent: Wiktor Tichonow / Wladimir Jursinow | Tor: Wladislaw Tretjak Verteidigung: Alexei Kassatonow, Wjatscheslaw Fetissow (1), Wladimir Subkow, Sergei Babinow, Sinetula Biljaletdinow, Wassili Perwuchin Sturm: Sergei Makarow (1), Igor Larionow, Wladimir Krutow (1), Wiktor Schalimow (1), Sergei Schepelew, Irek Gimajew, Alexander Malzew, Wladimir Golikow, Nikolai Drosdezki (1), Alexander Skworzow, Wiktor Schluktow (1), Andrei Chomutow Trainer / Assistent: Wiktor Tichonow / Wladimir Jursinow | Tor: Wladislaw Tretjak Verteidigung: Alexei Kassatonow, Wjatscheslaw Fetissow (1), Wladimir Subkow, Sergei Babinow, Sinetula Biljaletdinow, Wassili Perwuchin Sturm: Sergei Makarow (1), Igor Larionow, Wladimir Krutow (1), Wiktor Schalimow (1), Sergei Schepelew, Irek Gimajew, Alexander Malzew, Wladimir Golikow, Nikolai Drosdezki (1), Alexander Skworzow, Wiktor Schluktow (1), Andrei Chomutow Trainer / Assistent: Wiktor Tichonow / Wladimir Jursinow | Tor: Wladislaw Tretjak Verteidigung: Alexei Kassatonow, Wjatscheslaw Fetissow (1), Wladimir Subkow, Sergei Babinow, Sinetula Biljaletdinow, Wassili Perwuchin Sturm: Sergei Makarow (1), Igor Larionow, Wladimir Krutow (1), Wiktor Schalimow (1), Sergei Schepelew, Irek Gimajew, Alexander Malzew, Wladimir Golikow, Nikolai Drosdezki (1), Alexander Skworzow, Wiktor Schluktow (1), Andrei Chomutow Trainer / Assistent: Wiktor Tichonow / Wladimir Jursinow |
| Nr. 595 9. Sep. 1981   | 3:7 (0:1, 2:1, 1:5) | 0 Kanada | A | 0Montreal, CAN | 0Canada Cup 1981 | |
| Aufstellung            | Tor: Wladimir Myschkin Verteidigung: Alexei Kassatonow, Wjatscheslaw Fetissow, Waleri Wassiljew, Sergei Babinow, Sinetula Biljaletdinow, Wladimir Subkow Sturm: Sergei Makarow (1), Igor Larionow (1), Wladimir Krutow, Wiktor Schalimow, Sergei Schepelew (1), Sergei Kapustin, Irek Gimajew, Wladimir Golikow, Nikolai Drosdezki, Alexander Skworzow, Wiktor Schluktow, Andrei Chomutow Trainer / Assistent: Wiktor Tichonow / Wladimir Jursinow | Tor: Wladimir Myschkin Verteidigung: Alexei Kassatonow, Wjatscheslaw Fetissow, Waleri Wassiljew, Sergei Babinow, Sinetula Biljaletdinow, Wladimir Subkow Sturm: Sergei Makarow (1), Igor Larionow (1), Wladimir Krutow, Wiktor Schalimow, Sergei Schepelew (1), Sergei Kapustin, Irek Gimajew, Wladimir Golikow, Nikolai Drosdezki, Alexander Skworzow, Wiktor Schluktow, Andrei Chomutow Trainer / Assistent: Wiktor Tichonow / Wladimir Jursinow | Tor: Wladimir Myschkin Verteidigung: Alexei Kassatonow, Wjatscheslaw Fetissow, Waleri Wassiljew, Sergei Babinow, Sinetula Biljaletdinow, Wladimir Subkow Sturm: Sergei Makarow (1), Igor Larionow (1), Wladimir Krutow, Wiktor Schalimow, Sergei Schepelew (1), Sergei Kapustin, Irek Gimajew, Wladimir Golikow, Nikolai Drosdezki, Alexander Skworzow, Wiktor Schluktow, Andrei Chomutow Trainer / Assistent: Wiktor Tichonow / Wladimir Jursinow | Tor: Wladimir Myschkin Verteidigung: Alexei Kassatonow, Wjatscheslaw Fetissow, Waleri Wassiljew, Sergei Babinow, Sinetula Biljaletdinow, Wladimir Subkow Sturm: Sergei Makarow (1), Igor Larionow (1), Wladimir Krutow, Wiktor Schalimow, Sergei Schepelew (1), Sergei Kapustin, Irek Gimajew, Wladimir Golikow, Nikolai Drosdezki, Alexander Skworzow, Wiktor Schluktow, Andrei Chomutow Trainer / Assistent: Wiktor Tichonow / Wladimir Jursinow | Tor: Wladimir Myschkin Verteidigung: Alexei Kassatonow, Wjatscheslaw Fetissow, Waleri Wassiljew, Sergei Babinow, Sinetula Biljaletdinow, Wladimir Subkow Sturm: Sergei Makarow (1), Igor Larionow (1), Wladimir Krutow, Wiktor Schalimow, Sergei Schepelew (1), Sergei Kapustin, Irek Gimajew, Wladimir Golikow, Nikolai Drosdezki, Alexander Skworzow, Wiktor Schluktow, Andrei Chomutow Trainer / Assistent: Wiktor Tichonow / Wladimir Jursinow | Tor: Wladimir Myschkin Verteidigung: Alexei Kassatonow, Wjatscheslaw Fetissow, Waleri Wassiljew, Sergei Babinow, Sinetula Biljaletdinow, Wladimir Subkow Sturm: Sergei Makarow (1), Igor Larionow (1), Wladimir Krutow, Wiktor Schalimow, Sergei Schepelew (1), Sergei Kapustin, Irek Gimajew, Wladimir Golikow, Nikolai Drosdezki, Alexander Skworzow, Wiktor Schluktow, Andrei Chomutow Trainer / Assistent: Wiktor Tichonow / Wladimir Jursinow |
| Nr. 596 11. Sep. 1981  | 4:1 (3:0, 1:0, 0:1) | 0 Tschechoslowakei | * | 0Ottawa, CAN | 0Canada Cup 1981 | |
| Aufstellung            | Tor: Wladislaw Tretjak Verteidigung: Alexei Kassatonow, Wjatscheslaw Fetissow, Waleri Wassiljew, Sergei Babinow, Sinetula Biljaletdinow, Wassili Perwuchin Sturm: Sergei Makarow, Igor Larionow, Wladimir Krutow, Wiktor Schalimow (1), Sergei Schepelew (2), Sergei Kapustin, Irek Gimajew, Wladimir Golikow (1), Nikolai Drosdezki, Alexander Skworzow, Wiktor Schluktow, Andrei Chomutow Trainer / Assistent: Wiktor Tichonow / Wladimir Jursinow | Tor: Wladislaw Tretjak Verteidigung: Alexei Kassatonow, Wjatscheslaw Fetissow, Waleri Wassiljew, Sergei Babinow, Sinetula Biljaletdinow, Wassili Perwuchin Sturm: Sergei Makarow, Igor Larionow, Wladimir Krutow, Wiktor Schalimow (1), Sergei Schepelew (2), Sergei Kapustin, Irek Gimajew, Wladimir Golikow (1), Nikolai Drosdezki, Alexander Skworzow, Wiktor Schluktow, Andrei Chomutow Trainer / Assistent: Wiktor Tichonow / Wladimir Jursinow | Tor: Wladislaw Tretjak Verteidigung: Alexei Kassatonow, Wjatscheslaw Fetissow, Waleri Wassiljew, Sergei Babinow, Sinetula Biljaletdinow, Wassili Perwuchin Sturm: Sergei Makarow, Igor Larionow, Wladimir Krutow, Wiktor Schalimow (1), Sergei Schepelew (2), Sergei Kapustin, Irek Gimajew, Wladimir Golikow (1), Nikolai Drosdezki, Alexander Skworzow, Wiktor Schluktow, Andrei Chomutow Trainer / Assistent: Wiktor Tichonow / Wladimir Jursinow | Tor: Wladislaw Tretjak Verteidigung: Alexei Kassatonow, Wjatscheslaw Fetissow, Waleri Wassiljew, Sergei Babinow, Sinetula Biljaletdinow, Wassili Perwuchin Sturm: Sergei Makarow, Igor Larionow, Wladimir Krutow, Wiktor Schalimow (1), Sergei Schepelew (2), Sergei Kapustin, Irek Gimajew, Wladimir Golikow (1), Nikolai Drosdezki, Alexander Skworzow, Wiktor Schluktow, Andrei Chomutow Trainer / Assistent: Wiktor Tichonow / Wladimir Jursinow | Tor: Wladislaw Tretjak Verteidigung: Alexei Kassatonow, Wjatscheslaw Fetissow, Waleri Wassiljew, Sergei Babinow, Sinetula Biljaletdinow, Wassili Perwuchin Sturm: Sergei Makarow, Igor Larionow, Wladimir Krutow, Wiktor Schalimow (1), Sergei Schepelew (2), Sergei Kapustin, Irek Gimajew, Wladimir Golikow (1), Nikolai Drosdezki, Alexander Skworzow, Wiktor Schluktow, Andrei Chomutow Trainer / Assistent: Wiktor Tichonow / Wladimir Jursinow | Tor: Wladislaw Tretjak Verteidigung: Alexei Kassatonow, Wjatscheslaw Fetissow, Waleri Wassiljew, Sergei Babinow, Sinetula Biljaletdinow, Wassili Perwuchin Sturm: Sergei Makarow, Igor Larionow, Wladimir Krutow, Wiktor Schalimow (1), Sergei Schepelew (2), Sergei Kapustin, Irek Gimajew, Wladimir Golikow (1), Nikolai Drosdezki, Alexander Skworzow, Wiktor Schluktow, Andrei Chomutow Trainer / Assistent: Wiktor Tichonow / Wladimir Jursinow |
| Nr. 597 13. Sep. 1981  | 8:1 (0:0, 3:1, 5:0) | 0 Kanada | A | 0Montreal, CAN | 0Canada Cup 1981 | |
| Aufstellung            | Tor: Wladislaw Tretjak Verteidigung: Alexei Kassatonow, Wjatscheslaw Fetissow, Waleri Wassiljew, Sergei Babinow, Sinetula Biljaletdinow, Wassili Perwuchin Sturm: Sergei Makarow, Igor Larionow (2), Wladimir Krutow (1), Wiktor Schalimow, Sergei Schepelew (3), Sergei Kapustin, Irek Gimajew, Wladimir Golikow (1), Nikolai Drosdezki, Alexander Skworzow (1), Wiktor Schluktow, Andrei Chomutow Trainer / Assistent: Wiktor Tichonow / Wladimir Jursinow | Tor: Wladislaw Tretjak Verteidigung: Alexei Kassatonow, Wjatscheslaw Fetissow, Waleri Wassiljew, Sergei Babinow, Sinetula Biljaletdinow, Wassili Perwuchin Sturm: Sergei Makarow, Igor Larionow (2), Wladimir Krutow (1), Wiktor Schalimow, Sergei Schepelew (3), Sergei Kapustin, Irek Gimajew, Wladimir Golikow (1), Nikolai Drosdezki, Alexander Skworzow (1), Wiktor Schluktow, Andrei Chomutow Trainer / Assistent: Wiktor Tichonow / Wladimir Jursinow | Tor: Wladislaw Tretjak Verteidigung: Alexei Kassatonow, Wjatscheslaw Fetissow, Waleri Wassiljew, Sergei Babinow, Sinetula Biljaletdinow, Wassili Perwuchin Sturm: Sergei Makarow, Igor Larionow (2), Wladimir Krutow (1), Wiktor Schalimow, Sergei Schepelew (3), Sergei Kapustin, Irek Gimajew, Wladimir Golikow (1), Nikolai Drosdezki, Alexander Skworzow (1), Wiktor Schluktow, Andrei Chomutow Trainer / Assistent: Wiktor Tichonow / Wladimir Jursinow | Tor: Wladislaw Tretjak Verteidigung: Alexei Kassatonow, Wjatscheslaw Fetissow, Waleri Wassiljew, Sergei Babinow, Sinetula Biljaletdinow, Wassili Perwuchin Sturm: Sergei Makarow, Igor Larionow (2), Wladimir Krutow (1), Wiktor Schalimow, Sergei Schepelew (3), Sergei Kapustin, Irek Gimajew, Wladimir Golikow (1), Nikolai Drosdezki, Alexander Skworzow (1), Wiktor Schluktow, Andrei Chomutow Trainer / Assistent: Wiktor Tichonow / Wladimir Jursinow | Tor: Wladislaw Tretjak Verteidigung: Alexei Kassatonow, Wjatscheslaw Fetissow, Waleri Wassiljew, Sergei Babinow, Sinetula Biljaletdinow, Wassili Perwuchin Sturm: Sergei Makarow, Igor Larionow (2), Wladimir Krutow (1), Wiktor Schalimow, Sergei Schepelew (3), Sergei Kapustin, Irek Gimajew, Wladimir Golikow (1), Nikolai Drosdezki, Alexander Skworzow (1), Wiktor Schluktow, Andrei Chomutow Trainer / Assistent: Wiktor Tichonow / Wladimir Jursinow | Tor: Wladislaw Tretjak Verteidigung: Alexei Kassatonow, Wjatscheslaw Fetissow, Waleri Wassiljew, Sergei Babinow, Sinetula Biljaletdinow, Wassili Perwuchin Sturm: Sergei Makarow, Igor Larionow (2), Wladimir Krutow (1), Wiktor Schalimow, Sergei Schepelew (3), Sergei Kapustin, Irek Gimajew, Wladimir Golikow (1), Nikolai Drosdezki, Alexander Skworzow (1), Wiktor Schluktow, Andrei Chomutow Trainer / Assistent: Wiktor Tichonow / Wladimir Jursinow |
| Nr. 598 16. Dez. 1981  | 3:2 (1:0, 1:1, 1:1) | 0 Finnland | H | 0Moskau | 0Iswestija-Pokal 1981 | |
| Aufstellung            | Tor: Wladislaw Tretjak Verteidigung: Alexei Kassatonow, Wjatscheslaw Fetissow, Waleri Wassiljew, Wladimir Subkow, Sinetula Biljaletdinow, Wassili Perwuchin, Irek Gimajew, Sergei Babinow Sturm: Sergei Makarow, Igor Larionow, Wladimir Krutow, Wiktor Schalimow, Sergei Schepelew, Alexander Koschewnikow, Alexander Malzew, Wladimir Golikow, Sergei Swetlow (1), Nikolai Drosdezki, Wiktor Schluktow (1), Andrei Chomutow (1) Trainer / Assistent: Wiktor Tichonow / Wladimir Jursinow | Tor: Wladislaw Tretjak Verteidigung: Alexei Kassatonow, Wjatscheslaw Fetissow, Waleri Wassiljew, Wladimir Subkow, Sinetula Biljaletdinow, Wassili Perwuchin, Irek Gimajew, Sergei Babinow Sturm: Sergei Makarow, Igor Larionow, Wladimir Krutow, Wiktor Schalimow, Sergei Schepelew, Alexander Koschewnikow, Alexander Malzew, Wladimir Golikow, Sergei Swetlow (1), Nikolai Drosdezki, Wiktor Schluktow (1), Andrei Chomutow (1) Trainer / Assistent: Wiktor Tichonow / Wladimir Jursinow | Tor: Wladislaw Tretjak Verteidigung: Alexei Kassatonow, Wjatscheslaw Fetissow, Waleri Wassiljew, Wladimir Subkow, Sinetula Biljaletdinow, Wassili Perwuchin, Irek Gimajew, Sergei Babinow Sturm: Sergei Makarow, Igor Larionow, Wladimir Krutow, Wiktor Schalimow, Sergei Schepelew, Alexander Koschewnikow, Alexander Malzew, Wladimir Golikow, Sergei Swetlow (1), Nikolai Drosdezki, Wiktor Schluktow (1), Andrei Chomutow (1) Trainer / Assistent: Wiktor Tichonow / Wladimir Jursinow | Tor: Wladislaw Tretjak Verteidigung: Alexei Kassatonow, Wjatscheslaw Fetissow, Waleri Wassiljew, Wladimir Subkow, Sinetula Biljaletdinow, Wassili Perwuchin, Irek Gimajew, Sergei Babinow Sturm: Sergei Makarow, Igor Larionow, Wladimir Krutow, Wiktor Schalimow, Sergei Schepelew, Alexander Koschewnikow, Alexander Malzew, Wladimir Golikow, Sergei Swetlow (1), Nikolai Drosdezki, Wiktor Schluktow (1), Andrei Chomutow (1) Trainer / Assistent: Wiktor Tichonow / Wladimir Jursinow | Tor: Wladislaw Tretjak Verteidigung: Alexei Kassatonow, Wjatscheslaw Fetissow, Waleri Wassiljew, Wladimir Subkow, Sinetula Biljaletdinow, Wassili Perwuchin, Irek Gimajew, Sergei Babinow Sturm: Sergei Makarow, Igor Larionow, Wladimir Krutow, Wiktor Schalimow, Sergei Schepelew, Alexander Koschewnikow, Alexander Malzew, Wladimir Golikow, Sergei Swetlow (1), Nikolai Drosdezki, Wiktor Schluktow (1), Andrei Chomutow (1) Trainer / Assistent: Wiktor Tichonow / Wladimir Jursinow | Tor: Wladislaw Tretjak Verteidigung: Alexei Kassatonow, Wjatscheslaw Fetissow, Waleri Wassiljew, Wladimir Subkow, Sinetula Biljaletdinow, Wassili Perwuchin, Irek Gimajew, Sergei Babinow Sturm: Sergei Makarow, Igor Larionow, Wladimir Krutow, Wiktor Schalimow, Sergei Schepelew, Alexander Koschewnikow, Alexander Malzew, Wladimir Golikow, Sergei Swetlow (1), Nikolai Drosdezki, Wiktor Schluktow (1), Andrei Chomutow (1) Trainer / Assistent: Wiktor Tichonow / Wladimir Jursinow |
| Nr. 599 18. Dez. 1981  | 2:1 (1:0, 1:1, 0:0) | 0 Tschechoslowakei | H | 0Moskau | 0Iswestija-Pokal 1981 | |
| Aufstellung            | Tor: Wladislaw Tretjak Verteidigung: Alexei Kassatonow, Wjatscheslaw Fetissow, Waleri Wassiljew, Wladimir Subkow, Sinetula Biljaletdinow, Wassili Perwuchin, Irek Gimajew, Sergei Babinow Sturm: Sergei Makarow, Igor Larionow, Wladimir Krutow, Wiktor Schalimow (1), Sergei Schepelew, Alexander Koschewnikow, Alexander Malzew, Wladimir Golikow, Sergei Swetlow, Nikolai Drosdezki, Wiktor Schluktow (1), Andrei Chomutow Trainer / Assistent: Wiktor Tichonow / Wladimir Jursinow | Tor: Wladislaw Tretjak Verteidigung: Alexei Kassatonow, Wjatscheslaw Fetissow, Waleri Wassiljew, Wladimir Subkow, Sinetula Biljaletdinow, Wassili Perwuchin, Irek Gimajew, Sergei Babinow Sturm: Sergei Makarow, Igor Larionow, Wladimir Krutow, Wiktor Schalimow (1), Sergei Schepelew, Alexander Koschewnikow, Alexander Malzew, Wladimir Golikow, Sergei Swetlow, Nikolai Drosdezki, Wiktor Schluktow (1), Andrei Chomutow Trainer / Assistent: Wiktor Tichonow / Wladimir Jursinow | Tor: Wladislaw Tretjak Verteidigung: Alexei Kassatonow, Wjatscheslaw Fetissow, Waleri Wassiljew, Wladimir Subkow, Sinetula Biljaletdinow, Wassili Perwuchin, Irek Gimajew, Sergei Babinow Sturm: Sergei Makarow, Igor Larionow, Wladimir Krutow, Wiktor Schalimow (1), Sergei Schepelew, Alexander Koschewnikow, Alexander Malzew, Wladimir Golikow, Sergei Swetlow, Nikolai Drosdezki, Wiktor Schluktow (1), Andrei Chomutow Trainer / Assistent: Wiktor Tichonow / Wladimir Jursinow | Tor: Wladislaw Tretjak Verteidigung: Alexei Kassatonow, Wjatscheslaw Fetissow, Waleri Wassiljew, Wladimir Subkow, Sinetula Biljaletdinow, Wassili Perwuchin, Irek Gimajew, Sergei Babinow Sturm: Sergei Makarow, Igor Larionow, Wladimir Krutow, Wiktor Schalimow (1), Sergei Schepelew, Alexander Koschewnikow, Alexander Malzew, Wladimir Golikow, Sergei Swetlow, Nikolai Drosdezki, Wiktor Schluktow (1), Andrei Chomutow Trainer / Assistent: Wiktor Tichonow / Wladimir Jursinow | Tor: Wladislaw Tretjak Verteidigung: Alexei Kassatonow, Wjatscheslaw Fetissow, Waleri Wassiljew, Wladimir Subkow, Sinetula Biljaletdinow, Wassili Perwuchin, Irek Gimajew, Sergei Babinow Sturm: Sergei Makarow, Igor Larionow, Wladimir Krutow, Wiktor Schalimow (1), Sergei Schepelew, Alexander Koschewnikow, Alexander Malzew, Wladimir Golikow, Sergei Swetlow, Nikolai Drosdezki, Wiktor Schluktow (1), Andrei Chomutow Trainer / Assistent: Wiktor Tichonow / Wladimir Jursinow | Tor: Wladislaw Tretjak Verteidigung: Alexei Kassatonow, Wjatscheslaw Fetissow, Waleri Wassiljew, Wladimir Subkow, Sinetula Biljaletdinow, Wassili Perwuchin, Irek Gimajew, Sergei Babinow Sturm: Sergei Makarow, Igor Larionow, Wladimir Krutow, Wiktor Schalimow (1), Sergei Schepelew, Alexander Koschewnikow, Alexander Malzew, Wladimir Golikow, Sergei Swetlow, Nikolai Drosdezki, Wiktor Schluktow (1), Andrei Chomutow Trainer / Assistent: Wiktor Tichonow / Wladimir Jursinow |
| Nr. 600 20. Dez. 1981  | 4:2 (0:0, 3:1, 1:1) | 0 Schweden | H | 0Moskau | 0Iswestija-Pokal 1981 | |
| Aufstellung            | Tor: Wladimir Myschkin Verteidigung: Alexei Kassatonow, Wjatscheslaw Fetissow, Waleri Wassiljew, Wladimir Subkow, Sinetula Biljaletdinow, Wassili Perwuchin, Irek Gimajew, Sergei Babinow Sturm: Sergei Makarow (1), Igor Larionow, Wladimir Krutow (1), Wiktor Schalimow, Sergei Schepelew (1), Alexander Koschewnikow (1), Alexander Malzew, Wladimir Golikow, Sergei Swetlow, Nikolai Drosdezki, Wiktor Schluktow, Andrei Chomutow Trainer / Assistent: Wiktor Tichonow / Wladimir Jursinow                                                                                                 | Tor: Wladimir Myschkin Verteidigung: Alexei Kassatonow, Wjatscheslaw Fetissow, Waleri Wassiljew, Wladimir Subkow, Sinetula Biljaletdinow, Wassili Perwuchin, Irek Gimajew, Sergei Babinow Sturm: Sergei Makarow (1), Igor Larionow, Wladimir Krutow (1), Wiktor Schalimow, Sergei Schepelew (1), Alexander Koschewnikow (1), Alexander Malzew, Wladimir Golikow, Sergei Swetlow, Nikolai Drosdezki, Wiktor Schluktow, Andrei Chomutow Trainer / Assistent: Wiktor Tichonow / Wladimir Jursinow                                                                                                 | Tor: Wladimir Myschkin Verteidigung: Alexei Kassatonow, Wjatscheslaw Fetissow, Waleri Wassiljew, Wladimir Subkow, Sinetula Biljaletdinow, Wassili Perwuchin, Irek Gimajew, Sergei Babinow Sturm: Sergei Makarow (1), Igor Larionow, Wladimir Krutow (1), Wiktor Schalimow, Sergei Schepelew (1), Alexander Koschewnikow (1), Alexander Malzew, Wladimir Golikow, Sergei Swetlow, Nikolai Drosdezki, Wiktor Schluktow, Andrei Chomutow Trainer / Assistent: Wiktor Tichonow / Wladimir Jursinow                                                                                                 | Tor: Wladimir Myschkin Verteidigung: Alexei Kassatonow, Wjatscheslaw Fetissow, Waleri Wassiljew, Wladimir Subkow, Sinetula Biljaletdinow, Wassili Perwuchin, Irek Gimajew, Sergei Babinow Sturm: Sergei Makarow (1), Igor Larionow, Wladimir Krutow (1), Wiktor Schalimow, Sergei Schepelew (1), Alexander Koschewnikow (1), Alexander Malzew, Wladimir Golikow, Sergei Swetlow, Nikolai Drosdezki, Wiktor Schluktow, Andrei Chomutow Trainer / Assistent: Wiktor Tichonow / Wladimir Jursinow                                                                                                 | Tor: Wladimir Myschkin Verteidigung: Alexei Kassatonow, Wjatscheslaw Fetissow, Waleri Wassiljew, Wladimir Subkow, Sinetula Biljaletdinow, Wassili Perwuchin, Irek Gimajew, Sergei Babinow Sturm: Sergei Makarow (1), Igor Larionow, Wladimir Krutow (1), Wiktor Schalimow, Sergei Schepelew (1), Alexander Koschewnikow (1), Alexander Malzew, Wladimir Golikow, Sergei Swetlow, Nikolai Drosdezki, Wiktor Schluktow, Andrei Chomutow Trainer / Assistent: Wiktor Tichonow / Wladimir Jursinow                                                                                                 | Tor: Wladimir Myschkin Verteidigung: Alexei Kassatonow, Wjatscheslaw Fetissow, Waleri Wassiljew, Wladimir Subkow, Sinetula Biljaletdinow, Wassili Perwuchin, Irek Gimajew, Sergei Babinow Sturm: Sergei Makarow (1), Igor Larionow, Wladimir Krutow (1), Wiktor Schalimow, Sergei Schepelew (1), Alexander Koschewnikow (1), Alexander Malzew, Wladimir Golikow, Sergei Swetlow, Nikolai Drosdezki, Wiktor Schluktow, Andrei Chomutow Trainer / Assistent: Wiktor Tichonow / Wladimir Jursinow                                                                                                 |
| Nr. 601 21. Dez. 1981  | 4:3 (2:2, 0:1, 2:0) | 0 Tschechoslowakei | H | 0Moskau | 0Iswestija-Pokal 1981 | 012. Gewinn im Iswestija-Pokal |
| Aufstellung            | Tor: Wladislaw Tretjak Verteidigung: Alexei Kassatonow, Wjatscheslaw Fetissow, Waleri Wassiljew (1), Wladimir Subkow, Sinetula Biljaletdinow, Wassili Perwuchin, Irek Gimajew, Sergei Babinow Sturm: Sergei Makarow, Igor Larionow (1), Wladimir Krutow, Wiktor Schalimow, Sergei Schepelew (2), Alexander Koschewnikow, Alexander Malzew, Wladimir Golikow, Sergei Swetlow, Nikolai Drosdezki, Wiktor Schluktow, Andrei Chomutow Trainer / Assistent: Wiktor Tichonow / Wladimir Jursinow | Tor: Wladislaw Tretjak Verteidigung: Alexei Kassatonow, Wjatscheslaw Fetissow, Waleri Wassiljew (1), Wladimir Subkow, Sinetula Biljaletdinow, Wassili Perwuchin, Irek Gimajew, Sergei Babinow Sturm: Sergei Makarow, Igor Larionow (1), Wladimir Krutow, Wiktor Schalimow, Sergei Schepelew (2), Alexander Koschewnikow, Alexander Malzew, Wladimir Golikow, Sergei Swetlow, Nikolai Drosdezki, Wiktor Schluktow, Andrei Chomutow Trainer / Assistent: Wiktor Tichonow / Wladimir Jursinow | Tor: Wladislaw Tretjak Verteidigung: Alexei Kassatonow, Wjatscheslaw Fetissow, Waleri Wassiljew (1), Wladimir Subkow, Sinetula Biljaletdinow, Wassili Perwuchin, Irek Gimajew, Sergei Babinow Sturm: Sergei Makarow, Igor Larionow (1), Wladimir Krutow, Wiktor Schalimow, Sergei Schepelew (2), Alexander Koschewnikow, Alexander Malzew, Wladimir Golikow, Sergei Swetlow, Nikolai Drosdezki, Wiktor Schluktow, Andrei Chomutow Trainer / Assistent: Wiktor Tichonow / Wladimir Jursinow | Tor: Wladislaw Tretjak Verteidigung: Alexei Kassatonow, Wjatscheslaw Fetissow, Waleri Wassiljew (1), Wladimir Subkow, Sinetula Biljaletdinow, Wassili Perwuchin, Irek Gimajew, Sergei Babinow Sturm: Sergei Makarow, Igor Larionow (1), Wladimir Krutow, Wiktor Schalimow, Sergei Schepelew (2), Alexander Koschewnikow, Alexander Malzew, Wladimir Golikow, Sergei Swetlow, Nikolai Drosdezki, Wiktor Schluktow, Andrei Chomutow Trainer / Assistent: Wiktor Tichonow / Wladimir Jursinow | Tor: Wladislaw Tretjak Verteidigung: Alexei Kassatonow, Wjatscheslaw Fetissow, Waleri Wassiljew (1), Wladimir Subkow, Sinetula Biljaletdinow, Wassili Perwuchin, Irek Gimajew, Sergei Babinow Sturm: Sergei Makarow, Igor Larionow (1), Wladimir Krutow, Wiktor Schalimow, Sergei Schepelew (2), Alexander Koschewnikow, Alexander Malzew, Wladimir Golikow, Sergei Swetlow, Nikolai Drosdezki, Wiktor Schluktow, Andrei Chomutow Trainer / Assistent: Wiktor Tichonow / Wladimir Jursinow | Tor: Wladislaw Tretjak Verteidigung: Alexei Kassatonow, Wjatscheslaw Fetissow, Waleri Wassiljew (1), Wladimir Subkow, Sinetula Biljaletdinow, Wassili Perwuchin, Irek Gimajew, Sergei Babinow Sturm: Sergei Makarow, Igor Larionow (1), Wladimir Krutow, Wiktor Schalimow, Sergei Schepelew (2), Alexander Koschewnikow, Alexander Malzew, Wladimir Golikow, Sergei Swetlow, Nikolai Drosdezki, Wiktor Schluktow, Andrei Chomutow Trainer / Assistent: Wiktor Tichonow / Wladimir Jursinow |
| Nr. 602 27. Dez. 1981  | 7:3 (4:3, 2:0, 1:0) | 0 Schweden | * | 0Groningen, NED | 0Samson-Drei-Nationen-Turnier | |
| Aufstellung            | Tor: Wladislaw Tretjak Verteidigung: Alexei Kassatonow, Wjatscheslaw Fetissow, Sinetula Biljaletdinow, Wassili Perwuchin, Irek Gimajew, Sergei Babinow, Waleri Wassiljew, Wladimir Subkow Sturm: Sergei Makarow, Igor Larionow, Wladimir Krutow, Alexander Malzew, Michail Warnakow (2), Alexander Skworzow (1), Wiktor Schluktow, Andrei Chomutow (3), Wiktor Schalimow, Alexander Koschewnikow (1), Sergei Kapustin Trainer / Assistent: Wiktor Tichonow / Wladimir Jursinow | Tor: Wladislaw Tretjak Verteidigung: Alexei Kassatonow, Wjatscheslaw Fetissow, Sinetula Biljaletdinow, Wassili Perwuchin, Irek Gimajew, Sergei Babinow, Waleri Wassiljew, Wladimir Subkow Sturm: Sergei Makarow, Igor Larionow, Wladimir Krutow, Alexander Malzew, Michail Warnakow (2), Alexander Skworzow (1), Wiktor Schluktow, Andrei Chomutow (3), Wiktor Schalimow, Alexander Koschewnikow (1), Sergei Kapustin Trainer / Assistent: Wiktor Tichonow / Wladimir Jursinow | Tor: Wladislaw Tretjak Verteidigung: Alexei Kassatonow, Wjatscheslaw Fetissow, Sinetula Biljaletdinow, Wassili Perwuchin, Irek Gimajew, Sergei Babinow, Waleri Wassiljew, Wladimir Subkow Sturm: Sergei Makarow, Igor Larionow, Wladimir Krutow, Alexander Malzew, Michail Warnakow (2), Alexander Skworzow (1), Wiktor Schluktow, Andrei Chomutow (3), Wiktor Schalimow, Alexander Koschewnikow (1), Sergei Kapustin Trainer / Assistent: Wiktor Tichonow / Wladimir Jursinow | Tor: Wladislaw Tretjak Verteidigung: Alexei Kassatonow, Wjatscheslaw Fetissow, Sinetula Biljaletdinow, Wassili Perwuchin, Irek Gimajew, Sergei Babinow, Waleri Wassiljew, Wladimir Subkow Sturm: Sergei Makarow, Igor Larionow, Wladimir Krutow, Alexander Malzew, Michail Warnakow (2), Alexander Skworzow (1), Wiktor Schluktow, Andrei Chomutow (3), Wiktor Schalimow, Alexander Koschewnikow (1), Sergei Kapustin Trainer / Assistent: Wiktor Tichonow / Wladimir Jursinow | Tor: Wladislaw Tretjak Verteidigung: Alexei Kassatonow, Wjatscheslaw Fetissow, Sinetula Biljaletdinow, Wassili Perwuchin, Irek Gimajew, Sergei Babinow, Waleri Wassiljew, Wladimir Subkow Sturm: Sergei Makarow, Igor Larionow, Wladimir Krutow, Alexander Malzew, Michail Warnakow (2), Alexander Skworzow (1), Wiktor Schluktow, Andrei Chomutow (3), Wiktor Schalimow, Alexander Koschewnikow (1), Sergei Kapustin Trainer / Assistent: Wiktor Tichonow / Wladimir Jursinow | Tor: Wladislaw Tretjak Verteidigung: Alexei Kassatonow, Wjatscheslaw Fetissow, Sinetula Biljaletdinow, Wassili Perwuchin, Irek Gimajew, Sergei Babinow, Waleri Wassiljew, Wladimir Subkow Sturm: Sergei Makarow, Igor Larionow, Wladimir Krutow, Alexander Malzew, Michail Warnakow (2), Alexander Skworzow (1), Wiktor Schluktow, Andrei Chomutow (3), Wiktor Schalimow, Alexander Koschewnikow (1), Sergei Kapustin Trainer / Assistent: Wiktor Tichonow / Wladimir Jursinow |
| Nr. 603 30. Dez. 1981  | 9:2 (2:0, 1:0, 6:2) | 0 Niederlande | A | 0Roosendaal, NED | 0Samson-Drei-Nationen-Turnier | |
| Aufstellung            | Tor: Wladimir Myschkin Verteidigung: Alexei Kassatonow, Wjatscheslaw Fetissow (1), Sinetula Biljaletdinow, Wassili Perwuchin, Irek Gimajew, Sergei Babinow, Waleri Wassiljew, Wladimir Subkow Sturm: Alexander Skworzow (1), Wiktor Schluktow (1), Nikolai Drosdezki, Wiktor Schalimow, Sergei Schepelew (1), Sergei Kapustin, Sergei Swetlow (1), Alexander Koschewnikow (1), Andrei Chomutow, Alexander Malzew, Wladimir Golikow (3), Michail Warnakow Trainer / Assistent: Wiktor Tichonow / Wladimir Jursinow                                                                              | Tor: Wladimir Myschkin Verteidigung: Alexei Kassatonow, Wjatscheslaw Fetissow (1), Sinetula Biljaletdinow, Wassili Perwuchin, Irek Gimajew, Sergei Babinow, Waleri Wassiljew, Wladimir Subkow Sturm: Alexander Skworzow (1), Wiktor Schluktow (1), Nikolai Drosdezki, Wiktor Schalimow, Sergei Schepelew (1), Sergei Kapustin, Sergei Swetlow (1), Alexander Koschewnikow (1), Andrei Chomutow, Alexander Malzew, Wladimir Golikow (3), Michail Warnakow Trainer / Assistent: Wiktor Tichonow / Wladimir Jursinow                                                                              | Tor: Wladimir Myschkin Verteidigung: Alexei Kassatonow, Wjatscheslaw Fetissow (1), Sinetula Biljaletdinow, Wassili Perwuchin, Irek Gimajew, Sergei Babinow, Waleri Wassiljew, Wladimir Subkow Sturm: Alexander Skworzow (1), Wiktor Schluktow (1), Nikolai Drosdezki, Wiktor Schalimow, Sergei Schepelew (1), Sergei Kapustin, Sergei Swetlow (1), Alexander Koschewnikow (1), Andrei Chomutow, Alexander Malzew, Wladimir Golikow (3), Michail Warnakow Trainer / Assistent: Wiktor Tichonow / Wladimir Jursinow                                                                              | Tor: Wladimir Myschkin Verteidigung: Alexei Kassatonow, Wjatscheslaw Fetissow (1), Sinetula Biljaletdinow, Wassili Perwuchin, Irek Gimajew, Sergei Babinow, Waleri Wassiljew, Wladimir Subkow Sturm: Alexander Skworzow (1), Wiktor Schluktow (1), Nikolai Drosdezki, Wiktor Schalimow, Sergei Schepelew (1), Sergei Kapustin, Sergei Swetlow (1), Alexander Koschewnikow (1), Andrei Chomutow, Alexander Malzew, Wladimir Golikow (3), Michail Warnakow Trainer / Assistent: Wiktor Tichonow / Wladimir Jursinow                                                                              | Tor: Wladimir Myschkin Verteidigung: Alexei Kassatonow, Wjatscheslaw Fetissow (1), Sinetula Biljaletdinow, Wassili Perwuchin, Irek Gimajew, Sergei Babinow, Waleri Wassiljew, Wladimir Subkow Sturm: Alexander Skworzow (1), Wiktor Schluktow (1), Nikolai Drosdezki, Wiktor Schalimow, Sergei Schepelew (1), Sergei Kapustin, Sergei Swetlow (1), Alexander Koschewnikow (1), Andrei Chomutow, Alexander Malzew, Wladimir Golikow (3), Michail Warnakow Trainer / Assistent: Wiktor Tichonow / Wladimir Jursinow                                                                              | Tor: Wladimir Myschkin Verteidigung: Alexei Kassatonow, Wjatscheslaw Fetissow (1), Sinetula Biljaletdinow, Wassili Perwuchin, Irek Gimajew, Sergei Babinow, Waleri Wassiljew, Wladimir Subkow Sturm: Alexander Skworzow (1), Wiktor Schluktow (1), Nikolai Drosdezki, Wiktor Schalimow, Sergei Schepelew (1), Sergei Kapustin, Sergei Swetlow (1), Alexander Koschewnikow (1), Andrei Chomutow, Alexander Malzew, Wladimir Golikow (3), Michail Warnakow Trainer / Assistent: Wiktor Tichonow / Wladimir Jursinow                                                                              |
| Nr. 604 3. Jan. 1982   | 13:4 (7:1, 2:1, 4:2) | 0 Niederlande | A | 0Amsterdam, NED | 0Freundschaftsspiel | |
| Aufstellung            | Tor: Wladislaw Tretjak, Wladimir Myschkin (21. Min.) Verteidigung: Alexei Kassatonow, Wjatscheslaw Fetissow, Sinetula Biljaletdinow, Wassili Perwuchin, Irek Gimajew, Sergei Babinow, Waleri Wassiljew (2), Wladimir Subkow Sturm: Nikolai Drosdezki (4), Wiktor Schluktow, Andrei Chomutow, Sergei Swetlow, Alexander Malzew (2), Alexander Koschewnikow (1), Alexander Skworzow, Wladimir Golikow (1), Michail Warnakow, Wiktor Schalimow (1), Sergei Schepelew (1), Sergei Kapustin (1) Trainer / Assistent: Wiktor Tichonow / Wladimir Jursinow                                            | Tor: Wladislaw Tretjak, Wladimir Myschkin (21. Min.) Verteidigung: Alexei Kassatonow, Wjatscheslaw Fetissow, Sinetula Biljaletdinow, Wassili Perwuchin, Irek Gimajew, Sergei Babinow, Waleri Wassiljew (2), Wladimir Subkow Sturm: Nikolai Drosdezki (4), Wiktor Schluktow, Andrei Chomutow, Sergei Swetlow, Alexander Malzew (2), Alexander Koschewnikow (1), Alexander Skworzow, Wladimir Golikow (1), Michail Warnakow, Wiktor Schalimow (1), Sergei Schepelew (1), Sergei Kapustin (1) Trainer / Assistent: Wiktor Tichonow / Wladimir Jursinow                                            | Tor: Wladislaw Tretjak, Wladimir Myschkin (21. Min.) Verteidigung: Alexei Kassatonow, Wjatscheslaw Fetissow, Sinetula Biljaletdinow, Wassili Perwuchin, Irek Gimajew, Sergei Babinow, Waleri Wassiljew (2), Wladimir Subkow Sturm: Nikolai Drosdezki (4), Wiktor Schluktow, Andrei Chomutow, Sergei Swetlow, Alexander Malzew (2), Alexander Koschewnikow (1), Alexander Skworzow, Wladimir Golikow (1), Michail Warnakow, Wiktor Schalimow (1), Sergei Schepelew (1), Sergei Kapustin (1) Trainer / Assistent: Wiktor Tichonow / Wladimir Jursinow                                            | Tor: Wladislaw Tretjak, Wladimir Myschkin (21. Min.) Verteidigung: Alexei Kassatonow, Wjatscheslaw Fetissow, Sinetula Biljaletdinow, Wassili Perwuchin, Irek Gimajew, Sergei Babinow, Waleri Wassiljew (2), Wladimir Subkow Sturm: Nikolai Drosdezki (4), Wiktor Schluktow, Andrei Chomutow, Sergei Swetlow, Alexander Malzew (2), Alexander Koschewnikow (1), Alexander Skworzow, Wladimir Golikow (1), Michail Warnakow, Wiktor Schalimow (1), Sergei Schepelew (1), Sergei Kapustin (1) Trainer / Assistent: Wiktor Tichonow / Wladimir Jursinow                                            | Tor: Wladislaw Tretjak, Wladimir Myschkin (21. Min.) Verteidigung: Alexei Kassatonow, Wjatscheslaw Fetissow, Sinetula Biljaletdinow, Wassili Perwuchin, Irek Gimajew, Sergei Babinow, Waleri Wassiljew (2), Wladimir Subkow Sturm: Nikolai Drosdezki (4), Wiktor Schluktow, Andrei Chomutow, Sergei Swetlow, Alexander Malzew (2), Alexander Koschewnikow (1), Alexander Skworzow, Wladimir Golikow (1), Michail Warnakow, Wiktor Schalimow (1), Sergei Schepelew (1), Sergei Kapustin (1) Trainer / Assistent: Wiktor Tichonow / Wladimir Jursinow                                            | Tor: Wladislaw Tretjak, Wladimir Myschkin (21. Min.) Verteidigung: Alexei Kassatonow, Wjatscheslaw Fetissow, Sinetula Biljaletdinow, Wassili Perwuchin, Irek Gimajew, Sergei Babinow, Waleri Wassiljew (2), Wladimir Subkow Sturm: Nikolai Drosdezki (4), Wiktor Schluktow, Andrei Chomutow, Sergei Swetlow, Alexander Malzew (2), Alexander Koschewnikow (1), Alexander Skworzow, Wladimir Golikow (1), Michail Warnakow, Wiktor Schalimow (1), Sergei Schepelew (1), Sergei Kapustin (1) Trainer / Assistent: Wiktor Tichonow / Wladimir Jursinow                                            |
| Nr. 605 4. Jan. 1982   | 16:4 (2:1, 9:0, 5:3) | 0 Niederlande | A | 0Eindhoven, NED | 0Freundschaftsspiel | |
| Aufstellung            | Tor: Wladislaw Tretjak, Wladimir Myschkin (41. Min.) Verteidigung: Alexei Kassatonow (1), Wjatscheslaw Fetissow, Sinetula Biljaletdinow, Wassili Perwuchin, Irek Gimajew, Sergei Babinow, Waleri Wassiljew, Wladimir Subkow Sturm: Sergei Makarow (1), Igor Larionow (1), Wladimir Krutow, Sergei Swetlow (3), Alexander Malzew, Alexander Koschewnikow, Nikolai Drosdezki (2), Wiktor Schluktow (2), Andrei Chomutow (1), Alexander Skworzow (2), Wladimir Golikow (3), Michail Warnakow Trainer / Assistent: Wiktor Tichonow / Wladimir Jursinow                                             | Tor: Wladislaw Tretjak, Wladimir Myschkin (41. Min.) Verteidigung: Alexei Kassatonow (1), Wjatscheslaw Fetissow, Sinetula Biljaletdinow, Wassili Perwuchin, Irek Gimajew, Sergei Babinow, Waleri Wassiljew, Wladimir Subkow Sturm: Sergei Makarow (1), Igor Larionow (1), Wladimir Krutow, Sergei Swetlow (3), Alexander Malzew, Alexander Koschewnikow, Nikolai Drosdezki (2), Wiktor Schluktow (2), Andrei Chomutow (1), Alexander Skworzow (2), Wladimir Golikow (3), Michail Warnakow Trainer / Assistent: Wiktor Tichonow / Wladimir Jursinow                                             | Tor: Wladislaw Tretjak, Wladimir Myschkin (41. Min.) Verteidigung: Alexei Kassatonow (1), Wjatscheslaw Fetissow, Sinetula Biljaletdinow, Wassili Perwuchin, Irek Gimajew, Sergei Babinow, Waleri Wassiljew, Wladimir Subkow Sturm: Sergei Makarow (1), Igor Larionow (1), Wladimir Krutow, Sergei Swetlow (3), Alexander Malzew, Alexander Koschewnikow, Nikolai Drosdezki (2), Wiktor Schluktow (2), Andrei Chomutow (1), Alexander Skworzow (2), Wladimir Golikow (3), Michail Warnakow Trainer / Assistent: Wiktor Tichonow / Wladimir Jursinow                                             | Tor: Wladislaw Tretjak, Wladimir Myschkin (41. Min.) Verteidigung: Alexei Kassatonow (1), Wjatscheslaw Fetissow, Sinetula Biljaletdinow, Wassili Perwuchin, Irek Gimajew, Sergei Babinow, Waleri Wassiljew, Wladimir Subkow Sturm: Sergei Makarow (1), Igor Larionow (1), Wladimir Krutow, Sergei Swetlow (3), Alexander Malzew, Alexander Koschewnikow, Nikolai Drosdezki (2), Wiktor Schluktow (2), Andrei Chomutow (1), Alexander Skworzow (2), Wladimir Golikow (3), Michail Warnakow Trainer / Assistent: Wiktor Tichonow / Wladimir Jursinow                                             | Tor: Wladislaw Tretjak, Wladimir Myschkin (41. Min.) Verteidigung: Alexei Kassatonow (1), Wjatscheslaw Fetissow, Sinetula Biljaletdinow, Wassili Perwuchin, Irek Gimajew, Sergei Babinow, Waleri Wassiljew, Wladimir Subkow Sturm: Sergei Makarow (1), Igor Larionow (1), Wladimir Krutow, Sergei Swetlow (3), Alexander Malzew, Alexander Koschewnikow, Nikolai Drosdezki (2), Wiktor Schluktow (2), Andrei Chomutow (1), Alexander Skworzow (2), Wladimir Golikow (3), Michail Warnakow Trainer / Assistent: Wiktor Tichonow / Wladimir Jursinow                                             | Tor: Wladislaw Tretjak, Wladimir Myschkin (41. Min.) Verteidigung: Alexei Kassatonow (1), Wjatscheslaw Fetissow, Sinetula Biljaletdinow, Wassili Perwuchin, Irek Gimajew, Sergei Babinow, Waleri Wassiljew, Wladimir Subkow Sturm: Sergei Makarow (1), Igor Larionow (1), Wladimir Krutow, Sergei Swetlow (3), Alexander Malzew, Alexander Koschewnikow, Nikolai Drosdezki (2), Wiktor Schluktow (2), Andrei Chomutow (1), Alexander Skworzow (2), Wladimir Golikow (3), Michail Warnakow Trainer / Assistent: Wiktor Tichonow / Wladimir Jursinow                                             |
| Nr. 606 6. Jan. 1982   | 10:1 (4:0, 2:0, 4:1) | 0 Niederlande | A | 0Den Haag, NED | 0Freundschaftsspiel | |
| Aufstellung            | Tor: Wladimir Myschkin, Wladislaw Tretjak (41. Min.) Verteidigung: Alexei Kassatonow, Wjatscheslaw Fetissow, Sinetula Biljaletdinow, Wassili Perwuchin (1), Irek Gimajew, Sergei Babinow, Waleri Wassiljew, Wladimir Subkow Sturm: Sergei Makarow, Igor Larionow, Wladimir Krutow (2), Nikolai Drosdezki (2), Alexander Malzew, Alexander Koschewnikow (1), Alexander Skworzow, Wladimir Golikow, Michail Warnakow (1), Wiktor Schalimow, Sergei Schepelew, Sergei Kapustin (3) Trainer / Assistent: Wiktor Tichonow / Wladimir Jursinow                                                       | Tor: Wladimir Myschkin, Wladislaw Tretjak (41. Min.) Verteidigung: Alexei Kassatonow, Wjatscheslaw Fetissow, Sinetula Biljaletdinow, Wassili Perwuchin (1), Irek Gimajew, Sergei Babinow, Waleri Wassiljew, Wladimir Subkow Sturm: Sergei Makarow, Igor Larionow, Wladimir Krutow (2), Nikolai Drosdezki (2), Alexander Malzew, Alexander Koschewnikow (1), Alexander Skworzow, Wladimir Golikow, Michail Warnakow (1), Wiktor Schalimow, Sergei Schepelew, Sergei Kapustin (3) Trainer / Assistent: Wiktor Tichonow / Wladimir Jursinow                                                       | Tor: Wladimir Myschkin, Wladislaw Tretjak (41. Min.) Verteidigung: Alexei Kassatonow, Wjatscheslaw Fetissow, Sinetula Biljaletdinow, Wassili Perwuchin (1), Irek Gimajew, Sergei Babinow, Waleri Wassiljew, Wladimir Subkow Sturm: Sergei Makarow, Igor Larionow, Wladimir Krutow (2), Nikolai Drosdezki (2), Alexander Malzew, Alexander Koschewnikow (1), Alexander Skworzow, Wladimir Golikow, Michail Warnakow (1), Wiktor Schalimow, Sergei Schepelew, Sergei Kapustin (3) Trainer / Assistent: Wiktor Tichonow / Wladimir Jursinow                                                       | Tor: Wladimir Myschkin, Wladislaw Tretjak (41. Min.) Verteidigung: Alexei Kassatonow, Wjatscheslaw Fetissow, Sinetula Biljaletdinow, Wassili Perwuchin (1), Irek Gimajew, Sergei Babinow, Waleri Wassiljew, Wladimir Subkow Sturm: Sergei Makarow, Igor Larionow, Wladimir Krutow (2), Nikolai Drosdezki (2), Alexander Malzew, Alexander Koschewnikow (1), Alexander Skworzow, Wladimir Golikow, Michail Warnakow (1), Wiktor Schalimow, Sergei Schepelew, Sergei Kapustin (3) Trainer / Assistent: Wiktor Tichonow / Wladimir Jursinow                                                       | Tor: Wladimir Myschkin, Wladislaw Tretjak (41. Min.) Verteidigung: Alexei Kassatonow, Wjatscheslaw Fetissow, Sinetula Biljaletdinow, Wassili Perwuchin (1), Irek Gimajew, Sergei Babinow, Waleri Wassiljew, Wladimir Subkow Sturm: Sergei Makarow, Igor Larionow, Wladimir Krutow (2), Nikolai Drosdezki (2), Alexander Malzew, Alexander Koschewnikow (1), Alexander Skworzow, Wladimir Golikow, Michail Warnakow (1), Wiktor Schalimow, Sergei Schepelew, Sergei Kapustin (3) Trainer / Assistent: Wiktor Tichonow / Wladimir Jursinow                                                       | Tor: Wladimir Myschkin, Wladislaw Tretjak (41. Min.) Verteidigung: Alexei Kassatonow, Wjatscheslaw Fetissow, Sinetula Biljaletdinow, Wassili Perwuchin (1), Irek Gimajew, Sergei Babinow, Waleri Wassiljew, Wladimir Subkow Sturm: Sergei Makarow, Igor Larionow, Wladimir Krutow (2), Nikolai Drosdezki (2), Alexander Malzew, Alexander Koschewnikow (1), Alexander Skworzow, Wladimir Golikow, Michail Warnakow (1), Wiktor Schalimow, Sergei Schepelew, Sergei Kapustin (3) Trainer / Assistent: Wiktor Tichonow / Wladimir Jursinow                                                       |
| Nr. 607 14. Feb. 1982  | 5:3 (1:2, 2:0, 2:1) | 0 Tschechoslowakei | A | 0Prag, TCH | 0Rudé Právo Cup | |
| Aufstellung            | Tor: Wladislaw Tretjak Verteidigung: Alexei Kassatonow, Wjatscheslaw Fetissow, Waleri Wassiljew, Sergei Babinow, Sinetula Biljaletdinow, Wassili Perwuchin, Irek Gimajew, Wladimir Subkow Sturm: Sergei Makarow (1), Igor Larionow (1), Wladimir Krutow (1), Wiktor Schalimow, Sergei Schepelew (1), Sergei Kapustin (1), Alexander Malzew, Alexander Koschewnikow, Nikolai Drosdezki, Alexander Skworzow, Wladimir Kowin, Michail Warnakow Trainer / Assistent: Wiktor Tichonow / Wladimir Jursinow                                                                                           | Tor: Wladislaw Tretjak Verteidigung: Alexei Kassatonow, Wjatscheslaw Fetissow, Waleri Wassiljew, Sergei Babinow, Sinetula Biljaletdinow, Wassili Perwuchin, Irek Gimajew, Wladimir Subkow Sturm: Sergei Makarow (1), Igor Larionow (1), Wladimir Krutow (1), Wiktor Schalimow, Sergei Schepelew (1), Sergei Kapustin (1), Alexander Malzew, Alexander Koschewnikow, Nikolai Drosdezki, Alexander Skworzow, Wladimir Kowin, Michail Warnakow Trainer / Assistent: Wiktor Tichonow / Wladimir Jursinow                                                                                           | Tor: Wladislaw Tretjak Verteidigung: Alexei Kassatonow, Wjatscheslaw Fetissow, Waleri Wassiljew, Sergei Babinow, Sinetula Biljaletdinow, Wassili Perwuchin, Irek Gimajew, Wladimir Subkow Sturm: Sergei Makarow (1), Igor Larionow (1), Wladimir Krutow (1), Wiktor Schalimow, Sergei Schepelew (1), Sergei Kapustin (1), Alexander Malzew, Alexander Koschewnikow, Nikolai Drosdezki, Alexander Skworzow, Wladimir Kowin, Michail Warnakow Trainer / Assistent: Wiktor Tichonow / Wladimir Jursinow                                                                                           | Tor: Wladislaw Tretjak Verteidigung: Alexei Kassatonow, Wjatscheslaw Fetissow, Waleri Wassiljew, Sergei Babinow, Sinetula Biljaletdinow, Wassili Perwuchin, Irek Gimajew, Wladimir Subkow Sturm: Sergei Makarow (1), Igor Larionow (1), Wladimir Krutow (1), Wiktor Schalimow, Sergei Schepelew (1), Sergei Kapustin (1), Alexander Malzew, Alexander Koschewnikow, Nikolai Drosdezki, Alexander Skworzow, Wladimir Kowin, Michail Warnakow Trainer / Assistent: Wiktor Tichonow / Wladimir Jursinow                                                                                           | Tor: Wladislaw Tretjak Verteidigung: Alexei Kassatonow, Wjatscheslaw Fetissow, Waleri Wassiljew, Sergei Babinow, Sinetula Biljaletdinow, Wassili Perwuchin, Irek Gimajew, Wladimir Subkow Sturm: Sergei Makarow (1), Igor Larionow (1), Wladimir Krutow (1), Wiktor Schalimow, Sergei Schepelew (1), Sergei Kapustin (1), Alexander Malzew, Alexander Koschewnikow, Nikolai Drosdezki, Alexander Skworzow, Wladimir Kowin, Michail Warnakow Trainer / Assistent: Wiktor Tichonow / Wladimir Jursinow                                                                                           | Tor: Wladislaw Tretjak Verteidigung: Alexei Kassatonow, Wjatscheslaw Fetissow, Waleri Wassiljew, Sergei Babinow, Sinetula Biljaletdinow, Wassili Perwuchin, Irek Gimajew, Wladimir Subkow Sturm: Sergei Makarow (1), Igor Larionow (1), Wladimir Krutow (1), Wiktor Schalimow, Sergei Schepelew (1), Sergei Kapustin (1), Alexander Malzew, Alexander Koschewnikow, Nikolai Drosdezki, Alexander Skworzow, Wladimir Kowin, Michail Warnakow Trainer / Assistent: Wiktor Tichonow / Wladimir Jursinow                                                                                           |
| Nr. 608 16. Feb. 1982  | 6:3 (5:1, 0:1, 1:1) | 0 Tschechoslowakei | A | 0Prag, TCH | 0Rudé Právo Cup | |
| Aufstellung            | Tor: Wladimir Myschkin Verteidigung: Alexei Kassatonow (2), Wjatscheslaw Fetissow, Waleri Wassiljew, Sergei Babinow, Sinetula Biljaletdinow, Wassili Perwuchin, Irek Gimajew, Wladimir Subkow Sturm: Sergei Makarow (2), Igor Larionow, Wladimir Krutow, Wiktor Schalimow, Sergei Schepelew, Sergei Kapustin, Alexander Malzew, Wladimir Golikow, Alexander Koschewnikow (1), Alexander Skworzow, Wladimir Kowin (1), Michail Warnakow Trainer / Assistent: Wiktor Tichonow / Wladimir Jursinow                                                                                                | Tor: Wladimir Myschkin Verteidigung: Alexei Kassatonow (2), Wjatscheslaw Fetissow, Waleri Wassiljew, Sergei Babinow, Sinetula Biljaletdinow, Wassili Perwuchin, Irek Gimajew, Wladimir Subkow Sturm: Sergei Makarow (2), Igor Larionow, Wladimir Krutow, Wiktor Schalimow, Sergei Schepelew, Sergei Kapustin, Alexander Malzew, Wladimir Golikow, Alexander Koschewnikow (1), Alexander Skworzow, Wladimir Kowin (1), Michail Warnakow Trainer / Assistent: Wiktor Tichonow / Wladimir Jursinow                                                                                                | Tor: Wladimir Myschkin Verteidigung: Alexei Kassatonow (2), Wjatscheslaw Fetissow, Waleri Wassiljew, Sergei Babinow, Sinetula Biljaletdinow, Wassili Perwuchin, Irek Gimajew, Wladimir Subkow Sturm: Sergei Makarow (2), Igor Larionow, Wladimir Krutow, Wiktor Schalimow, Sergei Schepelew, Sergei Kapustin, Alexander Malzew, Wladimir Golikow, Alexander Koschewnikow (1), Alexander Skworzow, Wladimir Kowin (1), Michail Warnakow Trainer / Assistent: Wiktor Tichonow / Wladimir Jursinow                                                                                                | Tor: Wladimir Myschkin Verteidigung: Alexei Kassatonow (2), Wjatscheslaw Fetissow, Waleri Wassiljew, Sergei Babinow, Sinetula Biljaletdinow, Wassili Perwuchin, Irek Gimajew, Wladimir Subkow Sturm: Sergei Makarow (2), Igor Larionow, Wladimir Krutow, Wiktor Schalimow, Sergei Schepelew, Sergei Kapustin, Alexander Malzew, Wladimir Golikow, Alexander Koschewnikow (1), Alexander Skworzow, Wladimir Kowin (1), Michail Warnakow Trainer / Assistent: Wiktor Tichonow / Wladimir Jursinow                                                                                                | Tor: Wladimir Myschkin Verteidigung: Alexei Kassatonow (2), Wjatscheslaw Fetissow, Waleri Wassiljew, Sergei Babinow, Sinetula Biljaletdinow, Wassili Perwuchin, Irek Gimajew, Wladimir Subkow Sturm: Sergei Makarow (2), Igor Larionow, Wladimir Krutow, Wiktor Schalimow, Sergei Schepelew, Sergei Kapustin, Alexander Malzew, Wladimir Golikow, Alexander Koschewnikow (1), Alexander Skworzow, Wladimir Kowin (1), Michail Warnakow Trainer / Assistent: Wiktor Tichonow / Wladimir Jursinow                                                                                                | Tor: Wladimir Myschkin Verteidigung: Alexei Kassatonow (2), Wjatscheslaw Fetissow, Waleri Wassiljew, Sergei Babinow, Sinetula Biljaletdinow, Wassili Perwuchin, Irek Gimajew, Wladimir Subkow Sturm: Sergei Makarow (2), Igor Larionow, Wladimir Krutow, Wiktor Schalimow, Sergei Schepelew, Sergei Kapustin, Alexander Malzew, Wladimir Golikow, Alexander Koschewnikow (1), Alexander Skworzow, Wladimir Kowin (1), Michail Warnakow Trainer / Assistent: Wiktor Tichonow / Wladimir Jursinow                                                                                                |
| Nr. 609 4. April 1982  | 3:2 (0:1, 1:0, 2:1) | 0 BR Deutschland | A | 0Mannheim, BRD | 0Freundschaftsspiel | |
| Aufstellung            | Tor: Wladislaw Tretjak Verteidigung: Alexei Kassatonow, Wjatscheslaw Fetissow, Waleri Wassiljew, Sergei Babinow, Sinetula Biljaletdinow, Wassili Perwuchin, Irek Gimajew, Wladimir Subkow Sturm: Sergei Makarow (1), Igor Larionow (1), Wladimir Krutow, Wiktor Schalimow, Sergei Schepelew, Sergei Kapustin, Nikolai Drosdezki, Wladimir Golikow, Alexander Koschewnikow (1), Helmuts Balderis, Wiktor Schluktow, Wiktor Tjumenew Trainer / Assistent: Wiktor Tichonow / Wladimir Jursinow | Tor: Wladislaw Tretjak Verteidigung: Alexei Kassatonow, Wjatscheslaw Fetissow, Waleri Wassiljew, Sergei Babinow, Sinetula Biljaletdinow, Wassili Perwuchin, Irek Gimajew, Wladimir Subkow Sturm: Sergei Makarow (1), Igor Larionow (1), Wladimir Krutow, Wiktor Schalimow, Sergei Schepelew, Sergei Kapustin, Nikolai Drosdezki, Wladimir Golikow, Alexander Koschewnikow (1), Helmuts Balderis, Wiktor Schluktow, Wiktor Tjumenew Trainer / Assistent: Wiktor Tichonow / Wladimir Jursinow | Tor: Wladislaw Tretjak Verteidigung: Alexei Kassatonow, Wjatscheslaw Fetissow, Waleri Wassiljew, Sergei Babinow, Sinetula Biljaletdinow, Wassili Perwuchin, Irek Gimajew, Wladimir Subkow Sturm: Sergei Makarow (1), Igor Larionow (1), Wladimir Krutow, Wiktor Schalimow, Sergei Schepelew, Sergei Kapustin, Nikolai Drosdezki, Wladimir Golikow, Alexander Koschewnikow (1), Helmuts Balderis, Wiktor Schluktow, Wiktor Tjumenew Trainer / Assistent: Wiktor Tichonow / Wladimir Jursinow | Tor: Wladislaw Tretjak Verteidigung: Alexei Kassatonow, Wjatscheslaw Fetissow, Waleri Wassiljew, Sergei Babinow, Sinetula Biljaletdinow, Wassili Perwuchin, Irek Gimajew, Wladimir Subkow Sturm: Sergei Makarow (1), Igor Larionow (1), Wladimir Krutow, Wiktor Schalimow, Sergei Schepelew, Sergei Kapustin, Nikolai Drosdezki, Wladimir Golikow, Alexander Koschewnikow (1), Helmuts Balderis, Wiktor Schluktow, Wiktor Tjumenew Trainer / Assistent: Wiktor Tichonow / Wladimir Jursinow | Tor: Wladislaw Tretjak Verteidigung: Alexei Kassatonow, Wjatscheslaw Fetissow, Waleri Wassiljew, Sergei Babinow, Sinetula Biljaletdinow, Wassili Perwuchin, Irek Gimajew, Wladimir Subkow Sturm: Sergei Makarow (1), Igor Larionow (1), Wladimir Krutow, Wiktor Schalimow, Sergei Schepelew, Sergei Kapustin, Nikolai Drosdezki, Wladimir Golikow, Alexander Koschewnikow (1), Helmuts Balderis, Wiktor Schluktow, Wiktor Tjumenew Trainer / Assistent: Wiktor Tichonow / Wladimir Jursinow | Tor: Wladislaw Tretjak Verteidigung: Alexei Kassatonow, Wjatscheslaw Fetissow, Waleri Wassiljew, Sergei Babinow, Sinetula Biljaletdinow, Wassili Perwuchin, Irek Gimajew, Wladimir Subkow Sturm: Sergei Makarow (1), Igor Larionow (1), Wladimir Krutow, Wiktor Schalimow, Sergei Schepelew, Sergei Kapustin, Nikolai Drosdezki, Wladimir Golikow, Alexander Koschewnikow (1), Helmuts Balderis, Wiktor Schluktow, Wiktor Tjumenew Trainer / Assistent: Wiktor Tichonow / Wladimir Jursinow |
| Nr. 610 6. April 1982  | 5:2 (2:0, 1:0, 2:2) | 0 BR Deutschland | A | 0Garmisch-Partenkirchen, BRD | 0Freundschaftsspiel | |
| Aufstellung            | Tor: Wladimir Myschkin Verteidigung: Alexei Kassatonow, Wjatscheslaw Fetissow, Waleri Wassiljew, Sergei Babinow, Sinetula Biljaletdinow, Wassili Perwuchin, Irek Gimajew, Wladimir Subkow Sturm: Sergei Makarow (1), Igor Larionow (1), Wladimir Krutow, Helmuts Balderis, Wladimir Golikow, Alexander Koschewnikow, Alexander Skworzow, Wladimir Kowin, Wiktor Tjumenew, Nikolai Drosdezki (2), Wiktor Schluktow (1), Andrei Chomutow Trainer / Assistent: Wiktor Tichonow / Wladimir Jursinow                                                                                                | Tor: Wladimir Myschkin Verteidigung: Alexei Kassatonow, Wjatscheslaw Fetissow, Waleri Wassiljew, Sergei Babinow, Sinetula Biljaletdinow, Wassili Perwuchin, Irek Gimajew, Wladimir Subkow Sturm: Sergei Makarow (1), Igor Larionow (1), Wladimir Krutow, Helmuts Balderis, Wladimir Golikow, Alexander Koschewnikow, Alexander Skworzow, Wladimir Kowin, Wiktor Tjumenew, Nikolai Drosdezki (2), Wiktor Schluktow (1), Andrei Chomutow Trainer / Assistent: Wiktor Tichonow / Wladimir Jursinow                                                                                                | Tor: Wladimir Myschkin Verteidigung: Alexei Kassatonow, Wjatscheslaw Fetissow, Waleri Wassiljew, Sergei Babinow, Sinetula Biljaletdinow, Wassili Perwuchin, Irek Gimajew, Wladimir Subkow Sturm: Sergei Makarow (1), Igor Larionow (1), Wladimir Krutow, Helmuts Balderis, Wladimir Golikow, Alexander Koschewnikow, Alexander Skworzow, Wladimir Kowin, Wiktor Tjumenew, Nikolai Drosdezki (2), Wiktor Schluktow (1), Andrei Chomutow Trainer / Assistent: Wiktor Tichonow / Wladimir Jursinow                                                                                                | Tor: Wladimir Myschkin Verteidigung: Alexei Kassatonow, Wjatscheslaw Fetissow, Waleri Wassiljew, Sergei Babinow, Sinetula Biljaletdinow, Wassili Perwuchin, Irek Gimajew, Wladimir Subkow Sturm: Sergei Makarow (1), Igor Larionow (1), Wladimir Krutow, Helmuts Balderis, Wladimir Golikow, Alexander Koschewnikow, Alexander Skworzow, Wladimir Kowin, Wiktor Tjumenew, Nikolai Drosdezki (2), Wiktor Schluktow (1), Andrei Chomutow Trainer / Assistent: Wiktor Tichonow / Wladimir Jursinow                                                                                                | Tor: Wladimir Myschkin Verteidigung: Alexei Kassatonow, Wjatscheslaw Fetissow, Waleri Wassiljew, Sergei Babinow, Sinetula Biljaletdinow, Wassili Perwuchin, Irek Gimajew, Wladimir Subkow Sturm: Sergei Makarow (1), Igor Larionow (1), Wladimir Krutow, Helmuts Balderis, Wladimir Golikow, Alexander Koschewnikow, Alexander Skworzow, Wladimir Kowin, Wiktor Tjumenew, Nikolai Drosdezki (2), Wiktor Schluktow (1), Andrei Chomutow Trainer / Assistent: Wiktor Tichonow / Wladimir Jursinow                                                                                                | Tor: Wladimir Myschkin Verteidigung: Alexei Kassatonow, Wjatscheslaw Fetissow, Waleri Wassiljew, Sergei Babinow, Sinetula Biljaletdinow, Wassili Perwuchin, Irek Gimajew, Wladimir Subkow Sturm: Sergei Makarow (1), Igor Larionow (1), Wladimir Krutow, Helmuts Balderis, Wladimir Golikow, Alexander Koschewnikow, Alexander Skworzow, Wladimir Kowin, Wiktor Tjumenew, Nikolai Drosdezki (2), Wiktor Schluktow (1), Andrei Chomutow Trainer / Assistent: Wiktor Tichonow / Wladimir Jursinow                                                                                                |
| Nr. 611 15. April 1982 | 9:2 (0:0, 4:0, 5:2) | 0 Italien | * | 0Tampere, FIN | 0WM 1982 / EM 1982 | |
| Aufstellung            | Tor: Wladislaw Tretjak, Wladimir Myschkin (45. Min.) Verteidigung: Alexei Kassatonow, Wjatscheslaw Fetissow (1), Waleri Wassiljew, Sergei Babinow (2), Sinetula Biljaletdinow, Wassili Perwuchin Sturm: Sergei Makarow (1), Igor Larionow, Wladimir Krutow, Wiktor Schalimow (1), Sergei Schepelew, Sergei Kapustin (1), Alexander Koschewnikow (1), Wladimir Golikow (2), Wiktor Tjumenew, Nikolai Drosdezki, Wiktor Schluktow, Andrei Chomutow Trainer / Assistent: Wiktor Tichonow / Wladimir Jursinow                                                                                      | Tor: Wladislaw Tretjak, Wladimir Myschkin (45. Min.) Verteidigung: Alexei Kassatonow, Wjatscheslaw Fetissow (1), Waleri Wassiljew, Sergei Babinow (2), Sinetula Biljaletdinow, Wassili Perwuchin Sturm: Sergei Makarow (1), Igor Larionow, Wladimir Krutow, Wiktor Schalimow (1), Sergei Schepelew, Sergei Kapustin (1), Alexander Koschewnikow (1), Wladimir Golikow (2), Wiktor Tjumenew, Nikolai Drosdezki, Wiktor Schluktow, Andrei Chomutow Trainer / Assistent: Wiktor Tichonow / Wladimir Jursinow                                                                                      | Tor: Wladislaw Tretjak, Wladimir Myschkin (45. Min.) Verteidigung: Alexei Kassatonow, Wjatscheslaw Fetissow (1), Waleri Wassiljew, Sergei Babinow (2), Sinetula Biljaletdinow, Wassili Perwuchin Sturm: Sergei Makarow (1), Igor Larionow, Wladimir Krutow, Wiktor Schalimow (1), Sergei Schepelew, Sergei Kapustin (1), Alexander Koschewnikow (1), Wladimir Golikow (2), Wiktor Tjumenew, Nikolai Drosdezki, Wiktor Schluktow, Andrei Chomutow Trainer / Assistent: Wiktor Tichonow / Wladimir Jursinow                                                                                      | Tor: Wladislaw Tretjak, Wladimir Myschkin (45. Min.) Verteidigung: Alexei Kassatonow, Wjatscheslaw Fetissow (1), Waleri Wassiljew, Sergei Babinow (2), Sinetula Biljaletdinow, Wassili Perwuchin Sturm: Sergei Makarow (1), Igor Larionow, Wladimir Krutow, Wiktor Schalimow (1), Sergei Schepelew, Sergei Kapustin (1), Alexander Koschewnikow (1), Wladimir Golikow (2), Wiktor Tjumenew, Nikolai Drosdezki, Wiktor Schluktow, Andrei Chomutow Trainer / Assistent: Wiktor Tichonow / Wladimir Jursinow                                                                                      | Tor: Wladislaw Tretjak, Wladimir Myschkin (45. Min.) Verteidigung: Alexei Kassatonow, Wjatscheslaw Fetissow (1), Waleri Wassiljew, Sergei Babinow (2), Sinetula Biljaletdinow, Wassili Perwuchin Sturm: Sergei Makarow (1), Igor Larionow, Wladimir Krutow, Wiktor Schalimow (1), Sergei Schepelew, Sergei Kapustin (1), Alexander Koschewnikow (1), Wladimir Golikow (2), Wiktor Tjumenew, Nikolai Drosdezki, Wiktor Schluktow, Andrei Chomutow Trainer / Assistent: Wiktor Tichonow / Wladimir Jursinow                                                                                      | Tor: Wladislaw Tretjak, Wladimir Myschkin (45. Min.) Verteidigung: Alexei Kassatonow, Wjatscheslaw Fetissow (1), Waleri Wassiljew, Sergei Babinow (2), Sinetula Biljaletdinow, Wassili Perwuchin Sturm: Sergei Makarow (1), Igor Larionow, Wladimir Krutow, Wiktor Schalimow (1), Sergei Schepelew, Sergei Kapustin (1), Alexander Koschewnikow (1), Wladimir Golikow (2), Wiktor Tjumenew, Nikolai Drosdezki, Wiktor Schluktow, Andrei Chomutow Trainer / Assistent: Wiktor Tichonow / Wladimir Jursinow                                                                                      |
| Nr. 612 16. April 1982 | 7:3 (2:2, 3:0, 2:1) | 0 Schweden | * | 0Tampere, FIN | 0WM 1982 / EM 1982 | |
| Aufstellung            | Tor: Wladislaw Tretjak Verteidigung: Alexei Kassatonow, Wjatscheslaw Fetissow, Waleri Wassiljew, Sergei Babinow, Sinetula Biljaletdinow, Wassili Perwuchin Sturm: Sergei Makarow, Igor Larionow, Wladimir Krutow (2), Wiktor Schalimow (3), Sergei Schepelew, Sergei Kapustin, Alexander Koschewnikow, Wladimir Golikow, Wiktor Tjumenew, Nikolai Drosdezki, Wiktor Schluktow (1), Andrei Chomutow (1) Trainer / Assistent: Wiktor Tichonow / Wladimir Jursinow | Tor: Wladislaw Tretjak Verteidigung: Alexei Kassatonow, Wjatscheslaw Fetissow, Waleri Wassiljew, Sergei Babinow, Sinetula Biljaletdinow, Wassili Perwuchin Sturm: Sergei Makarow, Igor Larionow, Wladimir Krutow (2), Wiktor Schalimow (3), Sergei Schepelew, Sergei Kapustin, Alexander Koschewnikow, Wladimir Golikow, Wiktor Tjumenew, Nikolai Drosdezki, Wiktor Schluktow (1), Andrei Chomutow (1) Trainer / Assistent: Wiktor Tichonow / Wladimir Jursinow | Tor: Wladislaw Tretjak Verteidigung: Alexei Kassatonow, Wjatscheslaw Fetissow, Waleri Wassiljew, Sergei Babinow, Sinetula Biljaletdinow, Wassili Perwuchin Sturm: Sergei Makarow, Igor Larionow, Wladimir Krutow (2), Wiktor Schalimow (3), Sergei Schepelew, Sergei Kapustin, Alexander Koschewnikow, Wladimir Golikow, Wiktor Tjumenew, Nikolai Drosdezki, Wiktor Schluktow (1), Andrei Chomutow (1) Trainer / Assistent: Wiktor Tichonow / Wladimir Jursinow | Tor: Wladislaw Tretjak Verteidigung: Alexei Kassatonow, Wjatscheslaw Fetissow, Waleri Wassiljew, Sergei Babinow, Sinetula Biljaletdinow, Wassili Perwuchin Sturm: Sergei Makarow, Igor Larionow, Wladimir Krutow (2), Wiktor Schalimow (3), Sergei Schepelew, Sergei Kapustin, Alexander Koschewnikow, Wladimir Golikow, Wiktor Tjumenew, Nikolai Drosdezki, Wiktor Schluktow (1), Andrei Chomutow (1) Trainer / Assistent: Wiktor Tichonow / Wladimir Jursinow | Tor: Wladislaw Tretjak Verteidigung: Alexei Kassatonow, Wjatscheslaw Fetissow, Waleri Wassiljew, Sergei Babinow, Sinetula Biljaletdinow, Wassili Perwuchin Sturm: Sergei Makarow, Igor Larionow, Wladimir Krutow (2), Wiktor Schalimow (3), Sergei Schepelew, Sergei Kapustin, Alexander Koschewnikow, Wladimir Golikow, Wiktor Tjumenew, Nikolai Drosdezki, Wiktor Schluktow (1), Andrei Chomutow (1) Trainer / Assistent: Wiktor Tichonow / Wladimir Jursinow | Tor: Wladislaw Tretjak Verteidigung: Alexei Kassatonow, Wjatscheslaw Fetissow, Waleri Wassiljew, Sergei Babinow, Sinetula Biljaletdinow, Wassili Perwuchin Sturm: Sergei Makarow, Igor Larionow, Wladimir Krutow (2), Wiktor Schalimow (3), Sergei Schepelew, Sergei Kapustin, Alexander Koschewnikow, Wladimir Golikow, Wiktor Tjumenew, Nikolai Drosdezki, Wiktor Schluktow (1), Andrei Chomutow (1) Trainer / Assistent: Wiktor Tichonow / Wladimir Jursinow |
| Nr. 613 18. April 1982 | 5:3 (1:1, 2:2, 2:0) | 0 Tschechoslowakei | * | 0Tampere, FIN | 0WM 1982 / EM 1982 | |
| Aufstellung            | Tor: Wladislaw Tretjak Verteidigung: Alexei Kassatonow, Wjatscheslaw Fetissow, Waleri Wassiljew, Sergei Babinow (1), Sinetula Biljaletdinow, Wassili Perwuchin Sturm: Sergei Makarow, Igor Larionow (1), Wladimir Krutow, Wiktor Schalimow (1), Sergei Schepelew (1), Sergei Kapustin, Alexander Koschewnikow (1), Wladimir Golikow, Wiktor Tjumenew, Nikolai Drosdezki, Wiktor Schluktow, Andrei Chomutow Trainer / Assistent: Wiktor Tichonow / Wladimir Jursinow | Tor: Wladislaw Tretjak Verteidigung: Alexei Kassatonow, Wjatscheslaw Fetissow, Waleri Wassiljew, Sergei Babinow (1), Sinetula Biljaletdinow, Wassili Perwuchin Sturm: Sergei Makarow, Igor Larionow (1), Wladimir Krutow, Wiktor Schalimow (1), Sergei Schepelew (1), Sergei Kapustin, Alexander Koschewnikow (1), Wladimir Golikow, Wiktor Tjumenew, Nikolai Drosdezki, Wiktor Schluktow, Andrei Chomutow Trainer / Assistent: Wiktor Tichonow / Wladimir Jursinow | Tor: Wladislaw Tretjak Verteidigung: Alexei Kassatonow, Wjatscheslaw Fetissow, Waleri Wassiljew, Sergei Babinow (1), Sinetula Biljaletdinow, Wassili Perwuchin Sturm: Sergei Makarow, Igor Larionow (1), Wladimir Krutow, Wiktor Schalimow (1), Sergei Schepelew (1), Sergei Kapustin, Alexander Koschewnikow (1), Wladimir Golikow, Wiktor Tjumenew, Nikolai Drosdezki, Wiktor Schluktow, Andrei Chomutow Trainer / Assistent: Wiktor Tichonow / Wladimir Jursinow | Tor: Wladislaw Tretjak Verteidigung: Alexei Kassatonow, Wjatscheslaw Fetissow, Waleri Wassiljew, Sergei Babinow (1), Sinetula Biljaletdinow, Wassili Perwuchin Sturm: Sergei Makarow, Igor Larionow (1), Wladimir Krutow, Wiktor Schalimow (1), Sergei Schepelew (1), Sergei Kapustin, Alexander Koschewnikow (1), Wladimir Golikow, Wiktor Tjumenew, Nikolai Drosdezki, Wiktor Schluktow, Andrei Chomutow Trainer / Assistent: Wiktor Tichonow / Wladimir Jursinow | Tor: Wladislaw Tretjak Verteidigung: Alexei Kassatonow, Wjatscheslaw Fetissow, Waleri Wassiljew, Sergei Babinow (1), Sinetula Biljaletdinow, Wassili Perwuchin Sturm: Sergei Makarow, Igor Larionow (1), Wladimir Krutow, Wiktor Schalimow (1), Sergei Schepelew (1), Sergei Kapustin, Alexander Koschewnikow (1), Wladimir Golikow, Wiktor Tjumenew, Nikolai Drosdezki, Wiktor Schluktow, Andrei Chomutow Trainer / Assistent: Wiktor Tichonow / Wladimir Jursinow | Tor: Wladislaw Tretjak Verteidigung: Alexei Kassatonow, Wjatscheslaw Fetissow, Waleri Wassiljew, Sergei Babinow (1), Sinetula Biljaletdinow, Wassili Perwuchin Sturm: Sergei Makarow, Igor Larionow (1), Wladimir Krutow, Wiktor Schalimow (1), Sergei Schepelew (1), Sergei Kapustin, Alexander Koschewnikow (1), Wladimir Golikow, Wiktor Tjumenew, Nikolai Drosdezki, Wiktor Schluktow, Andrei Chomutow Trainer / Assistent: Wiktor Tichonow / Wladimir Jursinow |
| Nr. 614 19. April 1982 | 8:1 (6:0, 0:1, 2:0) | 0 Finnland | A | 0Tampere, FIN | 0WM 1982 / EM 1982 | |
| Aufstellung            | Tor: Wladislaw Tretjak Verteidigung: Alexei Kassatonow, Wjatscheslaw Fetissow (1), Waleri Wassiljew, Sergei Babinow, Sinetula Biljaletdinow (1), Wassili Perwuchin Sturm: Sergei Makarow (1), Igor Larionow (1), Wladimir Krutow (1), Wiktor Schalimow (1), Sergei Schepelew (1), Sergei Kapustin, Alexander Koschewnikow, Wladimir Golikow (1), Wiktor Tjumenew, Nikolai Drosdezki, Wiktor Schluktow, Andrei Chomutow Trainer / Assistent: Wiktor Tichonow / Wladimir Jursinow | Tor: Wladislaw Tretjak Verteidigung: Alexei Kassatonow, Wjatscheslaw Fetissow (1), Waleri Wassiljew, Sergei Babinow, Sinetula Biljaletdinow (1), Wassili Perwuchin Sturm: Sergei Makarow (1), Igor Larionow (1), Wladimir Krutow (1), Wiktor Schalimow (1), Sergei Schepelew (1), Sergei Kapustin, Alexander Koschewnikow, Wladimir Golikow (1), Wiktor Tjumenew, Nikolai Drosdezki, Wiktor Schluktow, Andrei Chomutow Trainer / Assistent: Wiktor Tichonow / Wladimir Jursinow | Tor: Wladislaw Tretjak Verteidigung: Alexei Kassatonow, Wjatscheslaw Fetissow (1), Waleri Wassiljew, Sergei Babinow, Sinetula Biljaletdinow (1), Wassili Perwuchin Sturm: Sergei Makarow (1), Igor Larionow (1), Wladimir Krutow (1), Wiktor Schalimow (1), Sergei Schepelew (1), Sergei Kapustin, Alexander Koschewnikow, Wladimir Golikow (1), Wiktor Tjumenew, Nikolai Drosdezki, Wiktor Schluktow, Andrei Chomutow Trainer / Assistent: Wiktor Tichonow / Wladimir Jursinow | Tor: Wladislaw Tretjak Verteidigung: Alexei Kassatonow, Wjatscheslaw Fetissow (1), Waleri Wassiljew, Sergei Babinow, Sinetula Biljaletdinow (1), Wassili Perwuchin Sturm: Sergei Makarow (1), Igor Larionow (1), Wladimir Krutow (1), Wiktor Schalimow (1), Sergei Schepelew (1), Sergei Kapustin, Alexander Koschewnikow, Wladimir Golikow (1), Wiktor Tjumenew, Nikolai Drosdezki, Wiktor Schluktow, Andrei Chomutow Trainer / Assistent: Wiktor Tichonow / Wladimir Jursinow | Tor: Wladislaw Tretjak Verteidigung: Alexei Kassatonow, Wjatscheslaw Fetissow (1), Waleri Wassiljew, Sergei Babinow, Sinetula Biljaletdinow (1), Wassili Perwuchin Sturm: Sergei Makarow (1), Igor Larionow (1), Wladimir Krutow (1), Wiktor Schalimow (1), Sergei Schepelew (1), Sergei Kapustin, Alexander Koschewnikow, Wladimir Golikow (1), Wiktor Tjumenew, Nikolai Drosdezki, Wiktor Schluktow, Andrei Chomutow Trainer / Assistent: Wiktor Tichonow / Wladimir Jursinow | Tor: Wladislaw Tretjak Verteidigung: Alexei Kassatonow, Wjatscheslaw Fetissow (1), Waleri Wassiljew, Sergei Babinow, Sinetula Biljaletdinow (1), Wassili Perwuchin Sturm: Sergei Makarow (1), Igor Larionow (1), Wladimir Krutow (1), Wiktor Schalimow (1), Sergei Schepelew (1), Sergei Kapustin, Alexander Koschewnikow, Wladimir Golikow (1), Wiktor Tjumenew, Nikolai Drosdezki, Wiktor Schluktow, Andrei Chomutow Trainer / Assistent: Wiktor Tichonow / Wladimir Jursinow |
| Nr. 615 21. April 1982 | 8:4 (3:1, 2:1, 3:2) | 0 USA | * | 0Helsinki, FIN | 0WM 1982 / EM 1982 | |
| Aufstellung            | Tor: Wladislaw Tretjak Verteidigung: Alexei Kassatonow, Wjatscheslaw Fetissow, Waleri Wassiljew (1), Sergei Babinow, Sinetula Biljaletdinow, Wassili Perwuchin Sturm: Sergei Makarow, Igor Larionow, Wladimir Krutow (1), Wiktor Schalimow, Sergei Schepelew, Sergei Kapustin (1), Alexander Koschewnikow (2), Wladimir Golikow, Wiktor Tjumenew, Nikolai Drosdezki (1), Wiktor Schluktow (2), Irek Gimajew Trainer / Assistent: Wiktor Tichonow / Wladimir Jursinow | Tor: Wladislaw Tretjak Verteidigung: Alexei Kassatonow, Wjatscheslaw Fetissow, Waleri Wassiljew (1), Sergei Babinow, Sinetula Biljaletdinow, Wassili Perwuchin Sturm: Sergei Makarow, Igor Larionow, Wladimir Krutow (1), Wiktor Schalimow, Sergei Schepelew, Sergei Kapustin (1), Alexander Koschewnikow (2), Wladimir Golikow, Wiktor Tjumenew, Nikolai Drosdezki (1), Wiktor Schluktow (2), Irek Gimajew Trainer / Assistent: Wiktor Tichonow / Wladimir Jursinow | Tor: Wladislaw Tretjak Verteidigung: Alexei Kassatonow, Wjatscheslaw Fetissow, Waleri Wassiljew (1), Sergei Babinow, Sinetula Biljaletdinow, Wassili Perwuchin Sturm: Sergei Makarow, Igor Larionow, Wladimir Krutow (1), Wiktor Schalimow, Sergei Schepelew, Sergei Kapustin (1), Alexander Koschewnikow (2), Wladimir Golikow, Wiktor Tjumenew, Nikolai Drosdezki (1), Wiktor Schluktow (2), Irek Gimajew Trainer / Assistent: Wiktor Tichonow / Wladimir Jursinow | Tor: Wladislaw Tretjak Verteidigung: Alexei Kassatonow, Wjatscheslaw Fetissow, Waleri Wassiljew (1), Sergei Babinow, Sinetula Biljaletdinow, Wassili Perwuchin Sturm: Sergei Makarow, Igor Larionow, Wladimir Krutow (1), Wiktor Schalimow, Sergei Schepelew, Sergei Kapustin (1), Alexander Koschewnikow (2), Wladimir Golikow, Wiktor Tjumenew, Nikolai Drosdezki (1), Wiktor Schluktow (2), Irek Gimajew Trainer / Assistent: Wiktor Tichonow / Wladimir Jursinow | Tor: Wladislaw Tretjak Verteidigung: Alexei Kassatonow, Wjatscheslaw Fetissow, Waleri Wassiljew (1), Sergei Babinow, Sinetula Biljaletdinow, Wassili Perwuchin Sturm: Sergei Makarow, Igor Larionow, Wladimir Krutow (1), Wiktor Schalimow, Sergei Schepelew, Sergei Kapustin (1), Alexander Koschewnikow (2), Wladimir Golikow, Wiktor Tjumenew, Nikolai Drosdezki (1), Wiktor Schluktow (2), Irek Gimajew Trainer / Assistent: Wiktor Tichonow / Wladimir Jursinow | Tor: Wladislaw Tretjak Verteidigung: Alexei Kassatonow, Wjatscheslaw Fetissow, Waleri Wassiljew (1), Sergei Babinow, Sinetula Biljaletdinow, Wassili Perwuchin Sturm: Sergei Makarow, Igor Larionow, Wladimir Krutow (1), Wiktor Schalimow, Sergei Schepelew, Sergei Kapustin (1), Alexander Koschewnikow (2), Wladimir Golikow, Wiktor Tjumenew, Nikolai Drosdezki (1), Wiktor Schluktow (2), Irek Gimajew Trainer / Assistent: Wiktor Tichonow / Wladimir Jursinow |
| Nr. 616 22. April 1982 | 7:0 (3:0, 2:0, 2:0) | 0 BR Deutschland | * | 0Tampere, FIN | 0WM 1982 / EM 1982 | |
| Aufstellung            | Tor: Wladislaw Tretjak Verteidigung: Alexei Kassatonow, Wjatscheslaw Fetissow, Waleri Wassiljew, Sergei Babinow (1), Wassili Perwuchin, Wladimir Subkow Sturm: Sergei Makarow (1), Igor Larionow (1), Wladimir Krutow, Wiktor Schalimow, Sergei Schepelew (3), Sergei Kapustin (1), Alexander Koschewnikow, Wladimir Golikow, Wiktor Tjumenew, Nikolai Drosdezki, Wiktor Schluktow, Irek Gimajew Trainer / Assistent: Wiktor Tichonow / Wladimir Jursinow | Tor: Wladislaw Tretjak Verteidigung: Alexei Kassatonow, Wjatscheslaw Fetissow, Waleri Wassiljew, Sergei Babinow (1), Wassili Perwuchin, Wladimir Subkow Sturm: Sergei Makarow (1), Igor Larionow (1), Wladimir Krutow, Wiktor Schalimow, Sergei Schepelew (3), Sergei Kapustin (1), Alexander Koschewnikow, Wladimir Golikow, Wiktor Tjumenew, Nikolai Drosdezki, Wiktor Schluktow, Irek Gimajew Trainer / Assistent: Wiktor Tichonow / Wladimir Jursinow | Tor: Wladislaw Tretjak Verteidigung: Alexei Kassatonow, Wjatscheslaw Fetissow, Waleri Wassiljew, Sergei Babinow (1), Wassili Perwuchin, Wladimir Subkow Sturm: Sergei Makarow (1), Igor Larionow (1), Wladimir Krutow, Wiktor Schalimow, Sergei Schepelew (3), Sergei Kapustin (1), Alexander Koschewnikow, Wladimir Golikow, Wiktor Tjumenew, Nikolai Drosdezki, Wiktor Schluktow, Irek Gimajew Trainer / Assistent: Wiktor Tichonow / Wladimir Jursinow | Tor: Wladislaw Tretjak Verteidigung: Alexei Kassatonow, Wjatscheslaw Fetissow, Waleri Wassiljew, Sergei Babinow (1), Wassili Perwuchin, Wladimir Subkow Sturm: Sergei Makarow (1), Igor Larionow (1), Wladimir Krutow, Wiktor Schalimow, Sergei Schepelew (3), Sergei Kapustin (1), Alexander Koschewnikow, Wladimir Golikow, Wiktor Tjumenew, Nikolai Drosdezki, Wiktor Schluktow, Irek Gimajew Trainer / Assistent: Wiktor Tichonow / Wladimir Jursinow | Tor: Wladislaw Tretjak Verteidigung: Alexei Kassatonow, Wjatscheslaw Fetissow, Waleri Wassiljew, Sergei Babinow (1), Wassili Perwuchin, Wladimir Subkow Sturm: Sergei Makarow (1), Igor Larionow (1), Wladimir Krutow, Wiktor Schalimow, Sergei Schepelew (3), Sergei Kapustin (1), Alexander Koschewnikow, Wladimir Golikow, Wiktor Tjumenew, Nikolai Drosdezki, Wiktor Schluktow, Irek Gimajew Trainer / Assistent: Wiktor Tichonow / Wladimir Jursinow | Tor: Wladislaw Tretjak Verteidigung: Alexei Kassatonow, Wjatscheslaw Fetissow, Waleri Wassiljew, Sergei Babinow (1), Wassili Perwuchin, Wladimir Subkow Sturm: Sergei Makarow (1), Igor Larionow (1), Wladimir Krutow, Wiktor Schalimow, Sergei Schepelew (3), Sergei Kapustin (1), Alexander Koschewnikow, Wladimir Golikow, Wiktor Tjumenew, Nikolai Drosdezki, Wiktor Schluktow, Irek Gimajew Trainer / Assistent: Wiktor Tichonow / Wladimir Jursinow |
| Nr. 617 24. April 1982 | 4:3 (1:1, 2:0, 1:2) | 0 Kanada | * | 0Tampere, FIN | 0WM 1982 / EM 1982 | |
| Aufstellung            | Tor: Wladislaw Tretjak Verteidigung: Alexei Kassatonow, Wjatscheslaw Fetissow, Waleri Wassiljew, Sergei Babinow, Sinetula Biljaletdinow, Wassili Perwuchin Sturm: Sergei Makarow (1), Igor Larionow (1), Wladimir Krutow, Wiktor Schalimow, Sergei Schepelew, Sergei Kapustin, Alexander Koschewnikow (1), Wladimir Golikow, Wiktor Tjumenew, Nikolai Drosdezki, Wiktor Schluktow, Irek Gimajew (1) Trainer / Assistent: Wiktor Tichonow / Wladimir Jursinow | Tor: Wladislaw Tretjak Verteidigung: Alexei Kassatonow, Wjatscheslaw Fetissow, Waleri Wassiljew, Sergei Babinow, Sinetula Biljaletdinow, Wassili Perwuchin Sturm: Sergei Makarow (1), Igor Larionow (1), Wladimir Krutow, Wiktor Schalimow, Sergei Schepelew, Sergei Kapustin, Alexander Koschewnikow (1), Wladimir Golikow, Wiktor Tjumenew, Nikolai Drosdezki, Wiktor Schluktow, Irek Gimajew (1) Trainer / Assistent: Wiktor Tichonow / Wladimir Jursinow | Tor: Wladislaw Tretjak Verteidigung: Alexei Kassatonow, Wjatscheslaw Fetissow, Waleri Wassiljew, Sergei Babinow, Sinetula Biljaletdinow, Wassili Perwuchin Sturm: Sergei Makarow (1), Igor Larionow (1), Wladimir Krutow, Wiktor Schalimow, Sergei Schepelew, Sergei Kapustin, Alexander Koschewnikow (1), Wladimir Golikow, Wiktor Tjumenew, Nikolai Drosdezki, Wiktor Schluktow, Irek Gimajew (1) Trainer / Assistent: Wiktor Tichonow / Wladimir Jursinow | Tor: Wladislaw Tretjak Verteidigung: Alexei Kassatonow, Wjatscheslaw Fetissow, Waleri Wassiljew, Sergei Babinow, Sinetula Biljaletdinow, Wassili Perwuchin Sturm: Sergei Makarow (1), Igor Larionow (1), Wladimir Krutow, Wiktor Schalimow, Sergei Schepelew, Sergei Kapustin, Alexander Koschewnikow (1), Wladimir Golikow, Wiktor Tjumenew, Nikolai Drosdezki, Wiktor Schluktow, Irek Gimajew (1) Trainer / Assistent: Wiktor Tichonow / Wladimir Jursinow | Tor: Wladislaw Tretjak Verteidigung: Alexei Kassatonow, Wjatscheslaw Fetissow, Waleri Wassiljew, Sergei Babinow, Sinetula Biljaletdinow, Wassili Perwuchin Sturm: Sergei Makarow (1), Igor Larionow (1), Wladimir Krutow, Wiktor Schalimow, Sergei Schepelew, Sergei Kapustin, Alexander Koschewnikow (1), Wladimir Golikow, Wiktor Tjumenew, Nikolai Drosdezki, Wiktor Schluktow, Irek Gimajew (1) Trainer / Assistent: Wiktor Tichonow / Wladimir Jursinow | Tor: Wladislaw Tretjak Verteidigung: Alexei Kassatonow, Wjatscheslaw Fetissow, Waleri Wassiljew, Sergei Babinow, Sinetula Biljaletdinow, Wassili Perwuchin Sturm: Sergei Makarow (1), Igor Larionow (1), Wladimir Krutow, Wiktor Schalimow, Sergei Schepelew, Sergei Kapustin, Alexander Koschewnikow (1), Wladimir Golikow, Wiktor Tjumenew, Nikolai Drosdezki, Wiktor Schluktow, Irek Gimajew (1) Trainer / Assistent: Wiktor Tichonow / Wladimir Jursinow |
| Nr. 618 25. April 1982 | 6:4 (3:1, 1:2, 2:1) | 0 Kanada | * | 0Helsinki, FIN | 0WM 1982 / EM 1982 | |
| Aufstellung            | Tor: Wladislaw Tretjak Verteidigung: Alexei Kassatonow, Wjatscheslaw Fetissow (2), Waleri Wassiljew, Sergei Babinow, Sinetula Biljaletdinow, Wassili Perwuchin Sturm: Sergei Makarow (1), Igor Larionow, Wladimir Krutow, Wiktor Schalimow (1), Sergei Schepelew (1), Sergei Kapustin, Alexander Koschewnikow (1), Wladimir Golikow, Wiktor Tjumenew, Nikolai Drosdezki, Wiktor Schluktow, Irek Gimajew Trainer / Assistent: Wiktor Tichonow / Wladimir Jursinow | Tor: Wladislaw Tretjak Verteidigung: Alexei Kassatonow, Wjatscheslaw Fetissow (2), Waleri Wassiljew, Sergei Babinow, Sinetula Biljaletdinow, Wassili Perwuchin Sturm: Sergei Makarow (1), Igor Larionow, Wladimir Krutow, Wiktor Schalimow (1), Sergei Schepelew (1), Sergei Kapustin, Alexander Koschewnikow (1), Wladimir Golikow, Wiktor Tjumenew, Nikolai Drosdezki, Wiktor Schluktow, Irek Gimajew Trainer / Assistent: Wiktor Tichonow / Wladimir Jursinow | Tor: Wladislaw Tretjak Verteidigung: Alexei Kassatonow, Wjatscheslaw Fetissow (2), Waleri Wassiljew, Sergei Babinow, Sinetula Biljaletdinow, Wassili Perwuchin Sturm: Sergei Makarow (1), Igor Larionow, Wladimir Krutow, Wiktor Schalimow (1), Sergei Schepelew (1), Sergei Kapustin, Alexander Koschewnikow (1), Wladimir Golikow, Wiktor Tjumenew, Nikolai Drosdezki, Wiktor Schluktow, Irek Gimajew Trainer / Assistent: Wiktor Tichonow / Wladimir Jursinow | Tor: Wladislaw Tretjak Verteidigung: Alexei Kassatonow, Wjatscheslaw Fetissow (2), Waleri Wassiljew, Sergei Babinow, Sinetula Biljaletdinow, Wassili Perwuchin Sturm: Sergei Makarow (1), Igor Larionow, Wladimir Krutow, Wiktor Schalimow (1), Sergei Schepelew (1), Sergei Kapustin, Alexander Koschewnikow (1), Wladimir Golikow, Wiktor Tjumenew, Nikolai Drosdezki, Wiktor Schluktow, Irek Gimajew Trainer / Assistent: Wiktor Tichonow / Wladimir Jursinow | Tor: Wladislaw Tretjak Verteidigung: Alexei Kassatonow, Wjatscheslaw Fetissow (2), Waleri Wassiljew, Sergei Babinow, Sinetula Biljaletdinow, Wassili Perwuchin Sturm: Sergei Makarow (1), Igor Larionow, Wladimir Krutow, Wiktor Schalimow (1), Sergei Schepelew (1), Sergei Kapustin, Alexander Koschewnikow (1), Wladimir Golikow, Wiktor Tjumenew, Nikolai Drosdezki, Wiktor Schluktow, Irek Gimajew Trainer / Assistent: Wiktor Tichonow / Wladimir Jursinow | Tor: Wladislaw Tretjak Verteidigung: Alexei Kassatonow, Wjatscheslaw Fetissow (2), Waleri Wassiljew, Sergei Babinow, Sinetula Biljaletdinow, Wassili Perwuchin Sturm: Sergei Makarow (1), Igor Larionow, Wladimir Krutow, Wiktor Schalimow (1), Sergei Schepelew (1), Sergei Kapustin, Alexander Koschewnikow (1), Wladimir Golikow, Wiktor Tjumenew, Nikolai Drosdezki, Wiktor Schluktow, Irek Gimajew Trainer / Assistent: Wiktor Tichonow / Wladimir Jursinow |
| Nr. 619 27. April 1982 | 4:0 (1:0, 2:0, 1:0) | 0 Schweden | * | 0Helsinki, FIN | 0WM 1982 / EM 1982 | |
| Aufstellung            | Tor: Wladimir Myschkin Verteidigung: Alexei Kassatonow, Wjatscheslaw Fetissow, Waleri Wassiljew, Wladimir Subkow, Sinetula Biljaletdinow (1), Wassili Perwuchin Sturm: Sergei Makarow (1), Igor Larionow, Wladimir Krutow, Wiktor Schalimow (1), Sergei Schepelew, Sergei Kapustin, Alexander Koschewnikow, Wladimir Golikow (1), Wiktor Tjumenew, Irek Gimajew, Wiktor Schluktow, Andrei Chomutow Trainer / Assistent: Wiktor Tichonow / Wladimir Jursinow | Tor: Wladimir Myschkin Verteidigung: Alexei Kassatonow, Wjatscheslaw Fetissow, Waleri Wassiljew, Wladimir Subkow, Sinetula Biljaletdinow (1), Wassili Perwuchin Sturm: Sergei Makarow (1), Igor Larionow, Wladimir Krutow, Wiktor Schalimow (1), Sergei Schepelew, Sergei Kapustin, Alexander Koschewnikow, Wladimir Golikow (1), Wiktor Tjumenew, Irek Gimajew, Wiktor Schluktow, Andrei Chomutow Trainer / Assistent: Wiktor Tichonow / Wladimir Jursinow | Tor: Wladimir Myschkin Verteidigung: Alexei Kassatonow, Wjatscheslaw Fetissow, Waleri Wassiljew, Wladimir Subkow, Sinetula Biljaletdinow (1), Wassili Perwuchin Sturm: Sergei Makarow (1), Igor Larionow, Wladimir Krutow, Wiktor Schalimow (1), Sergei Schepelew, Sergei Kapustin, Alexander Koschewnikow, Wladimir Golikow (1), Wiktor Tjumenew, Irek Gimajew, Wiktor Schluktow, Andrei Chomutow Trainer / Assistent: Wiktor Tichonow / Wladimir Jursinow | Tor: Wladimir Myschkin Verteidigung: Alexei Kassatonow, Wjatscheslaw Fetissow, Waleri Wassiljew, Wladimir Subkow, Sinetula Biljaletdinow (1), Wassili Perwuchin Sturm: Sergei Makarow (1), Igor Larionow, Wladimir Krutow, Wiktor Schalimow (1), Sergei Schepelew, Sergei Kapustin, Alexander Koschewnikow, Wladimir Golikow (1), Wiktor Tjumenew, Irek Gimajew, Wiktor Schluktow, Andrei Chomutow Trainer / Assistent: Wiktor Tichonow / Wladimir Jursinow | Tor: Wladimir Myschkin Verteidigung: Alexei Kassatonow, Wjatscheslaw Fetissow, Waleri Wassiljew, Wladimir Subkow, Sinetula Biljaletdinow (1), Wassili Perwuchin Sturm: Sergei Makarow (1), Igor Larionow, Wladimir Krutow, Wiktor Schalimow (1), Sergei Schepelew, Sergei Kapustin, Alexander Koschewnikow, Wladimir Golikow (1), Wiktor Tjumenew, Irek Gimajew, Wiktor Schluktow, Andrei Chomutow Trainer / Assistent: Wiktor Tichonow / Wladimir Jursinow | Tor: Wladimir Myschkin Verteidigung: Alexei Kassatonow, Wjatscheslaw Fetissow, Waleri Wassiljew, Wladimir Subkow, Sinetula Biljaletdinow (1), Wassili Perwuchin Sturm: Sergei Makarow (1), Igor Larionow, Wladimir Krutow, Wiktor Schalimow (1), Sergei Schepelew, Sergei Kapustin, Alexander Koschewnikow, Wladimir Golikow (1), Wiktor Tjumenew, Irek Gimajew, Wiktor Schluktow, Andrei Chomutow Trainer / Assistent: Wiktor Tichonow / Wladimir Jursinow |
| Nr. 620 29. April 1982 | 0:0 | 0 Tschechoslowakei | * | 0Helsinki, FIN | 0WM 1982 / EM 1982 | 018. WM-Titel 021. EM-Titel |
| Aufstellung            | Tor: Wladimir Myschkin Verteidigung: Alexei Kassatonow, Wjatscheslaw Fetissow, Waleri Wassiljew, Sergei Babinow, Sinetula Biljaletdinow, Wassili Perwuchin Sturm: Sergei Makarow, Igor Larionow, Wladimir Krutow, Wiktor Schalimow, Sergei Schepelew, Sergei Kapustin, Alexander Koschewnikow, Wladimir Golikow, Wiktor Tjumenew, Irek Gimajew, Wiktor Schluktow, Andrei Chomutow Trainer / Assistent: Wiktor Tichonow / Wladimir Jursinow | Tor: Wladimir Myschkin Verteidigung: Alexei Kassatonow, Wjatscheslaw Fetissow, Waleri Wassiljew, Sergei Babinow, Sinetula Biljaletdinow, Wassili Perwuchin Sturm: Sergei Makarow, Igor Larionow, Wladimir Krutow, Wiktor Schalimow, Sergei Schepelew, Sergei Kapustin, Alexander Koschewnikow, Wladimir Golikow, Wiktor Tjumenew, Irek Gimajew, Wiktor Schluktow, Andrei Chomutow Trainer / Assistent: Wiktor Tichonow / Wladimir Jursinow | Tor: Wladimir Myschkin Verteidigung: Alexei Kassatonow, Wjatscheslaw Fetissow, Waleri Wassiljew, Sergei Babinow, Sinetula Biljaletdinow, Wassili Perwuchin Sturm: Sergei Makarow, Igor Larionow, Wladimir Krutow, Wiktor Schalimow, Sergei Schepelew, Sergei Kapustin, Alexander Koschewnikow, Wladimir Golikow, Wiktor Tjumenew, Irek Gimajew, Wiktor Schluktow, Andrei Chomutow Trainer / Assistent: Wiktor Tichonow / Wladimir Jursinow | Tor: Wladimir Myschkin Verteidigung: Alexei Kassatonow, Wjatscheslaw Fetissow, Waleri Wassiljew, Sergei Babinow, Sinetula Biljaletdinow, Wassili Perwuchin Sturm: Sergei Makarow, Igor Larionow, Wladimir Krutow, Wiktor Schalimow, Sergei Schepelew, Sergei Kapustin, Alexander Koschewnikow, Wladimir Golikow, Wiktor Tjumenew, Irek Gimajew, Wiktor Schluktow, Andrei Chomutow Trainer / Assistent: Wiktor Tichonow / Wladimir Jursinow | Tor: Wladimir Myschkin Verteidigung: Alexei Kassatonow, Wjatscheslaw Fetissow, Waleri Wassiljew, Sergei Babinow, Sinetula Biljaletdinow, Wassili Perwuchin Sturm: Sergei Makarow, Igor Larionow, Wladimir Krutow, Wiktor Schalimow, Sergei Schepelew, Sergei Kapustin, Alexander Koschewnikow, Wladimir Golikow, Wiktor Tjumenew, Irek Gimajew, Wiktor Schluktow, Andrei Chomutow Trainer / Assistent: Wiktor Tichonow / Wladimir Jursinow | Tor: Wladimir Myschkin Verteidigung: Alexei Kassatonow, Wjatscheslaw Fetissow, Waleri Wassiljew, Sergei Babinow, Sinetula Biljaletdinow, Wassili Perwuchin Sturm: Sergei Makarow, Igor Larionow, Wladimir Krutow, Wiktor Schalimow, Sergei Schepelew, Sergei Kapustin, Alexander Koschewnikow, Wladimir Golikow, Wiktor Tjumenew, Irek Gimajew, Wiktor Schluktow, Andrei Chomutow Trainer / Assistent: Wiktor Tichonow / Wladimir Jursinow |
| Nr. 621 8. Sep. 1982   | 7:4 (2:1, 3:3, 2:0) | 0 Tschechoslowakei | A | 0Bratislava, TCH | 0Rudé Právo Cup | |
| Aufstellung            | Tor: Wladislaw Tretjak Verteidigung: Alexei Kassatonow, Wjatscheslaw Fetissow, Sinetula Biljaletdinow, Wassili Perwuchin, Wladimir Subkow, Irek Gimajew Sturm: Sergei Makarow, Igor Larionow (1), Wladimir Krutow (1), Sergei Swetlow, Wladimir Golikow, Anatoli Semjonow (2), Wiktor Schalimow (1), Sergei Schepelew, Alexander Koschewnikow, Nikolai Drosdezki (1), Wjatscheslaw Bykow (1), Andrei Chomutow, Wiktor Tjumenew Trainer / Assistent: Wiktor Tichonow / Wladimir Jursinow | Tor: Wladislaw Tretjak Verteidigung: Alexei Kassatonow, Wjatscheslaw Fetissow, Sinetula Biljaletdinow, Wassili Perwuchin, Wladimir Subkow, Irek Gimajew Sturm: Sergei Makarow, Igor Larionow (1), Wladimir Krutow (1), Sergei Swetlow, Wladimir Golikow, Anatoli Semjonow (2), Wiktor Schalimow (1), Sergei Schepelew, Alexander Koschewnikow, Nikolai Drosdezki (1), Wjatscheslaw Bykow (1), Andrei Chomutow, Wiktor Tjumenew Trainer / Assistent: Wiktor Tichonow / Wladimir Jursinow | Tor: Wladislaw Tretjak Verteidigung: Alexei Kassatonow, Wjatscheslaw Fetissow, Sinetula Biljaletdinow, Wassili Perwuchin, Wladimir Subkow, Irek Gimajew Sturm: Sergei Makarow, Igor Larionow (1), Wladimir Krutow (1), Sergei Swetlow, Wladimir Golikow, Anatoli Semjonow (2), Wiktor Schalimow (1), Sergei Schepelew, Alexander Koschewnikow, Nikolai Drosdezki (1), Wjatscheslaw Bykow (1), Andrei Chomutow, Wiktor Tjumenew Trainer / Assistent: Wiktor Tichonow / Wladimir Jursinow | Tor: Wladislaw Tretjak Verteidigung: Alexei Kassatonow, Wjatscheslaw Fetissow, Sinetula Biljaletdinow, Wassili Perwuchin, Wladimir Subkow, Irek Gimajew Sturm: Sergei Makarow, Igor Larionow (1), Wladimir Krutow (1), Sergei Swetlow, Wladimir Golikow, Anatoli Semjonow (2), Wiktor Schalimow (1), Sergei Schepelew, Alexander Koschewnikow, Nikolai Drosdezki (1), Wjatscheslaw Bykow (1), Andrei Chomutow, Wiktor Tjumenew Trainer / Assistent: Wiktor Tichonow / Wladimir Jursinow | Tor: Wladislaw Tretjak Verteidigung: Alexei Kassatonow, Wjatscheslaw Fetissow, Sinetula Biljaletdinow, Wassili Perwuchin, Wladimir Subkow, Irek Gimajew Sturm: Sergei Makarow, Igor Larionow (1), Wladimir Krutow (1), Sergei Swetlow, Wladimir Golikow, Anatoli Semjonow (2), Wiktor Schalimow (1), Sergei Schepelew, Alexander Koschewnikow, Nikolai Drosdezki (1), Wjatscheslaw Bykow (1), Andrei Chomutow, Wiktor Tjumenew Trainer / Assistent: Wiktor Tichonow / Wladimir Jursinow | Tor: Wladislaw Tretjak Verteidigung: Alexei Kassatonow, Wjatscheslaw Fetissow, Sinetula Biljaletdinow, Wassili Perwuchin, Wladimir Subkow, Irek Gimajew Sturm: Sergei Makarow, Igor Larionow (1), Wladimir Krutow (1), Sergei Swetlow, Wladimir Golikow, Anatoli Semjonow (2), Wiktor Schalimow (1), Sergei Schepelew, Alexander Koschewnikow, Nikolai Drosdezki (1), Wjatscheslaw Bykow (1), Andrei Chomutow, Wiktor Tjumenew Trainer / Assistent: Wiktor Tichonow / Wladimir Jursinow |
| Nr. 622 10. Sep. 1982  | 4:2 (1:1, 2:1, 1:0) | 0 Tschechoslowakei | A | 0Prag, TCH | 0Rudé Právo Cup | |
| Aufstellung            | Tor: Wladimir Myschkin Verteidigung: Alexei Kassatonow, Wjatscheslaw Fetissow, Sinetula Biljaletdinow, Wassili Perwuchin, Ilja Bjakin, Wladimir Subkow, Irek Gimajew, Andrei Martemjanow Sturm: Sergei Makarow (1), Igor Larionow, Wladimir Krutow (1), Sergei Swetlow, Wladimir Golikow, Anatoli Semjonow, Wiktor Schalimow, Sergei Schepelew, Alexander Koschewnikow (1), Nikolai Drosdezki, Wjatscheslaw Bykow (1), Michail Wassiljew Trainer / Assistent: Wiktor Tichonow / Wladimir Jursinow                                                                                              | Tor: Wladimir Myschkin Verteidigung: Alexei Kassatonow, Wjatscheslaw Fetissow, Sinetula Biljaletdinow, Wassili Perwuchin, Ilja Bjakin, Wladimir Subkow, Irek Gimajew, Andrei Martemjanow Sturm: Sergei Makarow (1), Igor Larionow, Wladimir Krutow (1), Sergei Swetlow, Wladimir Golikow, Anatoli Semjonow, Wiktor Schalimow, Sergei Schepelew, Alexander Koschewnikow (1), Nikolai Drosdezki, Wjatscheslaw Bykow (1), Michail Wassiljew Trainer / Assistent: Wiktor Tichonow / Wladimir Jursinow                                                                                              | Tor: Wladimir Myschkin Verteidigung: Alexei Kassatonow, Wjatscheslaw Fetissow, Sinetula Biljaletdinow, Wassili Perwuchin, Ilja Bjakin, Wladimir Subkow, Irek Gimajew, Andrei Martemjanow Sturm: Sergei Makarow (1), Igor Larionow, Wladimir Krutow (1), Sergei Swetlow, Wladimir Golikow, Anatoli Semjonow, Wiktor Schalimow, Sergei Schepelew, Alexander Koschewnikow (1), Nikolai Drosdezki, Wjatscheslaw Bykow (1), Michail Wassiljew Trainer / Assistent: Wiktor Tichonow / Wladimir Jursinow                                                                                              | Tor: Wladimir Myschkin Verteidigung: Alexei Kassatonow, Wjatscheslaw Fetissow, Sinetula Biljaletdinow, Wassili Perwuchin, Ilja Bjakin, Wladimir Subkow, Irek Gimajew, Andrei Martemjanow Sturm: Sergei Makarow (1), Igor Larionow, Wladimir Krutow (1), Sergei Swetlow, Wladimir Golikow, Anatoli Semjonow, Wiktor Schalimow, Sergei Schepelew, Alexander Koschewnikow (1), Nikolai Drosdezki, Wjatscheslaw Bykow (1), Michail Wassiljew Trainer / Assistent: Wiktor Tichonow / Wladimir Jursinow                                                                                              | Tor: Wladimir Myschkin Verteidigung: Alexei Kassatonow, Wjatscheslaw Fetissow, Sinetula Biljaletdinow, Wassili Perwuchin, Ilja Bjakin, Wladimir Subkow, Irek Gimajew, Andrei Martemjanow Sturm: Sergei Makarow (1), Igor Larionow, Wladimir Krutow (1), Sergei Swetlow, Wladimir Golikow, Anatoli Semjonow, Wiktor Schalimow, Sergei Schepelew, Alexander Koschewnikow (1), Nikolai Drosdezki, Wjatscheslaw Bykow (1), Michail Wassiljew Trainer / Assistent: Wiktor Tichonow / Wladimir Jursinow                                                                                              | Tor: Wladimir Myschkin Verteidigung: Alexei Kassatonow, Wjatscheslaw Fetissow, Sinetula Biljaletdinow, Wassili Perwuchin, Ilja Bjakin, Wladimir Subkow, Irek Gimajew, Andrei Martemjanow Sturm: Sergei Makarow (1), Igor Larionow, Wladimir Krutow (1), Sergei Swetlow, Wladimir Golikow, Anatoli Semjonow, Wiktor Schalimow, Sergei Schepelew, Alexander Koschewnikow (1), Nikolai Drosdezki, Wjatscheslaw Bykow (1), Michail Wassiljew Trainer / Assistent: Wiktor Tichonow / Wladimir Jursinow                                                                                              |
| Nr. 623 12. Dez. 1982  | 4:2 (0:0, 0:2, 4:0) | 0 Schweden | A | 0Gävle, SWE | 0Rudé Právo Cup | |
| Aufstellung            | Tor: Wladislaw Tretjak Verteidigung: Alexei Kassatonow, Wjatscheslaw Fetissow (2), Sinetula Biljaletdinow, Wassili Perwuchin, Sergei Babinow, Sergei Gimajew, Igor Martynow Sturm: Nikolai Drosdezki, Igor Larionow, Wladimir Krutow (1), Alexander Malzew, Anatoli Semjonow, Sergei Swetlow, Alexander Gerassimow, Wjatscheslaw Bykow, Michail Wassiljew, Alexander Koschewnikow, Wladimir Golikow, Wiktor Tjumenew, Alexander Skworzow (1) Trainer / Assistent: Wiktor Tichonow / Wladimir Jursinow                                                                                          | Tor: Wladislaw Tretjak Verteidigung: Alexei Kassatonow, Wjatscheslaw Fetissow (2), Sinetula Biljaletdinow, Wassili Perwuchin, Sergei Babinow, Sergei Gimajew, Igor Martynow Sturm: Nikolai Drosdezki, Igor Larionow, Wladimir Krutow (1), Alexander Malzew, Anatoli Semjonow, Sergei Swetlow, Alexander Gerassimow, Wjatscheslaw Bykow, Michail Wassiljew, Alexander Koschewnikow, Wladimir Golikow, Wiktor Tjumenew, Alexander Skworzow (1) Trainer / Assistent: Wiktor Tichonow / Wladimir Jursinow                                                                                          | Tor: Wladislaw Tretjak Verteidigung: Alexei Kassatonow, Wjatscheslaw Fetissow (2), Sinetula Biljaletdinow, Wassili Perwuchin, Sergei Babinow, Sergei Gimajew, Igor Martynow Sturm: Nikolai Drosdezki, Igor Larionow, Wladimir Krutow (1), Alexander Malzew, Anatoli Semjonow, Sergei Swetlow, Alexander Gerassimow, Wjatscheslaw Bykow, Michail Wassiljew, Alexander Koschewnikow, Wladimir Golikow, Wiktor Tjumenew, Alexander Skworzow (1) Trainer / Assistent: Wiktor Tichonow / Wladimir Jursinow                                                                                          | Tor: Wladislaw Tretjak Verteidigung: Alexei Kassatonow, Wjatscheslaw Fetissow (2), Sinetula Biljaletdinow, Wassili Perwuchin, Sergei Babinow, Sergei Gimajew, Igor Martynow Sturm: Nikolai Drosdezki, Igor Larionow, Wladimir Krutow (1), Alexander Malzew, Anatoli Semjonow, Sergei Swetlow, Alexander Gerassimow, Wjatscheslaw Bykow, Michail Wassiljew, Alexander Koschewnikow, Wladimir Golikow, Wiktor Tjumenew, Alexander Skworzow (1) Trainer / Assistent: Wiktor Tichonow / Wladimir Jursinow                                                                                          | Tor: Wladislaw Tretjak Verteidigung: Alexei Kassatonow, Wjatscheslaw Fetissow (2), Sinetula Biljaletdinow, Wassili Perwuchin, Sergei Babinow, Sergei Gimajew, Igor Martynow Sturm: Nikolai Drosdezki, Igor Larionow, Wladimir Krutow (1), Alexander Malzew, Anatoli Semjonow, Sergei Swetlow, Alexander Gerassimow, Wjatscheslaw Bykow, Michail Wassiljew, Alexander Koschewnikow, Wladimir Golikow, Wiktor Tjumenew, Alexander Skworzow (1) Trainer / Assistent: Wiktor Tichonow / Wladimir Jursinow                                                                                          | Tor: Wladislaw Tretjak Verteidigung: Alexei Kassatonow, Wjatscheslaw Fetissow (2), Sinetula Biljaletdinow, Wassili Perwuchin, Sergei Babinow, Sergei Gimajew, Igor Martynow Sturm: Nikolai Drosdezki, Igor Larionow, Wladimir Krutow (1), Alexander Malzew, Anatoli Semjonow, Sergei Swetlow, Alexander Gerassimow, Wjatscheslaw Bykow, Michail Wassiljew, Alexander Koschewnikow, Wladimir Golikow, Wiktor Tjumenew, Alexander Skworzow (1) Trainer / Assistent: Wiktor Tichonow / Wladimir Jursinow                                                                                          |
| Nr. 624 13. Dez. 1982  | 3:3 (0:2, 1:0, 2:1) | 0 Schweden | A | 0Stockholm, SWE | 0Rudé Právo Cup | |
| Aufstellung            | Tor: Wladimir Myschkin Verteidigung: Alexei Kassatonow, Wjatscheslaw Fetissow, Sinetula Biljaletdinow, Wassili Perwuchin, Sergei Babinow, Sergei Gimajew, Igor Martynow Sturm: Alexander Malzew (1), Igor Larionow, Wladimir Krutow (1), Alexander Gerassimow, Wjatscheslaw Bykow (1), Michail Wassiljew, Alexander Koschewnikow, Anatoli Semjonow, Sergei Jaschin, Alexander Skworzow, Wladimir Golikow, Nikolai Drosdezki, Sergei Swetlow Trainer / Assistent: Wiktor Tichonow / Wladimir Jursinow                                                                                           | Tor: Wladimir Myschkin Verteidigung: Alexei Kassatonow, Wjatscheslaw Fetissow, Sinetula Biljaletdinow, Wassili Perwuchin, Sergei Babinow, Sergei Gimajew, Igor Martynow Sturm: Alexander Malzew (1), Igor Larionow, Wladimir Krutow (1), Alexander Gerassimow, Wjatscheslaw Bykow (1), Michail Wassiljew, Alexander Koschewnikow, Anatoli Semjonow, Sergei Jaschin, Alexander Skworzow, Wladimir Golikow, Nikolai Drosdezki, Sergei Swetlow Trainer / Assistent: Wiktor Tichonow / Wladimir Jursinow                                                                                           | Tor: Wladimir Myschkin Verteidigung: Alexei Kassatonow, Wjatscheslaw Fetissow, Sinetula Biljaletdinow, Wassili Perwuchin, Sergei Babinow, Sergei Gimajew, Igor Martynow Sturm: Alexander Malzew (1), Igor Larionow, Wladimir Krutow (1), Alexander Gerassimow, Wjatscheslaw Bykow (1), Michail Wassiljew, Alexander Koschewnikow, Anatoli Semjonow, Sergei Jaschin, Alexander Skworzow, Wladimir Golikow, Nikolai Drosdezki, Sergei Swetlow Trainer / Assistent: Wiktor Tichonow / Wladimir Jursinow                                                                                           | Tor: Wladimir Myschkin Verteidigung: Alexei Kassatonow, Wjatscheslaw Fetissow, Sinetula Biljaletdinow, Wassili Perwuchin, Sergei Babinow, Sergei Gimajew, Igor Martynow Sturm: Alexander Malzew (1), Igor Larionow, Wladimir Krutow (1), Alexander Gerassimow, Wjatscheslaw Bykow (1), Michail Wassiljew, Alexander Koschewnikow, Anatoli Semjonow, Sergei Jaschin, Alexander Skworzow, Wladimir Golikow, Nikolai Drosdezki, Sergei Swetlow Trainer / Assistent: Wiktor Tichonow / Wladimir Jursinow                                                                                           | Tor: Wladimir Myschkin Verteidigung: Alexei Kassatonow, Wjatscheslaw Fetissow, Sinetula Biljaletdinow, Wassili Perwuchin, Sergei Babinow, Sergei Gimajew, Igor Martynow Sturm: Alexander Malzew (1), Igor Larionow, Wladimir Krutow (1), Alexander Gerassimow, Wjatscheslaw Bykow (1), Michail Wassiljew, Alexander Koschewnikow, Anatoli Semjonow, Sergei Jaschin, Alexander Skworzow, Wladimir Golikow, Nikolai Drosdezki, Sergei Swetlow Trainer / Assistent: Wiktor Tichonow / Wladimir Jursinow                                                                                           | Tor: Wladimir Myschkin Verteidigung: Alexei Kassatonow, Wjatscheslaw Fetissow, Sinetula Biljaletdinow, Wassili Perwuchin, Sergei Babinow, Sergei Gimajew, Igor Martynow Sturm: Alexander Malzew (1), Igor Larionow, Wladimir Krutow (1), Alexander Gerassimow, Wjatscheslaw Bykow (1), Michail Wassiljew, Alexander Koschewnikow, Anatoli Semjonow, Sergei Jaschin, Alexander Skworzow, Wladimir Golikow, Nikolai Drosdezki, Sergei Swetlow Trainer / Assistent: Wiktor Tichonow / Wladimir Jursinow                                                                                           |
| Nr. 625 16. Dez. 1982  | 6:2 (3:2, 2:0, 1:0) | 0 BR Deutschland | H | 0Moskau | 0Iswestija-Pokal 1982 | |
| Aufstellung            | Tor: Wladislaw Tretjak Verteidigung: Alexei Kassatonow (1), Wjatscheslaw Fetissow, Igor Martynow, Sergei Babinow, Wladimir Subkow, Sergei Gimajew, Sinetula Biljaletdinow, Wassili Perwuchin Sturm: Alexander Malzew (1), Igor Larionow, Wladimir Krutow (2), Wiktor Schalimow, Sergei Schepelew (1), Sergei Kapustin, Alexander Gerassimow (1), Wjatscheslaw Bykow, Michail Wassiljew, Sergei Swetlow, Wiktor Schluktow, Alexander Koschewnikow Trainer / Assistent: Wiktor Tichonow / Wladimir Jursinow                                                                                      | Tor: Wladislaw Tretjak Verteidigung: Alexei Kassatonow (1), Wjatscheslaw Fetissow, Igor Martynow, Sergei Babinow, Wladimir Subkow, Sergei Gimajew, Sinetula Biljaletdinow, Wassili Perwuchin Sturm: Alexander Malzew (1), Igor Larionow, Wladimir Krutow (2), Wiktor Schalimow, Sergei Schepelew (1), Sergei Kapustin, Alexander Gerassimow (1), Wjatscheslaw Bykow, Michail Wassiljew, Sergei Swetlow, Wiktor Schluktow, Alexander Koschewnikow Trainer / Assistent: Wiktor Tichonow / Wladimir Jursinow                                                                                      | Tor: Wladislaw Tretjak Verteidigung: Alexei Kassatonow (1), Wjatscheslaw Fetissow, Igor Martynow, Sergei Babinow, Wladimir Subkow, Sergei Gimajew, Sinetula Biljaletdinow, Wassili Perwuchin Sturm: Alexander Malzew (1), Igor Larionow, Wladimir Krutow (2), Wiktor Schalimow, Sergei Schepelew (1), Sergei Kapustin, Alexander Gerassimow (1), Wjatscheslaw Bykow, Michail Wassiljew, Sergei Swetlow, Wiktor Schluktow, Alexander Koschewnikow Trainer / Assistent: Wiktor Tichonow / Wladimir Jursinow                                                                                      | Tor: Wladislaw Tretjak Verteidigung: Alexei Kassatonow (1), Wjatscheslaw Fetissow, Igor Martynow, Sergei Babinow, Wladimir Subkow, Sergei Gimajew, Sinetula Biljaletdinow, Wassili Perwuchin Sturm: Alexander Malzew (1), Igor Larionow, Wladimir Krutow (2), Wiktor Schalimow, Sergei Schepelew (1), Sergei Kapustin, Alexander Gerassimow (1), Wjatscheslaw Bykow, Michail Wassiljew, Sergei Swetlow, Wiktor Schluktow, Alexander Koschewnikow Trainer / Assistent: Wiktor Tichonow / Wladimir Jursinow                                                                                      | Tor: Wladislaw Tretjak Verteidigung: Alexei Kassatonow (1), Wjatscheslaw Fetissow, Igor Martynow, Sergei Babinow, Wladimir Subkow, Sergei Gimajew, Sinetula Biljaletdinow, Wassili Perwuchin Sturm: Alexander Malzew (1), Igor Larionow, Wladimir Krutow (2), Wiktor Schalimow, Sergei Schepelew (1), Sergei Kapustin, Alexander Gerassimow (1), Wjatscheslaw Bykow, Michail Wassiljew, Sergei Swetlow, Wiktor Schluktow, Alexander Koschewnikow Trainer / Assistent: Wiktor Tichonow / Wladimir Jursinow                                                                                      | Tor: Wladislaw Tretjak Verteidigung: Alexei Kassatonow (1), Wjatscheslaw Fetissow, Igor Martynow, Sergei Babinow, Wladimir Subkow, Sergei Gimajew, Sinetula Biljaletdinow, Wassili Perwuchin Sturm: Alexander Malzew (1), Igor Larionow, Wladimir Krutow (2), Wiktor Schalimow, Sergei Schepelew (1), Sergei Kapustin, Alexander Gerassimow (1), Wjatscheslaw Bykow, Michail Wassiljew, Sergei Swetlow, Wiktor Schluktow, Alexander Koschewnikow Trainer / Assistent: Wiktor Tichonow / Wladimir Jursinow                                                                                      |
| Nr. 626 17. Dez. 1982  | 6:3 (0:1, 3:1, 3:1) | 0 Finnland | H | 0Moskau | 0Iswestija-Pokal 1982 | |
| Aufstellung            | Tor: Wladimir Myschkin Verteidigung: Alexei Kassatonow, Wjatscheslaw Fetissow, Igor Martynow, Sergei Babinow, Wladimir Subkow, Sergei Gimajew, Sinetula Biljaletdinow, Wassili Perwuchin Sturm: Alexander Malzew (2), Igor Larionow (1), Wladimir Krutow, Wiktor Schalimow (1), Sergei Schepelew, Sergei Kapustin, Alexander Gerassimow (1), Wjatscheslaw Bykow, Michail Wassiljew, Sergei Swetlow, Wiktor Schluktow, Alexander Koschewnikow (1) Trainer / Assistent: Wiktor Tichonow / Wladimir Jursinow                                                                                      | Tor: Wladimir Myschkin Verteidigung: Alexei Kassatonow, Wjatscheslaw Fetissow, Igor Martynow, Sergei Babinow, Wladimir Subkow, Sergei Gimajew, Sinetula Biljaletdinow, Wassili Perwuchin Sturm: Alexander Malzew (2), Igor Larionow (1), Wladimir Krutow, Wiktor Schalimow (1), Sergei Schepelew, Sergei Kapustin, Alexander Gerassimow (1), Wjatscheslaw Bykow, Michail Wassiljew, Sergei Swetlow, Wiktor Schluktow, Alexander Koschewnikow (1) Trainer / Assistent: Wiktor Tichonow / Wladimir Jursinow                                                                                      | Tor: Wladimir Myschkin Verteidigung: Alexei Kassatonow, Wjatscheslaw Fetissow, Igor Martynow, Sergei Babinow, Wladimir Subkow, Sergei Gimajew, Sinetula Biljaletdinow, Wassili Perwuchin Sturm: Alexander Malzew (2), Igor Larionow (1), Wladimir Krutow, Wiktor Schalimow (1), Sergei Schepelew, Sergei Kapustin, Alexander Gerassimow (1), Wjatscheslaw Bykow, Michail Wassiljew, Sergei Swetlow, Wiktor Schluktow, Alexander Koschewnikow (1) Trainer / Assistent: Wiktor Tichonow / Wladimir Jursinow                                                                                      | Tor: Wladimir Myschkin Verteidigung: Alexei Kassatonow, Wjatscheslaw Fetissow, Igor Martynow, Sergei Babinow, Wladimir Subkow, Sergei Gimajew, Sinetula Biljaletdinow, Wassili Perwuchin Sturm: Alexander Malzew (2), Igor Larionow (1), Wladimir Krutow, Wiktor Schalimow (1), Sergei Schepelew, Sergei Kapustin, Alexander Gerassimow (1), Wjatscheslaw Bykow, Michail Wassiljew, Sergei Swetlow, Wiktor Schluktow, Alexander Koschewnikow (1) Trainer / Assistent: Wiktor Tichonow / Wladimir Jursinow                                                                                      | Tor: Wladimir Myschkin Verteidigung: Alexei Kassatonow, Wjatscheslaw Fetissow, Igor Martynow, Sergei Babinow, Wladimir Subkow, Sergei Gimajew, Sinetula Biljaletdinow, Wassili Perwuchin Sturm: Alexander Malzew (2), Igor Larionow (1), Wladimir Krutow, Wiktor Schalimow (1), Sergei Schepelew, Sergei Kapustin, Alexander Gerassimow (1), Wjatscheslaw Bykow, Michail Wassiljew, Sergei Swetlow, Wiktor Schluktow, Alexander Koschewnikow (1) Trainer / Assistent: Wiktor Tichonow / Wladimir Jursinow                                                                                      | Tor: Wladimir Myschkin Verteidigung: Alexei Kassatonow, Wjatscheslaw Fetissow, Igor Martynow, Sergei Babinow, Wladimir Subkow, Sergei Gimajew, Sinetula Biljaletdinow, Wassili Perwuchin Sturm: Alexander Malzew (2), Igor Larionow (1), Wladimir Krutow, Wiktor Schalimow (1), Sergei Schepelew, Sergei Kapustin, Alexander Gerassimow (1), Wjatscheslaw Bykow, Michail Wassiljew, Sergei Swetlow, Wiktor Schluktow, Alexander Koschewnikow (1) Trainer / Assistent: Wiktor Tichonow / Wladimir Jursinow                                                                                      |
| Nr. 627 19. Dez. 1982  | 5:4 (1:0, 1:2, 3:2) | 0 Schweden | H | 0Moskau | 0Iswestija-Pokal 1982 | |
| Aufstellung            | Tor: Wladislaw Tretjak Verteidigung: Alexei Kassatonow, Wjatscheslaw Fetissow, Igor Martynow, Sergei Babinow, Wladimir Subkow, Sergei Gimajew, Sinetula Biljaletdinow, Wassili Perwuchin Sturm: Alexander Malzew, Igor Larionow, Wladimir Krutow (1), Wiktor Schalimow, Sergei Schepelew, Sergei Kapustin, Alexander Gerassimow (1), Wjatscheslaw Bykow (2), Michail Wassiljew, Sergei Swetlow, Wiktor Schluktow (1), Alexander Koschewnikow Trainer / Assistent: Wiktor Tichonow / Wladimir Jursinow                                                                                          | Tor: Wladislaw Tretjak Verteidigung: Alexei Kassatonow, Wjatscheslaw Fetissow, Igor Martynow, Sergei Babinow, Wladimir Subkow, Sergei Gimajew, Sinetula Biljaletdinow, Wassili Perwuchin Sturm: Alexander Malzew, Igor Larionow, Wladimir Krutow (1), Wiktor Schalimow, Sergei Schepelew, Sergei Kapustin, Alexander Gerassimow (1), Wjatscheslaw Bykow (2), Michail Wassiljew, Sergei Swetlow, Wiktor Schluktow (1), Alexander Koschewnikow Trainer / Assistent: Wiktor Tichonow / Wladimir Jursinow                                                                                          | Tor: Wladislaw Tretjak Verteidigung: Alexei Kassatonow, Wjatscheslaw Fetissow, Igor Martynow, Sergei Babinow, Wladimir Subkow, Sergei Gimajew, Sinetula Biljaletdinow, Wassili Perwuchin Sturm: Alexander Malzew, Igor Larionow, Wladimir Krutow (1), Wiktor Schalimow, Sergei Schepelew, Sergei Kapustin, Alexander Gerassimow (1), Wjatscheslaw Bykow (2), Michail Wassiljew, Sergei Swetlow, Wiktor Schluktow (1), Alexander Koschewnikow Trainer / Assistent: Wiktor Tichonow / Wladimir Jursinow                                                                                          | Tor: Wladislaw Tretjak Verteidigung: Alexei Kassatonow, Wjatscheslaw Fetissow, Igor Martynow, Sergei Babinow, Wladimir Subkow, Sergei Gimajew, Sinetula Biljaletdinow, Wassili Perwuchin Sturm: Alexander Malzew, Igor Larionow, Wladimir Krutow (1), Wiktor Schalimow, Sergei Schepelew, Sergei Kapustin, Alexander Gerassimow (1), Wjatscheslaw Bykow (2), Michail Wassiljew, Sergei Swetlow, Wiktor Schluktow (1), Alexander Koschewnikow Trainer / Assistent: Wiktor Tichonow / Wladimir Jursinow                                                                                          | Tor: Wladislaw Tretjak Verteidigung: Alexei Kassatonow, Wjatscheslaw Fetissow, Igor Martynow, Sergei Babinow, Wladimir Subkow, Sergei Gimajew, Sinetula Biljaletdinow, Wassili Perwuchin Sturm: Alexander Malzew, Igor Larionow, Wladimir Krutow (1), Wiktor Schalimow, Sergei Schepelew, Sergei Kapustin, Alexander Gerassimow (1), Wjatscheslaw Bykow (2), Michail Wassiljew, Sergei Swetlow, Wiktor Schluktow (1), Alexander Koschewnikow Trainer / Assistent: Wiktor Tichonow / Wladimir Jursinow                                                                                          | Tor: Wladislaw Tretjak Verteidigung: Alexei Kassatonow, Wjatscheslaw Fetissow, Igor Martynow, Sergei Babinow, Wladimir Subkow, Sergei Gimajew, Sinetula Biljaletdinow, Wassili Perwuchin Sturm: Alexander Malzew, Igor Larionow, Wladimir Krutow (1), Wiktor Schalimow, Sergei Schepelew, Sergei Kapustin, Alexander Gerassimow (1), Wjatscheslaw Bykow (2), Michail Wassiljew, Sergei Swetlow, Wiktor Schluktow (1), Alexander Koschewnikow Trainer / Assistent: Wiktor Tichonow / Wladimir Jursinow                                                                                          |
| Nr. 628 22. Dez. 1982  | 9:4 (4:1, 2:3, 3:0) | 0 Tschechoslowakei | H | 0Moskau | 0Iswestija-Pokal 1982 | 013. Gewinn im Iswestija-Pokal |
| Aufstellung            | Tor: Wladislaw Tretjak Verteidigung: Alexei Kassatonow, Wjatscheslaw Fetissow, Sinetula Biljaletdinow, Wassili Perwuchin, Juri Woschakow, Sergei Babinow, Wladimir Subkow (1), Sergei Gimajew Sturm: Alexander Malzew, Igor Larionow, Wladimir Krutow (3), Wiktor Schalimow (2), Sergei Schepelew, Sergei Kapustin (1), Alexander Skworzow (1), Alexander Koschewnikow (1), Alexander Gerassimow, Wjatscheslaw Bykow, Michail Wassiljew Trainer / Assistent: Wiktor Tichonow / Wladimir Jursinow                                                                                               | Tor: Wladislaw Tretjak Verteidigung: Alexei Kassatonow, Wjatscheslaw Fetissow, Sinetula Biljaletdinow, Wassili Perwuchin, Juri Woschakow, Sergei Babinow, Wladimir Subkow (1), Sergei Gimajew Sturm: Alexander Malzew, Igor Larionow, Wladimir Krutow (3), Wiktor Schalimow (2), Sergei Schepelew, Sergei Kapustin (1), Alexander Skworzow (1), Alexander Koschewnikow (1), Alexander Gerassimow, Wjatscheslaw Bykow, Michail Wassiljew Trainer / Assistent: Wiktor Tichonow / Wladimir Jursinow                                                                                               | Tor: Wladislaw Tretjak Verteidigung: Alexei Kassatonow, Wjatscheslaw Fetissow, Sinetula Biljaletdinow, Wassili Perwuchin, Juri Woschakow, Sergei Babinow, Wladimir Subkow (1), Sergei Gimajew Sturm: Alexander Malzew, Igor Larionow, Wladimir Krutow (3), Wiktor Schalimow (2), Sergei Schepelew, Sergei Kapustin (1), Alexander Skworzow (1), Alexander Koschewnikow (1), Alexander Gerassimow, Wjatscheslaw Bykow, Michail Wassiljew Trainer / Assistent: Wiktor Tichonow / Wladimir Jursinow                                                                                               | Tor: Wladislaw Tretjak Verteidigung: Alexei Kassatonow, Wjatscheslaw Fetissow, Sinetula Biljaletdinow, Wassili Perwuchin, Juri Woschakow, Sergei Babinow, Wladimir Subkow (1), Sergei Gimajew Sturm: Alexander Malzew, Igor Larionow, Wladimir Krutow (3), Wiktor Schalimow (2), Sergei Schepelew, Sergei Kapustin (1), Alexander Skworzow (1), Alexander Koschewnikow (1), Alexander Gerassimow, Wjatscheslaw Bykow, Michail Wassiljew Trainer / Assistent: Wiktor Tichonow / Wladimir Jursinow                                                                                               | Tor: Wladislaw Tretjak Verteidigung: Alexei Kassatonow, Wjatscheslaw Fetissow, Sinetula Biljaletdinow, Wassili Perwuchin, Juri Woschakow, Sergei Babinow, Wladimir Subkow (1), Sergei Gimajew Sturm: Alexander Malzew, Igor Larionow, Wladimir Krutow (3), Wiktor Schalimow (2), Sergei Schepelew, Sergei Kapustin (1), Alexander Skworzow (1), Alexander Koschewnikow (1), Alexander Gerassimow, Wjatscheslaw Bykow, Michail Wassiljew Trainer / Assistent: Wiktor Tichonow / Wladimir Jursinow                                                                                               | Tor: Wladislaw Tretjak Verteidigung: Alexei Kassatonow, Wjatscheslaw Fetissow, Sinetula Biljaletdinow, Wassili Perwuchin, Juri Woschakow, Sergei Babinow, Wladimir Subkow (1), Sergei Gimajew Sturm: Alexander Malzew, Igor Larionow, Wladimir Krutow (3), Wiktor Schalimow (2), Sergei Schepelew, Sergei Kapustin (1), Alexander Skworzow (1), Alexander Koschewnikow (1), Alexander Gerassimow, Wjatscheslaw Bykow, Michail Wassiljew Trainer / Assistent: Wiktor Tichonow / Wladimir Jursinow                                                                                               |
| Nr. 629 9. Feb. 1983   | 3:3 (0:3, 2:0, 1:0) | 0 Finnland | A | 0Joensuu, FIN | 0Rudé Právo Cup | |
| Aufstellung            | Tor: Wladislaw Tretjak Verteidigung: Alexei Kassatonow, Wjatscheslaw Fetissow, Juri Woschakow, Sergei Babinow, Sinetula Biljaletdinow, Wassili Perwuchin (1), Wladimir Subkow Sturm: Wiktor Tjumenew, Igor Larionow, Wladimir Krutow, Helmuts Balderis (1), Sergei Schepelew, Sergei Kapustin, Sergei Swetlow, Anatoli Semjonow, Alexander Koschewnikow, Alexander Skworzow, Wjatscheslaw Bykow (1), Michail Wassiljew, Wiktor Schluktow Trainer / Assistent: Wiktor Tichonow / Wladimir Jursinow                                                                                              | Tor: Wladislaw Tretjak Verteidigung: Alexei Kassatonow, Wjatscheslaw Fetissow, Juri Woschakow, Sergei Babinow, Sinetula Biljaletdinow, Wassili Perwuchin (1), Wladimir Subkow Sturm: Wiktor Tjumenew, Igor Larionow, Wladimir Krutow, Helmuts Balderis (1), Sergei Schepelew, Sergei Kapustin, Sergei Swetlow, Anatoli Semjonow, Alexander Koschewnikow, Alexander Skworzow, Wjatscheslaw Bykow (1), Michail Wassiljew, Wiktor Schluktow Trainer / Assistent: Wiktor Tichonow / Wladimir Jursinow                                                                                              | Tor: Wladislaw Tretjak Verteidigung: Alexei Kassatonow, Wjatscheslaw Fetissow, Juri Woschakow, Sergei Babinow, Sinetula Biljaletdinow, Wassili Perwuchin (1), Wladimir Subkow Sturm: Wiktor Tjumenew, Igor Larionow, Wladimir Krutow, Helmuts Balderis (1), Sergei Schepelew, Sergei Kapustin, Sergei Swetlow, Anatoli Semjonow, Alexander Koschewnikow, Alexander Skworzow, Wjatscheslaw Bykow (1), Michail Wassiljew, Wiktor Schluktow Trainer / Assistent: Wiktor Tichonow / Wladimir Jursinow                                                                                              | Tor: Wladislaw Tretjak Verteidigung: Alexei Kassatonow, Wjatscheslaw Fetissow, Juri Woschakow, Sergei Babinow, Sinetula Biljaletdinow, Wassili Perwuchin (1), Wladimir Subkow Sturm: Wiktor Tjumenew, Igor Larionow, Wladimir Krutow, Helmuts Balderis (1), Sergei Schepelew, Sergei Kapustin, Sergei Swetlow, Anatoli Semjonow, Alexander Koschewnikow, Alexander Skworzow, Wjatscheslaw Bykow (1), Michail Wassiljew, Wiktor Schluktow Trainer / Assistent: Wiktor Tichonow / Wladimir Jursinow                                                                                              | Tor: Wladislaw Tretjak Verteidigung: Alexei Kassatonow, Wjatscheslaw Fetissow, Juri Woschakow, Sergei Babinow, Sinetula Biljaletdinow, Wassili Perwuchin (1), Wladimir Subkow Sturm: Wiktor Tjumenew, Igor Larionow, Wladimir Krutow, Helmuts Balderis (1), Sergei Schepelew, Sergei Kapustin, Sergei Swetlow, Anatoli Semjonow, Alexander Koschewnikow, Alexander Skworzow, Wjatscheslaw Bykow (1), Michail Wassiljew, Wiktor Schluktow Trainer / Assistent: Wiktor Tichonow / Wladimir Jursinow                                                                                              | Tor: Wladislaw Tretjak Verteidigung: Alexei Kassatonow, Wjatscheslaw Fetissow, Juri Woschakow, Sergei Babinow, Sinetula Biljaletdinow, Wassili Perwuchin (1), Wladimir Subkow Sturm: Wiktor Tjumenew, Igor Larionow, Wladimir Krutow, Helmuts Balderis (1), Sergei Schepelew, Sergei Kapustin, Sergei Swetlow, Anatoli Semjonow, Alexander Koschewnikow, Alexander Skworzow, Wjatscheslaw Bykow (1), Michail Wassiljew, Wiktor Schluktow Trainer / Assistent: Wiktor Tichonow / Wladimir Jursinow                                                                                              |
| Nr. 630 10. Feb. 1983  | 7:3 (2:1, 5:2, 0:0) | 0 Finnland | A | 0Kouvola, FIN | 0Rudé Právo Cup | |
| Aufstellung            | Tor: Wladimir Myschkin Verteidigung: Alexei Kassatonow, Wjatscheslaw Fetissow, Juri Woschakow, Sergei Babinow, Sinetula Biljaletdinow (1), Wassili Perwuchin, Ilja Bjakin (1), Wladimir Subkow Sturm: Wiktor Tjumenew (1), Igor Larionow, Wladimir Krutow, Helmuts Balderis, Sergei Schepelew, Sergei Kapustin, Sergei Swetlow (3), Wiktor Schluktow, Alexander Koschewnikow, Alexander Skworzow, Wjatscheslaw Bykow, Michail Wassiljew (1), Anatoli Semjonow Trainer / Assistent: Wiktor Tichonow / Wladimir Jursinow                                                                         | Tor: Wladimir Myschkin Verteidigung: Alexei Kassatonow, Wjatscheslaw Fetissow, Juri Woschakow, Sergei Babinow, Sinetula Biljaletdinow (1), Wassili Perwuchin, Ilja Bjakin (1), Wladimir Subkow Sturm: Wiktor Tjumenew (1), Igor Larionow, Wladimir Krutow, Helmuts Balderis, Sergei Schepelew, Sergei Kapustin, Sergei Swetlow (3), Wiktor Schluktow, Alexander Koschewnikow, Alexander Skworzow, Wjatscheslaw Bykow, Michail Wassiljew (1), Anatoli Semjonow Trainer / Assistent: Wiktor Tichonow / Wladimir Jursinow                                                                         | Tor: Wladimir Myschkin Verteidigung: Alexei Kassatonow, Wjatscheslaw Fetissow, Juri Woschakow, Sergei Babinow, Sinetula Biljaletdinow (1), Wassili Perwuchin, Ilja Bjakin (1), Wladimir Subkow Sturm: Wiktor Tjumenew (1), Igor Larionow, Wladimir Krutow, Helmuts Balderis, Sergei Schepelew, Sergei Kapustin, Sergei Swetlow (3), Wiktor Schluktow, Alexander Koschewnikow, Alexander Skworzow, Wjatscheslaw Bykow, Michail Wassiljew (1), Anatoli Semjonow Trainer / Assistent: Wiktor Tichonow / Wladimir Jursinow                                                                         | Tor: Wladimir Myschkin Verteidigung: Alexei Kassatonow, Wjatscheslaw Fetissow, Juri Woschakow, Sergei Babinow, Sinetula Biljaletdinow (1), Wassili Perwuchin, Ilja Bjakin (1), Wladimir Subkow Sturm: Wiktor Tjumenew (1), Igor Larionow, Wladimir Krutow, Helmuts Balderis, Sergei Schepelew, Sergei Kapustin, Sergei Swetlow (3), Wiktor Schluktow, Alexander Koschewnikow, Alexander Skworzow, Wjatscheslaw Bykow, Michail Wassiljew (1), Anatoli Semjonow Trainer / Assistent: Wiktor Tichonow / Wladimir Jursinow                                                                         | Tor: Wladimir Myschkin Verteidigung: Alexei Kassatonow, Wjatscheslaw Fetissow, Juri Woschakow, Sergei Babinow, Sinetula Biljaletdinow (1), Wassili Perwuchin, Ilja Bjakin (1), Wladimir Subkow Sturm: Wiktor Tjumenew (1), Igor Larionow, Wladimir Krutow, Helmuts Balderis, Sergei Schepelew, Sergei Kapustin, Sergei Swetlow (3), Wiktor Schluktow, Alexander Koschewnikow, Alexander Skworzow, Wjatscheslaw Bykow, Michail Wassiljew (1), Anatoli Semjonow Trainer / Assistent: Wiktor Tichonow / Wladimir Jursinow                                                                         | Tor: Wladimir Myschkin Verteidigung: Alexei Kassatonow, Wjatscheslaw Fetissow, Juri Woschakow, Sergei Babinow, Sinetula Biljaletdinow (1), Wassili Perwuchin, Ilja Bjakin (1), Wladimir Subkow Sturm: Wiktor Tjumenew (1), Igor Larionow, Wladimir Krutow, Helmuts Balderis, Sergei Schepelew, Sergei Kapustin, Sergei Swetlow (3), Wiktor Schluktow, Alexander Koschewnikow, Alexander Skworzow, Wjatscheslaw Bykow, Michail Wassiljew (1), Anatoli Semjonow Trainer / Assistent: Wiktor Tichonow / Wladimir Jursinow                                                                         |
| Nr. 631 2. April 1983  | 3:2 (0:1, 3:0, 0:1) | 0 BR Deutschland | A | 0Garmisch-Partenkirchen, BRD | 0Freundschaftsspiel | |
| Aufstellung            | Tor: Wladislaw Tretjak Verteidigung: Alexei Kassatonow, Wjatscheslaw Fetissow, Sinetula Biljaletdinow, Wassili Perwuchin, Ilja Bjakin, Wladimir Subkow, Juri Woschakow, Sergei Babinow Sturm: Sergei Makarow, Igor Larionow (1), Wladimir Krutow, Helmuts Balderis, Wladimir Golikow (1), Sergei Kapustin, Alexander Koschewnikow, Sergei Schepelew, Wiktor Tjumenew, Alexander Gerassimow, Wjatscheslaw Bykow (1), Michail Wassiljew Trainer / Assistent: Wiktor Tichonow / Wladimir Jursinow                                                                                                 | Tor: Wladislaw Tretjak Verteidigung: Alexei Kassatonow, Wjatscheslaw Fetissow, Sinetula Biljaletdinow, Wassili Perwuchin, Ilja Bjakin, Wladimir Subkow, Juri Woschakow, Sergei Babinow Sturm: Sergei Makarow, Igor Larionow (1), Wladimir Krutow, Helmuts Balderis, Wladimir Golikow (1), Sergei Kapustin, Alexander Koschewnikow, Sergei Schepelew, Wiktor Tjumenew, Alexander Gerassimow, Wjatscheslaw Bykow (1), Michail Wassiljew Trainer / Assistent: Wiktor Tichonow / Wladimir Jursinow                                                                                                 | Tor: Wladislaw Tretjak Verteidigung: Alexei Kassatonow, Wjatscheslaw Fetissow, Sinetula Biljaletdinow, Wassili Perwuchin, Ilja Bjakin, Wladimir Subkow, Juri Woschakow, Sergei Babinow Sturm: Sergei Makarow, Igor Larionow (1), Wladimir Krutow, Helmuts Balderis, Wladimir Golikow (1), Sergei Kapustin, Alexander Koschewnikow, Sergei Schepelew, Wiktor Tjumenew, Alexander Gerassimow, Wjatscheslaw Bykow (1), Michail Wassiljew Trainer / Assistent: Wiktor Tichonow / Wladimir Jursinow                                                                                                 | Tor: Wladislaw Tretjak Verteidigung: Alexei Kassatonow, Wjatscheslaw Fetissow, Sinetula Biljaletdinow, Wassili Perwuchin, Ilja Bjakin, Wladimir Subkow, Juri Woschakow, Sergei Babinow Sturm: Sergei Makarow, Igor Larionow (1), Wladimir Krutow, Helmuts Balderis, Wladimir Golikow (1), Sergei Kapustin, Alexander Koschewnikow, Sergei Schepelew, Wiktor Tjumenew, Alexander Gerassimow, Wjatscheslaw Bykow (1), Michail Wassiljew Trainer / Assistent: Wiktor Tichonow / Wladimir Jursinow                                                                                                 | Tor: Wladislaw Tretjak Verteidigung: Alexei Kassatonow, Wjatscheslaw Fetissow, Sinetula Biljaletdinow, Wassili Perwuchin, Ilja Bjakin, Wladimir Subkow, Juri Woschakow, Sergei Babinow Sturm: Sergei Makarow, Igor Larionow (1), Wladimir Krutow, Helmuts Balderis, Wladimir Golikow (1), Sergei Kapustin, Alexander Koschewnikow, Sergei Schepelew, Wiktor Tjumenew, Alexander Gerassimow, Wjatscheslaw Bykow (1), Michail Wassiljew Trainer / Assistent: Wiktor Tichonow / Wladimir Jursinow                                                                                                 | Tor: Wladislaw Tretjak Verteidigung: Alexei Kassatonow, Wjatscheslaw Fetissow, Sinetula Biljaletdinow, Wassili Perwuchin, Ilja Bjakin, Wladimir Subkow, Juri Woschakow, Sergei Babinow Sturm: Sergei Makarow, Igor Larionow (1), Wladimir Krutow, Helmuts Balderis, Wladimir Golikow (1), Sergei Kapustin, Alexander Koschewnikow, Sergei Schepelew, Wiktor Tjumenew, Alexander Gerassimow, Wjatscheslaw Bykow (1), Michail Wassiljew Trainer / Assistent: Wiktor Tichonow / Wladimir Jursinow                                                                                                 |
| Nr. 632 4. April 1983  | 5:2 (4:1, 0:1, 1:0) | 0 BR Deutschland | A | 0Mannheim, BRD | 0Freundschaftsspiel | |
| Aufstellung            | Tor: Wladimir Myschkin Verteidigung: Sinetula Biljaletdinow (1), Wassili Perwuchin, Ilja Bjakin, Wladimir Subkow, Juri Woschakow, Sergei Babinow (1), Wjatscheslaw Fetissow Sturm: Sergei Makarow, Igor Larionow, Wladimir Krutow (1), Helmuts Balderis, Wladimir Golikow (1), Sergei Kapustin, Alexander Koschewnikow, Sergei Schepelew, Wiktor Tjumenew, Alexander Malzew, Wiktor Schluktow (1), Andrei Chomutow Trainer / Assistent: Wiktor Tichonow / Wladimir Jursinow | Tor: Wladimir Myschkin Verteidigung: Sinetula Biljaletdinow (1), Wassili Perwuchin, Ilja Bjakin, Wladimir Subkow, Juri Woschakow, Sergei Babinow (1), Wjatscheslaw Fetissow Sturm: Sergei Makarow, Igor Larionow, Wladimir Krutow (1), Helmuts Balderis, Wladimir Golikow (1), Sergei Kapustin, Alexander Koschewnikow, Sergei Schepelew, Wiktor Tjumenew, Alexander Malzew, Wiktor Schluktow (1), Andrei Chomutow Trainer / Assistent: Wiktor Tichonow / Wladimir Jursinow | Tor: Wladimir Myschkin Verteidigung: Sinetula Biljaletdinow (1), Wassili Perwuchin, Ilja Bjakin, Wladimir Subkow, Juri Woschakow, Sergei Babinow (1), Wjatscheslaw Fetissow Sturm: Sergei Makarow, Igor Larionow, Wladimir Krutow (1), Helmuts Balderis, Wladimir Golikow (1), Sergei Kapustin, Alexander Koschewnikow, Sergei Schepelew, Wiktor Tjumenew, Alexander Malzew, Wiktor Schluktow (1), Andrei Chomutow Trainer / Assistent: Wiktor Tichonow / Wladimir Jursinow | Tor: Wladimir Myschkin Verteidigung: Sinetula Biljaletdinow (1), Wassili Perwuchin, Ilja Bjakin, Wladimir Subkow, Juri Woschakow, Sergei Babinow (1), Wjatscheslaw Fetissow Sturm: Sergei Makarow, Igor Larionow, Wladimir Krutow (1), Helmuts Balderis, Wladimir Golikow (1), Sergei Kapustin, Alexander Koschewnikow, Sergei Schepelew, Wiktor Tjumenew, Alexander Malzew, Wiktor Schluktow (1), Andrei Chomutow Trainer / Assistent: Wiktor Tichonow / Wladimir Jursinow | Tor: Wladimir Myschkin Verteidigung: Sinetula Biljaletdinow (1), Wassili Perwuchin, Ilja Bjakin, Wladimir Subkow, Juri Woschakow, Sergei Babinow (1), Wjatscheslaw Fetissow Sturm: Sergei Makarow, Igor Larionow, Wladimir Krutow (1), Helmuts Balderis, Wladimir Golikow (1), Sergei Kapustin, Alexander Koschewnikow, Sergei Schepelew, Wiktor Tjumenew, Alexander Malzew, Wiktor Schluktow (1), Andrei Chomutow Trainer / Assistent: Wiktor Tichonow / Wladimir Jursinow | Tor: Wladimir Myschkin Verteidigung: Sinetula Biljaletdinow (1), Wassili Perwuchin, Ilja Bjakin, Wladimir Subkow, Juri Woschakow, Sergei Babinow (1), Wjatscheslaw Fetissow Sturm: Sergei Makarow, Igor Larionow, Wladimir Krutow (1), Helmuts Balderis, Wladimir Golikow (1), Sergei Kapustin, Alexander Koschewnikow, Sergei Schepelew, Wiktor Tjumenew, Alexander Malzew, Wiktor Schluktow (1), Andrei Chomutow Trainer / Assistent: Wiktor Tichonow / Wladimir Jursinow |
| Nr. 633 16. April 1983 | 3:0 (0:0, 2:0, 1:0) | 0 DDR | * | 0Dortmund, BRD | 0WM 1983 / EM 1983 | |
| Aufstellung            | Tor: Wladislaw Tretjak Verteidigung: Alexei Kassatonow, Wjatscheslaw Fetissow, Sinetula Biljaletdinow, Wassili Perwuchin, Sergei Starikow, Wladimir Subkow Sturm: Sergei Makarow, Igor Larionow, Wladimir Krutow (1), Helmuts Balderis, Sergei Schepelew, Sergei Kapustin (1), Alexander Malzew, Wiktor Schluktow, Alexander Skworzow (1), Andrei Chomutow, Wjatscheslaw Bykow, Michail Wassiljew Trainer / Assistent: Wiktor Tichonow / Wladimir Jursinow | Tor: Wladislaw Tretjak Verteidigung: Alexei Kassatonow, Wjatscheslaw Fetissow, Sinetula Biljaletdinow, Wassili Perwuchin, Sergei Starikow, Wladimir Subkow Sturm: Sergei Makarow, Igor Larionow, Wladimir Krutow (1), Helmuts Balderis, Sergei Schepelew, Sergei Kapustin (1), Alexander Malzew, Wiktor Schluktow, Alexander Skworzow (1), Andrei Chomutow, Wjatscheslaw Bykow, Michail Wassiljew Trainer / Assistent: Wiktor Tichonow / Wladimir Jursinow | Tor: Wladislaw Tretjak Verteidigung: Alexei Kassatonow, Wjatscheslaw Fetissow, Sinetula Biljaletdinow, Wassili Perwuchin, Sergei Starikow, Wladimir Subkow Sturm: Sergei Makarow, Igor Larionow, Wladimir Krutow (1), Helmuts Balderis, Sergei Schepelew, Sergei Kapustin (1), Alexander Malzew, Wiktor Schluktow, Alexander Skworzow (1), Andrei Chomutow, Wjatscheslaw Bykow, Michail Wassiljew Trainer / Assistent: Wiktor Tichonow / Wladimir Jursinow | Tor: Wladislaw Tretjak Verteidigung: Alexei Kassatonow, Wjatscheslaw Fetissow, Sinetula Biljaletdinow, Wassili Perwuchin, Sergei Starikow, Wladimir Subkow Sturm: Sergei Makarow, Igor Larionow, Wladimir Krutow (1), Helmuts Balderis, Sergei Schepelew, Sergei Kapustin (1), Alexander Malzew, Wiktor Schluktow, Alexander Skworzow (1), Andrei Chomutow, Wjatscheslaw Bykow, Michail Wassiljew Trainer / Assistent: Wiktor Tichonow / Wladimir Jursinow | Tor: Wladislaw Tretjak Verteidigung: Alexei Kassatonow, Wjatscheslaw Fetissow, Sinetula Biljaletdinow, Wassili Perwuchin, Sergei Starikow, Wladimir Subkow Sturm: Sergei Makarow, Igor Larionow, Wladimir Krutow (1), Helmuts Balderis, Sergei Schepelew, Sergei Kapustin (1), Alexander Malzew, Wiktor Schluktow, Alexander Skworzow (1), Andrei Chomutow, Wjatscheslaw Bykow, Michail Wassiljew Trainer / Assistent: Wiktor Tichonow / Wladimir Jursinow | Tor: Wladislaw Tretjak Verteidigung: Alexei Kassatonow, Wjatscheslaw Fetissow, Sinetula Biljaletdinow, Wassili Perwuchin, Sergei Starikow, Wladimir Subkow Sturm: Sergei Makarow, Igor Larionow, Wladimir Krutow (1), Helmuts Balderis, Sergei Schepelew, Sergei Kapustin (1), Alexander Malzew, Wiktor Schluktow, Alexander Skworzow (1), Andrei Chomutow, Wjatscheslaw Bykow, Michail Wassiljew Trainer / Assistent: Wiktor Tichonow / Wladimir Jursinow |
| Nr. 634 17. April 1983 | 3:0 (1:0, 1:0, 1:0) | 0 Finnland | * | 0Düsseldorf, BRD | 0WM 1983 / EM 1983 | |
| Aufstellung            | Tor: Wladislaw Tretjak Verteidigung: Alexei Kassatonow, Wjatscheslaw Fetissow, Sinetula Biljaletdinow, Wassili Perwuchin, Sergei Starikow, Wladimir Subkow Sturm: Sergei Makarow (1), Igor Larionow, Wladimir Krutow, Helmuts Balderis, Sergei Schepelew, Sergei Kapustin (1), Alexander Malzew, Wjatscheslaw Bykow, Michail Wassiljew, Alexander Skworzow (1), Wiktor Schluktow, Andrei Chomutow Trainer / Assistent: Wiktor Tichonow / Wladimir Jursinow | Tor: Wladislaw Tretjak Verteidigung: Alexei Kassatonow, Wjatscheslaw Fetissow, Sinetula Biljaletdinow, Wassili Perwuchin, Sergei Starikow, Wladimir Subkow Sturm: Sergei Makarow (1), Igor Larionow, Wladimir Krutow, Helmuts Balderis, Sergei Schepelew, Sergei Kapustin (1), Alexander Malzew, Wjatscheslaw Bykow, Michail Wassiljew, Alexander Skworzow (1), Wiktor Schluktow, Andrei Chomutow Trainer / Assistent: Wiktor Tichonow / Wladimir Jursinow | Tor: Wladislaw Tretjak Verteidigung: Alexei Kassatonow, Wjatscheslaw Fetissow, Sinetula Biljaletdinow, Wassili Perwuchin, Sergei Starikow, Wladimir Subkow Sturm: Sergei Makarow (1), Igor Larionow, Wladimir Krutow, Helmuts Balderis, Sergei Schepelew, Sergei Kapustin (1), Alexander Malzew, Wjatscheslaw Bykow, Michail Wassiljew, Alexander Skworzow (1), Wiktor Schluktow, Andrei Chomutow Trainer / Assistent: Wiktor Tichonow / Wladimir Jursinow | Tor: Wladislaw Tretjak Verteidigung: Alexei Kassatonow, Wjatscheslaw Fetissow, Sinetula Biljaletdinow, Wassili Perwuchin, Sergei Starikow, Wladimir Subkow Sturm: Sergei Makarow (1), Igor Larionow, Wladimir Krutow, Helmuts Balderis, Sergei Schepelew, Sergei Kapustin (1), Alexander Malzew, Wjatscheslaw Bykow, Michail Wassiljew, Alexander Skworzow (1), Wiktor Schluktow, Andrei Chomutow Trainer / Assistent: Wiktor Tichonow / Wladimir Jursinow | Tor: Wladislaw Tretjak Verteidigung: Alexei Kassatonow, Wjatscheslaw Fetissow, Sinetula Biljaletdinow, Wassili Perwuchin, Sergei Starikow, Wladimir Subkow Sturm: Sergei Makarow (1), Igor Larionow, Wladimir Krutow, Helmuts Balderis, Sergei Schepelew, Sergei Kapustin (1), Alexander Malzew, Wjatscheslaw Bykow, Michail Wassiljew, Alexander Skworzow (1), Wiktor Schluktow, Andrei Chomutow Trainer / Assistent: Wiktor Tichonow / Wladimir Jursinow | Tor: Wladislaw Tretjak Verteidigung: Alexei Kassatonow, Wjatscheslaw Fetissow, Sinetula Biljaletdinow, Wassili Perwuchin, Sergei Starikow, Wladimir Subkow Sturm: Sergei Makarow (1), Igor Larionow, Wladimir Krutow, Helmuts Balderis, Sergei Schepelew, Sergei Kapustin (1), Alexander Malzew, Wjatscheslaw Bykow, Michail Wassiljew, Alexander Skworzow (1), Wiktor Schluktow, Andrei Chomutow Trainer / Assistent: Wiktor Tichonow / Wladimir Jursinow |
| Nr. 635 19. April 1983 | 8:2 (4:1, 2:1, 2:0) | 0 Kanada | * | 0Dortmund, BRD | 0WM 1983 / EM 1983 | |
| Aufstellung            | Tor: Wladislaw Tretjak Verteidigung: Alexei Kassatonow, Wjatscheslaw Fetissow, Sinetula Biljaletdinow, Wassili Perwuchin, Sergei Starikow, Wladimir Subkow Sturm: Sergei Makarow (2), Igor Larionow, Wladimir Krutow (1), Helmuts Balderis (1), Sergei Schepelew, Sergei Kapustin (1), Andrei Chomutow (1), Wjatscheslaw Bykow, Michail Wassiljew, Alexander Skworzow, Wiktor Schluktow, Irek Gimajew Trainer / Assistent: Wiktor Tichonow / Wladimir Jursinow | Tor: Wladislaw Tretjak Verteidigung: Alexei Kassatonow, Wjatscheslaw Fetissow, Sinetula Biljaletdinow, Wassili Perwuchin, Sergei Starikow, Wladimir Subkow Sturm: Sergei Makarow (2), Igor Larionow, Wladimir Krutow (1), Helmuts Balderis (1), Sergei Schepelew, Sergei Kapustin (1), Andrei Chomutow (1), Wjatscheslaw Bykow, Michail Wassiljew, Alexander Skworzow, Wiktor Schluktow, Irek Gimajew Trainer / Assistent: Wiktor Tichonow / Wladimir Jursinow | Tor: Wladislaw Tretjak Verteidigung: Alexei Kassatonow, Wjatscheslaw Fetissow, Sinetula Biljaletdinow, Wassili Perwuchin, Sergei Starikow, Wladimir Subkow Sturm: Sergei Makarow (2), Igor Larionow, Wladimir Krutow (1), Helmuts Balderis (1), Sergei Schepelew, Sergei Kapustin (1), Andrei Chomutow (1), Wjatscheslaw Bykow, Michail Wassiljew, Alexander Skworzow, Wiktor Schluktow, Irek Gimajew Trainer / Assistent: Wiktor Tichonow / Wladimir Jursinow | Tor: Wladislaw Tretjak Verteidigung: Alexei Kassatonow, Wjatscheslaw Fetissow, Sinetula Biljaletdinow, Wassili Perwuchin, Sergei Starikow, Wladimir Subkow Sturm: Sergei Makarow (2), Igor Larionow, Wladimir Krutow (1), Helmuts Balderis (1), Sergei Schepelew, Sergei Kapustin (1), Andrei Chomutow (1), Wjatscheslaw Bykow, Michail Wassiljew, Alexander Skworzow, Wiktor Schluktow, Irek Gimajew Trainer / Assistent: Wiktor Tichonow / Wladimir Jursinow | Tor: Wladislaw Tretjak Verteidigung: Alexei Kassatonow, Wjatscheslaw Fetissow, Sinetula Biljaletdinow, Wassili Perwuchin, Sergei Starikow, Wladimir Subkow Sturm: Sergei Makarow (2), Igor Larionow, Wladimir Krutow (1), Helmuts Balderis (1), Sergei Schepelew, Sergei Kapustin (1), Andrei Chomutow (1), Wjatscheslaw Bykow, Michail Wassiljew, Alexander Skworzow, Wiktor Schluktow, Irek Gimajew Trainer / Assistent: Wiktor Tichonow / Wladimir Jursinow | Tor: Wladislaw Tretjak Verteidigung: Alexei Kassatonow, Wjatscheslaw Fetissow, Sinetula Biljaletdinow, Wassili Perwuchin, Sergei Starikow, Wladimir Subkow Sturm: Sergei Makarow (2), Igor Larionow, Wladimir Krutow (1), Helmuts Balderis (1), Sergei Schepelew, Sergei Kapustin (1), Andrei Chomutow (1), Wjatscheslaw Bykow, Michail Wassiljew, Alexander Skworzow, Wiktor Schluktow, Irek Gimajew Trainer / Assistent: Wiktor Tichonow / Wladimir Jursinow |
| Nr. 636 20. April 1983 | 6:0 (2:0, 2:0, 2:0) | 0 BR Deutschland | A | 0Dortmund, BRD | 0WM 1983 / EM 1983 | |
| Aufstellung            | Tor: Wladislaw Tretjak Verteidigung: Alexei Kassatonow, Wjatscheslaw Fetissow, Sinetula Biljaletdinow, Wassili Perwuchin, Sergei Starikow, Wladimir Subkow Sturm: Sergei Makarow (2), Igor Larionow, Wladimir Krutow (1), Helmuts Balderis (1), Sergei Schepelew, Sergei Kapustin (1), Alexander Malzew, Wjatscheslaw Bykow, Michail Wassiljew, Alexander Skworzow, Wiktor Schluktow, Andrei Chomutow (1) Trainer / Assistent: Wiktor Tichonow / Wladimir Jursinow | Tor: Wladislaw Tretjak Verteidigung: Alexei Kassatonow, Wjatscheslaw Fetissow, Sinetula Biljaletdinow, Wassili Perwuchin, Sergei Starikow, Wladimir Subkow Sturm: Sergei Makarow (2), Igor Larionow, Wladimir Krutow (1), Helmuts Balderis (1), Sergei Schepelew, Sergei Kapustin (1), Alexander Malzew, Wjatscheslaw Bykow, Michail Wassiljew, Alexander Skworzow, Wiktor Schluktow, Andrei Chomutow (1) Trainer / Assistent: Wiktor Tichonow / Wladimir Jursinow | Tor: Wladislaw Tretjak Verteidigung: Alexei Kassatonow, Wjatscheslaw Fetissow, Sinetula Biljaletdinow, Wassili Perwuchin, Sergei Starikow, Wladimir Subkow Sturm: Sergei Makarow (2), Igor Larionow, Wladimir Krutow (1), Helmuts Balderis (1), Sergei Schepelew, Sergei Kapustin (1), Alexander Malzew, Wjatscheslaw Bykow, Michail Wassiljew, Alexander Skworzow, Wiktor Schluktow, Andrei Chomutow (1) Trainer / Assistent: Wiktor Tichonow / Wladimir Jursinow | Tor: Wladislaw Tretjak Verteidigung: Alexei Kassatonow, Wjatscheslaw Fetissow, Sinetula Biljaletdinow, Wassili Perwuchin, Sergei Starikow, Wladimir Subkow Sturm: Sergei Makarow (2), Igor Larionow, Wladimir Krutow (1), Helmuts Balderis (1), Sergei Schepelew, Sergei Kapustin (1), Alexander Malzew, Wjatscheslaw Bykow, Michail Wassiljew, Alexander Skworzow, Wiktor Schluktow, Andrei Chomutow (1) Trainer / Assistent: Wiktor Tichonow / Wladimir Jursinow | Tor: Wladislaw Tretjak Verteidigung: Alexei Kassatonow, Wjatscheslaw Fetissow, Sinetula Biljaletdinow, Wassili Perwuchin, Sergei Starikow, Wladimir Subkow Sturm: Sergei Makarow (2), Igor Larionow, Wladimir Krutow (1), Helmuts Balderis (1), Sergei Schepelew, Sergei Kapustin (1), Alexander Malzew, Wjatscheslaw Bykow, Michail Wassiljew, Alexander Skworzow, Wiktor Schluktow, Andrei Chomutow (1) Trainer / Assistent: Wiktor Tichonow / Wladimir Jursinow | Tor: Wladislaw Tretjak Verteidigung: Alexei Kassatonow, Wjatscheslaw Fetissow, Sinetula Biljaletdinow, Wassili Perwuchin, Sergei Starikow, Wladimir Subkow Sturm: Sergei Makarow (2), Igor Larionow, Wladimir Krutow (1), Helmuts Balderis (1), Sergei Schepelew, Sergei Kapustin (1), Alexander Malzew, Wjatscheslaw Bykow, Michail Wassiljew, Alexander Skworzow, Wiktor Schluktow, Andrei Chomutow (1) Trainer / Assistent: Wiktor Tichonow / Wladimir Jursinow |
| Nr. 637 23. April 1983 | 5:1 (1:1, 1:0, 3:0) | 0 Tschechoslowakei | * | 0Dortmund, BRD | 0WM 1983 / EM 1983 | |
| Aufstellung            | Tor: Wladislaw Tretjak Verteidigung: Alexei Kassatonow, Wjatscheslaw Fetissow, Sinetula Biljaletdinow, Wassili Perwuchin, Sergei Starikow, Wladimir Subkow Sturm: Sergei Makarow, Igor Larionow (2), Wladimir Krutow (1), Helmuts Balderis, Sergei Schepelew, Sergei Kapustin, Alexander Malzew, Wjatscheslaw Bykow, Michail Wassiljew, Alexander Skworzow (1), Wiktor Schluktow (1), Andrei Chomutow Trainer / Assistent: Wiktor Tichonow / Wladimir Jursinow | Tor: Wladislaw Tretjak Verteidigung: Alexei Kassatonow, Wjatscheslaw Fetissow, Sinetula Biljaletdinow, Wassili Perwuchin, Sergei Starikow, Wladimir Subkow Sturm: Sergei Makarow, Igor Larionow (2), Wladimir Krutow (1), Helmuts Balderis, Sergei Schepelew, Sergei Kapustin, Alexander Malzew, Wjatscheslaw Bykow, Michail Wassiljew, Alexander Skworzow (1), Wiktor Schluktow (1), Andrei Chomutow Trainer / Assistent: Wiktor Tichonow / Wladimir Jursinow | Tor: Wladislaw Tretjak Verteidigung: Alexei Kassatonow, Wjatscheslaw Fetissow, Sinetula Biljaletdinow, Wassili Perwuchin, Sergei Starikow, Wladimir Subkow Sturm: Sergei Makarow, Igor Larionow (2), Wladimir Krutow (1), Helmuts Balderis, Sergei Schepelew, Sergei Kapustin, Alexander Malzew, Wjatscheslaw Bykow, Michail Wassiljew, Alexander Skworzow (1), Wiktor Schluktow (1), Andrei Chomutow Trainer / Assistent: Wiktor Tichonow / Wladimir Jursinow | Tor: Wladislaw Tretjak Verteidigung: Alexei Kassatonow, Wjatscheslaw Fetissow, Sinetula Biljaletdinow, Wassili Perwuchin, Sergei Starikow, Wladimir Subkow Sturm: Sergei Makarow, Igor Larionow (2), Wladimir Krutow (1), Helmuts Balderis, Sergei Schepelew, Sergei Kapustin, Alexander Malzew, Wjatscheslaw Bykow, Michail Wassiljew, Alexander Skworzow (1), Wiktor Schluktow (1), Andrei Chomutow Trainer / Assistent: Wiktor Tichonow / Wladimir Jursinow | Tor: Wladislaw Tretjak Verteidigung: Alexei Kassatonow, Wjatscheslaw Fetissow, Sinetula Biljaletdinow, Wassili Perwuchin, Sergei Starikow, Wladimir Subkow Sturm: Sergei Makarow, Igor Larionow (2), Wladimir Krutow (1), Helmuts Balderis, Sergei Schepelew, Sergei Kapustin, Alexander Malzew, Wjatscheslaw Bykow, Michail Wassiljew, Alexander Skworzow (1), Wiktor Schluktow (1), Andrei Chomutow Trainer / Assistent: Wiktor Tichonow / Wladimir Jursinow | Tor: Wladislaw Tretjak Verteidigung: Alexei Kassatonow, Wjatscheslaw Fetissow, Sinetula Biljaletdinow, Wassili Perwuchin, Sergei Starikow, Wladimir Subkow Sturm: Sergei Makarow, Igor Larionow (2), Wladimir Krutow (1), Helmuts Balderis, Sergei Schepelew, Sergei Kapustin, Alexander Malzew, Wjatscheslaw Bykow, Michail Wassiljew, Alexander Skworzow (1), Wiktor Schluktow (1), Andrei Chomutow Trainer / Assistent: Wiktor Tichonow / Wladimir Jursinow |
| Nr. 638 24. April 1983 | 11:1 (4:1, 5:0, 2:0) | 0 Italien | * | 0Dortmund, BRD | 0WM 1983 / EM 1983 | |
| Aufstellung            | Tor: Wladimir Myschkin Verteidigung: Alexei Kassatonow, Wjatscheslaw Fetissow (2), Sinetula Biljaletdinow, Sergei Babinow, Sergei Starikow, Wladimir Subkow Sturm: Sergei Makarow (1), Igor Larionow, Wladimir Krutow (1), Helmuts Balderis (2), Sergei Schepelew (1), Sergei Kapustin, Alexander Skworzow (1), Wiktor Schluktow (1), Andrei Chomutow, Irek Gimajew, Wjatscheslaw Bykow (2), Michail Wassiljew Trainer / Assistent: Wiktor Tichonow / Wladimir Jursinow | Tor: Wladimir Myschkin Verteidigung: Alexei Kassatonow, Wjatscheslaw Fetissow (2), Sinetula Biljaletdinow, Sergei Babinow, Sergei Starikow, Wladimir Subkow Sturm: Sergei Makarow (1), Igor Larionow, Wladimir Krutow (1), Helmuts Balderis (2), Sergei Schepelew (1), Sergei Kapustin, Alexander Skworzow (1), Wiktor Schluktow (1), Andrei Chomutow, Irek Gimajew, Wjatscheslaw Bykow (2), Michail Wassiljew Trainer / Assistent: Wiktor Tichonow / Wladimir Jursinow | Tor: Wladimir Myschkin Verteidigung: Alexei Kassatonow, Wjatscheslaw Fetissow (2), Sinetula Biljaletdinow, Sergei Babinow, Sergei Starikow, Wladimir Subkow Sturm: Sergei Makarow (1), Igor Larionow, Wladimir Krutow (1), Helmuts Balderis (2), Sergei Schepelew (1), Sergei Kapustin, Alexander Skworzow (1), Wiktor Schluktow (1), Andrei Chomutow, Irek Gimajew, Wjatscheslaw Bykow (2), Michail Wassiljew Trainer / Assistent: Wiktor Tichonow / Wladimir Jursinow | Tor: Wladimir Myschkin Verteidigung: Alexei Kassatonow, Wjatscheslaw Fetissow (2), Sinetula Biljaletdinow, Sergei Babinow, Sergei Starikow, Wladimir Subkow Sturm: Sergei Makarow (1), Igor Larionow, Wladimir Krutow (1), Helmuts Balderis (2), Sergei Schepelew (1), Sergei Kapustin, Alexander Skworzow (1), Wiktor Schluktow (1), Andrei Chomutow, Irek Gimajew, Wjatscheslaw Bykow (2), Michail Wassiljew Trainer / Assistent: Wiktor Tichonow / Wladimir Jursinow | Tor: Wladimir Myschkin Verteidigung: Alexei Kassatonow, Wjatscheslaw Fetissow (2), Sinetula Biljaletdinow, Sergei Babinow, Sergei Starikow, Wladimir Subkow Sturm: Sergei Makarow (1), Igor Larionow, Wladimir Krutow (1), Helmuts Balderis (2), Sergei Schepelew (1), Sergei Kapustin, Alexander Skworzow (1), Wiktor Schluktow (1), Andrei Chomutow, Irek Gimajew, Wjatscheslaw Bykow (2), Michail Wassiljew Trainer / Assistent: Wiktor Tichonow / Wladimir Jursinow | Tor: Wladimir Myschkin Verteidigung: Alexei Kassatonow, Wjatscheslaw Fetissow (2), Sinetula Biljaletdinow, Sergei Babinow, Sergei Starikow, Wladimir Subkow Sturm: Sergei Makarow (1), Igor Larionow, Wladimir Krutow (1), Helmuts Balderis (2), Sergei Schepelew (1), Sergei Kapustin, Alexander Skworzow (1), Wiktor Schluktow (1), Andrei Chomutow, Irek Gimajew, Wjatscheslaw Bykow (2), Michail Wassiljew Trainer / Assistent: Wiktor Tichonow / Wladimir Jursinow |
| Nr. 639 26. April 1983 | 5:3 (1:1, 4:2, 0:0) | 0 Schweden | * | 0München, BRD | 0WM 1983 / EM 1983 | |
| Aufstellung            | Tor: Wladimir Myschkin Verteidigung: Alexei Kassatonow (1), Wjatscheslaw Fetissow, Sergei Starikow, Wladimir Subkow, Sinetula Biljaletdinow, Wassili Perwuchin Sturm: Sergei Makarow (1), Irek Gimajew (1), Wladimir Krutow, Helmuts Balderis, Sergei Schepelew (1), Sergei Kapustin (1), Alexander Skworzow, Wiktor Schluktow, Andrei Chomutow, Alexander Malzew, Wjatscheslaw Bykow, Michail Wassiljew Trainer / Assistent: Wiktor Tichonow / Wladimir Jursinow | Tor: Wladimir Myschkin Verteidigung: Alexei Kassatonow (1), Wjatscheslaw Fetissow, Sergei Starikow, Wladimir Subkow, Sinetula Biljaletdinow, Wassili Perwuchin Sturm: Sergei Makarow (1), Irek Gimajew (1), Wladimir Krutow, Helmuts Balderis, Sergei Schepelew (1), Sergei Kapustin (1), Alexander Skworzow, Wiktor Schluktow, Andrei Chomutow, Alexander Malzew, Wjatscheslaw Bykow, Michail Wassiljew Trainer / Assistent: Wiktor Tichonow / Wladimir Jursinow | Tor: Wladimir Myschkin Verteidigung: Alexei Kassatonow (1), Wjatscheslaw Fetissow, Sergei Starikow, Wladimir Subkow, Sinetula Biljaletdinow, Wassili Perwuchin Sturm: Sergei Makarow (1), Irek Gimajew (1), Wladimir Krutow, Helmuts Balderis, Sergei Schepelew (1), Sergei Kapustin (1), Alexander Skworzow, Wiktor Schluktow, Andrei Chomutow, Alexander Malzew, Wjatscheslaw Bykow, Michail Wassiljew Trainer / Assistent: Wiktor Tichonow / Wladimir Jursinow | Tor: Wladimir Myschkin Verteidigung: Alexei Kassatonow (1), Wjatscheslaw Fetissow, Sergei Starikow, Wladimir Subkow, Sinetula Biljaletdinow, Wassili Perwuchin Sturm: Sergei Makarow (1), Irek Gimajew (1), Wladimir Krutow, Helmuts Balderis, Sergei Schepelew (1), Sergei Kapustin (1), Alexander Skworzow, Wiktor Schluktow, Andrei Chomutow, Alexander Malzew, Wjatscheslaw Bykow, Michail Wassiljew Trainer / Assistent: Wiktor Tichonow / Wladimir Jursinow | Tor: Wladimir Myschkin Verteidigung: Alexei Kassatonow (1), Wjatscheslaw Fetissow, Sergei Starikow, Wladimir Subkow, Sinetula Biljaletdinow, Wassili Perwuchin Sturm: Sergei Makarow (1), Irek Gimajew (1), Wladimir Krutow, Helmuts Balderis, Sergei Schepelew (1), Sergei Kapustin (1), Alexander Skworzow, Wiktor Schluktow, Andrei Chomutow, Alexander Malzew, Wjatscheslaw Bykow, Michail Wassiljew Trainer / Assistent: Wiktor Tichonow / Wladimir Jursinow | Tor: Wladimir Myschkin Verteidigung: Alexei Kassatonow (1), Wjatscheslaw Fetissow, Sergei Starikow, Wladimir Subkow, Sinetula Biljaletdinow, Wassili Perwuchin Sturm: Sergei Makarow (1), Irek Gimajew (1), Wladimir Krutow, Helmuts Balderis, Sergei Schepelew (1), Sergei Kapustin (1), Alexander Skworzow, Wiktor Schluktow, Andrei Chomutow, Alexander Malzew, Wjatscheslaw Bykow, Michail Wassiljew Trainer / Assistent: Wiktor Tichonow / Wladimir Jursinow |
| Nr. 640 28. April 1983 | 4:0 (2:0, 2:0, 0:0) | 0 Schweden | * | 0München, BRD | 0WM 1983 / EM 1983 | |
| Aufstellung            | Tor: Wladislaw Tretjak Verteidigung: Alexei Kassatonow, Wjatscheslaw Fetissow, Sinetula Biljaletdinow, Wassili Perwuchin, Sergei Starikow (1), Wladimir Subkow Sturm: Sergei Makarow, Igor Larionow (1), Wladimir Krutow (1), Helmuts Balderis, Sergei Schepelew, Sergei Kapustin, Alexander Skworzow, Wiktor Schluktow (1), Andrei Chomutow, Alexander Malzew, Wjatscheslaw Bykow, Michail Wassiljew Trainer / Assistent: Wiktor Tichonow / Wladimir Jursinow | Tor: Wladislaw Tretjak Verteidigung: Alexei Kassatonow, Wjatscheslaw Fetissow, Sinetula Biljaletdinow, Wassili Perwuchin, Sergei Starikow (1), Wladimir Subkow Sturm: Sergei Makarow, Igor Larionow (1), Wladimir Krutow (1), Helmuts Balderis, Sergei Schepelew, Sergei Kapustin, Alexander Skworzow, Wiktor Schluktow (1), Andrei Chomutow, Alexander Malzew, Wjatscheslaw Bykow, Michail Wassiljew Trainer / Assistent: Wiktor Tichonow / Wladimir Jursinow | Tor: Wladislaw Tretjak Verteidigung: Alexei Kassatonow, Wjatscheslaw Fetissow, Sinetula Biljaletdinow, Wassili Perwuchin, Sergei Starikow (1), Wladimir Subkow Sturm: Sergei Makarow, Igor Larionow (1), Wladimir Krutow (1), Helmuts Balderis, Sergei Schepelew, Sergei Kapustin, Alexander Skworzow, Wiktor Schluktow (1), Andrei Chomutow, Alexander Malzew, Wjatscheslaw Bykow, Michail Wassiljew Trainer / Assistent: Wiktor Tichonow / Wladimir Jursinow | Tor: Wladislaw Tretjak Verteidigung: Alexei Kassatonow, Wjatscheslaw Fetissow, Sinetula Biljaletdinow, Wassili Perwuchin, Sergei Starikow (1), Wladimir Subkow Sturm: Sergei Makarow, Igor Larionow (1), Wladimir Krutow (1), Helmuts Balderis, Sergei Schepelew, Sergei Kapustin, Alexander Skworzow, Wiktor Schluktow (1), Andrei Chomutow, Alexander Malzew, Wjatscheslaw Bykow, Michail Wassiljew Trainer / Assistent: Wiktor Tichonow / Wladimir Jursinow | Tor: Wladislaw Tretjak Verteidigung: Alexei Kassatonow, Wjatscheslaw Fetissow, Sinetula Biljaletdinow, Wassili Perwuchin, Sergei Starikow (1), Wladimir Subkow Sturm: Sergei Makarow, Igor Larionow (1), Wladimir Krutow (1), Helmuts Balderis, Sergei Schepelew, Sergei Kapustin, Alexander Skworzow, Wiktor Schluktow (1), Andrei Chomutow, Alexander Malzew, Wjatscheslaw Bykow, Michail Wassiljew Trainer / Assistent: Wiktor Tichonow / Wladimir Jursinow | Tor: Wladislaw Tretjak Verteidigung: Alexei Kassatonow, Wjatscheslaw Fetissow, Sinetula Biljaletdinow, Wassili Perwuchin, Sergei Starikow (1), Wladimir Subkow Sturm: Sergei Makarow, Igor Larionow (1), Wladimir Krutow (1), Helmuts Balderis, Sergei Schepelew, Sergei Kapustin, Alexander Skworzow, Wiktor Schluktow (1), Andrei Chomutow, Alexander Malzew, Wjatscheslaw Bykow, Michail Wassiljew Trainer / Assistent: Wiktor Tichonow / Wladimir Jursinow |
| Nr. 641 30. April 1983 | 1:1 (0:0, 1:0, 0:1) | 0 Tschechoslowakei | * | 0München, BRD | 0WM 1983 / EM 1983 | |
| Aufstellung            | Tor: Wladislaw Tretjak Verteidigung: Alexei Kassatonow, Wjatscheslaw Fetissow, Sergei Starikow, Wladimir Subkow, Sergei Babinow, Wassili Perwuchin Sturm: Sergei Makarow (1), Igor Larionow, Wladimir Krutow, Helmuts Balderis, Sergei Schepelew, Sergei Kapustin, Alexander Skworzow, Wiktor Schluktow, Irek Gimajew, Alexander Malzew, Wjatscheslaw Bykow, Andrei Chomutow Trainer / Assistent: Wiktor Tichonow / Wladimir Jursinow | Tor: Wladislaw Tretjak Verteidigung: Alexei Kassatonow, Wjatscheslaw Fetissow, Sergei Starikow, Wladimir Subkow, Sergei Babinow, Wassili Perwuchin Sturm: Sergei Makarow (1), Igor Larionow, Wladimir Krutow, Helmuts Balderis, Sergei Schepelew, Sergei Kapustin, Alexander Skworzow, Wiktor Schluktow, Irek Gimajew, Alexander Malzew, Wjatscheslaw Bykow, Andrei Chomutow Trainer / Assistent: Wiktor Tichonow / Wladimir Jursinow | Tor: Wladislaw Tretjak Verteidigung: Alexei Kassatonow, Wjatscheslaw Fetissow, Sergei Starikow, Wladimir Subkow, Sergei Babinow, Wassili Perwuchin Sturm: Sergei Makarow (1), Igor Larionow, Wladimir Krutow, Helmuts Balderis, Sergei Schepelew, Sergei Kapustin, Alexander Skworzow, Wiktor Schluktow, Irek Gimajew, Alexander Malzew, Wjatscheslaw Bykow, Andrei Chomutow Trainer / Assistent: Wiktor Tichonow / Wladimir Jursinow | Tor: Wladislaw Tretjak Verteidigung: Alexei Kassatonow, Wjatscheslaw Fetissow, Sergei Starikow, Wladimir Subkow, Sergei Babinow, Wassili Perwuchin Sturm: Sergei Makarow (1), Igor Larionow, Wladimir Krutow, Helmuts Balderis, Sergei Schepelew, Sergei Kapustin, Alexander Skworzow, Wiktor Schluktow, Irek Gimajew, Alexander Malzew, Wjatscheslaw Bykow, Andrei Chomutow Trainer / Assistent: Wiktor Tichonow / Wladimir Jursinow | Tor: Wladislaw Tretjak Verteidigung: Alexei Kassatonow, Wjatscheslaw Fetissow, Sergei Starikow, Wladimir Subkow, Sergei Babinow, Wassili Perwuchin Sturm: Sergei Makarow (1), Igor Larionow, Wladimir Krutow, Helmuts Balderis, Sergei Schepelew, Sergei Kapustin, Alexander Skworzow, Wiktor Schluktow, Irek Gimajew, Alexander Malzew, Wjatscheslaw Bykow, Andrei Chomutow Trainer / Assistent: Wiktor Tichonow / Wladimir Jursinow | Tor: Wladislaw Tretjak Verteidigung: Alexei Kassatonow, Wjatscheslaw Fetissow, Sergei Starikow, Wladimir Subkow, Sergei Babinow, Wassili Perwuchin Sturm: Sergei Makarow (1), Igor Larionow, Wladimir Krutow, Helmuts Balderis, Sergei Schepelew, Sergei Kapustin, Alexander Skworzow, Wiktor Schluktow, Irek Gimajew, Alexander Malzew, Wjatscheslaw Bykow, Andrei Chomutow Trainer / Assistent: Wiktor Tichonow / Wladimir Jursinow |
| Nr. 642 2. Mai 1983    | 8:2 (1:1, 3:0, 4:1) | 0 Kanada | * | 0München, BRD | 0WM 1983 / EM 1983 | 019. WM-Titel 022. EM-Titel |
| Aufstellung            | Tor: Wladislaw Tretjak Verteidigung: Alexei Kassatonow, Wjatscheslaw Fetissow (1), Sergei Babinow, Wassili Perwuchin, Sergei Starikow, Wladimir Subkow Sturm: Sergei Makarow (1), Igor Larionow (1), Wladimir Krutow (2), Helmuts Balderis, Sergei Schepelew, Sergei Kapustin, Alexander Malzew, Wjatscheslaw Bykow (1), Michail Wassiljew (1), Alexander Skworzow (1), Wiktor Schluktow, Irek Gimajew Trainer / Assistent: Wiktor Tichonow / Wladimir Jursinow | Tor: Wladislaw Tretjak Verteidigung: Alexei Kassatonow, Wjatscheslaw Fetissow (1), Sergei Babinow, Wassili Perwuchin, Sergei Starikow, Wladimir Subkow Sturm: Sergei Makarow (1), Igor Larionow (1), Wladimir Krutow (2), Helmuts Balderis, Sergei Schepelew, Sergei Kapustin, Alexander Malzew, Wjatscheslaw Bykow (1), Michail Wassiljew (1), Alexander Skworzow (1), Wiktor Schluktow, Irek Gimajew Trainer / Assistent: Wiktor Tichonow / Wladimir Jursinow | Tor: Wladislaw Tretjak Verteidigung: Alexei Kassatonow, Wjatscheslaw Fetissow (1), Sergei Babinow, Wassili Perwuchin, Sergei Starikow, Wladimir Subkow Sturm: Sergei Makarow (1), Igor Larionow (1), Wladimir Krutow (2), Helmuts Balderis, Sergei Schepelew, Sergei Kapustin, Alexander Malzew, Wjatscheslaw Bykow (1), Michail Wassiljew (1), Alexander Skworzow (1), Wiktor Schluktow, Irek Gimajew Trainer / Assistent: Wiktor Tichonow / Wladimir Jursinow | Tor: Wladislaw Tretjak Verteidigung: Alexei Kassatonow, Wjatscheslaw Fetissow (1), Sergei Babinow, Wassili Perwuchin, Sergei Starikow, Wladimir Subkow Sturm: Sergei Makarow (1), Igor Larionow (1), Wladimir Krutow (2), Helmuts Balderis, Sergei Schepelew, Sergei Kapustin, Alexander Malzew, Wjatscheslaw Bykow (1), Michail Wassiljew (1), Alexander Skworzow (1), Wiktor Schluktow, Irek Gimajew Trainer / Assistent: Wiktor Tichonow / Wladimir Jursinow | Tor: Wladislaw Tretjak Verteidigung: Alexei Kassatonow, Wjatscheslaw Fetissow (1), Sergei Babinow, Wassili Perwuchin, Sergei Starikow, Wladimir Subkow Sturm: Sergei Makarow (1), Igor Larionow (1), Wladimir Krutow (2), Helmuts Balderis, Sergei Schepelew, Sergei Kapustin, Alexander Malzew, Wjatscheslaw Bykow (1), Michail Wassiljew (1), Alexander Skworzow (1), Wiktor Schluktow, Irek Gimajew Trainer / Assistent: Wiktor Tichonow / Wladimir Jursinow | Tor: Wladislaw Tretjak Verteidigung: Alexei Kassatonow, Wjatscheslaw Fetissow (1), Sergei Babinow, Wassili Perwuchin, Sergei Starikow, Wladimir Subkow Sturm: Sergei Makarow (1), Igor Larionow (1), Wladimir Krutow (2), Helmuts Balderis, Sergei Schepelew, Sergei Kapustin, Alexander Malzew, Wjatscheslaw Bykow (1), Michail Wassiljew (1), Alexander Skworzow (1), Wiktor Schluktow, Irek Gimajew Trainer / Assistent: Wiktor Tichonow / Wladimir Jursinow |
| Nr. 643 6. Sep. 1983   | 5:3 (2:0, 2:3, 1:0) | 0 Tschechoslowakei | A | 0Pardubice, TCH | 0Rudé Právo Cup | |
| Aufstellung            | Tor: Wladislaw Tretjak Verteidigung: Alexei Kassatonow, Wjatscheslaw Fetissow, Irek Gimajew, Sergei Babinow, Sergei Starikow, Wladimir Subkow, Sinetula Biljaletdinow, Wassili Perwuchin Sturm: Sergei Makarow (2), Igor Larionow, Alexander Koschewnikow, Helmuts Balderis, Sergei Schepelew, Sergei Kapustin (1), Alexander Gerassimow, Wjatscheslaw Bykow (1), Andrei Chomutow, Igor Boldin, Sergei Schepelew, Sergei Jaschin (1) Trainer / Assistent: Wiktor Tichonow / Wladimir Jursinow                                                                                                  | Tor: Wladislaw Tretjak Verteidigung: Alexei Kassatonow, Wjatscheslaw Fetissow, Irek Gimajew, Sergei Babinow, Sergei Starikow, Wladimir Subkow, Sinetula Biljaletdinow, Wassili Perwuchin Sturm: Sergei Makarow (2), Igor Larionow, Alexander Koschewnikow, Helmuts Balderis, Sergei Schepelew, Sergei Kapustin (1), Alexander Gerassimow, Wjatscheslaw Bykow (1), Andrei Chomutow, Igor Boldin, Sergei Schepelew, Sergei Jaschin (1) Trainer / Assistent: Wiktor Tichonow / Wladimir Jursinow                                                                                                  | Tor: Wladislaw Tretjak Verteidigung: Alexei Kassatonow, Wjatscheslaw Fetissow, Irek Gimajew, Sergei Babinow, Sergei Starikow, Wladimir Subkow, Sinetula Biljaletdinow, Wassili Perwuchin Sturm: Sergei Makarow (2), Igor Larionow, Alexander Koschewnikow, Helmuts Balderis, Sergei Schepelew, Sergei Kapustin (1), Alexander Gerassimow, Wjatscheslaw Bykow (1), Andrei Chomutow, Igor Boldin, Sergei Schepelew, Sergei Jaschin (1) Trainer / Assistent: Wiktor Tichonow / Wladimir Jursinow                                                                                                  | Tor: Wladislaw Tretjak Verteidigung: Alexei Kassatonow, Wjatscheslaw Fetissow, Irek Gimajew, Sergei Babinow, Sergei Starikow, Wladimir Subkow, Sinetula Biljaletdinow, Wassili Perwuchin Sturm: Sergei Makarow (2), Igor Larionow, Alexander Koschewnikow, Helmuts Balderis, Sergei Schepelew, Sergei Kapustin (1), Alexander Gerassimow, Wjatscheslaw Bykow (1), Andrei Chomutow, Igor Boldin, Sergei Schepelew, Sergei Jaschin (1) Trainer / Assistent: Wiktor Tichonow / Wladimir Jursinow                                                                                                  | Tor: Wladislaw Tretjak Verteidigung: Alexei Kassatonow, Wjatscheslaw Fetissow, Irek Gimajew, Sergei Babinow, Sergei Starikow, Wladimir Subkow, Sinetula Biljaletdinow, Wassili Perwuchin Sturm: Sergei Makarow (2), Igor Larionow, Alexander Koschewnikow, Helmuts Balderis, Sergei Schepelew, Sergei Kapustin (1), Alexander Gerassimow, Wjatscheslaw Bykow (1), Andrei Chomutow, Igor Boldin, Sergei Schepelew, Sergei Jaschin (1) Trainer / Assistent: Wiktor Tichonow / Wladimir Jursinow                                                                                                  | Tor: Wladislaw Tretjak Verteidigung: Alexei Kassatonow, Wjatscheslaw Fetissow, Irek Gimajew, Sergei Babinow, Sergei Starikow, Wladimir Subkow, Sinetula Biljaletdinow, Wassili Perwuchin Sturm: Sergei Makarow (2), Igor Larionow, Alexander Koschewnikow, Helmuts Balderis, Sergei Schepelew, Sergei Kapustin (1), Alexander Gerassimow, Wjatscheslaw Bykow (1), Andrei Chomutow, Igor Boldin, Sergei Schepelew, Sergei Jaschin (1) Trainer / Assistent: Wiktor Tichonow / Wladimir Jursinow                                                                                                  |
| Nr. 644 8. Sep. 1983   | 4:3 (2:0, 2:0, 0:3) | 0 Tschechoslowakei | A | 0Ostrava, TCH | 0Rudé Právo Cup | |
| Aufstellung            | Tor: Wladislaw Tretjak Verteidigung: Alexei Kassatonow, Wjatscheslaw Fetissow, Irek Gimajew, Sergei Babinow, Sergei Starikow, Wladimir Subkow, Sinetula Biljaletdinow (1), Wassili Perwuchin Sturm: Sergei Makarow (1), Igor Larionow, Alexander Koschewnikow, Helmuts Balderis, Wiktor Schluktow, Sergei Kapustin, Alexander Gerassimow, Wjatscheslaw Bykow, Andrei Chomutow, Sergei Swetlow, Sergei Schepelew, Igor Boldin (2) Trainer / Assistent: Wiktor Tichonow / Wladimir Jursinow | Tor: Wladislaw Tretjak Verteidigung: Alexei Kassatonow, Wjatscheslaw Fetissow, Irek Gimajew, Sergei Babinow, Sergei Starikow, Wladimir Subkow, Sinetula Biljaletdinow (1), Wassili Perwuchin Sturm: Sergei Makarow (1), Igor Larionow, Alexander Koschewnikow, Helmuts Balderis, Wiktor Schluktow, Sergei Kapustin, Alexander Gerassimow, Wjatscheslaw Bykow, Andrei Chomutow, Sergei Swetlow, Sergei Schepelew, Igor Boldin (2) Trainer / Assistent: Wiktor Tichonow / Wladimir Jursinow | Tor: Wladislaw Tretjak Verteidigung: Alexei Kassatonow, Wjatscheslaw Fetissow, Irek Gimajew, Sergei Babinow, Sergei Starikow, Wladimir Subkow, Sinetula Biljaletdinow (1), Wassili Perwuchin Sturm: Sergei Makarow (1), Igor Larionow, Alexander Koschewnikow, Helmuts Balderis, Wiktor Schluktow, Sergei Kapustin, Alexander Gerassimow, Wjatscheslaw Bykow, Andrei Chomutow, Sergei Swetlow, Sergei Schepelew, Igor Boldin (2) Trainer / Assistent: Wiktor Tichonow / Wladimir Jursinow | Tor: Wladislaw Tretjak Verteidigung: Alexei Kassatonow, Wjatscheslaw Fetissow, Irek Gimajew, Sergei Babinow, Sergei Starikow, Wladimir Subkow, Sinetula Biljaletdinow (1), Wassili Perwuchin Sturm: Sergei Makarow (1), Igor Larionow, Alexander Koschewnikow, Helmuts Balderis, Wiktor Schluktow, Sergei Kapustin, Alexander Gerassimow, Wjatscheslaw Bykow, Andrei Chomutow, Sergei Swetlow, Sergei Schepelew, Igor Boldin (2) Trainer / Assistent: Wiktor Tichonow / Wladimir Jursinow | Tor: Wladislaw Tretjak Verteidigung: Alexei Kassatonow, Wjatscheslaw Fetissow, Irek Gimajew, Sergei Babinow, Sergei Starikow, Wladimir Subkow, Sinetula Biljaletdinow (1), Wassili Perwuchin Sturm: Sergei Makarow (1), Igor Larionow, Alexander Koschewnikow, Helmuts Balderis, Wiktor Schluktow, Sergei Kapustin, Alexander Gerassimow, Wjatscheslaw Bykow, Andrei Chomutow, Sergei Swetlow, Sergei Schepelew, Igor Boldin (2) Trainer / Assistent: Wiktor Tichonow / Wladimir Jursinow | Tor: Wladislaw Tretjak Verteidigung: Alexei Kassatonow, Wjatscheslaw Fetissow, Irek Gimajew, Sergei Babinow, Sergei Starikow, Wladimir Subkow, Sinetula Biljaletdinow (1), Wassili Perwuchin Sturm: Sergei Makarow (1), Igor Larionow, Alexander Koschewnikow, Helmuts Balderis, Wiktor Schluktow, Sergei Kapustin, Alexander Gerassimow, Wjatscheslaw Bykow, Andrei Chomutow, Sergei Swetlow, Sergei Schepelew, Igor Boldin (2) Trainer / Assistent: Wiktor Tichonow / Wladimir Jursinow |
| Nr. 645 9. Sep. 1983   | 2:2 (0:0, 1:1, 1:1) | 0 Tschechoslowakei | A | 0Trenčín, TCH | 0Freundschaftsspiel | |
| Aufstellung            | Tor: Wladimir Myschkin Verteidigung: Alexei Kassatonow, Wjatscheslaw Fetissow, Sergei Babinow, Igor Stelnow, Sergei Starikow, Wladimir Subkow, Sinetula Biljaletdinow, Wassili Perwuchin Sturm: Sergei Makarow, Igor Larionow, Alexander Koschewnikow, Alexander Gerassimow (1), Wjatscheslaw Bykow, Andrei Chomutow (1), Helmuts Balderis, Wiktor Schluktow, Anatoli Stepanischew, Sergei Swetlow, Sergei Schepelew, Igor Boldin Trainer / Assistent: Wiktor Tichonow / Wladimir Jursinow | Tor: Wladimir Myschkin Verteidigung: Alexei Kassatonow, Wjatscheslaw Fetissow, Sergei Babinow, Igor Stelnow, Sergei Starikow, Wladimir Subkow, Sinetula Biljaletdinow, Wassili Perwuchin Sturm: Sergei Makarow, Igor Larionow, Alexander Koschewnikow, Alexander Gerassimow (1), Wjatscheslaw Bykow, Andrei Chomutow (1), Helmuts Balderis, Wiktor Schluktow, Anatoli Stepanischew, Sergei Swetlow, Sergei Schepelew, Igor Boldin Trainer / Assistent: Wiktor Tichonow / Wladimir Jursinow | Tor: Wladimir Myschkin Verteidigung: Alexei Kassatonow, Wjatscheslaw Fetissow, Sergei Babinow, Igor Stelnow, Sergei Starikow, Wladimir Subkow, Sinetula Biljaletdinow, Wassili Perwuchin Sturm: Sergei Makarow, Igor Larionow, Alexander Koschewnikow, Alexander Gerassimow (1), Wjatscheslaw Bykow, Andrei Chomutow (1), Helmuts Balderis, Wiktor Schluktow, Anatoli Stepanischew, Sergei Swetlow, Sergei Schepelew, Igor Boldin Trainer / Assistent: Wiktor Tichonow / Wladimir Jursinow | Tor: Wladimir Myschkin Verteidigung: Alexei Kassatonow, Wjatscheslaw Fetissow, Sergei Babinow, Igor Stelnow, Sergei Starikow, Wladimir Subkow, Sinetula Biljaletdinow, Wassili Perwuchin Sturm: Sergei Makarow, Igor Larionow, Alexander Koschewnikow, Alexander Gerassimow (1), Wjatscheslaw Bykow, Andrei Chomutow (1), Helmuts Balderis, Wiktor Schluktow, Anatoli Stepanischew, Sergei Swetlow, Sergei Schepelew, Igor Boldin Trainer / Assistent: Wiktor Tichonow / Wladimir Jursinow | Tor: Wladimir Myschkin Verteidigung: Alexei Kassatonow, Wjatscheslaw Fetissow, Sergei Babinow, Igor Stelnow, Sergei Starikow, Wladimir Subkow, Sinetula Biljaletdinow, Wassili Perwuchin Sturm: Sergei Makarow, Igor Larionow, Alexander Koschewnikow, Alexander Gerassimow (1), Wjatscheslaw Bykow, Andrei Chomutow (1), Helmuts Balderis, Wiktor Schluktow, Anatoli Stepanischew, Sergei Swetlow, Sergei Schepelew, Igor Boldin Trainer / Assistent: Wiktor Tichonow / Wladimir Jursinow | Tor: Wladimir Myschkin Verteidigung: Alexei Kassatonow, Wjatscheslaw Fetissow, Sergei Babinow, Igor Stelnow, Sergei Starikow, Wladimir Subkow, Sinetula Biljaletdinow, Wassili Perwuchin Sturm: Sergei Makarow, Igor Larionow, Alexander Koschewnikow, Alexander Gerassimow (1), Wjatscheslaw Bykow, Andrei Chomutow (1), Helmuts Balderis, Wiktor Schluktow, Anatoli Stepanischew, Sergei Swetlow, Sergei Schepelew, Igor Boldin Trainer / Assistent: Wiktor Tichonow / Wladimir Jursinow |
| Nr. 646 11. Dez. 1983  | 5:1 (2:0, 3:0, 0:1) | 0 Schweden | A | 0Stockholm, SWE | 0Freundschaftsspiel | |
| Aufstellung            | Tor: Wladislaw Tretjak Verteidigung: Alexei Kassatonow, Wjatscheslaw Fetissow, Sergei Starikow, Igor Stelnow, Irek Gimajew, Wladimir Tjurikow, Sinetula Biljaletdinow, Wassili Perwuchin Sturm: Sergei Makarow, Igor Larionow, Wladimir Krutow (1), Alexander Gerassimow, Wjatscheslaw Bykow, Andrei Chomutow (1), Nikolai Drosdezki, Wiktor Schluktow (1), Sergei Kapustin (1), Alexander Skworzow, Sergei Schepelew, Sergei Jaschin (1), Wiktor Tjumenew Trainer / Assistent: Wiktor Tichonow / Wladimir Jursinow                                                                            | Tor: Wladislaw Tretjak Verteidigung: Alexei Kassatonow, Wjatscheslaw Fetissow, Sergei Starikow, Igor Stelnow, Irek Gimajew, Wladimir Tjurikow, Sinetula Biljaletdinow, Wassili Perwuchin Sturm: Sergei Makarow, Igor Larionow, Wladimir Krutow (1), Alexander Gerassimow, Wjatscheslaw Bykow, Andrei Chomutow (1), Nikolai Drosdezki, Wiktor Schluktow (1), Sergei Kapustin (1), Alexander Skworzow, Sergei Schepelew, Sergei Jaschin (1), Wiktor Tjumenew Trainer / Assistent: Wiktor Tichonow / Wladimir Jursinow                                                                            | Tor: Wladislaw Tretjak Verteidigung: Alexei Kassatonow, Wjatscheslaw Fetissow, Sergei Starikow, Igor Stelnow, Irek Gimajew, Wladimir Tjurikow, Sinetula Biljaletdinow, Wassili Perwuchin Sturm: Sergei Makarow, Igor Larionow, Wladimir Krutow (1), Alexander Gerassimow, Wjatscheslaw Bykow, Andrei Chomutow (1), Nikolai Drosdezki, Wiktor Schluktow (1), Sergei Kapustin (1), Alexander Skworzow, Sergei Schepelew, Sergei Jaschin (1), Wiktor Tjumenew Trainer / Assistent: Wiktor Tichonow / Wladimir Jursinow                                                                            | Tor: Wladislaw Tretjak Verteidigung: Alexei Kassatonow, Wjatscheslaw Fetissow, Sergei Starikow, Igor Stelnow, Irek Gimajew, Wladimir Tjurikow, Sinetula Biljaletdinow, Wassili Perwuchin Sturm: Sergei Makarow, Igor Larionow, Wladimir Krutow (1), Alexander Gerassimow, Wjatscheslaw Bykow, Andrei Chomutow (1), Nikolai Drosdezki, Wiktor Schluktow (1), Sergei Kapustin (1), Alexander Skworzow, Sergei Schepelew, Sergei Jaschin (1), Wiktor Tjumenew Trainer / Assistent: Wiktor Tichonow / Wladimir Jursinow                                                                            | Tor: Wladislaw Tretjak Verteidigung: Alexei Kassatonow, Wjatscheslaw Fetissow, Sergei Starikow, Igor Stelnow, Irek Gimajew, Wladimir Tjurikow, Sinetula Biljaletdinow, Wassili Perwuchin Sturm: Sergei Makarow, Igor Larionow, Wladimir Krutow (1), Alexander Gerassimow, Wjatscheslaw Bykow, Andrei Chomutow (1), Nikolai Drosdezki, Wiktor Schluktow (1), Sergei Kapustin (1), Alexander Skworzow, Sergei Schepelew, Sergei Jaschin (1), Wiktor Tjumenew Trainer / Assistent: Wiktor Tichonow / Wladimir Jursinow                                                                            | Tor: Wladislaw Tretjak Verteidigung: Alexei Kassatonow, Wjatscheslaw Fetissow, Sergei Starikow, Igor Stelnow, Irek Gimajew, Wladimir Tjurikow, Sinetula Biljaletdinow, Wassili Perwuchin Sturm: Sergei Makarow, Igor Larionow, Wladimir Krutow (1), Alexander Gerassimow, Wjatscheslaw Bykow, Andrei Chomutow (1), Nikolai Drosdezki, Wiktor Schluktow (1), Sergei Kapustin (1), Alexander Skworzow, Sergei Schepelew, Sergei Jaschin (1), Wiktor Tjumenew Trainer / Assistent: Wiktor Tichonow / Wladimir Jursinow                                                                            |
| Nr. 647 12. Dez. 1983  | 8:3 (3:0, 1:2, 4:1) | 0 Schweden | A | 0Södertälje, SWE | 0Freundschaftsspiel | |
| Aufstellung            | Tor: Wladislaw Tretjak, Wladimir Myschkin (31. Min.) Verteidigung: Alexei Kassatonow, Wjatscheslaw Fetissow (1), Irek Gimajew, Wladimir Tjurikow, Sergei Starikow, Igor Stelnow, Sinetula Biljaletdinow, Wassili Perwuchin Sturm: Sergei Makarow, Igor Larionow, Wladimir Krutow (1), Nikolai Drosdezki (2), Wiktor Schluktow (1), Wiktor Tjumenew, Alexander Gerassimow, Wjatscheslaw Bykow (2), Andrei Chomutow, Alexander Skworzow, Sergei Schepelew (1), Sergei Jaschin Trainer / Assistent: Wiktor Tichonow / Wladimir Jursinow                                                           | Tor: Wladislaw Tretjak, Wladimir Myschkin (31. Min.) Verteidigung: Alexei Kassatonow, Wjatscheslaw Fetissow (1), Irek Gimajew, Wladimir Tjurikow, Sergei Starikow, Igor Stelnow, Sinetula Biljaletdinow, Wassili Perwuchin Sturm: Sergei Makarow, Igor Larionow, Wladimir Krutow (1), Nikolai Drosdezki (2), Wiktor Schluktow (1), Wiktor Tjumenew, Alexander Gerassimow, Wjatscheslaw Bykow (2), Andrei Chomutow, Alexander Skworzow, Sergei Schepelew (1), Sergei Jaschin Trainer / Assistent: Wiktor Tichonow / Wladimir Jursinow                                                           | Tor: Wladislaw Tretjak, Wladimir Myschkin (31. Min.) Verteidigung: Alexei Kassatonow, Wjatscheslaw Fetissow (1), Irek Gimajew, Wladimir Tjurikow, Sergei Starikow, Igor Stelnow, Sinetula Biljaletdinow, Wassili Perwuchin Sturm: Sergei Makarow, Igor Larionow, Wladimir Krutow (1), Nikolai Drosdezki (2), Wiktor Schluktow (1), Wiktor Tjumenew, Alexander Gerassimow, Wjatscheslaw Bykow (2), Andrei Chomutow, Alexander Skworzow, Sergei Schepelew (1), Sergei Jaschin Trainer / Assistent: Wiktor Tichonow / Wladimir Jursinow                                                           | Tor: Wladislaw Tretjak, Wladimir Myschkin (31. Min.) Verteidigung: Alexei Kassatonow, Wjatscheslaw Fetissow (1), Irek Gimajew, Wladimir Tjurikow, Sergei Starikow, Igor Stelnow, Sinetula Biljaletdinow, Wassili Perwuchin Sturm: Sergei Makarow, Igor Larionow, Wladimir Krutow (1), Nikolai Drosdezki (2), Wiktor Schluktow (1), Wiktor Tjumenew, Alexander Gerassimow, Wjatscheslaw Bykow (2), Andrei Chomutow, Alexander Skworzow, Sergei Schepelew (1), Sergei Jaschin Trainer / Assistent: Wiktor Tichonow / Wladimir Jursinow                                                           | Tor: Wladislaw Tretjak, Wladimir Myschkin (31. Min.) Verteidigung: Alexei Kassatonow, Wjatscheslaw Fetissow (1), Irek Gimajew, Wladimir Tjurikow, Sergei Starikow, Igor Stelnow, Sinetula Biljaletdinow, Wassili Perwuchin Sturm: Sergei Makarow, Igor Larionow, Wladimir Krutow (1), Nikolai Drosdezki (2), Wiktor Schluktow (1), Wiktor Tjumenew, Alexander Gerassimow, Wjatscheslaw Bykow (2), Andrei Chomutow, Alexander Skworzow, Sergei Schepelew (1), Sergei Jaschin Trainer / Assistent: Wiktor Tichonow / Wladimir Jursinow                                                           | Tor: Wladislaw Tretjak, Wladimir Myschkin (31. Min.) Verteidigung: Alexei Kassatonow, Wjatscheslaw Fetissow (1), Irek Gimajew, Wladimir Tjurikow, Sergei Starikow, Igor Stelnow, Sinetula Biljaletdinow, Wassili Perwuchin Sturm: Sergei Makarow, Igor Larionow, Wladimir Krutow (1), Nikolai Drosdezki (2), Wiktor Schluktow (1), Wiktor Tjumenew, Alexander Gerassimow, Wjatscheslaw Bykow (2), Andrei Chomutow, Alexander Skworzow, Sergei Schepelew (1), Sergei Jaschin Trainer / Assistent: Wiktor Tichonow / Wladimir Jursinow                                                           |
| Nr. 648 16. Dez. 1983  | 8:1 (2:0, 3:1, 3:0) | 0 Kanada | H | 0Moskau | 0Iswestija-Pokal 1983 | |
| Aufstellung            | Tor: Wladislaw Tretjak, Wladimir Myschkin (41. Min.) Verteidigung: Alexei Kassatonow, Wjatscheslaw Fetissow, Wladimir Subkow, Wladimir Tjurikow, Sinetula Biljaletdinow, Wassili Perwuchin, Sergei Starikow, Igor Stelnow Sturm: Sergei Makarow (1), Igor Larionow, Wladimir Krutow (2), Nikolai Drosdezki, Wiktor Schluktow (1), Michail Wassiljew (1), Alexander Skworzow, Wiktor Tjumenew, Sergei Jaschin, Alexander Gerassimow (2), Sergei Schepelew, Andrei Chomutow (1) Trainer / Assistent: Wiktor Tichonow / Wladimir Jursinow                                                         | Tor: Wladislaw Tretjak, Wladimir Myschkin (41. Min.) Verteidigung: Alexei Kassatonow, Wjatscheslaw Fetissow, Wladimir Subkow, Wladimir Tjurikow, Sinetula Biljaletdinow, Wassili Perwuchin, Sergei Starikow, Igor Stelnow Sturm: Sergei Makarow (1), Igor Larionow, Wladimir Krutow (2), Nikolai Drosdezki, Wiktor Schluktow (1), Michail Wassiljew (1), Alexander Skworzow, Wiktor Tjumenew, Sergei Jaschin, Alexander Gerassimow (2), Sergei Schepelew, Andrei Chomutow (1) Trainer / Assistent: Wiktor Tichonow / Wladimir Jursinow                                                         | Tor: Wladislaw Tretjak, Wladimir Myschkin (41. Min.) Verteidigung: Alexei Kassatonow, Wjatscheslaw Fetissow, Wladimir Subkow, Wladimir Tjurikow, Sinetula Biljaletdinow, Wassili Perwuchin, Sergei Starikow, Igor Stelnow Sturm: Sergei Makarow (1), Igor Larionow, Wladimir Krutow (2), Nikolai Drosdezki, Wiktor Schluktow (1), Michail Wassiljew (1), Alexander Skworzow, Wiktor Tjumenew, Sergei Jaschin, Alexander Gerassimow (2), Sergei Schepelew, Andrei Chomutow (1) Trainer / Assistent: Wiktor Tichonow / Wladimir Jursinow                                                         | Tor: Wladislaw Tretjak, Wladimir Myschkin (41. Min.) Verteidigung: Alexei Kassatonow, Wjatscheslaw Fetissow, Wladimir Subkow, Wladimir Tjurikow, Sinetula Biljaletdinow, Wassili Perwuchin, Sergei Starikow, Igor Stelnow Sturm: Sergei Makarow (1), Igor Larionow, Wladimir Krutow (2), Nikolai Drosdezki, Wiktor Schluktow (1), Michail Wassiljew (1), Alexander Skworzow, Wiktor Tjumenew, Sergei Jaschin, Alexander Gerassimow (2), Sergei Schepelew, Andrei Chomutow (1) Trainer / Assistent: Wiktor Tichonow / Wladimir Jursinow                                                         | Tor: Wladislaw Tretjak, Wladimir Myschkin (41. Min.) Verteidigung: Alexei Kassatonow, Wjatscheslaw Fetissow, Wladimir Subkow, Wladimir Tjurikow, Sinetula Biljaletdinow, Wassili Perwuchin, Sergei Starikow, Igor Stelnow Sturm: Sergei Makarow (1), Igor Larionow, Wladimir Krutow (2), Nikolai Drosdezki, Wiktor Schluktow (1), Michail Wassiljew (1), Alexander Skworzow, Wiktor Tjumenew, Sergei Jaschin, Alexander Gerassimow (2), Sergei Schepelew, Andrei Chomutow (1) Trainer / Assistent: Wiktor Tichonow / Wladimir Jursinow                                                         | Tor: Wladislaw Tretjak, Wladimir Myschkin (41. Min.) Verteidigung: Alexei Kassatonow, Wjatscheslaw Fetissow, Wladimir Subkow, Wladimir Tjurikow, Sinetula Biljaletdinow, Wassili Perwuchin, Sergei Starikow, Igor Stelnow Sturm: Sergei Makarow (1), Igor Larionow, Wladimir Krutow (2), Nikolai Drosdezki, Wiktor Schluktow (1), Michail Wassiljew (1), Alexander Skworzow, Wiktor Tjumenew, Sergei Jaschin, Alexander Gerassimow (2), Sergei Schepelew, Andrei Chomutow (1) Trainer / Assistent: Wiktor Tichonow / Wladimir Jursinow                                                         |
| Nr. 649 17. Dez. 1983  | 11:3 (2:2, 5:1, 4:0) | 0 Finnland | H | 0Moskau | 0Iswestija-Pokal 1983 | |
| Aufstellung            | Tor: Wladislaw Tretjak Verteidigung: Alexei Kassatonow (1), Wjatscheslaw Fetissow, Wladimir Subkow, Wladimir Tjurikow, Sinetula Biljaletdinow, Wassili Perwuchin, Sergei Starikow, Igor Stelnow Sturm: Sergei Makarow (4), Igor Larionow, Wladimir Krutow (1), Nikolai Drosdezki, Wiktor Schluktow, Michail Wassiljew, Alexander Skworzow, Wiktor Tjumenew (1), Sergei Jaschin, Alexander Gerassimow (2), Sergei Schepelew (1), Andrei Chomutow (1) Trainer / Assistent: Wiktor Tichonow / Wladimir Jursinow                                                                                   | Tor: Wladislaw Tretjak Verteidigung: Alexei Kassatonow (1), Wjatscheslaw Fetissow, Wladimir Subkow, Wladimir Tjurikow, Sinetula Biljaletdinow, Wassili Perwuchin, Sergei Starikow, Igor Stelnow Sturm: Sergei Makarow (4), Igor Larionow, Wladimir Krutow (1), Nikolai Drosdezki, Wiktor Schluktow, Michail Wassiljew, Alexander Skworzow, Wiktor Tjumenew (1), Sergei Jaschin, Alexander Gerassimow (2), Sergei Schepelew (1), Andrei Chomutow (1) Trainer / Assistent: Wiktor Tichonow / Wladimir Jursinow                                                                                   | Tor: Wladislaw Tretjak Verteidigung: Alexei Kassatonow (1), Wjatscheslaw Fetissow, Wladimir Subkow, Wladimir Tjurikow, Sinetula Biljaletdinow, Wassili Perwuchin, Sergei Starikow, Igor Stelnow Sturm: Sergei Makarow (4), Igor Larionow, Wladimir Krutow (1), Nikolai Drosdezki, Wiktor Schluktow, Michail Wassiljew, Alexander Skworzow, Wiktor Tjumenew (1), Sergei Jaschin, Alexander Gerassimow (2), Sergei Schepelew (1), Andrei Chomutow (1) Trainer / Assistent: Wiktor Tichonow / Wladimir Jursinow                                                                                   | Tor: Wladislaw Tretjak Verteidigung: Alexei Kassatonow (1), Wjatscheslaw Fetissow, Wladimir Subkow, Wladimir Tjurikow, Sinetula Biljaletdinow, Wassili Perwuchin, Sergei Starikow, Igor Stelnow Sturm: Sergei Makarow (4), Igor Larionow, Wladimir Krutow (1), Nikolai Drosdezki, Wiktor Schluktow, Michail Wassiljew, Alexander Skworzow, Wiktor Tjumenew (1), Sergei Jaschin, Alexander Gerassimow (2), Sergei Schepelew (1), Andrei Chomutow (1) Trainer / Assistent: Wiktor Tichonow / Wladimir Jursinow                                                                                   | Tor: Wladislaw Tretjak Verteidigung: Alexei Kassatonow (1), Wjatscheslaw Fetissow, Wladimir Subkow, Wladimir Tjurikow, Sinetula Biljaletdinow, Wassili Perwuchin, Sergei Starikow, Igor Stelnow Sturm: Sergei Makarow (4), Igor Larionow, Wladimir Krutow (1), Nikolai Drosdezki, Wiktor Schluktow, Michail Wassiljew, Alexander Skworzow, Wiktor Tjumenew (1), Sergei Jaschin, Alexander Gerassimow (2), Sergei Schepelew (1), Andrei Chomutow (1) Trainer / Assistent: Wiktor Tichonow / Wladimir Jursinow                                                                                   | Tor: Wladislaw Tretjak Verteidigung: Alexei Kassatonow (1), Wjatscheslaw Fetissow, Wladimir Subkow, Wladimir Tjurikow, Sinetula Biljaletdinow, Wassili Perwuchin, Sergei Starikow, Igor Stelnow Sturm: Sergei Makarow (4), Igor Larionow, Wladimir Krutow (1), Nikolai Drosdezki, Wiktor Schluktow, Michail Wassiljew, Alexander Skworzow, Wiktor Tjumenew (1), Sergei Jaschin, Alexander Gerassimow (2), Sergei Schepelew (1), Andrei Chomutow (1) Trainer / Assistent: Wiktor Tichonow / Wladimir Jursinow                                                                                   |
| Nr. 650 19. Dez. 1983  | 4:1 (3:0, 1:1, 0:0) | 0 Schweden | H | 0Moskau | 0Iswestija-Pokal 1983 | |
| Aufstellung            | Tor: Wladislaw Tretjak Verteidigung: Alexei Kassatonow, Wjatscheslaw Fetissow, Wladimir Subkow, Wladimir Tjurikow, Sinetula Biljaletdinow, Wassili Perwuchin, Sergei Starikow, Igor Stelnow Sturm: Sergei Makarow, Igor Larionow, Wladimir Krutow, Nikolai Drosdezki, Wiktor Schluktow, Michail Wassiljew (1), Alexander Skworzow (1), Wiktor Tjumenew (1), Sergei Jaschin, Alexander Gerassimow (1), Sergei Schepelew, Andrei Chomutow Trainer / Assistent: Wiktor Tichonow / Wladimir Jursinow                                                                                               | Tor: Wladislaw Tretjak Verteidigung: Alexei Kassatonow, Wjatscheslaw Fetissow, Wladimir Subkow, Wladimir Tjurikow, Sinetula Biljaletdinow, Wassili Perwuchin, Sergei Starikow, Igor Stelnow Sturm: Sergei Makarow, Igor Larionow, Wladimir Krutow, Nikolai Drosdezki, Wiktor Schluktow, Michail Wassiljew (1), Alexander Skworzow (1), Wiktor Tjumenew (1), Sergei Jaschin, Alexander Gerassimow (1), Sergei Schepelew, Andrei Chomutow Trainer / Assistent: Wiktor Tichonow / Wladimir Jursinow                                                                                               | Tor: Wladislaw Tretjak Verteidigung: Alexei Kassatonow, Wjatscheslaw Fetissow, Wladimir Subkow, Wladimir Tjurikow, Sinetula Biljaletdinow, Wassili Perwuchin, Sergei Starikow, Igor Stelnow Sturm: Sergei Makarow, Igor Larionow, Wladimir Krutow, Nikolai Drosdezki, Wiktor Schluktow, Michail Wassiljew (1), Alexander Skworzow (1), Wiktor Tjumenew (1), Sergei Jaschin, Alexander Gerassimow (1), Sergei Schepelew, Andrei Chomutow Trainer / Assistent: Wiktor Tichonow / Wladimir Jursinow                                                                                               | Tor: Wladislaw Tretjak Verteidigung: Alexei Kassatonow, Wjatscheslaw Fetissow, Wladimir Subkow, Wladimir Tjurikow, Sinetula Biljaletdinow, Wassili Perwuchin, Sergei Starikow, Igor Stelnow Sturm: Sergei Makarow, Igor Larionow, Wladimir Krutow, Nikolai Drosdezki, Wiktor Schluktow, Michail Wassiljew (1), Alexander Skworzow (1), Wiktor Tjumenew (1), Sergei Jaschin, Alexander Gerassimow (1), Sergei Schepelew, Andrei Chomutow Trainer / Assistent: Wiktor Tichonow / Wladimir Jursinow                                                                                               | Tor: Wladislaw Tretjak Verteidigung: Alexei Kassatonow, Wjatscheslaw Fetissow, Wladimir Subkow, Wladimir Tjurikow, Sinetula Biljaletdinow, Wassili Perwuchin, Sergei Starikow, Igor Stelnow Sturm: Sergei Makarow, Igor Larionow, Wladimir Krutow, Nikolai Drosdezki, Wiktor Schluktow, Michail Wassiljew (1), Alexander Skworzow (1), Wiktor Tjumenew (1), Sergei Jaschin, Alexander Gerassimow (1), Sergei Schepelew, Andrei Chomutow Trainer / Assistent: Wiktor Tichonow / Wladimir Jursinow                                                                                               | Tor: Wladislaw Tretjak Verteidigung: Alexei Kassatonow, Wjatscheslaw Fetissow, Wladimir Subkow, Wladimir Tjurikow, Sinetula Biljaletdinow, Wassili Perwuchin, Sergei Starikow, Igor Stelnow Sturm: Sergei Makarow, Igor Larionow, Wladimir Krutow, Nikolai Drosdezki, Wiktor Schluktow, Michail Wassiljew (1), Alexander Skworzow (1), Wiktor Tjumenew (1), Sergei Jaschin, Alexander Gerassimow (1), Sergei Schepelew, Andrei Chomutow Trainer / Assistent: Wiktor Tichonow / Wladimir Jursinow                                                                                               |
| Nr. 651 21. Dez. 1983  | 5:2 (2:0, 2:2, 1:0) | 0 Tschechoslowakei | H | 0Moskau | 0Iswestija-Pokal 1983 | 014. Gewinn im Iswestija-Pokal |
| Aufstellung            | Tor: Wladislaw Tretjak Verteidigung: Alexei Kassatonow (1), Wjatscheslaw Fetissow (2), Wladimir Subkow, Wladimir Tjurikow, Sinetula Biljaletdinow, Wassili Perwuchin, Sergei Starikow, Igor Stelnow Sturm: Sergei Makarow, Igor Larionow (1), Wladimir Krutow, Nikolai Drosdezki, Wiktor Schluktow (1), Michail Wassiljew, Alexander Skworzow, Wiktor Tjumenew, Sergei Jaschin, Alexander Gerassimow, Sergei Schepelew, Andrei Chomutow Trainer / Assistent: Wiktor Tichonow / Wladimir Jursinow                                                                                               | Tor: Wladislaw Tretjak Verteidigung: Alexei Kassatonow (1), Wjatscheslaw Fetissow (2), Wladimir Subkow, Wladimir Tjurikow, Sinetula Biljaletdinow, Wassili Perwuchin, Sergei Starikow, Igor Stelnow Sturm: Sergei Makarow, Igor Larionow (1), Wladimir Krutow, Nikolai Drosdezki, Wiktor Schluktow (1), Michail Wassiljew, Alexander Skworzow, Wiktor Tjumenew, Sergei Jaschin, Alexander Gerassimow, Sergei Schepelew, Andrei Chomutow Trainer / Assistent: Wiktor Tichonow / Wladimir Jursinow                                                                                               | Tor: Wladislaw Tretjak Verteidigung: Alexei Kassatonow (1), Wjatscheslaw Fetissow (2), Wladimir Subkow, Wladimir Tjurikow, Sinetula Biljaletdinow, Wassili Perwuchin, Sergei Starikow, Igor Stelnow Sturm: Sergei Makarow, Igor Larionow (1), Wladimir Krutow, Nikolai Drosdezki, Wiktor Schluktow (1), Michail Wassiljew, Alexander Skworzow, Wiktor Tjumenew, Sergei Jaschin, Alexander Gerassimow, Sergei Schepelew, Andrei Chomutow Trainer / Assistent: Wiktor Tichonow / Wladimir Jursinow                                                                                               | Tor: Wladislaw Tretjak Verteidigung: Alexei Kassatonow (1), Wjatscheslaw Fetissow (2), Wladimir Subkow, Wladimir Tjurikow, Sinetula Biljaletdinow, Wassili Perwuchin, Sergei Starikow, Igor Stelnow Sturm: Sergei Makarow, Igor Larionow (1), Wladimir Krutow, Nikolai Drosdezki, Wiktor Schluktow (1), Michail Wassiljew, Alexander Skworzow, Wiktor Tjumenew, Sergei Jaschin, Alexander Gerassimow, Sergei Schepelew, Andrei Chomutow Trainer / Assistent: Wiktor Tichonow / Wladimir Jursinow                                                                                               | Tor: Wladislaw Tretjak Verteidigung: Alexei Kassatonow (1), Wjatscheslaw Fetissow (2), Wladimir Subkow, Wladimir Tjurikow, Sinetula Biljaletdinow, Wassili Perwuchin, Sergei Starikow, Igor Stelnow Sturm: Sergei Makarow, Igor Larionow (1), Wladimir Krutow, Nikolai Drosdezki, Wiktor Schluktow (1), Michail Wassiljew, Alexander Skworzow, Wiktor Tjumenew, Sergei Jaschin, Alexander Gerassimow, Sergei Schepelew, Andrei Chomutow Trainer / Assistent: Wiktor Tichonow / Wladimir Jursinow                                                                                               | Tor: Wladislaw Tretjak Verteidigung: Alexei Kassatonow (1), Wjatscheslaw Fetissow (2), Wladimir Subkow, Wladimir Tjurikow, Sinetula Biljaletdinow, Wassili Perwuchin, Sergei Starikow, Igor Stelnow Sturm: Sergei Makarow, Igor Larionow (1), Wladimir Krutow, Nikolai Drosdezki, Wiktor Schluktow (1), Michail Wassiljew, Alexander Skworzow, Wiktor Tjumenew, Sergei Jaschin, Alexander Gerassimow, Sergei Schepelew, Andrei Chomutow Trainer / Assistent: Wiktor Tichonow / Wladimir Jursinow                                                                                               |
| Nr. 652 10. Jan. 1984  | 8:1 (3:0, 4:1, 1:0) | 0 DDR | A | 0Weißwasser, DDR | 0Freundschaftsspiel | |
| Aufstellung            | Tor: Wladislaw Tretjak Verteidigung: Alexei Kassatonow, Wjatscheslaw Fetissow, Sergei Starikow, Igor Stelnow, Wladimir Subkow, Wladimir Tjurikow, Sinetula Biljaletdinow, Wassili Perwuchin Sturm: Nikolai Drosdezki, Wiktor Tjumenew, Helmuts Balderis (2), Sergei Makarow (2), Igor Larionow, Wladimir Krutow, Alexander Gerassimow (2), Sergei Schepelew, Andrei Chomutow, Alexander Skworzow (1), Wladimir Kowin (1), Michail Wassiljew Trainer / Assistent: Wiktor Tichonow / Wladimir Jursinow                                                                                           | Tor: Wladislaw Tretjak Verteidigung: Alexei Kassatonow, Wjatscheslaw Fetissow, Sergei Starikow, Igor Stelnow, Wladimir Subkow, Wladimir Tjurikow, Sinetula Biljaletdinow, Wassili Perwuchin Sturm: Nikolai Drosdezki, Wiktor Tjumenew, Helmuts Balderis (2), Sergei Makarow (2), Igor Larionow, Wladimir Krutow, Alexander Gerassimow (2), Sergei Schepelew, Andrei Chomutow, Alexander Skworzow (1), Wladimir Kowin (1), Michail Wassiljew Trainer / Assistent: Wiktor Tichonow / Wladimir Jursinow                                                                                           | Tor: Wladislaw Tretjak Verteidigung: Alexei Kassatonow, Wjatscheslaw Fetissow, Sergei Starikow, Igor Stelnow, Wladimir Subkow, Wladimir Tjurikow, Sinetula Biljaletdinow, Wassili Perwuchin Sturm: Nikolai Drosdezki, Wiktor Tjumenew, Helmuts Balderis (2), Sergei Makarow (2), Igor Larionow, Wladimir Krutow, Alexander Gerassimow (2), Sergei Schepelew, Andrei Chomutow, Alexander Skworzow (1), Wladimir Kowin (1), Michail Wassiljew Trainer / Assistent: Wiktor Tichonow / Wladimir Jursinow                                                                                           | Tor: Wladislaw Tretjak Verteidigung: Alexei Kassatonow, Wjatscheslaw Fetissow, Sergei Starikow, Igor Stelnow, Wladimir Subkow, Wladimir Tjurikow, Sinetula Biljaletdinow, Wassili Perwuchin Sturm: Nikolai Drosdezki, Wiktor Tjumenew, Helmuts Balderis (2), Sergei Makarow (2), Igor Larionow, Wladimir Krutow, Alexander Gerassimow (2), Sergei Schepelew, Andrei Chomutow, Alexander Skworzow (1), Wladimir Kowin (1), Michail Wassiljew Trainer / Assistent: Wiktor Tichonow / Wladimir Jursinow                                                                                           | Tor: Wladislaw Tretjak Verteidigung: Alexei Kassatonow, Wjatscheslaw Fetissow, Sergei Starikow, Igor Stelnow, Wladimir Subkow, Wladimir Tjurikow, Sinetula Biljaletdinow, Wassili Perwuchin Sturm: Nikolai Drosdezki, Wiktor Tjumenew, Helmuts Balderis (2), Sergei Makarow (2), Igor Larionow, Wladimir Krutow, Alexander Gerassimow (2), Sergei Schepelew, Andrei Chomutow, Alexander Skworzow (1), Wladimir Kowin (1), Michail Wassiljew Trainer / Assistent: Wiktor Tichonow / Wladimir Jursinow                                                                                           | Tor: Wladislaw Tretjak Verteidigung: Alexei Kassatonow, Wjatscheslaw Fetissow, Sergei Starikow, Igor Stelnow, Wladimir Subkow, Wladimir Tjurikow, Sinetula Biljaletdinow, Wassili Perwuchin Sturm: Nikolai Drosdezki, Wiktor Tjumenew, Helmuts Balderis (2), Sergei Makarow (2), Igor Larionow, Wladimir Krutow, Alexander Gerassimow (2), Sergei Schepelew, Andrei Chomutow, Alexander Skworzow (1), Wladimir Kowin (1), Michail Wassiljew Trainer / Assistent: Wiktor Tichonow / Wladimir Jursinow                                                                                           |
| Nr. 653 11. Jan. 1984  | 6:0 (2:0, 1:0, 3:0) | 0 DDR | A | 0Ost-Berlin, DDR | 0Freundschaftsspiel | |
| Aufstellung            | Tor: Wladimir Myschkin Verteidigung: Sergei Starikow, Igor Stelnow, Alexei Kassatonow, Wjatscheslaw Fetissow (1), Sinetula Biljaletdinow, Wassili Perwuchin, Wladimir Subkow, Wladimir Tjurikow Sturm: Sergei Makarow, Igor Larionow, Wladimir Krutow, Nikolai Drosdezki (2), Wiktor Tjumenew, Helmuts Balderis, Alexander Skworzow (1), Wladimir Kowin, Michail Wassiljew, Alexander Gerassimow, Sergei Schepelew (1), Andrei Chomutow (1) Trainer / Assistent: Wiktor Tichonow / Wladimir Jursinow                                                                                           | Tor: Wladimir Myschkin Verteidigung: Sergei Starikow, Igor Stelnow, Alexei Kassatonow, Wjatscheslaw Fetissow (1), Sinetula Biljaletdinow, Wassili Perwuchin, Wladimir Subkow, Wladimir Tjurikow Sturm: Sergei Makarow, Igor Larionow, Wladimir Krutow, Nikolai Drosdezki (2), Wiktor Tjumenew, Helmuts Balderis, Alexander Skworzow (1), Wladimir Kowin, Michail Wassiljew, Alexander Gerassimow, Sergei Schepelew (1), Andrei Chomutow (1) Trainer / Assistent: Wiktor Tichonow / Wladimir Jursinow                                                                                           | Tor: Wladimir Myschkin Verteidigung: Sergei Starikow, Igor Stelnow, Alexei Kassatonow, Wjatscheslaw Fetissow (1), Sinetula Biljaletdinow, Wassili Perwuchin, Wladimir Subkow, Wladimir Tjurikow Sturm: Sergei Makarow, Igor Larionow, Wladimir Krutow, Nikolai Drosdezki (2), Wiktor Tjumenew, Helmuts Balderis, Alexander Skworzow (1), Wladimir Kowin, Michail Wassiljew, Alexander Gerassimow, Sergei Schepelew (1), Andrei Chomutow (1) Trainer / Assistent: Wiktor Tichonow / Wladimir Jursinow                                                                                           | Tor: Wladimir Myschkin Verteidigung: Sergei Starikow, Igor Stelnow, Alexei Kassatonow, Wjatscheslaw Fetissow (1), Sinetula Biljaletdinow, Wassili Perwuchin, Wladimir Subkow, Wladimir Tjurikow Sturm: Sergei Makarow, Igor Larionow, Wladimir Krutow, Nikolai Drosdezki (2), Wiktor Tjumenew, Helmuts Balderis, Alexander Skworzow (1), Wladimir Kowin, Michail Wassiljew, Alexander Gerassimow, Sergei Schepelew (1), Andrei Chomutow (1) Trainer / Assistent: Wiktor Tichonow / Wladimir Jursinow                                                                                           | Tor: Wladimir Myschkin Verteidigung: Sergei Starikow, Igor Stelnow, Alexei Kassatonow, Wjatscheslaw Fetissow (1), Sinetula Biljaletdinow, Wassili Perwuchin, Wladimir Subkow, Wladimir Tjurikow Sturm: Sergei Makarow, Igor Larionow, Wladimir Krutow, Nikolai Drosdezki (2), Wiktor Tjumenew, Helmuts Balderis, Alexander Skworzow (1), Wladimir Kowin, Michail Wassiljew, Alexander Gerassimow, Sergei Schepelew (1), Andrei Chomutow (1) Trainer / Assistent: Wiktor Tichonow / Wladimir Jursinow                                                                                           | Tor: Wladimir Myschkin Verteidigung: Sergei Starikow, Igor Stelnow, Alexei Kassatonow, Wjatscheslaw Fetissow (1), Sinetula Biljaletdinow, Wassili Perwuchin, Wladimir Subkow, Wladimir Tjurikow Sturm: Sergei Makarow, Igor Larionow, Wladimir Krutow, Nikolai Drosdezki (2), Wiktor Tjumenew, Helmuts Balderis, Alexander Skworzow (1), Wladimir Kowin, Michail Wassiljew, Alexander Gerassimow, Sergei Schepelew (1), Andrei Chomutow (1) Trainer / Assistent: Wiktor Tichonow / Wladimir Jursinow                                                                                           |
| Nr. 654 19. Jan. 1984  | 6:2 (1:1, 2:1, 3:0) | 0 BR Deutschland | A | 0München, BRD | 0Freundschaftsspiel | |
| Aufstellung            | Tor: Wladislaw Tretjak Verteidigung: Sinetula Biljaletdinow, Wassili Perwuchin, Sergei Starikow, Igor Stelnow, Alexei Kassatonow (1), Wjatscheslaw Fetissow, Wladimir Subkow, Wladimir Tjurikow, Irek Gimajew Sturm: Sergei Makarow (1), Igor Larionow, Wladimir Krutow, Nikolai Drosdezki, Wiktor Tjumenew, Helmuts Balderis, Alexander Skworzow (1), Wladimir Kowin, Michail Wassiljew (1), Alexander Gerassimow, Sergei Schepelew (1), Andrei Chomutow (1) Trainer / Assistent: Wiktor Tichonow / Wladimir Jursinow                                                                         | Tor: Wladislaw Tretjak Verteidigung: Sinetula Biljaletdinow, Wassili Perwuchin, Sergei Starikow, Igor Stelnow, Alexei Kassatonow (1), Wjatscheslaw Fetissow, Wladimir Subkow, Wladimir Tjurikow, Irek Gimajew Sturm: Sergei Makarow (1), Igor Larionow, Wladimir Krutow, Nikolai Drosdezki, Wiktor Tjumenew, Helmuts Balderis, Alexander Skworzow (1), Wladimir Kowin, Michail Wassiljew (1), Alexander Gerassimow, Sergei Schepelew (1), Andrei Chomutow (1) Trainer / Assistent: Wiktor Tichonow / Wladimir Jursinow                                                                         | Tor: Wladislaw Tretjak Verteidigung: Sinetula Biljaletdinow, Wassili Perwuchin, Sergei Starikow, Igor Stelnow, Alexei Kassatonow (1), Wjatscheslaw Fetissow, Wladimir Subkow, Wladimir Tjurikow, Irek Gimajew Sturm: Sergei Makarow (1), Igor Larionow, Wladimir Krutow, Nikolai Drosdezki, Wiktor Tjumenew, Helmuts Balderis, Alexander Skworzow (1), Wladimir Kowin, Michail Wassiljew (1), Alexander Gerassimow, Sergei Schepelew (1), Andrei Chomutow (1) Trainer / Assistent: Wiktor Tichonow / Wladimir Jursinow                                                                         | Tor: Wladislaw Tretjak Verteidigung: Sinetula Biljaletdinow, Wassili Perwuchin, Sergei Starikow, Igor Stelnow, Alexei Kassatonow (1), Wjatscheslaw Fetissow, Wladimir Subkow, Wladimir Tjurikow, Irek Gimajew Sturm: Sergei Makarow (1), Igor Larionow, Wladimir Krutow, Nikolai Drosdezki, Wiktor Tjumenew, Helmuts Balderis, Alexander Skworzow (1), Wladimir Kowin, Michail Wassiljew (1), Alexander Gerassimow, Sergei Schepelew (1), Andrei Chomutow (1) Trainer / Assistent: Wiktor Tichonow / Wladimir Jursinow                                                                         | Tor: Wladislaw Tretjak Verteidigung: Sinetula Biljaletdinow, Wassili Perwuchin, Sergei Starikow, Igor Stelnow, Alexei Kassatonow (1), Wjatscheslaw Fetissow, Wladimir Subkow, Wladimir Tjurikow, Irek Gimajew Sturm: Sergei Makarow (1), Igor Larionow, Wladimir Krutow, Nikolai Drosdezki, Wiktor Tjumenew, Helmuts Balderis, Alexander Skworzow (1), Wladimir Kowin, Michail Wassiljew (1), Alexander Gerassimow, Sergei Schepelew (1), Andrei Chomutow (1) Trainer / Assistent: Wiktor Tichonow / Wladimir Jursinow                                                                         | Tor: Wladislaw Tretjak Verteidigung: Sinetula Biljaletdinow, Wassili Perwuchin, Sergei Starikow, Igor Stelnow, Alexei Kassatonow (1), Wjatscheslaw Fetissow, Wladimir Subkow, Wladimir Tjurikow, Irek Gimajew Sturm: Sergei Makarow (1), Igor Larionow, Wladimir Krutow, Nikolai Drosdezki, Wiktor Tjumenew, Helmuts Balderis, Alexander Skworzow (1), Wladimir Kowin, Michail Wassiljew (1), Alexander Gerassimow, Sergei Schepelew (1), Andrei Chomutow (1) Trainer / Assistent: Wiktor Tichonow / Wladimir Jursinow                                                                         |
| Nr. 655 21. Jan. 1984  | 12:4 (2:2, 6:1, 4:1) | 0 BR Deutschland | A | 0Frankfurt am Main, BRD | 0Freundschaftsspiel | |
| Aufstellung            | Tor: Alexander Tyschnych Verteidigung: Sinetula Biljaletdinow, Wassili Perwuchin, Irek Gimajew, Wladimir Tjurikow, Alexei Kassatonow, Wjatscheslaw Fetissow (2), Sergei Starikow, Wladimir Subkow Sturm: Sergei Makarow (1), Igor Larionow, Wladimir Krutow (1), Nikolai Drosdezki (1), Sergei Schepelew (1), Helmuts Balderis (1), Alexander Skworzow (1), Wladimir Kowin (1), Wiktor Tjumenew, Alexander Gerassimow (2), Wjatscheslaw Bykow (1), Andrei Chomutow Trainer / Assistent: Wiktor Tichonow / Wladimir Jursinow                                                                    | Tor: Alexander Tyschnych Verteidigung: Sinetula Biljaletdinow, Wassili Perwuchin, Irek Gimajew, Wladimir Tjurikow, Alexei Kassatonow, Wjatscheslaw Fetissow (2), Sergei Starikow, Wladimir Subkow Sturm: Sergei Makarow (1), Igor Larionow, Wladimir Krutow (1), Nikolai Drosdezki (1), Sergei Schepelew (1), Helmuts Balderis (1), Alexander Skworzow (1), Wladimir Kowin (1), Wiktor Tjumenew, Alexander Gerassimow (2), Wjatscheslaw Bykow (1), Andrei Chomutow Trainer / Assistent: Wiktor Tichonow / Wladimir Jursinow                                                                    | Tor: Alexander Tyschnych Verteidigung: Sinetula Biljaletdinow, Wassili Perwuchin, Irek Gimajew, Wladimir Tjurikow, Alexei Kassatonow, Wjatscheslaw Fetissow (2), Sergei Starikow, Wladimir Subkow Sturm: Sergei Makarow (1), Igor Larionow, Wladimir Krutow (1), Nikolai Drosdezki (1), Sergei Schepelew (1), Helmuts Balderis (1), Alexander Skworzow (1), Wladimir Kowin (1), Wiktor Tjumenew, Alexander Gerassimow (2), Wjatscheslaw Bykow (1), Andrei Chomutow Trainer / Assistent: Wiktor Tichonow / Wladimir Jursinow                                                                    | Tor: Alexander Tyschnych Verteidigung: Sinetula Biljaletdinow, Wassili Perwuchin, Irek Gimajew, Wladimir Tjurikow, Alexei Kassatonow, Wjatscheslaw Fetissow (2), Sergei Starikow, Wladimir Subkow Sturm: Sergei Makarow (1), Igor Larionow, Wladimir Krutow (1), Nikolai Drosdezki (1), Sergei Schepelew (1), Helmuts Balderis (1), Alexander Skworzow (1), Wladimir Kowin (1), Wiktor Tjumenew, Alexander Gerassimow (2), Wjatscheslaw Bykow (1), Andrei Chomutow Trainer / Assistent: Wiktor Tichonow / Wladimir Jursinow                                                                    | Tor: Alexander Tyschnych Verteidigung: Sinetula Biljaletdinow, Wassili Perwuchin, Irek Gimajew, Wladimir Tjurikow, Alexei Kassatonow, Wjatscheslaw Fetissow (2), Sergei Starikow, Wladimir Subkow Sturm: Sergei Makarow (1), Igor Larionow, Wladimir Krutow (1), Nikolai Drosdezki (1), Sergei Schepelew (1), Helmuts Balderis (1), Alexander Skworzow (1), Wladimir Kowin (1), Wiktor Tjumenew, Alexander Gerassimow (2), Wjatscheslaw Bykow (1), Andrei Chomutow Trainer / Assistent: Wiktor Tichonow / Wladimir Jursinow                                                                    | Tor: Alexander Tyschnych Verteidigung: Sinetula Biljaletdinow, Wassili Perwuchin, Irek Gimajew, Wladimir Tjurikow, Alexei Kassatonow, Wjatscheslaw Fetissow (2), Sergei Starikow, Wladimir Subkow Sturm: Sergei Makarow (1), Igor Larionow, Wladimir Krutow (1), Nikolai Drosdezki (1), Sergei Schepelew (1), Helmuts Balderis (1), Alexander Skworzow (1), Wladimir Kowin (1), Wiktor Tjumenew, Alexander Gerassimow (2), Wjatscheslaw Bykow (1), Andrei Chomutow Trainer / Assistent: Wiktor Tichonow / Wladimir Jursinow                                                                    |
| Nr. 656 26. Jan. 1984  | 7:2 (3:0, 2:1, 2:1) | 0 Finnland | A | 0Helsinki, FIN | 0Freundschaftsspiel | |
| Aufstellung            | Tor: Wladislaw Tretjak Verteidigung: Sinetula Biljaletdinow, Wassili Perwuchin, Irek Gimajew, Sergei Babinow (1), Alexei Kassatonow, Wjatscheslaw Fetissow, Sergei Starikow, Wladimir Subkow Sturm: Sergei Makarow (1), Igor Larionow (1), Wladimir Krutow, Nikolai Drosdezki (1), Wiktor Schluktow, Helmuts Balderis (1), Alexander Koschewnikow (1), Sergei Schepelew, Andrei Chomutow, Alexander Skworzow, Wladimir Kowin, Michail Wassiljew (1), Wiktor Tjumenew, Wjatscheslaw Bykow Trainer / Assistent: Wiktor Tichonow / Wladimir Jursinow                                              | Tor: Wladislaw Tretjak Verteidigung: Sinetula Biljaletdinow, Wassili Perwuchin, Irek Gimajew, Sergei Babinow (1), Alexei Kassatonow, Wjatscheslaw Fetissow, Sergei Starikow, Wladimir Subkow Sturm: Sergei Makarow (1), Igor Larionow (1), Wladimir Krutow, Nikolai Drosdezki (1), Wiktor Schluktow, Helmuts Balderis (1), Alexander Koschewnikow (1), Sergei Schepelew, Andrei Chomutow, Alexander Skworzow, Wladimir Kowin, Michail Wassiljew (1), Wiktor Tjumenew, Wjatscheslaw Bykow Trainer / Assistent: Wiktor Tichonow / Wladimir Jursinow                                              | Tor: Wladislaw Tretjak Verteidigung: Sinetula Biljaletdinow, Wassili Perwuchin, Irek Gimajew, Sergei Babinow (1), Alexei Kassatonow, Wjatscheslaw Fetissow, Sergei Starikow, Wladimir Subkow Sturm: Sergei Makarow (1), Igor Larionow (1), Wladimir Krutow, Nikolai Drosdezki (1), Wiktor Schluktow, Helmuts Balderis (1), Alexander Koschewnikow (1), Sergei Schepelew, Andrei Chomutow, Alexander Skworzow, Wladimir Kowin, Michail Wassiljew (1), Wiktor Tjumenew, Wjatscheslaw Bykow Trainer / Assistent: Wiktor Tichonow / Wladimir Jursinow                                              | Tor: Wladislaw Tretjak Verteidigung: Sinetula Biljaletdinow, Wassili Perwuchin, Irek Gimajew, Sergei Babinow (1), Alexei Kassatonow, Wjatscheslaw Fetissow, Sergei Starikow, Wladimir Subkow Sturm: Sergei Makarow (1), Igor Larionow (1), Wladimir Krutow, Nikolai Drosdezki (1), Wiktor Schluktow, Helmuts Balderis (1), Alexander Koschewnikow (1), Sergei Schepelew, Andrei Chomutow, Alexander Skworzow, Wladimir Kowin, Michail Wassiljew (1), Wiktor Tjumenew, Wjatscheslaw Bykow Trainer / Assistent: Wiktor Tichonow / Wladimir Jursinow                                              | Tor: Wladislaw Tretjak Verteidigung: Sinetula Biljaletdinow, Wassili Perwuchin, Irek Gimajew, Sergei Babinow (1), Alexei Kassatonow, Wjatscheslaw Fetissow, Sergei Starikow, Wladimir Subkow Sturm: Sergei Makarow (1), Igor Larionow (1), Wladimir Krutow, Nikolai Drosdezki (1), Wiktor Schluktow, Helmuts Balderis (1), Alexander Koschewnikow (1), Sergei Schepelew, Andrei Chomutow, Alexander Skworzow, Wladimir Kowin, Michail Wassiljew (1), Wiktor Tjumenew, Wjatscheslaw Bykow Trainer / Assistent: Wiktor Tichonow / Wladimir Jursinow                                              | Tor: Wladislaw Tretjak Verteidigung: Sinetula Biljaletdinow, Wassili Perwuchin, Irek Gimajew, Sergei Babinow (1), Alexei Kassatonow, Wjatscheslaw Fetissow, Sergei Starikow, Wladimir Subkow Sturm: Sergei Makarow (1), Igor Larionow (1), Wladimir Krutow, Nikolai Drosdezki (1), Wiktor Schluktow, Helmuts Balderis (1), Alexander Koschewnikow (1), Sergei Schepelew, Andrei Chomutow, Alexander Skworzow, Wladimir Kowin, Michail Wassiljew (1), Wiktor Tjumenew, Wjatscheslaw Bykow Trainer / Assistent: Wiktor Tichonow / Wladimir Jursinow                                              |
| Nr. 657 28. Jan. 1984  | 10:0 (4:0, 5:0, 1:0) | 0 Finnland | A | 0Oulu, FIN | 0Freundschaftsspiel | |
| Aufstellung            | Tor: Wladimir Myschkin Verteidigung: Alexei Kassatonow, Wjatscheslaw Fetissow (1), Sergei Starikow, Wladimir Subkow, Irek Gimajew, Sergei Babinow, Sinetula Biljaletdinow, Wassili Perwuchin Sturm: Sergei Makarow, Igor Larionow, Wladimir Krutow (1), Alexander Koschewnikow, Sergei Schepelew (1), Andrei Chomutow, Helmuts Balderis (1), Wiktor Schluktow (2), Wiktor Tjumenew, Alexander Skworzow (1), Wladimir Kowin (1), Michail Wassiljew (2), Wjatscheslaw Bykow Trainer / Assistent: Wiktor Tichonow / Wladimir Jursinow                                                             | Tor: Wladimir Myschkin Verteidigung: Alexei Kassatonow, Wjatscheslaw Fetissow (1), Sergei Starikow, Wladimir Subkow, Irek Gimajew, Sergei Babinow, Sinetula Biljaletdinow, Wassili Perwuchin Sturm: Sergei Makarow, Igor Larionow, Wladimir Krutow (1), Alexander Koschewnikow, Sergei Schepelew (1), Andrei Chomutow, Helmuts Balderis (1), Wiktor Schluktow (2), Wiktor Tjumenew, Alexander Skworzow (1), Wladimir Kowin (1), Michail Wassiljew (2), Wjatscheslaw Bykow Trainer / Assistent: Wiktor Tichonow / Wladimir Jursinow                                                             | Tor: Wladimir Myschkin Verteidigung: Alexei Kassatonow, Wjatscheslaw Fetissow (1), Sergei Starikow, Wladimir Subkow, Irek Gimajew, Sergei Babinow, Sinetula Biljaletdinow, Wassili Perwuchin Sturm: Sergei Makarow, Igor Larionow, Wladimir Krutow (1), Alexander Koschewnikow, Sergei Schepelew (1), Andrei Chomutow, Helmuts Balderis (1), Wiktor Schluktow (2), Wiktor Tjumenew, Alexander Skworzow (1), Wladimir Kowin (1), Michail Wassiljew (2), Wjatscheslaw Bykow Trainer / Assistent: Wiktor Tichonow / Wladimir Jursinow                                                             | Tor: Wladimir Myschkin Verteidigung: Alexei Kassatonow, Wjatscheslaw Fetissow (1), Sergei Starikow, Wladimir Subkow, Irek Gimajew, Sergei Babinow, Sinetula Biljaletdinow, Wassili Perwuchin Sturm: Sergei Makarow, Igor Larionow, Wladimir Krutow (1), Alexander Koschewnikow, Sergei Schepelew (1), Andrei Chomutow, Helmuts Balderis (1), Wiktor Schluktow (2), Wiktor Tjumenew, Alexander Skworzow (1), Wladimir Kowin (1), Michail Wassiljew (2), Wjatscheslaw Bykow Trainer / Assistent: Wiktor Tichonow / Wladimir Jursinow                                                             | Tor: Wladimir Myschkin Verteidigung: Alexei Kassatonow, Wjatscheslaw Fetissow (1), Sergei Starikow, Wladimir Subkow, Irek Gimajew, Sergei Babinow, Sinetula Biljaletdinow, Wassili Perwuchin Sturm: Sergei Makarow, Igor Larionow, Wladimir Krutow (1), Alexander Koschewnikow, Sergei Schepelew (1), Andrei Chomutow, Helmuts Balderis (1), Wiktor Schluktow (2), Wiktor Tjumenew, Alexander Skworzow (1), Wladimir Kowin (1), Michail Wassiljew (2), Wjatscheslaw Bykow Trainer / Assistent: Wiktor Tichonow / Wladimir Jursinow                                                             | Tor: Wladimir Myschkin Verteidigung: Alexei Kassatonow, Wjatscheslaw Fetissow (1), Sergei Starikow, Wladimir Subkow, Irek Gimajew, Sergei Babinow, Sinetula Biljaletdinow, Wassili Perwuchin Sturm: Sergei Makarow, Igor Larionow, Wladimir Krutow (1), Alexander Koschewnikow, Sergei Schepelew (1), Andrei Chomutow, Helmuts Balderis (1), Wiktor Schluktow (2), Wiktor Tjumenew, Alexander Skworzow (1), Wladimir Kowin (1), Michail Wassiljew (2), Wjatscheslaw Bykow Trainer / Assistent: Wiktor Tichonow / Wladimir Jursinow                                                             |
| Nr. 658 29. Jan. 1984  | 6:2 (1:0, 2:2, 3:0) | 0 Finnland | A | 0Tampere, FIN | 0Freundschaftsspiel | |
| Aufstellung            | Tor: Wladislaw Tretjak Verteidigung: Alexei Kassatonow, Wjatscheslaw Fetissow, Irek Gimajew, Sergei Babinow, Sinetula Biljaletdinow, Wassili Perwuchin, Sergei Starikow, Wladimir Subkow Sturm: Sergei Makarow (1), Igor Larionow, Wladimir Krutow, Nikolai Drosdezki, Wiktor Schluktow, Alexander Koschewnikow, Alexander Skworzow (1), Wladimir Kowin, Michail Wassiljew, Alexander Gerassimow (1), Sergei Schepelew, Andrei Chomutow (2), Helmuts Balderis, Wiktor Tjumenew (1) Trainer / Assistent: Wiktor Tichonow / Wladimir Jursinow                                                    | Tor: Wladislaw Tretjak Verteidigung: Alexei Kassatonow, Wjatscheslaw Fetissow, Irek Gimajew, Sergei Babinow, Sinetula Biljaletdinow, Wassili Perwuchin, Sergei Starikow, Wladimir Subkow Sturm: Sergei Makarow (1), Igor Larionow, Wladimir Krutow, Nikolai Drosdezki, Wiktor Schluktow, Alexander Koschewnikow, Alexander Skworzow (1), Wladimir Kowin, Michail Wassiljew, Alexander Gerassimow (1), Sergei Schepelew, Andrei Chomutow (2), Helmuts Balderis, Wiktor Tjumenew (1) Trainer / Assistent: Wiktor Tichonow / Wladimir Jursinow                                                    | Tor: Wladislaw Tretjak Verteidigung: Alexei Kassatonow, Wjatscheslaw Fetissow, Irek Gimajew, Sergei Babinow, Sinetula Biljaletdinow, Wassili Perwuchin, Sergei Starikow, Wladimir Subkow Sturm: Sergei Makarow (1), Igor Larionow, Wladimir Krutow, Nikolai Drosdezki, Wiktor Schluktow, Alexander Koschewnikow, Alexander Skworzow (1), Wladimir Kowin, Michail Wassiljew, Alexander Gerassimow (1), Sergei Schepelew, Andrei Chomutow (2), Helmuts Balderis, Wiktor Tjumenew (1) Trainer / Assistent: Wiktor Tichonow / Wladimir Jursinow                                                    | Tor: Wladislaw Tretjak Verteidigung: Alexei Kassatonow, Wjatscheslaw Fetissow, Irek Gimajew, Sergei Babinow, Sinetula Biljaletdinow, Wassili Perwuchin, Sergei Starikow, Wladimir Subkow Sturm: Sergei Makarow (1), Igor Larionow, Wladimir Krutow, Nikolai Drosdezki, Wiktor Schluktow, Alexander Koschewnikow, Alexander Skworzow (1), Wladimir Kowin, Michail Wassiljew, Alexander Gerassimow (1), Sergei Schepelew, Andrei Chomutow (2), Helmuts Balderis, Wiktor Tjumenew (1) Trainer / Assistent: Wiktor Tichonow / Wladimir Jursinow                                                    | Tor: Wladislaw Tretjak Verteidigung: Alexei Kassatonow, Wjatscheslaw Fetissow, Irek Gimajew, Sergei Babinow, Sinetula Biljaletdinow, Wassili Perwuchin, Sergei Starikow, Wladimir Subkow Sturm: Sergei Makarow (1), Igor Larionow, Wladimir Krutow, Nikolai Drosdezki, Wiktor Schluktow, Alexander Koschewnikow, Alexander Skworzow (1), Wladimir Kowin, Michail Wassiljew, Alexander Gerassimow (1), Sergei Schepelew, Andrei Chomutow (2), Helmuts Balderis, Wiktor Tjumenew (1) Trainer / Assistent: Wiktor Tichonow / Wladimir Jursinow                                                    | Tor: Wladislaw Tretjak Verteidigung: Alexei Kassatonow, Wjatscheslaw Fetissow, Irek Gimajew, Sergei Babinow, Sinetula Biljaletdinow, Wassili Perwuchin, Sergei Starikow, Wladimir Subkow Sturm: Sergei Makarow (1), Igor Larionow, Wladimir Krutow, Nikolai Drosdezki, Wiktor Schluktow, Alexander Koschewnikow, Alexander Skworzow (1), Wladimir Kowin, Michail Wassiljew, Alexander Gerassimow (1), Sergei Schepelew, Andrei Chomutow (2), Helmuts Balderis, Wiktor Tjumenew (1) Trainer / Assistent: Wiktor Tichonow / Wladimir Jursinow                                                    |
| Nr. 659 7. Feb. 1984   | 12:1 (3:1, 4:0, 5:0) | 0 Polen | * | 0Sarajevo, YUG | 0OS 1984 | |
| Aufstellung            | Tor: Wladislaw Tretjak Verteidigung: Alexei Kassatonow, Wjatscheslaw Fetissow, Sergei Starikow, Igor Stelnow, Sinetula Biljaletdinow, Wassili Perwuchin Sturm: Sergei Makarow (1), Igor Larionow, Wladimir Krutow, Alexander Gerassimow (1), Sergei Schepelew (2), Andrei Chomutow, Nikolai Drosdezki (3), Wiktor Tjumenew, Alexander Koschewnikow (1), Alexander Skworzow (1), Wladimir Kowin (2), Michail Wassiljew (1) Trainer / Assistent: Wiktor Tichonow / Wladimir Jursinow | Tor: Wladislaw Tretjak Verteidigung: Alexei Kassatonow, Wjatscheslaw Fetissow, Sergei Starikow, Igor Stelnow, Sinetula Biljaletdinow, Wassili Perwuchin Sturm: Sergei Makarow (1), Igor Larionow, Wladimir Krutow, Alexander Gerassimow (1), Sergei Schepelew (2), Andrei Chomutow, Nikolai Drosdezki (3), Wiktor Tjumenew, Alexander Koschewnikow (1), Alexander Skworzow (1), Wladimir Kowin (2), Michail Wassiljew (1) Trainer / Assistent: Wiktor Tichonow / Wladimir Jursinow | Tor: Wladislaw Tretjak Verteidigung: Alexei Kassatonow, Wjatscheslaw Fetissow, Sergei Starikow, Igor Stelnow, Sinetula Biljaletdinow, Wassili Perwuchin Sturm: Sergei Makarow (1), Igor Larionow, Wladimir Krutow, Alexander Gerassimow (1), Sergei Schepelew (2), Andrei Chomutow, Nikolai Drosdezki (3), Wiktor Tjumenew, Alexander Koschewnikow (1), Alexander Skworzow (1), Wladimir Kowin (2), Michail Wassiljew (1) Trainer / Assistent: Wiktor Tichonow / Wladimir Jursinow | Tor: Wladislaw Tretjak Verteidigung: Alexei Kassatonow, Wjatscheslaw Fetissow, Sergei Starikow, Igor Stelnow, Sinetula Biljaletdinow, Wassili Perwuchin Sturm: Sergei Makarow (1), Igor Larionow, Wladimir Krutow, Alexander Gerassimow (1), Sergei Schepelew (2), Andrei Chomutow, Nikolai Drosdezki (3), Wiktor Tjumenew, Alexander Koschewnikow (1), Alexander Skworzow (1), Wladimir Kowin (2), Michail Wassiljew (1) Trainer / Assistent: Wiktor Tichonow / Wladimir Jursinow | Tor: Wladislaw Tretjak Verteidigung: Alexei Kassatonow, Wjatscheslaw Fetissow, Sergei Starikow, Igor Stelnow, Sinetula Biljaletdinow, Wassili Perwuchin Sturm: Sergei Makarow (1), Igor Larionow, Wladimir Krutow, Alexander Gerassimow (1), Sergei Schepelew (2), Andrei Chomutow, Nikolai Drosdezki (3), Wiktor Tjumenew, Alexander Koschewnikow (1), Alexander Skworzow (1), Wladimir Kowin (2), Michail Wassiljew (1) Trainer / Assistent: Wiktor Tichonow / Wladimir Jursinow | Tor: Wladislaw Tretjak Verteidigung: Alexei Kassatonow, Wjatscheslaw Fetissow, Sergei Starikow, Igor Stelnow, Sinetula Biljaletdinow, Wassili Perwuchin Sturm: Sergei Makarow (1), Igor Larionow, Wladimir Krutow, Alexander Gerassimow (1), Sergei Schepelew (2), Andrei Chomutow, Nikolai Drosdezki (3), Wiktor Tjumenew, Alexander Koschewnikow (1), Alexander Skworzow (1), Wladimir Kowin (2), Michail Wassiljew (1) Trainer / Assistent: Wiktor Tichonow / Wladimir Jursinow |
| Nr. 660 9. Feb. 1984   | 5:1 (4:0, 1:1, 0:0) | 0 Italien | * | 0Sarajevo, YUG | 0OS 1984 | |
| Aufstellung            | Tor: Wladimir Myschkin Verteidigung: Alexei Kassatonow, Wjatscheslaw Fetissow, Sinetula Biljaletdinow (1), Wassili Perwuchin, Sergei Starikow, Igor Stelnow Sturm: Sergei Makarow (1), Nikolai Drosdezki (2), Wladimir Krutow, Alexander Gerassimow, Sergei Schepelew, Andrei Chomutow, Alexander Skworzow, Wladimir Kowin, Michail Wassiljew (1), Wiktor Tjumenew, Alexander Koschewnikow Trainer / Assistent: Wiktor Tichonow / Wladimir Jursinow | Tor: Wladimir Myschkin Verteidigung: Alexei Kassatonow, Wjatscheslaw Fetissow, Sinetula Biljaletdinow (1), Wassili Perwuchin, Sergei Starikow, Igor Stelnow Sturm: Sergei Makarow (1), Nikolai Drosdezki (2), Wladimir Krutow, Alexander Gerassimow, Sergei Schepelew, Andrei Chomutow, Alexander Skworzow, Wladimir Kowin, Michail Wassiljew (1), Wiktor Tjumenew, Alexander Koschewnikow Trainer / Assistent: Wiktor Tichonow / Wladimir Jursinow | Tor: Wladimir Myschkin Verteidigung: Alexei Kassatonow, Wjatscheslaw Fetissow, Sinetula Biljaletdinow (1), Wassili Perwuchin, Sergei Starikow, Igor Stelnow Sturm: Sergei Makarow (1), Nikolai Drosdezki (2), Wladimir Krutow, Alexander Gerassimow, Sergei Schepelew, Andrei Chomutow, Alexander Skworzow, Wladimir Kowin, Michail Wassiljew (1), Wiktor Tjumenew, Alexander Koschewnikow Trainer / Assistent: Wiktor Tichonow / Wladimir Jursinow | Tor: Wladimir Myschkin Verteidigung: Alexei Kassatonow, Wjatscheslaw Fetissow, Sinetula Biljaletdinow (1), Wassili Perwuchin, Sergei Starikow, Igor Stelnow Sturm: Sergei Makarow (1), Nikolai Drosdezki (2), Wladimir Krutow, Alexander Gerassimow, Sergei Schepelew, Andrei Chomutow, Alexander Skworzow, Wladimir Kowin, Michail Wassiljew (1), Wiktor Tjumenew, Alexander Koschewnikow Trainer / Assistent: Wiktor Tichonow / Wladimir Jursinow | Tor: Wladimir Myschkin Verteidigung: Alexei Kassatonow, Wjatscheslaw Fetissow, Sinetula Biljaletdinow (1), Wassili Perwuchin, Sergei Starikow, Igor Stelnow Sturm: Sergei Makarow (1), Nikolai Drosdezki (2), Wladimir Krutow, Alexander Gerassimow, Sergei Schepelew, Andrei Chomutow, Alexander Skworzow, Wladimir Kowin, Michail Wassiljew (1), Wiktor Tjumenew, Alexander Koschewnikow Trainer / Assistent: Wiktor Tichonow / Wladimir Jursinow | Tor: Wladimir Myschkin Verteidigung: Alexei Kassatonow, Wjatscheslaw Fetissow, Sinetula Biljaletdinow (1), Wassili Perwuchin, Sergei Starikow, Igor Stelnow Sturm: Sergei Makarow (1), Nikolai Drosdezki (2), Wladimir Krutow, Alexander Gerassimow, Sergei Schepelew, Andrei Chomutow, Alexander Skworzow, Wladimir Kowin, Michail Wassiljew (1), Wiktor Tjumenew, Alexander Koschewnikow Trainer / Assistent: Wiktor Tichonow / Wladimir Jursinow |
| Nr. 661 11. Feb. 1984  | 9:1 (4:0, 1:1, 4:0) | 0 Jugoslawien | A | 0Sarajevo, YUG | 0OS 1984 | |
| Aufstellung            | Tor: Wladislaw Tretjak Verteidigung: Alexei Kassatonow (1), Wjatscheslaw Fetissow (1), Sinetula Biljaletdinow, Wassili Perwuchin, Sergei Starikow, Igor Stelnow Sturm: Sergei Makarow, Igor Larionow (1), Wladimir Krutow (1), Alexander Gerassimow, Sergei Schepelew, Andrei Chomutow (2), Alexander Skworzow (1), Wladimir Kowin (1), Michail Wassiljew (1), Nikolai Drosdezki, Wiktor Tjumenew, Alexander Koschewnikow Trainer / Assistent: Wiktor Tichonow / Wladimir Jursinow | Tor: Wladislaw Tretjak Verteidigung: Alexei Kassatonow (1), Wjatscheslaw Fetissow (1), Sinetula Biljaletdinow, Wassili Perwuchin, Sergei Starikow, Igor Stelnow Sturm: Sergei Makarow, Igor Larionow (1), Wladimir Krutow (1), Alexander Gerassimow, Sergei Schepelew, Andrei Chomutow (2), Alexander Skworzow (1), Wladimir Kowin (1), Michail Wassiljew (1), Nikolai Drosdezki, Wiktor Tjumenew, Alexander Koschewnikow Trainer / Assistent: Wiktor Tichonow / Wladimir Jursinow | Tor: Wladislaw Tretjak Verteidigung: Alexei Kassatonow (1), Wjatscheslaw Fetissow (1), Sinetula Biljaletdinow, Wassili Perwuchin, Sergei Starikow, Igor Stelnow Sturm: Sergei Makarow, Igor Larionow (1), Wladimir Krutow (1), Alexander Gerassimow, Sergei Schepelew, Andrei Chomutow (2), Alexander Skworzow (1), Wladimir Kowin (1), Michail Wassiljew (1), Nikolai Drosdezki, Wiktor Tjumenew, Alexander Koschewnikow Trainer / Assistent: Wiktor Tichonow / Wladimir Jursinow | Tor: Wladislaw Tretjak Verteidigung: Alexei Kassatonow (1), Wjatscheslaw Fetissow (1), Sinetula Biljaletdinow, Wassili Perwuchin, Sergei Starikow, Igor Stelnow Sturm: Sergei Makarow, Igor Larionow (1), Wladimir Krutow (1), Alexander Gerassimow, Sergei Schepelew, Andrei Chomutow (2), Alexander Skworzow (1), Wladimir Kowin (1), Michail Wassiljew (1), Nikolai Drosdezki, Wiktor Tjumenew, Alexander Koschewnikow Trainer / Assistent: Wiktor Tichonow / Wladimir Jursinow | Tor: Wladislaw Tretjak Verteidigung: Alexei Kassatonow (1), Wjatscheslaw Fetissow (1), Sinetula Biljaletdinow, Wassili Perwuchin, Sergei Starikow, Igor Stelnow Sturm: Sergei Makarow, Igor Larionow (1), Wladimir Krutow (1), Alexander Gerassimow, Sergei Schepelew, Andrei Chomutow (2), Alexander Skworzow (1), Wladimir Kowin (1), Michail Wassiljew (1), Nikolai Drosdezki, Wiktor Tjumenew, Alexander Koschewnikow Trainer / Assistent: Wiktor Tichonow / Wladimir Jursinow | Tor: Wladislaw Tretjak Verteidigung: Alexei Kassatonow (1), Wjatscheslaw Fetissow (1), Sinetula Biljaletdinow, Wassili Perwuchin, Sergei Starikow, Igor Stelnow Sturm: Sergei Makarow, Igor Larionow (1), Wladimir Krutow (1), Alexander Gerassimow, Sergei Schepelew, Andrei Chomutow (2), Alexander Skworzow (1), Wladimir Kowin (1), Michail Wassiljew (1), Nikolai Drosdezki, Wiktor Tjumenew, Alexander Koschewnikow Trainer / Assistent: Wiktor Tichonow / Wladimir Jursinow |
| Nr. 662 13. Feb. 1984  | 6:1 (4:1, 2:0, 0:0) | 0 BR Deutschland | * | 0Sarajevo, YUG | 0OS 1984 | |
| Aufstellung            | Tor: Wladislaw Tretjak Verteidigung: Alexei Kassatonow (1), Wjatscheslaw Fetissow, Sinetula Biljaletdinow, Wassili Perwuchin, Sergei Starikow, Igor Stelnow Sturm: Sergei Makarow (1), Igor Larionow, Wladimir Krutow (1), Alexander Gerassimow, Sergei Schepelew, Andrei Chomutow, Alexander Skworzow, Wladimir Kowin (1), Michail Wassiljew, Nikolai Drosdezki (2), Alexander Koschewnikow Trainer / Assistent: Wiktor Tichonow / Wladimir Jursinow | Tor: Wladislaw Tretjak Verteidigung: Alexei Kassatonow (1), Wjatscheslaw Fetissow, Sinetula Biljaletdinow, Wassili Perwuchin, Sergei Starikow, Igor Stelnow Sturm: Sergei Makarow (1), Igor Larionow, Wladimir Krutow (1), Alexander Gerassimow, Sergei Schepelew, Andrei Chomutow, Alexander Skworzow, Wladimir Kowin (1), Michail Wassiljew, Nikolai Drosdezki (2), Alexander Koschewnikow Trainer / Assistent: Wiktor Tichonow / Wladimir Jursinow | Tor: Wladislaw Tretjak Verteidigung: Alexei Kassatonow (1), Wjatscheslaw Fetissow, Sinetula Biljaletdinow, Wassili Perwuchin, Sergei Starikow, Igor Stelnow Sturm: Sergei Makarow (1), Igor Larionow, Wladimir Krutow (1), Alexander Gerassimow, Sergei Schepelew, Andrei Chomutow, Alexander Skworzow, Wladimir Kowin (1), Michail Wassiljew, Nikolai Drosdezki (2), Alexander Koschewnikow Trainer / Assistent: Wiktor Tichonow / Wladimir Jursinow | Tor: Wladislaw Tretjak Verteidigung: Alexei Kassatonow (1), Wjatscheslaw Fetissow, Sinetula Biljaletdinow, Wassili Perwuchin, Sergei Starikow, Igor Stelnow Sturm: Sergei Makarow (1), Igor Larionow, Wladimir Krutow (1), Alexander Gerassimow, Sergei Schepelew, Andrei Chomutow, Alexander Skworzow, Wladimir Kowin (1), Michail Wassiljew, Nikolai Drosdezki (2), Alexander Koschewnikow Trainer / Assistent: Wiktor Tichonow / Wladimir Jursinow | Tor: Wladislaw Tretjak Verteidigung: Alexei Kassatonow (1), Wjatscheslaw Fetissow, Sinetula Biljaletdinow, Wassili Perwuchin, Sergei Starikow, Igor Stelnow Sturm: Sergei Makarow (1), Igor Larionow, Wladimir Krutow (1), Alexander Gerassimow, Sergei Schepelew, Andrei Chomutow, Alexander Skworzow, Wladimir Kowin (1), Michail Wassiljew, Nikolai Drosdezki (2), Alexander Koschewnikow Trainer / Assistent: Wiktor Tichonow / Wladimir Jursinow | Tor: Wladislaw Tretjak Verteidigung: Alexei Kassatonow (1), Wjatscheslaw Fetissow, Sinetula Biljaletdinow, Wassili Perwuchin, Sergei Starikow, Igor Stelnow Sturm: Sergei Makarow (1), Igor Larionow, Wladimir Krutow (1), Alexander Gerassimow, Sergei Schepelew, Andrei Chomutow, Alexander Skworzow, Wladimir Kowin (1), Michail Wassiljew, Nikolai Drosdezki (2), Alexander Koschewnikow Trainer / Assistent: Wiktor Tichonow / Wladimir Jursinow |
| Nr. 663 15. Feb. 1984  | 10:1 (5:0, 4:0, 1:1) | 0 Schweden | * | 0Sarajevo, YUG | 0OS 1984 | |
| Aufstellung            | Tor: Wladislaw Tretjak Verteidigung: Alexei Kassatonow (1), Wjatscheslaw Fetissow (2), Sinetula Biljaletdinow, Wassili Perwuchin, Sergei Starikow (1), Igor Stelnow Sturm: Sergei Makarow, Igor Larionow, Wladimir Krutow (1), Nikolai Drosdezki (2), Wiktor Tjumenew, Alexander Koschewnikow (1), Alexander Gerassimow (1), Sergei Schepelew, Andrei Chomutow, Alexander Skworzow (1), Wladimir Kowin, Michail Wassiljew Trainer / Assistent: Wiktor Tichonow / Wladimir Jursinow | Tor: Wladislaw Tretjak Verteidigung: Alexei Kassatonow (1), Wjatscheslaw Fetissow (2), Sinetula Biljaletdinow, Wassili Perwuchin, Sergei Starikow (1), Igor Stelnow Sturm: Sergei Makarow, Igor Larionow, Wladimir Krutow (1), Nikolai Drosdezki (2), Wiktor Tjumenew, Alexander Koschewnikow (1), Alexander Gerassimow (1), Sergei Schepelew, Andrei Chomutow, Alexander Skworzow (1), Wladimir Kowin, Michail Wassiljew Trainer / Assistent: Wiktor Tichonow / Wladimir Jursinow | Tor: Wladislaw Tretjak Verteidigung: Alexei Kassatonow (1), Wjatscheslaw Fetissow (2), Sinetula Biljaletdinow, Wassili Perwuchin, Sergei Starikow (1), Igor Stelnow Sturm: Sergei Makarow, Igor Larionow, Wladimir Krutow (1), Nikolai Drosdezki (2), Wiktor Tjumenew, Alexander Koschewnikow (1), Alexander Gerassimow (1), Sergei Schepelew, Andrei Chomutow, Alexander Skworzow (1), Wladimir Kowin, Michail Wassiljew Trainer / Assistent: Wiktor Tichonow / Wladimir Jursinow | Tor: Wladislaw Tretjak Verteidigung: Alexei Kassatonow (1), Wjatscheslaw Fetissow (2), Sinetula Biljaletdinow, Wassili Perwuchin, Sergei Starikow (1), Igor Stelnow Sturm: Sergei Makarow, Igor Larionow, Wladimir Krutow (1), Nikolai Drosdezki (2), Wiktor Tjumenew, Alexander Koschewnikow (1), Alexander Gerassimow (1), Sergei Schepelew, Andrei Chomutow, Alexander Skworzow (1), Wladimir Kowin, Michail Wassiljew Trainer / Assistent: Wiktor Tichonow / Wladimir Jursinow | Tor: Wladislaw Tretjak Verteidigung: Alexei Kassatonow (1), Wjatscheslaw Fetissow (2), Sinetula Biljaletdinow, Wassili Perwuchin, Sergei Starikow (1), Igor Stelnow Sturm: Sergei Makarow, Igor Larionow, Wladimir Krutow (1), Nikolai Drosdezki (2), Wiktor Tjumenew, Alexander Koschewnikow (1), Alexander Gerassimow (1), Sergei Schepelew, Andrei Chomutow, Alexander Skworzow (1), Wladimir Kowin, Michail Wassiljew Trainer / Assistent: Wiktor Tichonow / Wladimir Jursinow | Tor: Wladislaw Tretjak Verteidigung: Alexei Kassatonow (1), Wjatscheslaw Fetissow (2), Sinetula Biljaletdinow, Wassili Perwuchin, Sergei Starikow (1), Igor Stelnow Sturm: Sergei Makarow, Igor Larionow, Wladimir Krutow (1), Nikolai Drosdezki (2), Wiktor Tjumenew, Alexander Koschewnikow (1), Alexander Gerassimow (1), Sergei Schepelew, Andrei Chomutow, Alexander Skworzow (1), Wladimir Kowin, Michail Wassiljew Trainer / Assistent: Wiktor Tichonow / Wladimir Jursinow |
| Nr. 664 17. Feb. 1984  | 4:0 (0:0, 2:0, 2:0) | 0 Kanada | * | 0Sarajevo, YUG | 0OS 1984 | |
| Aufstellung            | Tor: Wladislaw Tretjak Verteidigung: Alexei Kassatonow, Wjatscheslaw Fetissow, Sergei Starikow (1), Igor Stelnow, Sinetula Biljaletdinow, Wassili Perwuchin Sturm: Sergei Makarow, Igor Larionow, Wladimir Krutow, Alexander Gerassimow, Sergei Schepelew, Andrei Chomutow, Nikolai Drosdezki (1), Wiktor Tjumenew, Alexander Koschewnikow (1), Alexander Skworzow (1), Wladimir Kowin (1), Michail Wassiljew Trainer / Assistent: Wiktor Tichonow / Wladimir Jursinow | Tor: Wladislaw Tretjak Verteidigung: Alexei Kassatonow, Wjatscheslaw Fetissow, Sergei Starikow (1), Igor Stelnow, Sinetula Biljaletdinow, Wassili Perwuchin Sturm: Sergei Makarow, Igor Larionow, Wladimir Krutow, Alexander Gerassimow, Sergei Schepelew, Andrei Chomutow, Nikolai Drosdezki (1), Wiktor Tjumenew, Alexander Koschewnikow (1), Alexander Skworzow (1), Wladimir Kowin (1), Michail Wassiljew Trainer / Assistent: Wiktor Tichonow / Wladimir Jursinow | Tor: Wladislaw Tretjak Verteidigung: Alexei Kassatonow, Wjatscheslaw Fetissow, Sergei Starikow (1), Igor Stelnow, Sinetula Biljaletdinow, Wassili Perwuchin Sturm: Sergei Makarow, Igor Larionow, Wladimir Krutow, Alexander Gerassimow, Sergei Schepelew, Andrei Chomutow, Nikolai Drosdezki (1), Wiktor Tjumenew, Alexander Koschewnikow (1), Alexander Skworzow (1), Wladimir Kowin (1), Michail Wassiljew Trainer / Assistent: Wiktor Tichonow / Wladimir Jursinow | Tor: Wladislaw Tretjak Verteidigung: Alexei Kassatonow, Wjatscheslaw Fetissow, Sergei Starikow (1), Igor Stelnow, Sinetula Biljaletdinow, Wassili Perwuchin Sturm: Sergei Makarow, Igor Larionow, Wladimir Krutow, Alexander Gerassimow, Sergei Schepelew, Andrei Chomutow, Nikolai Drosdezki (1), Wiktor Tjumenew, Alexander Koschewnikow (1), Alexander Skworzow (1), Wladimir Kowin (1), Michail Wassiljew Trainer / Assistent: Wiktor Tichonow / Wladimir Jursinow | Tor: Wladislaw Tretjak Verteidigung: Alexei Kassatonow, Wjatscheslaw Fetissow, Sergei Starikow (1), Igor Stelnow, Sinetula Biljaletdinow, Wassili Perwuchin Sturm: Sergei Makarow, Igor Larionow, Wladimir Krutow, Alexander Gerassimow, Sergei Schepelew, Andrei Chomutow, Nikolai Drosdezki (1), Wiktor Tjumenew, Alexander Koschewnikow (1), Alexander Skworzow (1), Wladimir Kowin (1), Michail Wassiljew Trainer / Assistent: Wiktor Tichonow / Wladimir Jursinow | Tor: Wladislaw Tretjak Verteidigung: Alexei Kassatonow, Wjatscheslaw Fetissow, Sergei Starikow (1), Igor Stelnow, Sinetula Biljaletdinow, Wassili Perwuchin Sturm: Sergei Makarow, Igor Larionow, Wladimir Krutow, Alexander Gerassimow, Sergei Schepelew, Andrei Chomutow, Nikolai Drosdezki (1), Wiktor Tjumenew, Alexander Koschewnikow (1), Alexander Skworzow (1), Wladimir Kowin (1), Michail Wassiljew Trainer / Assistent: Wiktor Tichonow / Wladimir Jursinow |
| Nr. 665 19. Feb. 1984  | 2:0 (1:0, 1:0, 0:0) | 0 Tschechoslowakei | * | 0Sarajevo, YUG | 0OS 1984 | 06. Olympiasieg |
| Aufstellung            | Tor: Wladislaw Tretjak Verteidigung: Alexei Kassatonow, Wjatscheslaw Fetissow, Sergei Starikow, Igor Stelnow, Sinetula Biljaletdinow, Wassili Perwuchin Sturm: Sergei Makarow, Igor Larionow, Wladimir Krutow (1), Alexander Skworzow, Wladimir Kowin, Michail Wassiljew, Nikolai Drosdezki, Wiktor Tjumenew, Alexander Koschewnikow (1), Alexander Gerassimow, Sergei Schepelew, Andrei Chomutow Trainer / Assistent: Wiktor Tichonow / Wladimir Jursinow | Tor: Wladislaw Tretjak Verteidigung: Alexei Kassatonow, Wjatscheslaw Fetissow, Sergei Starikow, Igor Stelnow, Sinetula Biljaletdinow, Wassili Perwuchin Sturm: Sergei Makarow, Igor Larionow, Wladimir Krutow (1), Alexander Skworzow, Wladimir Kowin, Michail Wassiljew, Nikolai Drosdezki, Wiktor Tjumenew, Alexander Koschewnikow (1), Alexander Gerassimow, Sergei Schepelew, Andrei Chomutow Trainer / Assistent: Wiktor Tichonow / Wladimir Jursinow | Tor: Wladislaw Tretjak Verteidigung: Alexei Kassatonow, Wjatscheslaw Fetissow, Sergei Starikow, Igor Stelnow, Sinetula Biljaletdinow, Wassili Perwuchin Sturm: Sergei Makarow, Igor Larionow, Wladimir Krutow (1), Alexander Skworzow, Wladimir Kowin, Michail Wassiljew, Nikolai Drosdezki, Wiktor Tjumenew, Alexander Koschewnikow (1), Alexander Gerassimow, Sergei Schepelew, Andrei Chomutow Trainer / Assistent: Wiktor Tichonow / Wladimir Jursinow | Tor: Wladislaw Tretjak Verteidigung: Alexei Kassatonow, Wjatscheslaw Fetissow, Sergei Starikow, Igor Stelnow, Sinetula Biljaletdinow, Wassili Perwuchin Sturm: Sergei Makarow, Igor Larionow, Wladimir Krutow (1), Alexander Skworzow, Wladimir Kowin, Michail Wassiljew, Nikolai Drosdezki, Wiktor Tjumenew, Alexander Koschewnikow (1), Alexander Gerassimow, Sergei Schepelew, Andrei Chomutow Trainer / Assistent: Wiktor Tichonow / Wladimir Jursinow | Tor: Wladislaw Tretjak Verteidigung: Alexei Kassatonow, Wjatscheslaw Fetissow, Sergei Starikow, Igor Stelnow, Sinetula Biljaletdinow, Wassili Perwuchin Sturm: Sergei Makarow, Igor Larionow, Wladimir Krutow (1), Alexander Skworzow, Wladimir Kowin, Michail Wassiljew, Nikolai Drosdezki, Wiktor Tjumenew, Alexander Koschewnikow (1), Alexander Gerassimow, Sergei Schepelew, Andrei Chomutow Trainer / Assistent: Wiktor Tichonow / Wladimir Jursinow | Tor: Wladislaw Tretjak Verteidigung: Alexei Kassatonow, Wjatscheslaw Fetissow, Sergei Starikow, Igor Stelnow, Sinetula Biljaletdinow, Wassili Perwuchin Sturm: Sergei Makarow, Igor Larionow, Wladimir Krutow (1), Alexander Skworzow, Wladimir Kowin, Michail Wassiljew, Nikolai Drosdezki, Wiktor Tjumenew, Alexander Koschewnikow (1), Alexander Gerassimow, Sergei Schepelew, Andrei Chomutow Trainer / Assistent: Wiktor Tichonow / Wladimir Jursinow |
| Nr. 666 9. April 1984  | 8:2 (3:2, 1:0, 4:0) | 0 Finnland | A | 0Göteborg, SWE | 0Schweden Cup | |
| Aufstellung            | Tor: Wladimir Myschkin Verteidigung: Alexei Kassatonow (1), Wjatscheslaw Fetissow, Sinetula Biljaletdinow, Wassili Perwuchin, Sergei Starikow, Igor Stelnow, Alexei Gussarow, Wladimir Tjurikow Sturm: Sergei Makarow, Igor Larionow (2), Wladimir Krutow, Sergei Swetlow (2), Anatoli Semjonow, Wiktor Schluktow, Nikolai Drosdezki (2), Sergei Nemtschinow, Andrei Chomutow (1), Igor Boldin, Wiktor Tjumenew, Alexander Koschewnikow Trainer / Assistent: Wiktor Tichonow / Wladimir Jursinow                                                                                               | Tor: Wladimir Myschkin Verteidigung: Alexei Kassatonow (1), Wjatscheslaw Fetissow, Sinetula Biljaletdinow, Wassili Perwuchin, Sergei Starikow, Igor Stelnow, Alexei Gussarow, Wladimir Tjurikow Sturm: Sergei Makarow, Igor Larionow (2), Wladimir Krutow, Sergei Swetlow (2), Anatoli Semjonow, Wiktor Schluktow, Nikolai Drosdezki (2), Sergei Nemtschinow, Andrei Chomutow (1), Igor Boldin, Wiktor Tjumenew, Alexander Koschewnikow Trainer / Assistent: Wiktor Tichonow / Wladimir Jursinow                                                                                               | Tor: Wladimir Myschkin Verteidigung: Alexei Kassatonow (1), Wjatscheslaw Fetissow, Sinetula Biljaletdinow, Wassili Perwuchin, Sergei Starikow, Igor Stelnow, Alexei Gussarow, Wladimir Tjurikow Sturm: Sergei Makarow, Igor Larionow (2), Wladimir Krutow, Sergei Swetlow (2), Anatoli Semjonow, Wiktor Schluktow, Nikolai Drosdezki (2), Sergei Nemtschinow, Andrei Chomutow (1), Igor Boldin, Wiktor Tjumenew, Alexander Koschewnikow Trainer / Assistent: Wiktor Tichonow / Wladimir Jursinow                                                                                               | Tor: Wladimir Myschkin Verteidigung: Alexei Kassatonow (1), Wjatscheslaw Fetissow, Sinetula Biljaletdinow, Wassili Perwuchin, Sergei Starikow, Igor Stelnow, Alexei Gussarow, Wladimir Tjurikow Sturm: Sergei Makarow, Igor Larionow (2), Wladimir Krutow, Sergei Swetlow (2), Anatoli Semjonow, Wiktor Schluktow, Nikolai Drosdezki (2), Sergei Nemtschinow, Andrei Chomutow (1), Igor Boldin, Wiktor Tjumenew, Alexander Koschewnikow Trainer / Assistent: Wiktor Tichonow / Wladimir Jursinow                                                                                               | Tor: Wladimir Myschkin Verteidigung: Alexei Kassatonow (1), Wjatscheslaw Fetissow, Sinetula Biljaletdinow, Wassili Perwuchin, Sergei Starikow, Igor Stelnow, Alexei Gussarow, Wladimir Tjurikow Sturm: Sergei Makarow, Igor Larionow (2), Wladimir Krutow, Sergei Swetlow (2), Anatoli Semjonow, Wiktor Schluktow, Nikolai Drosdezki (2), Sergei Nemtschinow, Andrei Chomutow (1), Igor Boldin, Wiktor Tjumenew, Alexander Koschewnikow Trainer / Assistent: Wiktor Tichonow / Wladimir Jursinow                                                                                               | Tor: Wladimir Myschkin Verteidigung: Alexei Kassatonow (1), Wjatscheslaw Fetissow, Sinetula Biljaletdinow, Wassili Perwuchin, Sergei Starikow, Igor Stelnow, Alexei Gussarow, Wladimir Tjurikow Sturm: Sergei Makarow, Igor Larionow (2), Wladimir Krutow, Sergei Swetlow (2), Anatoli Semjonow, Wiktor Schluktow, Nikolai Drosdezki (2), Sergei Nemtschinow, Andrei Chomutow (1), Igor Boldin, Wiktor Tjumenew, Alexander Koschewnikow Trainer / Assistent: Wiktor Tichonow / Wladimir Jursinow                                                                                               |
| Nr. 667 10. April 1984 | 10:1 (3:1, 2:0, 5:0) | 0 Schweden | A | 0Göteborg, SWE | 0Schweden Cup | |
| Aufstellung            | Tor: Wladislaw Tretjak Verteidigung: Alexei Kassatonow, Wjatscheslaw Fetissow (1), Sinetula Biljaletdinow (1), Wassili Perwuchin (1), Sergei Starikow, Igor Stelnow, Alexei Gussarow, Wladimir Tjurikow Sturm: Sergei Makarow, Igor Larionow (1), Wladimir Krutow, Sergei Swetlow (2), Anatoli Semjonow, Wladimir Kowin (1), Nikolai Drosdezki, Sergei Nemtschinow, Michail Wassiljew, Igor Boldin, Wiktor Tjumenew (1), Alexander Koschewnikow (2) Trainer / Assistent: Wiktor Tichonow / Wladimir Jursinow                                                                                   | Tor: Wladislaw Tretjak Verteidigung: Alexei Kassatonow, Wjatscheslaw Fetissow (1), Sinetula Biljaletdinow (1), Wassili Perwuchin (1), Sergei Starikow, Igor Stelnow, Alexei Gussarow, Wladimir Tjurikow Sturm: Sergei Makarow, Igor Larionow (1), Wladimir Krutow, Sergei Swetlow (2), Anatoli Semjonow, Wladimir Kowin (1), Nikolai Drosdezki, Sergei Nemtschinow, Michail Wassiljew, Igor Boldin, Wiktor Tjumenew (1), Alexander Koschewnikow (2) Trainer / Assistent: Wiktor Tichonow / Wladimir Jursinow                                                                                   | Tor: Wladislaw Tretjak Verteidigung: Alexei Kassatonow, Wjatscheslaw Fetissow (1), Sinetula Biljaletdinow (1), Wassili Perwuchin (1), Sergei Starikow, Igor Stelnow, Alexei Gussarow, Wladimir Tjurikow Sturm: Sergei Makarow, Igor Larionow (1), Wladimir Krutow, Sergei Swetlow (2), Anatoli Semjonow, Wladimir Kowin (1), Nikolai Drosdezki, Sergei Nemtschinow, Michail Wassiljew, Igor Boldin, Wiktor Tjumenew (1), Alexander Koschewnikow (2) Trainer / Assistent: Wiktor Tichonow / Wladimir Jursinow                                                                                   | Tor: Wladislaw Tretjak Verteidigung: Alexei Kassatonow, Wjatscheslaw Fetissow (1), Sinetula Biljaletdinow (1), Wassili Perwuchin (1), Sergei Starikow, Igor Stelnow, Alexei Gussarow, Wladimir Tjurikow Sturm: Sergei Makarow, Igor Larionow (1), Wladimir Krutow, Sergei Swetlow (2), Anatoli Semjonow, Wladimir Kowin (1), Nikolai Drosdezki, Sergei Nemtschinow, Michail Wassiljew, Igor Boldin, Wiktor Tjumenew (1), Alexander Koschewnikow (2) Trainer / Assistent: Wiktor Tichonow / Wladimir Jursinow                                                                                   | Tor: Wladislaw Tretjak Verteidigung: Alexei Kassatonow, Wjatscheslaw Fetissow (1), Sinetula Biljaletdinow (1), Wassili Perwuchin (1), Sergei Starikow, Igor Stelnow, Alexei Gussarow, Wladimir Tjurikow Sturm: Sergei Makarow, Igor Larionow (1), Wladimir Krutow, Sergei Swetlow (2), Anatoli Semjonow, Wladimir Kowin (1), Nikolai Drosdezki, Sergei Nemtschinow, Michail Wassiljew, Igor Boldin, Wiktor Tjumenew (1), Alexander Koschewnikow (2) Trainer / Assistent: Wiktor Tichonow / Wladimir Jursinow                                                                                   | Tor: Wladislaw Tretjak Verteidigung: Alexei Kassatonow, Wjatscheslaw Fetissow (1), Sinetula Biljaletdinow (1), Wassili Perwuchin (1), Sergei Starikow, Igor Stelnow, Alexei Gussarow, Wladimir Tjurikow Sturm: Sergei Makarow, Igor Larionow (1), Wladimir Krutow, Sergei Swetlow (2), Anatoli Semjonow, Wladimir Kowin (1), Nikolai Drosdezki, Sergei Nemtschinow, Michail Wassiljew, Igor Boldin, Wiktor Tjumenew (1), Alexander Koschewnikow (2) Trainer / Assistent: Wiktor Tichonow / Wladimir Jursinow                                                                                   |
| Nr. 668 12. April 1984 | 2:7 (1:2, 0:2, 1:3) | 0 Tschechoslowakei | * | 0Karlstad, SWE | 0Schweden Cup | |
| Aufstellung            | Tor: Wladislaw Tretjak Verteidigung: Alexei Kassatonow, Wjatscheslaw Fetissow, Sinetula Biljaletdinow, Wassili Perwuchin, Sergei Starikow, Igor Stelnow, Alexei Gussarow, Wladimir Tjurikow Sturm: Sergei Makarow, Igor Larionow, Wladimir Krutow, Sergei Swetlow, Anatoli Semjonow, Michail Wassiljew, Nikolai Drosdezki, Sergei Nemtschinow, Andrei Chomutow, Igor Boldin, Wiktor Tjumenew, Alexander Koschewnikow (2) Trainer / Assistent: Wiktor Tichonow / Wladimir Jursinow | Tor: Wladislaw Tretjak Verteidigung: Alexei Kassatonow, Wjatscheslaw Fetissow, Sinetula Biljaletdinow, Wassili Perwuchin, Sergei Starikow, Igor Stelnow, Alexei Gussarow, Wladimir Tjurikow Sturm: Sergei Makarow, Igor Larionow, Wladimir Krutow, Sergei Swetlow, Anatoli Semjonow, Michail Wassiljew, Nikolai Drosdezki, Sergei Nemtschinow, Andrei Chomutow, Igor Boldin, Wiktor Tjumenew, Alexander Koschewnikow (2) Trainer / Assistent: Wiktor Tichonow / Wladimir Jursinow | Tor: Wladislaw Tretjak Verteidigung: Alexei Kassatonow, Wjatscheslaw Fetissow, Sinetula Biljaletdinow, Wassili Perwuchin, Sergei Starikow, Igor Stelnow, Alexei Gussarow, Wladimir Tjurikow Sturm: Sergei Makarow, Igor Larionow, Wladimir Krutow, Sergei Swetlow, Anatoli Semjonow, Michail Wassiljew, Nikolai Drosdezki, Sergei Nemtschinow, Andrei Chomutow, Igor Boldin, Wiktor Tjumenew, Alexander Koschewnikow (2) Trainer / Assistent: Wiktor Tichonow / Wladimir Jursinow | Tor: Wladislaw Tretjak Verteidigung: Alexei Kassatonow, Wjatscheslaw Fetissow, Sinetula Biljaletdinow, Wassili Perwuchin, Sergei Starikow, Igor Stelnow, Alexei Gussarow, Wladimir Tjurikow Sturm: Sergei Makarow, Igor Larionow, Wladimir Krutow, Sergei Swetlow, Anatoli Semjonow, Michail Wassiljew, Nikolai Drosdezki, Sergei Nemtschinow, Andrei Chomutow, Igor Boldin, Wiktor Tjumenew, Alexander Koschewnikow (2) Trainer / Assistent: Wiktor Tichonow / Wladimir Jursinow | Tor: Wladislaw Tretjak Verteidigung: Alexei Kassatonow, Wjatscheslaw Fetissow, Sinetula Biljaletdinow, Wassili Perwuchin, Sergei Starikow, Igor Stelnow, Alexei Gussarow, Wladimir Tjurikow Sturm: Sergei Makarow, Igor Larionow, Wladimir Krutow, Sergei Swetlow, Anatoli Semjonow, Michail Wassiljew, Nikolai Drosdezki, Sergei Nemtschinow, Andrei Chomutow, Igor Boldin, Wiktor Tjumenew, Alexander Koschewnikow (2) Trainer / Assistent: Wiktor Tichonow / Wladimir Jursinow | Tor: Wladislaw Tretjak Verteidigung: Alexei Kassatonow, Wjatscheslaw Fetissow, Sinetula Biljaletdinow, Wassili Perwuchin, Sergei Starikow, Igor Stelnow, Alexei Gussarow, Wladimir Tjurikow Sturm: Sergei Makarow, Igor Larionow, Wladimir Krutow, Sergei Swetlow, Anatoli Semjonow, Michail Wassiljew, Nikolai Drosdezki, Sergei Nemtschinow, Andrei Chomutow, Igor Boldin, Wiktor Tjumenew, Alexander Koschewnikow (2) Trainer / Assistent: Wiktor Tichonow / Wladimir Jursinow |
| Nr. 669 13. April 1984 | 7:3 (3:2, 1:1, 3:0). | 0 Schweden | A | 0Karlstad, SWE | 0Freundschaftsspiel | |
| Aufstellung            | Tor: Wladimir Myschkin Verteidigung: Sinetula Biljaletdinow, Wassili Perwuchin, Sergei Starikow (1), Igor Stelnow, Alexei Gussarow, Wladimir Tjurikow, Alexei Kassatonow (1) Sturm: Sergei Makarow (2), Igor Larionow, Wladimir Krutow, Sergei Swetlow, Anatoli Semjonow (1), Wladimir Kowin, Igor Boldin, Wiktor Schluktow, Alexander Koschewnikow, Nikolai Drosdezki (1), Sergei Nemtschinow, Andrei Chomutow (1), Michail Wassiljew Trainer / Assistent: Wiktor Tichonow / Wladimir Jursinow                                                                                                | Tor: Wladimir Myschkin Verteidigung: Sinetula Biljaletdinow, Wassili Perwuchin, Sergei Starikow (1), Igor Stelnow, Alexei Gussarow, Wladimir Tjurikow, Alexei Kassatonow (1) Sturm: Sergei Makarow (2), Igor Larionow, Wladimir Krutow, Sergei Swetlow, Anatoli Semjonow (1), Wladimir Kowin, Igor Boldin, Wiktor Schluktow, Alexander Koschewnikow, Nikolai Drosdezki (1), Sergei Nemtschinow, Andrei Chomutow (1), Michail Wassiljew Trainer / Assistent: Wiktor Tichonow / Wladimir Jursinow                                                                                                | Tor: Wladimir Myschkin Verteidigung: Sinetula Biljaletdinow, Wassili Perwuchin, Sergei Starikow (1), Igor Stelnow, Alexei Gussarow, Wladimir Tjurikow, Alexei Kassatonow (1) Sturm: Sergei Makarow (2), Igor Larionow, Wladimir Krutow, Sergei Swetlow, Anatoli Semjonow (1), Wladimir Kowin, Igor Boldin, Wiktor Schluktow, Alexander Koschewnikow, Nikolai Drosdezki (1), Sergei Nemtschinow, Andrei Chomutow (1), Michail Wassiljew Trainer / Assistent: Wiktor Tichonow / Wladimir Jursinow                                                                                                | Tor: Wladimir Myschkin Verteidigung: Sinetula Biljaletdinow, Wassili Perwuchin, Sergei Starikow (1), Igor Stelnow, Alexei Gussarow, Wladimir Tjurikow, Alexei Kassatonow (1) Sturm: Sergei Makarow (2), Igor Larionow, Wladimir Krutow, Sergei Swetlow, Anatoli Semjonow (1), Wladimir Kowin, Igor Boldin, Wiktor Schluktow, Alexander Koschewnikow, Nikolai Drosdezki (1), Sergei Nemtschinow, Andrei Chomutow (1), Michail Wassiljew Trainer / Assistent: Wiktor Tichonow / Wladimir Jursinow                                                                                                | Tor: Wladimir Myschkin Verteidigung: Sinetula Biljaletdinow, Wassili Perwuchin, Sergei Starikow (1), Igor Stelnow, Alexei Gussarow, Wladimir Tjurikow, Alexei Kassatonow (1) Sturm: Sergei Makarow (2), Igor Larionow, Wladimir Krutow, Sergei Swetlow, Anatoli Semjonow (1), Wladimir Kowin, Igor Boldin, Wiktor Schluktow, Alexander Koschewnikow, Nikolai Drosdezki (1), Sergei Nemtschinow, Andrei Chomutow (1), Michail Wassiljew Trainer / Assistent: Wiktor Tichonow / Wladimir Jursinow                                                                                                | Tor: Wladimir Myschkin Verteidigung: Sinetula Biljaletdinow, Wassili Perwuchin, Sergei Starikow (1), Igor Stelnow, Alexei Gussarow, Wladimir Tjurikow, Alexei Kassatonow (1) Sturm: Sergei Makarow (2), Igor Larionow, Wladimir Krutow, Sergei Swetlow, Anatoli Semjonow (1), Wladimir Kowin, Igor Boldin, Wiktor Schluktow, Alexander Koschewnikow, Nikolai Drosdezki (1), Sergei Nemtschinow, Andrei Chomutow (1), Michail Wassiljew Trainer / Assistent: Wiktor Tichonow / Wladimir Jursinow                                                                                                |
| Nr. 670 19. Aug. 1984  | 4:1 (2:0, 1:1, 1:0) | 0 Schweden | A | 0Stockholm, SWE | 0Freundschaftsspiel | |
| Aufstellung            | Tor: Wladimir Myschkin Verteidigung: Alexei Gussarow, Sergei Starikow, Igor Stelnow, Sinetula Biljaletdinow, Wassili Perwuchin, Irek Gimajew, Michail Tatarinow Sturm: Sergei Makarow, Igor Larionow (1), Wladimir Krutow, Alexander Gerassimow, Sergei Nemtschinow, Michail Wassiljew, Sergei Swetlow, Anatoli Semjonow (1), Sergei Jaschin, Alexander Koschewnikow, Sergei Schepelew (1), Wiktor Tjumenew (1), Alexander Skworzow, Wladimir Kowin, Michail Warnakow Trainer / Assistent: Wiktor Tichonow / Wladimir Jursinow                                                                 | Tor: Wladimir Myschkin Verteidigung: Alexei Gussarow, Sergei Starikow, Igor Stelnow, Sinetula Biljaletdinow, Wassili Perwuchin, Irek Gimajew, Michail Tatarinow Sturm: Sergei Makarow, Igor Larionow (1), Wladimir Krutow, Alexander Gerassimow, Sergei Nemtschinow, Michail Wassiljew, Sergei Swetlow, Anatoli Semjonow (1), Sergei Jaschin, Alexander Koschewnikow, Sergei Schepelew (1), Wiktor Tjumenew (1), Alexander Skworzow, Wladimir Kowin, Michail Warnakow Trainer / Assistent: Wiktor Tichonow / Wladimir Jursinow                                                                 | Tor: Wladimir Myschkin Verteidigung: Alexei Gussarow, Sergei Starikow, Igor Stelnow, Sinetula Biljaletdinow, Wassili Perwuchin, Irek Gimajew, Michail Tatarinow Sturm: Sergei Makarow, Igor Larionow (1), Wladimir Krutow, Alexander Gerassimow, Sergei Nemtschinow, Michail Wassiljew, Sergei Swetlow, Anatoli Semjonow (1), Sergei Jaschin, Alexander Koschewnikow, Sergei Schepelew (1), Wiktor Tjumenew (1), Alexander Skworzow, Wladimir Kowin, Michail Warnakow Trainer / Assistent: Wiktor Tichonow / Wladimir Jursinow                                                                 | Tor: Wladimir Myschkin Verteidigung: Alexei Gussarow, Sergei Starikow, Igor Stelnow, Sinetula Biljaletdinow, Wassili Perwuchin, Irek Gimajew, Michail Tatarinow Sturm: Sergei Makarow, Igor Larionow (1), Wladimir Krutow, Alexander Gerassimow, Sergei Nemtschinow, Michail Wassiljew, Sergei Swetlow, Anatoli Semjonow (1), Sergei Jaschin, Alexander Koschewnikow, Sergei Schepelew (1), Wiktor Tjumenew (1), Alexander Skworzow, Wladimir Kowin, Michail Warnakow Trainer / Assistent: Wiktor Tichonow / Wladimir Jursinow                                                                 | Tor: Wladimir Myschkin Verteidigung: Alexei Gussarow, Sergei Starikow, Igor Stelnow, Sinetula Biljaletdinow, Wassili Perwuchin, Irek Gimajew, Michail Tatarinow Sturm: Sergei Makarow, Igor Larionow (1), Wladimir Krutow, Alexander Gerassimow, Sergei Nemtschinow, Michail Wassiljew, Sergei Swetlow, Anatoli Semjonow (1), Sergei Jaschin, Alexander Koschewnikow, Sergei Schepelew (1), Wiktor Tjumenew (1), Alexander Skworzow, Wladimir Kowin, Michail Warnakow Trainer / Assistent: Wiktor Tichonow / Wladimir Jursinow                                                                 | Tor: Wladimir Myschkin Verteidigung: Alexei Gussarow, Sergei Starikow, Igor Stelnow, Sinetula Biljaletdinow, Wassili Perwuchin, Irek Gimajew, Michail Tatarinow Sturm: Sergei Makarow, Igor Larionow (1), Wladimir Krutow, Alexander Gerassimow, Sergei Nemtschinow, Michail Wassiljew, Sergei Swetlow, Anatoli Semjonow (1), Sergei Jaschin, Alexander Koschewnikow, Sergei Schepelew (1), Wiktor Tjumenew (1), Alexander Skworzow, Wladimir Kowin, Michail Warnakow Trainer / Assistent: Wiktor Tichonow / Wladimir Jursinow                                                                 |
| Nr. 671 21. Aug. 1984  | 7:3 (3:1, 3:1, 1:1) | 0 Schweden | A | 0Göteborg, SWE | 0Freundschaftsspiel | |
| Aufstellung            | Tor: Alexander Tyschnych Verteidigung: Alexei Kassatonow, Alexei Gussarow, Sergei Starikow, Igor Stelnow, Sinetula Biljaletdinow, Wassili Perwuchin, Irek Gimajew, Wladimir Subkow, Michail Tatarinow Sturm: Sergei Makarow (1), Igor Larionow (2), Wladimir Krutow (1), Alexander Gerassimow, Sergei Nemtschinow, Michail Wassiljew, Sergei Swetlow, Anatoli Semjonow (1), Sergei Jaschin (1), Alexander Skworzow, Wladimir Kowin, Michail Warnakow, Alexander Koschewnikow (1), Sergei Schepelew, Wiktor Tjumenew Trainer / Assistent: Wiktor Tichonow / Wladimir Jursinow                   | Tor: Alexander Tyschnych Verteidigung: Alexei Kassatonow, Alexei Gussarow, Sergei Starikow, Igor Stelnow, Sinetula Biljaletdinow, Wassili Perwuchin, Irek Gimajew, Wladimir Subkow, Michail Tatarinow Sturm: Sergei Makarow (1), Igor Larionow (2), Wladimir Krutow (1), Alexander Gerassimow, Sergei Nemtschinow, Michail Wassiljew, Sergei Swetlow, Anatoli Semjonow (1), Sergei Jaschin (1), Alexander Skworzow, Wladimir Kowin, Michail Warnakow, Alexander Koschewnikow (1), Sergei Schepelew, Wiktor Tjumenew Trainer / Assistent: Wiktor Tichonow / Wladimir Jursinow                   | Tor: Alexander Tyschnych Verteidigung: Alexei Kassatonow, Alexei Gussarow, Sergei Starikow, Igor Stelnow, Sinetula Biljaletdinow, Wassili Perwuchin, Irek Gimajew, Wladimir Subkow, Michail Tatarinow Sturm: Sergei Makarow (1), Igor Larionow (2), Wladimir Krutow (1), Alexander Gerassimow, Sergei Nemtschinow, Michail Wassiljew, Sergei Swetlow, Anatoli Semjonow (1), Sergei Jaschin (1), Alexander Skworzow, Wladimir Kowin, Michail Warnakow, Alexander Koschewnikow (1), Sergei Schepelew, Wiktor Tjumenew Trainer / Assistent: Wiktor Tichonow / Wladimir Jursinow                   | Tor: Alexander Tyschnych Verteidigung: Alexei Kassatonow, Alexei Gussarow, Sergei Starikow, Igor Stelnow, Sinetula Biljaletdinow, Wassili Perwuchin, Irek Gimajew, Wladimir Subkow, Michail Tatarinow Sturm: Sergei Makarow (1), Igor Larionow (2), Wladimir Krutow (1), Alexander Gerassimow, Sergei Nemtschinow, Michail Wassiljew, Sergei Swetlow, Anatoli Semjonow (1), Sergei Jaschin (1), Alexander Skworzow, Wladimir Kowin, Michail Warnakow, Alexander Koschewnikow (1), Sergei Schepelew, Wiktor Tjumenew Trainer / Assistent: Wiktor Tichonow / Wladimir Jursinow                   | Tor: Alexander Tyschnych Verteidigung: Alexei Kassatonow, Alexei Gussarow, Sergei Starikow, Igor Stelnow, Sinetula Biljaletdinow, Wassili Perwuchin, Irek Gimajew, Wladimir Subkow, Michail Tatarinow Sturm: Sergei Makarow (1), Igor Larionow (2), Wladimir Krutow (1), Alexander Gerassimow, Sergei Nemtschinow, Michail Wassiljew, Sergei Swetlow, Anatoli Semjonow (1), Sergei Jaschin (1), Alexander Skworzow, Wladimir Kowin, Michail Warnakow, Alexander Koschewnikow (1), Sergei Schepelew, Wiktor Tjumenew Trainer / Assistent: Wiktor Tichonow / Wladimir Jursinow                   | Tor: Alexander Tyschnych Verteidigung: Alexei Kassatonow, Alexei Gussarow, Sergei Starikow, Igor Stelnow, Sinetula Biljaletdinow, Wassili Perwuchin, Irek Gimajew, Wladimir Subkow, Michail Tatarinow Sturm: Sergei Makarow (1), Igor Larionow (2), Wladimir Krutow (1), Alexander Gerassimow, Sergei Nemtschinow, Michail Wassiljew, Sergei Swetlow, Anatoli Semjonow (1), Sergei Jaschin (1), Alexander Skworzow, Wladimir Kowin, Michail Warnakow, Alexander Koschewnikow (1), Sergei Schepelew, Wiktor Tjumenew Trainer / Assistent: Wiktor Tichonow / Wladimir Jursinow                   |
| Nr. 672 29. Aug. 1984  | 5:4 (2:2, 1:0, 2:2) | 0 Kanada | A | 0Montreal, CAN | 0Freundschaftsspiel | |
| Aufstellung            | Tor: Wladimir Myschkin Verteidigung: Alexei Kassatonow, Alexei Gussarow (1), Sinetula Biljaletdinow, Wassili Perwuchin, Sergei Starikow, Igor Stelnow Sturm: Sergei Makarow (1), Igor Larionow, Wladimir Krutow, Alexander Skworzow, Wladimir Kowin, Michail Warnakow, Sergei Swetlow (1), Anatoli Semjonow, Sergei Jaschin (2), Wiktor Tjumenew, Sergei Schepelew, Alexander Koschewnikow Trainer / Assistent: Wiktor Tichonow / Wladimir Jursinow | Tor: Wladimir Myschkin Verteidigung: Alexei Kassatonow, Alexei Gussarow (1), Sinetula Biljaletdinow, Wassili Perwuchin, Sergei Starikow, Igor Stelnow Sturm: Sergei Makarow (1), Igor Larionow, Wladimir Krutow, Alexander Skworzow, Wladimir Kowin, Michail Warnakow, Sergei Swetlow (1), Anatoli Semjonow, Sergei Jaschin (2), Wiktor Tjumenew, Sergei Schepelew, Alexander Koschewnikow Trainer / Assistent: Wiktor Tichonow / Wladimir Jursinow | Tor: Wladimir Myschkin Verteidigung: Alexei Kassatonow, Alexei Gussarow (1), Sinetula Biljaletdinow, Wassili Perwuchin, Sergei Starikow, Igor Stelnow Sturm: Sergei Makarow (1), Igor Larionow, Wladimir Krutow, Alexander Skworzow, Wladimir Kowin, Michail Warnakow, Sergei Swetlow (1), Anatoli Semjonow, Sergei Jaschin (2), Wiktor Tjumenew, Sergei Schepelew, Alexander Koschewnikow Trainer / Assistent: Wiktor Tichonow / Wladimir Jursinow | Tor: Wladimir Myschkin Verteidigung: Alexei Kassatonow, Alexei Gussarow (1), Sinetula Biljaletdinow, Wassili Perwuchin, Sergei Starikow, Igor Stelnow Sturm: Sergei Makarow (1), Igor Larionow, Wladimir Krutow, Alexander Skworzow, Wladimir Kowin, Michail Warnakow, Sergei Swetlow (1), Anatoli Semjonow, Sergei Jaschin (2), Wiktor Tjumenew, Sergei Schepelew, Alexander Koschewnikow Trainer / Assistent: Wiktor Tichonow / Wladimir Jursinow | Tor: Wladimir Myschkin Verteidigung: Alexei Kassatonow, Alexei Gussarow (1), Sinetula Biljaletdinow, Wassili Perwuchin, Sergei Starikow, Igor Stelnow Sturm: Sergei Makarow (1), Igor Larionow, Wladimir Krutow, Alexander Skworzow, Wladimir Kowin, Michail Warnakow, Sergei Swetlow (1), Anatoli Semjonow, Sergei Jaschin (2), Wiktor Tjumenew, Sergei Schepelew, Alexander Koschewnikow Trainer / Assistent: Wiktor Tichonow / Wladimir Jursinow | Tor: Wladimir Myschkin Verteidigung: Alexei Kassatonow, Alexei Gussarow (1), Sinetula Biljaletdinow, Wassili Perwuchin, Sergei Starikow, Igor Stelnow Sturm: Sergei Makarow (1), Igor Larionow, Wladimir Krutow, Alexander Skworzow, Wladimir Kowin, Michail Warnakow, Sergei Swetlow (1), Anatoli Semjonow, Sergei Jaschin (2), Wiktor Tjumenew, Sergei Schepelew, Alexander Koschewnikow Trainer / Assistent: Wiktor Tichonow / Wladimir Jursinow |
| Nr. 673 2. Sep. 1984   | 3:0 (0:0, 1:0, 2:0) | 0 Tschechoslowakei | A | 0Montreal, CAN | 0Canada Cup 1984 | |
| Aufstellung            | Tor: Wladimir Myschkin Verteidigung: Alexei Kassatonow, Alexei Gussarow, Sergei Starikow, Igor Stelnow, Sinetula Biljaletdinow, Wassili Perwuchin Sturm: Sergei Makarow, Igor Larionow, Wladimir Krutow (1), Alexander Skworzow (1), Wladimir Kowin, Michail Warnakow (1), Sergei Swetlow, Anatoli Semjonow, Sergei Jaschin, Alexander Koschewnikow, Sergei Schepelew, Irek Gimajew Trainer / Assistent: Wiktor Tichonow / Wladimir Jursinow | Tor: Wladimir Myschkin Verteidigung: Alexei Kassatonow, Alexei Gussarow, Sergei Starikow, Igor Stelnow, Sinetula Biljaletdinow, Wassili Perwuchin Sturm: Sergei Makarow, Igor Larionow, Wladimir Krutow (1), Alexander Skworzow (1), Wladimir Kowin, Michail Warnakow (1), Sergei Swetlow, Anatoli Semjonow, Sergei Jaschin, Alexander Koschewnikow, Sergei Schepelew, Irek Gimajew Trainer / Assistent: Wiktor Tichonow / Wladimir Jursinow | Tor: Wladimir Myschkin Verteidigung: Alexei Kassatonow, Alexei Gussarow, Sergei Starikow, Igor Stelnow, Sinetula Biljaletdinow, Wassili Perwuchin Sturm: Sergei Makarow, Igor Larionow, Wladimir Krutow (1), Alexander Skworzow (1), Wladimir Kowin, Michail Warnakow (1), Sergei Swetlow, Anatoli Semjonow, Sergei Jaschin, Alexander Koschewnikow, Sergei Schepelew, Irek Gimajew Trainer / Assistent: Wiktor Tichonow / Wladimir Jursinow | Tor: Wladimir Myschkin Verteidigung: Alexei Kassatonow, Alexei Gussarow, Sergei Starikow, Igor Stelnow, Sinetula Biljaletdinow, Wassili Perwuchin Sturm: Sergei Makarow, Igor Larionow, Wladimir Krutow (1), Alexander Skworzow (1), Wladimir Kowin, Michail Warnakow (1), Sergei Swetlow, Anatoli Semjonow, Sergei Jaschin, Alexander Koschewnikow, Sergei Schepelew, Irek Gimajew Trainer / Assistent: Wiktor Tichonow / Wladimir Jursinow | Tor: Wladimir Myschkin Verteidigung: Alexei Kassatonow, Alexei Gussarow, Sergei Starikow, Igor Stelnow, Sinetula Biljaletdinow, Wassili Perwuchin Sturm: Sergei Makarow, Igor Larionow, Wladimir Krutow (1), Alexander Skworzow (1), Wladimir Kowin, Michail Warnakow (1), Sergei Swetlow, Anatoli Semjonow, Sergei Jaschin, Alexander Koschewnikow, Sergei Schepelew, Irek Gimajew Trainer / Assistent: Wiktor Tichonow / Wladimir Jursinow | Tor: Wladimir Myschkin Verteidigung: Alexei Kassatonow, Alexei Gussarow, Sergei Starikow, Igor Stelnow, Sinetula Biljaletdinow, Wassili Perwuchin Sturm: Sergei Makarow, Igor Larionow, Wladimir Krutow (1), Alexander Skworzow (1), Wladimir Kowin, Michail Warnakow (1), Sergei Swetlow, Anatoli Semjonow, Sergei Jaschin, Alexander Koschewnikow, Sergei Schepelew, Irek Gimajew Trainer / Assistent: Wiktor Tichonow / Wladimir Jursinow |
| Nr. 674 4. Sep. 1984   | 3:2 (1:0, 1:1, 1:1) | 0 Schweden | A | 0Calgary, CAN | 0Canada Cup 1984 | |
| Aufstellung            | Tor: Wladimir Myschkin Verteidigung: Alexei Kassatonow, Wladimir Subkow, Sergei Starikow, Igor Stelnow, Sinetula Biljaletdinow, Wassili Perwuchin Sturm: Sergei Makarow (1), Igor Larionow, Wladimir Krutow, Alexander Skworzow, Wladimir Kowin, Michail Warnakow, Sergei Swetlow (2), Anatoli Semjonow, Sergei Jaschin, Sergei Schepelew, Irek Gimajew, Alexander Koschewnikow Trainer / Assistent: Wiktor Tichonow / Wladimir Jursinow | Tor: Wladimir Myschkin Verteidigung: Alexei Kassatonow, Wladimir Subkow, Sergei Starikow, Igor Stelnow, Sinetula Biljaletdinow, Wassili Perwuchin Sturm: Sergei Makarow (1), Igor Larionow, Wladimir Krutow, Alexander Skworzow, Wladimir Kowin, Michail Warnakow, Sergei Swetlow (2), Anatoli Semjonow, Sergei Jaschin, Sergei Schepelew, Irek Gimajew, Alexander Koschewnikow Trainer / Assistent: Wiktor Tichonow / Wladimir Jursinow | Tor: Wladimir Myschkin Verteidigung: Alexei Kassatonow, Wladimir Subkow, Sergei Starikow, Igor Stelnow, Sinetula Biljaletdinow, Wassili Perwuchin Sturm: Sergei Makarow (1), Igor Larionow, Wladimir Krutow, Alexander Skworzow, Wladimir Kowin, Michail Warnakow, Sergei Swetlow (2), Anatoli Semjonow, Sergei Jaschin, Sergei Schepelew, Irek Gimajew, Alexander Koschewnikow Trainer / Assistent: Wiktor Tichonow / Wladimir Jursinow | Tor: Wladimir Myschkin Verteidigung: Alexei Kassatonow, Wladimir Subkow, Sergei Starikow, Igor Stelnow, Sinetula Biljaletdinow, Wassili Perwuchin Sturm: Sergei Makarow (1), Igor Larionow, Wladimir Krutow, Alexander Skworzow, Wladimir Kowin, Michail Warnakow, Sergei Swetlow (2), Anatoli Semjonow, Sergei Jaschin, Sergei Schepelew, Irek Gimajew, Alexander Koschewnikow Trainer / Assistent: Wiktor Tichonow / Wladimir Jursinow | Tor: Wladimir Myschkin Verteidigung: Alexei Kassatonow, Wladimir Subkow, Sergei Starikow, Igor Stelnow, Sinetula Biljaletdinow, Wassili Perwuchin Sturm: Sergei Makarow (1), Igor Larionow, Wladimir Krutow, Alexander Skworzow, Wladimir Kowin, Michail Warnakow, Sergei Swetlow (2), Anatoli Semjonow, Sergei Jaschin, Sergei Schepelew, Irek Gimajew, Alexander Koschewnikow Trainer / Assistent: Wiktor Tichonow / Wladimir Jursinow | Tor: Wladimir Myschkin Verteidigung: Alexei Kassatonow, Wladimir Subkow, Sergei Starikow, Igor Stelnow, Sinetula Biljaletdinow, Wassili Perwuchin Sturm: Sergei Makarow (1), Igor Larionow, Wladimir Krutow, Alexander Skworzow, Wladimir Kowin, Michail Warnakow, Sergei Swetlow (2), Anatoli Semjonow, Sergei Jaschin, Sergei Schepelew, Irek Gimajew, Alexander Koschewnikow Trainer / Assistent: Wiktor Tichonow / Wladimir Jursinow |
| Nr. 675 6. Sep. 1984   | 8:1 (0:0, 3:0, 5:1) | 0 BR Deutschland | A | 0Edmonton, CAN | 0Canada Cup 1984 | |
| Aufstellung            | Tor: Alexander Tyschnych Verteidigung: Alexei Kassatonow, Alexei Gussarow, Sergei Starikow, Igor Stelnow, Sinetula Biljaletdinow, Wassili Perwuchin Sturm: Sergei Makarow (2), Igor Larionow (1), Wladimir Krutow, Alexander Skworzow, Wladimir Kowin, Michail Warnakow, Sergei Swetlow (2), Anatoli Semjonow (2), Sergei Jaschin, Alexander Koschewnikow, Irek Gimajew, Michail Wassiljew (1) Trainer / Assistent: Wiktor Tichonow / Wladimir Jursinow | Tor: Alexander Tyschnych Verteidigung: Alexei Kassatonow, Alexei Gussarow, Sergei Starikow, Igor Stelnow, Sinetula Biljaletdinow, Wassili Perwuchin Sturm: Sergei Makarow (2), Igor Larionow (1), Wladimir Krutow, Alexander Skworzow, Wladimir Kowin, Michail Warnakow, Sergei Swetlow (2), Anatoli Semjonow (2), Sergei Jaschin, Alexander Koschewnikow, Irek Gimajew, Michail Wassiljew (1) Trainer / Assistent: Wiktor Tichonow / Wladimir Jursinow | Tor: Alexander Tyschnych Verteidigung: Alexei Kassatonow, Alexei Gussarow, Sergei Starikow, Igor Stelnow, Sinetula Biljaletdinow, Wassili Perwuchin Sturm: Sergei Makarow (2), Igor Larionow (1), Wladimir Krutow, Alexander Skworzow, Wladimir Kowin, Michail Warnakow, Sergei Swetlow (2), Anatoli Semjonow (2), Sergei Jaschin, Alexander Koschewnikow, Irek Gimajew, Michail Wassiljew (1) Trainer / Assistent: Wiktor Tichonow / Wladimir Jursinow | Tor: Alexander Tyschnych Verteidigung: Alexei Kassatonow, Alexei Gussarow, Sergei Starikow, Igor Stelnow, Sinetula Biljaletdinow, Wassili Perwuchin Sturm: Sergei Makarow (2), Igor Larionow (1), Wladimir Krutow, Alexander Skworzow, Wladimir Kowin, Michail Warnakow, Sergei Swetlow (2), Anatoli Semjonow (2), Sergei Jaschin, Alexander Koschewnikow, Irek Gimajew, Michail Wassiljew (1) Trainer / Assistent: Wiktor Tichonow / Wladimir Jursinow | Tor: Alexander Tyschnych Verteidigung: Alexei Kassatonow, Alexei Gussarow, Sergei Starikow, Igor Stelnow, Sinetula Biljaletdinow, Wassili Perwuchin Sturm: Sergei Makarow (2), Igor Larionow (1), Wladimir Krutow, Alexander Skworzow, Wladimir Kowin, Michail Warnakow, Sergei Swetlow (2), Anatoli Semjonow (2), Sergei Jaschin, Alexander Koschewnikow, Irek Gimajew, Michail Wassiljew (1) Trainer / Assistent: Wiktor Tichonow / Wladimir Jursinow | Tor: Alexander Tyschnych Verteidigung: Alexei Kassatonow, Alexei Gussarow, Sergei Starikow, Igor Stelnow, Sinetula Biljaletdinow, Wassili Perwuchin Sturm: Sergei Makarow (2), Igor Larionow (1), Wladimir Krutow, Alexander Skworzow, Wladimir Kowin, Michail Warnakow, Sergei Swetlow (2), Anatoli Semjonow (2), Sergei Jaschin, Alexander Koschewnikow, Irek Gimajew, Michail Wassiljew (1) Trainer / Assistent: Wiktor Tichonow / Wladimir Jursinow |
| Nr. 676 8. Sep. 1984   | 2:1 (1:0, 1:1, 0:0) | 0 USA | A | 0Edmonton, CAN | 0Canada Cup 1984 | |
| Aufstellung            | Tor: Wladimir Myschkin Verteidigung: Alexei Kassatonow, Wladimir Subkow, Sinetula Biljaletdinow, Wassili Perwuchin, Sergei Starikow, Igor Stelnow Sturm: Sergei Makarow (1), Igor Larionow, Wladimir Krutow, Sergei Swetlow, Anatoli Semjonow, Sergei Jaschin, Alexander Skworzow, Wladimir Kowin, Michail Warnakow (1), Alexander Koschewnikow, Irek Gimajew, Michail Wassiljew Trainer / Assistent: Wiktor Tichonow / Wladimir Jursinow | Tor: Wladimir Myschkin Verteidigung: Alexei Kassatonow, Wladimir Subkow, Sinetula Biljaletdinow, Wassili Perwuchin, Sergei Starikow, Igor Stelnow Sturm: Sergei Makarow (1), Igor Larionow, Wladimir Krutow, Sergei Swetlow, Anatoli Semjonow, Sergei Jaschin, Alexander Skworzow, Wladimir Kowin, Michail Warnakow (1), Alexander Koschewnikow, Irek Gimajew, Michail Wassiljew Trainer / Assistent: Wiktor Tichonow / Wladimir Jursinow | Tor: Wladimir Myschkin Verteidigung: Alexei Kassatonow, Wladimir Subkow, Sinetula Biljaletdinow, Wassili Perwuchin, Sergei Starikow, Igor Stelnow Sturm: Sergei Makarow (1), Igor Larionow, Wladimir Krutow, Sergei Swetlow, Anatoli Semjonow, Sergei Jaschin, Alexander Skworzow, Wladimir Kowin, Michail Warnakow (1), Alexander Koschewnikow, Irek Gimajew, Michail Wassiljew Trainer / Assistent: Wiktor Tichonow / Wladimir Jursinow | Tor: Wladimir Myschkin Verteidigung: Alexei Kassatonow, Wladimir Subkow, Sinetula Biljaletdinow, Wassili Perwuchin, Sergei Starikow, Igor Stelnow Sturm: Sergei Makarow (1), Igor Larionow, Wladimir Krutow, Sergei Swetlow, Anatoli Semjonow, Sergei Jaschin, Alexander Skworzow, Wladimir Kowin, Michail Warnakow (1), Alexander Koschewnikow, Irek Gimajew, Michail Wassiljew Trainer / Assistent: Wiktor Tichonow / Wladimir Jursinow | Tor: Wladimir Myschkin Verteidigung: Alexei Kassatonow, Wladimir Subkow, Sinetula Biljaletdinow, Wassili Perwuchin, Sergei Starikow, Igor Stelnow Sturm: Sergei Makarow (1), Igor Larionow, Wladimir Krutow, Sergei Swetlow, Anatoli Semjonow, Sergei Jaschin, Alexander Skworzow, Wladimir Kowin, Michail Warnakow (1), Alexander Koschewnikow, Irek Gimajew, Michail Wassiljew Trainer / Assistent: Wiktor Tichonow / Wladimir Jursinow | Tor: Wladimir Myschkin Verteidigung: Alexei Kassatonow, Wladimir Subkow, Sinetula Biljaletdinow, Wassili Perwuchin, Sergei Starikow, Igor Stelnow Sturm: Sergei Makarow (1), Igor Larionow, Wladimir Krutow, Sergei Swetlow, Anatoli Semjonow, Sergei Jaschin, Alexander Skworzow, Wladimir Kowin, Michail Warnakow (1), Alexander Koschewnikow, Irek Gimajew, Michail Wassiljew Trainer / Assistent: Wiktor Tichonow / Wladimir Jursinow |
| Nr. 677 10. Sep. 1984  | 6:3 (2:2, 2:0, 2:1) | 0 Kanada | A | 0Edmonton, CAN | 0Canada Cup 1984 | |
| Aufstellung            | Tor: Alexander Tyschnych Verteidigung: Alexei Kassatonow, Wladimir Subkow, Sergei Starikow, Igor Stelnow, Sinetula Biljaletdinow, Wassili Perwuchin Sturm: Sergei Makarow (1), Sergei Schepelew, Wladimir Krutow (2), Alexander Skworzow, Wladimir Kowin, Michail Warnakow (1), Sergei Swetlow, Anatoli Semjonow (1), Sergei Jaschin, Alexander Koschewnikow, Irek Gimajew (1), Michail Wassiljew Trainer / Assistent: Wiktor Tichonow / Wladimir Jursinow | Tor: Alexander Tyschnych Verteidigung: Alexei Kassatonow, Wladimir Subkow, Sergei Starikow, Igor Stelnow, Sinetula Biljaletdinow, Wassili Perwuchin Sturm: Sergei Makarow (1), Sergei Schepelew, Wladimir Krutow (2), Alexander Skworzow, Wladimir Kowin, Michail Warnakow (1), Sergei Swetlow, Anatoli Semjonow (1), Sergei Jaschin, Alexander Koschewnikow, Irek Gimajew (1), Michail Wassiljew Trainer / Assistent: Wiktor Tichonow / Wladimir Jursinow | Tor: Alexander Tyschnych Verteidigung: Alexei Kassatonow, Wladimir Subkow, Sergei Starikow, Igor Stelnow, Sinetula Biljaletdinow, Wassili Perwuchin Sturm: Sergei Makarow (1), Sergei Schepelew, Wladimir Krutow (2), Alexander Skworzow, Wladimir Kowin, Michail Warnakow (1), Sergei Swetlow, Anatoli Semjonow (1), Sergei Jaschin, Alexander Koschewnikow, Irek Gimajew (1), Michail Wassiljew Trainer / Assistent: Wiktor Tichonow / Wladimir Jursinow | Tor: Alexander Tyschnych Verteidigung: Alexei Kassatonow, Wladimir Subkow, Sergei Starikow, Igor Stelnow, Sinetula Biljaletdinow, Wassili Perwuchin Sturm: Sergei Makarow (1), Sergei Schepelew, Wladimir Krutow (2), Alexander Skworzow, Wladimir Kowin, Michail Warnakow (1), Sergei Swetlow, Anatoli Semjonow (1), Sergei Jaschin, Alexander Koschewnikow, Irek Gimajew (1), Michail Wassiljew Trainer / Assistent: Wiktor Tichonow / Wladimir Jursinow | Tor: Alexander Tyschnych Verteidigung: Alexei Kassatonow, Wladimir Subkow, Sergei Starikow, Igor Stelnow, Sinetula Biljaletdinow, Wassili Perwuchin Sturm: Sergei Makarow (1), Sergei Schepelew, Wladimir Krutow (2), Alexander Skworzow, Wladimir Kowin, Michail Warnakow (1), Sergei Swetlow, Anatoli Semjonow (1), Sergei Jaschin, Alexander Koschewnikow, Irek Gimajew (1), Michail Wassiljew Trainer / Assistent: Wiktor Tichonow / Wladimir Jursinow | Tor: Alexander Tyschnych Verteidigung: Alexei Kassatonow, Wladimir Subkow, Sergei Starikow, Igor Stelnow, Sinetula Biljaletdinow, Wassili Perwuchin Sturm: Sergei Makarow (1), Sergei Schepelew, Wladimir Krutow (2), Alexander Skworzow, Wladimir Kowin, Michail Warnakow (1), Sergei Swetlow, Anatoli Semjonow (1), Sergei Jaschin, Alexander Koschewnikow, Irek Gimajew (1), Michail Wassiljew Trainer / Assistent: Wiktor Tichonow / Wladimir Jursinow |
| Nr. 678 13. Sep. 1984  | 2:3 OT (0:0, 0:1, 2:1, 0:1) | 0 Kanada | A | 0Calgary, CAN | 0Canada Cup 1984 | |
| Aufstellung            | Tor: Wladimir Myschkin Verteidigung: Alexei Kassatonow, Wladimir Subkow, Sergei Starikow, Igor Stelnow, Sinetula Biljaletdinow, Wassili Perwuchin Sturm: Sergei Makarow (1), Igor Larionow, Wladimir Krutow, Alexander Skworzow, Wladimir Kowin, Michail Warnakow, Sergei Swetlow (1), Anatoli Semjonow, Sergei Jaschin, Sergei Schepelew, Irek Gimajew, Michail Wassiljew Trainer / Assistent: Wiktor Tichonow / Wladimir Jursinow | Tor: Wladimir Myschkin Verteidigung: Alexei Kassatonow, Wladimir Subkow, Sergei Starikow, Igor Stelnow, Sinetula Biljaletdinow, Wassili Perwuchin Sturm: Sergei Makarow (1), Igor Larionow, Wladimir Krutow, Alexander Skworzow, Wladimir Kowin, Michail Warnakow, Sergei Swetlow (1), Anatoli Semjonow, Sergei Jaschin, Sergei Schepelew, Irek Gimajew, Michail Wassiljew Trainer / Assistent: Wiktor Tichonow / Wladimir Jursinow | Tor: Wladimir Myschkin Verteidigung: Alexei Kassatonow, Wladimir Subkow, Sergei Starikow, Igor Stelnow, Sinetula Biljaletdinow, Wassili Perwuchin Sturm: Sergei Makarow (1), Igor Larionow, Wladimir Krutow, Alexander Skworzow, Wladimir Kowin, Michail Warnakow, Sergei Swetlow (1), Anatoli Semjonow, Sergei Jaschin, Sergei Schepelew, Irek Gimajew, Michail Wassiljew Trainer / Assistent: Wiktor Tichonow / Wladimir Jursinow | Tor: Wladimir Myschkin Verteidigung: Alexei Kassatonow, Wladimir Subkow, Sergei Starikow, Igor Stelnow, Sinetula Biljaletdinow, Wassili Perwuchin Sturm: Sergei Makarow (1), Igor Larionow, Wladimir Krutow, Alexander Skworzow, Wladimir Kowin, Michail Warnakow, Sergei Swetlow (1), Anatoli Semjonow, Sergei Jaschin, Sergei Schepelew, Irek Gimajew, Michail Wassiljew Trainer / Assistent: Wiktor Tichonow / Wladimir Jursinow | Tor: Wladimir Myschkin Verteidigung: Alexei Kassatonow, Wladimir Subkow, Sergei Starikow, Igor Stelnow, Sinetula Biljaletdinow, Wassili Perwuchin Sturm: Sergei Makarow (1), Igor Larionow, Wladimir Krutow, Alexander Skworzow, Wladimir Kowin, Michail Warnakow, Sergei Swetlow (1), Anatoli Semjonow, Sergei Jaschin, Sergei Schepelew, Irek Gimajew, Michail Wassiljew Trainer / Assistent: Wiktor Tichonow / Wladimir Jursinow | Tor: Wladimir Myschkin Verteidigung: Alexei Kassatonow, Wladimir Subkow, Sergei Starikow, Igor Stelnow, Sinetula Biljaletdinow, Wassili Perwuchin Sturm: Sergei Makarow (1), Igor Larionow, Wladimir Krutow, Alexander Skworzow, Wladimir Kowin, Michail Warnakow, Sergei Swetlow (1), Anatoli Semjonow, Sergei Jaschin, Sergei Schepelew, Irek Gimajew, Michail Wassiljew Trainer / Assistent: Wiktor Tichonow / Wladimir Jursinow |
| Nr. 679 8. Dez. 1984   | 4:4 (1:1, 1:2, 2:1) | 0 Tschechoslowakei | A | 0Prag, TCH | 0Freundschaftsspiel | |
| Aufstellung            | Tor: Wladimir Myschkin Verteidigung: Alexei Kassatonow (1), Wjatscheslaw Fetissow (1), Sinetula Biljaletdinow, Wassili Perwuchin, Juri Woschakow, Andrei Pjatanow, Irek Gimajew, Alexei Gussarow Sturm: Sergei Makarow (1), Igor Larionow, Wladimir Krutow, Sergei Swetlow, Anatoli Semjonow, Sergei Jaschin, Alexander Gerassimow, Wladimir Kowin, Michail Warnakow, Wladimir Subriltschew, Nikolai Drosdezki (1), Juri Leonow Trainer / Assistent: Wiktor Tichonow / Wladimir Jursinow | Tor: Wladimir Myschkin Verteidigung: Alexei Kassatonow (1), Wjatscheslaw Fetissow (1), Sinetula Biljaletdinow, Wassili Perwuchin, Juri Woschakow, Andrei Pjatanow, Irek Gimajew, Alexei Gussarow Sturm: Sergei Makarow (1), Igor Larionow, Wladimir Krutow, Sergei Swetlow, Anatoli Semjonow, Sergei Jaschin, Alexander Gerassimow, Wladimir Kowin, Michail Warnakow, Wladimir Subriltschew, Nikolai Drosdezki (1), Juri Leonow Trainer / Assistent: Wiktor Tichonow / Wladimir Jursinow | Tor: Wladimir Myschkin Verteidigung: Alexei Kassatonow (1), Wjatscheslaw Fetissow (1), Sinetula Biljaletdinow, Wassili Perwuchin, Juri Woschakow, Andrei Pjatanow, Irek Gimajew, Alexei Gussarow Sturm: Sergei Makarow (1), Igor Larionow, Wladimir Krutow, Sergei Swetlow, Anatoli Semjonow, Sergei Jaschin, Alexander Gerassimow, Wladimir Kowin, Michail Warnakow, Wladimir Subriltschew, Nikolai Drosdezki (1), Juri Leonow Trainer / Assistent: Wiktor Tichonow / Wladimir Jursinow | Tor: Wladimir Myschkin Verteidigung: Alexei Kassatonow (1), Wjatscheslaw Fetissow (1), Sinetula Biljaletdinow, Wassili Perwuchin, Juri Woschakow, Andrei Pjatanow, Irek Gimajew, Alexei Gussarow Sturm: Sergei Makarow (1), Igor Larionow, Wladimir Krutow, Sergei Swetlow, Anatoli Semjonow, Sergei Jaschin, Alexander Gerassimow, Wladimir Kowin, Michail Warnakow, Wladimir Subriltschew, Nikolai Drosdezki (1), Juri Leonow Trainer / Assistent: Wiktor Tichonow / Wladimir Jursinow | Tor: Wladimir Myschkin Verteidigung: Alexei Kassatonow (1), Wjatscheslaw Fetissow (1), Sinetula Biljaletdinow, Wassili Perwuchin, Juri Woschakow, Andrei Pjatanow, Irek Gimajew, Alexei Gussarow Sturm: Sergei Makarow (1), Igor Larionow, Wladimir Krutow, Sergei Swetlow, Anatoli Semjonow, Sergei Jaschin, Alexander Gerassimow, Wladimir Kowin, Michail Warnakow, Wladimir Subriltschew, Nikolai Drosdezki (1), Juri Leonow Trainer / Assistent: Wiktor Tichonow / Wladimir Jursinow | Tor: Wladimir Myschkin Verteidigung: Alexei Kassatonow (1), Wjatscheslaw Fetissow (1), Sinetula Biljaletdinow, Wassili Perwuchin, Juri Woschakow, Andrei Pjatanow, Irek Gimajew, Alexei Gussarow Sturm: Sergei Makarow (1), Igor Larionow, Wladimir Krutow, Sergei Swetlow, Anatoli Semjonow, Sergei Jaschin, Alexander Gerassimow, Wladimir Kowin, Michail Warnakow, Wladimir Subriltschew, Nikolai Drosdezki (1), Juri Leonow Trainer / Assistent: Wiktor Tichonow / Wladimir Jursinow |
| Nr. 680 9. Dez. 1984   | 3:5 (1:1, 1:2, 1:2) | 0 Tschechoslowakei | A | 0Prag, TCH | 0Freundschaftsspiel | |
| Aufstellung            | Tor: Wladimir Myschkin Verteidigung: Alexei Kassatonow, Wjatscheslaw Fetissow, Sinetula Biljaletdinow, Wassili Perwuchin, Juri Woschakow, Alexei Gussarow, Sergei Starikow, Igor Stelnow Sturm: Sergei Makarow, Igor Larionow (1), Wladimir Krutow (1), Sergei Swetlow, Anatoli Semjonow, Juri Leonow, Wladimir Subriltschew, Wladimir Kowin, Michail Warnakow, Nikolai Drosdezki, Wjatscheslaw Bykow, Andrei Chomutow (1), Irek Gimajew Trainer / Assistent: Wiktor Tichonow / Wladimir Jursinow                                                                                              | Tor: Wladimir Myschkin Verteidigung: Alexei Kassatonow, Wjatscheslaw Fetissow, Sinetula Biljaletdinow, Wassili Perwuchin, Juri Woschakow, Alexei Gussarow, Sergei Starikow, Igor Stelnow Sturm: Sergei Makarow, Igor Larionow (1), Wladimir Krutow (1), Sergei Swetlow, Anatoli Semjonow, Juri Leonow, Wladimir Subriltschew, Wladimir Kowin, Michail Warnakow, Nikolai Drosdezki, Wjatscheslaw Bykow, Andrei Chomutow (1), Irek Gimajew Trainer / Assistent: Wiktor Tichonow / Wladimir Jursinow                                                                                              | Tor: Wladimir Myschkin Verteidigung: Alexei Kassatonow, Wjatscheslaw Fetissow, Sinetula Biljaletdinow, Wassili Perwuchin, Juri Woschakow, Alexei Gussarow, Sergei Starikow, Igor Stelnow Sturm: Sergei Makarow, Igor Larionow (1), Wladimir Krutow (1), Sergei Swetlow, Anatoli Semjonow, Juri Leonow, Wladimir Subriltschew, Wladimir Kowin, Michail Warnakow, Nikolai Drosdezki, Wjatscheslaw Bykow, Andrei Chomutow (1), Irek Gimajew Trainer / Assistent: Wiktor Tichonow / Wladimir Jursinow                                                                                              | Tor: Wladimir Myschkin Verteidigung: Alexei Kassatonow, Wjatscheslaw Fetissow, Sinetula Biljaletdinow, Wassili Perwuchin, Juri Woschakow, Alexei Gussarow, Sergei Starikow, Igor Stelnow Sturm: Sergei Makarow, Igor Larionow (1), Wladimir Krutow (1), Sergei Swetlow, Anatoli Semjonow, Juri Leonow, Wladimir Subriltschew, Wladimir Kowin, Michail Warnakow, Nikolai Drosdezki, Wjatscheslaw Bykow, Andrei Chomutow (1), Irek Gimajew Trainer / Assistent: Wiktor Tichonow / Wladimir Jursinow                                                                                              | Tor: Wladimir Myschkin Verteidigung: Alexei Kassatonow, Wjatscheslaw Fetissow, Sinetula Biljaletdinow, Wassili Perwuchin, Juri Woschakow, Alexei Gussarow, Sergei Starikow, Igor Stelnow Sturm: Sergei Makarow, Igor Larionow (1), Wladimir Krutow (1), Sergei Swetlow, Anatoli Semjonow, Juri Leonow, Wladimir Subriltschew, Wladimir Kowin, Michail Warnakow, Nikolai Drosdezki, Wjatscheslaw Bykow, Andrei Chomutow (1), Irek Gimajew Trainer / Assistent: Wiktor Tichonow / Wladimir Jursinow                                                                                              | Tor: Wladimir Myschkin Verteidigung: Alexei Kassatonow, Wjatscheslaw Fetissow, Sinetula Biljaletdinow, Wassili Perwuchin, Juri Woschakow, Alexei Gussarow, Sergei Starikow, Igor Stelnow Sturm: Sergei Makarow, Igor Larionow (1), Wladimir Krutow (1), Sergei Swetlow, Anatoli Semjonow, Juri Leonow, Wladimir Subriltschew, Wladimir Kowin, Michail Warnakow, Nikolai Drosdezki, Wjatscheslaw Bykow, Andrei Chomutow (1), Irek Gimajew Trainer / Assistent: Wiktor Tichonow / Wladimir Jursinow                                                                                              |
| Nr. 681 11. Dez. 1984  | 6:2 (1:1, 3:0, 2:1) | 0 Tschechoslowakei | A | 0Pardubice, TCH | 0Freundschaftsspiel | |
| Aufstellung            | Tor: Sergei Mylnikow Verteidigung: Alexei Kassatonow, Wjatscheslaw Fetissow (2), Sinetula Biljaletdinow, Wassili Perwuchin, Irek Gimajew, Alexei Gussarow, Sergei Starikow, Igor Stelnow Sturm: Sergei Makarow, Igor Larionow (1), Wladimir Krutow, Sergei Swetlow, Anatoli Semjonow (1), Sergei Jaschin, Nikolai Drosdezki (1), Wiktor Schluktow, Juri Leonow (1), Alexander Skworzow, Wjatscheslaw Bykow, Michail Warnakow Trainer / Assistent: Wiktor Tichonow / Wladimir Jursinow | Tor: Sergei Mylnikow Verteidigung: Alexei Kassatonow, Wjatscheslaw Fetissow (2), Sinetula Biljaletdinow, Wassili Perwuchin, Irek Gimajew, Alexei Gussarow, Sergei Starikow, Igor Stelnow Sturm: Sergei Makarow, Igor Larionow (1), Wladimir Krutow, Sergei Swetlow, Anatoli Semjonow (1), Sergei Jaschin, Nikolai Drosdezki (1), Wiktor Schluktow, Juri Leonow (1), Alexander Skworzow, Wjatscheslaw Bykow, Michail Warnakow Trainer / Assistent: Wiktor Tichonow / Wladimir Jursinow | Tor: Sergei Mylnikow Verteidigung: Alexei Kassatonow, Wjatscheslaw Fetissow (2), Sinetula Biljaletdinow, Wassili Perwuchin, Irek Gimajew, Alexei Gussarow, Sergei Starikow, Igor Stelnow Sturm: Sergei Makarow, Igor Larionow (1), Wladimir Krutow, Sergei Swetlow, Anatoli Semjonow (1), Sergei Jaschin, Nikolai Drosdezki (1), Wiktor Schluktow, Juri Leonow (1), Alexander Skworzow, Wjatscheslaw Bykow, Michail Warnakow Trainer / Assistent: Wiktor Tichonow / Wladimir Jursinow | Tor: Sergei Mylnikow Verteidigung: Alexei Kassatonow, Wjatscheslaw Fetissow (2), Sinetula Biljaletdinow, Wassili Perwuchin, Irek Gimajew, Alexei Gussarow, Sergei Starikow, Igor Stelnow Sturm: Sergei Makarow, Igor Larionow (1), Wladimir Krutow, Sergei Swetlow, Anatoli Semjonow (1), Sergei Jaschin, Nikolai Drosdezki (1), Wiktor Schluktow, Juri Leonow (1), Alexander Skworzow, Wjatscheslaw Bykow, Michail Warnakow Trainer / Assistent: Wiktor Tichonow / Wladimir Jursinow | Tor: Sergei Mylnikow Verteidigung: Alexei Kassatonow, Wjatscheslaw Fetissow (2), Sinetula Biljaletdinow, Wassili Perwuchin, Irek Gimajew, Alexei Gussarow, Sergei Starikow, Igor Stelnow Sturm: Sergei Makarow, Igor Larionow (1), Wladimir Krutow, Sergei Swetlow, Anatoli Semjonow (1), Sergei Jaschin, Nikolai Drosdezki (1), Wiktor Schluktow, Juri Leonow (1), Alexander Skworzow, Wjatscheslaw Bykow, Michail Warnakow Trainer / Assistent: Wiktor Tichonow / Wladimir Jursinow | Tor: Sergei Mylnikow Verteidigung: Alexei Kassatonow, Wjatscheslaw Fetissow (2), Sinetula Biljaletdinow, Wassili Perwuchin, Irek Gimajew, Alexei Gussarow, Sergei Starikow, Igor Stelnow Sturm: Sergei Makarow, Igor Larionow (1), Wladimir Krutow, Sergei Swetlow, Anatoli Semjonow (1), Sergei Jaschin, Nikolai Drosdezki (1), Wiktor Schluktow, Juri Leonow (1), Alexander Skworzow, Wjatscheslaw Bykow, Michail Warnakow Trainer / Assistent: Wiktor Tichonow / Wladimir Jursinow |
| Nr. 682 16. Dez. 1984  | 6:0 (2:0, 0:0, 4:0) | 0 BR Deutschland | H | 0Moskau | 0Iswestija-Pokal 1984 | |
| Aufstellung            | Tor: Wladimir Myschkin Verteidigung: Alexei Kassatonow, Wjatscheslaw Fetissow (2), Sinetula Biljaletdinow, Wassili Perwuchin, Irek Gimajew, Alexei Gussarow, Sergei Starikow, Igor Stelnow Sturm: Sergei Makarow (1), Igor Larionow, Wladimir Krutow, Sergei Swetlow (1), Anatoli Semjonow, Sergei Jaschin, Nikolai Drosdezki, Wiktor Schluktow (1), Juri Leonow, Alexander Skworzow, Wjatscheslaw Bykow, Michail Warnakow (1) Trainer / Assistent: Wiktor Tichonow / Wladimir Jursinow | Tor: Wladimir Myschkin Verteidigung: Alexei Kassatonow, Wjatscheslaw Fetissow (2), Sinetula Biljaletdinow, Wassili Perwuchin, Irek Gimajew, Alexei Gussarow, Sergei Starikow, Igor Stelnow Sturm: Sergei Makarow (1), Igor Larionow, Wladimir Krutow, Sergei Swetlow (1), Anatoli Semjonow, Sergei Jaschin, Nikolai Drosdezki, Wiktor Schluktow (1), Juri Leonow, Alexander Skworzow, Wjatscheslaw Bykow, Michail Warnakow (1) Trainer / Assistent: Wiktor Tichonow / Wladimir Jursinow | Tor: Wladimir Myschkin Verteidigung: Alexei Kassatonow, Wjatscheslaw Fetissow (2), Sinetula Biljaletdinow, Wassili Perwuchin, Irek Gimajew, Alexei Gussarow, Sergei Starikow, Igor Stelnow Sturm: Sergei Makarow (1), Igor Larionow, Wladimir Krutow, Sergei Swetlow (1), Anatoli Semjonow, Sergei Jaschin, Nikolai Drosdezki, Wiktor Schluktow (1), Juri Leonow, Alexander Skworzow, Wjatscheslaw Bykow, Michail Warnakow (1) Trainer / Assistent: Wiktor Tichonow / Wladimir Jursinow | Tor: Wladimir Myschkin Verteidigung: Alexei Kassatonow, Wjatscheslaw Fetissow (2), Sinetula Biljaletdinow, Wassili Perwuchin, Irek Gimajew, Alexei Gussarow, Sergei Starikow, Igor Stelnow Sturm: Sergei Makarow (1), Igor Larionow, Wladimir Krutow, Sergei Swetlow (1), Anatoli Semjonow, Sergei Jaschin, Nikolai Drosdezki, Wiktor Schluktow (1), Juri Leonow, Alexander Skworzow, Wjatscheslaw Bykow, Michail Warnakow (1) Trainer / Assistent: Wiktor Tichonow / Wladimir Jursinow | Tor: Wladimir Myschkin Verteidigung: Alexei Kassatonow, Wjatscheslaw Fetissow (2), Sinetula Biljaletdinow, Wassili Perwuchin, Irek Gimajew, Alexei Gussarow, Sergei Starikow, Igor Stelnow Sturm: Sergei Makarow (1), Igor Larionow, Wladimir Krutow, Sergei Swetlow (1), Anatoli Semjonow, Sergei Jaschin, Nikolai Drosdezki, Wiktor Schluktow (1), Juri Leonow, Alexander Skworzow, Wjatscheslaw Bykow, Michail Warnakow (1) Trainer / Assistent: Wiktor Tichonow / Wladimir Jursinow | Tor: Wladimir Myschkin Verteidigung: Alexei Kassatonow, Wjatscheslaw Fetissow (2), Sinetula Biljaletdinow, Wassili Perwuchin, Irek Gimajew, Alexei Gussarow, Sergei Starikow, Igor Stelnow Sturm: Sergei Makarow (1), Igor Larionow, Wladimir Krutow, Sergei Swetlow (1), Anatoli Semjonow, Sergei Jaschin, Nikolai Drosdezki, Wiktor Schluktow (1), Juri Leonow, Alexander Skworzow, Wjatscheslaw Bykow, Michail Warnakow (1) Trainer / Assistent: Wiktor Tichonow / Wladimir Jursinow |
| Nr. 683 17. Dez. 1984  | 8:1 (4:0, 1:0, 3:1) | 0 Finnland | H | 0Moskau | 0Iswestija-Pokal 1984 | |
| Aufstellung            | Tor: Sergei Mylnikow Verteidigung: Alexei Kassatonow (3), Wjatscheslaw Fetissow (1), Sinetula Biljaletdinow, Wassili Perwuchin, Irek Gimajew (1), Alexei Gussarow, Sergei Starikow, Igor Stelnow Sturm: Sergei Makarow (1), Igor Larionow (1), Wladimir Krutow, Sergei Swetlow, Anatoli Semjonow, Sergei Jaschin, Nikolai Drosdezki, Wiktor Schluktow, Juri Leonow, Alexander Skworzow, Wjatscheslaw Bykow (1), Michail Warnakow Trainer / Assistent: Wiktor Tichonow / Wladimir Jursinow | Tor: Sergei Mylnikow Verteidigung: Alexei Kassatonow (3), Wjatscheslaw Fetissow (1), Sinetula Biljaletdinow, Wassili Perwuchin, Irek Gimajew (1), Alexei Gussarow, Sergei Starikow, Igor Stelnow Sturm: Sergei Makarow (1), Igor Larionow (1), Wladimir Krutow, Sergei Swetlow, Anatoli Semjonow, Sergei Jaschin, Nikolai Drosdezki, Wiktor Schluktow, Juri Leonow, Alexander Skworzow, Wjatscheslaw Bykow (1), Michail Warnakow Trainer / Assistent: Wiktor Tichonow / Wladimir Jursinow | Tor: Sergei Mylnikow Verteidigung: Alexei Kassatonow (3), Wjatscheslaw Fetissow (1), Sinetula Biljaletdinow, Wassili Perwuchin, Irek Gimajew (1), Alexei Gussarow, Sergei Starikow, Igor Stelnow Sturm: Sergei Makarow (1), Igor Larionow (1), Wladimir Krutow, Sergei Swetlow, Anatoli Semjonow, Sergei Jaschin, Nikolai Drosdezki, Wiktor Schluktow, Juri Leonow, Alexander Skworzow, Wjatscheslaw Bykow (1), Michail Warnakow Trainer / Assistent: Wiktor Tichonow / Wladimir Jursinow | Tor: Sergei Mylnikow Verteidigung: Alexei Kassatonow (3), Wjatscheslaw Fetissow (1), Sinetula Biljaletdinow, Wassili Perwuchin, Irek Gimajew (1), Alexei Gussarow, Sergei Starikow, Igor Stelnow Sturm: Sergei Makarow (1), Igor Larionow (1), Wladimir Krutow, Sergei Swetlow, Anatoli Semjonow, Sergei Jaschin, Nikolai Drosdezki, Wiktor Schluktow, Juri Leonow, Alexander Skworzow, Wjatscheslaw Bykow (1), Michail Warnakow Trainer / Assistent: Wiktor Tichonow / Wladimir Jursinow | Tor: Sergei Mylnikow Verteidigung: Alexei Kassatonow (3), Wjatscheslaw Fetissow (1), Sinetula Biljaletdinow, Wassili Perwuchin, Irek Gimajew (1), Alexei Gussarow, Sergei Starikow, Igor Stelnow Sturm: Sergei Makarow (1), Igor Larionow (1), Wladimir Krutow, Sergei Swetlow, Anatoli Semjonow, Sergei Jaschin, Nikolai Drosdezki, Wiktor Schluktow, Juri Leonow, Alexander Skworzow, Wjatscheslaw Bykow (1), Michail Warnakow Trainer / Assistent: Wiktor Tichonow / Wladimir Jursinow | Tor: Sergei Mylnikow Verteidigung: Alexei Kassatonow (3), Wjatscheslaw Fetissow (1), Sinetula Biljaletdinow, Wassili Perwuchin, Irek Gimajew (1), Alexei Gussarow, Sergei Starikow, Igor Stelnow Sturm: Sergei Makarow (1), Igor Larionow (1), Wladimir Krutow, Sergei Swetlow, Anatoli Semjonow, Sergei Jaschin, Nikolai Drosdezki, Wiktor Schluktow, Juri Leonow, Alexander Skworzow, Wjatscheslaw Bykow (1), Michail Warnakow Trainer / Assistent: Wiktor Tichonow / Wladimir Jursinow |
| Nr. 684 19. Dez. 1984  | 10:0 (4:0, 3:0, 3:0) | 0 Schweden | H | 0Moskau | 0Iswestija-Pokal 1984 | |
| Aufstellung            | Tor: Wladimir Myschkin Verteidigung: Alexei Kassatonow, Wjatscheslaw Fetissow, Sinetula Biljaletdinow, Wassili Perwuchin (1), Irek Gimajew, Alexei Gussarow, Sergei Starikow, Igor Stelnow Sturm: Sergei Makarow (1), Igor Larionow, Wladimir Krutow (1), Sergei Swetlow (1), Anatoli Semjonow (1), Sergei Jaschin (1), Nikolai Drosdezki (1), Wiktor Schluktow, Juri Leonow, Alexander Skworzow (1), Wjatscheslaw Bykow (1), Michail Warnakow (1) Trainer / Assistent: Wiktor Tichonow / Wladimir Jursinow                                                                                    | Tor: Wladimir Myschkin Verteidigung: Alexei Kassatonow, Wjatscheslaw Fetissow, Sinetula Biljaletdinow, Wassili Perwuchin (1), Irek Gimajew, Alexei Gussarow, Sergei Starikow, Igor Stelnow Sturm: Sergei Makarow (1), Igor Larionow, Wladimir Krutow (1), Sergei Swetlow (1), Anatoli Semjonow (1), Sergei Jaschin (1), Nikolai Drosdezki (1), Wiktor Schluktow, Juri Leonow, Alexander Skworzow (1), Wjatscheslaw Bykow (1), Michail Warnakow (1) Trainer / Assistent: Wiktor Tichonow / Wladimir Jursinow                                                                                    | Tor: Wladimir Myschkin Verteidigung: Alexei Kassatonow, Wjatscheslaw Fetissow, Sinetula Biljaletdinow, Wassili Perwuchin (1), Irek Gimajew, Alexei Gussarow, Sergei Starikow, Igor Stelnow Sturm: Sergei Makarow (1), Igor Larionow, Wladimir Krutow (1), Sergei Swetlow (1), Anatoli Semjonow (1), Sergei Jaschin (1), Nikolai Drosdezki (1), Wiktor Schluktow, Juri Leonow, Alexander Skworzow (1), Wjatscheslaw Bykow (1), Michail Warnakow (1) Trainer / Assistent: Wiktor Tichonow / Wladimir Jursinow                                                                                    | Tor: Wladimir Myschkin Verteidigung: Alexei Kassatonow, Wjatscheslaw Fetissow, Sinetula Biljaletdinow, Wassili Perwuchin (1), Irek Gimajew, Alexei Gussarow, Sergei Starikow, Igor Stelnow Sturm: Sergei Makarow (1), Igor Larionow, Wladimir Krutow (1), Sergei Swetlow (1), Anatoli Semjonow (1), Sergei Jaschin (1), Nikolai Drosdezki (1), Wiktor Schluktow, Juri Leonow, Alexander Skworzow (1), Wjatscheslaw Bykow (1), Michail Warnakow (1) Trainer / Assistent: Wiktor Tichonow / Wladimir Jursinow                                                                                    | Tor: Wladimir Myschkin Verteidigung: Alexei Kassatonow, Wjatscheslaw Fetissow, Sinetula Biljaletdinow, Wassili Perwuchin (1), Irek Gimajew, Alexei Gussarow, Sergei Starikow, Igor Stelnow Sturm: Sergei Makarow (1), Igor Larionow, Wladimir Krutow (1), Sergei Swetlow (1), Anatoli Semjonow (1), Sergei Jaschin (1), Nikolai Drosdezki (1), Wiktor Schluktow, Juri Leonow, Alexander Skworzow (1), Wjatscheslaw Bykow (1), Michail Warnakow (1) Trainer / Assistent: Wiktor Tichonow / Wladimir Jursinow                                                                                    | Tor: Wladimir Myschkin Verteidigung: Alexei Kassatonow, Wjatscheslaw Fetissow, Sinetula Biljaletdinow, Wassili Perwuchin (1), Irek Gimajew, Alexei Gussarow, Sergei Starikow, Igor Stelnow Sturm: Sergei Makarow (1), Igor Larionow, Wladimir Krutow (1), Sergei Swetlow (1), Anatoli Semjonow (1), Sergei Jaschin (1), Nikolai Drosdezki (1), Wiktor Schluktow, Juri Leonow, Alexander Skworzow (1), Wjatscheslaw Bykow (1), Michail Warnakow (1) Trainer / Assistent: Wiktor Tichonow / Wladimir Jursinow                                                                                    |
| Nr. 685 21. Dez. 1984  | 5:0 (1:0, 2:0, 2:0) | 0 Tschechoslowakei | H | 0Moskau | 0Iswestija-Pokal 1984 | 015. Gewinn im Iswestija-Pokal |
| Aufstellung            | Tor: Wladimir Myschkin Verteidigung: Alexei Kassatonow, Wjatscheslaw Fetissow, Sinetula Biljaletdinow, Wassili Perwuchin, Irek Gimajew, Alexei Gussarow, Sergei Starikow, Igor Stelnow Sturm: Sergei Makarow (1), Igor Larionow (1), Wladimir Krutow (1), Sergei Swetlow, Anatoli Semjonow, Sergei Jaschin (1), Nikolai Drosdezki, Wiktor Schluktow, Juri Leonow (1), Alexander Skworzow, Wjatscheslaw Bykow, Michail Warnakow Trainer / Assistent: Wiktor Tichonow / Wladimir Jursinow | Tor: Wladimir Myschkin Verteidigung: Alexei Kassatonow, Wjatscheslaw Fetissow, Sinetula Biljaletdinow, Wassili Perwuchin, Irek Gimajew, Alexei Gussarow, Sergei Starikow, Igor Stelnow Sturm: Sergei Makarow (1), Igor Larionow (1), Wladimir Krutow (1), Sergei Swetlow, Anatoli Semjonow, Sergei Jaschin (1), Nikolai Drosdezki, Wiktor Schluktow, Juri Leonow (1), Alexander Skworzow, Wjatscheslaw Bykow, Michail Warnakow Trainer / Assistent: Wiktor Tichonow / Wladimir Jursinow | Tor: Wladimir Myschkin Verteidigung: Alexei Kassatonow, Wjatscheslaw Fetissow, Sinetula Biljaletdinow, Wassili Perwuchin, Irek Gimajew, Alexei Gussarow, Sergei Starikow, Igor Stelnow Sturm: Sergei Makarow (1), Igor Larionow (1), Wladimir Krutow (1), Sergei Swetlow, Anatoli Semjonow, Sergei Jaschin (1), Nikolai Drosdezki, Wiktor Schluktow, Juri Leonow (1), Alexander Skworzow, Wjatscheslaw Bykow, Michail Warnakow Trainer / Assistent: Wiktor Tichonow / Wladimir Jursinow | Tor: Wladimir Myschkin Verteidigung: Alexei Kassatonow, Wjatscheslaw Fetissow, Sinetula Biljaletdinow, Wassili Perwuchin, Irek Gimajew, Alexei Gussarow, Sergei Starikow, Igor Stelnow Sturm: Sergei Makarow (1), Igor Larionow (1), Wladimir Krutow (1), Sergei Swetlow, Anatoli Semjonow, Sergei Jaschin (1), Nikolai Drosdezki, Wiktor Schluktow, Juri Leonow (1), Alexander Skworzow, Wjatscheslaw Bykow, Michail Warnakow Trainer / Assistent: Wiktor Tichonow / Wladimir Jursinow | Tor: Wladimir Myschkin Verteidigung: Alexei Kassatonow, Wjatscheslaw Fetissow, Sinetula Biljaletdinow, Wassili Perwuchin, Irek Gimajew, Alexei Gussarow, Sergei Starikow, Igor Stelnow Sturm: Sergei Makarow (1), Igor Larionow (1), Wladimir Krutow (1), Sergei Swetlow, Anatoli Semjonow, Sergei Jaschin (1), Nikolai Drosdezki, Wiktor Schluktow, Juri Leonow (1), Alexander Skworzow, Wjatscheslaw Bykow, Michail Warnakow Trainer / Assistent: Wiktor Tichonow / Wladimir Jursinow | Tor: Wladimir Myschkin Verteidigung: Alexei Kassatonow, Wjatscheslaw Fetissow, Sinetula Biljaletdinow, Wassili Perwuchin, Irek Gimajew, Alexei Gussarow, Sergei Starikow, Igor Stelnow Sturm: Sergei Makarow (1), Igor Larionow (1), Wladimir Krutow (1), Sergei Swetlow, Anatoli Semjonow, Sergei Jaschin (1), Nikolai Drosdezki, Wiktor Schluktow, Juri Leonow (1), Alexander Skworzow, Wjatscheslaw Bykow, Michail Warnakow Trainer / Assistent: Wiktor Tichonow / Wladimir Jursinow |
| Nr. 686 8. Jan. 1985   | 4:1 (1:1, 2:0, 1:0) | 0 DDR | A | 0Weißwasser, DDR | 0Freundschaftsspiel | |
| Aufstellung            | Tor: Wladimir Myschkin Verteidigung: Alexei Kassatonow, Wjatscheslaw Fetissow, Sinetula Biljaletdinow (1), Wassili Perwuchin, Irek Gimajew, Alexei Gussarow, Sergei Starikow, Andrei Pjatanow Sturm: Alexander Skworzow, Wiktor Tjumenew, Michail Warnakow, Sergei Swetlow, Anatoli Semjonow, Sergei Jaschin (1), Nikolai Drosdezki, Wiktor Schluktow, Juri Leonow, Alexander Gerassimow, Wjatscheslaw Bykow (1), Wladimir Kowin (1) Trainer / Assistent: Wiktor Tichonow / Wladimir Jursinow                                                                                                  | Tor: Wladimir Myschkin Verteidigung: Alexei Kassatonow, Wjatscheslaw Fetissow, Sinetula Biljaletdinow (1), Wassili Perwuchin, Irek Gimajew, Alexei Gussarow, Sergei Starikow, Andrei Pjatanow Sturm: Alexander Skworzow, Wiktor Tjumenew, Michail Warnakow, Sergei Swetlow, Anatoli Semjonow, Sergei Jaschin (1), Nikolai Drosdezki, Wiktor Schluktow, Juri Leonow, Alexander Gerassimow, Wjatscheslaw Bykow (1), Wladimir Kowin (1) Trainer / Assistent: Wiktor Tichonow / Wladimir Jursinow                                                                                                  | Tor: Wladimir Myschkin Verteidigung: Alexei Kassatonow, Wjatscheslaw Fetissow, Sinetula Biljaletdinow (1), Wassili Perwuchin, Irek Gimajew, Alexei Gussarow, Sergei Starikow, Andrei Pjatanow Sturm: Alexander Skworzow, Wiktor Tjumenew, Michail Warnakow, Sergei Swetlow, Anatoli Semjonow, Sergei Jaschin (1), Nikolai Drosdezki, Wiktor Schluktow, Juri Leonow, Alexander Gerassimow, Wjatscheslaw Bykow (1), Wladimir Kowin (1) Trainer / Assistent: Wiktor Tichonow / Wladimir Jursinow                                                                                                  | Tor: Wladimir Myschkin Verteidigung: Alexei Kassatonow, Wjatscheslaw Fetissow, Sinetula Biljaletdinow (1), Wassili Perwuchin, Irek Gimajew, Alexei Gussarow, Sergei Starikow, Andrei Pjatanow Sturm: Alexander Skworzow, Wiktor Tjumenew, Michail Warnakow, Sergei Swetlow, Anatoli Semjonow, Sergei Jaschin (1), Nikolai Drosdezki, Wiktor Schluktow, Juri Leonow, Alexander Gerassimow, Wjatscheslaw Bykow (1), Wladimir Kowin (1) Trainer / Assistent: Wiktor Tichonow / Wladimir Jursinow                                                                                                  | Tor: Wladimir Myschkin Verteidigung: Alexei Kassatonow, Wjatscheslaw Fetissow, Sinetula Biljaletdinow (1), Wassili Perwuchin, Irek Gimajew, Alexei Gussarow, Sergei Starikow, Andrei Pjatanow Sturm: Alexander Skworzow, Wiktor Tjumenew, Michail Warnakow, Sergei Swetlow, Anatoli Semjonow, Sergei Jaschin (1), Nikolai Drosdezki, Wiktor Schluktow, Juri Leonow, Alexander Gerassimow, Wjatscheslaw Bykow (1), Wladimir Kowin (1) Trainer / Assistent: Wiktor Tichonow / Wladimir Jursinow                                                                                                  | Tor: Wladimir Myschkin Verteidigung: Alexei Kassatonow, Wjatscheslaw Fetissow, Sinetula Biljaletdinow (1), Wassili Perwuchin, Irek Gimajew, Alexei Gussarow, Sergei Starikow, Andrei Pjatanow Sturm: Alexander Skworzow, Wiktor Tjumenew, Michail Warnakow, Sergei Swetlow, Anatoli Semjonow, Sergei Jaschin (1), Nikolai Drosdezki, Wiktor Schluktow, Juri Leonow, Alexander Gerassimow, Wjatscheslaw Bykow (1), Wladimir Kowin (1) Trainer / Assistent: Wiktor Tichonow / Wladimir Jursinow                                                                                                  |
| Nr. 687 9. Jan. 1985   | 9:1 (1:0, 5:0, 3:1) | 0 DDR | A | 0Ost-Berlin, DDR | 0Freundschaftsspiel | |
| Aufstellung            | Tor: Sergei Mylnikow Verteidigung: Alexei Kassatonow, Wjatscheslaw Fetissow, Sinetula Biljaletdinow, Wassili Perwuchin, Sergei Starikow, Igor Stelnow, Irek Gimajew, Andrei Pjatanow Sturm: Sergei Makarow (1), Igor Larionow (1), Wladimir Krutow (1), Sergei Swetlow (1), Anatoli Semjonow, Sergei Jaschin (1), Alexander Gerassimow, Wjatscheslaw Bykow, Andrei Chomutow (1), Nikolai Drosdezki (1), Wiktor Tjumenew (1), Juri Leonow (1), Wladimir Kowin Trainer / Assistent: Wiktor Tichonow / Wladimir Jursinow                                                                          | Tor: Sergei Mylnikow Verteidigung: Alexei Kassatonow, Wjatscheslaw Fetissow, Sinetula Biljaletdinow, Wassili Perwuchin, Sergei Starikow, Igor Stelnow, Irek Gimajew, Andrei Pjatanow Sturm: Sergei Makarow (1), Igor Larionow (1), Wladimir Krutow (1), Sergei Swetlow (1), Anatoli Semjonow, Sergei Jaschin (1), Alexander Gerassimow, Wjatscheslaw Bykow, Andrei Chomutow (1), Nikolai Drosdezki (1), Wiktor Tjumenew (1), Juri Leonow (1), Wladimir Kowin Trainer / Assistent: Wiktor Tichonow / Wladimir Jursinow                                                                          | Tor: Sergei Mylnikow Verteidigung: Alexei Kassatonow, Wjatscheslaw Fetissow, Sinetula Biljaletdinow, Wassili Perwuchin, Sergei Starikow, Igor Stelnow, Irek Gimajew, Andrei Pjatanow Sturm: Sergei Makarow (1), Igor Larionow (1), Wladimir Krutow (1), Sergei Swetlow (1), Anatoli Semjonow, Sergei Jaschin (1), Alexander Gerassimow, Wjatscheslaw Bykow, Andrei Chomutow (1), Nikolai Drosdezki (1), Wiktor Tjumenew (1), Juri Leonow (1), Wladimir Kowin Trainer / Assistent: Wiktor Tichonow / Wladimir Jursinow                                                                          | Tor: Sergei Mylnikow Verteidigung: Alexei Kassatonow, Wjatscheslaw Fetissow, Sinetula Biljaletdinow, Wassili Perwuchin, Sergei Starikow, Igor Stelnow, Irek Gimajew, Andrei Pjatanow Sturm: Sergei Makarow (1), Igor Larionow (1), Wladimir Krutow (1), Sergei Swetlow (1), Anatoli Semjonow, Sergei Jaschin (1), Alexander Gerassimow, Wjatscheslaw Bykow, Andrei Chomutow (1), Nikolai Drosdezki (1), Wiktor Tjumenew (1), Juri Leonow (1), Wladimir Kowin Trainer / Assistent: Wiktor Tichonow / Wladimir Jursinow                                                                          | Tor: Sergei Mylnikow Verteidigung: Alexei Kassatonow, Wjatscheslaw Fetissow, Sinetula Biljaletdinow, Wassili Perwuchin, Sergei Starikow, Igor Stelnow, Irek Gimajew, Andrei Pjatanow Sturm: Sergei Makarow (1), Igor Larionow (1), Wladimir Krutow (1), Sergei Swetlow (1), Anatoli Semjonow, Sergei Jaschin (1), Alexander Gerassimow, Wjatscheslaw Bykow, Andrei Chomutow (1), Nikolai Drosdezki (1), Wiktor Tjumenew (1), Juri Leonow (1), Wladimir Kowin Trainer / Assistent: Wiktor Tichonow / Wladimir Jursinow                                                                          | Tor: Sergei Mylnikow Verteidigung: Alexei Kassatonow, Wjatscheslaw Fetissow, Sinetula Biljaletdinow, Wassili Perwuchin, Sergei Starikow, Igor Stelnow, Irek Gimajew, Andrei Pjatanow Sturm: Sergei Makarow (1), Igor Larionow (1), Wladimir Krutow (1), Sergei Swetlow (1), Anatoli Semjonow, Sergei Jaschin (1), Alexander Gerassimow, Wjatscheslaw Bykow, Andrei Chomutow (1), Nikolai Drosdezki (1), Wiktor Tjumenew (1), Juri Leonow (1), Wladimir Kowin Trainer / Assistent: Wiktor Tichonow / Wladimir Jursinow                                                                          |
| Nr. 688 27. März 1985  | 10:0 (3:0, 3:0, 4:0) | 0 DDR | H | 0Moskau | 0Freundschaftsspiel | |
| Aufstellung            | Tor: Wladimir Myschkin Verteidigung: Alexei Kassatonow, Wjatscheslaw Fetissow (1), Juri Woschakow (1), Wassili Perwuchin, Sergei Starikow, Igor Stelnow, Alexei Gussarow, Ilja Bjakin Sturm: Sergei Makarow (1), Igor Larionow, Wladimir Krutow (1), Sergei Swetlow, Wiktor Tjumenew, Sergei Jaschin (1), Alexander Gerassimow, Wjatscheslaw Bykow (1), Andrei Chomutow (1), Wladimir Subriltschew (1), Irek Gimajew (1), Helmuts Balderis (1) Trainer / Assistent: Wiktor Tichonow / Wladimir Jursinow                                                                                        | Tor: Wladimir Myschkin Verteidigung: Alexei Kassatonow, Wjatscheslaw Fetissow (1), Juri Woschakow (1), Wassili Perwuchin, Sergei Starikow, Igor Stelnow, Alexei Gussarow, Ilja Bjakin Sturm: Sergei Makarow (1), Igor Larionow, Wladimir Krutow (1), Sergei Swetlow, Wiktor Tjumenew, Sergei Jaschin (1), Alexander Gerassimow, Wjatscheslaw Bykow (1), Andrei Chomutow (1), Wladimir Subriltschew (1), Irek Gimajew (1), Helmuts Balderis (1) Trainer / Assistent: Wiktor Tichonow / Wladimir Jursinow                                                                                        | Tor: Wladimir Myschkin Verteidigung: Alexei Kassatonow, Wjatscheslaw Fetissow (1), Juri Woschakow (1), Wassili Perwuchin, Sergei Starikow, Igor Stelnow, Alexei Gussarow, Ilja Bjakin Sturm: Sergei Makarow (1), Igor Larionow, Wladimir Krutow (1), Sergei Swetlow, Wiktor Tjumenew, Sergei Jaschin (1), Alexander Gerassimow, Wjatscheslaw Bykow (1), Andrei Chomutow (1), Wladimir Subriltschew (1), Irek Gimajew (1), Helmuts Balderis (1) Trainer / Assistent: Wiktor Tichonow / Wladimir Jursinow                                                                                        | Tor: Wladimir Myschkin Verteidigung: Alexei Kassatonow, Wjatscheslaw Fetissow (1), Juri Woschakow (1), Wassili Perwuchin, Sergei Starikow, Igor Stelnow, Alexei Gussarow, Ilja Bjakin Sturm: Sergei Makarow (1), Igor Larionow, Wladimir Krutow (1), Sergei Swetlow, Wiktor Tjumenew, Sergei Jaschin (1), Alexander Gerassimow, Wjatscheslaw Bykow (1), Andrei Chomutow (1), Wladimir Subriltschew (1), Irek Gimajew (1), Helmuts Balderis (1) Trainer / Assistent: Wiktor Tichonow / Wladimir Jursinow                                                                                        | Tor: Wladimir Myschkin Verteidigung: Alexei Kassatonow, Wjatscheslaw Fetissow (1), Juri Woschakow (1), Wassili Perwuchin, Sergei Starikow, Igor Stelnow, Alexei Gussarow, Ilja Bjakin Sturm: Sergei Makarow (1), Igor Larionow, Wladimir Krutow (1), Sergei Swetlow, Wiktor Tjumenew, Sergei Jaschin (1), Alexander Gerassimow, Wjatscheslaw Bykow (1), Andrei Chomutow (1), Wladimir Subriltschew (1), Irek Gimajew (1), Helmuts Balderis (1) Trainer / Assistent: Wiktor Tichonow / Wladimir Jursinow                                                                                        | Tor: Wladimir Myschkin Verteidigung: Alexei Kassatonow, Wjatscheslaw Fetissow (1), Juri Woschakow (1), Wassili Perwuchin, Sergei Starikow, Igor Stelnow, Alexei Gussarow, Ilja Bjakin Sturm: Sergei Makarow (1), Igor Larionow, Wladimir Krutow (1), Sergei Swetlow, Wiktor Tjumenew, Sergei Jaschin (1), Alexander Gerassimow, Wjatscheslaw Bykow (1), Andrei Chomutow (1), Wladimir Subriltschew (1), Irek Gimajew (1), Helmuts Balderis (1) Trainer / Assistent: Wiktor Tichonow / Wladimir Jursinow                                                                                        |
| Nr. 689 28. März 1985  | 9:0 (2:0, 3:0, 4:0) | 0 DDR | H | 0Moskau | 0Freundschaftsspiel | |
| Aufstellung            | Tor: Sergei Mylnikow Verteidigung: Alexei Kassatonow, Wjatscheslaw Fetissow, Juri Woschakow, Wassili Perwuchin, Sergei Starikow, Igor Stelnow, Alexei Gussarow, Andrei Pjatanow Sturm: Helmuts Balderis (1), Igor Larionow (1), Wladimir Krutow (2), Wladimir Subriltschew, Wiktor Tjumenew, Sergei Jaschin (1), Michail Wassiljew (1), Wjatscheslaw Bykow, Andrei Chomutow (1), Nikolai Drosdezki (2), Wladimir Kowin, Michail Warnakow Trainer / Assistent: Wiktor Tichonow / Wladimir Jursinow                                                                                              | Tor: Sergei Mylnikow Verteidigung: Alexei Kassatonow, Wjatscheslaw Fetissow, Juri Woschakow, Wassili Perwuchin, Sergei Starikow, Igor Stelnow, Alexei Gussarow, Andrei Pjatanow Sturm: Helmuts Balderis (1), Igor Larionow (1), Wladimir Krutow (2), Wladimir Subriltschew, Wiktor Tjumenew, Sergei Jaschin (1), Michail Wassiljew (1), Wjatscheslaw Bykow, Andrei Chomutow (1), Nikolai Drosdezki (2), Wladimir Kowin, Michail Warnakow Trainer / Assistent: Wiktor Tichonow / Wladimir Jursinow                                                                                              | Tor: Sergei Mylnikow Verteidigung: Alexei Kassatonow, Wjatscheslaw Fetissow, Juri Woschakow, Wassili Perwuchin, Sergei Starikow, Igor Stelnow, Alexei Gussarow, Andrei Pjatanow Sturm: Helmuts Balderis (1), Igor Larionow (1), Wladimir Krutow (2), Wladimir Subriltschew, Wiktor Tjumenew, Sergei Jaschin (1), Michail Wassiljew (1), Wjatscheslaw Bykow, Andrei Chomutow (1), Nikolai Drosdezki (2), Wladimir Kowin, Michail Warnakow Trainer / Assistent: Wiktor Tichonow / Wladimir Jursinow                                                                                              | Tor: Sergei Mylnikow Verteidigung: Alexei Kassatonow, Wjatscheslaw Fetissow, Juri Woschakow, Wassili Perwuchin, Sergei Starikow, Igor Stelnow, Alexei Gussarow, Andrei Pjatanow Sturm: Helmuts Balderis (1), Igor Larionow (1), Wladimir Krutow (2), Wladimir Subriltschew, Wiktor Tjumenew, Sergei Jaschin (1), Michail Wassiljew (1), Wjatscheslaw Bykow, Andrei Chomutow (1), Nikolai Drosdezki (2), Wladimir Kowin, Michail Warnakow Trainer / Assistent: Wiktor Tichonow / Wladimir Jursinow                                                                                              | Tor: Sergei Mylnikow Verteidigung: Alexei Kassatonow, Wjatscheslaw Fetissow, Juri Woschakow, Wassili Perwuchin, Sergei Starikow, Igor Stelnow, Alexei Gussarow, Andrei Pjatanow Sturm: Helmuts Balderis (1), Igor Larionow (1), Wladimir Krutow (2), Wladimir Subriltschew, Wiktor Tjumenew, Sergei Jaschin (1), Michail Wassiljew (1), Wjatscheslaw Bykow, Andrei Chomutow (1), Nikolai Drosdezki (2), Wladimir Kowin, Michail Warnakow Trainer / Assistent: Wiktor Tichonow / Wladimir Jursinow                                                                                              | Tor: Sergei Mylnikow Verteidigung: Alexei Kassatonow, Wjatscheslaw Fetissow, Juri Woschakow, Wassili Perwuchin, Sergei Starikow, Igor Stelnow, Alexei Gussarow, Andrei Pjatanow Sturm: Helmuts Balderis (1), Igor Larionow (1), Wladimir Krutow (2), Wladimir Subriltschew, Wiktor Tjumenew, Sergei Jaschin (1), Michail Wassiljew (1), Wjatscheslaw Bykow, Andrei Chomutow (1), Nikolai Drosdezki (2), Wladimir Kowin, Michail Warnakow Trainer / Assistent: Wiktor Tichonow / Wladimir Jursinow                                                                                              |
| Nr. 690 2. April 1985  | 6:2 (2:0, 1:1, 3:1) | 0 Finnland | A | 0Pori, FIN | 0Freundschaftsspiel | |
| Aufstellung            | Tor: Wladimir Myschkin Verteidigung: Alexei Kassatonow, Wjatscheslaw Fetissow (1), Sinetula Biljaletdinow, Wassili Perwuchin, Sergei Starikow (1), Igor Stelnow, Juri Woschakow, Alexei Gussarow Sturm: Sergei Makarow (1), Igor Larionow, Wladimir Krutow (1), Sergei Swetlow, Wiktor Tjumenew, Sergei Jaschin, Michail Wassiljew, Wjatscheslaw Bykow, Andrei Chomutow, Wladimir Subriltschew, Irek Gimajew (1), Helmuts Balderis (1), Nikolai Drosdezki Trainer / Assistent: Wiktor Tichonow / Wladimir Jursinow                                                                             | Tor: Wladimir Myschkin Verteidigung: Alexei Kassatonow, Wjatscheslaw Fetissow (1), Sinetula Biljaletdinow, Wassili Perwuchin, Sergei Starikow (1), Igor Stelnow, Juri Woschakow, Alexei Gussarow Sturm: Sergei Makarow (1), Igor Larionow, Wladimir Krutow (1), Sergei Swetlow, Wiktor Tjumenew, Sergei Jaschin, Michail Wassiljew, Wjatscheslaw Bykow, Andrei Chomutow, Wladimir Subriltschew, Irek Gimajew (1), Helmuts Balderis (1), Nikolai Drosdezki Trainer / Assistent: Wiktor Tichonow / Wladimir Jursinow                                                                             | Tor: Wladimir Myschkin Verteidigung: Alexei Kassatonow, Wjatscheslaw Fetissow (1), Sinetula Biljaletdinow, Wassili Perwuchin, Sergei Starikow (1), Igor Stelnow, Juri Woschakow, Alexei Gussarow Sturm: Sergei Makarow (1), Igor Larionow, Wladimir Krutow (1), Sergei Swetlow, Wiktor Tjumenew, Sergei Jaschin, Michail Wassiljew, Wjatscheslaw Bykow, Andrei Chomutow, Wladimir Subriltschew, Irek Gimajew (1), Helmuts Balderis (1), Nikolai Drosdezki Trainer / Assistent: Wiktor Tichonow / Wladimir Jursinow                                                                             | Tor: Wladimir Myschkin Verteidigung: Alexei Kassatonow, Wjatscheslaw Fetissow (1), Sinetula Biljaletdinow, Wassili Perwuchin, Sergei Starikow (1), Igor Stelnow, Juri Woschakow, Alexei Gussarow Sturm: Sergei Makarow (1), Igor Larionow, Wladimir Krutow (1), Sergei Swetlow, Wiktor Tjumenew, Sergei Jaschin, Michail Wassiljew, Wjatscheslaw Bykow, Andrei Chomutow, Wladimir Subriltschew, Irek Gimajew (1), Helmuts Balderis (1), Nikolai Drosdezki Trainer / Assistent: Wiktor Tichonow / Wladimir Jursinow                                                                             | Tor: Wladimir Myschkin Verteidigung: Alexei Kassatonow, Wjatscheslaw Fetissow (1), Sinetula Biljaletdinow, Wassili Perwuchin, Sergei Starikow (1), Igor Stelnow, Juri Woschakow, Alexei Gussarow Sturm: Sergei Makarow (1), Igor Larionow, Wladimir Krutow (1), Sergei Swetlow, Wiktor Tjumenew, Sergei Jaschin, Michail Wassiljew, Wjatscheslaw Bykow, Andrei Chomutow, Wladimir Subriltschew, Irek Gimajew (1), Helmuts Balderis (1), Nikolai Drosdezki Trainer / Assistent: Wiktor Tichonow / Wladimir Jursinow                                                                             | Tor: Wladimir Myschkin Verteidigung: Alexei Kassatonow, Wjatscheslaw Fetissow (1), Sinetula Biljaletdinow, Wassili Perwuchin, Sergei Starikow (1), Igor Stelnow, Juri Woschakow, Alexei Gussarow Sturm: Sergei Makarow (1), Igor Larionow, Wladimir Krutow (1), Sergei Swetlow, Wiktor Tjumenew, Sergei Jaschin, Michail Wassiljew, Wjatscheslaw Bykow, Andrei Chomutow, Wladimir Subriltschew, Irek Gimajew (1), Helmuts Balderis (1), Nikolai Drosdezki Trainer / Assistent: Wiktor Tichonow / Wladimir Jursinow                                                                             |
| Nr. 691 3. April 1985  | 8:3 (3:2, 3:0, 2:1) | 0 Finnland | A | 0Helsinki, FIN | 0Freundschaftsspiel | |
| Aufstellung            | Tor: Sergei Mylnikow Verteidigung: Alexei Kassatonow, Wjatscheslaw Fetissow, Sinetula Biljaletdinow, Wassili Perwuchin, Sergei Starikow, Igor Stelnow, Juri Woschakow, Alexei Gussarow Sturm: Sergei Makarow, Igor Larionow (1), Wladimir Krutow, Sergei Swetlow (3), Irek Gimajew (1), Sergei Jaschin (1), Wladimir Kowin, Wjatscheslaw Bykow, Andrei Chomutow, Nikolai Drosdezki, Wiktor Tjumenew, Michail Warnakow (1), Michail Wassiljew (1) Trainer / Assistent: Wiktor Tichonow / Wladimir Jursinow                                                                                      | Tor: Sergei Mylnikow Verteidigung: Alexei Kassatonow, Wjatscheslaw Fetissow, Sinetula Biljaletdinow, Wassili Perwuchin, Sergei Starikow, Igor Stelnow, Juri Woschakow, Alexei Gussarow Sturm: Sergei Makarow, Igor Larionow (1), Wladimir Krutow, Sergei Swetlow (3), Irek Gimajew (1), Sergei Jaschin (1), Wladimir Kowin, Wjatscheslaw Bykow, Andrei Chomutow, Nikolai Drosdezki, Wiktor Tjumenew, Michail Warnakow (1), Michail Wassiljew (1) Trainer / Assistent: Wiktor Tichonow / Wladimir Jursinow                                                                                      | Tor: Sergei Mylnikow Verteidigung: Alexei Kassatonow, Wjatscheslaw Fetissow, Sinetula Biljaletdinow, Wassili Perwuchin, Sergei Starikow, Igor Stelnow, Juri Woschakow, Alexei Gussarow Sturm: Sergei Makarow, Igor Larionow (1), Wladimir Krutow, Sergei Swetlow (3), Irek Gimajew (1), Sergei Jaschin (1), Wladimir Kowin, Wjatscheslaw Bykow, Andrei Chomutow, Nikolai Drosdezki, Wiktor Tjumenew, Michail Warnakow (1), Michail Wassiljew (1) Trainer / Assistent: Wiktor Tichonow / Wladimir Jursinow                                                                                      | Tor: Sergei Mylnikow Verteidigung: Alexei Kassatonow, Wjatscheslaw Fetissow, Sinetula Biljaletdinow, Wassili Perwuchin, Sergei Starikow, Igor Stelnow, Juri Woschakow, Alexei Gussarow Sturm: Sergei Makarow, Igor Larionow (1), Wladimir Krutow, Sergei Swetlow (3), Irek Gimajew (1), Sergei Jaschin (1), Wladimir Kowin, Wjatscheslaw Bykow, Andrei Chomutow, Nikolai Drosdezki, Wiktor Tjumenew, Michail Warnakow (1), Michail Wassiljew (1) Trainer / Assistent: Wiktor Tichonow / Wladimir Jursinow                                                                                      | Tor: Sergei Mylnikow Verteidigung: Alexei Kassatonow, Wjatscheslaw Fetissow, Sinetula Biljaletdinow, Wassili Perwuchin, Sergei Starikow, Igor Stelnow, Juri Woschakow, Alexei Gussarow Sturm: Sergei Makarow, Igor Larionow (1), Wladimir Krutow, Sergei Swetlow (3), Irek Gimajew (1), Sergei Jaschin (1), Wladimir Kowin, Wjatscheslaw Bykow, Andrei Chomutow, Nikolai Drosdezki, Wiktor Tjumenew, Michail Warnakow (1), Michail Wassiljew (1) Trainer / Assistent: Wiktor Tichonow / Wladimir Jursinow                                                                                      | Tor: Sergei Mylnikow Verteidigung: Alexei Kassatonow, Wjatscheslaw Fetissow, Sinetula Biljaletdinow, Wassili Perwuchin, Sergei Starikow, Igor Stelnow, Juri Woschakow, Alexei Gussarow Sturm: Sergei Makarow, Igor Larionow (1), Wladimir Krutow, Sergei Swetlow (3), Irek Gimajew (1), Sergei Jaschin (1), Wladimir Kowin, Wjatscheslaw Bykow, Andrei Chomutow, Nikolai Drosdezki, Wiktor Tjumenew, Michail Warnakow (1), Michail Wassiljew (1) Trainer / Assistent: Wiktor Tichonow / Wladimir Jursinow                                                                                      |
| Nr. 692 7. April 1985  | 8:1 (2:1, 2:0, 4:0) | 0 BR Deutschland | A | 0Rosenheim, BRD | 0Freundschaftsspiel | |
| Aufstellung            | Tor: Wladimir Myschkin Verteidigung: Alexei Kassatonow, Wjatscheslaw Fetissow, Sinetula Biljaletdinow, Wassili Perwuchin, Sergei Starikow, Igor Stelnow, Juri Woschakow, Alexei Gussarow Sturm: Sergei Makarow (1), Wiktor Tjumenew (1), Wladimir Krutow (3), Sergei Swetlow (1), Anatoli Semjonow, Sergei Jaschin, Michail Wassiljew, Wjatscheslaw Bykow (2), Andrei Chomutow, Helmuts Balderis, Irek Gimajew, Nikolai Drosdezki, Michail Warnakow, Wladimir Kowin Trainer / Assistent: Wiktor Tichonow / Wladimir Jursinow                                                                   | Tor: Wladimir Myschkin Verteidigung: Alexei Kassatonow, Wjatscheslaw Fetissow, Sinetula Biljaletdinow, Wassili Perwuchin, Sergei Starikow, Igor Stelnow, Juri Woschakow, Alexei Gussarow Sturm: Sergei Makarow (1), Wiktor Tjumenew (1), Wladimir Krutow (3), Sergei Swetlow (1), Anatoli Semjonow, Sergei Jaschin, Michail Wassiljew, Wjatscheslaw Bykow (2), Andrei Chomutow, Helmuts Balderis, Irek Gimajew, Nikolai Drosdezki, Michail Warnakow, Wladimir Kowin Trainer / Assistent: Wiktor Tichonow / Wladimir Jursinow                                                                   | Tor: Wladimir Myschkin Verteidigung: Alexei Kassatonow, Wjatscheslaw Fetissow, Sinetula Biljaletdinow, Wassili Perwuchin, Sergei Starikow, Igor Stelnow, Juri Woschakow, Alexei Gussarow Sturm: Sergei Makarow (1), Wiktor Tjumenew (1), Wladimir Krutow (3), Sergei Swetlow (1), Anatoli Semjonow, Sergei Jaschin, Michail Wassiljew, Wjatscheslaw Bykow (2), Andrei Chomutow, Helmuts Balderis, Irek Gimajew, Nikolai Drosdezki, Michail Warnakow, Wladimir Kowin Trainer / Assistent: Wiktor Tichonow / Wladimir Jursinow                                                                   | Tor: Wladimir Myschkin Verteidigung: Alexei Kassatonow, Wjatscheslaw Fetissow, Sinetula Biljaletdinow, Wassili Perwuchin, Sergei Starikow, Igor Stelnow, Juri Woschakow, Alexei Gussarow Sturm: Sergei Makarow (1), Wiktor Tjumenew (1), Wladimir Krutow (3), Sergei Swetlow (1), Anatoli Semjonow, Sergei Jaschin, Michail Wassiljew, Wjatscheslaw Bykow (2), Andrei Chomutow, Helmuts Balderis, Irek Gimajew, Nikolai Drosdezki, Michail Warnakow, Wladimir Kowin Trainer / Assistent: Wiktor Tichonow / Wladimir Jursinow                                                                   | Tor: Wladimir Myschkin Verteidigung: Alexei Kassatonow, Wjatscheslaw Fetissow, Sinetula Biljaletdinow, Wassili Perwuchin, Sergei Starikow, Igor Stelnow, Juri Woschakow, Alexei Gussarow Sturm: Sergei Makarow (1), Wiktor Tjumenew (1), Wladimir Krutow (3), Sergei Swetlow (1), Anatoli Semjonow, Sergei Jaschin, Michail Wassiljew, Wjatscheslaw Bykow (2), Andrei Chomutow, Helmuts Balderis, Irek Gimajew, Nikolai Drosdezki, Michail Warnakow, Wladimir Kowin Trainer / Assistent: Wiktor Tichonow / Wladimir Jursinow                                                                   | Tor: Wladimir Myschkin Verteidigung: Alexei Kassatonow, Wjatscheslaw Fetissow, Sinetula Biljaletdinow, Wassili Perwuchin, Sergei Starikow, Igor Stelnow, Juri Woschakow, Alexei Gussarow Sturm: Sergei Makarow (1), Wiktor Tjumenew (1), Wladimir Krutow (3), Sergei Swetlow (1), Anatoli Semjonow, Sergei Jaschin, Michail Wassiljew, Wjatscheslaw Bykow (2), Andrei Chomutow, Helmuts Balderis, Irek Gimajew, Nikolai Drosdezki, Michail Warnakow, Wladimir Kowin Trainer / Assistent: Wiktor Tichonow / Wladimir Jursinow                                                                   |
| Nr. 693 8. April 1985  | 3:3 (2:1, 1:1, 0:1) | 0 BR Deutschland | A | 0München, BRD | 0Freundschaftsspiel | |
| Aufstellung            | Tor: Sergei Mylnikow Verteidigung: Alexei Kassatonow, Wjatscheslaw Fetissow, Sinetula Biljaletdinow, Wassili Perwuchin, Sergei Starikow, Igor Stelnow (1), Juri Woschakow, Alexei Gussarow Sturm: Nikolai Drosdezki, Wladimir Kowin, Michail Warnakow (1), Sergei Swetlow, Anatoli Semjonow (1), Sergei Jaschin, Michail Wassiljew, Wjatscheslaw Bykow, Andrei Chomutow, Helmuts Balderis, Irek Gimajew, Wiktor Tjumenew, Wladimir Krutow Trainer / Assistent: Wiktor Tichonow / Wladimir Jursinow                                                                                             | Tor: Sergei Mylnikow Verteidigung: Alexei Kassatonow, Wjatscheslaw Fetissow, Sinetula Biljaletdinow, Wassili Perwuchin, Sergei Starikow, Igor Stelnow (1), Juri Woschakow, Alexei Gussarow Sturm: Nikolai Drosdezki, Wladimir Kowin, Michail Warnakow (1), Sergei Swetlow, Anatoli Semjonow (1), Sergei Jaschin, Michail Wassiljew, Wjatscheslaw Bykow, Andrei Chomutow, Helmuts Balderis, Irek Gimajew, Wiktor Tjumenew, Wladimir Krutow Trainer / Assistent: Wiktor Tichonow / Wladimir Jursinow                                                                                             | Tor: Sergei Mylnikow Verteidigung: Alexei Kassatonow, Wjatscheslaw Fetissow, Sinetula Biljaletdinow, Wassili Perwuchin, Sergei Starikow, Igor Stelnow (1), Juri Woschakow, Alexei Gussarow Sturm: Nikolai Drosdezki, Wladimir Kowin, Michail Warnakow (1), Sergei Swetlow, Anatoli Semjonow (1), Sergei Jaschin, Michail Wassiljew, Wjatscheslaw Bykow, Andrei Chomutow, Helmuts Balderis, Irek Gimajew, Wiktor Tjumenew, Wladimir Krutow Trainer / Assistent: Wiktor Tichonow / Wladimir Jursinow                                                                                             | Tor: Sergei Mylnikow Verteidigung: Alexei Kassatonow, Wjatscheslaw Fetissow, Sinetula Biljaletdinow, Wassili Perwuchin, Sergei Starikow, Igor Stelnow (1), Juri Woschakow, Alexei Gussarow Sturm: Nikolai Drosdezki, Wladimir Kowin, Michail Warnakow (1), Sergei Swetlow, Anatoli Semjonow (1), Sergei Jaschin, Michail Wassiljew, Wjatscheslaw Bykow, Andrei Chomutow, Helmuts Balderis, Irek Gimajew, Wiktor Tjumenew, Wladimir Krutow Trainer / Assistent: Wiktor Tichonow / Wladimir Jursinow                                                                                             | Tor: Sergei Mylnikow Verteidigung: Alexei Kassatonow, Wjatscheslaw Fetissow, Sinetula Biljaletdinow, Wassili Perwuchin, Sergei Starikow, Igor Stelnow (1), Juri Woschakow, Alexei Gussarow Sturm: Nikolai Drosdezki, Wladimir Kowin, Michail Warnakow (1), Sergei Swetlow, Anatoli Semjonow (1), Sergei Jaschin, Michail Wassiljew, Wjatscheslaw Bykow, Andrei Chomutow, Helmuts Balderis, Irek Gimajew, Wiktor Tjumenew, Wladimir Krutow Trainer / Assistent: Wiktor Tichonow / Wladimir Jursinow                                                                                             | Tor: Sergei Mylnikow Verteidigung: Alexei Kassatonow, Wjatscheslaw Fetissow, Sinetula Biljaletdinow, Wassili Perwuchin, Sergei Starikow, Igor Stelnow (1), Juri Woschakow, Alexei Gussarow Sturm: Nikolai Drosdezki, Wladimir Kowin, Michail Warnakow (1), Sergei Swetlow, Anatoli Semjonow (1), Sergei Jaschin, Michail Wassiljew, Wjatscheslaw Bykow, Andrei Chomutow, Helmuts Balderis, Irek Gimajew, Wiktor Tjumenew, Wladimir Krutow Trainer / Assistent: Wiktor Tichonow / Wladimir Jursinow                                                                                             |
| Nr. 694 17. April 1985 | 11:1 (3:1, 5:0, 3:0) | 0 USA | * | 0Prag, TCH | 0WM 1985 / EM 1985 | |
| Aufstellung            | Tor: Wladimir Myschkin Verteidigung: Alexei Kassatonow, Wjatscheslaw Fetissow, Sinetula Biljaletdinow, Wassili Perwuchin, Sergei Starikow, Alexei Gussarow Sturm: Sergei Makarow (4), Igor Larionow, Wladimir Krutow, Sergei Swetlow, Irek Gimajew, Sergei Jaschin, Michail Wassiljew, Wjatscheslaw Bykow (3), Andrei Chomutow (1), Nikolai Drosdezki (1), Wiktor Tjumenew (1), Michail Warnakow (1) Trainer / Assistent: Wiktor Tichonow / Wladimir Jursinow | Tor: Wladimir Myschkin Verteidigung: Alexei Kassatonow, Wjatscheslaw Fetissow, Sinetula Biljaletdinow, Wassili Perwuchin, Sergei Starikow, Alexei Gussarow Sturm: Sergei Makarow (4), Igor Larionow, Wladimir Krutow, Sergei Swetlow, Irek Gimajew, Sergei Jaschin, Michail Wassiljew, Wjatscheslaw Bykow (3), Andrei Chomutow (1), Nikolai Drosdezki (1), Wiktor Tjumenew (1), Michail Warnakow (1) Trainer / Assistent: Wiktor Tichonow / Wladimir Jursinow | Tor: Wladimir Myschkin Verteidigung: Alexei Kassatonow, Wjatscheslaw Fetissow, Sinetula Biljaletdinow, Wassili Perwuchin, Sergei Starikow, Alexei Gussarow Sturm: Sergei Makarow (4), Igor Larionow, Wladimir Krutow, Sergei Swetlow, Irek Gimajew, Sergei Jaschin, Michail Wassiljew, Wjatscheslaw Bykow (3), Andrei Chomutow (1), Nikolai Drosdezki (1), Wiktor Tjumenew (1), Michail Warnakow (1) Trainer / Assistent: Wiktor Tichonow / Wladimir Jursinow | Tor: Wladimir Myschkin Verteidigung: Alexei Kassatonow, Wjatscheslaw Fetissow, Sinetula Biljaletdinow, Wassili Perwuchin, Sergei Starikow, Alexei Gussarow Sturm: Sergei Makarow (4), Igor Larionow, Wladimir Krutow, Sergei Swetlow, Irek Gimajew, Sergei Jaschin, Michail Wassiljew, Wjatscheslaw Bykow (3), Andrei Chomutow (1), Nikolai Drosdezki (1), Wiktor Tjumenew (1), Michail Warnakow (1) Trainer / Assistent: Wiktor Tichonow / Wladimir Jursinow | Tor: Wladimir Myschkin Verteidigung: Alexei Kassatonow, Wjatscheslaw Fetissow, Sinetula Biljaletdinow, Wassili Perwuchin, Sergei Starikow, Alexei Gussarow Sturm: Sergei Makarow (4), Igor Larionow, Wladimir Krutow, Sergei Swetlow, Irek Gimajew, Sergei Jaschin, Michail Wassiljew, Wjatscheslaw Bykow (3), Andrei Chomutow (1), Nikolai Drosdezki (1), Wiktor Tjumenew (1), Michail Warnakow (1) Trainer / Assistent: Wiktor Tichonow / Wladimir Jursinow | Tor: Wladimir Myschkin Verteidigung: Alexei Kassatonow, Wjatscheslaw Fetissow, Sinetula Biljaletdinow, Wassili Perwuchin, Sergei Starikow, Alexei Gussarow Sturm: Sergei Makarow (4), Igor Larionow, Wladimir Krutow, Sergei Swetlow, Irek Gimajew, Sergei Jaschin, Michail Wassiljew, Wjatscheslaw Bykow (3), Andrei Chomutow (1), Nikolai Drosdezki (1), Wiktor Tjumenew (1), Michail Warnakow (1) Trainer / Assistent: Wiktor Tichonow / Wladimir Jursinow |
| Nr. 695 18. April 1985 | 5:1 (2:0, 2:1, 1:0) | 0 Finnland | * | 0Prag, TCH | 0WM 1985 / EM 1985 | |
| Aufstellung            | Tor: Wladimir Myschkin Verteidigung: Alexei Kassatonow (1), Wjatscheslaw Fetissow (1), Sinetula Biljaletdinow, Wassili Perwuchin, Sergei Starikow, Alexei Gussarow Sturm: Sergei Makarow (1), Igor Larionow, Wladimir Krutow, Sergei Swetlow, Irek Gimajew (1), Sergei Jaschin, Michail Wassiljew, Wjatscheslaw Bykow, Andrei Chomutow, Nikolai Drosdezki, Wiktor Tjumenew, Michail Warnakow (1) Trainer / Assistent: Wiktor Tichonow / Wladimir Jursinow | Tor: Wladimir Myschkin Verteidigung: Alexei Kassatonow (1), Wjatscheslaw Fetissow (1), Sinetula Biljaletdinow, Wassili Perwuchin, Sergei Starikow, Alexei Gussarow Sturm: Sergei Makarow (1), Igor Larionow, Wladimir Krutow, Sergei Swetlow, Irek Gimajew (1), Sergei Jaschin, Michail Wassiljew, Wjatscheslaw Bykow, Andrei Chomutow, Nikolai Drosdezki, Wiktor Tjumenew, Michail Warnakow (1) Trainer / Assistent: Wiktor Tichonow / Wladimir Jursinow | Tor: Wladimir Myschkin Verteidigung: Alexei Kassatonow (1), Wjatscheslaw Fetissow (1), Sinetula Biljaletdinow, Wassili Perwuchin, Sergei Starikow, Alexei Gussarow Sturm: Sergei Makarow (1), Igor Larionow, Wladimir Krutow, Sergei Swetlow, Irek Gimajew (1), Sergei Jaschin, Michail Wassiljew, Wjatscheslaw Bykow, Andrei Chomutow, Nikolai Drosdezki, Wiktor Tjumenew, Michail Warnakow (1) Trainer / Assistent: Wiktor Tichonow / Wladimir Jursinow | Tor: Wladimir Myschkin Verteidigung: Alexei Kassatonow (1), Wjatscheslaw Fetissow (1), Sinetula Biljaletdinow, Wassili Perwuchin, Sergei Starikow, Alexei Gussarow Sturm: Sergei Makarow (1), Igor Larionow, Wladimir Krutow, Sergei Swetlow, Irek Gimajew (1), Sergei Jaschin, Michail Wassiljew, Wjatscheslaw Bykow, Andrei Chomutow, Nikolai Drosdezki, Wiktor Tjumenew, Michail Warnakow (1) Trainer / Assistent: Wiktor Tichonow / Wladimir Jursinow | Tor: Wladimir Myschkin Verteidigung: Alexei Kassatonow (1), Wjatscheslaw Fetissow (1), Sinetula Biljaletdinow, Wassili Perwuchin, Sergei Starikow, Alexei Gussarow Sturm: Sergei Makarow (1), Igor Larionow, Wladimir Krutow, Sergei Swetlow, Irek Gimajew (1), Sergei Jaschin, Michail Wassiljew, Wjatscheslaw Bykow, Andrei Chomutow, Nikolai Drosdezki, Wiktor Tjumenew, Michail Warnakow (1) Trainer / Assistent: Wiktor Tichonow / Wladimir Jursinow | Tor: Wladimir Myschkin Verteidigung: Alexei Kassatonow (1), Wjatscheslaw Fetissow (1), Sinetula Biljaletdinow, Wassili Perwuchin, Sergei Starikow, Alexei Gussarow Sturm: Sergei Makarow (1), Igor Larionow, Wladimir Krutow, Sergei Swetlow, Irek Gimajew (1), Sergei Jaschin, Michail Wassiljew, Wjatscheslaw Bykow, Andrei Chomutow, Nikolai Drosdezki, Wiktor Tjumenew, Michail Warnakow (1) Trainer / Assistent: Wiktor Tichonow / Wladimir Jursinow |
| Nr. 696 20. April 1985 | 6:0 (2:0, 3:0, 1:0) | 0 DDR | * | 0Prag, TCH | 0WM 1985 / EM 1985 | |
| Aufstellung            | Tor: Wladimir Myschkin Verteidigung: Alexei Kassatonow, Wjatscheslaw Fetissow, Sinetula Biljaletdinow, Wassili Perwuchin, Sergei Starikow, Alexei Gussarow (1) Sturm: Sergei Makarow (1), Igor Larionow, Wladimir Krutow, Sergei Swetlow (1), Irek Gimajew (1), Sergei Jaschin, Michail Wassiljew (1), Wjatscheslaw Bykow, Andrei Chomutow, Nikolai Drosdezki (1), Wiktor Tjumenew, Michail Warnakow Trainer / Assistent: Wiktor Tichonow / Wladimir Jursinow | Tor: Wladimir Myschkin Verteidigung: Alexei Kassatonow, Wjatscheslaw Fetissow, Sinetula Biljaletdinow, Wassili Perwuchin, Sergei Starikow, Alexei Gussarow (1) Sturm: Sergei Makarow (1), Igor Larionow, Wladimir Krutow, Sergei Swetlow (1), Irek Gimajew (1), Sergei Jaschin, Michail Wassiljew (1), Wjatscheslaw Bykow, Andrei Chomutow, Nikolai Drosdezki (1), Wiktor Tjumenew, Michail Warnakow Trainer / Assistent: Wiktor Tichonow / Wladimir Jursinow | Tor: Wladimir Myschkin Verteidigung: Alexei Kassatonow, Wjatscheslaw Fetissow, Sinetula Biljaletdinow, Wassili Perwuchin, Sergei Starikow, Alexei Gussarow (1) Sturm: Sergei Makarow (1), Igor Larionow, Wladimir Krutow, Sergei Swetlow (1), Irek Gimajew (1), Sergei Jaschin, Michail Wassiljew (1), Wjatscheslaw Bykow, Andrei Chomutow, Nikolai Drosdezki (1), Wiktor Tjumenew, Michail Warnakow Trainer / Assistent: Wiktor Tichonow / Wladimir Jursinow | Tor: Wladimir Myschkin Verteidigung: Alexei Kassatonow, Wjatscheslaw Fetissow, Sinetula Biljaletdinow, Wassili Perwuchin, Sergei Starikow, Alexei Gussarow (1) Sturm: Sergei Makarow (1), Igor Larionow, Wladimir Krutow, Sergei Swetlow (1), Irek Gimajew (1), Sergei Jaschin, Michail Wassiljew (1), Wjatscheslaw Bykow, Andrei Chomutow, Nikolai Drosdezki (1), Wiktor Tjumenew, Michail Warnakow Trainer / Assistent: Wiktor Tichonow / Wladimir Jursinow | Tor: Wladimir Myschkin Verteidigung: Alexei Kassatonow, Wjatscheslaw Fetissow, Sinetula Biljaletdinow, Wassili Perwuchin, Sergei Starikow, Alexei Gussarow (1) Sturm: Sergei Makarow (1), Igor Larionow, Wladimir Krutow, Sergei Swetlow (1), Irek Gimajew (1), Sergei Jaschin, Michail Wassiljew (1), Wjatscheslaw Bykow, Andrei Chomutow, Nikolai Drosdezki (1), Wiktor Tjumenew, Michail Warnakow Trainer / Assistent: Wiktor Tichonow / Wladimir Jursinow | Tor: Wladimir Myschkin Verteidigung: Alexei Kassatonow, Wjatscheslaw Fetissow, Sinetula Biljaletdinow, Wassili Perwuchin, Sergei Starikow, Alexei Gussarow (1) Sturm: Sergei Makarow (1), Igor Larionow, Wladimir Krutow, Sergei Swetlow (1), Irek Gimajew (1), Sergei Jaschin, Michail Wassiljew (1), Wjatscheslaw Bykow, Andrei Chomutow, Nikolai Drosdezki (1), Wiktor Tjumenew, Michail Warnakow Trainer / Assistent: Wiktor Tichonow / Wladimir Jursinow |
| Nr. 697 21. April 1985 | 10:2 (7:0, 2:1, 1:1) | 0 BR Deutschland | * | 0Prag, TCH | 0WM 1985 / EM 1985 | |
| Aufstellung            | Tor: Wladimir Myschkin Verteidigung: Alexei Kassatonow (1), Wjatscheslaw Fetissow, Sinetula Biljaletdinow, Wassili Perwuchin, Sergei Starikow, Alexei Gussarow Sturm: Sergei Makarow, Igor Larionow (1), Wladimir Krutow (1), Sergei Swetlow, Irek Gimajew (1), Sergei Jaschin (1), Michail Wassiljew (1), Wjatscheslaw Bykow, Andrei Chomutow (2), Nikolai Drosdezki (1), Wiktor Tjumenew (1), Michail Warnakow Trainer / Assistent: Wiktor Tichonow / Wladimir Jursinow | Tor: Wladimir Myschkin Verteidigung: Alexei Kassatonow (1), Wjatscheslaw Fetissow, Sinetula Biljaletdinow, Wassili Perwuchin, Sergei Starikow, Alexei Gussarow Sturm: Sergei Makarow, Igor Larionow (1), Wladimir Krutow (1), Sergei Swetlow, Irek Gimajew (1), Sergei Jaschin (1), Michail Wassiljew (1), Wjatscheslaw Bykow, Andrei Chomutow (2), Nikolai Drosdezki (1), Wiktor Tjumenew (1), Michail Warnakow Trainer / Assistent: Wiktor Tichonow / Wladimir Jursinow | Tor: Wladimir Myschkin Verteidigung: Alexei Kassatonow (1), Wjatscheslaw Fetissow, Sinetula Biljaletdinow, Wassili Perwuchin, Sergei Starikow, Alexei Gussarow Sturm: Sergei Makarow, Igor Larionow (1), Wladimir Krutow (1), Sergei Swetlow, Irek Gimajew (1), Sergei Jaschin (1), Michail Wassiljew (1), Wjatscheslaw Bykow, Andrei Chomutow (2), Nikolai Drosdezki (1), Wiktor Tjumenew (1), Michail Warnakow Trainer / Assistent: Wiktor Tichonow / Wladimir Jursinow | Tor: Wladimir Myschkin Verteidigung: Alexei Kassatonow (1), Wjatscheslaw Fetissow, Sinetula Biljaletdinow, Wassili Perwuchin, Sergei Starikow, Alexei Gussarow Sturm: Sergei Makarow, Igor Larionow (1), Wladimir Krutow (1), Sergei Swetlow, Irek Gimajew (1), Sergei Jaschin (1), Michail Wassiljew (1), Wjatscheslaw Bykow, Andrei Chomutow (2), Nikolai Drosdezki (1), Wiktor Tjumenew (1), Michail Warnakow Trainer / Assistent: Wiktor Tichonow / Wladimir Jursinow | Tor: Wladimir Myschkin Verteidigung: Alexei Kassatonow (1), Wjatscheslaw Fetissow, Sinetula Biljaletdinow, Wassili Perwuchin, Sergei Starikow, Alexei Gussarow Sturm: Sergei Makarow, Igor Larionow (1), Wladimir Krutow (1), Sergei Swetlow, Irek Gimajew (1), Sergei Jaschin (1), Michail Wassiljew (1), Wjatscheslaw Bykow, Andrei Chomutow (2), Nikolai Drosdezki (1), Wiktor Tjumenew (1), Michail Warnakow Trainer / Assistent: Wiktor Tichonow / Wladimir Jursinow | Tor: Wladimir Myschkin Verteidigung: Alexei Kassatonow (1), Wjatscheslaw Fetissow, Sinetula Biljaletdinow, Wassili Perwuchin, Sergei Starikow, Alexei Gussarow Sturm: Sergei Makarow, Igor Larionow (1), Wladimir Krutow (1), Sergei Swetlow, Irek Gimajew (1), Sergei Jaschin (1), Michail Wassiljew (1), Wjatscheslaw Bykow, Andrei Chomutow (2), Nikolai Drosdezki (1), Wiktor Tjumenew (1), Michail Warnakow Trainer / Assistent: Wiktor Tichonow / Wladimir Jursinow |
| Nr. 698 23. April 1985 | 6:2 (1:1, 2:0, 3:1) | 0 Schweden | * | 0Prag, TCH | 0WM 1985 / EM 1985 | |
| Aufstellung            | Tor: Wladimir Myschkin Verteidigung: Alexei Kassatonow (1), Wjatscheslaw Fetissow (2), Sinetula Biljaletdinow, Wassili Perwuchin, Sergei Starikow, Alexei Gussarow Sturm: Sergei Makarow (1), Igor Larionow, Wladimir Krutow (1), Sergei Swetlow, Irek Gimajew, Sergei Jaschin, Michail Wassiljew, Wjatscheslaw Bykow, Andrei Chomutow, Nikolai Drosdezki (1), Wiktor Tjumenew, Michail Warnakow Trainer / Assistent: Wiktor Tichonow / Wladimir Jursinow | Tor: Wladimir Myschkin Verteidigung: Alexei Kassatonow (1), Wjatscheslaw Fetissow (2), Sinetula Biljaletdinow, Wassili Perwuchin, Sergei Starikow, Alexei Gussarow Sturm: Sergei Makarow (1), Igor Larionow, Wladimir Krutow (1), Sergei Swetlow, Irek Gimajew, Sergei Jaschin, Michail Wassiljew, Wjatscheslaw Bykow, Andrei Chomutow, Nikolai Drosdezki (1), Wiktor Tjumenew, Michail Warnakow Trainer / Assistent: Wiktor Tichonow / Wladimir Jursinow | Tor: Wladimir Myschkin Verteidigung: Alexei Kassatonow (1), Wjatscheslaw Fetissow (2), Sinetula Biljaletdinow, Wassili Perwuchin, Sergei Starikow, Alexei Gussarow Sturm: Sergei Makarow (1), Igor Larionow, Wladimir Krutow (1), Sergei Swetlow, Irek Gimajew, Sergei Jaschin, Michail Wassiljew, Wjatscheslaw Bykow, Andrei Chomutow, Nikolai Drosdezki (1), Wiktor Tjumenew, Michail Warnakow Trainer / Assistent: Wiktor Tichonow / Wladimir Jursinow | Tor: Wladimir Myschkin Verteidigung: Alexei Kassatonow (1), Wjatscheslaw Fetissow (2), Sinetula Biljaletdinow, Wassili Perwuchin, Sergei Starikow, Alexei Gussarow Sturm: Sergei Makarow (1), Igor Larionow, Wladimir Krutow (1), Sergei Swetlow, Irek Gimajew, Sergei Jaschin, Michail Wassiljew, Wjatscheslaw Bykow, Andrei Chomutow, Nikolai Drosdezki (1), Wiktor Tjumenew, Michail Warnakow Trainer / Assistent: Wiktor Tichonow / Wladimir Jursinow | Tor: Wladimir Myschkin Verteidigung: Alexei Kassatonow (1), Wjatscheslaw Fetissow (2), Sinetula Biljaletdinow, Wassili Perwuchin, Sergei Starikow, Alexei Gussarow Sturm: Sergei Makarow (1), Igor Larionow, Wladimir Krutow (1), Sergei Swetlow, Irek Gimajew, Sergei Jaschin, Michail Wassiljew, Wjatscheslaw Bykow, Andrei Chomutow, Nikolai Drosdezki (1), Wiktor Tjumenew, Michail Warnakow Trainer / Assistent: Wiktor Tichonow / Wladimir Jursinow | Tor: Wladimir Myschkin Verteidigung: Alexei Kassatonow (1), Wjatscheslaw Fetissow (2), Sinetula Biljaletdinow, Wassili Perwuchin, Sergei Starikow, Alexei Gussarow Sturm: Sergei Makarow (1), Igor Larionow, Wladimir Krutow (1), Sergei Swetlow, Irek Gimajew, Sergei Jaschin, Michail Wassiljew, Wjatscheslaw Bykow, Andrei Chomutow, Nikolai Drosdezki (1), Wiktor Tjumenew, Michail Warnakow Trainer / Assistent: Wiktor Tichonow / Wladimir Jursinow |
| Nr. 699 25. April 1985 | 9:1 (4:0, 1:1, 4:0) | 0 Kanada | * | 0Prag, TCH | 0WM 1985 / EM 1985 | |
| Aufstellung            | Tor: Wladimir Myschkin Verteidigung: Irek Gimajew, Wjatscheslaw Fetissow (1), Sinetula Biljaletdinow, Wassili Perwuchin, Sergei Starikow, Alexei Gussarow (1) Sturm: Sergei Makarow, Igor Larionow (1), Wladimir Krutow (1), Sergei Swetlow, Wladimir Kowin, Sergei Jaschin (1), Alexander Skworzow (1), Wjatscheslaw Bykow (2), Andrei Chomutow, Nikolai Drosdezki (1), Wiktor Tjumenew, Michail Warnakow Trainer / Assistent: Wiktor Tichonow / Wladimir Jursinow | Tor: Wladimir Myschkin Verteidigung: Irek Gimajew, Wjatscheslaw Fetissow (1), Sinetula Biljaletdinow, Wassili Perwuchin, Sergei Starikow, Alexei Gussarow (1) Sturm: Sergei Makarow, Igor Larionow (1), Wladimir Krutow (1), Sergei Swetlow, Wladimir Kowin, Sergei Jaschin (1), Alexander Skworzow (1), Wjatscheslaw Bykow (2), Andrei Chomutow, Nikolai Drosdezki (1), Wiktor Tjumenew, Michail Warnakow Trainer / Assistent: Wiktor Tichonow / Wladimir Jursinow | Tor: Wladimir Myschkin Verteidigung: Irek Gimajew, Wjatscheslaw Fetissow (1), Sinetula Biljaletdinow, Wassili Perwuchin, Sergei Starikow, Alexei Gussarow (1) Sturm: Sergei Makarow, Igor Larionow (1), Wladimir Krutow (1), Sergei Swetlow, Wladimir Kowin, Sergei Jaschin (1), Alexander Skworzow (1), Wjatscheslaw Bykow (2), Andrei Chomutow, Nikolai Drosdezki (1), Wiktor Tjumenew, Michail Warnakow Trainer / Assistent: Wiktor Tichonow / Wladimir Jursinow | Tor: Wladimir Myschkin Verteidigung: Irek Gimajew, Wjatscheslaw Fetissow (1), Sinetula Biljaletdinow, Wassili Perwuchin, Sergei Starikow, Alexei Gussarow (1) Sturm: Sergei Makarow, Igor Larionow (1), Wladimir Krutow (1), Sergei Swetlow, Wladimir Kowin, Sergei Jaschin (1), Alexander Skworzow (1), Wjatscheslaw Bykow (2), Andrei Chomutow, Nikolai Drosdezki (1), Wiktor Tjumenew, Michail Warnakow Trainer / Assistent: Wiktor Tichonow / Wladimir Jursinow | Tor: Wladimir Myschkin Verteidigung: Irek Gimajew, Wjatscheslaw Fetissow (1), Sinetula Biljaletdinow, Wassili Perwuchin, Sergei Starikow, Alexei Gussarow (1) Sturm: Sergei Makarow, Igor Larionow (1), Wladimir Krutow (1), Sergei Swetlow, Wladimir Kowin, Sergei Jaschin (1), Alexander Skworzow (1), Wjatscheslaw Bykow (2), Andrei Chomutow, Nikolai Drosdezki (1), Wiktor Tjumenew, Michail Warnakow Trainer / Assistent: Wiktor Tichonow / Wladimir Jursinow | Tor: Wladimir Myschkin Verteidigung: Irek Gimajew, Wjatscheslaw Fetissow (1), Sinetula Biljaletdinow, Wassili Perwuchin, Sergei Starikow, Alexei Gussarow (1) Sturm: Sergei Makarow, Igor Larionow (1), Wladimir Krutow (1), Sergei Swetlow, Wladimir Kowin, Sergei Jaschin (1), Alexander Skworzow (1), Wjatscheslaw Bykow (2), Andrei Chomutow, Nikolai Drosdezki (1), Wiktor Tjumenew, Michail Warnakow Trainer / Assistent: Wiktor Tichonow / Wladimir Jursinow |
| Nr. 700 27. April 1985 | 5:1 (0:1, 4:0, 1:0) | 0 Tschechoslowakei | A | 0Prag, TCH | 0WM 1985 / EM 1985 | |
| Aufstellung            | Tor: Wladimir Myschkin Verteidigung: Alexei Kassatonow, Wjatscheslaw Fetissow, Sinetula Biljaletdinow, Wassili Perwuchin, Sergei Starikow, Alexei Gussarow Sturm: Sergei Makarow (2), Igor Larionow, Wladimir Krutow, Alexander Skworzow, Irek Gimajew, Sergei Swetlow, Michail Wassiljew, Wjatscheslaw Bykow (2), Andrei Chomutow, Nikolai Drosdezki, Wiktor Tjumenew (1), Michail Warnakow Trainer / Assistent: Wiktor Tichonow / Wladimir Jursinow | Tor: Wladimir Myschkin Verteidigung: Alexei Kassatonow, Wjatscheslaw Fetissow, Sinetula Biljaletdinow, Wassili Perwuchin, Sergei Starikow, Alexei Gussarow Sturm: Sergei Makarow (2), Igor Larionow, Wladimir Krutow, Alexander Skworzow, Irek Gimajew, Sergei Swetlow, Michail Wassiljew, Wjatscheslaw Bykow (2), Andrei Chomutow, Nikolai Drosdezki, Wiktor Tjumenew (1), Michail Warnakow Trainer / Assistent: Wiktor Tichonow / Wladimir Jursinow | Tor: Wladimir Myschkin Verteidigung: Alexei Kassatonow, Wjatscheslaw Fetissow, Sinetula Biljaletdinow, Wassili Perwuchin, Sergei Starikow, Alexei Gussarow Sturm: Sergei Makarow (2), Igor Larionow, Wladimir Krutow, Alexander Skworzow, Irek Gimajew, Sergei Swetlow, Michail Wassiljew, Wjatscheslaw Bykow (2), Andrei Chomutow, Nikolai Drosdezki, Wiktor Tjumenew (1), Michail Warnakow Trainer / Assistent: Wiktor Tichonow / Wladimir Jursinow | Tor: Wladimir Myschkin Verteidigung: Alexei Kassatonow, Wjatscheslaw Fetissow, Sinetula Biljaletdinow, Wassili Perwuchin, Sergei Starikow, Alexei Gussarow Sturm: Sergei Makarow (2), Igor Larionow, Wladimir Krutow, Alexander Skworzow, Irek Gimajew, Sergei Swetlow, Michail Wassiljew, Wjatscheslaw Bykow (2), Andrei Chomutow, Nikolai Drosdezki, Wiktor Tjumenew (1), Michail Warnakow Trainer / Assistent: Wiktor Tichonow / Wladimir Jursinow | Tor: Wladimir Myschkin Verteidigung: Alexei Kassatonow, Wjatscheslaw Fetissow, Sinetula Biljaletdinow, Wassili Perwuchin, Sergei Starikow, Alexei Gussarow Sturm: Sergei Makarow (2), Igor Larionow, Wladimir Krutow, Alexander Skworzow, Irek Gimajew, Sergei Swetlow, Michail Wassiljew, Wjatscheslaw Bykow (2), Andrei Chomutow, Nikolai Drosdezki, Wiktor Tjumenew (1), Michail Warnakow Trainer / Assistent: Wiktor Tichonow / Wladimir Jursinow | Tor: Wladimir Myschkin Verteidigung: Alexei Kassatonow, Wjatscheslaw Fetissow, Sinetula Biljaletdinow, Wassili Perwuchin, Sergei Starikow, Alexei Gussarow Sturm: Sergei Makarow (2), Igor Larionow, Wladimir Krutow, Alexander Skworzow, Irek Gimajew, Sergei Swetlow, Michail Wassiljew, Wjatscheslaw Bykow (2), Andrei Chomutow, Nikolai Drosdezki, Wiktor Tjumenew (1), Michail Warnakow Trainer / Assistent: Wiktor Tichonow / Wladimir Jursinow |
| Nr. 701 29. April 1985 | 1:2 (0:2, 0:0, 1:0) | 0 Tschechoslowakei | * | 0Prag, TCH | 0WM 1985 / EM 1985 | |
| Aufstellung            | Tor: Wladimir Myschkin Verteidigung: Alexei Kassatonow, Wjatscheslaw Fetissow, Sinetula Biljaletdinow, Wassili Perwuchin, Sergei Starikow, Alexei Gussarow Sturm: Sergei Makarow, Igor Larionow, Wladimir Krutow, Alexander Skworzow, Irek Gimajew, Sergei Swetlow, Michail Wassiljew, Wjatscheslaw Bykow, Andrei Chomutow (1), Nikolai Drosdezki, Wiktor Tjumenew, Michail Warnakow Trainer / Assistent: Wiktor Tichonow / Wladimir Jursinow | Tor: Wladimir Myschkin Verteidigung: Alexei Kassatonow, Wjatscheslaw Fetissow, Sinetula Biljaletdinow, Wassili Perwuchin, Sergei Starikow, Alexei Gussarow Sturm: Sergei Makarow, Igor Larionow, Wladimir Krutow, Alexander Skworzow, Irek Gimajew, Sergei Swetlow, Michail Wassiljew, Wjatscheslaw Bykow, Andrei Chomutow (1), Nikolai Drosdezki, Wiktor Tjumenew, Michail Warnakow Trainer / Assistent: Wiktor Tichonow / Wladimir Jursinow | Tor: Wladimir Myschkin Verteidigung: Alexei Kassatonow, Wjatscheslaw Fetissow, Sinetula Biljaletdinow, Wassili Perwuchin, Sergei Starikow, Alexei Gussarow Sturm: Sergei Makarow, Igor Larionow, Wladimir Krutow, Alexander Skworzow, Irek Gimajew, Sergei Swetlow, Michail Wassiljew, Wjatscheslaw Bykow, Andrei Chomutow (1), Nikolai Drosdezki, Wiktor Tjumenew, Michail Warnakow Trainer / Assistent: Wiktor Tichonow / Wladimir Jursinow | Tor: Wladimir Myschkin Verteidigung: Alexei Kassatonow, Wjatscheslaw Fetissow, Sinetula Biljaletdinow, Wassili Perwuchin, Sergei Starikow, Alexei Gussarow Sturm: Sergei Makarow, Igor Larionow, Wladimir Krutow, Alexander Skworzow, Irek Gimajew, Sergei Swetlow, Michail Wassiljew, Wjatscheslaw Bykow, Andrei Chomutow (1), Nikolai Drosdezki, Wiktor Tjumenew, Michail Warnakow Trainer / Assistent: Wiktor Tichonow / Wladimir Jursinow | Tor: Wladimir Myschkin Verteidigung: Alexei Kassatonow, Wjatscheslaw Fetissow, Sinetula Biljaletdinow, Wassili Perwuchin, Sergei Starikow, Alexei Gussarow Sturm: Sergei Makarow, Igor Larionow, Wladimir Krutow, Alexander Skworzow, Irek Gimajew, Sergei Swetlow, Michail Wassiljew, Wjatscheslaw Bykow, Andrei Chomutow (1), Nikolai Drosdezki, Wiktor Tjumenew, Michail Warnakow Trainer / Assistent: Wiktor Tichonow / Wladimir Jursinow | Tor: Wladimir Myschkin Verteidigung: Alexei Kassatonow, Wjatscheslaw Fetissow, Sinetula Biljaletdinow, Wassili Perwuchin, Sergei Starikow, Alexei Gussarow Sturm: Sergei Makarow, Igor Larionow, Wladimir Krutow, Alexander Skworzow, Irek Gimajew, Sergei Swetlow, Michail Wassiljew, Wjatscheslaw Bykow, Andrei Chomutow (1), Nikolai Drosdezki, Wiktor Tjumenew, Michail Warnakow Trainer / Assistent: Wiktor Tichonow / Wladimir Jursinow |
| Nr. 702 1. Mai 1985    | 1:3 (0:2, 0:1, 1:0) | 0 Kanada | * | 0Prag, TCH | 0WM 1985 / EM 1985 | |
| Aufstellung            | Tor: Wladimir Myschkin Verteidigung: Alexei Kassatonow, Wjatscheslaw Fetissow, Sergei Starikow, Alexei Gussarow, Sinetula Biljaletdinow, Wassili Perwuchin Sturm: Sergei Makarow, Igor Larionow, Wladimir Krutow (1), Alexander Skworzow, Wjatscheslaw Bykow, Andrei Chomutow, Nikolai Drosdezki, Wiktor Tjumenew, Michail Warnakow, Sergei Swetlow, Wladimir Kowin, Irek Gimajew Trainer / Assistent: Wiktor Tichonow / Wladimir Jursinow | Tor: Wladimir Myschkin Verteidigung: Alexei Kassatonow, Wjatscheslaw Fetissow, Sergei Starikow, Alexei Gussarow, Sinetula Biljaletdinow, Wassili Perwuchin Sturm: Sergei Makarow, Igor Larionow, Wladimir Krutow (1), Alexander Skworzow, Wjatscheslaw Bykow, Andrei Chomutow, Nikolai Drosdezki, Wiktor Tjumenew, Michail Warnakow, Sergei Swetlow, Wladimir Kowin, Irek Gimajew Trainer / Assistent: Wiktor Tichonow / Wladimir Jursinow | Tor: Wladimir Myschkin Verteidigung: Alexei Kassatonow, Wjatscheslaw Fetissow, Sergei Starikow, Alexei Gussarow, Sinetula Biljaletdinow, Wassili Perwuchin Sturm: Sergei Makarow, Igor Larionow, Wladimir Krutow (1), Alexander Skworzow, Wjatscheslaw Bykow, Andrei Chomutow, Nikolai Drosdezki, Wiktor Tjumenew, Michail Warnakow, Sergei Swetlow, Wladimir Kowin, Irek Gimajew Trainer / Assistent: Wiktor Tichonow / Wladimir Jursinow | Tor: Wladimir Myschkin Verteidigung: Alexei Kassatonow, Wjatscheslaw Fetissow, Sergei Starikow, Alexei Gussarow, Sinetula Biljaletdinow, Wassili Perwuchin Sturm: Sergei Makarow, Igor Larionow, Wladimir Krutow (1), Alexander Skworzow, Wjatscheslaw Bykow, Andrei Chomutow, Nikolai Drosdezki, Wiktor Tjumenew, Michail Warnakow, Sergei Swetlow, Wladimir Kowin, Irek Gimajew Trainer / Assistent: Wiktor Tichonow / Wladimir Jursinow | Tor: Wladimir Myschkin Verteidigung: Alexei Kassatonow, Wjatscheslaw Fetissow, Sergei Starikow, Alexei Gussarow, Sinetula Biljaletdinow, Wassili Perwuchin Sturm: Sergei Makarow, Igor Larionow, Wladimir Krutow (1), Alexander Skworzow, Wjatscheslaw Bykow, Andrei Chomutow, Nikolai Drosdezki, Wiktor Tjumenew, Michail Warnakow, Sergei Swetlow, Wladimir Kowin, Irek Gimajew Trainer / Assistent: Wiktor Tichonow / Wladimir Jursinow | Tor: Wladimir Myschkin Verteidigung: Alexei Kassatonow, Wjatscheslaw Fetissow, Sergei Starikow, Alexei Gussarow, Sinetula Biljaletdinow, Wassili Perwuchin Sturm: Sergei Makarow, Igor Larionow, Wladimir Krutow (1), Alexander Skworzow, Wjatscheslaw Bykow, Andrei Chomutow, Nikolai Drosdezki, Wiktor Tjumenew, Michail Warnakow, Sergei Swetlow, Wladimir Kowin, Irek Gimajew Trainer / Assistent: Wiktor Tichonow / Wladimir Jursinow |
| Nr. 703 3. Mai 1985    | 10:3 (3:0, 4:0, 3:3) | 0 USA | * | 0Prag, TCH | 0WM 1985 / EM 1985 | 0WM-Dritter 023. EM-Titel |
| Aufstellung            | Tor: Wladimir Myschkin, Sergei Mylnikow (41. Min.) Verteidigung: Alexei Kassatonow (2), Wjatscheslaw Fetissow (2), Sergei Starikow, Alexei Gussarow, Sinetula Biljaletdinow, Wassili Perwuchin Sturm: Sergei Makarow, Igor Larionow, Wladimir Krutow, Alexander Skworzow (1), Wjatscheslaw Bykow, Andrei Chomutow, Sergei Swetlow (1), Irek Gimajew, Sergei Jaschin, Nikolai Drosdezki, Wiktor Tjumenew (1), Michail Warnakow (3) Trainer / Assistent: Wiktor Tichonow / Wladimir Jursinow | Tor: Wladimir Myschkin, Sergei Mylnikow (41. Min.) Verteidigung: Alexei Kassatonow (2), Wjatscheslaw Fetissow (2), Sergei Starikow, Alexei Gussarow, Sinetula Biljaletdinow, Wassili Perwuchin Sturm: Sergei Makarow, Igor Larionow, Wladimir Krutow, Alexander Skworzow (1), Wjatscheslaw Bykow, Andrei Chomutow, Sergei Swetlow (1), Irek Gimajew, Sergei Jaschin, Nikolai Drosdezki, Wiktor Tjumenew (1), Michail Warnakow (3) Trainer / Assistent: Wiktor Tichonow / Wladimir Jursinow | Tor: Wladimir Myschkin, Sergei Mylnikow (41. Min.) Verteidigung: Alexei Kassatonow (2), Wjatscheslaw Fetissow (2), Sergei Starikow, Alexei Gussarow, Sinetula Biljaletdinow, Wassili Perwuchin Sturm: Sergei Makarow, Igor Larionow, Wladimir Krutow, Alexander Skworzow (1), Wjatscheslaw Bykow, Andrei Chomutow, Sergei Swetlow (1), Irek Gimajew, Sergei Jaschin, Nikolai Drosdezki, Wiktor Tjumenew (1), Michail Warnakow (3) Trainer / Assistent: Wiktor Tichonow / Wladimir Jursinow | Tor: Wladimir Myschkin, Sergei Mylnikow (41. Min.) Verteidigung: Alexei Kassatonow (2), Wjatscheslaw Fetissow (2), Sergei Starikow, Alexei Gussarow, Sinetula Biljaletdinow, Wassili Perwuchin Sturm: Sergei Makarow, Igor Larionow, Wladimir Krutow, Alexander Skworzow (1), Wjatscheslaw Bykow, Andrei Chomutow, Sergei Swetlow (1), Irek Gimajew, Sergei Jaschin, Nikolai Drosdezki, Wiktor Tjumenew (1), Michail Warnakow (3) Trainer / Assistent: Wiktor Tichonow / Wladimir Jursinow | Tor: Wladimir Myschkin, Sergei Mylnikow (41. Min.) Verteidigung: Alexei Kassatonow (2), Wjatscheslaw Fetissow (2), Sergei Starikow, Alexei Gussarow, Sinetula Biljaletdinow, Wassili Perwuchin Sturm: Sergei Makarow, Igor Larionow, Wladimir Krutow, Alexander Skworzow (1), Wjatscheslaw Bykow, Andrei Chomutow, Sergei Swetlow (1), Irek Gimajew, Sergei Jaschin, Nikolai Drosdezki, Wiktor Tjumenew (1), Michail Warnakow (3) Trainer / Assistent: Wiktor Tichonow / Wladimir Jursinow | Tor: Wladimir Myschkin, Sergei Mylnikow (41. Min.) Verteidigung: Alexei Kassatonow (2), Wjatscheslaw Fetissow (2), Sergei Starikow, Alexei Gussarow, Sinetula Biljaletdinow, Wassili Perwuchin Sturm: Sergei Makarow, Igor Larionow, Wladimir Krutow, Alexander Skworzow (1), Wjatscheslaw Bykow, Andrei Chomutow, Sergei Swetlow (1), Irek Gimajew, Sergei Jaschin, Nikolai Drosdezki, Wiktor Tjumenew (1), Michail Warnakow (3) Trainer / Assistent: Wiktor Tichonow / Wladimir Jursinow |
| Nr. 704 11. Sep. 1985  | 4:2 (0:1, 3:0, 1:1) | 0 Tschechoslowakei | * | 0Brünn, TCH | 0Freundschaftsspiel | |
| Aufstellung            | Tor: Sergei Mylnikow 0Verteidigung: Sinetula Biljaletdinow, Wassili Perwuchin, Alexei Kassatonow, Wjatscheslaw Fetissow (1), Alexei Gussarow, Igor Stelnow, Sergei Starikow, Oleg Mikultschik Sturm: Sergei Swetlow, Anatoli Semjonow, Sergei Jaschin, Igor Boldin, Andrei Chomutow (1), Juri Chmyljow, Alexander Semak (1), Michail Warnakow, Wladimir Subriltschew, Wiktor Tjumenew (1), Juri Leonow Trainer / Assistent: Wiktor Tichonow / Wladimir Jursinow | Tor: Sergei Mylnikow 0Verteidigung: Sinetula Biljaletdinow, Wassili Perwuchin, Alexei Kassatonow, Wjatscheslaw Fetissow (1), Alexei Gussarow, Igor Stelnow, Sergei Starikow, Oleg Mikultschik Sturm: Sergei Swetlow, Anatoli Semjonow, Sergei Jaschin, Igor Boldin, Andrei Chomutow (1), Juri Chmyljow, Alexander Semak (1), Michail Warnakow, Wladimir Subriltschew, Wiktor Tjumenew (1), Juri Leonow Trainer / Assistent: Wiktor Tichonow / Wladimir Jursinow | Tor: Sergei Mylnikow 0Verteidigung: Sinetula Biljaletdinow, Wassili Perwuchin, Alexei Kassatonow, Wjatscheslaw Fetissow (1), Alexei Gussarow, Igor Stelnow, Sergei Starikow, Oleg Mikultschik Sturm: Sergei Swetlow, Anatoli Semjonow, Sergei Jaschin, Igor Boldin, Andrei Chomutow (1), Juri Chmyljow, Alexander Semak (1), Michail Warnakow, Wladimir Subriltschew, Wiktor Tjumenew (1), Juri Leonow Trainer / Assistent: Wiktor Tichonow / Wladimir Jursinow | Tor: Sergei Mylnikow 0Verteidigung: Sinetula Biljaletdinow, Wassili Perwuchin, Alexei Kassatonow, Wjatscheslaw Fetissow (1), Alexei Gussarow, Igor Stelnow, Sergei Starikow, Oleg Mikultschik Sturm: Sergei Swetlow, Anatoli Semjonow, Sergei Jaschin, Igor Boldin, Andrei Chomutow (1), Juri Chmyljow, Alexander Semak (1), Michail Warnakow, Wladimir Subriltschew, Wiktor Tjumenew (1), Juri Leonow Trainer / Assistent: Wiktor Tichonow / Wladimir Jursinow | Tor: Sergei Mylnikow 0Verteidigung: Sinetula Biljaletdinow, Wassili Perwuchin, Alexei Kassatonow, Wjatscheslaw Fetissow (1), Alexei Gussarow, Igor Stelnow, Sergei Starikow, Oleg Mikultschik Sturm: Sergei Swetlow, Anatoli Semjonow, Sergei Jaschin, Igor Boldin, Andrei Chomutow (1), Juri Chmyljow, Alexander Semak (1), Michail Warnakow, Wladimir Subriltschew, Wiktor Tjumenew (1), Juri Leonow Trainer / Assistent: Wiktor Tichonow / Wladimir Jursinow | Tor: Sergei Mylnikow 0Verteidigung: Sinetula Biljaletdinow, Wassili Perwuchin, Alexei Kassatonow, Wjatscheslaw Fetissow (1), Alexei Gussarow, Igor Stelnow, Sergei Starikow, Oleg Mikultschik Sturm: Sergei Swetlow, Anatoli Semjonow, Sergei Jaschin, Igor Boldin, Andrei Chomutow (1), Juri Chmyljow, Alexander Semak (1), Michail Warnakow, Wladimir Subriltschew, Wiktor Tjumenew (1), Juri Leonow Trainer / Assistent: Wiktor Tichonow / Wladimir Jursinow |
| Nr. 705 13. Sep. 1985  | 2:0 (0:0, 1:0, 1:0) | 0 Tschechoslowakei | * | 0Prag, TCH | 0Freundschaftsspiel | |
| Aufstellung            | Tor: Juri Schundrow Verteidigung: Alexei Kassatonow, Wjatscheslaw Fetissow, Sinetula Biljaletdinow, Oleg Mikultschik, Sergei Starikow, Irek Gimajew, Alexei Gussarow, Igor Stelnow Sturm: Igor Boldin, Wjatscheslaw Bykow (1), Andrei Chomutow (1), Sergei Swetlow, Anatoli Semjonow, Sergei Jaschin, Wladimir Subriltschew, Wiktor Tjumenew, Michail Warnakow, Pawel Torgajew, Alexander Semak, Juri Chmyljow Trainer / Assistent: Wiktor Tichonow / Wladimir Jursinow | Tor: Juri Schundrow Verteidigung: Alexei Kassatonow, Wjatscheslaw Fetissow, Sinetula Biljaletdinow, Oleg Mikultschik, Sergei Starikow, Irek Gimajew, Alexei Gussarow, Igor Stelnow Sturm: Igor Boldin, Wjatscheslaw Bykow (1), Andrei Chomutow (1), Sergei Swetlow, Anatoli Semjonow, Sergei Jaschin, Wladimir Subriltschew, Wiktor Tjumenew, Michail Warnakow, Pawel Torgajew, Alexander Semak, Juri Chmyljow Trainer / Assistent: Wiktor Tichonow / Wladimir Jursinow | Tor: Juri Schundrow Verteidigung: Alexei Kassatonow, Wjatscheslaw Fetissow, Sinetula Biljaletdinow, Oleg Mikultschik, Sergei Starikow, Irek Gimajew, Alexei Gussarow, Igor Stelnow Sturm: Igor Boldin, Wjatscheslaw Bykow (1), Andrei Chomutow (1), Sergei Swetlow, Anatoli Semjonow, Sergei Jaschin, Wladimir Subriltschew, Wiktor Tjumenew, Michail Warnakow, Pawel Torgajew, Alexander Semak, Juri Chmyljow Trainer / Assistent: Wiktor Tichonow / Wladimir Jursinow | Tor: Juri Schundrow Verteidigung: Alexei Kassatonow, Wjatscheslaw Fetissow, Sinetula Biljaletdinow, Oleg Mikultschik, Sergei Starikow, Irek Gimajew, Alexei Gussarow, Igor Stelnow Sturm: Igor Boldin, Wjatscheslaw Bykow (1), Andrei Chomutow (1), Sergei Swetlow, Anatoli Semjonow, Sergei Jaschin, Wladimir Subriltschew, Wiktor Tjumenew, Michail Warnakow, Pawel Torgajew, Alexander Semak, Juri Chmyljow Trainer / Assistent: Wiktor Tichonow / Wladimir Jursinow | Tor: Juri Schundrow Verteidigung: Alexei Kassatonow, Wjatscheslaw Fetissow, Sinetula Biljaletdinow, Oleg Mikultschik, Sergei Starikow, Irek Gimajew, Alexei Gussarow, Igor Stelnow Sturm: Igor Boldin, Wjatscheslaw Bykow (1), Andrei Chomutow (1), Sergei Swetlow, Anatoli Semjonow, Sergei Jaschin, Wladimir Subriltschew, Wiktor Tjumenew, Michail Warnakow, Pawel Torgajew, Alexander Semak, Juri Chmyljow Trainer / Assistent: Wiktor Tichonow / Wladimir Jursinow | Tor: Juri Schundrow Verteidigung: Alexei Kassatonow, Wjatscheslaw Fetissow, Sinetula Biljaletdinow, Oleg Mikultschik, Sergei Starikow, Irek Gimajew, Alexei Gussarow, Igor Stelnow Sturm: Igor Boldin, Wjatscheslaw Bykow (1), Andrei Chomutow (1), Sergei Swetlow, Anatoli Semjonow, Sergei Jaschin, Wladimir Subriltschew, Wiktor Tjumenew, Michail Warnakow, Pawel Torgajew, Alexander Semak, Juri Chmyljow Trainer / Assistent: Wiktor Tichonow / Wladimir Jursinow |
| Nr. 706 14. Sep. 1985  | 3:3 (3:0, 0:1, 0:2) | 0 Tschechoslowakei | * | 0Pardubice, TCH | 0Freundschaftsspiel | |
| Aufstellung            | Tor: Sergei Mylnikow, Juri Schundrow (31. Min.) Verteidigung: Sinetula Biljaletdinow, Oleg Mikultschik, Alexei Kassatonow, Wjatscheslaw Fetissow (1), Sergei Starikow, Irek Gimajew, Alexei Gussarow, Igor Stelnow Sturm: Sergei Swetlow, Anatoli Semjonow, Sergei Jaschin, Igor Boldin, Wjatscheslaw Bykow, Andrei Chomutow (1), Wladimir Subriltschew, Wiktor Tjumenew (1), Michail Warnakow, Pawel Torgajew, Alexander Semak, Juri Chmyljow Trainer / Assistent: Wiktor Tichonow / Wladimir Jursinow                                                                                        | Tor: Sergei Mylnikow, Juri Schundrow (31. Min.) Verteidigung: Sinetula Biljaletdinow, Oleg Mikultschik, Alexei Kassatonow, Wjatscheslaw Fetissow (1), Sergei Starikow, Irek Gimajew, Alexei Gussarow, Igor Stelnow Sturm: Sergei Swetlow, Anatoli Semjonow, Sergei Jaschin, Igor Boldin, Wjatscheslaw Bykow, Andrei Chomutow (1), Wladimir Subriltschew, Wiktor Tjumenew (1), Michail Warnakow, Pawel Torgajew, Alexander Semak, Juri Chmyljow Trainer / Assistent: Wiktor Tichonow / Wladimir Jursinow                                                                                        | Tor: Sergei Mylnikow, Juri Schundrow (31. Min.) Verteidigung: Sinetula Biljaletdinow, Oleg Mikultschik, Alexei Kassatonow, Wjatscheslaw Fetissow (1), Sergei Starikow, Irek Gimajew, Alexei Gussarow, Igor Stelnow Sturm: Sergei Swetlow, Anatoli Semjonow, Sergei Jaschin, Igor Boldin, Wjatscheslaw Bykow, Andrei Chomutow (1), Wladimir Subriltschew, Wiktor Tjumenew (1), Michail Warnakow, Pawel Torgajew, Alexander Semak, Juri Chmyljow Trainer / Assistent: Wiktor Tichonow / Wladimir Jursinow                                                                                        | Tor: Sergei Mylnikow, Juri Schundrow (31. Min.) Verteidigung: Sinetula Biljaletdinow, Oleg Mikultschik, Alexei Kassatonow, Wjatscheslaw Fetissow (1), Sergei Starikow, Irek Gimajew, Alexei Gussarow, Igor Stelnow Sturm: Sergei Swetlow, Anatoli Semjonow, Sergei Jaschin, Igor Boldin, Wjatscheslaw Bykow, Andrei Chomutow (1), Wladimir Subriltschew, Wiktor Tjumenew (1), Michail Warnakow, Pawel Torgajew, Alexander Semak, Juri Chmyljow Trainer / Assistent: Wiktor Tichonow / Wladimir Jursinow                                                                                        | Tor: Sergei Mylnikow, Juri Schundrow (31. Min.) Verteidigung: Sinetula Biljaletdinow, Oleg Mikultschik, Alexei Kassatonow, Wjatscheslaw Fetissow (1), Sergei Starikow, Irek Gimajew, Alexei Gussarow, Igor Stelnow Sturm: Sergei Swetlow, Anatoli Semjonow, Sergei Jaschin, Igor Boldin, Wjatscheslaw Bykow, Andrei Chomutow (1), Wladimir Subriltschew, Wiktor Tjumenew (1), Michail Warnakow, Pawel Torgajew, Alexander Semak, Juri Chmyljow Trainer / Assistent: Wiktor Tichonow / Wladimir Jursinow                                                                                        | Tor: Sergei Mylnikow, Juri Schundrow (31. Min.) Verteidigung: Sinetula Biljaletdinow, Oleg Mikultschik, Alexei Kassatonow, Wjatscheslaw Fetissow (1), Sergei Starikow, Irek Gimajew, Alexei Gussarow, Igor Stelnow Sturm: Sergei Swetlow, Anatoli Semjonow, Sergei Jaschin, Igor Boldin, Wjatscheslaw Bykow, Andrei Chomutow (1), Wladimir Subriltschew, Wiktor Tjumenew (1), Michail Warnakow, Pawel Torgajew, Alexander Semak, Juri Chmyljow Trainer / Assistent: Wiktor Tichonow / Wladimir Jursinow                                                                                        |
| Nr. 707 16. Dez. 1985  | 8:2 (5:1, 1:1, 2:0) | 0 Kanada | H | 0Moskau | 0Iswestija-Pokal 1985 | |
| Aufstellung            | Tor: Sergei Mylnikow Verteidigung: Alexei Gussarow (2), Igor Stelnow, Sinetula Biljaletdinow (1), Wassili Perwuchin, Alexei Kassatonow, Wjatscheslaw Fetissow (1), Igor Ewdokimow, Oleg Mikultschik Sturm: Sergei Makarow, Igor Larionow (1), Wladimir Krutow, Sergei Swetlow, Anatoli Semjonow, Sergei Jaschin (1), Alexander Gerassimow (1), Wiktor Tjumenew, Juri Leonow, Sergei Ageikin (1), Sergei Schepelew, Sergei Kapustin Trainer / Assistent: Wiktor Tichonow / Wladimir Jursinow | Tor: Sergei Mylnikow Verteidigung: Alexei Gussarow (2), Igor Stelnow, Sinetula Biljaletdinow (1), Wassili Perwuchin, Alexei Kassatonow, Wjatscheslaw Fetissow (1), Igor Ewdokimow, Oleg Mikultschik Sturm: Sergei Makarow, Igor Larionow (1), Wladimir Krutow, Sergei Swetlow, Anatoli Semjonow, Sergei Jaschin (1), Alexander Gerassimow (1), Wiktor Tjumenew, Juri Leonow, Sergei Ageikin (1), Sergei Schepelew, Sergei Kapustin Trainer / Assistent: Wiktor Tichonow / Wladimir Jursinow | Tor: Sergei Mylnikow Verteidigung: Alexei Gussarow (2), Igor Stelnow, Sinetula Biljaletdinow (1), Wassili Perwuchin, Alexei Kassatonow, Wjatscheslaw Fetissow (1), Igor Ewdokimow, Oleg Mikultschik Sturm: Sergei Makarow, Igor Larionow (1), Wladimir Krutow, Sergei Swetlow, Anatoli Semjonow, Sergei Jaschin (1), Alexander Gerassimow (1), Wiktor Tjumenew, Juri Leonow, Sergei Ageikin (1), Sergei Schepelew, Sergei Kapustin Trainer / Assistent: Wiktor Tichonow / Wladimir Jursinow | Tor: Sergei Mylnikow Verteidigung: Alexei Gussarow (2), Igor Stelnow, Sinetula Biljaletdinow (1), Wassili Perwuchin, Alexei Kassatonow, Wjatscheslaw Fetissow (1), Igor Ewdokimow, Oleg Mikultschik Sturm: Sergei Makarow, Igor Larionow (1), Wladimir Krutow, Sergei Swetlow, Anatoli Semjonow, Sergei Jaschin (1), Alexander Gerassimow (1), Wiktor Tjumenew, Juri Leonow, Sergei Ageikin (1), Sergei Schepelew, Sergei Kapustin Trainer / Assistent: Wiktor Tichonow / Wladimir Jursinow | Tor: Sergei Mylnikow Verteidigung: Alexei Gussarow (2), Igor Stelnow, Sinetula Biljaletdinow (1), Wassili Perwuchin, Alexei Kassatonow, Wjatscheslaw Fetissow (1), Igor Ewdokimow, Oleg Mikultschik Sturm: Sergei Makarow, Igor Larionow (1), Wladimir Krutow, Sergei Swetlow, Anatoli Semjonow, Sergei Jaschin (1), Alexander Gerassimow (1), Wiktor Tjumenew, Juri Leonow, Sergei Ageikin (1), Sergei Schepelew, Sergei Kapustin Trainer / Assistent: Wiktor Tichonow / Wladimir Jursinow | Tor: Sergei Mylnikow Verteidigung: Alexei Gussarow (2), Igor Stelnow, Sinetula Biljaletdinow (1), Wassili Perwuchin, Alexei Kassatonow, Wjatscheslaw Fetissow (1), Igor Ewdokimow, Oleg Mikultschik Sturm: Sergei Makarow, Igor Larionow (1), Wladimir Krutow, Sergei Swetlow, Anatoli Semjonow, Sergei Jaschin (1), Alexander Gerassimow (1), Wiktor Tjumenew, Juri Leonow, Sergei Ageikin (1), Sergei Schepelew, Sergei Kapustin Trainer / Assistent: Wiktor Tichonow / Wladimir Jursinow |
| Nr. 708 17. Dez. 1985  | 4:1 (0:0, 2:0, 2:1) | 0 Finnland | H | 0Moskau | 0Iswestija-Pokal 1985 | |
| Aufstellung            | Tor: Sergei Mylnikow Verteidigung: Alexei Gussarow, Igor Stelnow, Sinetula Biljaletdinow, Wassili Perwuchin, Alexei Kassatonow, Wjatscheslaw Fetissow (1), Igor Ewdokimow, Oleg Mikultschik Sturm: Sergei Makarow, Igor Larionow, Wladimir Krutow, Sergei Swetlow (1), Anatoli Semjonow, Sergei Jaschin, Alexander Gerassimow (1), Wiktor Tjumenew, Juri Leonow, Sergei Ageikin (1), Sergei Schepelew, Sergei Kapustin Trainer / Assistent: Wiktor Tichonow / Wladimir Jursinow | Tor: Sergei Mylnikow Verteidigung: Alexei Gussarow, Igor Stelnow, Sinetula Biljaletdinow, Wassili Perwuchin, Alexei Kassatonow, Wjatscheslaw Fetissow (1), Igor Ewdokimow, Oleg Mikultschik Sturm: Sergei Makarow, Igor Larionow, Wladimir Krutow, Sergei Swetlow (1), Anatoli Semjonow, Sergei Jaschin, Alexander Gerassimow (1), Wiktor Tjumenew, Juri Leonow, Sergei Ageikin (1), Sergei Schepelew, Sergei Kapustin Trainer / Assistent: Wiktor Tichonow / Wladimir Jursinow | Tor: Sergei Mylnikow Verteidigung: Alexei Gussarow, Igor Stelnow, Sinetula Biljaletdinow, Wassili Perwuchin, Alexei Kassatonow, Wjatscheslaw Fetissow (1), Igor Ewdokimow, Oleg Mikultschik Sturm: Sergei Makarow, Igor Larionow, Wladimir Krutow, Sergei Swetlow (1), Anatoli Semjonow, Sergei Jaschin, Alexander Gerassimow (1), Wiktor Tjumenew, Juri Leonow, Sergei Ageikin (1), Sergei Schepelew, Sergei Kapustin Trainer / Assistent: Wiktor Tichonow / Wladimir Jursinow | Tor: Sergei Mylnikow Verteidigung: Alexei Gussarow, Igor Stelnow, Sinetula Biljaletdinow, Wassili Perwuchin, Alexei Kassatonow, Wjatscheslaw Fetissow (1), Igor Ewdokimow, Oleg Mikultschik Sturm: Sergei Makarow, Igor Larionow, Wladimir Krutow, Sergei Swetlow (1), Anatoli Semjonow, Sergei Jaschin, Alexander Gerassimow (1), Wiktor Tjumenew, Juri Leonow, Sergei Ageikin (1), Sergei Schepelew, Sergei Kapustin Trainer / Assistent: Wiktor Tichonow / Wladimir Jursinow | Tor: Sergei Mylnikow Verteidigung: Alexei Gussarow, Igor Stelnow, Sinetula Biljaletdinow, Wassili Perwuchin, Alexei Kassatonow, Wjatscheslaw Fetissow (1), Igor Ewdokimow, Oleg Mikultschik Sturm: Sergei Makarow, Igor Larionow, Wladimir Krutow, Sergei Swetlow (1), Anatoli Semjonow, Sergei Jaschin, Alexander Gerassimow (1), Wiktor Tjumenew, Juri Leonow, Sergei Ageikin (1), Sergei Schepelew, Sergei Kapustin Trainer / Assistent: Wiktor Tichonow / Wladimir Jursinow | Tor: Sergei Mylnikow Verteidigung: Alexei Gussarow, Igor Stelnow, Sinetula Biljaletdinow, Wassili Perwuchin, Alexei Kassatonow, Wjatscheslaw Fetissow (1), Igor Ewdokimow, Oleg Mikultschik Sturm: Sergei Makarow, Igor Larionow, Wladimir Krutow, Sergei Swetlow (1), Anatoli Semjonow, Sergei Jaschin, Alexander Gerassimow (1), Wiktor Tjumenew, Juri Leonow, Sergei Ageikin (1), Sergei Schepelew, Sergei Kapustin Trainer / Assistent: Wiktor Tichonow / Wladimir Jursinow |
| Nr. 709 19. Dez. 1985  | 10:1 (5:0, 4:0, 1:1) | 0 Schweden | H | 0Moskau | 0Iswestija-Pokal 1985 | |
| Aufstellung            | Tor: Sergei Mylnikow, Jewgeni Beloscheikin (31. Min.) Verteidigung: Alexei Gussarow, Igor Stelnow, Sinetula Biljaletdinow (1), Wassili Perwuchin, Alexei Kassatonow (1), Wjatscheslaw Fetissow, Igor Ewdokimow, Oleg Mikultschik Sturm: Sergei Makarow (1), Igor Larionow (1), Wladimir Krutow (2), Sergei Swetlow, Anatoli Semjonow, Sergei Jaschin, Alexander Gerassimow (2), Wiktor Tjumenew, Juri Leonow, Sergei Ageikin (2), Sergei Schepelew, Sergei Kapustin Trainer / Assistent: Wiktor Tichonow / Wladimir Jursinow                                                                   | Tor: Sergei Mylnikow, Jewgeni Beloscheikin (31. Min.) Verteidigung: Alexei Gussarow, Igor Stelnow, Sinetula Biljaletdinow (1), Wassili Perwuchin, Alexei Kassatonow (1), Wjatscheslaw Fetissow, Igor Ewdokimow, Oleg Mikultschik Sturm: Sergei Makarow (1), Igor Larionow (1), Wladimir Krutow (2), Sergei Swetlow, Anatoli Semjonow, Sergei Jaschin, Alexander Gerassimow (2), Wiktor Tjumenew, Juri Leonow, Sergei Ageikin (2), Sergei Schepelew, Sergei Kapustin Trainer / Assistent: Wiktor Tichonow / Wladimir Jursinow                                                                   | Tor: Sergei Mylnikow, Jewgeni Beloscheikin (31. Min.) Verteidigung: Alexei Gussarow, Igor Stelnow, Sinetula Biljaletdinow (1), Wassili Perwuchin, Alexei Kassatonow (1), Wjatscheslaw Fetissow, Igor Ewdokimow, Oleg Mikultschik Sturm: Sergei Makarow (1), Igor Larionow (1), Wladimir Krutow (2), Sergei Swetlow, Anatoli Semjonow, Sergei Jaschin, Alexander Gerassimow (2), Wiktor Tjumenew, Juri Leonow, Sergei Ageikin (2), Sergei Schepelew, Sergei Kapustin Trainer / Assistent: Wiktor Tichonow / Wladimir Jursinow                                                                   | Tor: Sergei Mylnikow, Jewgeni Beloscheikin (31. Min.) Verteidigung: Alexei Gussarow, Igor Stelnow, Sinetula Biljaletdinow (1), Wassili Perwuchin, Alexei Kassatonow (1), Wjatscheslaw Fetissow, Igor Ewdokimow, Oleg Mikultschik Sturm: Sergei Makarow (1), Igor Larionow (1), Wladimir Krutow (2), Sergei Swetlow, Anatoli Semjonow, Sergei Jaschin, Alexander Gerassimow (2), Wiktor Tjumenew, Juri Leonow, Sergei Ageikin (2), Sergei Schepelew, Sergei Kapustin Trainer / Assistent: Wiktor Tichonow / Wladimir Jursinow                                                                   | Tor: Sergei Mylnikow, Jewgeni Beloscheikin (31. Min.) Verteidigung: Alexei Gussarow, Igor Stelnow, Sinetula Biljaletdinow (1), Wassili Perwuchin, Alexei Kassatonow (1), Wjatscheslaw Fetissow, Igor Ewdokimow, Oleg Mikultschik Sturm: Sergei Makarow (1), Igor Larionow (1), Wladimir Krutow (2), Sergei Swetlow, Anatoli Semjonow, Sergei Jaschin, Alexander Gerassimow (2), Wiktor Tjumenew, Juri Leonow, Sergei Ageikin (2), Sergei Schepelew, Sergei Kapustin Trainer / Assistent: Wiktor Tichonow / Wladimir Jursinow                                                                   | Tor: Sergei Mylnikow, Jewgeni Beloscheikin (31. Min.) Verteidigung: Alexei Gussarow, Igor Stelnow, Sinetula Biljaletdinow (1), Wassili Perwuchin, Alexei Kassatonow (1), Wjatscheslaw Fetissow, Igor Ewdokimow, Oleg Mikultschik Sturm: Sergei Makarow (1), Igor Larionow (1), Wladimir Krutow (2), Sergei Swetlow, Anatoli Semjonow, Sergei Jaschin, Alexander Gerassimow (2), Wiktor Tjumenew, Juri Leonow, Sergei Ageikin (2), Sergei Schepelew, Sergei Kapustin Trainer / Assistent: Wiktor Tichonow / Wladimir Jursinow                                                                   |
| Nr. 710 21. Dez. 1985  | 1:3 (0:0, 0:1, 1:2) | 0 Tschechoslowakei | H | 0Moskau | 0Iswestija-Pokal 1985 | 02. Platz im Iswestija-Pokal |
| Aufstellung            | Tor: Sergei Mylnikow Verteidigung: Alexei Gussarow, Igor Stelnow, Alexei Kassatonow, Wassili Perwuchin, Igor Ewdokimow, Oleg Mikultschik, Wjatscheslaw Fetissow Sturm: Sergei Makarow, Igor Larionow, Wladimir Krutow (1), Sergei Swetlow, Anatoli Semjonow, Sergei Jaschin, Sergei Ageikin, Sergei Schepelew, Sergei Kapustin, Alexander Gerassimow, Wiktor Tjumenew, Juri Leonow Trainer / Assistent: Wiktor Tichonow / Wladimir Jursinow | Tor: Sergei Mylnikow Verteidigung: Alexei Gussarow, Igor Stelnow, Alexei Kassatonow, Wassili Perwuchin, Igor Ewdokimow, Oleg Mikultschik, Wjatscheslaw Fetissow Sturm: Sergei Makarow, Igor Larionow, Wladimir Krutow (1), Sergei Swetlow, Anatoli Semjonow, Sergei Jaschin, Sergei Ageikin, Sergei Schepelew, Sergei Kapustin, Alexander Gerassimow, Wiktor Tjumenew, Juri Leonow Trainer / Assistent: Wiktor Tichonow / Wladimir Jursinow | Tor: Sergei Mylnikow Verteidigung: Alexei Gussarow, Igor Stelnow, Alexei Kassatonow, Wassili Perwuchin, Igor Ewdokimow, Oleg Mikultschik, Wjatscheslaw Fetissow Sturm: Sergei Makarow, Igor Larionow, Wladimir Krutow (1), Sergei Swetlow, Anatoli Semjonow, Sergei Jaschin, Sergei Ageikin, Sergei Schepelew, Sergei Kapustin, Alexander Gerassimow, Wiktor Tjumenew, Juri Leonow Trainer / Assistent: Wiktor Tichonow / Wladimir Jursinow | Tor: Sergei Mylnikow Verteidigung: Alexei Gussarow, Igor Stelnow, Alexei Kassatonow, Wassili Perwuchin, Igor Ewdokimow, Oleg Mikultschik, Wjatscheslaw Fetissow Sturm: Sergei Makarow, Igor Larionow, Wladimir Krutow (1), Sergei Swetlow, Anatoli Semjonow, Sergei Jaschin, Sergei Ageikin, Sergei Schepelew, Sergei Kapustin, Alexander Gerassimow, Wiktor Tjumenew, Juri Leonow Trainer / Assistent: Wiktor Tichonow / Wladimir Jursinow | Tor: Sergei Mylnikow Verteidigung: Alexei Gussarow, Igor Stelnow, Alexei Kassatonow, Wassili Perwuchin, Igor Ewdokimow, Oleg Mikultschik, Wjatscheslaw Fetissow Sturm: Sergei Makarow, Igor Larionow, Wladimir Krutow (1), Sergei Swetlow, Anatoli Semjonow, Sergei Jaschin, Sergei Ageikin, Sergei Schepelew, Sergei Kapustin, Alexander Gerassimow, Wiktor Tjumenew, Juri Leonow Trainer / Assistent: Wiktor Tichonow / Wladimir Jursinow | Tor: Sergei Mylnikow Verteidigung: Alexei Gussarow, Igor Stelnow, Alexei Kassatonow, Wassili Perwuchin, Igor Ewdokimow, Oleg Mikultschik, Wjatscheslaw Fetissow Sturm: Sergei Makarow, Igor Larionow, Wladimir Krutow (1), Sergei Swetlow, Anatoli Semjonow, Sergei Jaschin, Sergei Ageikin, Sergei Schepelew, Sergei Kapustin, Alexander Gerassimow, Wiktor Tjumenew, Juri Leonow Trainer / Assistent: Wiktor Tichonow / Wladimir Jursinow |
| Nr. 711 9. Feb. 1986   | 2:1 (1:0, 1:0, 0:1) | 0 Schweden | A | 0Stockholm, SWE | 0Freundschaftsspiel | |
| Aufstellung            | Tor: Sergei Mylnikow Verteidigung: Alexei Kassatonow, Wjatscheslaw Fetissow, Sinetula Biljaletdinow, Wassili Perwuchin, Alexei Gussarow, Igor Stelnow, Sergei Starikow, Igor Ewdokimow Sturm: Sergei Makarow, Wiktor Tjumenew, Wladimir Krutow, Sergei Swetlow, Michail Warnakow (1), Sergei Jaschin, Sergei Ageikin, Wjatscheslaw Bykow, Andrei Chomutow (1), Sergei Semtschenko, Alexander Semak, Juri Leonow Trainer / Assistent: Wiktor Tichonow / Wladimir Jursinow | Tor: Sergei Mylnikow Verteidigung: Alexei Kassatonow, Wjatscheslaw Fetissow, Sinetula Biljaletdinow, Wassili Perwuchin, Alexei Gussarow, Igor Stelnow, Sergei Starikow, Igor Ewdokimow Sturm: Sergei Makarow, Wiktor Tjumenew, Wladimir Krutow, Sergei Swetlow, Michail Warnakow (1), Sergei Jaschin, Sergei Ageikin, Wjatscheslaw Bykow, Andrei Chomutow (1), Sergei Semtschenko, Alexander Semak, Juri Leonow Trainer / Assistent: Wiktor Tichonow / Wladimir Jursinow | Tor: Sergei Mylnikow Verteidigung: Alexei Kassatonow, Wjatscheslaw Fetissow, Sinetula Biljaletdinow, Wassili Perwuchin, Alexei Gussarow, Igor Stelnow, Sergei Starikow, Igor Ewdokimow Sturm: Sergei Makarow, Wiktor Tjumenew, Wladimir Krutow, Sergei Swetlow, Michail Warnakow (1), Sergei Jaschin, Sergei Ageikin, Wjatscheslaw Bykow, Andrei Chomutow (1), Sergei Semtschenko, Alexander Semak, Juri Leonow Trainer / Assistent: Wiktor Tichonow / Wladimir Jursinow | Tor: Sergei Mylnikow Verteidigung: Alexei Kassatonow, Wjatscheslaw Fetissow, Sinetula Biljaletdinow, Wassili Perwuchin, Alexei Gussarow, Igor Stelnow, Sergei Starikow, Igor Ewdokimow Sturm: Sergei Makarow, Wiktor Tjumenew, Wladimir Krutow, Sergei Swetlow, Michail Warnakow (1), Sergei Jaschin, Sergei Ageikin, Wjatscheslaw Bykow, Andrei Chomutow (1), Sergei Semtschenko, Alexander Semak, Juri Leonow Trainer / Assistent: Wiktor Tichonow / Wladimir Jursinow | Tor: Sergei Mylnikow Verteidigung: Alexei Kassatonow, Wjatscheslaw Fetissow, Sinetula Biljaletdinow, Wassili Perwuchin, Alexei Gussarow, Igor Stelnow, Sergei Starikow, Igor Ewdokimow Sturm: Sergei Makarow, Wiktor Tjumenew, Wladimir Krutow, Sergei Swetlow, Michail Warnakow (1), Sergei Jaschin, Sergei Ageikin, Wjatscheslaw Bykow, Andrei Chomutow (1), Sergei Semtschenko, Alexander Semak, Juri Leonow Trainer / Assistent: Wiktor Tichonow / Wladimir Jursinow | Tor: Sergei Mylnikow Verteidigung: Alexei Kassatonow, Wjatscheslaw Fetissow, Sinetula Biljaletdinow, Wassili Perwuchin, Alexei Gussarow, Igor Stelnow, Sergei Starikow, Igor Ewdokimow Sturm: Sergei Makarow, Wiktor Tjumenew, Wladimir Krutow, Sergei Swetlow, Michail Warnakow (1), Sergei Jaschin, Sergei Ageikin, Wjatscheslaw Bykow, Andrei Chomutow (1), Sergei Semtschenko, Alexander Semak, Juri Leonow Trainer / Assistent: Wiktor Tichonow / Wladimir Jursinow |
| Nr. 712 10. Feb. 1986  | 7:4 (2:2, 2:1, 3:1) | 0 Schweden | A | 0Karlskoga, SWE | 0Freundschaftsspiel | |
| Aufstellung            | Tor: Sergei Mylnikow Verteidigung: Alexei Kassatonow (1), Wjatscheslaw Fetissow, Sinetula Biljaletdinow (1), Wassili Perwuchin, Alexei Gussarow, Igor Stelnow, Sergei Starikow, Igor Ewdokimow Sturm: Sergei Makarow (1), Wiktor Tjumenew, Wladimir Krutow, Sergei Swetlow (1), Michail Warnakow, Sergei Jaschin, Juri Leonow, Wjatscheslaw Bykow, Andrei Chomutow (1), Sergei Ageikin (1), Alexander Semak, Waleri Kamenski (1) Trainer / Assistent: Wiktor Tichonow / Wladimir Jursinow | Tor: Sergei Mylnikow Verteidigung: Alexei Kassatonow (1), Wjatscheslaw Fetissow, Sinetula Biljaletdinow (1), Wassili Perwuchin, Alexei Gussarow, Igor Stelnow, Sergei Starikow, Igor Ewdokimow Sturm: Sergei Makarow (1), Wiktor Tjumenew, Wladimir Krutow, Sergei Swetlow (1), Michail Warnakow, Sergei Jaschin, Juri Leonow, Wjatscheslaw Bykow, Andrei Chomutow (1), Sergei Ageikin (1), Alexander Semak, Waleri Kamenski (1) Trainer / Assistent: Wiktor Tichonow / Wladimir Jursinow | Tor: Sergei Mylnikow Verteidigung: Alexei Kassatonow (1), Wjatscheslaw Fetissow, Sinetula Biljaletdinow (1), Wassili Perwuchin, Alexei Gussarow, Igor Stelnow, Sergei Starikow, Igor Ewdokimow Sturm: Sergei Makarow (1), Wiktor Tjumenew, Wladimir Krutow, Sergei Swetlow (1), Michail Warnakow, Sergei Jaschin, Juri Leonow, Wjatscheslaw Bykow, Andrei Chomutow (1), Sergei Ageikin (1), Alexander Semak, Waleri Kamenski (1) Trainer / Assistent: Wiktor Tichonow / Wladimir Jursinow | Tor: Sergei Mylnikow Verteidigung: Alexei Kassatonow (1), Wjatscheslaw Fetissow, Sinetula Biljaletdinow (1), Wassili Perwuchin, Alexei Gussarow, Igor Stelnow, Sergei Starikow, Igor Ewdokimow Sturm: Sergei Makarow (1), Wiktor Tjumenew, Wladimir Krutow, Sergei Swetlow (1), Michail Warnakow, Sergei Jaschin, Juri Leonow, Wjatscheslaw Bykow, Andrei Chomutow (1), Sergei Ageikin (1), Alexander Semak, Waleri Kamenski (1) Trainer / Assistent: Wiktor Tichonow / Wladimir Jursinow | Tor: Sergei Mylnikow Verteidigung: Alexei Kassatonow (1), Wjatscheslaw Fetissow, Sinetula Biljaletdinow (1), Wassili Perwuchin, Alexei Gussarow, Igor Stelnow, Sergei Starikow, Igor Ewdokimow Sturm: Sergei Makarow (1), Wiktor Tjumenew, Wladimir Krutow, Sergei Swetlow (1), Michail Warnakow, Sergei Jaschin, Juri Leonow, Wjatscheslaw Bykow, Andrei Chomutow (1), Sergei Ageikin (1), Alexander Semak, Waleri Kamenski (1) Trainer / Assistent: Wiktor Tichonow / Wladimir Jursinow | Tor: Sergei Mylnikow Verteidigung: Alexei Kassatonow (1), Wjatscheslaw Fetissow, Sinetula Biljaletdinow (1), Wassili Perwuchin, Alexei Gussarow, Igor Stelnow, Sergei Starikow, Igor Ewdokimow Sturm: Sergei Makarow (1), Wiktor Tjumenew, Wladimir Krutow, Sergei Swetlow (1), Michail Warnakow, Sergei Jaschin, Juri Leonow, Wjatscheslaw Bykow, Andrei Chomutow (1), Sergei Ageikin (1), Alexander Semak, Waleri Kamenski (1) Trainer / Assistent: Wiktor Tichonow / Wladimir Jursinow |
| Nr. 713 12. Feb. 1986  | 10:2 (3:1, 2:1, 5:0) | 0 Schweden | A | 0Göteborg, SWE | 0Freundschaftsspiel | |
| Aufstellung            | Tor: Sergei Mylnikow Verteidigung: Alexei Kassatonow, Wjatscheslaw Fetissow (1), Sinetula Biljaletdinow, Wassili Perwuchin, Alexei Gussarow, Igor Stelnow, Sergei Starikow, Igor Ewdokimow (1) Sturm: Sergei Makarow, Wiktor Tjumenew, Wladimir Krutow (2), Sergei Swetlow, Michail Warnakow (1), Sergei Jaschin (2), Juri Leonow, Wjatscheslaw Bykow, Juri Chmyljow (1), Sergei Ageikin (1), Alexander Semak (1), Waleri Kamenski Trainer / Assistent: Wiktor Tichonow / Wladimir Jursinow | Tor: Sergei Mylnikow Verteidigung: Alexei Kassatonow, Wjatscheslaw Fetissow (1), Sinetula Biljaletdinow, Wassili Perwuchin, Alexei Gussarow, Igor Stelnow, Sergei Starikow, Igor Ewdokimow (1) Sturm: Sergei Makarow, Wiktor Tjumenew, Wladimir Krutow (2), Sergei Swetlow, Michail Warnakow (1), Sergei Jaschin (2), Juri Leonow, Wjatscheslaw Bykow, Juri Chmyljow (1), Sergei Ageikin (1), Alexander Semak (1), Waleri Kamenski Trainer / Assistent: Wiktor Tichonow / Wladimir Jursinow | Tor: Sergei Mylnikow Verteidigung: Alexei Kassatonow, Wjatscheslaw Fetissow (1), Sinetula Biljaletdinow, Wassili Perwuchin, Alexei Gussarow, Igor Stelnow, Sergei Starikow, Igor Ewdokimow (1) Sturm: Sergei Makarow, Wiktor Tjumenew, Wladimir Krutow (2), Sergei Swetlow, Michail Warnakow (1), Sergei Jaschin (2), Juri Leonow, Wjatscheslaw Bykow, Juri Chmyljow (1), Sergei Ageikin (1), Alexander Semak (1), Waleri Kamenski Trainer / Assistent: Wiktor Tichonow / Wladimir Jursinow | Tor: Sergei Mylnikow Verteidigung: Alexei Kassatonow, Wjatscheslaw Fetissow (1), Sinetula Biljaletdinow, Wassili Perwuchin, Alexei Gussarow, Igor Stelnow, Sergei Starikow, Igor Ewdokimow (1) Sturm: Sergei Makarow, Wiktor Tjumenew, Wladimir Krutow (2), Sergei Swetlow, Michail Warnakow (1), Sergei Jaschin (2), Juri Leonow, Wjatscheslaw Bykow, Juri Chmyljow (1), Sergei Ageikin (1), Alexander Semak (1), Waleri Kamenski Trainer / Assistent: Wiktor Tichonow / Wladimir Jursinow | Tor: Sergei Mylnikow Verteidigung: Alexei Kassatonow, Wjatscheslaw Fetissow (1), Sinetula Biljaletdinow, Wassili Perwuchin, Alexei Gussarow, Igor Stelnow, Sergei Starikow, Igor Ewdokimow (1) Sturm: Sergei Makarow, Wiktor Tjumenew, Wladimir Krutow (2), Sergei Swetlow, Michail Warnakow (1), Sergei Jaschin (2), Juri Leonow, Wjatscheslaw Bykow, Juri Chmyljow (1), Sergei Ageikin (1), Alexander Semak (1), Waleri Kamenski Trainer / Assistent: Wiktor Tichonow / Wladimir Jursinow | Tor: Sergei Mylnikow Verteidigung: Alexei Kassatonow, Wjatscheslaw Fetissow (1), Sinetula Biljaletdinow, Wassili Perwuchin, Alexei Gussarow, Igor Stelnow, Sergei Starikow, Igor Ewdokimow (1) Sturm: Sergei Makarow, Wiktor Tjumenew, Wladimir Krutow (2), Sergei Swetlow, Michail Warnakow (1), Sergei Jaschin (2), Juri Leonow, Wjatscheslaw Bykow, Juri Chmyljow (1), Sergei Ageikin (1), Alexander Semak (1), Waleri Kamenski Trainer / Assistent: Wiktor Tichonow / Wladimir Jursinow |
| Nr. 714 29. März 1986  | 7:4 (2:1, 1:3, 4:0) | 0 BR Deutschland | A | 0Düsseldorf, BRD | 0Freundschaftsspiel | |
| Aufstellung            | Tor: Sergei Mylnikow Verteidigung: Alexei Kassatonow, Wjatscheslaw Fetissow, Alexei Gussarow, Igor Stelnow, Sinetula Biljaletdinow, Wassili Perwuchin, Sergei Starikow, Michail Tatarinow Sturm: Sergei Makarow (1), Michail Warnakow (1), Wladimir Krutow (2), Alexander Gerassimow, Wjatscheslaw Bykow (1), Andrei Chomutow (1), Juri Chmyljow (1), Anatoli Semjonow, Sergei Jaschin, Sergei Ageikin, Wiktor Tjumenew, Waleri Kamenski, Sergei Swetlow Trainer / Assistent: Wiktor Tichonow / Wladimir Jursinow                                                                              | Tor: Sergei Mylnikow Verteidigung: Alexei Kassatonow, Wjatscheslaw Fetissow, Alexei Gussarow, Igor Stelnow, Sinetula Biljaletdinow, Wassili Perwuchin, Sergei Starikow, Michail Tatarinow Sturm: Sergei Makarow (1), Michail Warnakow (1), Wladimir Krutow (2), Alexander Gerassimow, Wjatscheslaw Bykow (1), Andrei Chomutow (1), Juri Chmyljow (1), Anatoli Semjonow, Sergei Jaschin, Sergei Ageikin, Wiktor Tjumenew, Waleri Kamenski, Sergei Swetlow Trainer / Assistent: Wiktor Tichonow / Wladimir Jursinow                                                                              | Tor: Sergei Mylnikow Verteidigung: Alexei Kassatonow, Wjatscheslaw Fetissow, Alexei Gussarow, Igor Stelnow, Sinetula Biljaletdinow, Wassili Perwuchin, Sergei Starikow, Michail Tatarinow Sturm: Sergei Makarow (1), Michail Warnakow (1), Wladimir Krutow (2), Alexander Gerassimow, Wjatscheslaw Bykow (1), Andrei Chomutow (1), Juri Chmyljow (1), Anatoli Semjonow, Sergei Jaschin, Sergei Ageikin, Wiktor Tjumenew, Waleri Kamenski, Sergei Swetlow Trainer / Assistent: Wiktor Tichonow / Wladimir Jursinow                                                                              | Tor: Sergei Mylnikow Verteidigung: Alexei Kassatonow, Wjatscheslaw Fetissow, Alexei Gussarow, Igor Stelnow, Sinetula Biljaletdinow, Wassili Perwuchin, Sergei Starikow, Michail Tatarinow Sturm: Sergei Makarow (1), Michail Warnakow (1), Wladimir Krutow (2), Alexander Gerassimow, Wjatscheslaw Bykow (1), Andrei Chomutow (1), Juri Chmyljow (1), Anatoli Semjonow, Sergei Jaschin, Sergei Ageikin, Wiktor Tjumenew, Waleri Kamenski, Sergei Swetlow Trainer / Assistent: Wiktor Tichonow / Wladimir Jursinow                                                                              | Tor: Sergei Mylnikow Verteidigung: Alexei Kassatonow, Wjatscheslaw Fetissow, Alexei Gussarow, Igor Stelnow, Sinetula Biljaletdinow, Wassili Perwuchin, Sergei Starikow, Michail Tatarinow Sturm: Sergei Makarow (1), Michail Warnakow (1), Wladimir Krutow (2), Alexander Gerassimow, Wjatscheslaw Bykow (1), Andrei Chomutow (1), Juri Chmyljow (1), Anatoli Semjonow, Sergei Jaschin, Sergei Ageikin, Wiktor Tjumenew, Waleri Kamenski, Sergei Swetlow Trainer / Assistent: Wiktor Tichonow / Wladimir Jursinow                                                                              | Tor: Sergei Mylnikow Verteidigung: Alexei Kassatonow, Wjatscheslaw Fetissow, Alexei Gussarow, Igor Stelnow, Sinetula Biljaletdinow, Wassili Perwuchin, Sergei Starikow, Michail Tatarinow Sturm: Sergei Makarow (1), Michail Warnakow (1), Wladimir Krutow (2), Alexander Gerassimow, Wjatscheslaw Bykow (1), Andrei Chomutow (1), Juri Chmyljow (1), Anatoli Semjonow, Sergei Jaschin, Sergei Ageikin, Wiktor Tjumenew, Waleri Kamenski, Sergei Swetlow Trainer / Assistent: Wiktor Tichonow / Wladimir Jursinow                                                                              |
| Nr. 715 29. März 1986  | 9:0 (3:0, 1:0, 5:0) | 0 BR Deutschland | A | 0Mannheim, BRD | 0Freundschaftsspiel | |
| Aufstellung            | Tor: Jewgeni Beloscheikin Verteidigung: Alexei Kassatonow, Wjatscheslaw Fetissow, Sergei Starikow, Igor Stelnow (1), Sinetula Biljaletdinow, Wassili Perwuchin, Alexei Gussarow, Michail Tatarinow (1) Sturm: Sergei Makarow (1), Michail Warnakow, Wladimir Krutow, Alexander Gerassimow (1), Wjatscheslaw Bykow, Andrei Chomutow (3), Juri Chmyljow, Anatoli Semjonow, Sergei Jaschin (2), Sergei Ageikin, Wiktor Tjumenew, Waleri Kamenski, Sergei Swetlow Trainer / Assistent: Wiktor Tichonow / Wladimir Jursinow                                                                         | Tor: Jewgeni Beloscheikin Verteidigung: Alexei Kassatonow, Wjatscheslaw Fetissow, Sergei Starikow, Igor Stelnow (1), Sinetula Biljaletdinow, Wassili Perwuchin, Alexei Gussarow, Michail Tatarinow (1) Sturm: Sergei Makarow (1), Michail Warnakow, Wladimir Krutow, Alexander Gerassimow (1), Wjatscheslaw Bykow, Andrei Chomutow (3), Juri Chmyljow, Anatoli Semjonow, Sergei Jaschin (2), Sergei Ageikin, Wiktor Tjumenew, Waleri Kamenski, Sergei Swetlow Trainer / Assistent: Wiktor Tichonow / Wladimir Jursinow                                                                         | Tor: Jewgeni Beloscheikin Verteidigung: Alexei Kassatonow, Wjatscheslaw Fetissow, Sergei Starikow, Igor Stelnow (1), Sinetula Biljaletdinow, Wassili Perwuchin, Alexei Gussarow, Michail Tatarinow (1) Sturm: Sergei Makarow (1), Michail Warnakow, Wladimir Krutow, Alexander Gerassimow (1), Wjatscheslaw Bykow, Andrei Chomutow (3), Juri Chmyljow, Anatoli Semjonow, Sergei Jaschin (2), Sergei Ageikin, Wiktor Tjumenew, Waleri Kamenski, Sergei Swetlow Trainer / Assistent: Wiktor Tichonow / Wladimir Jursinow                                                                         | Tor: Jewgeni Beloscheikin Verteidigung: Alexei Kassatonow, Wjatscheslaw Fetissow, Sergei Starikow, Igor Stelnow (1), Sinetula Biljaletdinow, Wassili Perwuchin, Alexei Gussarow, Michail Tatarinow (1) Sturm: Sergei Makarow (1), Michail Warnakow, Wladimir Krutow, Alexander Gerassimow (1), Wjatscheslaw Bykow, Andrei Chomutow (3), Juri Chmyljow, Anatoli Semjonow, Sergei Jaschin (2), Sergei Ageikin, Wiktor Tjumenew, Waleri Kamenski, Sergei Swetlow Trainer / Assistent: Wiktor Tichonow / Wladimir Jursinow                                                                         | Tor: Jewgeni Beloscheikin Verteidigung: Alexei Kassatonow, Wjatscheslaw Fetissow, Sergei Starikow, Igor Stelnow (1), Sinetula Biljaletdinow, Wassili Perwuchin, Alexei Gussarow, Michail Tatarinow (1) Sturm: Sergei Makarow (1), Michail Warnakow, Wladimir Krutow, Alexander Gerassimow (1), Wjatscheslaw Bykow, Andrei Chomutow (3), Juri Chmyljow, Anatoli Semjonow, Sergei Jaschin (2), Sergei Ageikin, Wiktor Tjumenew, Waleri Kamenski, Sergei Swetlow Trainer / Assistent: Wiktor Tichonow / Wladimir Jursinow                                                                         | Tor: Jewgeni Beloscheikin Verteidigung: Alexei Kassatonow, Wjatscheslaw Fetissow, Sergei Starikow, Igor Stelnow (1), Sinetula Biljaletdinow, Wassili Perwuchin, Alexei Gussarow, Michail Tatarinow (1) Sturm: Sergei Makarow (1), Michail Warnakow, Wladimir Krutow, Alexander Gerassimow (1), Wjatscheslaw Bykow, Andrei Chomutow (3), Juri Chmyljow, Anatoli Semjonow, Sergei Jaschin (2), Sergei Ageikin, Wiktor Tjumenew, Waleri Kamenski, Sergei Swetlow Trainer / Assistent: Wiktor Tichonow / Wladimir Jursinow                                                                         |
| Nr. 716 3. April 1986  | 4:0 (2:0, 0:0, 2:0) | 0 Finnland | A | 0Turku, FIN | 0Freundschaftsspiel | |
| Aufstellung            | Tor: Jewgeni Beloscheikin Verteidigung: Alexei Kassatonow, Wjatscheslaw Fetissow (1), Sergei Starikow, Igor Stelnow, Sinetula Biljaletdinow, Wassili Perwuchin (1), Alexei Gussarow, Michail Tatarinow Sturm: Sergei Makarow, Michail Warnakow, Wladimir Krutow, Alexander Gerassimow, Wjatscheslaw Bykow (1), Andrei Chomutow, Sergei Swetlow, Anatoli Semjonow, Sergei Jaschin, Sergei Ageikin (1), Wladimir Konstantinow, Waleri Kamenski, Juri Chmyljow, Wiktor Tjumenew Trainer / Assistent: Wiktor Tichonow / Wladimir Jursinow                                                          | Tor: Jewgeni Beloscheikin Verteidigung: Alexei Kassatonow, Wjatscheslaw Fetissow (1), Sergei Starikow, Igor Stelnow, Sinetula Biljaletdinow, Wassili Perwuchin (1), Alexei Gussarow, Michail Tatarinow Sturm: Sergei Makarow, Michail Warnakow, Wladimir Krutow, Alexander Gerassimow, Wjatscheslaw Bykow (1), Andrei Chomutow, Sergei Swetlow, Anatoli Semjonow, Sergei Jaschin, Sergei Ageikin (1), Wladimir Konstantinow, Waleri Kamenski, Juri Chmyljow, Wiktor Tjumenew Trainer / Assistent: Wiktor Tichonow / Wladimir Jursinow                                                          | Tor: Jewgeni Beloscheikin Verteidigung: Alexei Kassatonow, Wjatscheslaw Fetissow (1), Sergei Starikow, Igor Stelnow, Sinetula Biljaletdinow, Wassili Perwuchin (1), Alexei Gussarow, Michail Tatarinow Sturm: Sergei Makarow, Michail Warnakow, Wladimir Krutow, Alexander Gerassimow, Wjatscheslaw Bykow (1), Andrei Chomutow, Sergei Swetlow, Anatoli Semjonow, Sergei Jaschin, Sergei Ageikin (1), Wladimir Konstantinow, Waleri Kamenski, Juri Chmyljow, Wiktor Tjumenew Trainer / Assistent: Wiktor Tichonow / Wladimir Jursinow                                                          | Tor: Jewgeni Beloscheikin Verteidigung: Alexei Kassatonow, Wjatscheslaw Fetissow (1), Sergei Starikow, Igor Stelnow, Sinetula Biljaletdinow, Wassili Perwuchin (1), Alexei Gussarow, Michail Tatarinow Sturm: Sergei Makarow, Michail Warnakow, Wladimir Krutow, Alexander Gerassimow, Wjatscheslaw Bykow (1), Andrei Chomutow, Sergei Swetlow, Anatoli Semjonow, Sergei Jaschin, Sergei Ageikin (1), Wladimir Konstantinow, Waleri Kamenski, Juri Chmyljow, Wiktor Tjumenew Trainer / Assistent: Wiktor Tichonow / Wladimir Jursinow                                                          | Tor: Jewgeni Beloscheikin Verteidigung: Alexei Kassatonow, Wjatscheslaw Fetissow (1), Sergei Starikow, Igor Stelnow, Sinetula Biljaletdinow, Wassili Perwuchin (1), Alexei Gussarow, Michail Tatarinow Sturm: Sergei Makarow, Michail Warnakow, Wladimir Krutow, Alexander Gerassimow, Wjatscheslaw Bykow (1), Andrei Chomutow, Sergei Swetlow, Anatoli Semjonow, Sergei Jaschin, Sergei Ageikin (1), Wladimir Konstantinow, Waleri Kamenski, Juri Chmyljow, Wiktor Tjumenew Trainer / Assistent: Wiktor Tichonow / Wladimir Jursinow                                                          | Tor: Jewgeni Beloscheikin Verteidigung: Alexei Kassatonow, Wjatscheslaw Fetissow (1), Sergei Starikow, Igor Stelnow, Sinetula Biljaletdinow, Wassili Perwuchin (1), Alexei Gussarow, Michail Tatarinow Sturm: Sergei Makarow, Michail Warnakow, Wladimir Krutow, Alexander Gerassimow, Wjatscheslaw Bykow (1), Andrei Chomutow, Sergei Swetlow, Anatoli Semjonow, Sergei Jaschin, Sergei Ageikin (1), Wladimir Konstantinow, Waleri Kamenski, Juri Chmyljow, Wiktor Tjumenew Trainer / Assistent: Wiktor Tichonow / Wladimir Jursinow                                                          |
| Nr. 717 4. April 1986  | 8:2 (4:1, 3:0, 1:1) | 0 Finnland | A | 0Kouvola, FIN | 0Freundschaftsspiel | |
| Aufstellung            | Tor: Sergei Mylnikow Verteidigung: Alexei Kassatonow, Wjatscheslaw Fetissow, Sergei Starikow, Igor Stelnow (1), Alexei Gussarow, Wassili Perwuchin, Sinetula Biljaletdinow, Michail Tatarinow Sturm: Sergei Makarow (3), Wiktor Tjumenew, Wladimir Krutow, Alexander Gerassimow, Wjatscheslaw Bykow, Andrei Chomutow, Sergei Swetlow, Michail Warnakow, Sergei Jaschin (2), Sergei Ageikin (1), Wladimir Konstantinow, Waleri Kamenski (1), Anatoli Semjonow, Juri Chmyljow Trainer / Assistent: Wiktor Tichonow / Wladimir Jursinow                                                           | Tor: Sergei Mylnikow Verteidigung: Alexei Kassatonow, Wjatscheslaw Fetissow, Sergei Starikow, Igor Stelnow (1), Alexei Gussarow, Wassili Perwuchin, Sinetula Biljaletdinow, Michail Tatarinow Sturm: Sergei Makarow (3), Wiktor Tjumenew, Wladimir Krutow, Alexander Gerassimow, Wjatscheslaw Bykow, Andrei Chomutow, Sergei Swetlow, Michail Warnakow, Sergei Jaschin (2), Sergei Ageikin (1), Wladimir Konstantinow, Waleri Kamenski (1), Anatoli Semjonow, Juri Chmyljow Trainer / Assistent: Wiktor Tichonow / Wladimir Jursinow                                                           | Tor: Sergei Mylnikow Verteidigung: Alexei Kassatonow, Wjatscheslaw Fetissow, Sergei Starikow, Igor Stelnow (1), Alexei Gussarow, Wassili Perwuchin, Sinetula Biljaletdinow, Michail Tatarinow Sturm: Sergei Makarow (3), Wiktor Tjumenew, Wladimir Krutow, Alexander Gerassimow, Wjatscheslaw Bykow, Andrei Chomutow, Sergei Swetlow, Michail Warnakow, Sergei Jaschin (2), Sergei Ageikin (1), Wladimir Konstantinow, Waleri Kamenski (1), Anatoli Semjonow, Juri Chmyljow Trainer / Assistent: Wiktor Tichonow / Wladimir Jursinow                                                           | Tor: Sergei Mylnikow Verteidigung: Alexei Kassatonow, Wjatscheslaw Fetissow, Sergei Starikow, Igor Stelnow (1), Alexei Gussarow, Wassili Perwuchin, Sinetula Biljaletdinow, Michail Tatarinow Sturm: Sergei Makarow (3), Wiktor Tjumenew, Wladimir Krutow, Alexander Gerassimow, Wjatscheslaw Bykow, Andrei Chomutow, Sergei Swetlow, Michail Warnakow, Sergei Jaschin (2), Sergei Ageikin (1), Wladimir Konstantinow, Waleri Kamenski (1), Anatoli Semjonow, Juri Chmyljow Trainer / Assistent: Wiktor Tichonow / Wladimir Jursinow                                                           | Tor: Sergei Mylnikow Verteidigung: Alexei Kassatonow, Wjatscheslaw Fetissow, Sergei Starikow, Igor Stelnow (1), Alexei Gussarow, Wassili Perwuchin, Sinetula Biljaletdinow, Michail Tatarinow Sturm: Sergei Makarow (3), Wiktor Tjumenew, Wladimir Krutow, Alexander Gerassimow, Wjatscheslaw Bykow, Andrei Chomutow, Sergei Swetlow, Michail Warnakow, Sergei Jaschin (2), Sergei Ageikin (1), Wladimir Konstantinow, Waleri Kamenski (1), Anatoli Semjonow, Juri Chmyljow Trainer / Assistent: Wiktor Tichonow / Wladimir Jursinow                                                           | Tor: Sergei Mylnikow Verteidigung: Alexei Kassatonow, Wjatscheslaw Fetissow, Sergei Starikow, Igor Stelnow (1), Alexei Gussarow, Wassili Perwuchin, Sinetula Biljaletdinow, Michail Tatarinow Sturm: Sergei Makarow (3), Wiktor Tjumenew, Wladimir Krutow, Alexander Gerassimow, Wjatscheslaw Bykow, Andrei Chomutow, Sergei Swetlow, Michail Warnakow, Sergei Jaschin (2), Sergei Ageikin (1), Wladimir Konstantinow, Waleri Kamenski (1), Anatoli Semjonow, Juri Chmyljow Trainer / Assistent: Wiktor Tichonow / Wladimir Jursinow                                                           |
| Nr. 718 12. April 1986 | 4:2 (1:0, 1:1, 2:1) | 0 Schweden | H | 0Moskau | 0WM 1986 / EM 1986 | |
| Aufstellung            | Tor: Jewgeni Beloscheikin Verteidigung: Alexei Kassatonow (1), Wjatscheslaw Fetissow, Alexei Gussarow (1), Wassili Perwuchin, Sergei Starikow, Igor Stelnow Sturm: Sergei Makarow, Igor Larionow (1), Wladimir Krutow, Wiktor Tjumenew, Wjatscheslaw Bykow (1), Andrei Chomutow, Sergei Swetlow, Michail Warnakow, Sergei Jaschin, Sergei Ageikin, Wladimir Konstantinow, Waleri Kamenski Trainer / Assistent: Wiktor Tichonow / Wladimir Jursinow | Tor: Jewgeni Beloscheikin Verteidigung: Alexei Kassatonow (1), Wjatscheslaw Fetissow, Alexei Gussarow (1), Wassili Perwuchin, Sergei Starikow, Igor Stelnow Sturm: Sergei Makarow, Igor Larionow (1), Wladimir Krutow, Wiktor Tjumenew, Wjatscheslaw Bykow (1), Andrei Chomutow, Sergei Swetlow, Michail Warnakow, Sergei Jaschin, Sergei Ageikin, Wladimir Konstantinow, Waleri Kamenski Trainer / Assistent: Wiktor Tichonow / Wladimir Jursinow | Tor: Jewgeni Beloscheikin Verteidigung: Alexei Kassatonow (1), Wjatscheslaw Fetissow, Alexei Gussarow (1), Wassili Perwuchin, Sergei Starikow, Igor Stelnow Sturm: Sergei Makarow, Igor Larionow (1), Wladimir Krutow, Wiktor Tjumenew, Wjatscheslaw Bykow (1), Andrei Chomutow, Sergei Swetlow, Michail Warnakow, Sergei Jaschin, Sergei Ageikin, Wladimir Konstantinow, Waleri Kamenski Trainer / Assistent: Wiktor Tichonow / Wladimir Jursinow | Tor: Jewgeni Beloscheikin Verteidigung: Alexei Kassatonow (1), Wjatscheslaw Fetissow, Alexei Gussarow (1), Wassili Perwuchin, Sergei Starikow, Igor Stelnow Sturm: Sergei Makarow, Igor Larionow (1), Wladimir Krutow, Wiktor Tjumenew, Wjatscheslaw Bykow (1), Andrei Chomutow, Sergei Swetlow, Michail Warnakow, Sergei Jaschin, Sergei Ageikin, Wladimir Konstantinow, Waleri Kamenski Trainer / Assistent: Wiktor Tichonow / Wladimir Jursinow | Tor: Jewgeni Beloscheikin Verteidigung: Alexei Kassatonow (1), Wjatscheslaw Fetissow, Alexei Gussarow (1), Wassili Perwuchin, Sergei Starikow, Igor Stelnow Sturm: Sergei Makarow, Igor Larionow (1), Wladimir Krutow, Wiktor Tjumenew, Wjatscheslaw Bykow (1), Andrei Chomutow, Sergei Swetlow, Michail Warnakow, Sergei Jaschin, Sergei Ageikin, Wladimir Konstantinow, Waleri Kamenski Trainer / Assistent: Wiktor Tichonow / Wladimir Jursinow | Tor: Jewgeni Beloscheikin Verteidigung: Alexei Kassatonow (1), Wjatscheslaw Fetissow, Alexei Gussarow (1), Wassili Perwuchin, Sergei Starikow, Igor Stelnow Sturm: Sergei Makarow, Igor Larionow (1), Wladimir Krutow, Wiktor Tjumenew, Wjatscheslaw Bykow (1), Andrei Chomutow, Sergei Swetlow, Michail Warnakow, Sergei Jaschin, Sergei Ageikin, Wladimir Konstantinow, Waleri Kamenski Trainer / Assistent: Wiktor Tichonow / Wladimir Jursinow |
| Nr. 719 13. April 1986 | 4:1 (2:0, 1:1, 1:0) | 0 Finnland | H | 0Moskau | 0WM 1986 / EM 1986 | |
| Aufstellung            | Tor: Jewgeni Beloscheikin Verteidigung: Alexei Kassatonow (1), Wjatscheslaw Fetissow, Sinetula Biljaletdinow, Alexei Gussarow, Sergei Starikow, Igor Stelnow Sturm: Sergei Makarow (1), Igor Larionow, Wladimir Krutow (1), Wiktor Tjumenew, Wjatscheslaw Bykow, Andrei Chomutow, Sergei Swetlow, Michail Warnakow, Sergei Jaschin, Sergei Ageikin (1), Wladimir Konstantinow, Waleri Kamenski Trainer / Assistent: Wiktor Tichonow / Wladimir Jursinow | Tor: Jewgeni Beloscheikin Verteidigung: Alexei Kassatonow (1), Wjatscheslaw Fetissow, Sinetula Biljaletdinow, Alexei Gussarow, Sergei Starikow, Igor Stelnow Sturm: Sergei Makarow (1), Igor Larionow, Wladimir Krutow (1), Wiktor Tjumenew, Wjatscheslaw Bykow, Andrei Chomutow, Sergei Swetlow, Michail Warnakow, Sergei Jaschin, Sergei Ageikin (1), Wladimir Konstantinow, Waleri Kamenski Trainer / Assistent: Wiktor Tichonow / Wladimir Jursinow | Tor: Jewgeni Beloscheikin Verteidigung: Alexei Kassatonow (1), Wjatscheslaw Fetissow, Sinetula Biljaletdinow, Alexei Gussarow, Sergei Starikow, Igor Stelnow Sturm: Sergei Makarow (1), Igor Larionow, Wladimir Krutow (1), Wiktor Tjumenew, Wjatscheslaw Bykow, Andrei Chomutow, Sergei Swetlow, Michail Warnakow, Sergei Jaschin, Sergei Ageikin (1), Wladimir Konstantinow, Waleri Kamenski Trainer / Assistent: Wiktor Tichonow / Wladimir Jursinow | Tor: Jewgeni Beloscheikin Verteidigung: Alexei Kassatonow (1), Wjatscheslaw Fetissow, Sinetula Biljaletdinow, Alexei Gussarow, Sergei Starikow, Igor Stelnow Sturm: Sergei Makarow (1), Igor Larionow, Wladimir Krutow (1), Wiktor Tjumenew, Wjatscheslaw Bykow, Andrei Chomutow, Sergei Swetlow, Michail Warnakow, Sergei Jaschin, Sergei Ageikin (1), Wladimir Konstantinow, Waleri Kamenski Trainer / Assistent: Wiktor Tichonow / Wladimir Jursinow | Tor: Jewgeni Beloscheikin Verteidigung: Alexei Kassatonow (1), Wjatscheslaw Fetissow, Sinetula Biljaletdinow, Alexei Gussarow, Sergei Starikow, Igor Stelnow Sturm: Sergei Makarow (1), Igor Larionow, Wladimir Krutow (1), Wiktor Tjumenew, Wjatscheslaw Bykow, Andrei Chomutow, Sergei Swetlow, Michail Warnakow, Sergei Jaschin, Sergei Ageikin (1), Wladimir Konstantinow, Waleri Kamenski Trainer / Assistent: Wiktor Tichonow / Wladimir Jursinow | Tor: Jewgeni Beloscheikin Verteidigung: Alexei Kassatonow (1), Wjatscheslaw Fetissow, Sinetula Biljaletdinow, Alexei Gussarow, Sergei Starikow, Igor Stelnow Sturm: Sergei Makarow (1), Igor Larionow, Wladimir Krutow (1), Wiktor Tjumenew, Wjatscheslaw Bykow, Andrei Chomutow, Sergei Swetlow, Michail Warnakow, Sergei Jaschin, Sergei Ageikin (1), Wladimir Konstantinow, Waleri Kamenski Trainer / Assistent: Wiktor Tichonow / Wladimir Jursinow |
| Nr. 720 15. April 1986 | 7:2 (2:0, 3:0, 2:2) | 0 Polen | H | 0Moskau | 0WM 1986 / EM 1986 | |
| Aufstellung            | Tor: Sergei Mylnikow Verteidigung: Alexei Kassatonow, Wjatscheslaw Fetissow, Sinetula Biljaletdinow, Alexei Gussarow, Sergei Starikow, Igor Stelnow Sturm: Sergei Makarow, Igor Larionow (1), Wladimir Krutow, Wiktor Tjumenew, Wjatscheslaw Bykow (1), Andrei Chomutow, Sergei Swetlow (2), Michail Warnakow (2), Sergei Jaschin (1), Sergei Ageikin, Wladimir Konstantinow, Waleri Kamenski Trainer / Assistent: Wiktor Tichonow / Wladimir Jursinow | Tor: Sergei Mylnikow Verteidigung: Alexei Kassatonow, Wjatscheslaw Fetissow, Sinetula Biljaletdinow, Alexei Gussarow, Sergei Starikow, Igor Stelnow Sturm: Sergei Makarow, Igor Larionow (1), Wladimir Krutow, Wiktor Tjumenew, Wjatscheslaw Bykow (1), Andrei Chomutow, Sergei Swetlow (2), Michail Warnakow (2), Sergei Jaschin (1), Sergei Ageikin, Wladimir Konstantinow, Waleri Kamenski Trainer / Assistent: Wiktor Tichonow / Wladimir Jursinow | Tor: Sergei Mylnikow Verteidigung: Alexei Kassatonow, Wjatscheslaw Fetissow, Sinetula Biljaletdinow, Alexei Gussarow, Sergei Starikow, Igor Stelnow Sturm: Sergei Makarow, Igor Larionow (1), Wladimir Krutow, Wiktor Tjumenew, Wjatscheslaw Bykow (1), Andrei Chomutow, Sergei Swetlow (2), Michail Warnakow (2), Sergei Jaschin (1), Sergei Ageikin, Wladimir Konstantinow, Waleri Kamenski Trainer / Assistent: Wiktor Tichonow / Wladimir Jursinow | Tor: Sergei Mylnikow Verteidigung: Alexei Kassatonow, Wjatscheslaw Fetissow, Sinetula Biljaletdinow, Alexei Gussarow, Sergei Starikow, Igor Stelnow Sturm: Sergei Makarow, Igor Larionow (1), Wladimir Krutow, Wiktor Tjumenew, Wjatscheslaw Bykow (1), Andrei Chomutow, Sergei Swetlow (2), Michail Warnakow (2), Sergei Jaschin (1), Sergei Ageikin, Wladimir Konstantinow, Waleri Kamenski Trainer / Assistent: Wiktor Tichonow / Wladimir Jursinow | Tor: Sergei Mylnikow Verteidigung: Alexei Kassatonow, Wjatscheslaw Fetissow, Sinetula Biljaletdinow, Alexei Gussarow, Sergei Starikow, Igor Stelnow Sturm: Sergei Makarow, Igor Larionow (1), Wladimir Krutow, Wiktor Tjumenew, Wjatscheslaw Bykow (1), Andrei Chomutow, Sergei Swetlow (2), Michail Warnakow (2), Sergei Jaschin (1), Sergei Ageikin, Wladimir Konstantinow, Waleri Kamenski Trainer / Assistent: Wiktor Tichonow / Wladimir Jursinow | Tor: Sergei Mylnikow Verteidigung: Alexei Kassatonow, Wjatscheslaw Fetissow, Sinetula Biljaletdinow, Alexei Gussarow, Sergei Starikow, Igor Stelnow Sturm: Sergei Makarow, Igor Larionow (1), Wladimir Krutow, Wiktor Tjumenew, Wjatscheslaw Bykow (1), Andrei Chomutow, Sergei Swetlow (2), Michail Warnakow (2), Sergei Jaschin (1), Sergei Ageikin, Wladimir Konstantinow, Waleri Kamenski Trainer / Assistent: Wiktor Tichonow / Wladimir Jursinow |
| Nr. 721 16. April 1986 | 4:1 (1:0, 1:0, 2:1) | 0 BR Deutschland | H | 0Moskau | 0WM 1986 / EM 1986 | |
| Aufstellung            | Tor: Sergei Mylnikow Verteidigung: Alexei Kassatonow, Wjatscheslaw Fetissow (1), Sinetula Biljaletdinow, Alexei Gussarow, Sergei Starikow, Igor Stelnow Sturm: Sergei Makarow, Igor Larionow, Wladimir Krutow (1), Michail Warnakow (1), Wjatscheslaw Bykow, Andrei Chomutow, Sergei Swetlow (1), Wiktor Tjumenew, Sergei Jaschin, Sergei Ageikin, Wladimir Konstantinow, Waleri Kamenski Trainer / Assistent: Wiktor Tichonow / Wladimir Jursinow | Tor: Sergei Mylnikow Verteidigung: Alexei Kassatonow, Wjatscheslaw Fetissow (1), Sinetula Biljaletdinow, Alexei Gussarow, Sergei Starikow, Igor Stelnow Sturm: Sergei Makarow, Igor Larionow, Wladimir Krutow (1), Michail Warnakow (1), Wjatscheslaw Bykow, Andrei Chomutow, Sergei Swetlow (1), Wiktor Tjumenew, Sergei Jaschin, Sergei Ageikin, Wladimir Konstantinow, Waleri Kamenski Trainer / Assistent: Wiktor Tichonow / Wladimir Jursinow | Tor: Sergei Mylnikow Verteidigung: Alexei Kassatonow, Wjatscheslaw Fetissow (1), Sinetula Biljaletdinow, Alexei Gussarow, Sergei Starikow, Igor Stelnow Sturm: Sergei Makarow, Igor Larionow, Wladimir Krutow (1), Michail Warnakow (1), Wjatscheslaw Bykow, Andrei Chomutow, Sergei Swetlow (1), Wiktor Tjumenew, Sergei Jaschin, Sergei Ageikin, Wladimir Konstantinow, Waleri Kamenski Trainer / Assistent: Wiktor Tichonow / Wladimir Jursinow | Tor: Sergei Mylnikow Verteidigung: Alexei Kassatonow, Wjatscheslaw Fetissow (1), Sinetula Biljaletdinow, Alexei Gussarow, Sergei Starikow, Igor Stelnow Sturm: Sergei Makarow, Igor Larionow, Wladimir Krutow (1), Michail Warnakow (1), Wjatscheslaw Bykow, Andrei Chomutow, Sergei Swetlow (1), Wiktor Tjumenew, Sergei Jaschin, Sergei Ageikin, Wladimir Konstantinow, Waleri Kamenski Trainer / Assistent: Wiktor Tichonow / Wladimir Jursinow | Tor: Sergei Mylnikow Verteidigung: Alexei Kassatonow, Wjatscheslaw Fetissow (1), Sinetula Biljaletdinow, Alexei Gussarow, Sergei Starikow, Igor Stelnow Sturm: Sergei Makarow, Igor Larionow, Wladimir Krutow (1), Michail Warnakow (1), Wjatscheslaw Bykow, Andrei Chomutow, Sergei Swetlow (1), Wiktor Tjumenew, Sergei Jaschin, Sergei Ageikin, Wladimir Konstantinow, Waleri Kamenski Trainer / Assistent: Wiktor Tichonow / Wladimir Jursinow | Tor: Sergei Mylnikow Verteidigung: Alexei Kassatonow, Wjatscheslaw Fetissow (1), Sinetula Biljaletdinow, Alexei Gussarow, Sergei Starikow, Igor Stelnow Sturm: Sergei Makarow, Igor Larionow, Wladimir Krutow (1), Michail Warnakow (1), Wjatscheslaw Bykow, Andrei Chomutow, Sergei Swetlow (1), Wiktor Tjumenew, Sergei Jaschin, Sergei Ageikin, Wladimir Konstantinow, Waleri Kamenski Trainer / Assistent: Wiktor Tichonow / Wladimir Jursinow |
| Nr. 722 18. April 1986 | 4:0 (1:0, 0:0, 3:0) | 0 Kanada | H | 0Moskau | 0WM 1986 / EM 1986 | |
| Aufstellung            | Tor: Jewgeni Beloscheikin Verteidigung: Alexei Kassatonow, Wjatscheslaw Fetissow, Sergei Starikow, Igor Stelnow, Sinetula Biljaletdinow, Wassili Perwuchin Sturm: Sergei Makarow, Igor Larionow (1), Wladimir Krutow, Michail Warnakow, Wjatscheslaw Bykow (2), Andrei Chomutow, Sergei Swetlow, Wiktor Tjumenew, Sergei Jaschin, Juri Chmyljow, Wladimir Konstantinow, Waleri Kamenski (1) Trainer / Assistent: Wiktor Tichonow / Wladimir Jursinow | Tor: Jewgeni Beloscheikin Verteidigung: Alexei Kassatonow, Wjatscheslaw Fetissow, Sergei Starikow, Igor Stelnow, Sinetula Biljaletdinow, Wassili Perwuchin Sturm: Sergei Makarow, Igor Larionow (1), Wladimir Krutow, Michail Warnakow, Wjatscheslaw Bykow (2), Andrei Chomutow, Sergei Swetlow, Wiktor Tjumenew, Sergei Jaschin, Juri Chmyljow, Wladimir Konstantinow, Waleri Kamenski (1) Trainer / Assistent: Wiktor Tichonow / Wladimir Jursinow | Tor: Jewgeni Beloscheikin Verteidigung: Alexei Kassatonow, Wjatscheslaw Fetissow, Sergei Starikow, Igor Stelnow, Sinetula Biljaletdinow, Wassili Perwuchin Sturm: Sergei Makarow, Igor Larionow (1), Wladimir Krutow, Michail Warnakow, Wjatscheslaw Bykow (2), Andrei Chomutow, Sergei Swetlow, Wiktor Tjumenew, Sergei Jaschin, Juri Chmyljow, Wladimir Konstantinow, Waleri Kamenski (1) Trainer / Assistent: Wiktor Tichonow / Wladimir Jursinow | Tor: Jewgeni Beloscheikin Verteidigung: Alexei Kassatonow, Wjatscheslaw Fetissow, Sergei Starikow, Igor Stelnow, Sinetula Biljaletdinow, Wassili Perwuchin Sturm: Sergei Makarow, Igor Larionow (1), Wladimir Krutow, Michail Warnakow, Wjatscheslaw Bykow (2), Andrei Chomutow, Sergei Swetlow, Wiktor Tjumenew, Sergei Jaschin, Juri Chmyljow, Wladimir Konstantinow, Waleri Kamenski (1) Trainer / Assistent: Wiktor Tichonow / Wladimir Jursinow | Tor: Jewgeni Beloscheikin Verteidigung: Alexei Kassatonow, Wjatscheslaw Fetissow, Sergei Starikow, Igor Stelnow, Sinetula Biljaletdinow, Wassili Perwuchin Sturm: Sergei Makarow, Igor Larionow (1), Wladimir Krutow, Michail Warnakow, Wjatscheslaw Bykow (2), Andrei Chomutow, Sergei Swetlow, Wiktor Tjumenew, Sergei Jaschin, Juri Chmyljow, Wladimir Konstantinow, Waleri Kamenski (1) Trainer / Assistent: Wiktor Tichonow / Wladimir Jursinow | Tor: Jewgeni Beloscheikin Verteidigung: Alexei Kassatonow, Wjatscheslaw Fetissow, Sergei Starikow, Igor Stelnow, Sinetula Biljaletdinow, Wassili Perwuchin Sturm: Sergei Makarow, Igor Larionow (1), Wladimir Krutow, Michail Warnakow, Wjatscheslaw Bykow (2), Andrei Chomutow, Sergei Swetlow, Wiktor Tjumenew, Sergei Jaschin, Juri Chmyljow, Wladimir Konstantinow, Waleri Kamenski (1) Trainer / Assistent: Wiktor Tichonow / Wladimir Jursinow |
| Nr. 723 20. April 1986 | 4:2 (1:0, 2:0, 1:2) | 0 Tschechoslowakei | H | 0Moskau | 0WM 1986 / EM 1986 | |
| Aufstellung            | Tor: Jewgeni Beloscheikin Verteidigung: Alexei Kassatonow, Wjatscheslaw Fetissow (1), Sergei Starikow, Igor Stelnow, Alexei Gussarow, Wassili Perwuchin Sturm: Sergei Makarow, Igor Larionow (1), Wladimir Krutow (1), Andrei Chomutow, Wjatscheslaw Bykow, Michail Warnakow, Sergei Swetlow, Wiktor Tjumenew, Sergei Jaschin, Juri Chmyljow, Wladimir Konstantinow (1), Waleri Kamenski Trainer / Assistent: Wiktor Tichonow / Wladimir Jursinow | Tor: Jewgeni Beloscheikin Verteidigung: Alexei Kassatonow, Wjatscheslaw Fetissow (1), Sergei Starikow, Igor Stelnow, Alexei Gussarow, Wassili Perwuchin Sturm: Sergei Makarow, Igor Larionow (1), Wladimir Krutow (1), Andrei Chomutow, Wjatscheslaw Bykow, Michail Warnakow, Sergei Swetlow, Wiktor Tjumenew, Sergei Jaschin, Juri Chmyljow, Wladimir Konstantinow (1), Waleri Kamenski Trainer / Assistent: Wiktor Tichonow / Wladimir Jursinow | Tor: Jewgeni Beloscheikin Verteidigung: Alexei Kassatonow, Wjatscheslaw Fetissow (1), Sergei Starikow, Igor Stelnow, Alexei Gussarow, Wassili Perwuchin Sturm: Sergei Makarow, Igor Larionow (1), Wladimir Krutow (1), Andrei Chomutow, Wjatscheslaw Bykow, Michail Warnakow, Sergei Swetlow, Wiktor Tjumenew, Sergei Jaschin, Juri Chmyljow, Wladimir Konstantinow (1), Waleri Kamenski Trainer / Assistent: Wiktor Tichonow / Wladimir Jursinow | Tor: Jewgeni Beloscheikin Verteidigung: Alexei Kassatonow, Wjatscheslaw Fetissow (1), Sergei Starikow, Igor Stelnow, Alexei Gussarow, Wassili Perwuchin Sturm: Sergei Makarow, Igor Larionow (1), Wladimir Krutow (1), Andrei Chomutow, Wjatscheslaw Bykow, Michail Warnakow, Sergei Swetlow, Wiktor Tjumenew, Sergei Jaschin, Juri Chmyljow, Wladimir Konstantinow (1), Waleri Kamenski Trainer / Assistent: Wiktor Tichonow / Wladimir Jursinow | Tor: Jewgeni Beloscheikin Verteidigung: Alexei Kassatonow, Wjatscheslaw Fetissow (1), Sergei Starikow, Igor Stelnow, Alexei Gussarow, Wassili Perwuchin Sturm: Sergei Makarow, Igor Larionow (1), Wladimir Krutow (1), Andrei Chomutow, Wjatscheslaw Bykow, Michail Warnakow, Sergei Swetlow, Wiktor Tjumenew, Sergei Jaschin, Juri Chmyljow, Wladimir Konstantinow (1), Waleri Kamenski Trainer / Assistent: Wiktor Tichonow / Wladimir Jursinow | Tor: Jewgeni Beloscheikin Verteidigung: Alexei Kassatonow, Wjatscheslaw Fetissow (1), Sergei Starikow, Igor Stelnow, Alexei Gussarow, Wassili Perwuchin Sturm: Sergei Makarow, Igor Larionow (1), Wladimir Krutow (1), Andrei Chomutow, Wjatscheslaw Bykow, Michail Warnakow, Sergei Swetlow, Wiktor Tjumenew, Sergei Jaschin, Juri Chmyljow, Wladimir Konstantinow (1), Waleri Kamenski Trainer / Assistent: Wiktor Tichonow / Wladimir Jursinow |
| Nr. 724 22. April 1986 | 5:1 (0:1, 3:0, 2:0) | 0 USA | H | 0Moskau | 0WM 1986 / EM 1986 | |
| Aufstellung            | Tor: Sergei Mylnikow Verteidigung: Alexei Kassatonow (1), Wjatscheslaw Fetissow (1), Sergei Starikow, Igor Stelnow, Sinetula Biljaletdinow, Alexei Gussarow Sturm: Sergei Makarow, Igor Larionow, Wladimir Krutow, Juri Chmyljow (2), Wjatscheslaw Bykow, Andrei Chomutow, Sergei Swetlow, Sergei Jaschin, Wassili Perwuchin (1), Sergei Ageikin, Wladimir Konstantinow Trainer / Assistent: Wiktor Tichonow / Wladimir Jursinow | Tor: Sergei Mylnikow Verteidigung: Alexei Kassatonow (1), Wjatscheslaw Fetissow (1), Sergei Starikow, Igor Stelnow, Sinetula Biljaletdinow, Alexei Gussarow Sturm: Sergei Makarow, Igor Larionow, Wladimir Krutow, Juri Chmyljow (2), Wjatscheslaw Bykow, Andrei Chomutow, Sergei Swetlow, Sergei Jaschin, Wassili Perwuchin (1), Sergei Ageikin, Wladimir Konstantinow Trainer / Assistent: Wiktor Tichonow / Wladimir Jursinow | Tor: Sergei Mylnikow Verteidigung: Alexei Kassatonow (1), Wjatscheslaw Fetissow (1), Sergei Starikow, Igor Stelnow, Sinetula Biljaletdinow, Alexei Gussarow Sturm: Sergei Makarow, Igor Larionow, Wladimir Krutow, Juri Chmyljow (2), Wjatscheslaw Bykow, Andrei Chomutow, Sergei Swetlow, Sergei Jaschin, Wassili Perwuchin (1), Sergei Ageikin, Wladimir Konstantinow Trainer / Assistent: Wiktor Tichonow / Wladimir Jursinow | Tor: Sergei Mylnikow Verteidigung: Alexei Kassatonow (1), Wjatscheslaw Fetissow (1), Sergei Starikow, Igor Stelnow, Sinetula Biljaletdinow, Alexei Gussarow Sturm: Sergei Makarow, Igor Larionow, Wladimir Krutow, Juri Chmyljow (2), Wjatscheslaw Bykow, Andrei Chomutow, Sergei Swetlow, Sergei Jaschin, Wassili Perwuchin (1), Sergei Ageikin, Wladimir Konstantinow Trainer / Assistent: Wiktor Tichonow / Wladimir Jursinow | Tor: Sergei Mylnikow Verteidigung: Alexei Kassatonow (1), Wjatscheslaw Fetissow (1), Sergei Starikow, Igor Stelnow, Sinetula Biljaletdinow, Alexei Gussarow Sturm: Sergei Makarow, Igor Larionow, Wladimir Krutow, Juri Chmyljow (2), Wjatscheslaw Bykow, Andrei Chomutow, Sergei Swetlow, Sergei Jaschin, Wassili Perwuchin (1), Sergei Ageikin, Wladimir Konstantinow Trainer / Assistent: Wiktor Tichonow / Wladimir Jursinow | Tor: Sergei Mylnikow Verteidigung: Alexei Kassatonow (1), Wjatscheslaw Fetissow (1), Sergei Starikow, Igor Stelnow, Sinetula Biljaletdinow, Alexei Gussarow Sturm: Sergei Makarow, Igor Larionow, Wladimir Krutow, Juri Chmyljow (2), Wjatscheslaw Bykow, Andrei Chomutow, Sergei Swetlow, Sergei Jaschin, Wassili Perwuchin (1), Sergei Ageikin, Wladimir Konstantinow Trainer / Assistent: Wiktor Tichonow / Wladimir Jursinow |
| Nr. 725 24. April 1986 | 7:4 (4:2, 2:1, 1:1) | 0 Kanada | H | 0Moskau | 0WM 1986 / EM 1986 | |
| Aufstellung            | Tor: Jewgeni Beloscheikin Verteidigung: Alexei Kassatonow, Wjatscheslaw Fetissow, Sergei Starikow, Igor Stelnow, Sinetula Biljaletdinow, Alexei Gussarow Sturm: Sergei Makarow (3), Igor Larionow (1), Wladimir Krutow (2), Juri Chmyljow, Wjatscheslaw Bykow, Andrei Chomutow, Sergei Swetlow, Sergei Jaschin, Wassili Perwuchin, Sergei Ageikin, Wladimir Konstantinow, Waleri Kamenski (1) Trainer / Assistent: Wiktor Tichonow / Wladimir Jursinow | Tor: Jewgeni Beloscheikin Verteidigung: Alexei Kassatonow, Wjatscheslaw Fetissow, Sergei Starikow, Igor Stelnow, Sinetula Biljaletdinow, Alexei Gussarow Sturm: Sergei Makarow (3), Igor Larionow (1), Wladimir Krutow (2), Juri Chmyljow, Wjatscheslaw Bykow, Andrei Chomutow, Sergei Swetlow, Sergei Jaschin, Wassili Perwuchin, Sergei Ageikin, Wladimir Konstantinow, Waleri Kamenski (1) Trainer / Assistent: Wiktor Tichonow / Wladimir Jursinow | Tor: Jewgeni Beloscheikin Verteidigung: Alexei Kassatonow, Wjatscheslaw Fetissow, Sergei Starikow, Igor Stelnow, Sinetula Biljaletdinow, Alexei Gussarow Sturm: Sergei Makarow (3), Igor Larionow (1), Wladimir Krutow (2), Juri Chmyljow, Wjatscheslaw Bykow, Andrei Chomutow, Sergei Swetlow, Sergei Jaschin, Wassili Perwuchin, Sergei Ageikin, Wladimir Konstantinow, Waleri Kamenski (1) Trainer / Assistent: Wiktor Tichonow / Wladimir Jursinow | Tor: Jewgeni Beloscheikin Verteidigung: Alexei Kassatonow, Wjatscheslaw Fetissow, Sergei Starikow, Igor Stelnow, Sinetula Biljaletdinow, Alexei Gussarow Sturm: Sergei Makarow (3), Igor Larionow (1), Wladimir Krutow (2), Juri Chmyljow, Wjatscheslaw Bykow, Andrei Chomutow, Sergei Swetlow, Sergei Jaschin, Wassili Perwuchin, Sergei Ageikin, Wladimir Konstantinow, Waleri Kamenski (1) Trainer / Assistent: Wiktor Tichonow / Wladimir Jursinow | Tor: Jewgeni Beloscheikin Verteidigung: Alexei Kassatonow, Wjatscheslaw Fetissow, Sergei Starikow, Igor Stelnow, Sinetula Biljaletdinow, Alexei Gussarow Sturm: Sergei Makarow (3), Igor Larionow (1), Wladimir Krutow (2), Juri Chmyljow, Wjatscheslaw Bykow, Andrei Chomutow, Sergei Swetlow, Sergei Jaschin, Wassili Perwuchin, Sergei Ageikin, Wladimir Konstantinow, Waleri Kamenski (1) Trainer / Assistent: Wiktor Tichonow / Wladimir Jursinow | Tor: Jewgeni Beloscheikin Verteidigung: Alexei Kassatonow, Wjatscheslaw Fetissow, Sergei Starikow, Igor Stelnow, Sinetula Biljaletdinow, Alexei Gussarow Sturm: Sergei Makarow (3), Igor Larionow (1), Wladimir Krutow (2), Juri Chmyljow, Wjatscheslaw Bykow, Andrei Chomutow, Sergei Swetlow, Sergei Jaschin, Wassili Perwuchin, Sergei Ageikin, Wladimir Konstantinow, Waleri Kamenski (1) Trainer / Assistent: Wiktor Tichonow / Wladimir Jursinow |
| Nr. 726 26. April 1986 | 8:0 (3:0, 3:0, 2:0) | 0 Finnland | H | 0Moskau | 0WM 1986 / EM 1986 | |
| Aufstellung            | Tor: Jewgeni Beloscheikin Verteidigung: Alexei Kassatonow, Wjatscheslaw Fetissow (1), Sergei Starikow, Igor Stelnow, Sinetula Biljaletdinow, Alexei Gussarow Sturm: Sergei Makarow, Igor Larionow (2), Wladimir Krutow (2), Andrei Chomutow, Wjatscheslaw Bykow (1), Michail Warnakow (1), Sergei Swetlow (1), Sergei Jaschin, Wassili Perwuchin, Juri Chmyljow, Wladimir Konstantinow, Waleri Kamenski Trainer / Assistent: Wiktor Tichonow / Wladimir Jursinow | Tor: Jewgeni Beloscheikin Verteidigung: Alexei Kassatonow, Wjatscheslaw Fetissow (1), Sergei Starikow, Igor Stelnow, Sinetula Biljaletdinow, Alexei Gussarow Sturm: Sergei Makarow, Igor Larionow (2), Wladimir Krutow (2), Andrei Chomutow, Wjatscheslaw Bykow (1), Michail Warnakow (1), Sergei Swetlow (1), Sergei Jaschin, Wassili Perwuchin, Juri Chmyljow, Wladimir Konstantinow, Waleri Kamenski Trainer / Assistent: Wiktor Tichonow / Wladimir Jursinow | Tor: Jewgeni Beloscheikin Verteidigung: Alexei Kassatonow, Wjatscheslaw Fetissow (1), Sergei Starikow, Igor Stelnow, Sinetula Biljaletdinow, Alexei Gussarow Sturm: Sergei Makarow, Igor Larionow (2), Wladimir Krutow (2), Andrei Chomutow, Wjatscheslaw Bykow (1), Michail Warnakow (1), Sergei Swetlow (1), Sergei Jaschin, Wassili Perwuchin, Juri Chmyljow, Wladimir Konstantinow, Waleri Kamenski Trainer / Assistent: Wiktor Tichonow / Wladimir Jursinow | Tor: Jewgeni Beloscheikin Verteidigung: Alexei Kassatonow, Wjatscheslaw Fetissow (1), Sergei Starikow, Igor Stelnow, Sinetula Biljaletdinow, Alexei Gussarow Sturm: Sergei Makarow, Igor Larionow (2), Wladimir Krutow (2), Andrei Chomutow, Wjatscheslaw Bykow (1), Michail Warnakow (1), Sergei Swetlow (1), Sergei Jaschin, Wassili Perwuchin, Juri Chmyljow, Wladimir Konstantinow, Waleri Kamenski Trainer / Assistent: Wiktor Tichonow / Wladimir Jursinow | Tor: Jewgeni Beloscheikin Verteidigung: Alexei Kassatonow, Wjatscheslaw Fetissow (1), Sergei Starikow, Igor Stelnow, Sinetula Biljaletdinow, Alexei Gussarow Sturm: Sergei Makarow, Igor Larionow (2), Wladimir Krutow (2), Andrei Chomutow, Wjatscheslaw Bykow (1), Michail Warnakow (1), Sergei Swetlow (1), Sergei Jaschin, Wassili Perwuchin, Juri Chmyljow, Wladimir Konstantinow, Waleri Kamenski Trainer / Assistent: Wiktor Tichonow / Wladimir Jursinow | Tor: Jewgeni Beloscheikin Verteidigung: Alexei Kassatonow, Wjatscheslaw Fetissow (1), Sergei Starikow, Igor Stelnow, Sinetula Biljaletdinow, Alexei Gussarow Sturm: Sergei Makarow, Igor Larionow (2), Wladimir Krutow (2), Andrei Chomutow, Wjatscheslaw Bykow (1), Michail Warnakow (1), Sergei Swetlow (1), Sergei Jaschin, Wassili Perwuchin, Juri Chmyljow, Wladimir Konstantinow, Waleri Kamenski Trainer / Assistent: Wiktor Tichonow / Wladimir Jursinow |
| Nr. 727 28. April 1986 | 3:2 (0:0, 2:2, 1:0) | 0 Schweden | H | 0Moskau | 0WM 1986 / EM 1986 | 020. WM-Titel 024. EM-Titel |
| Aufstellung            | Tor: Jewgeni Beloscheikin Verteidigung: Alexei Kassatonow, Wjatscheslaw Fetissow (1), Sergei Starikow, Igor Stelnow, Sinetula Biljaletdinow, Alexei Gussarow Sturm: Sergei Makarow, Igor Larionow, Wladimir Krutow, Andrei Chomutow, Wjatscheslaw Bykow (1), Michail Warnakow, Sergei Swetlow, Sergei Jaschin (1), Wassili Perwuchin, Juri Chmyljow, Wladimir Konstantinow, Waleri Kamenski Trainer / Assistent: Wiktor Tichonow / Wladimir Jursinow | Tor: Jewgeni Beloscheikin Verteidigung: Alexei Kassatonow, Wjatscheslaw Fetissow (1), Sergei Starikow, Igor Stelnow, Sinetula Biljaletdinow, Alexei Gussarow Sturm: Sergei Makarow, Igor Larionow, Wladimir Krutow, Andrei Chomutow, Wjatscheslaw Bykow (1), Michail Warnakow, Sergei Swetlow, Sergei Jaschin (1), Wassili Perwuchin, Juri Chmyljow, Wladimir Konstantinow, Waleri Kamenski Trainer / Assistent: Wiktor Tichonow / Wladimir Jursinow | Tor: Jewgeni Beloscheikin Verteidigung: Alexei Kassatonow, Wjatscheslaw Fetissow (1), Sergei Starikow, Igor Stelnow, Sinetula Biljaletdinow, Alexei Gussarow Sturm: Sergei Makarow, Igor Larionow, Wladimir Krutow, Andrei Chomutow, Wjatscheslaw Bykow (1), Michail Warnakow, Sergei Swetlow, Sergei Jaschin (1), Wassili Perwuchin, Juri Chmyljow, Wladimir Konstantinow, Waleri Kamenski Trainer / Assistent: Wiktor Tichonow / Wladimir Jursinow | Tor: Jewgeni Beloscheikin Verteidigung: Alexei Kassatonow, Wjatscheslaw Fetissow (1), Sergei Starikow, Igor Stelnow, Sinetula Biljaletdinow, Alexei Gussarow Sturm: Sergei Makarow, Igor Larionow, Wladimir Krutow, Andrei Chomutow, Wjatscheslaw Bykow (1), Michail Warnakow, Sergei Swetlow, Sergei Jaschin (1), Wassili Perwuchin, Juri Chmyljow, Wladimir Konstantinow, Waleri Kamenski Trainer / Assistent: Wiktor Tichonow / Wladimir Jursinow | Tor: Jewgeni Beloscheikin Verteidigung: Alexei Kassatonow, Wjatscheslaw Fetissow (1), Sergei Starikow, Igor Stelnow, Sinetula Biljaletdinow, Alexei Gussarow Sturm: Sergei Makarow, Igor Larionow, Wladimir Krutow, Andrei Chomutow, Wjatscheslaw Bykow (1), Michail Warnakow, Sergei Swetlow, Sergei Jaschin (1), Wassili Perwuchin, Juri Chmyljow, Wladimir Konstantinow, Waleri Kamenski Trainer / Assistent: Wiktor Tichonow / Wladimir Jursinow | Tor: Jewgeni Beloscheikin Verteidigung: Alexei Kassatonow, Wjatscheslaw Fetissow (1), Sergei Starikow, Igor Stelnow, Sinetula Biljaletdinow, Alexei Gussarow Sturm: Sergei Makarow, Igor Larionow, Wladimir Krutow, Andrei Chomutow, Wjatscheslaw Bykow (1), Michail Warnakow, Sergei Swetlow, Sergei Jaschin (1), Wassili Perwuchin, Juri Chmyljow, Wladimir Konstantinow, Waleri Kamenski Trainer / Assistent: Wiktor Tichonow / Wladimir Jursinow |
| Nr. 728 29. April 1986 | 2:1 (1:0, 1:1, 0:0) | 0 Tschechoslowakei | A | 0Prag, TCH | 0Freundschaftsspiel | |
| Aufstellung            | Tor: Sergei Mylnikow Verteidigung: Alexei Kassatonow, Wjatscheslaw Fetissow, Michail Tatarinow, Wassili Perwuchin, Alexei Gussarow, Alexander Fatkullin, Sergei Starikow, Wladimir Konstantinow Sturm: Sergei Makarow (1), Wjatscheslaw Bykow, Wladimir Krutow, Sergei Swetlow, Anatoli Semjonow, Michail Warnakow, Sergei Charin (1), Sergei Nemtschinow, Juri Chmyljow, Wladimir Subriltschew, Alexander Semak, Juri Leonow Trainer / Assistent: Wiktor Tichonow / Wladimir Jursinow | Tor: Sergei Mylnikow Verteidigung: Alexei Kassatonow, Wjatscheslaw Fetissow, Michail Tatarinow, Wassili Perwuchin, Alexei Gussarow, Alexander Fatkullin, Sergei Starikow, Wladimir Konstantinow Sturm: Sergei Makarow (1), Wjatscheslaw Bykow, Wladimir Krutow, Sergei Swetlow, Anatoli Semjonow, Michail Warnakow, Sergei Charin (1), Sergei Nemtschinow, Juri Chmyljow, Wladimir Subriltschew, Alexander Semak, Juri Leonow Trainer / Assistent: Wiktor Tichonow / Wladimir Jursinow | Tor: Sergei Mylnikow Verteidigung: Alexei Kassatonow, Wjatscheslaw Fetissow, Michail Tatarinow, Wassili Perwuchin, Alexei Gussarow, Alexander Fatkullin, Sergei Starikow, Wladimir Konstantinow Sturm: Sergei Makarow (1), Wjatscheslaw Bykow, Wladimir Krutow, Sergei Swetlow, Anatoli Semjonow, Michail Warnakow, Sergei Charin (1), Sergei Nemtschinow, Juri Chmyljow, Wladimir Subriltschew, Alexander Semak, Juri Leonow Trainer / Assistent: Wiktor Tichonow / Wladimir Jursinow | Tor: Sergei Mylnikow Verteidigung: Alexei Kassatonow, Wjatscheslaw Fetissow, Michail Tatarinow, Wassili Perwuchin, Alexei Gussarow, Alexander Fatkullin, Sergei Starikow, Wladimir Konstantinow Sturm: Sergei Makarow (1), Wjatscheslaw Bykow, Wladimir Krutow, Sergei Swetlow, Anatoli Semjonow, Michail Warnakow, Sergei Charin (1), Sergei Nemtschinow, Juri Chmyljow, Wladimir Subriltschew, Alexander Semak, Juri Leonow Trainer / Assistent: Wiktor Tichonow / Wladimir Jursinow | Tor: Sergei Mylnikow Verteidigung: Alexei Kassatonow, Wjatscheslaw Fetissow, Michail Tatarinow, Wassili Perwuchin, Alexei Gussarow, Alexander Fatkullin, Sergei Starikow, Wladimir Konstantinow Sturm: Sergei Makarow (1), Wjatscheslaw Bykow, Wladimir Krutow, Sergei Swetlow, Anatoli Semjonow, Michail Warnakow, Sergei Charin (1), Sergei Nemtschinow, Juri Chmyljow, Wladimir Subriltschew, Alexander Semak, Juri Leonow Trainer / Assistent: Wiktor Tichonow / Wladimir Jursinow | Tor: Sergei Mylnikow Verteidigung: Alexei Kassatonow, Wjatscheslaw Fetissow, Michail Tatarinow, Wassili Perwuchin, Alexei Gussarow, Alexander Fatkullin, Sergei Starikow, Wladimir Konstantinow Sturm: Sergei Makarow (1), Wjatscheslaw Bykow, Wladimir Krutow, Sergei Swetlow, Anatoli Semjonow, Michail Warnakow, Sergei Charin (1), Sergei Nemtschinow, Juri Chmyljow, Wladimir Subriltschew, Alexander Semak, Juri Leonow Trainer / Assistent: Wiktor Tichonow / Wladimir Jursinow |
| Nr. 729 30. April 1986 | 3:2 (1:1, 1:1, 1:0) | 0 Tschechoslowakei | A | 0Brünn, TCH | 0Freundschaftsspiel | |
| Aufstellung            | Tor: Sergei Mylnikow Verteidigung: Alexei Kassatonow, Wjatscheslaw Fetissow, Michail Tatarinow, Wassili Perwuchin, Alexei Gussarow, Alexander Fatkullin, Sergei Starikow (1), Wladimir Konstantinow Sturm: Sergei Makarow, Wjatscheslaw Bykow, Wladimir Krutow, Sergei Swetlow, Anatoli Semjonow (1), Sergei Charin, Sergei Nemtschinow, Juri Chmyljow, Sergei Prjakin, Alexander Semak (1), Jewgeni Dawydow, Michail Warnakow, Andrei Chomutow Trainer / Assistent: Wiktor Tichonow / Wladimir Jursinow                                                                                       | Tor: Sergei Mylnikow Verteidigung: Alexei Kassatonow, Wjatscheslaw Fetissow, Michail Tatarinow, Wassili Perwuchin, Alexei Gussarow, Alexander Fatkullin, Sergei Starikow (1), Wladimir Konstantinow Sturm: Sergei Makarow, Wjatscheslaw Bykow, Wladimir Krutow, Sergei Swetlow, Anatoli Semjonow (1), Sergei Charin, Sergei Nemtschinow, Juri Chmyljow, Sergei Prjakin, Alexander Semak (1), Jewgeni Dawydow, Michail Warnakow, Andrei Chomutow Trainer / Assistent: Wiktor Tichonow / Wladimir Jursinow                                                                                       | Tor: Sergei Mylnikow Verteidigung: Alexei Kassatonow, Wjatscheslaw Fetissow, Michail Tatarinow, Wassili Perwuchin, Alexei Gussarow, Alexander Fatkullin, Sergei Starikow (1), Wladimir Konstantinow Sturm: Sergei Makarow, Wjatscheslaw Bykow, Wladimir Krutow, Sergei Swetlow, Anatoli Semjonow (1), Sergei Charin, Sergei Nemtschinow, Juri Chmyljow, Sergei Prjakin, Alexander Semak (1), Jewgeni Dawydow, Michail Warnakow, Andrei Chomutow Trainer / Assistent: Wiktor Tichonow / Wladimir Jursinow                                                                                       | Tor: Sergei Mylnikow Verteidigung: Alexei Kassatonow, Wjatscheslaw Fetissow, Michail Tatarinow, Wassili Perwuchin, Alexei Gussarow, Alexander Fatkullin, Sergei Starikow (1), Wladimir Konstantinow Sturm: Sergei Makarow, Wjatscheslaw Bykow, Wladimir Krutow, Sergei Swetlow, Anatoli Semjonow (1), Sergei Charin, Sergei Nemtschinow, Juri Chmyljow, Sergei Prjakin, Alexander Semak (1), Jewgeni Dawydow, Michail Warnakow, Andrei Chomutow Trainer / Assistent: Wiktor Tichonow / Wladimir Jursinow                                                                                       | Tor: Sergei Mylnikow Verteidigung: Alexei Kassatonow, Wjatscheslaw Fetissow, Michail Tatarinow, Wassili Perwuchin, Alexei Gussarow, Alexander Fatkullin, Sergei Starikow (1), Wladimir Konstantinow Sturm: Sergei Makarow, Wjatscheslaw Bykow, Wladimir Krutow, Sergei Swetlow, Anatoli Semjonow (1), Sergei Charin, Sergei Nemtschinow, Juri Chmyljow, Sergei Prjakin, Alexander Semak (1), Jewgeni Dawydow, Michail Warnakow, Andrei Chomutow Trainer / Assistent: Wiktor Tichonow / Wladimir Jursinow                                                                                       | Tor: Sergei Mylnikow Verteidigung: Alexei Kassatonow, Wjatscheslaw Fetissow, Michail Tatarinow, Wassili Perwuchin, Alexei Gussarow, Alexander Fatkullin, Sergei Starikow (1), Wladimir Konstantinow Sturm: Sergei Makarow, Wjatscheslaw Bykow, Wladimir Krutow, Sergei Swetlow, Anatoli Semjonow (1), Sergei Charin, Sergei Nemtschinow, Juri Chmyljow, Sergei Prjakin, Alexander Semak (1), Jewgeni Dawydow, Michail Warnakow, Andrei Chomutow Trainer / Assistent: Wiktor Tichonow / Wladimir Jursinow                                                                                       |
| Nr. 730 1. Nov. 1986   | 2:3 (1:0, 0:2, 1:1) | 0 Tschechoslowakei | A | 0Ostrava, TCH | 0Freundschaftsspiel | |
| Aufstellung            | Tor: Vitālijs Samoilovs Verteidigung: Alexei Kassatonow, Wjatscheslaw Fetissow, Michail Tatarinow, Wassili Perwuchin, Alexei Gussarow, Alexander Fatkullin, Sergei Starikow, Wladimir Konstantinow Sturm: Sergei Makarow, Wjatscheslaw Bykow, Wladimir Krutow (1), Andrei Chomutow, Anatoli Semjonow, Sergei Charin, Sergei Nemtschinow, Juri Chmyljow, Sergei Prjakin, Alexander Semak, Jewgeni Dawydow, Juri Leonow (1) Trainer / Assistent: Wiktor Tichonow / Wladimir Jursinow | Tor: Vitālijs Samoilovs Verteidigung: Alexei Kassatonow, Wjatscheslaw Fetissow, Michail Tatarinow, Wassili Perwuchin, Alexei Gussarow, Alexander Fatkullin, Sergei Starikow, Wladimir Konstantinow Sturm: Sergei Makarow, Wjatscheslaw Bykow, Wladimir Krutow (1), Andrei Chomutow, Anatoli Semjonow, Sergei Charin, Sergei Nemtschinow, Juri Chmyljow, Sergei Prjakin, Alexander Semak, Jewgeni Dawydow, Juri Leonow (1) Trainer / Assistent: Wiktor Tichonow / Wladimir Jursinow | Tor: Vitālijs Samoilovs Verteidigung: Alexei Kassatonow, Wjatscheslaw Fetissow, Michail Tatarinow, Wassili Perwuchin, Alexei Gussarow, Alexander Fatkullin, Sergei Starikow, Wladimir Konstantinow Sturm: Sergei Makarow, Wjatscheslaw Bykow, Wladimir Krutow (1), Andrei Chomutow, Anatoli Semjonow, Sergei Charin, Sergei Nemtschinow, Juri Chmyljow, Sergei Prjakin, Alexander Semak, Jewgeni Dawydow, Juri Leonow (1) Trainer / Assistent: Wiktor Tichonow / Wladimir Jursinow | Tor: Vitālijs Samoilovs Verteidigung: Alexei Kassatonow, Wjatscheslaw Fetissow, Michail Tatarinow, Wassili Perwuchin, Alexei Gussarow, Alexander Fatkullin, Sergei Starikow, Wladimir Konstantinow Sturm: Sergei Makarow, Wjatscheslaw Bykow, Wladimir Krutow (1), Andrei Chomutow, Anatoli Semjonow, Sergei Charin, Sergei Nemtschinow, Juri Chmyljow, Sergei Prjakin, Alexander Semak, Jewgeni Dawydow, Juri Leonow (1) Trainer / Assistent: Wiktor Tichonow / Wladimir Jursinow | Tor: Vitālijs Samoilovs Verteidigung: Alexei Kassatonow, Wjatscheslaw Fetissow, Michail Tatarinow, Wassili Perwuchin, Alexei Gussarow, Alexander Fatkullin, Sergei Starikow, Wladimir Konstantinow Sturm: Sergei Makarow, Wjatscheslaw Bykow, Wladimir Krutow (1), Andrei Chomutow, Anatoli Semjonow, Sergei Charin, Sergei Nemtschinow, Juri Chmyljow, Sergei Prjakin, Alexander Semak, Jewgeni Dawydow, Juri Leonow (1) Trainer / Assistent: Wiktor Tichonow / Wladimir Jursinow | Tor: Vitālijs Samoilovs Verteidigung: Alexei Kassatonow, Wjatscheslaw Fetissow, Michail Tatarinow, Wassili Perwuchin, Alexei Gussarow, Alexander Fatkullin, Sergei Starikow, Wladimir Konstantinow Sturm: Sergei Makarow, Wjatscheslaw Bykow, Wladimir Krutow (1), Andrei Chomutow, Anatoli Semjonow, Sergei Charin, Sergei Nemtschinow, Juri Chmyljow, Sergei Prjakin, Alexander Semak, Jewgeni Dawydow, Juri Leonow (1) Trainer / Assistent: Wiktor Tichonow / Wladimir Jursinow |
| Nr. 731 6. Dez. 1986   | 10:2 (4:0, 3:1, 3:1) | 0 Schweiz | | 0Bern, SUI | 0Freundschaftsspiel | |
| Aufstellung            | Tor: Jewgeni Beloscheikin, Sergei Mylnikow (41. Min.) Verteidigung: Alexei Kassatonow, Wjatscheslaw Fetissow (1), Sergei Starikow, Wassili Perwuchin (1), Wladimir Tjurikow, Alexander Fatkullin Sturm: Sergei Makarow (2), Igor Larionow (2), Wladimir Krutow, Sergei Swetlow (1), Anatoli Semjonow, Michail Warnakow (2), Sergei Charin, Sergei Nemtschinow, Juri Chmyljow, Sergei Prjakin, Alexander Semak, Waleri Kamenski, Andrei Chomutow (1) Trainer / Assistent: Wiktor Tichonow / Wladimir Jursinow                                                                                   | Tor: Jewgeni Beloscheikin, Sergei Mylnikow (41. Min.) Verteidigung: Alexei Kassatonow, Wjatscheslaw Fetissow (1), Sergei Starikow, Wassili Perwuchin (1), Wladimir Tjurikow, Alexander Fatkullin Sturm: Sergei Makarow (2), Igor Larionow (2), Wladimir Krutow, Sergei Swetlow (1), Anatoli Semjonow, Michail Warnakow (2), Sergei Charin, Sergei Nemtschinow, Juri Chmyljow, Sergei Prjakin, Alexander Semak, Waleri Kamenski, Andrei Chomutow (1) Trainer / Assistent: Wiktor Tichonow / Wladimir Jursinow                                                                                   | Tor: Jewgeni Beloscheikin, Sergei Mylnikow (41. Min.) Verteidigung: Alexei Kassatonow, Wjatscheslaw Fetissow (1), Sergei Starikow, Wassili Perwuchin (1), Wladimir Tjurikow, Alexander Fatkullin Sturm: Sergei Makarow (2), Igor Larionow (2), Wladimir Krutow, Sergei Swetlow (1), Anatoli Semjonow, Michail Warnakow (2), Sergei Charin, Sergei Nemtschinow, Juri Chmyljow, Sergei Prjakin, Alexander Semak, Waleri Kamenski, Andrei Chomutow (1) Trainer / Assistent: Wiktor Tichonow / Wladimir Jursinow                                                                                   | Tor: Jewgeni Beloscheikin, Sergei Mylnikow (41. Min.) Verteidigung: Alexei Kassatonow, Wjatscheslaw Fetissow (1), Sergei Starikow, Wassili Perwuchin (1), Wladimir Tjurikow, Alexander Fatkullin Sturm: Sergei Makarow (2), Igor Larionow (2), Wladimir Krutow, Sergei Swetlow (1), Anatoli Semjonow, Michail Warnakow (2), Sergei Charin, Sergei Nemtschinow, Juri Chmyljow, Sergei Prjakin, Alexander Semak, Waleri Kamenski, Andrei Chomutow (1) Trainer / Assistent: Wiktor Tichonow / Wladimir Jursinow                                                                                   | Tor: Jewgeni Beloscheikin, Sergei Mylnikow (41. Min.) Verteidigung: Alexei Kassatonow, Wjatscheslaw Fetissow (1), Sergei Starikow, Wassili Perwuchin (1), Wladimir Tjurikow, Alexander Fatkullin Sturm: Sergei Makarow (2), Igor Larionow (2), Wladimir Krutow, Sergei Swetlow (1), Anatoli Semjonow, Michail Warnakow (2), Sergei Charin, Sergei Nemtschinow, Juri Chmyljow, Sergei Prjakin, Alexander Semak, Waleri Kamenski, Andrei Chomutow (1) Trainer / Assistent: Wiktor Tichonow / Wladimir Jursinow                                                                                   | Tor: Jewgeni Beloscheikin, Sergei Mylnikow (41. Min.) Verteidigung: Alexei Kassatonow, Wjatscheslaw Fetissow (1), Sergei Starikow, Wassili Perwuchin (1), Wladimir Tjurikow, Alexander Fatkullin Sturm: Sergei Makarow (2), Igor Larionow (2), Wladimir Krutow, Sergei Swetlow (1), Anatoli Semjonow, Michail Warnakow (2), Sergei Charin, Sergei Nemtschinow, Juri Chmyljow, Sergei Prjakin, Alexander Semak, Waleri Kamenski, Andrei Chomutow (1) Trainer / Assistent: Wiktor Tichonow / Wladimir Jursinow                                                                                   |
| Nr. 732 16. Dez. 1986  | 5:1 (2:0, 2:0, 1:1) | 0 Kanada | H | 0Moskau | 0Iswestija-Pokal 1986 | |
| Aufstellung            | Tor: Jewgeni Beloscheikin Verteidigung: Alexei Kassatonow, Wjatscheslaw Fetissow, Michail Tatarinow (1), Wassili Perwuchin, Sergei Starikow, Igor Stelnow, Wladimir Tjurikow, Alexander Fatkullin Sturm: Sergei Makarow, Igor Larionow (1), Wladimir Krutow, Sergei Swetlow, Anatoli Semjonow (1), Sergei Jaschin, Andrei Chomutow (1), Alexander Semak, Michail Warnakow, Sergei Charin (1), Sergei Nemtschinow, Juri Chmyljow Trainer / Assistent: Wiktor Tichonow / Wladimir Jursinow | Tor: Jewgeni Beloscheikin Verteidigung: Alexei Kassatonow, Wjatscheslaw Fetissow, Michail Tatarinow (1), Wassili Perwuchin, Sergei Starikow, Igor Stelnow, Wladimir Tjurikow, Alexander Fatkullin Sturm: Sergei Makarow, Igor Larionow (1), Wladimir Krutow, Sergei Swetlow, Anatoli Semjonow (1), Sergei Jaschin, Andrei Chomutow (1), Alexander Semak, Michail Warnakow, Sergei Charin (1), Sergei Nemtschinow, Juri Chmyljow Trainer / Assistent: Wiktor Tichonow / Wladimir Jursinow | Tor: Jewgeni Beloscheikin Verteidigung: Alexei Kassatonow, Wjatscheslaw Fetissow, Michail Tatarinow (1), Wassili Perwuchin, Sergei Starikow, Igor Stelnow, Wladimir Tjurikow, Alexander Fatkullin Sturm: Sergei Makarow, Igor Larionow (1), Wladimir Krutow, Sergei Swetlow, Anatoli Semjonow (1), Sergei Jaschin, Andrei Chomutow (1), Alexander Semak, Michail Warnakow, Sergei Charin (1), Sergei Nemtschinow, Juri Chmyljow Trainer / Assistent: Wiktor Tichonow / Wladimir Jursinow | Tor: Jewgeni Beloscheikin Verteidigung: Alexei Kassatonow, Wjatscheslaw Fetissow, Michail Tatarinow (1), Wassili Perwuchin, Sergei Starikow, Igor Stelnow, Wladimir Tjurikow, Alexander Fatkullin Sturm: Sergei Makarow, Igor Larionow (1), Wladimir Krutow, Sergei Swetlow, Anatoli Semjonow (1), Sergei Jaschin, Andrei Chomutow (1), Alexander Semak, Michail Warnakow, Sergei Charin (1), Sergei Nemtschinow, Juri Chmyljow Trainer / Assistent: Wiktor Tichonow / Wladimir Jursinow | Tor: Jewgeni Beloscheikin Verteidigung: Alexei Kassatonow, Wjatscheslaw Fetissow, Michail Tatarinow (1), Wassili Perwuchin, Sergei Starikow, Igor Stelnow, Wladimir Tjurikow, Alexander Fatkullin Sturm: Sergei Makarow, Igor Larionow (1), Wladimir Krutow, Sergei Swetlow, Anatoli Semjonow (1), Sergei Jaschin, Andrei Chomutow (1), Alexander Semak, Michail Warnakow, Sergei Charin (1), Sergei Nemtschinow, Juri Chmyljow Trainer / Assistent: Wiktor Tichonow / Wladimir Jursinow | Tor: Jewgeni Beloscheikin Verteidigung: Alexei Kassatonow, Wjatscheslaw Fetissow, Michail Tatarinow (1), Wassili Perwuchin, Sergei Starikow, Igor Stelnow, Wladimir Tjurikow, Alexander Fatkullin Sturm: Sergei Makarow, Igor Larionow (1), Wladimir Krutow, Sergei Swetlow, Anatoli Semjonow (1), Sergei Jaschin, Andrei Chomutow (1), Alexander Semak, Michail Warnakow, Sergei Charin (1), Sergei Nemtschinow, Juri Chmyljow Trainer / Assistent: Wiktor Tichonow / Wladimir Jursinow |
| Nr. 733 17. Dez. 1986  | 2:3 (0:0, 2:2, 0:1) | 0 Finnland | H | 0Moskau | 0Iswestija-Pokal 1986 | |
| Aufstellung            | Tor: Sergei Mylnikow Verteidigung: Alexei Kassatonow, Wjatscheslaw Fetissow, Michail Tatarinow, Wassili Perwuchin, Sergei Starikow, Igor Stelnow, Wladimir Tjurikow, Alexander Fatkullin Sturm: Sergei Makarow, Igor Larionow (1), Wladimir Krutow, Sergei Swetlow, Anatoli Semjonow, Sergei Jaschin, Andrei Chomutow (1), Alexander Semak, Michail Warnakow, Sergei Charin, Sergei Nemtschinow, Juri Chmyljow Trainer / Assistent: Wiktor Tichonow / Wladimir Jursinow | Tor: Sergei Mylnikow Verteidigung: Alexei Kassatonow, Wjatscheslaw Fetissow, Michail Tatarinow, Wassili Perwuchin, Sergei Starikow, Igor Stelnow, Wladimir Tjurikow, Alexander Fatkullin Sturm: Sergei Makarow, Igor Larionow (1), Wladimir Krutow, Sergei Swetlow, Anatoli Semjonow, Sergei Jaschin, Andrei Chomutow (1), Alexander Semak, Michail Warnakow, Sergei Charin, Sergei Nemtschinow, Juri Chmyljow Trainer / Assistent: Wiktor Tichonow / Wladimir Jursinow | Tor: Sergei Mylnikow Verteidigung: Alexei Kassatonow, Wjatscheslaw Fetissow, Michail Tatarinow, Wassili Perwuchin, Sergei Starikow, Igor Stelnow, Wladimir Tjurikow, Alexander Fatkullin Sturm: Sergei Makarow, Igor Larionow (1), Wladimir Krutow, Sergei Swetlow, Anatoli Semjonow, Sergei Jaschin, Andrei Chomutow (1), Alexander Semak, Michail Warnakow, Sergei Charin, Sergei Nemtschinow, Juri Chmyljow Trainer / Assistent: Wiktor Tichonow / Wladimir Jursinow | Tor: Sergei Mylnikow Verteidigung: Alexei Kassatonow, Wjatscheslaw Fetissow, Michail Tatarinow, Wassili Perwuchin, Sergei Starikow, Igor Stelnow, Wladimir Tjurikow, Alexander Fatkullin Sturm: Sergei Makarow, Igor Larionow (1), Wladimir Krutow, Sergei Swetlow, Anatoli Semjonow, Sergei Jaschin, Andrei Chomutow (1), Alexander Semak, Michail Warnakow, Sergei Charin, Sergei Nemtschinow, Juri Chmyljow Trainer / Assistent: Wiktor Tichonow / Wladimir Jursinow | Tor: Sergei Mylnikow Verteidigung: Alexei Kassatonow, Wjatscheslaw Fetissow, Michail Tatarinow, Wassili Perwuchin, Sergei Starikow, Igor Stelnow, Wladimir Tjurikow, Alexander Fatkullin Sturm: Sergei Makarow, Igor Larionow (1), Wladimir Krutow, Sergei Swetlow, Anatoli Semjonow, Sergei Jaschin, Andrei Chomutow (1), Alexander Semak, Michail Warnakow, Sergei Charin, Sergei Nemtschinow, Juri Chmyljow Trainer / Assistent: Wiktor Tichonow / Wladimir Jursinow | Tor: Sergei Mylnikow Verteidigung: Alexei Kassatonow, Wjatscheslaw Fetissow, Michail Tatarinow, Wassili Perwuchin, Sergei Starikow, Igor Stelnow, Wladimir Tjurikow, Alexander Fatkullin Sturm: Sergei Makarow, Igor Larionow (1), Wladimir Krutow, Sergei Swetlow, Anatoli Semjonow, Sergei Jaschin, Andrei Chomutow (1), Alexander Semak, Michail Warnakow, Sergei Charin, Sergei Nemtschinow, Juri Chmyljow Trainer / Assistent: Wiktor Tichonow / Wladimir Jursinow |
| Nr. 734 19. Dez. 1986  | 6:0 (2:0, 3:0, 1:0) | 0 Schweden | H | 0Moskau | 0Iswestija-Pokal 1986 | |
| Aufstellung            | Tor: Jewgeni Beloscheikin Verteidigung: Alexei Kassatonow, Wjatscheslaw Fetissow, Michail Tatarinow, Wassili Perwuchin (1), Sergei Starikow, Igor Stelnow (1), Wladimir Tjurikow, Alexander Fatkullin Sturm: Sergei Makarow (1), Igor Larionow, Wladimir Krutow, Sergei Swetlow, Anatoli Semjonow, Sergei Jaschin, Andrei Chomutow (1), Wjatscheslaw Bykow (1), Michail Warnakow, Sergei Charin, Sergei Nemtschinow (1), Juri Chmyljow, Sergei Prjakin Trainer / Assistent: Wiktor Tichonow / Wladimir Jursinow                                                                                | Tor: Jewgeni Beloscheikin Verteidigung: Alexei Kassatonow, Wjatscheslaw Fetissow, Michail Tatarinow, Wassili Perwuchin (1), Sergei Starikow, Igor Stelnow (1), Wladimir Tjurikow, Alexander Fatkullin Sturm: Sergei Makarow (1), Igor Larionow, Wladimir Krutow, Sergei Swetlow, Anatoli Semjonow, Sergei Jaschin, Andrei Chomutow (1), Wjatscheslaw Bykow (1), Michail Warnakow, Sergei Charin, Sergei Nemtschinow (1), Juri Chmyljow, Sergei Prjakin Trainer / Assistent: Wiktor Tichonow / Wladimir Jursinow                                                                                | Tor: Jewgeni Beloscheikin Verteidigung: Alexei Kassatonow, Wjatscheslaw Fetissow, Michail Tatarinow, Wassili Perwuchin (1), Sergei Starikow, Igor Stelnow (1), Wladimir Tjurikow, Alexander Fatkullin Sturm: Sergei Makarow (1), Igor Larionow, Wladimir Krutow, Sergei Swetlow, Anatoli Semjonow, Sergei Jaschin, Andrei Chomutow (1), Wjatscheslaw Bykow (1), Michail Warnakow, Sergei Charin, Sergei Nemtschinow (1), Juri Chmyljow, Sergei Prjakin Trainer / Assistent: Wiktor Tichonow / Wladimir Jursinow                                                                                | Tor: Jewgeni Beloscheikin Verteidigung: Alexei Kassatonow, Wjatscheslaw Fetissow, Michail Tatarinow, Wassili Perwuchin (1), Sergei Starikow, Igor Stelnow (1), Wladimir Tjurikow, Alexander Fatkullin Sturm: Sergei Makarow (1), Igor Larionow, Wladimir Krutow, Sergei Swetlow, Anatoli Semjonow, Sergei Jaschin, Andrei Chomutow (1), Wjatscheslaw Bykow (1), Michail Warnakow, Sergei Charin, Sergei Nemtschinow (1), Juri Chmyljow, Sergei Prjakin Trainer / Assistent: Wiktor Tichonow / Wladimir Jursinow                                                                                | Tor: Jewgeni Beloscheikin Verteidigung: Alexei Kassatonow, Wjatscheslaw Fetissow, Michail Tatarinow, Wassili Perwuchin (1), Sergei Starikow, Igor Stelnow (1), Wladimir Tjurikow, Alexander Fatkullin Sturm: Sergei Makarow (1), Igor Larionow, Wladimir Krutow, Sergei Swetlow, Anatoli Semjonow, Sergei Jaschin, Andrei Chomutow (1), Wjatscheslaw Bykow (1), Michail Warnakow, Sergei Charin, Sergei Nemtschinow (1), Juri Chmyljow, Sergei Prjakin Trainer / Assistent: Wiktor Tichonow / Wladimir Jursinow                                                                                | Tor: Jewgeni Beloscheikin Verteidigung: Alexei Kassatonow, Wjatscheslaw Fetissow, Michail Tatarinow, Wassili Perwuchin (1), Sergei Starikow, Igor Stelnow (1), Wladimir Tjurikow, Alexander Fatkullin Sturm: Sergei Makarow (1), Igor Larionow, Wladimir Krutow, Sergei Swetlow, Anatoli Semjonow, Sergei Jaschin, Andrei Chomutow (1), Wjatscheslaw Bykow (1), Michail Warnakow, Sergei Charin, Sergei Nemtschinow (1), Juri Chmyljow, Sergei Prjakin Trainer / Assistent: Wiktor Tichonow / Wladimir Jursinow                                                                                |
| Nr. 735 21. Dez. 1986  | 1:0 (1:0, 0:0, 0:0) | 0 Tschechoslowakei | H | 0Moskau | 0Iswestija-Pokal 1986 | 016. Gewinn im Iswestija-Pokal |
| Aufstellung            | Tor: Jewgeni Beloscheikin Verteidigung: Alexei Kassatonow, Wjatscheslaw Fetissow, Michail Tatarinow, Wassili Perwuchin, Sergei Starikow, Igor Stelnow, Wladimir Tjurikow, Alexander Fatkullin Sturm: Sergei Makarow (1), Igor Larionow, Wladimir Krutow, Sergei Swetlow, Anatoli Semjonow, Sergei Jaschin, Andrei Chomutow, Wjatscheslaw Bykow, Michail Warnakow, Sergei Prjakin, Sergei Nemtschinow, Juri Chmyljow, Alexander Semak, Sergei Charin Trainer / Assistent: Wiktor Tichonow / Wladimir Jursinow                                                                                   | Tor: Jewgeni Beloscheikin Verteidigung: Alexei Kassatonow, Wjatscheslaw Fetissow, Michail Tatarinow, Wassili Perwuchin, Sergei Starikow, Igor Stelnow, Wladimir Tjurikow, Alexander Fatkullin Sturm: Sergei Makarow (1), Igor Larionow, Wladimir Krutow, Sergei Swetlow, Anatoli Semjonow, Sergei Jaschin, Andrei Chomutow, Wjatscheslaw Bykow, Michail Warnakow, Sergei Prjakin, Sergei Nemtschinow, Juri Chmyljow, Alexander Semak, Sergei Charin Trainer / Assistent: Wiktor Tichonow / Wladimir Jursinow                                                                                   | Tor: Jewgeni Beloscheikin Verteidigung: Alexei Kassatonow, Wjatscheslaw Fetissow, Michail Tatarinow, Wassili Perwuchin, Sergei Starikow, Igor Stelnow, Wladimir Tjurikow, Alexander Fatkullin Sturm: Sergei Makarow (1), Igor Larionow, Wladimir Krutow, Sergei Swetlow, Anatoli Semjonow, Sergei Jaschin, Andrei Chomutow, Wjatscheslaw Bykow, Michail Warnakow, Sergei Prjakin, Sergei Nemtschinow, Juri Chmyljow, Alexander Semak, Sergei Charin Trainer / Assistent: Wiktor Tichonow / Wladimir Jursinow                                                                                   | Tor: Jewgeni Beloscheikin Verteidigung: Alexei Kassatonow, Wjatscheslaw Fetissow, Michail Tatarinow, Wassili Perwuchin, Sergei Starikow, Igor Stelnow, Wladimir Tjurikow, Alexander Fatkullin Sturm: Sergei Makarow (1), Igor Larionow, Wladimir Krutow, Sergei Swetlow, Anatoli Semjonow, Sergei Jaschin, Andrei Chomutow, Wjatscheslaw Bykow, Michail Warnakow, Sergei Prjakin, Sergei Nemtschinow, Juri Chmyljow, Alexander Semak, Sergei Charin Trainer / Assistent: Wiktor Tichonow / Wladimir Jursinow                                                                                   | Tor: Jewgeni Beloscheikin Verteidigung: Alexei Kassatonow, Wjatscheslaw Fetissow, Michail Tatarinow, Wassili Perwuchin, Sergei Starikow, Igor Stelnow, Wladimir Tjurikow, Alexander Fatkullin Sturm: Sergei Makarow (1), Igor Larionow, Wladimir Krutow, Sergei Swetlow, Anatoli Semjonow, Sergei Jaschin, Andrei Chomutow, Wjatscheslaw Bykow, Michail Warnakow, Sergei Prjakin, Sergei Nemtschinow, Juri Chmyljow, Alexander Semak, Sergei Charin Trainer / Assistent: Wiktor Tichonow / Wladimir Jursinow                                                                                   | Tor: Jewgeni Beloscheikin Verteidigung: Alexei Kassatonow, Wjatscheslaw Fetissow, Michail Tatarinow, Wassili Perwuchin, Sergei Starikow, Igor Stelnow, Wladimir Tjurikow, Alexander Fatkullin Sturm: Sergei Makarow (1), Igor Larionow, Wladimir Krutow, Sergei Swetlow, Anatoli Semjonow, Sergei Jaschin, Andrei Chomutow, Wjatscheslaw Bykow, Michail Warnakow, Sergei Prjakin, Sergei Nemtschinow, Juri Chmyljow, Alexander Semak, Sergei Charin Trainer / Assistent: Wiktor Tichonow / Wladimir Jursinow                                                                                   |
| Nr. 736 28. Dez. 1986  | 4:0 (2:0, 1:0, 1:0) | 0 Tschechoslowakei | * | 0Calgary, CAN | 0Calgary Cup | |
| Aufstellung            | Tor: Jewgeni Beloscheikin Verteidigung: Alexei Kassatonow, Wjatscheslaw Fetissow (1), Michail Tatarinow, Wassili Perwuchin, Sergei Starikow, Igor Stelnow, Alexei Gussarow Sturm: Sergei Makarow, Igor Larionow, Wladimir Krutow, Sergei Swetlow, Anatoli Semjonow, Waleri Kamenski, Sergei Prjakin, Sergei Nemtschinow, Juri Chmyljow (1), Andrei Chomutow (1), Wjatscheslaw Bykow, Michail Warnakow (1), Alexander Semak Trainer / Assistent: Wiktor Tichonow / Wladimir Jursinow | Tor: Jewgeni Beloscheikin Verteidigung: Alexei Kassatonow, Wjatscheslaw Fetissow (1), Michail Tatarinow, Wassili Perwuchin, Sergei Starikow, Igor Stelnow, Alexei Gussarow Sturm: Sergei Makarow, Igor Larionow, Wladimir Krutow, Sergei Swetlow, Anatoli Semjonow, Waleri Kamenski, Sergei Prjakin, Sergei Nemtschinow, Juri Chmyljow (1), Andrei Chomutow (1), Wjatscheslaw Bykow, Michail Warnakow (1), Alexander Semak Trainer / Assistent: Wiktor Tichonow / Wladimir Jursinow | Tor: Jewgeni Beloscheikin Verteidigung: Alexei Kassatonow, Wjatscheslaw Fetissow (1), Michail Tatarinow, Wassili Perwuchin, Sergei Starikow, Igor Stelnow, Alexei Gussarow Sturm: Sergei Makarow, Igor Larionow, Wladimir Krutow, Sergei Swetlow, Anatoli Semjonow, Waleri Kamenski, Sergei Prjakin, Sergei Nemtschinow, Juri Chmyljow (1), Andrei Chomutow (1), Wjatscheslaw Bykow, Michail Warnakow (1), Alexander Semak Trainer / Assistent: Wiktor Tichonow / Wladimir Jursinow | Tor: Jewgeni Beloscheikin Verteidigung: Alexei Kassatonow, Wjatscheslaw Fetissow (1), Michail Tatarinow, Wassili Perwuchin, Sergei Starikow, Igor Stelnow, Alexei Gussarow Sturm: Sergei Makarow, Igor Larionow, Wladimir Krutow, Sergei Swetlow, Anatoli Semjonow, Waleri Kamenski, Sergei Prjakin, Sergei Nemtschinow, Juri Chmyljow (1), Andrei Chomutow (1), Wjatscheslaw Bykow, Michail Warnakow (1), Alexander Semak Trainer / Assistent: Wiktor Tichonow / Wladimir Jursinow | Tor: Jewgeni Beloscheikin Verteidigung: Alexei Kassatonow, Wjatscheslaw Fetissow (1), Michail Tatarinow, Wassili Perwuchin, Sergei Starikow, Igor Stelnow, Alexei Gussarow Sturm: Sergei Makarow, Igor Larionow, Wladimir Krutow, Sergei Swetlow, Anatoli Semjonow, Waleri Kamenski, Sergei Prjakin, Sergei Nemtschinow, Juri Chmyljow (1), Andrei Chomutow (1), Wjatscheslaw Bykow, Michail Warnakow (1), Alexander Semak Trainer / Assistent: Wiktor Tichonow / Wladimir Jursinow | Tor: Jewgeni Beloscheikin Verteidigung: Alexei Kassatonow, Wjatscheslaw Fetissow (1), Michail Tatarinow, Wassili Perwuchin, Sergei Starikow, Igor Stelnow, Alexei Gussarow Sturm: Sergei Makarow, Igor Larionow, Wladimir Krutow, Sergei Swetlow, Anatoli Semjonow, Waleri Kamenski, Sergei Prjakin, Sergei Nemtschinow, Juri Chmyljow (1), Andrei Chomutow (1), Wjatscheslaw Bykow, Michail Warnakow (1), Alexander Semak Trainer / Assistent: Wiktor Tichonow / Wladimir Jursinow |
| Nr. 737 30. Dez. 1986  | 10:1 (3:0, 5:1, 2:0) | 0 USA | * | 0Calgary, CAN | 0Calgary Cup | |
| Aufstellung            | Tor: Jewgeni Beloscheikin, Sergei Mylnikow (41. Min.) Verteidigung: Alexei Kassatonow, Wjatscheslaw Fetissow (1), Michail Tatarinow, Wassili Perwuchin, Sergei Starikow, Igor Stelnow, Alexei Gussarow Sturm: Sergei Makarow (1), Igor Larionow, Wladimir Krutow (1), Sergei Swetlow (1), Anatoli Semjonow, Waleri Kamenski (2), Sergei Prjakin (1), Sergei Nemtschinow, Juri Chmyljow (2), Andrei Chomutow (1), Wjatscheslaw Bykow, Michail Warnakow, Alexander Semak Trainer / Assistent: Wiktor Tichonow / Wladimir Jursinow                                                                | Tor: Jewgeni Beloscheikin, Sergei Mylnikow (41. Min.) Verteidigung: Alexei Kassatonow, Wjatscheslaw Fetissow (1), Michail Tatarinow, Wassili Perwuchin, Sergei Starikow, Igor Stelnow, Alexei Gussarow Sturm: Sergei Makarow (1), Igor Larionow, Wladimir Krutow (1), Sergei Swetlow (1), Anatoli Semjonow, Waleri Kamenski (2), Sergei Prjakin (1), Sergei Nemtschinow, Juri Chmyljow (2), Andrei Chomutow (1), Wjatscheslaw Bykow, Michail Warnakow, Alexander Semak Trainer / Assistent: Wiktor Tichonow / Wladimir Jursinow                                                                | Tor: Jewgeni Beloscheikin, Sergei Mylnikow (41. Min.) Verteidigung: Alexei Kassatonow, Wjatscheslaw Fetissow (1), Michail Tatarinow, Wassili Perwuchin, Sergei Starikow, Igor Stelnow, Alexei Gussarow Sturm: Sergei Makarow (1), Igor Larionow, Wladimir Krutow (1), Sergei Swetlow (1), Anatoli Semjonow, Waleri Kamenski (2), Sergei Prjakin (1), Sergei Nemtschinow, Juri Chmyljow (2), Andrei Chomutow (1), Wjatscheslaw Bykow, Michail Warnakow, Alexander Semak Trainer / Assistent: Wiktor Tichonow / Wladimir Jursinow                                                                | Tor: Jewgeni Beloscheikin, Sergei Mylnikow (41. Min.) Verteidigung: Alexei Kassatonow, Wjatscheslaw Fetissow (1), Michail Tatarinow, Wassili Perwuchin, Sergei Starikow, Igor Stelnow, Alexei Gussarow Sturm: Sergei Makarow (1), Igor Larionow, Wladimir Krutow (1), Sergei Swetlow (1), Anatoli Semjonow, Waleri Kamenski (2), Sergei Prjakin (1), Sergei Nemtschinow, Juri Chmyljow (2), Andrei Chomutow (1), Wjatscheslaw Bykow, Michail Warnakow, Alexander Semak Trainer / Assistent: Wiktor Tichonow / Wladimir Jursinow                                                                | Tor: Jewgeni Beloscheikin, Sergei Mylnikow (41. Min.) Verteidigung: Alexei Kassatonow, Wjatscheslaw Fetissow (1), Michail Tatarinow, Wassili Perwuchin, Sergei Starikow, Igor Stelnow, Alexei Gussarow Sturm: Sergei Makarow (1), Igor Larionow, Wladimir Krutow (1), Sergei Swetlow (1), Anatoli Semjonow, Waleri Kamenski (2), Sergei Prjakin (1), Sergei Nemtschinow, Juri Chmyljow (2), Andrei Chomutow (1), Wjatscheslaw Bykow, Michail Warnakow, Alexander Semak Trainer / Assistent: Wiktor Tichonow / Wladimir Jursinow                                                                | Tor: Jewgeni Beloscheikin, Sergei Mylnikow (41. Min.) Verteidigung: Alexei Kassatonow, Wjatscheslaw Fetissow (1), Michail Tatarinow, Wassili Perwuchin, Sergei Starikow, Igor Stelnow, Alexei Gussarow Sturm: Sergei Makarow (1), Igor Larionow, Wladimir Krutow (1), Sergei Swetlow (1), Anatoli Semjonow, Waleri Kamenski (2), Sergei Prjakin (1), Sergei Nemtschinow, Juri Chmyljow (2), Andrei Chomutow (1), Wjatscheslaw Bykow, Michail Warnakow, Alexander Semak Trainer / Assistent: Wiktor Tichonow / Wladimir Jursinow                                                                |
| Nr. 738 31. Dez. 1986  | 4:1 (1:0, 0:1, 3:0) | 0 Kanada | A | 0Calgary, CAN | 0Calgary Cup | |
| Aufstellung            | Tor: Jewgeni Beloscheikin Verteidigung: Alexei Kassatonow, Wjatscheslaw Fetissow, Michail Tatarinow, Wassili Perwuchin, Sergei Starikow, Igor Stelnow, Igor Ewdokimow, Alexei Gussarow Sturm: Sergei Makarow (1), Igor Larionow (1), Alexander Semak, Sergei Swetlow, Anatoli Semjonow (1), Waleri Kamenski (1), Sergei Charin, Wjatscheslaw Bykow, Andrei Chomutow, Sergei Prjakin, Sergei Nemtschinow, Juri Chmyljow Trainer / Assistent: Wiktor Tichonow / Wladimir Jursinow | Tor: Jewgeni Beloscheikin Verteidigung: Alexei Kassatonow, Wjatscheslaw Fetissow, Michail Tatarinow, Wassili Perwuchin, Sergei Starikow, Igor Stelnow, Igor Ewdokimow, Alexei Gussarow Sturm: Sergei Makarow (1), Igor Larionow (1), Alexander Semak, Sergei Swetlow, Anatoli Semjonow (1), Waleri Kamenski (1), Sergei Charin, Wjatscheslaw Bykow, Andrei Chomutow, Sergei Prjakin, Sergei Nemtschinow, Juri Chmyljow Trainer / Assistent: Wiktor Tichonow / Wladimir Jursinow | Tor: Jewgeni Beloscheikin Verteidigung: Alexei Kassatonow, Wjatscheslaw Fetissow, Michail Tatarinow, Wassili Perwuchin, Sergei Starikow, Igor Stelnow, Igor Ewdokimow, Alexei Gussarow Sturm: Sergei Makarow (1), Igor Larionow (1), Alexander Semak, Sergei Swetlow, Anatoli Semjonow (1), Waleri Kamenski (1), Sergei Charin, Wjatscheslaw Bykow, Andrei Chomutow, Sergei Prjakin, Sergei Nemtschinow, Juri Chmyljow Trainer / Assistent: Wiktor Tichonow / Wladimir Jursinow | Tor: Jewgeni Beloscheikin Verteidigung: Alexei Kassatonow, Wjatscheslaw Fetissow, Michail Tatarinow, Wassili Perwuchin, Sergei Starikow, Igor Stelnow, Igor Ewdokimow, Alexei Gussarow Sturm: Sergei Makarow (1), Igor Larionow (1), Alexander Semak, Sergei Swetlow, Anatoli Semjonow (1), Waleri Kamenski (1), Sergei Charin, Wjatscheslaw Bykow, Andrei Chomutow, Sergei Prjakin, Sergei Nemtschinow, Juri Chmyljow Trainer / Assistent: Wiktor Tichonow / Wladimir Jursinow | Tor: Jewgeni Beloscheikin Verteidigung: Alexei Kassatonow, Wjatscheslaw Fetissow, Michail Tatarinow, Wassili Perwuchin, Sergei Starikow, Igor Stelnow, Igor Ewdokimow, Alexei Gussarow Sturm: Sergei Makarow (1), Igor Larionow (1), Alexander Semak, Sergei Swetlow, Anatoli Semjonow (1), Waleri Kamenski (1), Sergei Charin, Wjatscheslaw Bykow, Andrei Chomutow, Sergei Prjakin, Sergei Nemtschinow, Juri Chmyljow Trainer / Assistent: Wiktor Tichonow / Wladimir Jursinow | Tor: Jewgeni Beloscheikin Verteidigung: Alexei Kassatonow, Wjatscheslaw Fetissow, Michail Tatarinow, Wassili Perwuchin, Sergei Starikow, Igor Stelnow, Igor Ewdokimow, Alexei Gussarow Sturm: Sergei Makarow (1), Igor Larionow (1), Alexander Semak, Sergei Swetlow, Anatoli Semjonow (1), Waleri Kamenski (1), Sergei Charin, Wjatscheslaw Bykow, Andrei Chomutow, Sergei Prjakin, Sergei Nemtschinow, Juri Chmyljow Trainer / Assistent: Wiktor Tichonow / Wladimir Jursinow |
| Nr. 739 3. Jan. 1987   | 2:3 (0:2, 0:1, 2:0) | 0 Tschechoslowakei | * | 0Calgary, CAN | 0Calgary Cup | |
| Aufstellung            | Tor: Jewgeni Beloscheikin Verteidigung: Alexei Kassatonow, Wjatscheslaw Fetissow, Michail Tatarinow, Wassili Perwuchin, Sergei Starikow, Igor Stelnow, Alexei Gussarow Sturm: Sergei Makarow, Igor Larionow, Wladimir Krutow, Sergei Swetlow (1), Anatoli Semjonow, Waleri Kamenski, Sergei Prjakin, Sergei Nemtschinow, Juri Chmyljow, Andrei Chomutow (1), Wjatscheslaw Bykow, Michail Warnakow Trainer / Assistent: Wiktor Tichonow / Wladimir Jursinow | Tor: Jewgeni Beloscheikin Verteidigung: Alexei Kassatonow, Wjatscheslaw Fetissow, Michail Tatarinow, Wassili Perwuchin, Sergei Starikow, Igor Stelnow, Alexei Gussarow Sturm: Sergei Makarow, Igor Larionow, Wladimir Krutow, Sergei Swetlow (1), Anatoli Semjonow, Waleri Kamenski, Sergei Prjakin, Sergei Nemtschinow, Juri Chmyljow, Andrei Chomutow (1), Wjatscheslaw Bykow, Michail Warnakow Trainer / Assistent: Wiktor Tichonow / Wladimir Jursinow | Tor: Jewgeni Beloscheikin Verteidigung: Alexei Kassatonow, Wjatscheslaw Fetissow, Michail Tatarinow, Wassili Perwuchin, Sergei Starikow, Igor Stelnow, Alexei Gussarow Sturm: Sergei Makarow, Igor Larionow, Wladimir Krutow, Sergei Swetlow (1), Anatoli Semjonow, Waleri Kamenski, Sergei Prjakin, Sergei Nemtschinow, Juri Chmyljow, Andrei Chomutow (1), Wjatscheslaw Bykow, Michail Warnakow Trainer / Assistent: Wiktor Tichonow / Wladimir Jursinow | Tor: Jewgeni Beloscheikin Verteidigung: Alexei Kassatonow, Wjatscheslaw Fetissow, Michail Tatarinow, Wassili Perwuchin, Sergei Starikow, Igor Stelnow, Alexei Gussarow Sturm: Sergei Makarow, Igor Larionow, Wladimir Krutow, Sergei Swetlow (1), Anatoli Semjonow, Waleri Kamenski, Sergei Prjakin, Sergei Nemtschinow, Juri Chmyljow, Andrei Chomutow (1), Wjatscheslaw Bykow, Michail Warnakow Trainer / Assistent: Wiktor Tichonow / Wladimir Jursinow | Tor: Jewgeni Beloscheikin Verteidigung: Alexei Kassatonow, Wjatscheslaw Fetissow, Michail Tatarinow, Wassili Perwuchin, Sergei Starikow, Igor Stelnow, Alexei Gussarow Sturm: Sergei Makarow, Igor Larionow, Wladimir Krutow, Sergei Swetlow (1), Anatoli Semjonow, Waleri Kamenski, Sergei Prjakin, Sergei Nemtschinow, Juri Chmyljow, Andrei Chomutow (1), Wjatscheslaw Bykow, Michail Warnakow Trainer / Assistent: Wiktor Tichonow / Wladimir Jursinow | Tor: Jewgeni Beloscheikin Verteidigung: Alexei Kassatonow, Wjatscheslaw Fetissow, Michail Tatarinow, Wassili Perwuchin, Sergei Starikow, Igor Stelnow, Alexei Gussarow Sturm: Sergei Makarow, Igor Larionow, Wladimir Krutow, Sergei Swetlow (1), Anatoli Semjonow, Waleri Kamenski, Sergei Prjakin, Sergei Nemtschinow, Juri Chmyljow, Andrei Chomutow (1), Wjatscheslaw Bykow, Michail Warnakow Trainer / Assistent: Wiktor Tichonow / Wladimir Jursinow |
| Nr. 740 5. Jan. 1987   | 9:3 (3:0, 3:2, 3:1) | 0 Kanada | A | 0Hamilton, CAN | 0Freundschaftsspiel | |
| Aufstellung            | Tor: Jewgeni Beloscheikin Verteidigung: Alexei Kassatonow, Wjatscheslaw Fetissow, Michail Tatarinow, Wassili Perwuchin (1), Sergei Starikow (1), Igor Stelnow, Alexei Gussarow Sturm: Sergei Makarow (1), Igor Larionow, Wladimir Krutow (1), Sergei Swetlow (2), Anatoli Semjonow (1), Waleri Kamenski (1), Andrei Chomutow, Wjatscheslaw Bykow, Michail Warnakow, Alexander Semak Trainer / Assistent: Wiktor Tichonow / Wladimir Jursinow | Tor: Jewgeni Beloscheikin Verteidigung: Alexei Kassatonow, Wjatscheslaw Fetissow, Michail Tatarinow, Wassili Perwuchin (1), Sergei Starikow (1), Igor Stelnow, Alexei Gussarow Sturm: Sergei Makarow (1), Igor Larionow, Wladimir Krutow (1), Sergei Swetlow (2), Anatoli Semjonow (1), Waleri Kamenski (1), Andrei Chomutow, Wjatscheslaw Bykow, Michail Warnakow, Alexander Semak Trainer / Assistent: Wiktor Tichonow / Wladimir Jursinow | Tor: Jewgeni Beloscheikin Verteidigung: Alexei Kassatonow, Wjatscheslaw Fetissow, Michail Tatarinow, Wassili Perwuchin (1), Sergei Starikow (1), Igor Stelnow, Alexei Gussarow Sturm: Sergei Makarow (1), Igor Larionow, Wladimir Krutow (1), Sergei Swetlow (2), Anatoli Semjonow (1), Waleri Kamenski (1), Andrei Chomutow, Wjatscheslaw Bykow, Michail Warnakow, Alexander Semak Trainer / Assistent: Wiktor Tichonow / Wladimir Jursinow | Tor: Jewgeni Beloscheikin Verteidigung: Alexei Kassatonow, Wjatscheslaw Fetissow, Michail Tatarinow, Wassili Perwuchin (1), Sergei Starikow (1), Igor Stelnow, Alexei Gussarow Sturm: Sergei Makarow (1), Igor Larionow, Wladimir Krutow (1), Sergei Swetlow (2), Anatoli Semjonow (1), Waleri Kamenski (1), Andrei Chomutow, Wjatscheslaw Bykow, Michail Warnakow, Alexander Semak Trainer / Assistent: Wiktor Tichonow / Wladimir Jursinow | Tor: Jewgeni Beloscheikin Verteidigung: Alexei Kassatonow, Wjatscheslaw Fetissow, Michail Tatarinow, Wassili Perwuchin (1), Sergei Starikow (1), Igor Stelnow, Alexei Gussarow Sturm: Sergei Makarow (1), Igor Larionow, Wladimir Krutow (1), Sergei Swetlow (2), Anatoli Semjonow (1), Waleri Kamenski (1), Andrei Chomutow, Wjatscheslaw Bykow, Michail Warnakow, Alexander Semak Trainer / Assistent: Wiktor Tichonow / Wladimir Jursinow | Tor: Jewgeni Beloscheikin Verteidigung: Alexei Kassatonow, Wjatscheslaw Fetissow, Michail Tatarinow, Wassili Perwuchin (1), Sergei Starikow (1), Igor Stelnow, Alexei Gussarow Sturm: Sergei Makarow (1), Igor Larionow, Wladimir Krutow (1), Sergei Swetlow (2), Anatoli Semjonow (1), Waleri Kamenski (1), Andrei Chomutow, Wjatscheslaw Bykow, Michail Warnakow, Alexander Semak Trainer / Assistent: Wiktor Tichonow / Wladimir Jursinow |
| Nr. 741 7. Jan. 1987   | 5:0 (2:0, 1:0, 2:0) | 0 Kanada | A | 0Ottawa, CAN | 0Freundschaftsspiel | |
| Aufstellung            | Tor: Sergei Mylnikow Verteidigung: Alexei Kassatonow (1), Wjatscheslaw Fetissow, Michail Tatarinow, Wassili Perwuchin, Igor Ewdokimow, Alexei Gussarow, Sergei Starikow, Igor Stelnow Sturm: Sergei Makarow (2), Igor Larionow, Wladimir Krutow, Sergei Swetlow, Anatoli Semjonow, Waleri Kamenski, Sergei Prjakin, Alexander Semak, Juri Chmyljow, Sergei Charin, Wjatscheslaw Bykow (2), Andrei Chomutow Trainer / Assistent: Wiktor Tichonow / Wladimir Jursinow | Tor: Sergei Mylnikow Verteidigung: Alexei Kassatonow (1), Wjatscheslaw Fetissow, Michail Tatarinow, Wassili Perwuchin, Igor Ewdokimow, Alexei Gussarow, Sergei Starikow, Igor Stelnow Sturm: Sergei Makarow (2), Igor Larionow, Wladimir Krutow, Sergei Swetlow, Anatoli Semjonow, Waleri Kamenski, Sergei Prjakin, Alexander Semak, Juri Chmyljow, Sergei Charin, Wjatscheslaw Bykow (2), Andrei Chomutow Trainer / Assistent: Wiktor Tichonow / Wladimir Jursinow | Tor: Sergei Mylnikow Verteidigung: Alexei Kassatonow (1), Wjatscheslaw Fetissow, Michail Tatarinow, Wassili Perwuchin, Igor Ewdokimow, Alexei Gussarow, Sergei Starikow, Igor Stelnow Sturm: Sergei Makarow (2), Igor Larionow, Wladimir Krutow, Sergei Swetlow, Anatoli Semjonow, Waleri Kamenski, Sergei Prjakin, Alexander Semak, Juri Chmyljow, Sergei Charin, Wjatscheslaw Bykow (2), Andrei Chomutow Trainer / Assistent: Wiktor Tichonow / Wladimir Jursinow | Tor: Sergei Mylnikow Verteidigung: Alexei Kassatonow (1), Wjatscheslaw Fetissow, Michail Tatarinow, Wassili Perwuchin, Igor Ewdokimow, Alexei Gussarow, Sergei Starikow, Igor Stelnow Sturm: Sergei Makarow (2), Igor Larionow, Wladimir Krutow, Sergei Swetlow, Anatoli Semjonow, Waleri Kamenski, Sergei Prjakin, Alexander Semak, Juri Chmyljow, Sergei Charin, Wjatscheslaw Bykow (2), Andrei Chomutow Trainer / Assistent: Wiktor Tichonow / Wladimir Jursinow | Tor: Sergei Mylnikow Verteidigung: Alexei Kassatonow (1), Wjatscheslaw Fetissow, Michail Tatarinow, Wassili Perwuchin, Igor Ewdokimow, Alexei Gussarow, Sergei Starikow, Igor Stelnow Sturm: Sergei Makarow (2), Igor Larionow, Wladimir Krutow, Sergei Swetlow, Anatoli Semjonow, Waleri Kamenski, Sergei Prjakin, Alexander Semak, Juri Chmyljow, Sergei Charin, Wjatscheslaw Bykow (2), Andrei Chomutow Trainer / Assistent: Wiktor Tichonow / Wladimir Jursinow | Tor: Sergei Mylnikow Verteidigung: Alexei Kassatonow (1), Wjatscheslaw Fetissow, Michail Tatarinow, Wassili Perwuchin, Igor Ewdokimow, Alexei Gussarow, Sergei Starikow, Igor Stelnow Sturm: Sergei Makarow (2), Igor Larionow, Wladimir Krutow, Sergei Swetlow, Anatoli Semjonow, Waleri Kamenski, Sergei Prjakin, Alexander Semak, Juri Chmyljow, Sergei Charin, Wjatscheslaw Bykow (2), Andrei Chomutow Trainer / Assistent: Wiktor Tichonow / Wladimir Jursinow |
| Nr. 742 11. Feb. 1987  | 3:4 (0:1, 1:1, 2:2) | 0 NHL All-Stars | A | 0Québec, CAN | 0Rendez-vous ’87 | |
| Aufstellung            | Tor: Jewgeni Beloscheikin Verteidigung: Alexei Kassatonow (1), Wjatscheslaw Fetissow, Michail Tatarinow, Wassili Perwuchin, Sergei Starikow, Igor Stelnow, Sinetula Biljaletdinow, Alexei Gussarow Sturm: Sergei Makarow, Igor Larionow, Wladimir Krutow, Sergei Swetlow, Anatoli Semjonow (1), Michail Warnakow, Andrei Chomutow, Wjatscheslaw Bykow (1), Waleri Kamenski, Sergei Prjakin, Alexander Semak, Juri Chmyljow Trainer / Assistent: Wiktor Tichonow / Wladimir Jursinow | Tor: Jewgeni Beloscheikin Verteidigung: Alexei Kassatonow (1), Wjatscheslaw Fetissow, Michail Tatarinow, Wassili Perwuchin, Sergei Starikow, Igor Stelnow, Sinetula Biljaletdinow, Alexei Gussarow Sturm: Sergei Makarow, Igor Larionow, Wladimir Krutow, Sergei Swetlow, Anatoli Semjonow (1), Michail Warnakow, Andrei Chomutow, Wjatscheslaw Bykow (1), Waleri Kamenski, Sergei Prjakin, Alexander Semak, Juri Chmyljow Trainer / Assistent: Wiktor Tichonow / Wladimir Jursinow | Tor: Jewgeni Beloscheikin Verteidigung: Alexei Kassatonow (1), Wjatscheslaw Fetissow, Michail Tatarinow, Wassili Perwuchin, Sergei Starikow, Igor Stelnow, Sinetula Biljaletdinow, Alexei Gussarow Sturm: Sergei Makarow, Igor Larionow, Wladimir Krutow, Sergei Swetlow, Anatoli Semjonow (1), Michail Warnakow, Andrei Chomutow, Wjatscheslaw Bykow (1), Waleri Kamenski, Sergei Prjakin, Alexander Semak, Juri Chmyljow Trainer / Assistent: Wiktor Tichonow / Wladimir Jursinow | Tor: Jewgeni Beloscheikin Verteidigung: Alexei Kassatonow (1), Wjatscheslaw Fetissow, Michail Tatarinow, Wassili Perwuchin, Sergei Starikow, Igor Stelnow, Sinetula Biljaletdinow, Alexei Gussarow Sturm: Sergei Makarow, Igor Larionow, Wladimir Krutow, Sergei Swetlow, Anatoli Semjonow (1), Michail Warnakow, Andrei Chomutow, Wjatscheslaw Bykow (1), Waleri Kamenski, Sergei Prjakin, Alexander Semak, Juri Chmyljow Trainer / Assistent: Wiktor Tichonow / Wladimir Jursinow | Tor: Jewgeni Beloscheikin Verteidigung: Alexei Kassatonow (1), Wjatscheslaw Fetissow, Michail Tatarinow, Wassili Perwuchin, Sergei Starikow, Igor Stelnow, Sinetula Biljaletdinow, Alexei Gussarow Sturm: Sergei Makarow, Igor Larionow, Wladimir Krutow, Sergei Swetlow, Anatoli Semjonow (1), Michail Warnakow, Andrei Chomutow, Wjatscheslaw Bykow (1), Waleri Kamenski, Sergei Prjakin, Alexander Semak, Juri Chmyljow Trainer / Assistent: Wiktor Tichonow / Wladimir Jursinow | Tor: Jewgeni Beloscheikin Verteidigung: Alexei Kassatonow (1), Wjatscheslaw Fetissow, Michail Tatarinow, Wassili Perwuchin, Sergei Starikow, Igor Stelnow, Sinetula Biljaletdinow, Alexei Gussarow Sturm: Sergei Makarow, Igor Larionow, Wladimir Krutow, Sergei Swetlow, Anatoli Semjonow (1), Michail Warnakow, Andrei Chomutow, Wjatscheslaw Bykow (1), Waleri Kamenski, Sergei Prjakin, Alexander Semak, Juri Chmyljow Trainer / Assistent: Wiktor Tichonow / Wladimir Jursinow |
| Nr. 743 13. Feb. 1987  | 5:3 (0:1, 3:0, 2:2) | 0 NHL All-Stars | A | 0Québec, CAN | 0Rendez-vous ’87 | |
| Aufstellung            | Tor: Jewgeni Beloscheikin Verteidigung: Alexei Kassatonow, Wjatscheslaw Fetissow, Michail Tatarinow, Wassili Perwuchin, Sergei Starikow, Igor Stelnow, Sinetula Biljaletdinow, Alexei Gussarow Sturm: Sergei Makarow, Igor Larionow, Wladimir Krutow (2), Sergei Swetlow, Alexander Semak, Wjatscheslaw Lawrow, Andrei Chomutow (1), Wjatscheslaw Bykow (1), Waleri Kamenski (2), Sergei Prjakin, Sergei Nemtschinow, Juri Chmyljow Trainer / Assistent: Wiktor Tichonow / Wladimir Jursinow                                                                                                   | Tor: Jewgeni Beloscheikin Verteidigung: Alexei Kassatonow, Wjatscheslaw Fetissow, Michail Tatarinow, Wassili Perwuchin, Sergei Starikow, Igor Stelnow, Sinetula Biljaletdinow, Alexei Gussarow Sturm: Sergei Makarow, Igor Larionow, Wladimir Krutow (2), Sergei Swetlow, Alexander Semak, Wjatscheslaw Lawrow, Andrei Chomutow (1), Wjatscheslaw Bykow (1), Waleri Kamenski (2), Sergei Prjakin, Sergei Nemtschinow, Juri Chmyljow Trainer / Assistent: Wiktor Tichonow / Wladimir Jursinow                                                                                                   | Tor: Jewgeni Beloscheikin Verteidigung: Alexei Kassatonow, Wjatscheslaw Fetissow, Michail Tatarinow, Wassili Perwuchin, Sergei Starikow, Igor Stelnow, Sinetula Biljaletdinow, Alexei Gussarow Sturm: Sergei Makarow, Igor Larionow, Wladimir Krutow (2), Sergei Swetlow, Alexander Semak, Wjatscheslaw Lawrow, Andrei Chomutow (1), Wjatscheslaw Bykow (1), Waleri Kamenski (2), Sergei Prjakin, Sergei Nemtschinow, Juri Chmyljow Trainer / Assistent: Wiktor Tichonow / Wladimir Jursinow                                                                                                   | Tor: Jewgeni Beloscheikin Verteidigung: Alexei Kassatonow, Wjatscheslaw Fetissow, Michail Tatarinow, Wassili Perwuchin, Sergei Starikow, Igor Stelnow, Sinetula Biljaletdinow, Alexei Gussarow Sturm: Sergei Makarow, Igor Larionow, Wladimir Krutow (2), Sergei Swetlow, Alexander Semak, Wjatscheslaw Lawrow, Andrei Chomutow (1), Wjatscheslaw Bykow (1), Waleri Kamenski (2), Sergei Prjakin, Sergei Nemtschinow, Juri Chmyljow Trainer / Assistent: Wiktor Tichonow / Wladimir Jursinow                                                                                                   | Tor: Jewgeni Beloscheikin Verteidigung: Alexei Kassatonow, Wjatscheslaw Fetissow, Michail Tatarinow, Wassili Perwuchin, Sergei Starikow, Igor Stelnow, Sinetula Biljaletdinow, Alexei Gussarow Sturm: Sergei Makarow, Igor Larionow, Wladimir Krutow (2), Sergei Swetlow, Alexander Semak, Wjatscheslaw Lawrow, Andrei Chomutow (1), Wjatscheslaw Bykow (1), Waleri Kamenski (2), Sergei Prjakin, Sergei Nemtschinow, Juri Chmyljow Trainer / Assistent: Wiktor Tichonow / Wladimir Jursinow                                                                                                   | Tor: Jewgeni Beloscheikin Verteidigung: Alexei Kassatonow, Wjatscheslaw Fetissow, Michail Tatarinow, Wassili Perwuchin, Sergei Starikow, Igor Stelnow, Sinetula Biljaletdinow, Alexei Gussarow Sturm: Sergei Makarow, Igor Larionow, Wladimir Krutow (2), Sergei Swetlow, Alexander Semak, Wjatscheslaw Lawrow, Andrei Chomutow (1), Wjatscheslaw Bykow (1), Waleri Kamenski (2), Sergei Prjakin, Sergei Nemtschinow, Juri Chmyljow Trainer / Assistent: Wiktor Tichonow / Wladimir Jursinow                                                                                                   |
| Nr. 744 29. März 1987  | 6:2 (1:0, 4:1, 1:1) | 0 Finnland | A | 0Jyväskylä, FIN | 0Freundschaftsspiel | |
| Aufstellung            | Tor: Jewgeni Beloscheikin Verteidigung: Alexei Kassatonow, Wjatscheslaw Fetissow (1), Sergei Starikow, Igor Stelnow, Michail Tatarinow, Wassili Perwuchin, Sinetula Biljaletdinow (1), Alexei Gussarow Sturm: Sergei Makarow, Igor Larionow, Wladimir Krutow (1), Andrei Chomutow, Wjatscheslaw Bykow (1), Waleri Kamenski, Sergei Prjakin (1), Anatoli Semjonow (1), Juri Chmyljow, Michail Krawez, Alexander Semak, Wjatscheslaw Lawrow, Sergei Swetlow, Sergei Nemtschinow, Michail Wassiljew Trainer / Assistent: Wiktor Tichonow / Wladimir Jursinow                                      | Tor: Jewgeni Beloscheikin Verteidigung: Alexei Kassatonow, Wjatscheslaw Fetissow (1), Sergei Starikow, Igor Stelnow, Michail Tatarinow, Wassili Perwuchin, Sinetula Biljaletdinow (1), Alexei Gussarow Sturm: Sergei Makarow, Igor Larionow, Wladimir Krutow (1), Andrei Chomutow, Wjatscheslaw Bykow (1), Waleri Kamenski, Sergei Prjakin (1), Anatoli Semjonow (1), Juri Chmyljow, Michail Krawez, Alexander Semak, Wjatscheslaw Lawrow, Sergei Swetlow, Sergei Nemtschinow, Michail Wassiljew Trainer / Assistent: Wiktor Tichonow / Wladimir Jursinow                                      | Tor: Jewgeni Beloscheikin Verteidigung: Alexei Kassatonow, Wjatscheslaw Fetissow (1), Sergei Starikow, Igor Stelnow, Michail Tatarinow, Wassili Perwuchin, Sinetula Biljaletdinow (1), Alexei Gussarow Sturm: Sergei Makarow, Igor Larionow, Wladimir Krutow (1), Andrei Chomutow, Wjatscheslaw Bykow (1), Waleri Kamenski, Sergei Prjakin (1), Anatoli Semjonow (1), Juri Chmyljow, Michail Krawez, Alexander Semak, Wjatscheslaw Lawrow, Sergei Swetlow, Sergei Nemtschinow, Michail Wassiljew Trainer / Assistent: Wiktor Tichonow / Wladimir Jursinow                                      | Tor: Jewgeni Beloscheikin Verteidigung: Alexei Kassatonow, Wjatscheslaw Fetissow (1), Sergei Starikow, Igor Stelnow, Michail Tatarinow, Wassili Perwuchin, Sinetula Biljaletdinow (1), Alexei Gussarow Sturm: Sergei Makarow, Igor Larionow, Wladimir Krutow (1), Andrei Chomutow, Wjatscheslaw Bykow (1), Waleri Kamenski, Sergei Prjakin (1), Anatoli Semjonow (1), Juri Chmyljow, Michail Krawez, Alexander Semak, Wjatscheslaw Lawrow, Sergei Swetlow, Sergei Nemtschinow, Michail Wassiljew Trainer / Assistent: Wiktor Tichonow / Wladimir Jursinow                                      | Tor: Jewgeni Beloscheikin Verteidigung: Alexei Kassatonow, Wjatscheslaw Fetissow (1), Sergei Starikow, Igor Stelnow, Michail Tatarinow, Wassili Perwuchin, Sinetula Biljaletdinow (1), Alexei Gussarow Sturm: Sergei Makarow, Igor Larionow, Wladimir Krutow (1), Andrei Chomutow, Wjatscheslaw Bykow (1), Waleri Kamenski, Sergei Prjakin (1), Anatoli Semjonow (1), Juri Chmyljow, Michail Krawez, Alexander Semak, Wjatscheslaw Lawrow, Sergei Swetlow, Sergei Nemtschinow, Michail Wassiljew Trainer / Assistent: Wiktor Tichonow / Wladimir Jursinow                                      | Tor: Jewgeni Beloscheikin Verteidigung: Alexei Kassatonow, Wjatscheslaw Fetissow (1), Sergei Starikow, Igor Stelnow, Michail Tatarinow, Wassili Perwuchin, Sinetula Biljaletdinow (1), Alexei Gussarow Sturm: Sergei Makarow, Igor Larionow, Wladimir Krutow (1), Andrei Chomutow, Wjatscheslaw Bykow (1), Waleri Kamenski, Sergei Prjakin (1), Anatoli Semjonow (1), Juri Chmyljow, Michail Krawez, Alexander Semak, Wjatscheslaw Lawrow, Sergei Swetlow, Sergei Nemtschinow, Michail Wassiljew Trainer / Assistent: Wiktor Tichonow / Wladimir Jursinow                                      |
| Nr. 745 31. März 1987  | 7:1 (1:1, 1:0, 5:0) | 0 Finnland | A | 0Tampere, FIN | 0Freundschaftsspiel | |
| Aufstellung            | Tor: Sergei Mylnikow Verteidigung: Alexei Kassatonow (1), Wjatscheslaw Fetissow (1), Sergei Starikow, Igor Stelnow, Michail Tatarinow (1), Wassili Perwuchin, Sinetula Biljaletdinow, Alexei Gussarow Sturm: Sergei Makarow, Igor Larionow (1), Wladimir Krutow, Andrei Chomutow, Wjatscheslaw Bykow, Waleri Kamenski (1), Sergei Prjakin (1), Anatoli Semjonow, Juri Chmyljow, Michail Wassiljew, Alexander Semak (1), Wjatscheslaw Lawrow, Sergei Swetlow, Sergei Nemtschinow, Michail Krawez Trainer / Assistent: Wiktor Tichonow / Wladimir Jursinow                                       | Tor: Sergei Mylnikow Verteidigung: Alexei Kassatonow (1), Wjatscheslaw Fetissow (1), Sergei Starikow, Igor Stelnow, Michail Tatarinow (1), Wassili Perwuchin, Sinetula Biljaletdinow, Alexei Gussarow Sturm: Sergei Makarow, Igor Larionow (1), Wladimir Krutow, Andrei Chomutow, Wjatscheslaw Bykow, Waleri Kamenski (1), Sergei Prjakin (1), Anatoli Semjonow, Juri Chmyljow, Michail Wassiljew, Alexander Semak (1), Wjatscheslaw Lawrow, Sergei Swetlow, Sergei Nemtschinow, Michail Krawez Trainer / Assistent: Wiktor Tichonow / Wladimir Jursinow                                       | Tor: Sergei Mylnikow Verteidigung: Alexei Kassatonow (1), Wjatscheslaw Fetissow (1), Sergei Starikow, Igor Stelnow, Michail Tatarinow (1), Wassili Perwuchin, Sinetula Biljaletdinow, Alexei Gussarow Sturm: Sergei Makarow, Igor Larionow (1), Wladimir Krutow, Andrei Chomutow, Wjatscheslaw Bykow, Waleri Kamenski (1), Sergei Prjakin (1), Anatoli Semjonow, Juri Chmyljow, Michail Wassiljew, Alexander Semak (1), Wjatscheslaw Lawrow, Sergei Swetlow, Sergei Nemtschinow, Michail Krawez Trainer / Assistent: Wiktor Tichonow / Wladimir Jursinow                                       | Tor: Sergei Mylnikow Verteidigung: Alexei Kassatonow (1), Wjatscheslaw Fetissow (1), Sergei Starikow, Igor Stelnow, Michail Tatarinow (1), Wassili Perwuchin, Sinetula Biljaletdinow, Alexei Gussarow Sturm: Sergei Makarow, Igor Larionow (1), Wladimir Krutow, Andrei Chomutow, Wjatscheslaw Bykow, Waleri Kamenski (1), Sergei Prjakin (1), Anatoli Semjonow, Juri Chmyljow, Michail Wassiljew, Alexander Semak (1), Wjatscheslaw Lawrow, Sergei Swetlow, Sergei Nemtschinow, Michail Krawez Trainer / Assistent: Wiktor Tichonow / Wladimir Jursinow                                       | Tor: Sergei Mylnikow Verteidigung: Alexei Kassatonow (1), Wjatscheslaw Fetissow (1), Sergei Starikow, Igor Stelnow, Michail Tatarinow (1), Wassili Perwuchin, Sinetula Biljaletdinow, Alexei Gussarow Sturm: Sergei Makarow, Igor Larionow (1), Wladimir Krutow, Andrei Chomutow, Wjatscheslaw Bykow, Waleri Kamenski (1), Sergei Prjakin (1), Anatoli Semjonow, Juri Chmyljow, Michail Wassiljew, Alexander Semak (1), Wjatscheslaw Lawrow, Sergei Swetlow, Sergei Nemtschinow, Michail Krawez Trainer / Assistent: Wiktor Tichonow / Wladimir Jursinow                                       | Tor: Sergei Mylnikow Verteidigung: Alexei Kassatonow (1), Wjatscheslaw Fetissow (1), Sergei Starikow, Igor Stelnow, Michail Tatarinow (1), Wassili Perwuchin, Sinetula Biljaletdinow, Alexei Gussarow Sturm: Sergei Makarow, Igor Larionow (1), Wladimir Krutow, Andrei Chomutow, Wjatscheslaw Bykow, Waleri Kamenski (1), Sergei Prjakin (1), Anatoli Semjonow, Juri Chmyljow, Michail Wassiljew, Alexander Semak (1), Wjatscheslaw Lawrow, Sergei Swetlow, Sergei Nemtschinow, Michail Krawez Trainer / Assistent: Wiktor Tichonow / Wladimir Jursinow                                       |
| Nr. 746 6. April 1987  | 4:4 (0:3, 2:1, 2:0) | 0 Schweden | A | 0Norrköping, SWE | 0Freundschaftsspiel | |
| Aufstellung            | Tor: Jewgeni Beloscheikin, Sergei Mylnikow (21. Min.) Verteidigung: Alexei Kassatonow, Wjatscheslaw Fetissow, Sergei Starikow, Igor Stelnow (1), Igor Krawtschuk, Wassili Perwuchin, Sinetula Biljaletdinow, Alexei Gussarow Sturm: Sergei Makarow, Igor Larionow (1), Wladimir Krutow (1), Andrei Chomutow, Wjatscheslaw Bykow, Waleri Kamenski, Sergei Prjakin, Anatoli Semjonow, Juri Chmyljow, Michail Wassiljew (1), Alexander Semak, Wjatscheslaw Lawrow, Sergei Swetlow, Sergei Nemtschinow, Michail Krawez Trainer / Assistenten: Wiktor Tichonow / Wladimir Jursinow / Igor Dmitrijew | Tor: Jewgeni Beloscheikin, Sergei Mylnikow (21. Min.) Verteidigung: Alexei Kassatonow, Wjatscheslaw Fetissow, Sergei Starikow, Igor Stelnow (1), Igor Krawtschuk, Wassili Perwuchin, Sinetula Biljaletdinow, Alexei Gussarow Sturm: Sergei Makarow, Igor Larionow (1), Wladimir Krutow (1), Andrei Chomutow, Wjatscheslaw Bykow, Waleri Kamenski, Sergei Prjakin, Anatoli Semjonow, Juri Chmyljow, Michail Wassiljew (1), Alexander Semak, Wjatscheslaw Lawrow, Sergei Swetlow, Sergei Nemtschinow, Michail Krawez Trainer / Assistenten: Wiktor Tichonow / Wladimir Jursinow / Igor Dmitrijew | Tor: Jewgeni Beloscheikin, Sergei Mylnikow (21. Min.) Verteidigung: Alexei Kassatonow, Wjatscheslaw Fetissow, Sergei Starikow, Igor Stelnow (1), Igor Krawtschuk, Wassili Perwuchin, Sinetula Biljaletdinow, Alexei Gussarow Sturm: Sergei Makarow, Igor Larionow (1), Wladimir Krutow (1), Andrei Chomutow, Wjatscheslaw Bykow, Waleri Kamenski, Sergei Prjakin, Anatoli Semjonow, Juri Chmyljow, Michail Wassiljew (1), Alexander Semak, Wjatscheslaw Lawrow, Sergei Swetlow, Sergei Nemtschinow, Michail Krawez Trainer / Assistenten: Wiktor Tichonow / Wladimir Jursinow / Igor Dmitrijew | Tor: Jewgeni Beloscheikin, Sergei Mylnikow (21. Min.) Verteidigung: Alexei Kassatonow, Wjatscheslaw Fetissow, Sergei Starikow, Igor Stelnow (1), Igor Krawtschuk, Wassili Perwuchin, Sinetula Biljaletdinow, Alexei Gussarow Sturm: Sergei Makarow, Igor Larionow (1), Wladimir Krutow (1), Andrei Chomutow, Wjatscheslaw Bykow, Waleri Kamenski, Sergei Prjakin, Anatoli Semjonow, Juri Chmyljow, Michail Wassiljew (1), Alexander Semak, Wjatscheslaw Lawrow, Sergei Swetlow, Sergei Nemtschinow, Michail Krawez Trainer / Assistenten: Wiktor Tichonow / Wladimir Jursinow / Igor Dmitrijew | Tor: Jewgeni Beloscheikin, Sergei Mylnikow (21. Min.) Verteidigung: Alexei Kassatonow, Wjatscheslaw Fetissow, Sergei Starikow, Igor Stelnow (1), Igor Krawtschuk, Wassili Perwuchin, Sinetula Biljaletdinow, Alexei Gussarow Sturm: Sergei Makarow, Igor Larionow (1), Wladimir Krutow (1), Andrei Chomutow, Wjatscheslaw Bykow, Waleri Kamenski, Sergei Prjakin, Anatoli Semjonow, Juri Chmyljow, Michail Wassiljew (1), Alexander Semak, Wjatscheslaw Lawrow, Sergei Swetlow, Sergei Nemtschinow, Michail Krawez Trainer / Assistenten: Wiktor Tichonow / Wladimir Jursinow / Igor Dmitrijew | Tor: Jewgeni Beloscheikin, Sergei Mylnikow (21. Min.) Verteidigung: Alexei Kassatonow, Wjatscheslaw Fetissow, Sergei Starikow, Igor Stelnow (1), Igor Krawtschuk, Wassili Perwuchin, Sinetula Biljaletdinow, Alexei Gussarow Sturm: Sergei Makarow, Igor Larionow (1), Wladimir Krutow (1), Andrei Chomutow, Wjatscheslaw Bykow, Waleri Kamenski, Sergei Prjakin, Anatoli Semjonow, Juri Chmyljow, Michail Wassiljew (1), Alexander Semak, Wjatscheslaw Lawrow, Sergei Swetlow, Sergei Nemtschinow, Michail Krawez Trainer / Assistenten: Wiktor Tichonow / Wladimir Jursinow / Igor Dmitrijew |
| Nr. 747 7. April 1987  | 1:2 (0:2, 0:0, 1:0) | 0 Schweden | A | 0Stockholm, SWE | 0Freundschaftsspiel | |
| Aufstellung            | Tor: Sergei Mylnikow Verteidigung: Alexei Kassatonow, Wjatscheslaw Fetissow, Sergei Starikow, Igor Stelnow, Igor Krawtschuk, Wassili Perwuchin, Sinetula Biljaletdinow, Alexei Gussarow Sturm: Sergei Makarow, Igor Larionow (1), Wladimir Krutow, Andrei Chomutow, Wjatscheslaw Bykow, Waleri Kamenski, Sergei Swetlow, Anatoli Semjonow, Juri Chmyljow, Sergei Prjakin, Alexander Semak, Michail Wassiljew, Michail Krawez, Sergei Nemtschinow, Wjatscheslaw Lawrow Trainer / Assistenten: Wiktor Tichonow / Wladimir Jursinow / Igor Dmitrijew                                              | Tor: Sergei Mylnikow Verteidigung: Alexei Kassatonow, Wjatscheslaw Fetissow, Sergei Starikow, Igor Stelnow, Igor Krawtschuk, Wassili Perwuchin, Sinetula Biljaletdinow, Alexei Gussarow Sturm: Sergei Makarow, Igor Larionow (1), Wladimir Krutow, Andrei Chomutow, Wjatscheslaw Bykow, Waleri Kamenski, Sergei Swetlow, Anatoli Semjonow, Juri Chmyljow, Sergei Prjakin, Alexander Semak, Michail Wassiljew, Michail Krawez, Sergei Nemtschinow, Wjatscheslaw Lawrow Trainer / Assistenten: Wiktor Tichonow / Wladimir Jursinow / Igor Dmitrijew                                              | Tor: Sergei Mylnikow Verteidigung: Alexei Kassatonow, Wjatscheslaw Fetissow, Sergei Starikow, Igor Stelnow, Igor Krawtschuk, Wassili Perwuchin, Sinetula Biljaletdinow, Alexei Gussarow Sturm: Sergei Makarow, Igor Larionow (1), Wladimir Krutow, Andrei Chomutow, Wjatscheslaw Bykow, Waleri Kamenski, Sergei Swetlow, Anatoli Semjonow, Juri Chmyljow, Sergei Prjakin, Alexander Semak, Michail Wassiljew, Michail Krawez, Sergei Nemtschinow, Wjatscheslaw Lawrow Trainer / Assistenten: Wiktor Tichonow / Wladimir Jursinow / Igor Dmitrijew                                              | Tor: Sergei Mylnikow Verteidigung: Alexei Kassatonow, Wjatscheslaw Fetissow, Sergei Starikow, Igor Stelnow, Igor Krawtschuk, Wassili Perwuchin, Sinetula Biljaletdinow, Alexei Gussarow Sturm: Sergei Makarow, Igor Larionow (1), Wladimir Krutow, Andrei Chomutow, Wjatscheslaw Bykow, Waleri Kamenski, Sergei Swetlow, Anatoli Semjonow, Juri Chmyljow, Sergei Prjakin, Alexander Semak, Michail Wassiljew, Michail Krawez, Sergei Nemtschinow, Wjatscheslaw Lawrow Trainer / Assistenten: Wiktor Tichonow / Wladimir Jursinow / Igor Dmitrijew                                              | Tor: Sergei Mylnikow Verteidigung: Alexei Kassatonow, Wjatscheslaw Fetissow, Sergei Starikow, Igor Stelnow, Igor Krawtschuk, Wassili Perwuchin, Sinetula Biljaletdinow, Alexei Gussarow Sturm: Sergei Makarow, Igor Larionow (1), Wladimir Krutow, Andrei Chomutow, Wjatscheslaw Bykow, Waleri Kamenski, Sergei Swetlow, Anatoli Semjonow, Juri Chmyljow, Sergei Prjakin, Alexander Semak, Michail Wassiljew, Michail Krawez, Sergei Nemtschinow, Wjatscheslaw Lawrow Trainer / Assistenten: Wiktor Tichonow / Wladimir Jursinow / Igor Dmitrijew                                              | Tor: Sergei Mylnikow Verteidigung: Alexei Kassatonow, Wjatscheslaw Fetissow, Sergei Starikow, Igor Stelnow, Igor Krawtschuk, Wassili Perwuchin, Sinetula Biljaletdinow, Alexei Gussarow Sturm: Sergei Makarow, Igor Larionow (1), Wladimir Krutow, Andrei Chomutow, Wjatscheslaw Bykow, Waleri Kamenski, Sergei Swetlow, Anatoli Semjonow, Juri Chmyljow, Sergei Prjakin, Alexander Semak, Michail Wassiljew, Michail Krawez, Sergei Nemtschinow, Wjatscheslaw Lawrow Trainer / Assistenten: Wiktor Tichonow / Wladimir Jursinow / Igor Dmitrijew                                              |
| Nr. 748 17. April 1987 | 13:5 (6:1, 3:2, 4:2) | 0 Schweiz | * | 0Wien, AUT | 0WM 1987 / EM 1987 | |
| Aufstellung            | Tor: Jewgeni Beloscheikin Verteidigung: Alexei Kassatonow, Wjatscheslaw Fetissow, Sergei Starikow (1), Igor Stelnow, Sinetula Biljaletdinow, Alexei Gussarow (1) Sturm: Sergei Makarow (1), Igor Larionow, Wladimir Krutow (3), Andrei Chomutow (2), Wjatscheslaw Bykow (1), Waleri Kamenski (3), Sergei Swetlow, Anatoli Semjonow, Michail Warnakow, Michail Wassiljew, Alexander Semak (1), Juri Chmyljow Trainer / Assistenten: Wiktor Tichonow / Wladimir Jursinow / Igor Dmitrijew | Tor: Jewgeni Beloscheikin Verteidigung: Alexei Kassatonow, Wjatscheslaw Fetissow, Sergei Starikow (1), Igor Stelnow, Sinetula Biljaletdinow, Alexei Gussarow (1) Sturm: Sergei Makarow (1), Igor Larionow, Wladimir Krutow (3), Andrei Chomutow (2), Wjatscheslaw Bykow (1), Waleri Kamenski (3), Sergei Swetlow, Anatoli Semjonow, Michail Warnakow, Michail Wassiljew, Alexander Semak (1), Juri Chmyljow Trainer / Assistenten: Wiktor Tichonow / Wladimir Jursinow / Igor Dmitrijew | Tor: Jewgeni Beloscheikin Verteidigung: Alexei Kassatonow, Wjatscheslaw Fetissow, Sergei Starikow (1), Igor Stelnow, Sinetula Biljaletdinow, Alexei Gussarow (1) Sturm: Sergei Makarow (1), Igor Larionow, Wladimir Krutow (3), Andrei Chomutow (2), Wjatscheslaw Bykow (1), Waleri Kamenski (3), Sergei Swetlow, Anatoli Semjonow, Michail Warnakow, Michail Wassiljew, Alexander Semak (1), Juri Chmyljow Trainer / Assistenten: Wiktor Tichonow / Wladimir Jursinow / Igor Dmitrijew | Tor: Jewgeni Beloscheikin Verteidigung: Alexei Kassatonow, Wjatscheslaw Fetissow, Sergei Starikow (1), Igor Stelnow, Sinetula Biljaletdinow, Alexei Gussarow (1) Sturm: Sergei Makarow (1), Igor Larionow, Wladimir Krutow (3), Andrei Chomutow (2), Wjatscheslaw Bykow (1), Waleri Kamenski (3), Sergei Swetlow, Anatoli Semjonow, Michail Warnakow, Michail Wassiljew, Alexander Semak (1), Juri Chmyljow Trainer / Assistenten: Wiktor Tichonow / Wladimir Jursinow / Igor Dmitrijew | Tor: Jewgeni Beloscheikin Verteidigung: Alexei Kassatonow, Wjatscheslaw Fetissow, Sergei Starikow (1), Igor Stelnow, Sinetula Biljaletdinow, Alexei Gussarow (1) Sturm: Sergei Makarow (1), Igor Larionow, Wladimir Krutow (3), Andrei Chomutow (2), Wjatscheslaw Bykow (1), Waleri Kamenski (3), Sergei Swetlow, Anatoli Semjonow, Michail Warnakow, Michail Wassiljew, Alexander Semak (1), Juri Chmyljow Trainer / Assistenten: Wiktor Tichonow / Wladimir Jursinow / Igor Dmitrijew | Tor: Jewgeni Beloscheikin Verteidigung: Alexei Kassatonow, Wjatscheslaw Fetissow, Sergei Starikow (1), Igor Stelnow, Sinetula Biljaletdinow, Alexei Gussarow (1) Sturm: Sergei Makarow (1), Igor Larionow, Wladimir Krutow (3), Andrei Chomutow (2), Wjatscheslaw Bykow (1), Waleri Kamenski (3), Sergei Swetlow, Anatoli Semjonow, Michail Warnakow, Michail Wassiljew, Alexander Semak (1), Juri Chmyljow Trainer / Assistenten: Wiktor Tichonow / Wladimir Jursinow / Igor Dmitrijew |
| Nr. 749 18. April 1987 | 7:0 (0:0, 3:0, 4:0) | 0 BR Deutschland | * | 0Wien, AUT | 0WM 1987 / EM 1987 | |
| Aufstellung            | Tor: Jewgeni Beloscheikin Verteidigung: Alexei Kassatonow, Wjatscheslaw Fetissow, Sergei Starikow (1), Igor Stelnow, Sinetula Biljaletdinow, Alexei Gussarow Sturm: Sergei Makarow (1), Igor Larionow (2), Wladimir Krutow, Andrei Chomutow, Wjatscheslaw Bykow (2), Waleri Kamenski, Sergei Swetlow, Anatoli Semjonow, Michail Warnakow, Michail Wassiljew, Alexander Semak, Juri Chmyljow (1) Trainer / Assistenten: Wiktor Tichonow / Wladimir Jursinow / Igor Dmitrijew | Tor: Jewgeni Beloscheikin Verteidigung: Alexei Kassatonow, Wjatscheslaw Fetissow, Sergei Starikow (1), Igor Stelnow, Sinetula Biljaletdinow, Alexei Gussarow Sturm: Sergei Makarow (1), Igor Larionow (2), Wladimir Krutow, Andrei Chomutow, Wjatscheslaw Bykow (2), Waleri Kamenski, Sergei Swetlow, Anatoli Semjonow, Michail Warnakow, Michail Wassiljew, Alexander Semak, Juri Chmyljow (1) Trainer / Assistenten: Wiktor Tichonow / Wladimir Jursinow / Igor Dmitrijew | Tor: Jewgeni Beloscheikin Verteidigung: Alexei Kassatonow, Wjatscheslaw Fetissow, Sergei Starikow (1), Igor Stelnow, Sinetula Biljaletdinow, Alexei Gussarow Sturm: Sergei Makarow (1), Igor Larionow (2), Wladimir Krutow, Andrei Chomutow, Wjatscheslaw Bykow (2), Waleri Kamenski, Sergei Swetlow, Anatoli Semjonow, Michail Warnakow, Michail Wassiljew, Alexander Semak, Juri Chmyljow (1) Trainer / Assistenten: Wiktor Tichonow / Wladimir Jursinow / Igor Dmitrijew | Tor: Jewgeni Beloscheikin Verteidigung: Alexei Kassatonow, Wjatscheslaw Fetissow, Sergei Starikow (1), Igor Stelnow, Sinetula Biljaletdinow, Alexei Gussarow Sturm: Sergei Makarow (1), Igor Larionow (2), Wladimir Krutow, Andrei Chomutow, Wjatscheslaw Bykow (2), Waleri Kamenski, Sergei Swetlow, Anatoli Semjonow, Michail Warnakow, Michail Wassiljew, Alexander Semak, Juri Chmyljow (1) Trainer / Assistenten: Wiktor Tichonow / Wladimir Jursinow / Igor Dmitrijew | Tor: Jewgeni Beloscheikin Verteidigung: Alexei Kassatonow, Wjatscheslaw Fetissow, Sergei Starikow (1), Igor Stelnow, Sinetula Biljaletdinow, Alexei Gussarow Sturm: Sergei Makarow (1), Igor Larionow (2), Wladimir Krutow, Andrei Chomutow, Wjatscheslaw Bykow (2), Waleri Kamenski, Sergei Swetlow, Anatoli Semjonow, Michail Warnakow, Michail Wassiljew, Alexander Semak, Juri Chmyljow (1) Trainer / Assistenten: Wiktor Tichonow / Wladimir Jursinow / Igor Dmitrijew | Tor: Jewgeni Beloscheikin Verteidigung: Alexei Kassatonow, Wjatscheslaw Fetissow, Sergei Starikow (1), Igor Stelnow, Sinetula Biljaletdinow, Alexei Gussarow Sturm: Sergei Makarow (1), Igor Larionow (2), Wladimir Krutow, Andrei Chomutow, Wjatscheslaw Bykow (2), Waleri Kamenski, Sergei Swetlow, Anatoli Semjonow, Michail Warnakow, Michail Wassiljew, Alexander Semak, Juri Chmyljow (1) Trainer / Assistenten: Wiktor Tichonow / Wladimir Jursinow / Igor Dmitrijew |
| Nr. 750 20. April 1987 | 11:2 (5:1, 4:0, 2:1) | 0 USA | * | 0Wien, AUT | 0WM 1987 / EM 1987 | |
| Aufstellung            | Tor: Jewgeni Beloscheikin Verteidigung: Alexei Kassatonow (1), Wjatscheslaw Fetissow, Sergei Starikow, Igor Stelnow, Sinetula Biljaletdinow, Alexei Gussarow Sturm: Sergei Makarow, Igor Larionow, Wladimir Krutow (2), Andrei Chomutow, Wjatscheslaw Bykow (1), Waleri Kamenski (1), Sergei Swetlow (3), Anatoli Semjonow (2), Sergei Prjakin, Michail Wassiljew (1), Alexander Semak, Juri Chmyljow Trainer / Assistenten: Wiktor Tichonow / Wladimir Jursinow / Igor Dmitrijew | Tor: Jewgeni Beloscheikin Verteidigung: Alexei Kassatonow (1), Wjatscheslaw Fetissow, Sergei Starikow, Igor Stelnow, Sinetula Biljaletdinow, Alexei Gussarow Sturm: Sergei Makarow, Igor Larionow, Wladimir Krutow (2), Andrei Chomutow, Wjatscheslaw Bykow (1), Waleri Kamenski (1), Sergei Swetlow (3), Anatoli Semjonow (2), Sergei Prjakin, Michail Wassiljew (1), Alexander Semak, Juri Chmyljow Trainer / Assistenten: Wiktor Tichonow / Wladimir Jursinow / Igor Dmitrijew | Tor: Jewgeni Beloscheikin Verteidigung: Alexei Kassatonow (1), Wjatscheslaw Fetissow, Sergei Starikow, Igor Stelnow, Sinetula Biljaletdinow, Alexei Gussarow Sturm: Sergei Makarow, Igor Larionow, Wladimir Krutow (2), Andrei Chomutow, Wjatscheslaw Bykow (1), Waleri Kamenski (1), Sergei Swetlow (3), Anatoli Semjonow (2), Sergei Prjakin, Michail Wassiljew (1), Alexander Semak, Juri Chmyljow Trainer / Assistenten: Wiktor Tichonow / Wladimir Jursinow / Igor Dmitrijew | Tor: Jewgeni Beloscheikin Verteidigung: Alexei Kassatonow (1), Wjatscheslaw Fetissow, Sergei Starikow, Igor Stelnow, Sinetula Biljaletdinow, Alexei Gussarow Sturm: Sergei Makarow, Igor Larionow, Wladimir Krutow (2), Andrei Chomutow, Wjatscheslaw Bykow (1), Waleri Kamenski (1), Sergei Swetlow (3), Anatoli Semjonow (2), Sergei Prjakin, Michail Wassiljew (1), Alexander Semak, Juri Chmyljow Trainer / Assistenten: Wiktor Tichonow / Wladimir Jursinow / Igor Dmitrijew | Tor: Jewgeni Beloscheikin Verteidigung: Alexei Kassatonow (1), Wjatscheslaw Fetissow, Sergei Starikow, Igor Stelnow, Sinetula Biljaletdinow, Alexei Gussarow Sturm: Sergei Makarow, Igor Larionow, Wladimir Krutow (2), Andrei Chomutow, Wjatscheslaw Bykow (1), Waleri Kamenski (1), Sergei Swetlow (3), Anatoli Semjonow (2), Sergei Prjakin, Michail Wassiljew (1), Alexander Semak, Juri Chmyljow Trainer / Assistenten: Wiktor Tichonow / Wladimir Jursinow / Igor Dmitrijew | Tor: Jewgeni Beloscheikin Verteidigung: Alexei Kassatonow (1), Wjatscheslaw Fetissow, Sergei Starikow, Igor Stelnow, Sinetula Biljaletdinow, Alexei Gussarow Sturm: Sergei Makarow, Igor Larionow, Wladimir Krutow (2), Andrei Chomutow, Wjatscheslaw Bykow (1), Waleri Kamenski (1), Sergei Swetlow (3), Anatoli Semjonow (2), Sergei Prjakin, Michail Wassiljew (1), Alexander Semak, Juri Chmyljow Trainer / Assistenten: Wiktor Tichonow / Wladimir Jursinow / Igor Dmitrijew |
| Nr. 751 21. April 1987 | 6:1 (0:0, 3:0, 3:1) | 0 Tschechoslowakei | * | 0Wien, AUT | 0WM 1987 / EM 1987 | |
| Aufstellung            | Tor: Jewgeni Beloscheikin Verteidigung: Alexei Kassatonow (1), Wjatscheslaw Fetissow (2), Sergei Starikow (1), Igor Stelnow, Alexei Gussarow, Wassili Perwuchin Sturm: Sergei Makarow, Igor Larionow (1), Wladimir Krutow, Andrei Chomutow, Wjatscheslaw Bykow (1), Waleri Kamenski, Sergei Swetlow, Anatoli Semjonow, Sergei Prjakin, Michail Wassiljew, Alexander Semak, Juri Chmyljow Trainer / Assistenten: Wiktor Tichonow / Wladimir Jursinow / Igor Dmitrijew | Tor: Jewgeni Beloscheikin Verteidigung: Alexei Kassatonow (1), Wjatscheslaw Fetissow (2), Sergei Starikow (1), Igor Stelnow, Alexei Gussarow, Wassili Perwuchin Sturm: Sergei Makarow, Igor Larionow (1), Wladimir Krutow, Andrei Chomutow, Wjatscheslaw Bykow (1), Waleri Kamenski, Sergei Swetlow, Anatoli Semjonow, Sergei Prjakin, Michail Wassiljew, Alexander Semak, Juri Chmyljow Trainer / Assistenten: Wiktor Tichonow / Wladimir Jursinow / Igor Dmitrijew | Tor: Jewgeni Beloscheikin Verteidigung: Alexei Kassatonow (1), Wjatscheslaw Fetissow (2), Sergei Starikow (1), Igor Stelnow, Alexei Gussarow, Wassili Perwuchin Sturm: Sergei Makarow, Igor Larionow (1), Wladimir Krutow, Andrei Chomutow, Wjatscheslaw Bykow (1), Waleri Kamenski, Sergei Swetlow, Anatoli Semjonow, Sergei Prjakin, Michail Wassiljew, Alexander Semak, Juri Chmyljow Trainer / Assistenten: Wiktor Tichonow / Wladimir Jursinow / Igor Dmitrijew | Tor: Jewgeni Beloscheikin Verteidigung: Alexei Kassatonow (1), Wjatscheslaw Fetissow (2), Sergei Starikow (1), Igor Stelnow, Alexei Gussarow, Wassili Perwuchin Sturm: Sergei Makarow, Igor Larionow (1), Wladimir Krutow, Andrei Chomutow, Wjatscheslaw Bykow (1), Waleri Kamenski, Sergei Swetlow, Anatoli Semjonow, Sergei Prjakin, Michail Wassiljew, Alexander Semak, Juri Chmyljow Trainer / Assistenten: Wiktor Tichonow / Wladimir Jursinow / Igor Dmitrijew | Tor: Jewgeni Beloscheikin Verteidigung: Alexei Kassatonow (1), Wjatscheslaw Fetissow (2), Sergei Starikow (1), Igor Stelnow, Alexei Gussarow, Wassili Perwuchin Sturm: Sergei Makarow, Igor Larionow (1), Wladimir Krutow, Andrei Chomutow, Wjatscheslaw Bykow (1), Waleri Kamenski, Sergei Swetlow, Anatoli Semjonow, Sergei Prjakin, Michail Wassiljew, Alexander Semak, Juri Chmyljow Trainer / Assistenten: Wiktor Tichonow / Wladimir Jursinow / Igor Dmitrijew | Tor: Jewgeni Beloscheikin Verteidigung: Alexei Kassatonow (1), Wjatscheslaw Fetissow (2), Sergei Starikow (1), Igor Stelnow, Alexei Gussarow, Wassili Perwuchin Sturm: Sergei Makarow, Igor Larionow (1), Wladimir Krutow, Andrei Chomutow, Wjatscheslaw Bykow (1), Waleri Kamenski, Sergei Swetlow, Anatoli Semjonow, Sergei Prjakin, Michail Wassiljew, Alexander Semak, Juri Chmyljow Trainer / Assistenten: Wiktor Tichonow / Wladimir Jursinow / Igor Dmitrijew |
| Nr. 752 23. April 1987 | 4:0 (0:0, 2:0, 2:0) | 0 Finnland | * | 0Wien, AUT | 0WM 1987 / EM 1987 | |
| Aufstellung            | Tor: Jewgeni Beloscheikin Verteidigung: Alexei Kassatonow (1), Wjatscheslaw Fetissow, Sergei Starikow, Igor Stelnow, Alexei Gussarow, Wassili Perwuchin Sturm: Sergei Makarow, Igor Larionow (1), Wladimir Krutow (1), Andrei Chomutow, Wjatscheslaw Bykow, Waleri Kamenski, Sergei Swetlow (1), Anatoli Semjonow, Sergei Prjakin, Michail Wassiljew, Alexander Semak, Juri Chmyljow Trainer / Assistenten: Wiktor Tichonow / Wladimir Jursinow / Igor Dmitrijew | Tor: Jewgeni Beloscheikin Verteidigung: Alexei Kassatonow (1), Wjatscheslaw Fetissow, Sergei Starikow, Igor Stelnow, Alexei Gussarow, Wassili Perwuchin Sturm: Sergei Makarow, Igor Larionow (1), Wladimir Krutow (1), Andrei Chomutow, Wjatscheslaw Bykow, Waleri Kamenski, Sergei Swetlow (1), Anatoli Semjonow, Sergei Prjakin, Michail Wassiljew, Alexander Semak, Juri Chmyljow Trainer / Assistenten: Wiktor Tichonow / Wladimir Jursinow / Igor Dmitrijew | Tor: Jewgeni Beloscheikin Verteidigung: Alexei Kassatonow (1), Wjatscheslaw Fetissow, Sergei Starikow, Igor Stelnow, Alexei Gussarow, Wassili Perwuchin Sturm: Sergei Makarow, Igor Larionow (1), Wladimir Krutow (1), Andrei Chomutow, Wjatscheslaw Bykow, Waleri Kamenski, Sergei Swetlow (1), Anatoli Semjonow, Sergei Prjakin, Michail Wassiljew, Alexander Semak, Juri Chmyljow Trainer / Assistenten: Wiktor Tichonow / Wladimir Jursinow / Igor Dmitrijew | Tor: Jewgeni Beloscheikin Verteidigung: Alexei Kassatonow (1), Wjatscheslaw Fetissow, Sergei Starikow, Igor Stelnow, Alexei Gussarow, Wassili Perwuchin Sturm: Sergei Makarow, Igor Larionow (1), Wladimir Krutow (1), Andrei Chomutow, Wjatscheslaw Bykow, Waleri Kamenski, Sergei Swetlow (1), Anatoli Semjonow, Sergei Prjakin, Michail Wassiljew, Alexander Semak, Juri Chmyljow Trainer / Assistenten: Wiktor Tichonow / Wladimir Jursinow / Igor Dmitrijew | Tor: Jewgeni Beloscheikin Verteidigung: Alexei Kassatonow (1), Wjatscheslaw Fetissow, Sergei Starikow, Igor Stelnow, Alexei Gussarow, Wassili Perwuchin Sturm: Sergei Makarow, Igor Larionow (1), Wladimir Krutow (1), Andrei Chomutow, Wjatscheslaw Bykow, Waleri Kamenski, Sergei Swetlow (1), Anatoli Semjonow, Sergei Prjakin, Michail Wassiljew, Alexander Semak, Juri Chmyljow Trainer / Assistenten: Wiktor Tichonow / Wladimir Jursinow / Igor Dmitrijew | Tor: Jewgeni Beloscheikin Verteidigung: Alexei Kassatonow (1), Wjatscheslaw Fetissow, Sergei Starikow, Igor Stelnow, Alexei Gussarow, Wassili Perwuchin Sturm: Sergei Makarow, Igor Larionow (1), Wladimir Krutow (1), Andrei Chomutow, Wjatscheslaw Bykow, Waleri Kamenski, Sergei Swetlow (1), Anatoli Semjonow, Sergei Prjakin, Michail Wassiljew, Alexander Semak, Juri Chmyljow Trainer / Assistenten: Wiktor Tichonow / Wladimir Jursinow / Igor Dmitrijew |
| Nr. 753 24. April 1987 | 3:2 (1:1, 1:1, 1:0) | 0 Kanada | * | 0Wien, AUT | 0WM 1987 / EM 1987 | |
| Aufstellung            | Tor: Jewgeni Beloscheikin Verteidigung: Alexei Kassatonow, Wjatscheslaw Fetissow, Sergei Starikow, Igor Stelnow, Sinetula Biljaletdinow, Alexei Gussarow Sturm: Sergei Makarow (1), Igor Larionow, Wladimir Krutow (1), Andrei Chomutow, Wjatscheslaw Bykow, Waleri Kamenski (1), Sergei Swetlow, Anatoli Semjonow, Sergei Prjakin, Michail Wassiljew, Alexander Semak, Juri Chmyljow Trainer / Assistenten: Wiktor Tichonow / Wladimir Jursinow / Igor Dmitrijew | Tor: Jewgeni Beloscheikin Verteidigung: Alexei Kassatonow, Wjatscheslaw Fetissow, Sergei Starikow, Igor Stelnow, Sinetula Biljaletdinow, Alexei Gussarow Sturm: Sergei Makarow (1), Igor Larionow, Wladimir Krutow (1), Andrei Chomutow, Wjatscheslaw Bykow, Waleri Kamenski (1), Sergei Swetlow, Anatoli Semjonow, Sergei Prjakin, Michail Wassiljew, Alexander Semak, Juri Chmyljow Trainer / Assistenten: Wiktor Tichonow / Wladimir Jursinow / Igor Dmitrijew | Tor: Jewgeni Beloscheikin Verteidigung: Alexei Kassatonow, Wjatscheslaw Fetissow, Sergei Starikow, Igor Stelnow, Sinetula Biljaletdinow, Alexei Gussarow Sturm: Sergei Makarow (1), Igor Larionow, Wladimir Krutow (1), Andrei Chomutow, Wjatscheslaw Bykow, Waleri Kamenski (1), Sergei Swetlow, Anatoli Semjonow, Sergei Prjakin, Michail Wassiljew, Alexander Semak, Juri Chmyljow Trainer / Assistenten: Wiktor Tichonow / Wladimir Jursinow / Igor Dmitrijew | Tor: Jewgeni Beloscheikin Verteidigung: Alexei Kassatonow, Wjatscheslaw Fetissow, Sergei Starikow, Igor Stelnow, Sinetula Biljaletdinow, Alexei Gussarow Sturm: Sergei Makarow (1), Igor Larionow, Wladimir Krutow (1), Andrei Chomutow, Wjatscheslaw Bykow, Waleri Kamenski (1), Sergei Swetlow, Anatoli Semjonow, Sergei Prjakin, Michail Wassiljew, Alexander Semak, Juri Chmyljow Trainer / Assistenten: Wiktor Tichonow / Wladimir Jursinow / Igor Dmitrijew | Tor: Jewgeni Beloscheikin Verteidigung: Alexei Kassatonow, Wjatscheslaw Fetissow, Sergei Starikow, Igor Stelnow, Sinetula Biljaletdinow, Alexei Gussarow Sturm: Sergei Makarow (1), Igor Larionow, Wladimir Krutow (1), Andrei Chomutow, Wjatscheslaw Bykow, Waleri Kamenski (1), Sergei Swetlow, Anatoli Semjonow, Sergei Prjakin, Michail Wassiljew, Alexander Semak, Juri Chmyljow Trainer / Assistenten: Wiktor Tichonow / Wladimir Jursinow / Igor Dmitrijew | Tor: Jewgeni Beloscheikin Verteidigung: Alexei Kassatonow, Wjatscheslaw Fetissow, Sergei Starikow, Igor Stelnow, Sinetula Biljaletdinow, Alexei Gussarow Sturm: Sergei Makarow (1), Igor Larionow, Wladimir Krutow (1), Andrei Chomutow, Wjatscheslaw Bykow, Waleri Kamenski (1), Sergei Swetlow, Anatoli Semjonow, Sergei Prjakin, Michail Wassiljew, Alexander Semak, Juri Chmyljow Trainer / Assistenten: Wiktor Tichonow / Wladimir Jursinow / Igor Dmitrijew |
| Nr. 754 26. April 1987 | 4:2 (1:1, 2:1, 1:0) | 0 Schweden | * | 0Wien, AUT | 0WM 1987 / EM 1987 | |
| Aufstellung            | Tor: Jewgeni Beloscheikin Verteidigung: Alexei Kassatonow, Wjatscheslaw Fetissow, Alexei Gussarow, Wassili Perwuchin, Sergei Starikow (1), Igor Stelnow Sturm: Sergei Makarow (1), Igor Larionow, Wladimir Krutow (1), Sergei Swetlow (1), Anatoli Semjonow, Sergei Prjakin, Michail Wassiljew, Wjatscheslaw Bykow, Waleri Kamenski, Alexander Semak, Juri Chmyljow Trainer / Assistenten: Wiktor Tichonow / Wladimir Jursinow / Igor Dmitrijew | Tor: Jewgeni Beloscheikin Verteidigung: Alexei Kassatonow, Wjatscheslaw Fetissow, Alexei Gussarow, Wassili Perwuchin, Sergei Starikow (1), Igor Stelnow Sturm: Sergei Makarow (1), Igor Larionow, Wladimir Krutow (1), Sergei Swetlow (1), Anatoli Semjonow, Sergei Prjakin, Michail Wassiljew, Wjatscheslaw Bykow, Waleri Kamenski, Alexander Semak, Juri Chmyljow Trainer / Assistenten: Wiktor Tichonow / Wladimir Jursinow / Igor Dmitrijew | Tor: Jewgeni Beloscheikin Verteidigung: Alexei Kassatonow, Wjatscheslaw Fetissow, Alexei Gussarow, Wassili Perwuchin, Sergei Starikow (1), Igor Stelnow Sturm: Sergei Makarow (1), Igor Larionow, Wladimir Krutow (1), Sergei Swetlow (1), Anatoli Semjonow, Sergei Prjakin, Michail Wassiljew, Wjatscheslaw Bykow, Waleri Kamenski, Alexander Semak, Juri Chmyljow Trainer / Assistenten: Wiktor Tichonow / Wladimir Jursinow / Igor Dmitrijew | Tor: Jewgeni Beloscheikin Verteidigung: Alexei Kassatonow, Wjatscheslaw Fetissow, Alexei Gussarow, Wassili Perwuchin, Sergei Starikow (1), Igor Stelnow Sturm: Sergei Makarow (1), Igor Larionow, Wladimir Krutow (1), Sergei Swetlow (1), Anatoli Semjonow, Sergei Prjakin, Michail Wassiljew, Wjatscheslaw Bykow, Waleri Kamenski, Alexander Semak, Juri Chmyljow Trainer / Assistenten: Wiktor Tichonow / Wladimir Jursinow / Igor Dmitrijew | Tor: Jewgeni Beloscheikin Verteidigung: Alexei Kassatonow, Wjatscheslaw Fetissow, Alexei Gussarow, Wassili Perwuchin, Sergei Starikow (1), Igor Stelnow Sturm: Sergei Makarow (1), Igor Larionow, Wladimir Krutow (1), Sergei Swetlow (1), Anatoli Semjonow, Sergei Prjakin, Michail Wassiljew, Wjatscheslaw Bykow, Waleri Kamenski, Alexander Semak, Juri Chmyljow Trainer / Assistenten: Wiktor Tichonow / Wladimir Jursinow / Igor Dmitrijew | Tor: Jewgeni Beloscheikin Verteidigung: Alexei Kassatonow, Wjatscheslaw Fetissow, Alexei Gussarow, Wassili Perwuchin, Sergei Starikow (1), Igor Stelnow Sturm: Sergei Makarow (1), Igor Larionow, Wladimir Krutow (1), Sergei Swetlow (1), Anatoli Semjonow, Sergei Prjakin, Michail Wassiljew, Wjatscheslaw Bykow, Waleri Kamenski, Alexander Semak, Juri Chmyljow Trainer / Assistenten: Wiktor Tichonow / Wladimir Jursinow / Igor Dmitrijew |
| Nr. 755 29. April 1987 | 0:0 | 0 Kanada | * | 0Wien, AUT | 0WM 1987 / EM 1987 | |
| Aufstellung            | Tor: Jewgeni Beloscheikin Verteidigung: Alexei Kassatonow, Wjatscheslaw Fetissow, Sergei Starikow, Igor Stelnow, Alexei Gussarow, Wassili Perwuchin Sturm: Sergei Makarow, Igor Larionow, Wladimir Krutow, Andrei Chomutow, Wjatscheslaw Bykow, Waleri Kamenski, Sergei Swetlow, Anatoli Semjonow, Sergei Prjakin, Michail Wassiljew, Alexander Semak, Juri Chmyljow Trainer / Assistenten: Wiktor Tichonow / Wladimir Jursinow / Igor Dmitrijew | Tor: Jewgeni Beloscheikin Verteidigung: Alexei Kassatonow, Wjatscheslaw Fetissow, Sergei Starikow, Igor Stelnow, Alexei Gussarow, Wassili Perwuchin Sturm: Sergei Makarow, Igor Larionow, Wladimir Krutow, Andrei Chomutow, Wjatscheslaw Bykow, Waleri Kamenski, Sergei Swetlow, Anatoli Semjonow, Sergei Prjakin, Michail Wassiljew, Alexander Semak, Juri Chmyljow Trainer / Assistenten: Wiktor Tichonow / Wladimir Jursinow / Igor Dmitrijew | Tor: Jewgeni Beloscheikin Verteidigung: Alexei Kassatonow, Wjatscheslaw Fetissow, Sergei Starikow, Igor Stelnow, Alexei Gussarow, Wassili Perwuchin Sturm: Sergei Makarow, Igor Larionow, Wladimir Krutow, Andrei Chomutow, Wjatscheslaw Bykow, Waleri Kamenski, Sergei Swetlow, Anatoli Semjonow, Sergei Prjakin, Michail Wassiljew, Alexander Semak, Juri Chmyljow Trainer / Assistenten: Wiktor Tichonow / Wladimir Jursinow / Igor Dmitrijew | Tor: Jewgeni Beloscheikin Verteidigung: Alexei Kassatonow, Wjatscheslaw Fetissow, Sergei Starikow, Igor Stelnow, Alexei Gussarow, Wassili Perwuchin Sturm: Sergei Makarow, Igor Larionow, Wladimir Krutow, Andrei Chomutow, Wjatscheslaw Bykow, Waleri Kamenski, Sergei Swetlow, Anatoli Semjonow, Sergei Prjakin, Michail Wassiljew, Alexander Semak, Juri Chmyljow Trainer / Assistenten: Wiktor Tichonow / Wladimir Jursinow / Igor Dmitrijew | Tor: Jewgeni Beloscheikin Verteidigung: Alexei Kassatonow, Wjatscheslaw Fetissow, Sergei Starikow, Igor Stelnow, Alexei Gussarow, Wassili Perwuchin Sturm: Sergei Makarow, Igor Larionow, Wladimir Krutow, Andrei Chomutow, Wjatscheslaw Bykow, Waleri Kamenski, Sergei Swetlow, Anatoli Semjonow, Sergei Prjakin, Michail Wassiljew, Alexander Semak, Juri Chmyljow Trainer / Assistenten: Wiktor Tichonow / Wladimir Jursinow / Igor Dmitrijew | Tor: Jewgeni Beloscheikin Verteidigung: Alexei Kassatonow, Wjatscheslaw Fetissow, Sergei Starikow, Igor Stelnow, Alexei Gussarow, Wassili Perwuchin Sturm: Sergei Makarow, Igor Larionow, Wladimir Krutow, Andrei Chomutow, Wjatscheslaw Bykow, Waleri Kamenski, Sergei Swetlow, Anatoli Semjonow, Sergei Prjakin, Michail Wassiljew, Alexander Semak, Juri Chmyljow Trainer / Assistenten: Wiktor Tichonow / Wladimir Jursinow / Igor Dmitrijew |
| Nr. 756 1. Mai 1987    | 2:2 (1:1, 0:0, 1:1) | 0 Schweden | * | 0Wien, AUT | 0WM 1987 / EM 1987 | |
| Aufstellung            | Tor: Jewgeni Beloscheikin Verteidigung: Alexei Kassatonow, Wjatscheslaw Fetissow, Sergei Starikow, Igor Stelnow, Alexei Gussarow, Wassili Perwuchin Sturm: Sergei Makarow, Igor Larionow, Wladimir Krutow (2), Andrei Chomutow, Wjatscheslaw Bykow, Waleri Kamenski, Sergei Swetlow, Anatoli Semjonow, Sergei Prjakin, Michail Wassiljew, Alexander Semak, Juri Chmyljow Trainer / Assistenten: Wiktor Tichonow / Wladimir Jursinow / Igor Dmitrijew | Tor: Jewgeni Beloscheikin Verteidigung: Alexei Kassatonow, Wjatscheslaw Fetissow, Sergei Starikow, Igor Stelnow, Alexei Gussarow, Wassili Perwuchin Sturm: Sergei Makarow, Igor Larionow, Wladimir Krutow (2), Andrei Chomutow, Wjatscheslaw Bykow, Waleri Kamenski, Sergei Swetlow, Anatoli Semjonow, Sergei Prjakin, Michail Wassiljew, Alexander Semak, Juri Chmyljow Trainer / Assistenten: Wiktor Tichonow / Wladimir Jursinow / Igor Dmitrijew | Tor: Jewgeni Beloscheikin Verteidigung: Alexei Kassatonow, Wjatscheslaw Fetissow, Sergei Starikow, Igor Stelnow, Alexei Gussarow, Wassili Perwuchin Sturm: Sergei Makarow, Igor Larionow, Wladimir Krutow (2), Andrei Chomutow, Wjatscheslaw Bykow, Waleri Kamenski, Sergei Swetlow, Anatoli Semjonow, Sergei Prjakin, Michail Wassiljew, Alexander Semak, Juri Chmyljow Trainer / Assistenten: Wiktor Tichonow / Wladimir Jursinow / Igor Dmitrijew | Tor: Jewgeni Beloscheikin Verteidigung: Alexei Kassatonow, Wjatscheslaw Fetissow, Sergei Starikow, Igor Stelnow, Alexei Gussarow, Wassili Perwuchin Sturm: Sergei Makarow, Igor Larionow, Wladimir Krutow (2), Andrei Chomutow, Wjatscheslaw Bykow, Waleri Kamenski, Sergei Swetlow, Anatoli Semjonow, Sergei Prjakin, Michail Wassiljew, Alexander Semak, Juri Chmyljow Trainer / Assistenten: Wiktor Tichonow / Wladimir Jursinow / Igor Dmitrijew | Tor: Jewgeni Beloscheikin Verteidigung: Alexei Kassatonow, Wjatscheslaw Fetissow, Sergei Starikow, Igor Stelnow, Alexei Gussarow, Wassili Perwuchin Sturm: Sergei Makarow, Igor Larionow, Wladimir Krutow (2), Andrei Chomutow, Wjatscheslaw Bykow, Waleri Kamenski, Sergei Swetlow, Anatoli Semjonow, Sergei Prjakin, Michail Wassiljew, Alexander Semak, Juri Chmyljow Trainer / Assistenten: Wiktor Tichonow / Wladimir Jursinow / Igor Dmitrijew | Tor: Jewgeni Beloscheikin Verteidigung: Alexei Kassatonow, Wjatscheslaw Fetissow, Sergei Starikow, Igor Stelnow, Alexei Gussarow, Wassili Perwuchin Sturm: Sergei Makarow, Igor Larionow, Wladimir Krutow (2), Andrei Chomutow, Wjatscheslaw Bykow, Waleri Kamenski, Sergei Swetlow, Anatoli Semjonow, Sergei Prjakin, Michail Wassiljew, Alexander Semak, Juri Chmyljow Trainer / Assistenten: Wiktor Tichonow / Wladimir Jursinow / Igor Dmitrijew |
| Nr. 757 3. Mai 1987    | 2:1 (0:1, 0:0, 2:0) | 0 Tschechoslowakei | * | 0Wien, AUT | 0WM 1987 / EM 1987 | 0WM-Zweiter 025. EM-Titel |
| Aufstellung            | Tor: Jewgeni Beloscheikin Verteidigung: Alexei Kassatonow, Wjatscheslaw Fetissow, Sergei Starikow, Igor Stelnow (1), Alexei Gussarow, Wassili Perwuchin Sturm: Sergei Makarow, Igor Larionow, Wladimir Krutow (1), Andrei Chomutow, Wjatscheslaw Bykow, Waleri Kamenski, Sergei Swetlow, Anatoli Semjonow, Sergei Prjakin, Michail Wassiljew, Alexander Semak, Juri Chmyljow Trainer / Assistenten: Wiktor Tichonow / Wladimir Jursinow / Igor Dmitrijew | Tor: Jewgeni Beloscheikin Verteidigung: Alexei Kassatonow, Wjatscheslaw Fetissow, Sergei Starikow, Igor Stelnow (1), Alexei Gussarow, Wassili Perwuchin Sturm: Sergei Makarow, Igor Larionow, Wladimir Krutow (1), Andrei Chomutow, Wjatscheslaw Bykow, Waleri Kamenski, Sergei Swetlow, Anatoli Semjonow, Sergei Prjakin, Michail Wassiljew, Alexander Semak, Juri Chmyljow Trainer / Assistenten: Wiktor Tichonow / Wladimir Jursinow / Igor Dmitrijew | Tor: Jewgeni Beloscheikin Verteidigung: Alexei Kassatonow, Wjatscheslaw Fetissow, Sergei Starikow, Igor Stelnow (1), Alexei Gussarow, Wassili Perwuchin Sturm: Sergei Makarow, Igor Larionow, Wladimir Krutow (1), Andrei Chomutow, Wjatscheslaw Bykow, Waleri Kamenski, Sergei Swetlow, Anatoli Semjonow, Sergei Prjakin, Michail Wassiljew, Alexander Semak, Juri Chmyljow Trainer / Assistenten: Wiktor Tichonow / Wladimir Jursinow / Igor Dmitrijew | Tor: Jewgeni Beloscheikin Verteidigung: Alexei Kassatonow, Wjatscheslaw Fetissow, Sergei Starikow, Igor Stelnow (1), Alexei Gussarow, Wassili Perwuchin Sturm: Sergei Makarow, Igor Larionow, Wladimir Krutow (1), Andrei Chomutow, Wjatscheslaw Bykow, Waleri Kamenski, Sergei Swetlow, Anatoli Semjonow, Sergei Prjakin, Michail Wassiljew, Alexander Semak, Juri Chmyljow Trainer / Assistenten: Wiktor Tichonow / Wladimir Jursinow / Igor Dmitrijew | Tor: Jewgeni Beloscheikin Verteidigung: Alexei Kassatonow, Wjatscheslaw Fetissow, Sergei Starikow, Igor Stelnow (1), Alexei Gussarow, Wassili Perwuchin Sturm: Sergei Makarow, Igor Larionow, Wladimir Krutow (1), Andrei Chomutow, Wjatscheslaw Bykow, Waleri Kamenski, Sergei Swetlow, Anatoli Semjonow, Sergei Prjakin, Michail Wassiljew, Alexander Semak, Juri Chmyljow Trainer / Assistenten: Wiktor Tichonow / Wladimir Jursinow / Igor Dmitrijew | Tor: Jewgeni Beloscheikin Verteidigung: Alexei Kassatonow, Wjatscheslaw Fetissow, Sergei Starikow, Igor Stelnow (1), Alexei Gussarow, Wassili Perwuchin Sturm: Sergei Makarow, Igor Larionow, Wladimir Krutow (1), Andrei Chomutow, Wjatscheslaw Bykow, Waleri Kamenski, Sergei Swetlow, Anatoli Semjonow, Sergei Prjakin, Michail Wassiljew, Alexander Semak, Juri Chmyljow Trainer / Assistenten: Wiktor Tichonow / Wladimir Jursinow / Igor Dmitrijew |
| Nr. 758 7. Aug. 1987   | 5:2 (0:1, 2:1, 3:0) | 0 Schweden | A | 0Stockholm, SWE | 0Freundschaftsspiel | |
| Aufstellung            | Tor: Jewgeni Beloscheikin Verteidigung: Alexei Kassatonow, Wjatscheslaw Fetissow (1), Wassili Perwuchin, Anatoli Fedotow, Sergei Starikow, Igor Stelnow, Igor Krawtschuk, Alexei Gussarow Sturm: Sergei Makarow (2), Igor Larionow, Wladimir Krutow, Sergei Swetlow, Anatoli Semjonow, Andrei Lomakin, Andrei Chomutow (1), Wjatscheslaw Bykow (1), Waleri Kamenski, Sergei Prjakin, Sergei Nemtschinow, Juri Chmyljow, Wladimir Schtschurenko Trainer / Assistent: Wiktor Tichonow / Igor Dmitrijew                                                                                           | Tor: Jewgeni Beloscheikin Verteidigung: Alexei Kassatonow, Wjatscheslaw Fetissow (1), Wassili Perwuchin, Anatoli Fedotow, Sergei Starikow, Igor Stelnow, Igor Krawtschuk, Alexei Gussarow Sturm: Sergei Makarow (2), Igor Larionow, Wladimir Krutow, Sergei Swetlow, Anatoli Semjonow, Andrei Lomakin, Andrei Chomutow (1), Wjatscheslaw Bykow (1), Waleri Kamenski, Sergei Prjakin, Sergei Nemtschinow, Juri Chmyljow, Wladimir Schtschurenko Trainer / Assistent: Wiktor Tichonow / Igor Dmitrijew                                                                                           | Tor: Jewgeni Beloscheikin Verteidigung: Alexei Kassatonow, Wjatscheslaw Fetissow (1), Wassili Perwuchin, Anatoli Fedotow, Sergei Starikow, Igor Stelnow, Igor Krawtschuk, Alexei Gussarow Sturm: Sergei Makarow (2), Igor Larionow, Wladimir Krutow, Sergei Swetlow, Anatoli Semjonow, Andrei Lomakin, Andrei Chomutow (1), Wjatscheslaw Bykow (1), Waleri Kamenski, Sergei Prjakin, Sergei Nemtschinow, Juri Chmyljow, Wladimir Schtschurenko Trainer / Assistent: Wiktor Tichonow / Igor Dmitrijew                                                                                           | Tor: Jewgeni Beloscheikin Verteidigung: Alexei Kassatonow, Wjatscheslaw Fetissow (1), Wassili Perwuchin, Anatoli Fedotow, Sergei Starikow, Igor Stelnow, Igor Krawtschuk, Alexei Gussarow Sturm: Sergei Makarow (2), Igor Larionow, Wladimir Krutow, Sergei Swetlow, Anatoli Semjonow, Andrei Lomakin, Andrei Chomutow (1), Wjatscheslaw Bykow (1), Waleri Kamenski, Sergei Prjakin, Sergei Nemtschinow, Juri Chmyljow, Wladimir Schtschurenko Trainer / Assistent: Wiktor Tichonow / Igor Dmitrijew                                                                                           | Tor: Jewgeni Beloscheikin Verteidigung: Alexei Kassatonow, Wjatscheslaw Fetissow (1), Wassili Perwuchin, Anatoli Fedotow, Sergei Starikow, Igor Stelnow, Igor Krawtschuk, Alexei Gussarow Sturm: Sergei Makarow (2), Igor Larionow, Wladimir Krutow, Sergei Swetlow, Anatoli Semjonow, Andrei Lomakin, Andrei Chomutow (1), Wjatscheslaw Bykow (1), Waleri Kamenski, Sergei Prjakin, Sergei Nemtschinow, Juri Chmyljow, Wladimir Schtschurenko Trainer / Assistent: Wiktor Tichonow / Igor Dmitrijew                                                                                           | Tor: Jewgeni Beloscheikin Verteidigung: Alexei Kassatonow, Wjatscheslaw Fetissow (1), Wassili Perwuchin, Anatoli Fedotow, Sergei Starikow, Igor Stelnow, Igor Krawtschuk, Alexei Gussarow Sturm: Sergei Makarow (2), Igor Larionow, Wladimir Krutow, Sergei Swetlow, Anatoli Semjonow, Andrei Lomakin, Andrei Chomutow (1), Wjatscheslaw Bykow (1), Waleri Kamenski, Sergei Prjakin, Sergei Nemtschinow, Juri Chmyljow, Wladimir Schtschurenko Trainer / Assistent: Wiktor Tichonow / Igor Dmitrijew                                                                                           |
| Nr. 759 9. Aug. 1987   | 7:3 (2:2, 3:0, 2:1) | 0 Schweden | A | 0Örebro, SWE | 0Freundschaftsspiel | |
| Aufstellung            | Tor: Sergei Mylnikow Verteidigung: Alexei Kassatonow (1), Wjatscheslaw Fetissow, Wassili Perwuchin, Anatoli Fedotow, Sergei Starikow, Igor Stelnow, Igor Krawtschuk (1), Alexei Gussarow Sturm: Sergei Makarow, Igor Larionow (1), Wladimir Krutow (1), Sergei Swetlow, Anatoli Semjonow (1), Andrei Lomakin (1), Michail Krawez, Wjatscheslaw Bykow, Wladimir Schtschurenko, Sergei Prjakin (1), Alexander Semak, Juri Chmyljow, Andrei Chomutow, Waleri Kamenski Trainer / Assistent: Wiktor Tichonow / Igor Dmitrijew                                                                       | Tor: Sergei Mylnikow Verteidigung: Alexei Kassatonow (1), Wjatscheslaw Fetissow, Wassili Perwuchin, Anatoli Fedotow, Sergei Starikow, Igor Stelnow, Igor Krawtschuk (1), Alexei Gussarow Sturm: Sergei Makarow, Igor Larionow (1), Wladimir Krutow (1), Sergei Swetlow, Anatoli Semjonow (1), Andrei Lomakin (1), Michail Krawez, Wjatscheslaw Bykow, Wladimir Schtschurenko, Sergei Prjakin (1), Alexander Semak, Juri Chmyljow, Andrei Chomutow, Waleri Kamenski Trainer / Assistent: Wiktor Tichonow / Igor Dmitrijew                                                                       | Tor: Sergei Mylnikow Verteidigung: Alexei Kassatonow (1), Wjatscheslaw Fetissow, Wassili Perwuchin, Anatoli Fedotow, Sergei Starikow, Igor Stelnow, Igor Krawtschuk (1), Alexei Gussarow Sturm: Sergei Makarow, Igor Larionow (1), Wladimir Krutow (1), Sergei Swetlow, Anatoli Semjonow (1), Andrei Lomakin (1), Michail Krawez, Wjatscheslaw Bykow, Wladimir Schtschurenko, Sergei Prjakin (1), Alexander Semak, Juri Chmyljow, Andrei Chomutow, Waleri Kamenski Trainer / Assistent: Wiktor Tichonow / Igor Dmitrijew                                                                       | Tor: Sergei Mylnikow Verteidigung: Alexei Kassatonow (1), Wjatscheslaw Fetissow, Wassili Perwuchin, Anatoli Fedotow, Sergei Starikow, Igor Stelnow, Igor Krawtschuk (1), Alexei Gussarow Sturm: Sergei Makarow, Igor Larionow (1), Wladimir Krutow (1), Sergei Swetlow, Anatoli Semjonow (1), Andrei Lomakin (1), Michail Krawez, Wjatscheslaw Bykow, Wladimir Schtschurenko, Sergei Prjakin (1), Alexander Semak, Juri Chmyljow, Andrei Chomutow, Waleri Kamenski Trainer / Assistent: Wiktor Tichonow / Igor Dmitrijew                                                                       | Tor: Sergei Mylnikow Verteidigung: Alexei Kassatonow (1), Wjatscheslaw Fetissow, Wassili Perwuchin, Anatoli Fedotow, Sergei Starikow, Igor Stelnow, Igor Krawtschuk (1), Alexei Gussarow Sturm: Sergei Makarow, Igor Larionow (1), Wladimir Krutow (1), Sergei Swetlow, Anatoli Semjonow (1), Andrei Lomakin (1), Michail Krawez, Wjatscheslaw Bykow, Wladimir Schtschurenko, Sergei Prjakin (1), Alexander Semak, Juri Chmyljow, Andrei Chomutow, Waleri Kamenski Trainer / Assistent: Wiktor Tichonow / Igor Dmitrijew                                                                       | Tor: Sergei Mylnikow Verteidigung: Alexei Kassatonow (1), Wjatscheslaw Fetissow, Wassili Perwuchin, Anatoli Fedotow, Sergei Starikow, Igor Stelnow, Igor Krawtschuk (1), Alexei Gussarow Sturm: Sergei Makarow, Igor Larionow (1), Wladimir Krutow (1), Sergei Swetlow, Anatoli Semjonow (1), Andrei Lomakin (1), Michail Krawez, Wjatscheslaw Bykow, Wladimir Schtschurenko, Sergei Prjakin (1), Alexander Semak, Juri Chmyljow, Andrei Chomutow, Waleri Kamenski Trainer / Assistent: Wiktor Tichonow / Igor Dmitrijew                                                                       |
| Nr. 760 22. Aug. 1987  | 9:4 (2:0, 2:1, 5:3) | 0 Kanada | A | 0Hamilton, CAN | 0Freundschaftsspiel | |
| Aufstellung            | Tor: Jewgeni Beloscheikin Verteidigung: Alexei Kassatonow, Wjatscheslaw Fetissow (1), Wassili Perwuchin, Anatoli Fedotow, Igor Krawtschuk, Igor Stelnow Sturm: Sergei Makarow, Igor Larionow (1), Wladimir Krutow, Sergei Swetlow (2), Anatoli Semjonow, Andrei Lomakin (1), Andrei Chomutow (1), Wjatscheslaw Bykow, Waleri Kamenski (1), Sergei Prjakin, Alexander Semak (1), Juri Chmyljow (1) Trainer / Assistent: Wiktor Tichonow / Igor Dmitrijew | Tor: Jewgeni Beloscheikin Verteidigung: Alexei Kassatonow, Wjatscheslaw Fetissow (1), Wassili Perwuchin, Anatoli Fedotow, Igor Krawtschuk, Igor Stelnow Sturm: Sergei Makarow, Igor Larionow (1), Wladimir Krutow, Sergei Swetlow (2), Anatoli Semjonow, Andrei Lomakin (1), Andrei Chomutow (1), Wjatscheslaw Bykow, Waleri Kamenski (1), Sergei Prjakin, Alexander Semak (1), Juri Chmyljow (1) Trainer / Assistent: Wiktor Tichonow / Igor Dmitrijew | Tor: Jewgeni Beloscheikin Verteidigung: Alexei Kassatonow, Wjatscheslaw Fetissow (1), Wassili Perwuchin, Anatoli Fedotow, Igor Krawtschuk, Igor Stelnow Sturm: Sergei Makarow, Igor Larionow (1), Wladimir Krutow, Sergei Swetlow (2), Anatoli Semjonow, Andrei Lomakin (1), Andrei Chomutow (1), Wjatscheslaw Bykow, Waleri Kamenski (1), Sergei Prjakin, Alexander Semak (1), Juri Chmyljow (1) Trainer / Assistent: Wiktor Tichonow / Igor Dmitrijew | Tor: Jewgeni Beloscheikin Verteidigung: Alexei Kassatonow, Wjatscheslaw Fetissow (1), Wassili Perwuchin, Anatoli Fedotow, Igor Krawtschuk, Igor Stelnow Sturm: Sergei Makarow, Igor Larionow (1), Wladimir Krutow, Sergei Swetlow (2), Anatoli Semjonow, Andrei Lomakin (1), Andrei Chomutow (1), Wjatscheslaw Bykow, Waleri Kamenski (1), Sergei Prjakin, Alexander Semak (1), Juri Chmyljow (1) Trainer / Assistent: Wiktor Tichonow / Igor Dmitrijew | Tor: Jewgeni Beloscheikin Verteidigung: Alexei Kassatonow, Wjatscheslaw Fetissow (1), Wassili Perwuchin, Anatoli Fedotow, Igor Krawtschuk, Igor Stelnow Sturm: Sergei Makarow, Igor Larionow (1), Wladimir Krutow, Sergei Swetlow (2), Anatoli Semjonow, Andrei Lomakin (1), Andrei Chomutow (1), Wjatscheslaw Bykow, Waleri Kamenski (1), Sergei Prjakin, Alexander Semak (1), Juri Chmyljow (1) Trainer / Assistent: Wiktor Tichonow / Igor Dmitrijew | Tor: Jewgeni Beloscheikin Verteidigung: Alexei Kassatonow, Wjatscheslaw Fetissow (1), Wassili Perwuchin, Anatoli Fedotow, Igor Krawtschuk, Igor Stelnow Sturm: Sergei Makarow, Igor Larionow (1), Wladimir Krutow, Sergei Swetlow (2), Anatoli Semjonow, Andrei Lomakin (1), Andrei Chomutow (1), Wjatscheslaw Bykow, Waleri Kamenski (1), Sergei Prjakin, Alexander Semak (1), Juri Chmyljow (1) Trainer / Assistent: Wiktor Tichonow / Igor Dmitrijew |
| Nr. 761 25. Aug. 1987  | 2:5 (1:1, 1:0, 0:4) | 0 Kanada | A | 0Calgary, CAN | 0Freundschaftsspiel | |
| Aufstellung            | Tor: Sergei Mylnikow Verteidigung: Alexei Kassatonow, Alexei Gussarow, Wassili Perwuchin, Anatoli Fedotow, Sergei Starikow, Igor Stelnow Sturm: Michail Krawez (1), Igor Larionow, Wladimir Krutow, Sergei Swetlow, Anatoli Semjonow, Andrei Lomakin, Andrei Chomutow (1), Alexander Semak, Waleri Kamenski, Sergei Prjakin, Sergei Nemtschinow, Juri Chmyljow Trainer / Assistent: Wiktor Tichonow / Igor Dmitrijew | Tor: Sergei Mylnikow Verteidigung: Alexei Kassatonow, Alexei Gussarow, Wassili Perwuchin, Anatoli Fedotow, Sergei Starikow, Igor Stelnow Sturm: Michail Krawez (1), Igor Larionow, Wladimir Krutow, Sergei Swetlow, Anatoli Semjonow, Andrei Lomakin, Andrei Chomutow (1), Alexander Semak, Waleri Kamenski, Sergei Prjakin, Sergei Nemtschinow, Juri Chmyljow Trainer / Assistent: Wiktor Tichonow / Igor Dmitrijew | Tor: Sergei Mylnikow Verteidigung: Alexei Kassatonow, Alexei Gussarow, Wassili Perwuchin, Anatoli Fedotow, Sergei Starikow, Igor Stelnow Sturm: Michail Krawez (1), Igor Larionow, Wladimir Krutow, Sergei Swetlow, Anatoli Semjonow, Andrei Lomakin, Andrei Chomutow (1), Alexander Semak, Waleri Kamenski, Sergei Prjakin, Sergei Nemtschinow, Juri Chmyljow Trainer / Assistent: Wiktor Tichonow / Igor Dmitrijew | Tor: Sergei Mylnikow Verteidigung: Alexei Kassatonow, Alexei Gussarow, Wassili Perwuchin, Anatoli Fedotow, Sergei Starikow, Igor Stelnow Sturm: Michail Krawez (1), Igor Larionow, Wladimir Krutow, Sergei Swetlow, Anatoli Semjonow, Andrei Lomakin, Andrei Chomutow (1), Alexander Semak, Waleri Kamenski, Sergei Prjakin, Sergei Nemtschinow, Juri Chmyljow Trainer / Assistent: Wiktor Tichonow / Igor Dmitrijew | Tor: Sergei Mylnikow Verteidigung: Alexei Kassatonow, Alexei Gussarow, Wassili Perwuchin, Anatoli Fedotow, Sergei Starikow, Igor Stelnow Sturm: Michail Krawez (1), Igor Larionow, Wladimir Krutow, Sergei Swetlow, Anatoli Semjonow, Andrei Lomakin, Andrei Chomutow (1), Alexander Semak, Waleri Kamenski, Sergei Prjakin, Sergei Nemtschinow, Juri Chmyljow Trainer / Assistent: Wiktor Tichonow / Igor Dmitrijew | Tor: Sergei Mylnikow Verteidigung: Alexei Kassatonow, Alexei Gussarow, Wassili Perwuchin, Anatoli Fedotow, Sergei Starikow, Igor Stelnow Sturm: Michail Krawez (1), Igor Larionow, Wladimir Krutow, Sergei Swetlow, Anatoli Semjonow, Andrei Lomakin, Andrei Chomutow (1), Alexander Semak, Waleri Kamenski, Sergei Prjakin, Sergei Nemtschinow, Juri Chmyljow Trainer / Assistent: Wiktor Tichonow / Igor Dmitrijew |
| Nr. 762 29. Aug. 1987  | 3:5 (1:3, 2:1, 0:1) | 0 Kanada | A | 0Calgary, CAN | 0Freundschaftsspiel | |
| Aufstellung            | Tor: Jewgeni Beloscheikin Verteidigung: Alexei Kassatonow, Wjatscheslaw Fetissow, Igor Krawtschuk, Igor Stelnow, Alexei Gussarow, Wassili Perwuchin Sturm: Sergei Makarow, Igor Larionow, Wladimir Krutow (1), Andrei Chomutow (1), Wjatscheslaw Bykow, Waleri Kamenski (1), Sergei Swetlow, Anatoli Semjonow, Andrei Lomakin, Sergei Prjakin, Sergei Nemtschinow, Juri Chmyljow Trainer / Assistent: Wiktor Tichonow / Igor Dmitrijew | Tor: Jewgeni Beloscheikin Verteidigung: Alexei Kassatonow, Wjatscheslaw Fetissow, Igor Krawtschuk, Igor Stelnow, Alexei Gussarow, Wassili Perwuchin Sturm: Sergei Makarow, Igor Larionow, Wladimir Krutow (1), Andrei Chomutow (1), Wjatscheslaw Bykow, Waleri Kamenski (1), Sergei Swetlow, Anatoli Semjonow, Andrei Lomakin, Sergei Prjakin, Sergei Nemtschinow, Juri Chmyljow Trainer / Assistent: Wiktor Tichonow / Igor Dmitrijew | Tor: Jewgeni Beloscheikin Verteidigung: Alexei Kassatonow, Wjatscheslaw Fetissow, Igor Krawtschuk, Igor Stelnow, Alexei Gussarow, Wassili Perwuchin Sturm: Sergei Makarow, Igor Larionow, Wladimir Krutow (1), Andrei Chomutow (1), Wjatscheslaw Bykow, Waleri Kamenski (1), Sergei Swetlow, Anatoli Semjonow, Andrei Lomakin, Sergei Prjakin, Sergei Nemtschinow, Juri Chmyljow Trainer / Assistent: Wiktor Tichonow / Igor Dmitrijew | Tor: Jewgeni Beloscheikin Verteidigung: Alexei Kassatonow, Wjatscheslaw Fetissow, Igor Krawtschuk, Igor Stelnow, Alexei Gussarow, Wassili Perwuchin Sturm: Sergei Makarow, Igor Larionow, Wladimir Krutow (1), Andrei Chomutow (1), Wjatscheslaw Bykow, Waleri Kamenski (1), Sergei Swetlow, Anatoli Semjonow, Andrei Lomakin, Sergei Prjakin, Sergei Nemtschinow, Juri Chmyljow Trainer / Assistent: Wiktor Tichonow / Igor Dmitrijew | Tor: Jewgeni Beloscheikin Verteidigung: Alexei Kassatonow, Wjatscheslaw Fetissow, Igor Krawtschuk, Igor Stelnow, Alexei Gussarow, Wassili Perwuchin Sturm: Sergei Makarow, Igor Larionow, Wladimir Krutow (1), Andrei Chomutow (1), Wjatscheslaw Bykow, Waleri Kamenski (1), Sergei Swetlow, Anatoli Semjonow, Andrei Lomakin, Sergei Prjakin, Sergei Nemtschinow, Juri Chmyljow Trainer / Assistent: Wiktor Tichonow / Igor Dmitrijew | Tor: Jewgeni Beloscheikin Verteidigung: Alexei Kassatonow, Wjatscheslaw Fetissow, Igor Krawtschuk, Igor Stelnow, Alexei Gussarow, Wassili Perwuchin Sturm: Sergei Makarow, Igor Larionow, Wladimir Krutow (1), Andrei Chomutow (1), Wjatscheslaw Bykow, Waleri Kamenski (1), Sergei Swetlow, Anatoli Semjonow, Andrei Lomakin, Sergei Prjakin, Sergei Nemtschinow, Juri Chmyljow Trainer / Assistent: Wiktor Tichonow / Igor Dmitrijew |
| Nr. 763 31. Aug. 1987  | 4:0 (2:0, 1:0, 1:0) | 0 Tschechoslowakei | * | 0Regina, CAN | 0Canada Cup 1987 | |
| Aufstellung            | Tor: Sergei Mylnikow Verteidigung: Alexei Kassatonow, Wjatscheslaw Fetissow, Wassili Perwuchin, Anatoli Fedotow, Igor Krawtschuk, Igor Stelnow (1) Sturm: Sergei Makarow, Igor Larionow, Wladimir Krutow (1), Sergei Swetlow, Anatoli Semjonow (1), Andrei Lomakin, Andrei Chomutow, Wjatscheslaw Bykow, Waleri Kamenski, Sergei Prjakin, Alexander Semak (1), Juri Chmyljow Trainer / Assistent: Wiktor Tichonow / Igor Dmitrijew | Tor: Sergei Mylnikow Verteidigung: Alexei Kassatonow, Wjatscheslaw Fetissow, Wassili Perwuchin, Anatoli Fedotow, Igor Krawtschuk, Igor Stelnow (1) Sturm: Sergei Makarow, Igor Larionow, Wladimir Krutow (1), Sergei Swetlow, Anatoli Semjonow (1), Andrei Lomakin, Andrei Chomutow, Wjatscheslaw Bykow, Waleri Kamenski, Sergei Prjakin, Alexander Semak (1), Juri Chmyljow Trainer / Assistent: Wiktor Tichonow / Igor Dmitrijew | Tor: Sergei Mylnikow Verteidigung: Alexei Kassatonow, Wjatscheslaw Fetissow, Wassili Perwuchin, Anatoli Fedotow, Igor Krawtschuk, Igor Stelnow (1) Sturm: Sergei Makarow, Igor Larionow, Wladimir Krutow (1), Sergei Swetlow, Anatoli Semjonow (1), Andrei Lomakin, Andrei Chomutow, Wjatscheslaw Bykow, Waleri Kamenski, Sergei Prjakin, Alexander Semak (1), Juri Chmyljow Trainer / Assistent: Wiktor Tichonow / Igor Dmitrijew | Tor: Sergei Mylnikow Verteidigung: Alexei Kassatonow, Wjatscheslaw Fetissow, Wassili Perwuchin, Anatoli Fedotow, Igor Krawtschuk, Igor Stelnow (1) Sturm: Sergei Makarow, Igor Larionow, Wladimir Krutow (1), Sergei Swetlow, Anatoli Semjonow (1), Andrei Lomakin, Andrei Chomutow, Wjatscheslaw Bykow, Waleri Kamenski, Sergei Prjakin, Alexander Semak (1), Juri Chmyljow Trainer / Assistent: Wiktor Tichonow / Igor Dmitrijew | Tor: Sergei Mylnikow Verteidigung: Alexei Kassatonow, Wjatscheslaw Fetissow, Wassili Perwuchin, Anatoli Fedotow, Igor Krawtschuk, Igor Stelnow (1) Sturm: Sergei Makarow, Igor Larionow, Wladimir Krutow (1), Sergei Swetlow, Anatoli Semjonow (1), Andrei Lomakin, Andrei Chomutow, Wjatscheslaw Bykow, Waleri Kamenski, Sergei Prjakin, Alexander Semak (1), Juri Chmyljow Trainer / Assistent: Wiktor Tichonow / Igor Dmitrijew | Tor: Sergei Mylnikow Verteidigung: Alexei Kassatonow, Wjatscheslaw Fetissow, Wassili Perwuchin, Anatoli Fedotow, Igor Krawtschuk, Igor Stelnow (1) Sturm: Sergei Makarow, Igor Larionow, Wladimir Krutow (1), Sergei Swetlow, Anatoli Semjonow (1), Andrei Lomakin, Andrei Chomutow, Wjatscheslaw Bykow, Waleri Kamenski, Sergei Prjakin, Alexander Semak (1), Juri Chmyljow Trainer / Assistent: Wiktor Tichonow / Igor Dmitrijew |
| Nr. 764 2. Sep. 1987   | 7:4 (3:3, 3:0, 1:1) | 0 Finnland | * | 0Halifax, CAN | 0Canada Cup 1987 | |
| Aufstellung            | Tor: Sergei Mylnikow Verteidigung: Alexei Kassatonow, Wjatscheslaw Fetissow, Igor Krawtschuk, Igor Stelnow, Wassili Perwuchin, Anatoli Fedotow Sturm: Sergei Makarow (3), Igor Larionow, Wladimir Krutow, Andrei Chomutow, Wjatscheslaw Bykow, Waleri Kamenski (2), Sergei Swetlow, Anatoli Semjonow, Andrei Lomakin (2), Sergei Prjakin, Alexander Semak, Juri Chmyljow Trainer / Assistent: Wiktor Tichonow / Igor Dmitrijew | Tor: Sergei Mylnikow Verteidigung: Alexei Kassatonow, Wjatscheslaw Fetissow, Igor Krawtschuk, Igor Stelnow, Wassili Perwuchin, Anatoli Fedotow Sturm: Sergei Makarow (3), Igor Larionow, Wladimir Krutow, Andrei Chomutow, Wjatscheslaw Bykow, Waleri Kamenski (2), Sergei Swetlow, Anatoli Semjonow, Andrei Lomakin (2), Sergei Prjakin, Alexander Semak, Juri Chmyljow Trainer / Assistent: Wiktor Tichonow / Igor Dmitrijew | Tor: Sergei Mylnikow Verteidigung: Alexei Kassatonow, Wjatscheslaw Fetissow, Igor Krawtschuk, Igor Stelnow, Wassili Perwuchin, Anatoli Fedotow Sturm: Sergei Makarow (3), Igor Larionow, Wladimir Krutow, Andrei Chomutow, Wjatscheslaw Bykow, Waleri Kamenski (2), Sergei Swetlow, Anatoli Semjonow, Andrei Lomakin (2), Sergei Prjakin, Alexander Semak, Juri Chmyljow Trainer / Assistent: Wiktor Tichonow / Igor Dmitrijew | Tor: Sergei Mylnikow Verteidigung: Alexei Kassatonow, Wjatscheslaw Fetissow, Igor Krawtschuk, Igor Stelnow, Wassili Perwuchin, Anatoli Fedotow Sturm: Sergei Makarow (3), Igor Larionow, Wladimir Krutow, Andrei Chomutow, Wjatscheslaw Bykow, Waleri Kamenski (2), Sergei Swetlow, Anatoli Semjonow, Andrei Lomakin (2), Sergei Prjakin, Alexander Semak, Juri Chmyljow Trainer / Assistent: Wiktor Tichonow / Igor Dmitrijew | Tor: Sergei Mylnikow Verteidigung: Alexei Kassatonow, Wjatscheslaw Fetissow, Igor Krawtschuk, Igor Stelnow, Wassili Perwuchin, Anatoli Fedotow Sturm: Sergei Makarow (3), Igor Larionow, Wladimir Krutow, Andrei Chomutow, Wjatscheslaw Bykow, Waleri Kamenski (2), Sergei Swetlow, Anatoli Semjonow, Andrei Lomakin (2), Sergei Prjakin, Alexander Semak, Juri Chmyljow Trainer / Assistent: Wiktor Tichonow / Igor Dmitrijew | Tor: Sergei Mylnikow Verteidigung: Alexei Kassatonow, Wjatscheslaw Fetissow, Igor Krawtschuk, Igor Stelnow, Wassili Perwuchin, Anatoli Fedotow Sturm: Sergei Makarow (3), Igor Larionow, Wladimir Krutow, Andrei Chomutow, Wjatscheslaw Bykow, Waleri Kamenski (2), Sergei Swetlow, Anatoli Semjonow, Andrei Lomakin (2), Sergei Prjakin, Alexander Semak, Juri Chmyljow Trainer / Assistent: Wiktor Tichonow / Igor Dmitrijew |
| Nr. 765 4. Sep. 1987   | 5:1 (2:0, 1:1, 2:0) | 0 USA | A | 0Hartford, USA | 0Canada Cup 1987 | |
| Aufstellung            | Tor: Sergei Mylnikow Verteidigung: Alexei Kassatonow, Wjatscheslaw Fetissow, Igor Krawtschuk, Igor Stelnow, Wassili Perwuchin, Anatoli Fedotow Sturm: Sergei Makarow (1), Igor Larionow, Wladimir Krutow (1), Andrei Chomutow, Wjatscheslaw Bykow, Waleri Kamenski (1), Sergei Swetlow (1), Anatoli Semjonow (1), Andrei Lomakin, Sergei Prjakin, Alexander Semak, Juri Chmyljow Trainer / Assistent: Wiktor Tichonow / Igor Dmitrijew | Tor: Sergei Mylnikow Verteidigung: Alexei Kassatonow, Wjatscheslaw Fetissow, Igor Krawtschuk, Igor Stelnow, Wassili Perwuchin, Anatoli Fedotow Sturm: Sergei Makarow (1), Igor Larionow, Wladimir Krutow (1), Andrei Chomutow, Wjatscheslaw Bykow, Waleri Kamenski (1), Sergei Swetlow (1), Anatoli Semjonow (1), Andrei Lomakin, Sergei Prjakin, Alexander Semak, Juri Chmyljow Trainer / Assistent: Wiktor Tichonow / Igor Dmitrijew | Tor: Sergei Mylnikow Verteidigung: Alexei Kassatonow, Wjatscheslaw Fetissow, Igor Krawtschuk, Igor Stelnow, Wassili Perwuchin, Anatoli Fedotow Sturm: Sergei Makarow (1), Igor Larionow, Wladimir Krutow (1), Andrei Chomutow, Wjatscheslaw Bykow, Waleri Kamenski (1), Sergei Swetlow (1), Anatoli Semjonow (1), Andrei Lomakin, Sergei Prjakin, Alexander Semak, Juri Chmyljow Trainer / Assistent: Wiktor Tichonow / Igor Dmitrijew | Tor: Sergei Mylnikow Verteidigung: Alexei Kassatonow, Wjatscheslaw Fetissow, Igor Krawtschuk, Igor Stelnow, Wassili Perwuchin, Anatoli Fedotow Sturm: Sergei Makarow (1), Igor Larionow, Wladimir Krutow (1), Andrei Chomutow, Wjatscheslaw Bykow, Waleri Kamenski (1), Sergei Swetlow (1), Anatoli Semjonow (1), Andrei Lomakin, Sergei Prjakin, Alexander Semak, Juri Chmyljow Trainer / Assistent: Wiktor Tichonow / Igor Dmitrijew | Tor: Sergei Mylnikow Verteidigung: Alexei Kassatonow, Wjatscheslaw Fetissow, Igor Krawtschuk, Igor Stelnow, Wassili Perwuchin, Anatoli Fedotow Sturm: Sergei Makarow (1), Igor Larionow, Wladimir Krutow (1), Andrei Chomutow, Wjatscheslaw Bykow, Waleri Kamenski (1), Sergei Swetlow (1), Anatoli Semjonow (1), Andrei Lomakin, Sergei Prjakin, Alexander Semak, Juri Chmyljow Trainer / Assistent: Wiktor Tichonow / Igor Dmitrijew | Tor: Sergei Mylnikow Verteidigung: Alexei Kassatonow, Wjatscheslaw Fetissow, Igor Krawtschuk, Igor Stelnow, Wassili Perwuchin, Anatoli Fedotow Sturm: Sergei Makarow (1), Igor Larionow, Wladimir Krutow (1), Andrei Chomutow, Wjatscheslaw Bykow, Waleri Kamenski (1), Sergei Swetlow (1), Anatoli Semjonow (1), Andrei Lomakin, Sergei Prjakin, Alexander Semak, Juri Chmyljow Trainer / Assistent: Wiktor Tichonow / Igor Dmitrijew |
| Nr. 766 6. Sep. 1987   | 3:3 (0:1, 3:1, 0:1) | 0 Kanada | A | 0Hamilton, CAN | 0Canada Cup 1987 | |
| Aufstellung            | Tor: Jewgeni Beloscheikin Verteidigung: Alexei Kassatonow, Wjatscheslaw Fetissow, Alexei Gussarow, Igor Stelnow, Wassili Perwuchin, Anatoli Fedotow Sturm: Sergei Makarow, Igor Larionow, Wladimir Krutow (1), Andrei Chomutow, Wjatscheslaw Bykow, Waleri Kamenski, Sergei Swetlow (2), Anatoli Semjonow, Andrei Lomakin, Sergei Prjakin, Sergei Nemtschinow, Juri Chmyljow Trainer / Assistent: Wiktor Tichonow / Igor Dmitrijew | Tor: Jewgeni Beloscheikin Verteidigung: Alexei Kassatonow, Wjatscheslaw Fetissow, Alexei Gussarow, Igor Stelnow, Wassili Perwuchin, Anatoli Fedotow Sturm: Sergei Makarow, Igor Larionow, Wladimir Krutow (1), Andrei Chomutow, Wjatscheslaw Bykow, Waleri Kamenski, Sergei Swetlow (2), Anatoli Semjonow, Andrei Lomakin, Sergei Prjakin, Sergei Nemtschinow, Juri Chmyljow Trainer / Assistent: Wiktor Tichonow / Igor Dmitrijew | Tor: Jewgeni Beloscheikin Verteidigung: Alexei Kassatonow, Wjatscheslaw Fetissow, Alexei Gussarow, Igor Stelnow, Wassili Perwuchin, Anatoli Fedotow Sturm: Sergei Makarow, Igor Larionow, Wladimir Krutow (1), Andrei Chomutow, Wjatscheslaw Bykow, Waleri Kamenski, Sergei Swetlow (2), Anatoli Semjonow, Andrei Lomakin, Sergei Prjakin, Sergei Nemtschinow, Juri Chmyljow Trainer / Assistent: Wiktor Tichonow / Igor Dmitrijew | Tor: Jewgeni Beloscheikin Verteidigung: Alexei Kassatonow, Wjatscheslaw Fetissow, Alexei Gussarow, Igor Stelnow, Wassili Perwuchin, Anatoli Fedotow Sturm: Sergei Makarow, Igor Larionow, Wladimir Krutow (1), Andrei Chomutow, Wjatscheslaw Bykow, Waleri Kamenski, Sergei Swetlow (2), Anatoli Semjonow, Andrei Lomakin, Sergei Prjakin, Sergei Nemtschinow, Juri Chmyljow Trainer / Assistent: Wiktor Tichonow / Igor Dmitrijew | Tor: Jewgeni Beloscheikin Verteidigung: Alexei Kassatonow, Wjatscheslaw Fetissow, Alexei Gussarow, Igor Stelnow, Wassili Perwuchin, Anatoli Fedotow Sturm: Sergei Makarow, Igor Larionow, Wladimir Krutow (1), Andrei Chomutow, Wjatscheslaw Bykow, Waleri Kamenski, Sergei Swetlow (2), Anatoli Semjonow, Andrei Lomakin, Sergei Prjakin, Sergei Nemtschinow, Juri Chmyljow Trainer / Assistent: Wiktor Tichonow / Igor Dmitrijew | Tor: Jewgeni Beloscheikin Verteidigung: Alexei Kassatonow, Wjatscheslaw Fetissow, Alexei Gussarow, Igor Stelnow, Wassili Perwuchin, Anatoli Fedotow Sturm: Sergei Makarow, Igor Larionow, Wladimir Krutow (1), Andrei Chomutow, Wjatscheslaw Bykow, Waleri Kamenski, Sergei Swetlow (2), Anatoli Semjonow, Andrei Lomakin, Sergei Prjakin, Sergei Nemtschinow, Juri Chmyljow Trainer / Assistent: Wiktor Tichonow / Igor Dmitrijew |
| Nr. 767 8. Sep. 1987   | 4:2 (1:0, 2:1, 1:1) | 0 Schweden | * | 0Hamilton, CAN | 0Canada Cup 1987 | |
| Aufstellung            | Tor: Sergei Mylnikow Verteidigung: Alexei Kassatonow, Wjatscheslaw Fetissow, Wassili Perwuchin, Anatoli Fedotow, Alexei Gussarow, Igor Stelnow Sturm: Sergei Makarow (1), Igor Larionow (1), Wladimir Krutow (1), Sergei Swetlow, Anatoli Semjonow, Andrei Lomakin, Andrei Chomutow, Wjatscheslaw Bykow (1), Waleri Kamenski, Sergei Prjakin, Alexander Semak, Juri Chmyljow Trainer / Assistent: Wiktor Tichonow / Igor Dmitrijew | Tor: Sergei Mylnikow Verteidigung: Alexei Kassatonow, Wjatscheslaw Fetissow, Wassili Perwuchin, Anatoli Fedotow, Alexei Gussarow, Igor Stelnow Sturm: Sergei Makarow (1), Igor Larionow (1), Wladimir Krutow (1), Sergei Swetlow, Anatoli Semjonow, Andrei Lomakin, Andrei Chomutow, Wjatscheslaw Bykow (1), Waleri Kamenski, Sergei Prjakin, Alexander Semak, Juri Chmyljow Trainer / Assistent: Wiktor Tichonow / Igor Dmitrijew | Tor: Sergei Mylnikow Verteidigung: Alexei Kassatonow, Wjatscheslaw Fetissow, Wassili Perwuchin, Anatoli Fedotow, Alexei Gussarow, Igor Stelnow Sturm: Sergei Makarow (1), Igor Larionow (1), Wladimir Krutow (1), Sergei Swetlow, Anatoli Semjonow, Andrei Lomakin, Andrei Chomutow, Wjatscheslaw Bykow (1), Waleri Kamenski, Sergei Prjakin, Alexander Semak, Juri Chmyljow Trainer / Assistent: Wiktor Tichonow / Igor Dmitrijew | Tor: Sergei Mylnikow Verteidigung: Alexei Kassatonow, Wjatscheslaw Fetissow, Wassili Perwuchin, Anatoli Fedotow, Alexei Gussarow, Igor Stelnow Sturm: Sergei Makarow (1), Igor Larionow (1), Wladimir Krutow (1), Sergei Swetlow, Anatoli Semjonow, Andrei Lomakin, Andrei Chomutow, Wjatscheslaw Bykow (1), Waleri Kamenski, Sergei Prjakin, Alexander Semak, Juri Chmyljow Trainer / Assistent: Wiktor Tichonow / Igor Dmitrijew | Tor: Sergei Mylnikow Verteidigung: Alexei Kassatonow, Wjatscheslaw Fetissow, Wassili Perwuchin, Anatoli Fedotow, Alexei Gussarow, Igor Stelnow Sturm: Sergei Makarow (1), Igor Larionow (1), Wladimir Krutow (1), Sergei Swetlow, Anatoli Semjonow, Andrei Lomakin, Andrei Chomutow, Wjatscheslaw Bykow (1), Waleri Kamenski, Sergei Prjakin, Alexander Semak, Juri Chmyljow Trainer / Assistent: Wiktor Tichonow / Igor Dmitrijew | Tor: Sergei Mylnikow Verteidigung: Alexei Kassatonow, Wjatscheslaw Fetissow, Wassili Perwuchin, Anatoli Fedotow, Alexei Gussarow, Igor Stelnow Sturm: Sergei Makarow (1), Igor Larionow (1), Wladimir Krutow (1), Sergei Swetlow, Anatoli Semjonow, Andrei Lomakin, Andrei Chomutow, Wjatscheslaw Bykow (1), Waleri Kamenski, Sergei Prjakin, Alexander Semak, Juri Chmyljow Trainer / Assistent: Wiktor Tichonow / Igor Dmitrijew |
| Nr. 768 11. Sep. 1987  | 6:5 OT (3:1, 1:1, 1:3, 1:0) | 0 Kanada | A | 0Montreal, CAN | 0Canada Cup 1987 | |
| Aufstellung            | Tor: Sergei Mylnikow Verteidigung: Alexei Kassatonow (1), Wjatscheslaw Fetissow, Alexei Gussarow, Igor Stelnow, Wassili Perwuchin, Anatoli Fedotow Sturm: Sergei Makarow (1), Igor Larionow, Wladimir Krutow (1), Andrei Chomutow (1), Wjatscheslaw Bykow, Waleri Kamenski (1), Andrei Lomakin, Anatoli Semjonow, Alexander Semak (1), Sergei Prjakin, Sergei Nemtschinow, Juri Chmyljow Trainer / Assistent: Wiktor Tichonow / Igor Dmitrijew | Tor: Sergei Mylnikow Verteidigung: Alexei Kassatonow (1), Wjatscheslaw Fetissow, Alexei Gussarow, Igor Stelnow, Wassili Perwuchin, Anatoli Fedotow Sturm: Sergei Makarow (1), Igor Larionow, Wladimir Krutow (1), Andrei Chomutow (1), Wjatscheslaw Bykow, Waleri Kamenski (1), Andrei Lomakin, Anatoli Semjonow, Alexander Semak (1), Sergei Prjakin, Sergei Nemtschinow, Juri Chmyljow Trainer / Assistent: Wiktor Tichonow / Igor Dmitrijew | Tor: Sergei Mylnikow Verteidigung: Alexei Kassatonow (1), Wjatscheslaw Fetissow, Alexei Gussarow, Igor Stelnow, Wassili Perwuchin, Anatoli Fedotow Sturm: Sergei Makarow (1), Igor Larionow, Wladimir Krutow (1), Andrei Chomutow (1), Wjatscheslaw Bykow, Waleri Kamenski (1), Andrei Lomakin, Anatoli Semjonow, Alexander Semak (1), Sergei Prjakin, Sergei Nemtschinow, Juri Chmyljow Trainer / Assistent: Wiktor Tichonow / Igor Dmitrijew | Tor: Sergei Mylnikow Verteidigung: Alexei Kassatonow (1), Wjatscheslaw Fetissow, Alexei Gussarow, Igor Stelnow, Wassili Perwuchin, Anatoli Fedotow Sturm: Sergei Makarow (1), Igor Larionow, Wladimir Krutow (1), Andrei Chomutow (1), Wjatscheslaw Bykow, Waleri Kamenski (1), Andrei Lomakin, Anatoli Semjonow, Alexander Semak (1), Sergei Prjakin, Sergei Nemtschinow, Juri Chmyljow Trainer / Assistent: Wiktor Tichonow / Igor Dmitrijew | Tor: Sergei Mylnikow Verteidigung: Alexei Kassatonow (1), Wjatscheslaw Fetissow, Alexei Gussarow, Igor Stelnow, Wassili Perwuchin, Anatoli Fedotow Sturm: Sergei Makarow (1), Igor Larionow, Wladimir Krutow (1), Andrei Chomutow (1), Wjatscheslaw Bykow, Waleri Kamenski (1), Andrei Lomakin, Anatoli Semjonow, Alexander Semak (1), Sergei Prjakin, Sergei Nemtschinow, Juri Chmyljow Trainer / Assistent: Wiktor Tichonow / Igor Dmitrijew | Tor: Sergei Mylnikow Verteidigung: Alexei Kassatonow (1), Wjatscheslaw Fetissow, Alexei Gussarow, Igor Stelnow, Wassili Perwuchin, Anatoli Fedotow Sturm: Sergei Makarow (1), Igor Larionow, Wladimir Krutow (1), Andrei Chomutow (1), Wjatscheslaw Bykow, Waleri Kamenski (1), Andrei Lomakin, Anatoli Semjonow, Alexander Semak (1), Sergei Prjakin, Sergei Nemtschinow, Juri Chmyljow Trainer / Assistent: Wiktor Tichonow / Igor Dmitrijew |
| Nr. 769 13. Sep. 1987  | 5:6 OT 2 (1:3, 2:1, 2:1, 0:0, 0:1) | 0 Kanada | A | 0Hamilton, CAN | 0Canada Cup 1987 | |
| Aufstellung            | Tor: Jewgeni Beloscheikin Verteidigung: Alexei Kassatonow, Wjatscheslaw Fetissow (1), Alexei Gussarow, Igor Stelnow, Wassili Perwuchin, Anatoli Fedotow Sturm: Sergei Makarow, Igor Larionow, Wladimir Krutow (1), Andrei Chomutow (1), Wjatscheslaw Bykow (1), Waleri Kamenski (1), Andrei Lomakin, Anatoli Semjonow, Alexander Semak, Sergei Prjakin, Sergei Nemtschinow, Juri Chmyljow Trainer / Assistent: Wiktor Tichonow / Igor Dmitrijew | Tor: Jewgeni Beloscheikin Verteidigung: Alexei Kassatonow, Wjatscheslaw Fetissow (1), Alexei Gussarow, Igor Stelnow, Wassili Perwuchin, Anatoli Fedotow Sturm: Sergei Makarow, Igor Larionow, Wladimir Krutow (1), Andrei Chomutow (1), Wjatscheslaw Bykow (1), Waleri Kamenski (1), Andrei Lomakin, Anatoli Semjonow, Alexander Semak, Sergei Prjakin, Sergei Nemtschinow, Juri Chmyljow Trainer / Assistent: Wiktor Tichonow / Igor Dmitrijew | Tor: Jewgeni Beloscheikin Verteidigung: Alexei Kassatonow, Wjatscheslaw Fetissow (1), Alexei Gussarow, Igor Stelnow, Wassili Perwuchin, Anatoli Fedotow Sturm: Sergei Makarow, Igor Larionow, Wladimir Krutow (1), Andrei Chomutow (1), Wjatscheslaw Bykow (1), Waleri Kamenski (1), Andrei Lomakin, Anatoli Semjonow, Alexander Semak, Sergei Prjakin, Sergei Nemtschinow, Juri Chmyljow Trainer / Assistent: Wiktor Tichonow / Igor Dmitrijew | Tor: Jewgeni Beloscheikin Verteidigung: Alexei Kassatonow, Wjatscheslaw Fetissow (1), Alexei Gussarow, Igor Stelnow, Wassili Perwuchin, Anatoli Fedotow Sturm: Sergei Makarow, Igor Larionow, Wladimir Krutow (1), Andrei Chomutow (1), Wjatscheslaw Bykow (1), Waleri Kamenski (1), Andrei Lomakin, Anatoli Semjonow, Alexander Semak, Sergei Prjakin, Sergei Nemtschinow, Juri Chmyljow Trainer / Assistent: Wiktor Tichonow / Igor Dmitrijew | Tor: Jewgeni Beloscheikin Verteidigung: Alexei Kassatonow, Wjatscheslaw Fetissow (1), Alexei Gussarow, Igor Stelnow, Wassili Perwuchin, Anatoli Fedotow Sturm: Sergei Makarow, Igor Larionow, Wladimir Krutow (1), Andrei Chomutow (1), Wjatscheslaw Bykow (1), Waleri Kamenski (1), Andrei Lomakin, Anatoli Semjonow, Alexander Semak, Sergei Prjakin, Sergei Nemtschinow, Juri Chmyljow Trainer / Assistent: Wiktor Tichonow / Igor Dmitrijew | Tor: Jewgeni Beloscheikin Verteidigung: Alexei Kassatonow, Wjatscheslaw Fetissow (1), Alexei Gussarow, Igor Stelnow, Wassili Perwuchin, Anatoli Fedotow Sturm: Sergei Makarow, Igor Larionow, Wladimir Krutow (1), Andrei Chomutow (1), Wjatscheslaw Bykow (1), Waleri Kamenski (1), Andrei Lomakin, Anatoli Semjonow, Alexander Semak, Sergei Prjakin, Sergei Nemtschinow, Juri Chmyljow Trainer / Assistent: Wiktor Tichonow / Igor Dmitrijew |
| Nr. 770 15. Sep. 1987  | 5:6 (4:2, 0:3, 1:1) | 0 Kanada | A | 0Hamilton, CAN | 0Canada Cup 1987 | |
| Aufstellung            | Tor: Sergei Mylnikow Verteidigung: Alexei Kassatonow, Wjatscheslaw Fetissow (1), Igor Krawtschuk, Igor Stelnow, Alexei Gussarow (1), Anatoli Fedotow Sturm: Sergei Makarow (1), Igor Larionow, Wladimir Krutow, Andrei Chomutow (1), Wjatscheslaw Bykow, Waleri Kamenski, Andrei Lomakin, Anatoli Semjonow, Alexander Semak (1), Sergei Prjakin, Sergei Nemtschinow, Juri Chmyljow Trainer / Assistent: Wiktor Tichonow / Igor Dmitrijew | Tor: Sergei Mylnikow Verteidigung: Alexei Kassatonow, Wjatscheslaw Fetissow (1), Igor Krawtschuk, Igor Stelnow, Alexei Gussarow (1), Anatoli Fedotow Sturm: Sergei Makarow (1), Igor Larionow, Wladimir Krutow, Andrei Chomutow (1), Wjatscheslaw Bykow, Waleri Kamenski, Andrei Lomakin, Anatoli Semjonow, Alexander Semak (1), Sergei Prjakin, Sergei Nemtschinow, Juri Chmyljow Trainer / Assistent: Wiktor Tichonow / Igor Dmitrijew | Tor: Sergei Mylnikow Verteidigung: Alexei Kassatonow, Wjatscheslaw Fetissow (1), Igor Krawtschuk, Igor Stelnow, Alexei Gussarow (1), Anatoli Fedotow Sturm: Sergei Makarow (1), Igor Larionow, Wladimir Krutow, Andrei Chomutow (1), Wjatscheslaw Bykow, Waleri Kamenski, Andrei Lomakin, Anatoli Semjonow, Alexander Semak (1), Sergei Prjakin, Sergei Nemtschinow, Juri Chmyljow Trainer / Assistent: Wiktor Tichonow / Igor Dmitrijew | Tor: Sergei Mylnikow Verteidigung: Alexei Kassatonow, Wjatscheslaw Fetissow (1), Igor Krawtschuk, Igor Stelnow, Alexei Gussarow (1), Anatoli Fedotow Sturm: Sergei Makarow (1), Igor Larionow, Wladimir Krutow, Andrei Chomutow (1), Wjatscheslaw Bykow, Waleri Kamenski, Andrei Lomakin, Anatoli Semjonow, Alexander Semak (1), Sergei Prjakin, Sergei Nemtschinow, Juri Chmyljow Trainer / Assistent: Wiktor Tichonow / Igor Dmitrijew | Tor: Sergei Mylnikow Verteidigung: Alexei Kassatonow, Wjatscheslaw Fetissow (1), Igor Krawtschuk, Igor Stelnow, Alexei Gussarow (1), Anatoli Fedotow Sturm: Sergei Makarow (1), Igor Larionow, Wladimir Krutow, Andrei Chomutow (1), Wjatscheslaw Bykow, Waleri Kamenski, Andrei Lomakin, Anatoli Semjonow, Alexander Semak (1), Sergei Prjakin, Sergei Nemtschinow, Juri Chmyljow Trainer / Assistent: Wiktor Tichonow / Igor Dmitrijew | Tor: Sergei Mylnikow Verteidigung: Alexei Kassatonow, Wjatscheslaw Fetissow (1), Igor Krawtschuk, Igor Stelnow, Alexei Gussarow (1), Anatoli Fedotow Sturm: Sergei Makarow (1), Igor Larionow, Wladimir Krutow, Andrei Chomutow (1), Wjatscheslaw Bykow, Waleri Kamenski, Andrei Lomakin, Anatoli Semjonow, Alexander Semak (1), Sergei Prjakin, Sergei Nemtschinow, Juri Chmyljow Trainer / Assistent: Wiktor Tichonow / Igor Dmitrijew |
| Nr. 771 29. Okt. 1987  | 4:2 (0:1, 2:0, 2:1) | 0 Tschechoslowakei | A | 0Prag, TCH | 0Freundschaftsspiel | |
| Aufstellung            | Tor: Vitālijs Samoilovs Verteidigung: Andrei Tschistjakow, Anatoli Fedotow, Alexei Kassatonow, Wjatscheslaw Fetissow, Igor Krawtschuk, Ilja Bjakin, Michail Tatarinow, Oleg Mikulchik Sturm: Sergei Swetlow, Anatoli Semjonow (1), Andrei Lomakin, Sergei Prjakin, Alexander Tschornych, Juri Chmyljow, Andrei Chomutow, Wjatscheslaw Bykow (1), Waleri Kamenski, German Wolgin (1), Alexander Semak (1), Sergei Jaschin, Sergei Charin Trainer / Assistent: Wiktor Tichonow / Igor Dmitrijew                                                                                                  | Tor: Vitālijs Samoilovs Verteidigung: Andrei Tschistjakow, Anatoli Fedotow, Alexei Kassatonow, Wjatscheslaw Fetissow, Igor Krawtschuk, Ilja Bjakin, Michail Tatarinow, Oleg Mikulchik Sturm: Sergei Swetlow, Anatoli Semjonow (1), Andrei Lomakin, Sergei Prjakin, Alexander Tschornych, Juri Chmyljow, Andrei Chomutow, Wjatscheslaw Bykow (1), Waleri Kamenski, German Wolgin (1), Alexander Semak (1), Sergei Jaschin, Sergei Charin Trainer / Assistent: Wiktor Tichonow / Igor Dmitrijew                                                                                                  | Tor: Vitālijs Samoilovs Verteidigung: Andrei Tschistjakow, Anatoli Fedotow, Alexei Kassatonow, Wjatscheslaw Fetissow, Igor Krawtschuk, Ilja Bjakin, Michail Tatarinow, Oleg Mikulchik Sturm: Sergei Swetlow, Anatoli Semjonow (1), Andrei Lomakin, Sergei Prjakin, Alexander Tschornych, Juri Chmyljow, Andrei Chomutow, Wjatscheslaw Bykow (1), Waleri Kamenski, German Wolgin (1), Alexander Semak (1), Sergei Jaschin, Sergei Charin Trainer / Assistent: Wiktor Tichonow / Igor Dmitrijew                                                                                                  | Tor: Vitālijs Samoilovs Verteidigung: Andrei Tschistjakow, Anatoli Fedotow, Alexei Kassatonow, Wjatscheslaw Fetissow, Igor Krawtschuk, Ilja Bjakin, Michail Tatarinow, Oleg Mikulchik Sturm: Sergei Swetlow, Anatoli Semjonow (1), Andrei Lomakin, Sergei Prjakin, Alexander Tschornych, Juri Chmyljow, Andrei Chomutow, Wjatscheslaw Bykow (1), Waleri Kamenski, German Wolgin (1), Alexander Semak (1), Sergei Jaschin, Sergei Charin Trainer / Assistent: Wiktor Tichonow / Igor Dmitrijew                                                                                                  | Tor: Vitālijs Samoilovs Verteidigung: Andrei Tschistjakow, Anatoli Fedotow, Alexei Kassatonow, Wjatscheslaw Fetissow, Igor Krawtschuk, Ilja Bjakin, Michail Tatarinow, Oleg Mikulchik Sturm: Sergei Swetlow, Anatoli Semjonow (1), Andrei Lomakin, Sergei Prjakin, Alexander Tschornych, Juri Chmyljow, Andrei Chomutow, Wjatscheslaw Bykow (1), Waleri Kamenski, German Wolgin (1), Alexander Semak (1), Sergei Jaschin, Sergei Charin Trainer / Assistent: Wiktor Tichonow / Igor Dmitrijew                                                                                                  | Tor: Vitālijs Samoilovs Verteidigung: Andrei Tschistjakow, Anatoli Fedotow, Alexei Kassatonow, Wjatscheslaw Fetissow, Igor Krawtschuk, Ilja Bjakin, Michail Tatarinow, Oleg Mikulchik Sturm: Sergei Swetlow, Anatoli Semjonow (1), Andrei Lomakin, Sergei Prjakin, Alexander Tschornych, Juri Chmyljow, Andrei Chomutow, Wjatscheslaw Bykow (1), Waleri Kamenski, German Wolgin (1), Alexander Semak (1), Sergei Jaschin, Sergei Charin Trainer / Assistent: Wiktor Tichonow / Igor Dmitrijew                                                                                                  |
| Nr. 772 30. Okt. 1987  | 3:3 (2:2, 1:0, 0:1) | 0 Tschechoslowakei | A | 0Gottwaldov, TCH | 0Freundschaftsspiel | |
| Aufstellung            | Tor: Vitālijs Samoilovs Verteidigung: Andrei Tschistjakow, Anatoli Fedotow, Alexei Kassatonow, Wjatscheslaw Fetissow, Igor Krawtschuk (1), Ilja Bjakin, Michail Tatarinow, Oleg Mikulchik, Igor Malychin Sturm: Sergei Swetlow, Anatoli Semjonow, Andrei Lomakin, Sergei Charin (1), Igor Boldin, Alexei Solomatin, Andrei Chomutow, Wjatscheslaw Bykow, Waleri Kamenski, German Wolgin, Alexander Semak, Sergei Jaschin (1) Trainer / Assistent: Wiktor Tichonow / Igor Dmitrijew | Tor: Vitālijs Samoilovs Verteidigung: Andrei Tschistjakow, Anatoli Fedotow, Alexei Kassatonow, Wjatscheslaw Fetissow, Igor Krawtschuk (1), Ilja Bjakin, Michail Tatarinow, Oleg Mikulchik, Igor Malychin Sturm: Sergei Swetlow, Anatoli Semjonow, Andrei Lomakin, Sergei Charin (1), Igor Boldin, Alexei Solomatin, Andrei Chomutow, Wjatscheslaw Bykow, Waleri Kamenski, German Wolgin, Alexander Semak, Sergei Jaschin (1) Trainer / Assistent: Wiktor Tichonow / Igor Dmitrijew | Tor: Vitālijs Samoilovs Verteidigung: Andrei Tschistjakow, Anatoli Fedotow, Alexei Kassatonow, Wjatscheslaw Fetissow, Igor Krawtschuk (1), Ilja Bjakin, Michail Tatarinow, Oleg Mikulchik, Igor Malychin Sturm: Sergei Swetlow, Anatoli Semjonow, Andrei Lomakin, Sergei Charin (1), Igor Boldin, Alexei Solomatin, Andrei Chomutow, Wjatscheslaw Bykow, Waleri Kamenski, German Wolgin, Alexander Semak, Sergei Jaschin (1) Trainer / Assistent: Wiktor Tichonow / Igor Dmitrijew | Tor: Vitālijs Samoilovs Verteidigung: Andrei Tschistjakow, Anatoli Fedotow, Alexei Kassatonow, Wjatscheslaw Fetissow, Igor Krawtschuk (1), Ilja Bjakin, Michail Tatarinow, Oleg Mikulchik, Igor Malychin Sturm: Sergei Swetlow, Anatoli Semjonow, Andrei Lomakin, Sergei Charin (1), Igor Boldin, Alexei Solomatin, Andrei Chomutow, Wjatscheslaw Bykow, Waleri Kamenski, German Wolgin, Alexander Semak, Sergei Jaschin (1) Trainer / Assistent: Wiktor Tichonow / Igor Dmitrijew | Tor: Vitālijs Samoilovs Verteidigung: Andrei Tschistjakow, Anatoli Fedotow, Alexei Kassatonow, Wjatscheslaw Fetissow, Igor Krawtschuk (1), Ilja Bjakin, Michail Tatarinow, Oleg Mikulchik, Igor Malychin Sturm: Sergei Swetlow, Anatoli Semjonow, Andrei Lomakin, Sergei Charin (1), Igor Boldin, Alexei Solomatin, Andrei Chomutow, Wjatscheslaw Bykow, Waleri Kamenski, German Wolgin, Alexander Semak, Sergei Jaschin (1) Trainer / Assistent: Wiktor Tichonow / Igor Dmitrijew | Tor: Vitālijs Samoilovs Verteidigung: Andrei Tschistjakow, Anatoli Fedotow, Alexei Kassatonow, Wjatscheslaw Fetissow, Igor Krawtschuk (1), Ilja Bjakin, Michail Tatarinow, Oleg Mikulchik, Igor Malychin Sturm: Sergei Swetlow, Anatoli Semjonow, Andrei Lomakin, Sergei Charin (1), Igor Boldin, Alexei Solomatin, Andrei Chomutow, Wjatscheslaw Bykow, Waleri Kamenski, German Wolgin, Alexander Semak, Sergei Jaschin (1) Trainer / Assistent: Wiktor Tichonow / Igor Dmitrijew |
| Nr. 773 1. Nov. 1987   | 2:2 (1:1, 1:1, 0:0) | 0 Tschechoslowakei | A | 0Ostrava, TCH | 0Freundschaftsspiel | |
| Aufstellung            | Tor: Vitālijs Samoilovs Verteidigung: Andrei Tschistjakow, Anatoli Fedotow, Alexei Kassatonow, Wjatscheslaw Fetissow, Igor Krawtschuk, Ilja Bjakin, Michail Tatarinow, Oleg Mikulchik, Igor Malychin Sturm: Sergei Swetlow, Anatoli Semjonow, Andrei Lomakin, Sergei Prjakin, Alexander Tschornych (1), Juri Chmyljow, Andrei Chomutow, Wjatscheslaw Bykow (1), Waleri Kamenski, German Wolgin, Alexander Semak, Sergei Jaschin, Sergei Charin, Igor Boldin Trainer / Assistent: Wiktor Tichonow / Igor Dmitrijew                                                                              | Tor: Vitālijs Samoilovs Verteidigung: Andrei Tschistjakow, Anatoli Fedotow, Alexei Kassatonow, Wjatscheslaw Fetissow, Igor Krawtschuk, Ilja Bjakin, Michail Tatarinow, Oleg Mikulchik, Igor Malychin Sturm: Sergei Swetlow, Anatoli Semjonow, Andrei Lomakin, Sergei Prjakin, Alexander Tschornych (1), Juri Chmyljow, Andrei Chomutow, Wjatscheslaw Bykow (1), Waleri Kamenski, German Wolgin, Alexander Semak, Sergei Jaschin, Sergei Charin, Igor Boldin Trainer / Assistent: Wiktor Tichonow / Igor Dmitrijew                                                                              | Tor: Vitālijs Samoilovs Verteidigung: Andrei Tschistjakow, Anatoli Fedotow, Alexei Kassatonow, Wjatscheslaw Fetissow, Igor Krawtschuk, Ilja Bjakin, Michail Tatarinow, Oleg Mikulchik, Igor Malychin Sturm: Sergei Swetlow, Anatoli Semjonow, Andrei Lomakin, Sergei Prjakin, Alexander Tschornych (1), Juri Chmyljow, Andrei Chomutow, Wjatscheslaw Bykow (1), Waleri Kamenski, German Wolgin, Alexander Semak, Sergei Jaschin, Sergei Charin, Igor Boldin Trainer / Assistent: Wiktor Tichonow / Igor Dmitrijew                                                                              | Tor: Vitālijs Samoilovs Verteidigung: Andrei Tschistjakow, Anatoli Fedotow, Alexei Kassatonow, Wjatscheslaw Fetissow, Igor Krawtschuk, Ilja Bjakin, Michail Tatarinow, Oleg Mikulchik, Igor Malychin Sturm: Sergei Swetlow, Anatoli Semjonow, Andrei Lomakin, Sergei Prjakin, Alexander Tschornych (1), Juri Chmyljow, Andrei Chomutow, Wjatscheslaw Bykow (1), Waleri Kamenski, German Wolgin, Alexander Semak, Sergei Jaschin, Sergei Charin, Igor Boldin Trainer / Assistent: Wiktor Tichonow / Igor Dmitrijew                                                                              | Tor: Vitālijs Samoilovs Verteidigung: Andrei Tschistjakow, Anatoli Fedotow, Alexei Kassatonow, Wjatscheslaw Fetissow, Igor Krawtschuk, Ilja Bjakin, Michail Tatarinow, Oleg Mikulchik, Igor Malychin Sturm: Sergei Swetlow, Anatoli Semjonow, Andrei Lomakin, Sergei Prjakin, Alexander Tschornych (1), Juri Chmyljow, Andrei Chomutow, Wjatscheslaw Bykow (1), Waleri Kamenski, German Wolgin, Alexander Semak, Sergei Jaschin, Sergei Charin, Igor Boldin Trainer / Assistent: Wiktor Tichonow / Igor Dmitrijew                                                                              | Tor: Vitālijs Samoilovs Verteidigung: Andrei Tschistjakow, Anatoli Fedotow, Alexei Kassatonow, Wjatscheslaw Fetissow, Igor Krawtschuk, Ilja Bjakin, Michail Tatarinow, Oleg Mikulchik, Igor Malychin Sturm: Sergei Swetlow, Anatoli Semjonow, Andrei Lomakin, Sergei Prjakin, Alexander Tschornych (1), Juri Chmyljow, Andrei Chomutow, Wjatscheslaw Bykow (1), Waleri Kamenski, German Wolgin, Alexander Semak, Sergei Jaschin, Sergei Charin, Igor Boldin Trainer / Assistent: Wiktor Tichonow / Igor Dmitrijew                                                                              |
| Nr. 774 4. Dez. 1987   | 5:2 (1:1, 2:1, 2:0) | 0 Schweiz | A | 0Genf, SUI | 0Freundschaftsspiel | |
| Aufstellung            | Tor: Vitālijs Samoilovs Verteidigung: Alexei Kassatonow, Wjatscheslaw Fetissow, Andrei Tschistjakow, Anatoli Fedotow, Igor Krawtschuk (2), Igor Stelnow, Ilja Bjakin Sturm: Sergei Makarow, Igor Larionow, Wladimir Krutow, Sergei Swetlow, Andrei Lomakin (1), Andrei Chomutow, Wjatscheslaw Bykow (1), Waleri Kamenski (1), Wladimir Konstantinow, Jewgeni Dawydow, Alexander Semak Trainer / Assistent: Wiktor Tichonow / Igor Dmitrijew | Tor: Vitālijs Samoilovs Verteidigung: Alexei Kassatonow, Wjatscheslaw Fetissow, Andrei Tschistjakow, Anatoli Fedotow, Igor Krawtschuk (2), Igor Stelnow, Ilja Bjakin Sturm: Sergei Makarow, Igor Larionow, Wladimir Krutow, Sergei Swetlow, Andrei Lomakin (1), Andrei Chomutow, Wjatscheslaw Bykow (1), Waleri Kamenski (1), Wladimir Konstantinow, Jewgeni Dawydow, Alexander Semak Trainer / Assistent: Wiktor Tichonow / Igor Dmitrijew | Tor: Vitālijs Samoilovs Verteidigung: Alexei Kassatonow, Wjatscheslaw Fetissow, Andrei Tschistjakow, Anatoli Fedotow, Igor Krawtschuk (2), Igor Stelnow, Ilja Bjakin Sturm: Sergei Makarow, Igor Larionow, Wladimir Krutow, Sergei Swetlow, Andrei Lomakin (1), Andrei Chomutow, Wjatscheslaw Bykow (1), Waleri Kamenski (1), Wladimir Konstantinow, Jewgeni Dawydow, Alexander Semak Trainer / Assistent: Wiktor Tichonow / Igor Dmitrijew | Tor: Vitālijs Samoilovs Verteidigung: Alexei Kassatonow, Wjatscheslaw Fetissow, Andrei Tschistjakow, Anatoli Fedotow, Igor Krawtschuk (2), Igor Stelnow, Ilja Bjakin Sturm: Sergei Makarow, Igor Larionow, Wladimir Krutow, Sergei Swetlow, Andrei Lomakin (1), Andrei Chomutow, Wjatscheslaw Bykow (1), Waleri Kamenski (1), Wladimir Konstantinow, Jewgeni Dawydow, Alexander Semak Trainer / Assistent: Wiktor Tichonow / Igor Dmitrijew | Tor: Vitālijs Samoilovs Verteidigung: Alexei Kassatonow, Wjatscheslaw Fetissow, Andrei Tschistjakow, Anatoli Fedotow, Igor Krawtschuk (2), Igor Stelnow, Ilja Bjakin Sturm: Sergei Makarow, Igor Larionow, Wladimir Krutow, Sergei Swetlow, Andrei Lomakin (1), Andrei Chomutow, Wjatscheslaw Bykow (1), Waleri Kamenski (1), Wladimir Konstantinow, Jewgeni Dawydow, Alexander Semak Trainer / Assistent: Wiktor Tichonow / Igor Dmitrijew | Tor: Vitālijs Samoilovs Verteidigung: Alexei Kassatonow, Wjatscheslaw Fetissow, Andrei Tschistjakow, Anatoli Fedotow, Igor Krawtschuk (2), Igor Stelnow, Ilja Bjakin Sturm: Sergei Makarow, Igor Larionow, Wladimir Krutow, Sergei Swetlow, Andrei Lomakin (1), Andrei Chomutow, Wjatscheslaw Bykow (1), Waleri Kamenski (1), Wladimir Konstantinow, Jewgeni Dawydow, Alexander Semak Trainer / Assistent: Wiktor Tichonow / Igor Dmitrijew |
| Nr. 775 5. Dez. 1987   | 8:2 (2:1, 4:1, 2:0) | 0 Schweiz | A | 0Bern, SUI | 0Freundschaftsspiel | |
| Aufstellung            | Tor: Jewgeni Beloscheikin Verteidigung: Alexei Kassatonow, Wjatscheslaw Fetissow (1), Andrei Tschistjakow, Anatoli Fedotow, Igor Krawtschuk (1), Igor Stelnow, Ilja Bjakin, Wladimir Konstantinow (1) Sturm: Sergei Makarow, Igor Larionow, Wladimir Krutow (1), Sergei Swetlow, Anatoli Semjonow, Andrei Lomakin, Andrei Chomutow, Wjatscheslaw Bykow, Waleri Kamenski (1), Sergei Jaschin (1), Alexander Semak, Jewgeni Dawydow (1), Juri Chmyljow (1), Alexander Tschornych Trainer / Assistent: Wiktor Tichonow / Igor Dmitrijew                                                           | Tor: Jewgeni Beloscheikin Verteidigung: Alexei Kassatonow, Wjatscheslaw Fetissow (1), Andrei Tschistjakow, Anatoli Fedotow, Igor Krawtschuk (1), Igor Stelnow, Ilja Bjakin, Wladimir Konstantinow (1) Sturm: Sergei Makarow, Igor Larionow, Wladimir Krutow (1), Sergei Swetlow, Anatoli Semjonow, Andrei Lomakin, Andrei Chomutow, Wjatscheslaw Bykow, Waleri Kamenski (1), Sergei Jaschin (1), Alexander Semak, Jewgeni Dawydow (1), Juri Chmyljow (1), Alexander Tschornych Trainer / Assistent: Wiktor Tichonow / Igor Dmitrijew                                                           | Tor: Jewgeni Beloscheikin Verteidigung: Alexei Kassatonow, Wjatscheslaw Fetissow (1), Andrei Tschistjakow, Anatoli Fedotow, Igor Krawtschuk (1), Igor Stelnow, Ilja Bjakin, Wladimir Konstantinow (1) Sturm: Sergei Makarow, Igor Larionow, Wladimir Krutow (1), Sergei Swetlow, Anatoli Semjonow, Andrei Lomakin, Andrei Chomutow, Wjatscheslaw Bykow, Waleri Kamenski (1), Sergei Jaschin (1), Alexander Semak, Jewgeni Dawydow (1), Juri Chmyljow (1), Alexander Tschornych Trainer / Assistent: Wiktor Tichonow / Igor Dmitrijew                                                           | Tor: Jewgeni Beloscheikin Verteidigung: Alexei Kassatonow, Wjatscheslaw Fetissow (1), Andrei Tschistjakow, Anatoli Fedotow, Igor Krawtschuk (1), Igor Stelnow, Ilja Bjakin, Wladimir Konstantinow (1) Sturm: Sergei Makarow, Igor Larionow, Wladimir Krutow (1), Sergei Swetlow, Anatoli Semjonow, Andrei Lomakin, Andrei Chomutow, Wjatscheslaw Bykow, Waleri Kamenski (1), Sergei Jaschin (1), Alexander Semak, Jewgeni Dawydow (1), Juri Chmyljow (1), Alexander Tschornych Trainer / Assistent: Wiktor Tichonow / Igor Dmitrijew                                                           | Tor: Jewgeni Beloscheikin Verteidigung: Alexei Kassatonow, Wjatscheslaw Fetissow (1), Andrei Tschistjakow, Anatoli Fedotow, Igor Krawtschuk (1), Igor Stelnow, Ilja Bjakin, Wladimir Konstantinow (1) Sturm: Sergei Makarow, Igor Larionow, Wladimir Krutow (1), Sergei Swetlow, Anatoli Semjonow, Andrei Lomakin, Andrei Chomutow, Wjatscheslaw Bykow, Waleri Kamenski (1), Sergei Jaschin (1), Alexander Semak, Jewgeni Dawydow (1), Juri Chmyljow (1), Alexander Tschornych Trainer / Assistent: Wiktor Tichonow / Igor Dmitrijew                                                           | Tor: Jewgeni Beloscheikin Verteidigung: Alexei Kassatonow, Wjatscheslaw Fetissow (1), Andrei Tschistjakow, Anatoli Fedotow, Igor Krawtschuk (1), Igor Stelnow, Ilja Bjakin, Wladimir Konstantinow (1) Sturm: Sergei Makarow, Igor Larionow, Wladimir Krutow (1), Sergei Swetlow, Anatoli Semjonow, Andrei Lomakin, Andrei Chomutow, Wjatscheslaw Bykow, Waleri Kamenski (1), Sergei Jaschin (1), Alexander Semak, Jewgeni Dawydow (1), Juri Chmyljow (1), Alexander Tschornych Trainer / Assistent: Wiktor Tichonow / Igor Dmitrijew                                                           |
| Nr. 776 16. Dez. 1987  | 10:1 (5:0, 2:0, 3:1) | 0 BR Deutschland | H | 0Moskau | 0Iswestija-Pokal 1987 | |
| Aufstellung            | Tor: Vitālijs Samoilovs Verteidigung: Alexei Kassatonow, Wjatscheslaw Fetissow, Andrei Tschistjakow (1), Wladimir Konstantinow (1), Igor Krawtschuk, Igor Stelnow (1), Waleri Schirjajew, Ilja Bjakin Sturm: Sergei Makarow (2), Igor Larionow, Wladimir Krutow, Sergei Swetlow (2), Alexander Semak, Andrei Lomakin, Andrei Chomutow (1), Wjatscheslaw Bykow (1), Waleri Kamenski, Sergei Prjakin, Alexander Tschornych (1), Juri Chmyljow Trainer / Assistent: Wiktor Tichonow / Igor Dmitrijew                                                                                              | Tor: Vitālijs Samoilovs Verteidigung: Alexei Kassatonow, Wjatscheslaw Fetissow, Andrei Tschistjakow (1), Wladimir Konstantinow (1), Igor Krawtschuk, Igor Stelnow (1), Waleri Schirjajew, Ilja Bjakin Sturm: Sergei Makarow (2), Igor Larionow, Wladimir Krutow, Sergei Swetlow (2), Alexander Semak, Andrei Lomakin, Andrei Chomutow (1), Wjatscheslaw Bykow (1), Waleri Kamenski, Sergei Prjakin, Alexander Tschornych (1), Juri Chmyljow Trainer / Assistent: Wiktor Tichonow / Igor Dmitrijew                                                                                              | Tor: Vitālijs Samoilovs Verteidigung: Alexei Kassatonow, Wjatscheslaw Fetissow, Andrei Tschistjakow (1), Wladimir Konstantinow (1), Igor Krawtschuk, Igor Stelnow (1), Waleri Schirjajew, Ilja Bjakin Sturm: Sergei Makarow (2), Igor Larionow, Wladimir Krutow, Sergei Swetlow (2), Alexander Semak, Andrei Lomakin, Andrei Chomutow (1), Wjatscheslaw Bykow (1), Waleri Kamenski, Sergei Prjakin, Alexander Tschornych (1), Juri Chmyljow Trainer / Assistent: Wiktor Tichonow / Igor Dmitrijew                                                                                              | Tor: Vitālijs Samoilovs Verteidigung: Alexei Kassatonow, Wjatscheslaw Fetissow, Andrei Tschistjakow (1), Wladimir Konstantinow (1), Igor Krawtschuk, Igor Stelnow (1), Waleri Schirjajew, Ilja Bjakin Sturm: Sergei Makarow (2), Igor Larionow, Wladimir Krutow, Sergei Swetlow (2), Alexander Semak, Andrei Lomakin, Andrei Chomutow (1), Wjatscheslaw Bykow (1), Waleri Kamenski, Sergei Prjakin, Alexander Tschornych (1), Juri Chmyljow Trainer / Assistent: Wiktor Tichonow / Igor Dmitrijew                                                                                              | Tor: Vitālijs Samoilovs Verteidigung: Alexei Kassatonow, Wjatscheslaw Fetissow, Andrei Tschistjakow (1), Wladimir Konstantinow (1), Igor Krawtschuk, Igor Stelnow (1), Waleri Schirjajew, Ilja Bjakin Sturm: Sergei Makarow (2), Igor Larionow, Wladimir Krutow, Sergei Swetlow (2), Alexander Semak, Andrei Lomakin, Andrei Chomutow (1), Wjatscheslaw Bykow (1), Waleri Kamenski, Sergei Prjakin, Alexander Tschornych (1), Juri Chmyljow Trainer / Assistent: Wiktor Tichonow / Igor Dmitrijew                                                                                              | Tor: Vitālijs Samoilovs Verteidigung: Alexei Kassatonow, Wjatscheslaw Fetissow, Andrei Tschistjakow (1), Wladimir Konstantinow (1), Igor Krawtschuk, Igor Stelnow (1), Waleri Schirjajew, Ilja Bjakin Sturm: Sergei Makarow (2), Igor Larionow, Wladimir Krutow, Sergei Swetlow (2), Alexander Semak, Andrei Lomakin, Andrei Chomutow (1), Wjatscheslaw Bykow (1), Waleri Kamenski, Sergei Prjakin, Alexander Tschornych (1), Juri Chmyljow Trainer / Assistent: Wiktor Tichonow / Igor Dmitrijew                                                                                              |
| Nr. 777 17. Dez. 1987  | 3:3 (1:1, 2:2, 0:0) | 0 Finnland | H | 0Moskau | 0Iswestija-Pokal 1987 | |
| Aufstellung            | Tor: Jewgeni Beloscheikin, Vitālijs Samoilovs (41. Min.) Verteidigung: Alexei Kassatonow (1), Wjatscheslaw Fetissow, Andrei Tschistjakow, Wladimir Konstantinow, Igor Krawtschuk (1), Igor Stelnow, Waleri Schirjajew, Ilja Bjakin Sturm: Sergei Makarow, Igor Larionow, Wladimir Krutow, Sergei Swetlow, Alexander Semak, Andrei Lomakin, Andrei Chomutow, Wjatscheslaw Bykow, Waleri Kamenski, Sergei Prjakin, Alexander Tschornych (1), Juri Chmyljow Trainer / Assistent: Wiktor Tichonow / Igor Dmitrijew                                                                                 | Tor: Jewgeni Beloscheikin, Vitālijs Samoilovs (41. Min.) Verteidigung: Alexei Kassatonow (1), Wjatscheslaw Fetissow, Andrei Tschistjakow, Wladimir Konstantinow, Igor Krawtschuk (1), Igor Stelnow, Waleri Schirjajew, Ilja Bjakin Sturm: Sergei Makarow, Igor Larionow, Wladimir Krutow, Sergei Swetlow, Alexander Semak, Andrei Lomakin, Andrei Chomutow, Wjatscheslaw Bykow, Waleri Kamenski, Sergei Prjakin, Alexander Tschornych (1), Juri Chmyljow Trainer / Assistent: Wiktor Tichonow / Igor Dmitrijew                                                                                 | Tor: Jewgeni Beloscheikin, Vitālijs Samoilovs (41. Min.) Verteidigung: Alexei Kassatonow (1), Wjatscheslaw Fetissow, Andrei Tschistjakow, Wladimir Konstantinow, Igor Krawtschuk (1), Igor Stelnow, Waleri Schirjajew, Ilja Bjakin Sturm: Sergei Makarow, Igor Larionow, Wladimir Krutow, Sergei Swetlow, Alexander Semak, Andrei Lomakin, Andrei Chomutow, Wjatscheslaw Bykow, Waleri Kamenski, Sergei Prjakin, Alexander Tschornych (1), Juri Chmyljow Trainer / Assistent: Wiktor Tichonow / Igor Dmitrijew                                                                                 | Tor: Jewgeni Beloscheikin, Vitālijs Samoilovs (41. Min.) Verteidigung: Alexei Kassatonow (1), Wjatscheslaw Fetissow, Andrei Tschistjakow, Wladimir Konstantinow, Igor Krawtschuk (1), Igor Stelnow, Waleri Schirjajew, Ilja Bjakin Sturm: Sergei Makarow, Igor Larionow, Wladimir Krutow, Sergei Swetlow, Alexander Semak, Andrei Lomakin, Andrei Chomutow, Wjatscheslaw Bykow, Waleri Kamenski, Sergei Prjakin, Alexander Tschornych (1), Juri Chmyljow Trainer / Assistent: Wiktor Tichonow / Igor Dmitrijew                                                                                 | Tor: Jewgeni Beloscheikin, Vitālijs Samoilovs (41. Min.) Verteidigung: Alexei Kassatonow (1), Wjatscheslaw Fetissow, Andrei Tschistjakow, Wladimir Konstantinow, Igor Krawtschuk (1), Igor Stelnow, Waleri Schirjajew, Ilja Bjakin Sturm: Sergei Makarow, Igor Larionow, Wladimir Krutow, Sergei Swetlow, Alexander Semak, Andrei Lomakin, Andrei Chomutow, Wjatscheslaw Bykow, Waleri Kamenski, Sergei Prjakin, Alexander Tschornych (1), Juri Chmyljow Trainer / Assistent: Wiktor Tichonow / Igor Dmitrijew                                                                                 | Tor: Jewgeni Beloscheikin, Vitālijs Samoilovs (41. Min.) Verteidigung: Alexei Kassatonow (1), Wjatscheslaw Fetissow, Andrei Tschistjakow, Wladimir Konstantinow, Igor Krawtschuk (1), Igor Stelnow, Waleri Schirjajew, Ilja Bjakin Sturm: Sergei Makarow, Igor Larionow, Wladimir Krutow, Sergei Swetlow, Alexander Semak, Andrei Lomakin, Andrei Chomutow, Wjatscheslaw Bykow, Waleri Kamenski, Sergei Prjakin, Alexander Tschornych (1), Juri Chmyljow Trainer / Assistent: Wiktor Tichonow / Igor Dmitrijew                                                                                 |
| Nr. 778 19. Dez. 1987  | 2:3 (1:0, 1:1, 0:2) | 0 Kanada | H | 0Moskau | 0Iswestija-Pokal 1987 | |
| Aufstellung            | Tor: Vitālijs Samoilovs Verteidigung: Alexei Kassatonow, Wjatscheslaw Fetissow, Andrei Tschistjakow, Wladimir Konstantinow, Igor Krawtschuk, Igor Stelnow, Waleri Schirjajew, Ilja Bjakin Sturm: Sergei Makarow, Igor Larionow (1), Wladimir Krutow, Sergei Swetlow (1), Alexander Semak, Andrei Lomakin, Andrei Chomutow, Wjatscheslaw Bykow, Waleri Kamenski, Juri Chmyljow, Alexander Tschornych, Jewgeni Dawydow Trainer / Assistent: Wiktor Tichonow / Igor Dmitrijew | Tor: Vitālijs Samoilovs Verteidigung: Alexei Kassatonow, Wjatscheslaw Fetissow, Andrei Tschistjakow, Wladimir Konstantinow, Igor Krawtschuk, Igor Stelnow, Waleri Schirjajew, Ilja Bjakin Sturm: Sergei Makarow, Igor Larionow (1), Wladimir Krutow, Sergei Swetlow (1), Alexander Semak, Andrei Lomakin, Andrei Chomutow, Wjatscheslaw Bykow, Waleri Kamenski, Juri Chmyljow, Alexander Tschornych, Jewgeni Dawydow Trainer / Assistent: Wiktor Tichonow / Igor Dmitrijew | Tor: Vitālijs Samoilovs Verteidigung: Alexei Kassatonow, Wjatscheslaw Fetissow, Andrei Tschistjakow, Wladimir Konstantinow, Igor Krawtschuk, Igor Stelnow, Waleri Schirjajew, Ilja Bjakin Sturm: Sergei Makarow, Igor Larionow (1), Wladimir Krutow, Sergei Swetlow (1), Alexander Semak, Andrei Lomakin, Andrei Chomutow, Wjatscheslaw Bykow, Waleri Kamenski, Juri Chmyljow, Alexander Tschornych, Jewgeni Dawydow Trainer / Assistent: Wiktor Tichonow / Igor Dmitrijew | Tor: Vitālijs Samoilovs Verteidigung: Alexei Kassatonow, Wjatscheslaw Fetissow, Andrei Tschistjakow, Wladimir Konstantinow, Igor Krawtschuk, Igor Stelnow, Waleri Schirjajew, Ilja Bjakin Sturm: Sergei Makarow, Igor Larionow (1), Wladimir Krutow, Sergei Swetlow (1), Alexander Semak, Andrei Lomakin, Andrei Chomutow, Wjatscheslaw Bykow, Waleri Kamenski, Juri Chmyljow, Alexander Tschornych, Jewgeni Dawydow Trainer / Assistent: Wiktor Tichonow / Igor Dmitrijew | Tor: Vitālijs Samoilovs Verteidigung: Alexei Kassatonow, Wjatscheslaw Fetissow, Andrei Tschistjakow, Wladimir Konstantinow, Igor Krawtschuk, Igor Stelnow, Waleri Schirjajew, Ilja Bjakin Sturm: Sergei Makarow, Igor Larionow (1), Wladimir Krutow, Sergei Swetlow (1), Alexander Semak, Andrei Lomakin, Andrei Chomutow, Wjatscheslaw Bykow, Waleri Kamenski, Juri Chmyljow, Alexander Tschornych, Jewgeni Dawydow Trainer / Assistent: Wiktor Tichonow / Igor Dmitrijew | Tor: Vitālijs Samoilovs Verteidigung: Alexei Kassatonow, Wjatscheslaw Fetissow, Andrei Tschistjakow, Wladimir Konstantinow, Igor Krawtschuk, Igor Stelnow, Waleri Schirjajew, Ilja Bjakin Sturm: Sergei Makarow, Igor Larionow (1), Wladimir Krutow, Sergei Swetlow (1), Alexander Semak, Andrei Lomakin, Andrei Chomutow, Wjatscheslaw Bykow, Waleri Kamenski, Juri Chmyljow, Alexander Tschornych, Jewgeni Dawydow Trainer / Assistent: Wiktor Tichonow / Igor Dmitrijew |
| Nr. 779 20. Dez. 1987  | 5:3 (0:1, 4:2, 1:0) | 0 Tschechoslowakei | H | 0Moskau | 0Iswestija-Pokal 1987 | |
| Aufstellung            | Tor: Jewgeni Beloscheikin Verteidigung: Alexei Kassatonow (1), Wjatscheslaw Fetissow, Andrei Tschistjakow, Wladimir Konstantinow, Igor Krawtschuk, Igor Stelnow, Waleri Schirjajew (1), Ilja Bjakin (1) Sturm: Sergei Makarow, Igor Larionow, Wladimir Krutow (2), Sergei Swetlow, Alexander Semak, Andrei Lomakin, Andrei Chomutow, Wjatscheslaw Bykow, Waleri Kamenski, Juri Chmyljow, Alexander Tschornych, Jewgeni Dawydow Trainer / Assistent: Wiktor Tichonow / Igor Dmitrijew | Tor: Jewgeni Beloscheikin Verteidigung: Alexei Kassatonow (1), Wjatscheslaw Fetissow, Andrei Tschistjakow, Wladimir Konstantinow, Igor Krawtschuk, Igor Stelnow, Waleri Schirjajew (1), Ilja Bjakin (1) Sturm: Sergei Makarow, Igor Larionow, Wladimir Krutow (2), Sergei Swetlow, Alexander Semak, Andrei Lomakin, Andrei Chomutow, Wjatscheslaw Bykow, Waleri Kamenski, Juri Chmyljow, Alexander Tschornych, Jewgeni Dawydow Trainer / Assistent: Wiktor Tichonow / Igor Dmitrijew | Tor: Jewgeni Beloscheikin Verteidigung: Alexei Kassatonow (1), Wjatscheslaw Fetissow, Andrei Tschistjakow, Wladimir Konstantinow, Igor Krawtschuk, Igor Stelnow, Waleri Schirjajew (1), Ilja Bjakin (1) Sturm: Sergei Makarow, Igor Larionow, Wladimir Krutow (2), Sergei Swetlow, Alexander Semak, Andrei Lomakin, Andrei Chomutow, Wjatscheslaw Bykow, Waleri Kamenski, Juri Chmyljow, Alexander Tschornych, Jewgeni Dawydow Trainer / Assistent: Wiktor Tichonow / Igor Dmitrijew | Tor: Jewgeni Beloscheikin Verteidigung: Alexei Kassatonow (1), Wjatscheslaw Fetissow, Andrei Tschistjakow, Wladimir Konstantinow, Igor Krawtschuk, Igor Stelnow, Waleri Schirjajew (1), Ilja Bjakin (1) Sturm: Sergei Makarow, Igor Larionow, Wladimir Krutow (2), Sergei Swetlow, Alexander Semak, Andrei Lomakin, Andrei Chomutow, Wjatscheslaw Bykow, Waleri Kamenski, Juri Chmyljow, Alexander Tschornych, Jewgeni Dawydow Trainer / Assistent: Wiktor Tichonow / Igor Dmitrijew | Tor: Jewgeni Beloscheikin Verteidigung: Alexei Kassatonow (1), Wjatscheslaw Fetissow, Andrei Tschistjakow, Wladimir Konstantinow, Igor Krawtschuk, Igor Stelnow, Waleri Schirjajew (1), Ilja Bjakin (1) Sturm: Sergei Makarow, Igor Larionow, Wladimir Krutow (2), Sergei Swetlow, Alexander Semak, Andrei Lomakin, Andrei Chomutow, Wjatscheslaw Bykow, Waleri Kamenski, Juri Chmyljow, Alexander Tschornych, Jewgeni Dawydow Trainer / Assistent: Wiktor Tichonow / Igor Dmitrijew | Tor: Jewgeni Beloscheikin Verteidigung: Alexei Kassatonow (1), Wjatscheslaw Fetissow, Andrei Tschistjakow, Wladimir Konstantinow, Igor Krawtschuk, Igor Stelnow, Waleri Schirjajew (1), Ilja Bjakin (1) Sturm: Sergei Makarow, Igor Larionow, Wladimir Krutow (2), Sergei Swetlow, Alexander Semak, Andrei Lomakin, Andrei Chomutow, Wjatscheslaw Bykow, Waleri Kamenski, Juri Chmyljow, Alexander Tschornych, Jewgeni Dawydow Trainer / Assistent: Wiktor Tichonow / Igor Dmitrijew |
| Nr. 780 22. Dez. 1987  | 4:1 (0:1, 1:0, 3:0) | 0 Schweden | H | 0Moskau | 0Iswestija-Pokal 1987 | 02. Platz im Iswestija-Pokal |
| Aufstellung            | Tor: Jewgeni Beloscheikin Verteidigung: Alexei Kassatonow, Wjatscheslaw Fetissow, Andrei Tschistjakow, Wladimir Konstantinow, Igor Krawtschuk, Igor Stelnow (1), Waleri Schirjajew, Ilja Bjakin (1) Sturm: Sergei Makarow, Igor Larionow, Wladimir Krutow, Sergei Swetlow, Alexander Semak (1), Andrei Lomakin, Andrei Chomutow, Wjatscheslaw Bykow, Waleri Kamenski, Juri Chmyljow, Alexander Tschornych (1), Jewgeni Dawydow Trainer / Assistent: Wiktor Tichonow / Igor Dmitrijew | Tor: Jewgeni Beloscheikin Verteidigung: Alexei Kassatonow, Wjatscheslaw Fetissow, Andrei Tschistjakow, Wladimir Konstantinow, Igor Krawtschuk, Igor Stelnow (1), Waleri Schirjajew, Ilja Bjakin (1) Sturm: Sergei Makarow, Igor Larionow, Wladimir Krutow, Sergei Swetlow, Alexander Semak (1), Andrei Lomakin, Andrei Chomutow, Wjatscheslaw Bykow, Waleri Kamenski, Juri Chmyljow, Alexander Tschornych (1), Jewgeni Dawydow Trainer / Assistent: Wiktor Tichonow / Igor Dmitrijew | Tor: Jewgeni Beloscheikin Verteidigung: Alexei Kassatonow, Wjatscheslaw Fetissow, Andrei Tschistjakow, Wladimir Konstantinow, Igor Krawtschuk, Igor Stelnow (1), Waleri Schirjajew, Ilja Bjakin (1) Sturm: Sergei Makarow, Igor Larionow, Wladimir Krutow, Sergei Swetlow, Alexander Semak (1), Andrei Lomakin, Andrei Chomutow, Wjatscheslaw Bykow, Waleri Kamenski, Juri Chmyljow, Alexander Tschornych (1), Jewgeni Dawydow Trainer / Assistent: Wiktor Tichonow / Igor Dmitrijew | Tor: Jewgeni Beloscheikin Verteidigung: Alexei Kassatonow, Wjatscheslaw Fetissow, Andrei Tschistjakow, Wladimir Konstantinow, Igor Krawtschuk, Igor Stelnow (1), Waleri Schirjajew, Ilja Bjakin (1) Sturm: Sergei Makarow, Igor Larionow, Wladimir Krutow, Sergei Swetlow, Alexander Semak (1), Andrei Lomakin, Andrei Chomutow, Wjatscheslaw Bykow, Waleri Kamenski, Juri Chmyljow, Alexander Tschornych (1), Jewgeni Dawydow Trainer / Assistent: Wiktor Tichonow / Igor Dmitrijew | Tor: Jewgeni Beloscheikin Verteidigung: Alexei Kassatonow, Wjatscheslaw Fetissow, Andrei Tschistjakow, Wladimir Konstantinow, Igor Krawtschuk, Igor Stelnow (1), Waleri Schirjajew, Ilja Bjakin (1) Sturm: Sergei Makarow, Igor Larionow, Wladimir Krutow, Sergei Swetlow, Alexander Semak (1), Andrei Lomakin, Andrei Chomutow, Wjatscheslaw Bykow, Waleri Kamenski, Juri Chmyljow, Alexander Tschornych (1), Jewgeni Dawydow Trainer / Assistent: Wiktor Tichonow / Igor Dmitrijew | Tor: Jewgeni Beloscheikin Verteidigung: Alexei Kassatonow, Wjatscheslaw Fetissow, Andrei Tschistjakow, Wladimir Konstantinow, Igor Krawtschuk, Igor Stelnow (1), Waleri Schirjajew, Ilja Bjakin (1) Sturm: Sergei Makarow, Igor Larionow, Wladimir Krutow, Sergei Swetlow, Alexander Semak (1), Andrei Lomakin, Andrei Chomutow, Wjatscheslaw Bykow, Waleri Kamenski, Juri Chmyljow, Alexander Tschornych (1), Jewgeni Dawydow Trainer / Assistent: Wiktor Tichonow / Igor Dmitrijew |
| Nr. 781 24. Jan. 1988  | 8:1 (3:1, 4:0, 1:0) | 0 Norwegen | A | 0Oslo, NOR | 0Freundschaftsspiel | |
| Aufstellung            | Tor: Jewgeni Beloscheikin Verteidigung: Alexei Kassatonow (1), Wjatscheslaw Fetissow (1), Sinetula Biljaletdinow, Ilja Bjakin (1), Sergei Starikow, Igor Krawtschuk, Igor Stelnow, Alexei Gussarow Sturm: Sergei Makarow, Igor Larionow (1), Wladimir Krutow, Sergei Swetlow (1), Anatoli Semjonow, Sergei Jaschin (1), Andrei Chomutow (1), Wjatscheslaw Bykow, Waleri Kamenski, Alexander Mogilny, Alexander Koschewnikow, Sergei Charin, Alexander Semak (1) Trainer / Assistent: Wiktor Tichonow / Igor Dmitrijew                                                                          | Tor: Jewgeni Beloscheikin Verteidigung: Alexei Kassatonow (1), Wjatscheslaw Fetissow (1), Sinetula Biljaletdinow, Ilja Bjakin (1), Sergei Starikow, Igor Krawtschuk, Igor Stelnow, Alexei Gussarow Sturm: Sergei Makarow, Igor Larionow (1), Wladimir Krutow, Sergei Swetlow (1), Anatoli Semjonow, Sergei Jaschin (1), Andrei Chomutow (1), Wjatscheslaw Bykow, Waleri Kamenski, Alexander Mogilny, Alexander Koschewnikow, Sergei Charin, Alexander Semak (1) Trainer / Assistent: Wiktor Tichonow / Igor Dmitrijew                                                                          | Tor: Jewgeni Beloscheikin Verteidigung: Alexei Kassatonow (1), Wjatscheslaw Fetissow (1), Sinetula Biljaletdinow, Ilja Bjakin (1), Sergei Starikow, Igor Krawtschuk, Igor Stelnow, Alexei Gussarow Sturm: Sergei Makarow, Igor Larionow (1), Wladimir Krutow, Sergei Swetlow (1), Anatoli Semjonow, Sergei Jaschin (1), Andrei Chomutow (1), Wjatscheslaw Bykow, Waleri Kamenski, Alexander Mogilny, Alexander Koschewnikow, Sergei Charin, Alexander Semak (1) Trainer / Assistent: Wiktor Tichonow / Igor Dmitrijew                                                                          | Tor: Jewgeni Beloscheikin Verteidigung: Alexei Kassatonow (1), Wjatscheslaw Fetissow (1), Sinetula Biljaletdinow, Ilja Bjakin (1), Sergei Starikow, Igor Krawtschuk, Igor Stelnow, Alexei Gussarow Sturm: Sergei Makarow, Igor Larionow (1), Wladimir Krutow, Sergei Swetlow (1), Anatoli Semjonow, Sergei Jaschin (1), Andrei Chomutow (1), Wjatscheslaw Bykow, Waleri Kamenski, Alexander Mogilny, Alexander Koschewnikow, Sergei Charin, Alexander Semak (1) Trainer / Assistent: Wiktor Tichonow / Igor Dmitrijew                                                                          | Tor: Jewgeni Beloscheikin Verteidigung: Alexei Kassatonow (1), Wjatscheslaw Fetissow (1), Sinetula Biljaletdinow, Ilja Bjakin (1), Sergei Starikow, Igor Krawtschuk, Igor Stelnow, Alexei Gussarow Sturm: Sergei Makarow, Igor Larionow (1), Wladimir Krutow, Sergei Swetlow (1), Anatoli Semjonow, Sergei Jaschin (1), Andrei Chomutow (1), Wjatscheslaw Bykow, Waleri Kamenski, Alexander Mogilny, Alexander Koschewnikow, Sergei Charin, Alexander Semak (1) Trainer / Assistent: Wiktor Tichonow / Igor Dmitrijew                                                                          | Tor: Jewgeni Beloscheikin Verteidigung: Alexei Kassatonow (1), Wjatscheslaw Fetissow (1), Sinetula Biljaletdinow, Ilja Bjakin (1), Sergei Starikow, Igor Krawtschuk, Igor Stelnow, Alexei Gussarow Sturm: Sergei Makarow, Igor Larionow (1), Wladimir Krutow, Sergei Swetlow (1), Anatoli Semjonow, Sergei Jaschin (1), Andrei Chomutow (1), Wjatscheslaw Bykow, Waleri Kamenski, Alexander Mogilny, Alexander Koschewnikow, Sergei Charin, Alexander Semak (1) Trainer / Assistent: Wiktor Tichonow / Igor Dmitrijew                                                                          |
| Nr. 782 25. Jan. 1988  | 9:0 (3:0, 2:0, 4:0) | 0 Norwegen | A | 0Sarpsborg, NOR | 0Freundschaftsspiel | |
| Aufstellung            | Tor: Sergei Mylnikow Verteidigung: Alexei Kassatonow, Wjatscheslaw Fetissow (1), Sinetula Biljaletdinow, Alexei Gussarow, Sergei Starikow, Igor Krawtschuk, Igor Stelnow, Ilja Bjakin (1) Sturm: Sergei Makarow (1), Igor Larionow, Wladimir Krutow (1), Sergei Swetlow, Anatoli Semjonow (1), Sergei Jaschin (1), Andrei Chomutow (2), Wjatscheslaw Bykow, Waleri Kamenski, Alexander Mogilny (1), Alexander Tschornych, Alexander Koschewnikow, Sergei Charin, Alexander Semak Trainer / Assistent: Wiktor Tichonow / Igor Dmitrijew                                                         | Tor: Sergei Mylnikow Verteidigung: Alexei Kassatonow, Wjatscheslaw Fetissow (1), Sinetula Biljaletdinow, Alexei Gussarow, Sergei Starikow, Igor Krawtschuk, Igor Stelnow, Ilja Bjakin (1) Sturm: Sergei Makarow (1), Igor Larionow, Wladimir Krutow (1), Sergei Swetlow, Anatoli Semjonow (1), Sergei Jaschin (1), Andrei Chomutow (2), Wjatscheslaw Bykow, Waleri Kamenski, Alexander Mogilny (1), Alexander Tschornych, Alexander Koschewnikow, Sergei Charin, Alexander Semak Trainer / Assistent: Wiktor Tichonow / Igor Dmitrijew                                                         | Tor: Sergei Mylnikow Verteidigung: Alexei Kassatonow, Wjatscheslaw Fetissow (1), Sinetula Biljaletdinow, Alexei Gussarow, Sergei Starikow, Igor Krawtschuk, Igor Stelnow, Ilja Bjakin (1) Sturm: Sergei Makarow (1), Igor Larionow, Wladimir Krutow (1), Sergei Swetlow, Anatoli Semjonow (1), Sergei Jaschin (1), Andrei Chomutow (2), Wjatscheslaw Bykow, Waleri Kamenski, Alexander Mogilny (1), Alexander Tschornych, Alexander Koschewnikow, Sergei Charin, Alexander Semak Trainer / Assistent: Wiktor Tichonow / Igor Dmitrijew                                                         | Tor: Sergei Mylnikow Verteidigung: Alexei Kassatonow, Wjatscheslaw Fetissow (1), Sinetula Biljaletdinow, Alexei Gussarow, Sergei Starikow, Igor Krawtschuk, Igor Stelnow, Ilja Bjakin (1) Sturm: Sergei Makarow (1), Igor Larionow, Wladimir Krutow (1), Sergei Swetlow, Anatoli Semjonow (1), Sergei Jaschin (1), Andrei Chomutow (2), Wjatscheslaw Bykow, Waleri Kamenski, Alexander Mogilny (1), Alexander Tschornych, Alexander Koschewnikow, Sergei Charin, Alexander Semak Trainer / Assistent: Wiktor Tichonow / Igor Dmitrijew                                                         | Tor: Sergei Mylnikow Verteidigung: Alexei Kassatonow, Wjatscheslaw Fetissow (1), Sinetula Biljaletdinow, Alexei Gussarow, Sergei Starikow, Igor Krawtschuk, Igor Stelnow, Ilja Bjakin (1) Sturm: Sergei Makarow (1), Igor Larionow, Wladimir Krutow (1), Sergei Swetlow, Anatoli Semjonow (1), Sergei Jaschin (1), Andrei Chomutow (2), Wjatscheslaw Bykow, Waleri Kamenski, Alexander Mogilny (1), Alexander Tschornych, Alexander Koschewnikow, Sergei Charin, Alexander Semak Trainer / Assistent: Wiktor Tichonow / Igor Dmitrijew                                                         | Tor: Sergei Mylnikow Verteidigung: Alexei Kassatonow, Wjatscheslaw Fetissow (1), Sinetula Biljaletdinow, Alexei Gussarow, Sergei Starikow, Igor Krawtschuk, Igor Stelnow, Ilja Bjakin (1) Sturm: Sergei Makarow (1), Igor Larionow, Wladimir Krutow (1), Sergei Swetlow, Anatoli Semjonow (1), Sergei Jaschin (1), Andrei Chomutow (2), Wjatscheslaw Bykow, Waleri Kamenski, Alexander Mogilny (1), Alexander Tschornych, Alexander Koschewnikow, Sergei Charin, Alexander Semak Trainer / Assistent: Wiktor Tichonow / Igor Dmitrijew                                                         |
| Nr. 783 1. Feb. 1988   | 5:5 (1:1, 1:3, 3:1) | 0 Finnland | A | 0Joensuu, FIN | 0Freundschaftsspiel | |
| Aufstellung            | Tor: Jewgeni Beloscheikin, Sergei Mylnikow (41. Min.) Verteidigung: Alexei Kassatonow, Wjatscheslaw Fetissow (1), Sinetula Biljaletdinow, Alexei Gussarow, Sergei Starikow, Igor Krawtschuk, Igor Stelnow, Ilja Bjakin Sturm: Sergei Makarow (1), Igor Larionow (1), Wladimir Krutow, Sergei Swetlow, Anatoli Semjonow, Sergei Jaschin, Andrei Chomutow, Wjatscheslaw Bykow (1), Waleri Kamenski, Alexander Mogilny (1), Alexander Tschornych, Alexander Koschewnikow, Andrei Lomakin, Alexander Semak Trainer / Assistent: Wiktor Tichonow / Igor Dmitrijew                                   | Tor: Jewgeni Beloscheikin, Sergei Mylnikow (41. Min.) Verteidigung: Alexei Kassatonow, Wjatscheslaw Fetissow (1), Sinetula Biljaletdinow, Alexei Gussarow, Sergei Starikow, Igor Krawtschuk, Igor Stelnow, Ilja Bjakin Sturm: Sergei Makarow (1), Igor Larionow (1), Wladimir Krutow, Sergei Swetlow, Anatoli Semjonow, Sergei Jaschin, Andrei Chomutow, Wjatscheslaw Bykow (1), Waleri Kamenski, Alexander Mogilny (1), Alexander Tschornych, Alexander Koschewnikow, Andrei Lomakin, Alexander Semak Trainer / Assistent: Wiktor Tichonow / Igor Dmitrijew                                   | Tor: Jewgeni Beloscheikin, Sergei Mylnikow (41. Min.) Verteidigung: Alexei Kassatonow, Wjatscheslaw Fetissow (1), Sinetula Biljaletdinow, Alexei Gussarow, Sergei Starikow, Igor Krawtschuk, Igor Stelnow, Ilja Bjakin Sturm: Sergei Makarow (1), Igor Larionow (1), Wladimir Krutow, Sergei Swetlow, Anatoli Semjonow, Sergei Jaschin, Andrei Chomutow, Wjatscheslaw Bykow (1), Waleri Kamenski, Alexander Mogilny (1), Alexander Tschornych, Alexander Koschewnikow, Andrei Lomakin, Alexander Semak Trainer / Assistent: Wiktor Tichonow / Igor Dmitrijew                                   | Tor: Jewgeni Beloscheikin, Sergei Mylnikow (41. Min.) Verteidigung: Alexei Kassatonow, Wjatscheslaw Fetissow (1), Sinetula Biljaletdinow, Alexei Gussarow, Sergei Starikow, Igor Krawtschuk, Igor Stelnow, Ilja Bjakin Sturm: Sergei Makarow (1), Igor Larionow (1), Wladimir Krutow, Sergei Swetlow, Anatoli Semjonow, Sergei Jaschin, Andrei Chomutow, Wjatscheslaw Bykow (1), Waleri Kamenski, Alexander Mogilny (1), Alexander Tschornych, Alexander Koschewnikow, Andrei Lomakin, Alexander Semak Trainer / Assistent: Wiktor Tichonow / Igor Dmitrijew                                   | Tor: Jewgeni Beloscheikin, Sergei Mylnikow (41. Min.) Verteidigung: Alexei Kassatonow, Wjatscheslaw Fetissow (1), Sinetula Biljaletdinow, Alexei Gussarow, Sergei Starikow, Igor Krawtschuk, Igor Stelnow, Ilja Bjakin Sturm: Sergei Makarow (1), Igor Larionow (1), Wladimir Krutow, Sergei Swetlow, Anatoli Semjonow, Sergei Jaschin, Andrei Chomutow, Wjatscheslaw Bykow (1), Waleri Kamenski, Alexander Mogilny (1), Alexander Tschornych, Alexander Koschewnikow, Andrei Lomakin, Alexander Semak Trainer / Assistent: Wiktor Tichonow / Igor Dmitrijew                                   | Tor: Jewgeni Beloscheikin, Sergei Mylnikow (41. Min.) Verteidigung: Alexei Kassatonow, Wjatscheslaw Fetissow (1), Sinetula Biljaletdinow, Alexei Gussarow, Sergei Starikow, Igor Krawtschuk, Igor Stelnow, Ilja Bjakin Sturm: Sergei Makarow (1), Igor Larionow (1), Wladimir Krutow, Sergei Swetlow, Anatoli Semjonow, Sergei Jaschin, Andrei Chomutow, Wjatscheslaw Bykow (1), Waleri Kamenski, Alexander Mogilny (1), Alexander Tschornych, Alexander Koschewnikow, Andrei Lomakin, Alexander Semak Trainer / Assistent: Wiktor Tichonow / Igor Dmitrijew                                   |
| Nr. 784 2. Feb. 1988   | 4:1 (2:0, 1:0, 1:1) | 0 Finnland | A | 0Kuopio, FIN | 0Freundschaftsspiel | |
| Aufstellung            | Tor: Jewgeni Beloscheikin Verteidigung: Igor Krawtschuk (2), Wjatscheslaw Fetissow, Sinetula Biljaletdinow, Alexei Gussarow, Sergei Starikow, Alexei Kassatonow, Igor Stelnow, Ilja Bjakin Sturm: Sergei Makarow, Igor Larionow, Wladimir Krutow, Sergei Swetlow, Anatoli Semjonow (1), Sergei Jaschin, Andrei Chomutow, Wjatscheslaw Bykow, Waleri Kamenski, Alexander Mogilny, Alexander Tschornych (1), Alexander Koschewnikow, Andrei Lomakin, Alexander Semak Trainer / Assistent: Wiktor Tichonow / Igor Dmitrijew                                                                       | Tor: Jewgeni Beloscheikin Verteidigung: Igor Krawtschuk (2), Wjatscheslaw Fetissow, Sinetula Biljaletdinow, Alexei Gussarow, Sergei Starikow, Alexei Kassatonow, Igor Stelnow, Ilja Bjakin Sturm: Sergei Makarow, Igor Larionow, Wladimir Krutow, Sergei Swetlow, Anatoli Semjonow (1), Sergei Jaschin, Andrei Chomutow, Wjatscheslaw Bykow, Waleri Kamenski, Alexander Mogilny, Alexander Tschornych (1), Alexander Koschewnikow, Andrei Lomakin, Alexander Semak Trainer / Assistent: Wiktor Tichonow / Igor Dmitrijew                                                                       | Tor: Jewgeni Beloscheikin Verteidigung: Igor Krawtschuk (2), Wjatscheslaw Fetissow, Sinetula Biljaletdinow, Alexei Gussarow, Sergei Starikow, Alexei Kassatonow, Igor Stelnow, Ilja Bjakin Sturm: Sergei Makarow, Igor Larionow, Wladimir Krutow, Sergei Swetlow, Anatoli Semjonow (1), Sergei Jaschin, Andrei Chomutow, Wjatscheslaw Bykow, Waleri Kamenski, Alexander Mogilny, Alexander Tschornych (1), Alexander Koschewnikow, Andrei Lomakin, Alexander Semak Trainer / Assistent: Wiktor Tichonow / Igor Dmitrijew                                                                       | Tor: Jewgeni Beloscheikin Verteidigung: Igor Krawtschuk (2), Wjatscheslaw Fetissow, Sinetula Biljaletdinow, Alexei Gussarow, Sergei Starikow, Alexei Kassatonow, Igor Stelnow, Ilja Bjakin Sturm: Sergei Makarow, Igor Larionow, Wladimir Krutow, Sergei Swetlow, Anatoli Semjonow (1), Sergei Jaschin, Andrei Chomutow, Wjatscheslaw Bykow, Waleri Kamenski, Alexander Mogilny, Alexander Tschornych (1), Alexander Koschewnikow, Andrei Lomakin, Alexander Semak Trainer / Assistent: Wiktor Tichonow / Igor Dmitrijew                                                                       | Tor: Jewgeni Beloscheikin Verteidigung: Igor Krawtschuk (2), Wjatscheslaw Fetissow, Sinetula Biljaletdinow, Alexei Gussarow, Sergei Starikow, Alexei Kassatonow, Igor Stelnow, Ilja Bjakin Sturm: Sergei Makarow, Igor Larionow, Wladimir Krutow, Sergei Swetlow, Anatoli Semjonow (1), Sergei Jaschin, Andrei Chomutow, Wjatscheslaw Bykow, Waleri Kamenski, Alexander Mogilny, Alexander Tschornych (1), Alexander Koschewnikow, Andrei Lomakin, Alexander Semak Trainer / Assistent: Wiktor Tichonow / Igor Dmitrijew                                                                       | Tor: Jewgeni Beloscheikin Verteidigung: Igor Krawtschuk (2), Wjatscheslaw Fetissow, Sinetula Biljaletdinow, Alexei Gussarow, Sergei Starikow, Alexei Kassatonow, Igor Stelnow, Ilja Bjakin Sturm: Sergei Makarow, Igor Larionow, Wladimir Krutow, Sergei Swetlow, Anatoli Semjonow (1), Sergei Jaschin, Andrei Chomutow, Wjatscheslaw Bykow, Waleri Kamenski, Alexander Mogilny, Alexander Tschornych (1), Alexander Koschewnikow, Andrei Lomakin, Alexander Semak Trainer / Assistent: Wiktor Tichonow / Igor Dmitrijew                                                                       |
| Nr. 785 10. Feb. 1988  | 2:3 (1:2, 1:1, 0:0) | 0 Kanada | A | 0Saskatoon, CAN | 0Freundschaftsspiel | |
| Aufstellung            | Tor: Sergei Mylnikow Verteidigung: Alexei Kassatonow, Wjatscheslaw Fetissow, Igor Krawtschuk, Igor Stelnow, Sergei Starikow, Alexei Gussarow, Ilja Bjakin Sturm: Sergei Makarow, Igor Larionow, Wladimir Krutow, Andrei Chomutow, Wjatscheslaw Bykow (1), Waleri Kamenski, Sergei Swetlow, Anatoli Semjonow, Sergei Jaschin (1), Alexander Mogilny, Alexander Tschornych, Alexander Koschewnikow, Andrei Lomakin Trainer / Assistent: Wiktor Tichonow / Igor Dmitrijew | Tor: Sergei Mylnikow Verteidigung: Alexei Kassatonow, Wjatscheslaw Fetissow, Igor Krawtschuk, Igor Stelnow, Sergei Starikow, Alexei Gussarow, Ilja Bjakin Sturm: Sergei Makarow, Igor Larionow, Wladimir Krutow, Andrei Chomutow, Wjatscheslaw Bykow (1), Waleri Kamenski, Sergei Swetlow, Anatoli Semjonow, Sergei Jaschin (1), Alexander Mogilny, Alexander Tschornych, Alexander Koschewnikow, Andrei Lomakin Trainer / Assistent: Wiktor Tichonow / Igor Dmitrijew | Tor: Sergei Mylnikow Verteidigung: Alexei Kassatonow, Wjatscheslaw Fetissow, Igor Krawtschuk, Igor Stelnow, Sergei Starikow, Alexei Gussarow, Ilja Bjakin Sturm: Sergei Makarow, Igor Larionow, Wladimir Krutow, Andrei Chomutow, Wjatscheslaw Bykow (1), Waleri Kamenski, Sergei Swetlow, Anatoli Semjonow, Sergei Jaschin (1), Alexander Mogilny, Alexander Tschornych, Alexander Koschewnikow, Andrei Lomakin Trainer / Assistent: Wiktor Tichonow / Igor Dmitrijew | Tor: Sergei Mylnikow Verteidigung: Alexei Kassatonow, Wjatscheslaw Fetissow, Igor Krawtschuk, Igor Stelnow, Sergei Starikow, Alexei Gussarow, Ilja Bjakin Sturm: Sergei Makarow, Igor Larionow, Wladimir Krutow, Andrei Chomutow, Wjatscheslaw Bykow (1), Waleri Kamenski, Sergei Swetlow, Anatoli Semjonow, Sergei Jaschin (1), Alexander Mogilny, Alexander Tschornych, Alexander Koschewnikow, Andrei Lomakin Trainer / Assistent: Wiktor Tichonow / Igor Dmitrijew | Tor: Sergei Mylnikow Verteidigung: Alexei Kassatonow, Wjatscheslaw Fetissow, Igor Krawtschuk, Igor Stelnow, Sergei Starikow, Alexei Gussarow, Ilja Bjakin Sturm: Sergei Makarow, Igor Larionow, Wladimir Krutow, Andrei Chomutow, Wjatscheslaw Bykow (1), Waleri Kamenski, Sergei Swetlow, Anatoli Semjonow, Sergei Jaschin (1), Alexander Mogilny, Alexander Tschornych, Alexander Koschewnikow, Andrei Lomakin Trainer / Assistent: Wiktor Tichonow / Igor Dmitrijew | Tor: Sergei Mylnikow Verteidigung: Alexei Kassatonow, Wjatscheslaw Fetissow, Igor Krawtschuk, Igor Stelnow, Sergei Starikow, Alexei Gussarow, Ilja Bjakin Sturm: Sergei Makarow, Igor Larionow, Wladimir Krutow, Andrei Chomutow, Wjatscheslaw Bykow (1), Waleri Kamenski, Sergei Swetlow, Anatoli Semjonow, Sergei Jaschin (1), Alexander Mogilny, Alexander Tschornych, Alexander Koschewnikow, Andrei Lomakin Trainer / Assistent: Wiktor Tichonow / Igor Dmitrijew |
| Nr. 786 13. Feb. 1988  | 5:0 (0:0, 3:0, 2:0) | 0 Norwegen | * | 0Calgary, CAN | 0OS 1988 | |
| Aufstellung            | Tor: Sergei Mylnikow Verteidigung: Alexei Kassatonow, Wjatscheslaw Fetissow, Sergei Starikow, Alexei Gussarow (1), Ilja Bjakin, Igor Stelnow (1) Sturm: Sergei Makarow, Igor Larionow, Wladimir Krutow (1), Sergei Swetlow, Anatoli Semjonow, Sergei Jaschin, Andrei Chomutow (1), Wjatscheslaw Bykow, Waleri Kamenski, Alexander Mogilny (1), Alexander Tschornych, Andrei Lomakin Trainer / Assistent: Wiktor Tichonow / Igor Dmitrijew | Tor: Sergei Mylnikow Verteidigung: Alexei Kassatonow, Wjatscheslaw Fetissow, Sergei Starikow, Alexei Gussarow (1), Ilja Bjakin, Igor Stelnow (1) Sturm: Sergei Makarow, Igor Larionow, Wladimir Krutow (1), Sergei Swetlow, Anatoli Semjonow, Sergei Jaschin, Andrei Chomutow (1), Wjatscheslaw Bykow, Waleri Kamenski, Alexander Mogilny (1), Alexander Tschornych, Andrei Lomakin Trainer / Assistent: Wiktor Tichonow / Igor Dmitrijew | Tor: Sergei Mylnikow Verteidigung: Alexei Kassatonow, Wjatscheslaw Fetissow, Sergei Starikow, Alexei Gussarow (1), Ilja Bjakin, Igor Stelnow (1) Sturm: Sergei Makarow, Igor Larionow, Wladimir Krutow (1), Sergei Swetlow, Anatoli Semjonow, Sergei Jaschin, Andrei Chomutow (1), Wjatscheslaw Bykow, Waleri Kamenski, Alexander Mogilny (1), Alexander Tschornych, Andrei Lomakin Trainer / Assistent: Wiktor Tichonow / Igor Dmitrijew | Tor: Sergei Mylnikow Verteidigung: Alexei Kassatonow, Wjatscheslaw Fetissow, Sergei Starikow, Alexei Gussarow (1), Ilja Bjakin, Igor Stelnow (1) Sturm: Sergei Makarow, Igor Larionow, Wladimir Krutow (1), Sergei Swetlow, Anatoli Semjonow, Sergei Jaschin, Andrei Chomutow (1), Wjatscheslaw Bykow, Waleri Kamenski, Alexander Mogilny (1), Alexander Tschornych, Andrei Lomakin Trainer / Assistent: Wiktor Tichonow / Igor Dmitrijew | Tor: Sergei Mylnikow Verteidigung: Alexei Kassatonow, Wjatscheslaw Fetissow, Sergei Starikow, Alexei Gussarow (1), Ilja Bjakin, Igor Stelnow (1) Sturm: Sergei Makarow, Igor Larionow, Wladimir Krutow (1), Sergei Swetlow, Anatoli Semjonow, Sergei Jaschin, Andrei Chomutow (1), Wjatscheslaw Bykow, Waleri Kamenski, Alexander Mogilny (1), Alexander Tschornych, Andrei Lomakin Trainer / Assistent: Wiktor Tichonow / Igor Dmitrijew | Tor: Sergei Mylnikow Verteidigung: Alexei Kassatonow, Wjatscheslaw Fetissow, Sergei Starikow, Alexei Gussarow (1), Ilja Bjakin, Igor Stelnow (1) Sturm: Sergei Makarow, Igor Larionow, Wladimir Krutow (1), Sergei Swetlow, Anatoli Semjonow, Sergei Jaschin, Andrei Chomutow (1), Wjatscheslaw Bykow, Waleri Kamenski, Alexander Mogilny (1), Alexander Tschornych, Andrei Lomakin Trainer / Assistent: Wiktor Tichonow / Igor Dmitrijew |
| Nr. 787 15. Feb. 1988  | 8:1 (3:1, 5:0, 0:0) | 0 Österreich | * | 0Calgary, CAN | 0OS 1988 | |
| Aufstellung            | Tor: Sergei Mylnikow Verteidigung: Alexei Kassatonow, Wjatscheslaw Fetissow, Sergei Starikow, Alexei Gussarow, Ilja Bjakin, Igor Stelnow Sturm: Sergei Makarow (1), Igor Larionow, Wladimir Krutow (2), Sergei Swetlow, Anatoli Semjonow, Sergei Jaschin (1), Andrei Chomutow (1), Alexander Koschewnikow (1), Waleri Kamenski (1), Alexander Mogilny, Alexander Tschornych (1), Andrei Lomakin Trainer / Assistent: Wiktor Tichonow / Igor Dmitrijew | Tor: Sergei Mylnikow Verteidigung: Alexei Kassatonow, Wjatscheslaw Fetissow, Sergei Starikow, Alexei Gussarow, Ilja Bjakin, Igor Stelnow Sturm: Sergei Makarow (1), Igor Larionow, Wladimir Krutow (2), Sergei Swetlow, Anatoli Semjonow, Sergei Jaschin (1), Andrei Chomutow (1), Alexander Koschewnikow (1), Waleri Kamenski (1), Alexander Mogilny, Alexander Tschornych (1), Andrei Lomakin Trainer / Assistent: Wiktor Tichonow / Igor Dmitrijew | Tor: Sergei Mylnikow Verteidigung: Alexei Kassatonow, Wjatscheslaw Fetissow, Sergei Starikow, Alexei Gussarow, Ilja Bjakin, Igor Stelnow Sturm: Sergei Makarow (1), Igor Larionow, Wladimir Krutow (2), Sergei Swetlow, Anatoli Semjonow, Sergei Jaschin (1), Andrei Chomutow (1), Alexander Koschewnikow (1), Waleri Kamenski (1), Alexander Mogilny, Alexander Tschornych (1), Andrei Lomakin Trainer / Assistent: Wiktor Tichonow / Igor Dmitrijew | Tor: Sergei Mylnikow Verteidigung: Alexei Kassatonow, Wjatscheslaw Fetissow, Sergei Starikow, Alexei Gussarow, Ilja Bjakin, Igor Stelnow Sturm: Sergei Makarow (1), Igor Larionow, Wladimir Krutow (2), Sergei Swetlow, Anatoli Semjonow, Sergei Jaschin (1), Andrei Chomutow (1), Alexander Koschewnikow (1), Waleri Kamenski (1), Alexander Mogilny, Alexander Tschornych (1), Andrei Lomakin Trainer / Assistent: Wiktor Tichonow / Igor Dmitrijew | Tor: Sergei Mylnikow Verteidigung: Alexei Kassatonow, Wjatscheslaw Fetissow, Sergei Starikow, Alexei Gussarow, Ilja Bjakin, Igor Stelnow Sturm: Sergei Makarow (1), Igor Larionow, Wladimir Krutow (2), Sergei Swetlow, Anatoli Semjonow, Sergei Jaschin (1), Andrei Chomutow (1), Alexander Koschewnikow (1), Waleri Kamenski (1), Alexander Mogilny, Alexander Tschornych (1), Andrei Lomakin Trainer / Assistent: Wiktor Tichonow / Igor Dmitrijew | Tor: Sergei Mylnikow Verteidigung: Alexei Kassatonow, Wjatscheslaw Fetissow, Sergei Starikow, Alexei Gussarow, Ilja Bjakin, Igor Stelnow Sturm: Sergei Makarow (1), Igor Larionow, Wladimir Krutow (2), Sergei Swetlow, Anatoli Semjonow, Sergei Jaschin (1), Andrei Chomutow (1), Alexander Koschewnikow (1), Waleri Kamenski (1), Alexander Mogilny, Alexander Tschornych (1), Andrei Lomakin Trainer / Assistent: Wiktor Tichonow / Igor Dmitrijew |
| Nr. 788 17. Feb. 1988  | 7:5 (2:0, 4:2, 1:3) | 0 USA | * | 0Calgary, CAN | 0OS 1988 | |
| Aufstellung            | Tor: Sergei Mylnikow Verteidigung: Alexei Kassatonow (2), Wjatscheslaw Fetissow (2), Ilja Bjakin, Alexei Gussarow, Igor Krawtschuk, Igor Stelnow Sturm: Sergei Makarow (1), Igor Larionow (1), Wladimir Krutow, Sergei Swetlow, Anatoli Semjonow, Sergei Jaschin, Andrei Chomutow, Waleri Kamenski (1), Andrei Lomakin, Alexander Tschornych, Alexander Koschewnikow Trainer / Assistent: Wiktor Tichonow / Igor Dmitrijew | Tor: Sergei Mylnikow Verteidigung: Alexei Kassatonow (2), Wjatscheslaw Fetissow (2), Ilja Bjakin, Alexei Gussarow, Igor Krawtschuk, Igor Stelnow Sturm: Sergei Makarow (1), Igor Larionow (1), Wladimir Krutow, Sergei Swetlow, Anatoli Semjonow, Sergei Jaschin, Andrei Chomutow, Waleri Kamenski (1), Andrei Lomakin, Alexander Tschornych, Alexander Koschewnikow Trainer / Assistent: Wiktor Tichonow / Igor Dmitrijew | Tor: Sergei Mylnikow Verteidigung: Alexei Kassatonow (2), Wjatscheslaw Fetissow (2), Ilja Bjakin, Alexei Gussarow, Igor Krawtschuk, Igor Stelnow Sturm: Sergei Makarow (1), Igor Larionow (1), Wladimir Krutow, Sergei Swetlow, Anatoli Semjonow, Sergei Jaschin, Andrei Chomutow, Waleri Kamenski (1), Andrei Lomakin, Alexander Tschornych, Alexander Koschewnikow Trainer / Assistent: Wiktor Tichonow / Igor Dmitrijew | Tor: Sergei Mylnikow Verteidigung: Alexei Kassatonow (2), Wjatscheslaw Fetissow (2), Ilja Bjakin, Alexei Gussarow, Igor Krawtschuk, Igor Stelnow Sturm: Sergei Makarow (1), Igor Larionow (1), Wladimir Krutow, Sergei Swetlow, Anatoli Semjonow, Sergei Jaschin, Andrei Chomutow, Waleri Kamenski (1), Andrei Lomakin, Alexander Tschornych, Alexander Koschewnikow Trainer / Assistent: Wiktor Tichonow / Igor Dmitrijew | Tor: Sergei Mylnikow Verteidigung: Alexei Kassatonow (2), Wjatscheslaw Fetissow (2), Ilja Bjakin, Alexei Gussarow, Igor Krawtschuk, Igor Stelnow Sturm: Sergei Makarow (1), Igor Larionow (1), Wladimir Krutow, Sergei Swetlow, Anatoli Semjonow, Sergei Jaschin, Andrei Chomutow, Waleri Kamenski (1), Andrei Lomakin, Alexander Tschornych, Alexander Koschewnikow Trainer / Assistent: Wiktor Tichonow / Igor Dmitrijew | Tor: Sergei Mylnikow Verteidigung: Alexei Kassatonow (2), Wjatscheslaw Fetissow (2), Ilja Bjakin, Alexei Gussarow, Igor Krawtschuk, Igor Stelnow Sturm: Sergei Makarow (1), Igor Larionow (1), Wladimir Krutow, Sergei Swetlow, Anatoli Semjonow, Sergei Jaschin, Andrei Chomutow, Waleri Kamenski (1), Andrei Lomakin, Alexander Tschornych, Alexander Koschewnikow Trainer / Assistent: Wiktor Tichonow / Igor Dmitrijew |
| Nr. 789 19. Feb. 1988  | 6:1 (2:0, 3:0, 1:1) | 0 BR Deutschland | * | 0Calgary, CAN | 0OS 1988 | |
| Aufstellung            | Tor: Sergei Mylnikow Verteidigung: Alexei Kassatonow, Wjatscheslaw Fetissow (1), Sergei Starikow, Alexei Gussarow, Igor Krawtschuk (1), Igor Stelnow Sturm: Sergei Makarow, Igor Larionow, Wladimir Krutow, Sergei Swetlow (1), Anatoli Semjonow, Sergei Jaschin, Andrei Chomutow, Wjatscheslaw Bykow, Waleri Kamenski, Ilja Bjakin (1), Alexander Tschornych (1), Andrei Lomakin Trainer / Assistent: Wiktor Tichonow / Igor Dmitrijew | Tor: Sergei Mylnikow Verteidigung: Alexei Kassatonow, Wjatscheslaw Fetissow (1), Sergei Starikow, Alexei Gussarow, Igor Krawtschuk (1), Igor Stelnow Sturm: Sergei Makarow, Igor Larionow, Wladimir Krutow, Sergei Swetlow (1), Anatoli Semjonow, Sergei Jaschin, Andrei Chomutow, Wjatscheslaw Bykow, Waleri Kamenski, Ilja Bjakin (1), Alexander Tschornych (1), Andrei Lomakin Trainer / Assistent: Wiktor Tichonow / Igor Dmitrijew | Tor: Sergei Mylnikow Verteidigung: Alexei Kassatonow, Wjatscheslaw Fetissow (1), Sergei Starikow, Alexei Gussarow, Igor Krawtschuk (1), Igor Stelnow Sturm: Sergei Makarow, Igor Larionow, Wladimir Krutow, Sergei Swetlow (1), Anatoli Semjonow, Sergei Jaschin, Andrei Chomutow, Wjatscheslaw Bykow, Waleri Kamenski, Ilja Bjakin (1), Alexander Tschornych (1), Andrei Lomakin Trainer / Assistent: Wiktor Tichonow / Igor Dmitrijew | Tor: Sergei Mylnikow Verteidigung: Alexei Kassatonow, Wjatscheslaw Fetissow (1), Sergei Starikow, Alexei Gussarow, Igor Krawtschuk (1), Igor Stelnow Sturm: Sergei Makarow, Igor Larionow, Wladimir Krutow, Sergei Swetlow (1), Anatoli Semjonow, Sergei Jaschin, Andrei Chomutow, Wjatscheslaw Bykow, Waleri Kamenski, Ilja Bjakin (1), Alexander Tschornych (1), Andrei Lomakin Trainer / Assistent: Wiktor Tichonow / Igor Dmitrijew | Tor: Sergei Mylnikow Verteidigung: Alexei Kassatonow, Wjatscheslaw Fetissow (1), Sergei Starikow, Alexei Gussarow, Igor Krawtschuk (1), Igor Stelnow Sturm: Sergei Makarow, Igor Larionow, Wladimir Krutow, Sergei Swetlow (1), Anatoli Semjonow, Sergei Jaschin, Andrei Chomutow, Wjatscheslaw Bykow, Waleri Kamenski, Ilja Bjakin (1), Alexander Tschornych (1), Andrei Lomakin Trainer / Assistent: Wiktor Tichonow / Igor Dmitrijew | Tor: Sergei Mylnikow Verteidigung: Alexei Kassatonow, Wjatscheslaw Fetissow (1), Sergei Starikow, Alexei Gussarow, Igor Krawtschuk (1), Igor Stelnow Sturm: Sergei Makarow, Igor Larionow, Wladimir Krutow, Sergei Swetlow (1), Anatoli Semjonow, Sergei Jaschin, Andrei Chomutow, Wjatscheslaw Bykow, Waleri Kamenski, Ilja Bjakin (1), Alexander Tschornych (1), Andrei Lomakin Trainer / Assistent: Wiktor Tichonow / Igor Dmitrijew |
| Nr. 790 21. Feb. 1988  | 6:1 (2:0, 3:0, 1:1) | 0 Tschechoslowakei | * | 0Calgary, CAN | 0OS 1988 | |
| Aufstellung            | Tor: Sergei Mylnikow Verteidigung: Alexei Kassatonow, Wjatscheslaw Fetissow, Ilja Bjakin, Alexei Gussarow, Igor Krawtschuk, Igor Stelnow Sturm: Sergei Makarow, Igor Larionow (1), Wladimir Krutow (2), Sergei Swetlow, Anatoli Semjonow, Sergei Jaschin, Andrei Chomutow, Wjatscheslaw Bykow (1), Waleri Kamenski (1), Alexander Mogilny, Alexander Tschornych, Andrei Lomakin (1) Trainer / Assistent: Wiktor Tichonow / Igor Dmitrijew | Tor: Sergei Mylnikow Verteidigung: Alexei Kassatonow, Wjatscheslaw Fetissow, Ilja Bjakin, Alexei Gussarow, Igor Krawtschuk, Igor Stelnow Sturm: Sergei Makarow, Igor Larionow (1), Wladimir Krutow (2), Sergei Swetlow, Anatoli Semjonow, Sergei Jaschin, Andrei Chomutow, Wjatscheslaw Bykow (1), Waleri Kamenski (1), Alexander Mogilny, Alexander Tschornych, Andrei Lomakin (1) Trainer / Assistent: Wiktor Tichonow / Igor Dmitrijew | Tor: Sergei Mylnikow Verteidigung: Alexei Kassatonow, Wjatscheslaw Fetissow, Ilja Bjakin, Alexei Gussarow, Igor Krawtschuk, Igor Stelnow Sturm: Sergei Makarow, Igor Larionow (1), Wladimir Krutow (2), Sergei Swetlow, Anatoli Semjonow, Sergei Jaschin, Andrei Chomutow, Wjatscheslaw Bykow (1), Waleri Kamenski (1), Alexander Mogilny, Alexander Tschornych, Andrei Lomakin (1) Trainer / Assistent: Wiktor Tichonow / Igor Dmitrijew | Tor: Sergei Mylnikow Verteidigung: Alexei Kassatonow, Wjatscheslaw Fetissow, Ilja Bjakin, Alexei Gussarow, Igor Krawtschuk, Igor Stelnow Sturm: Sergei Makarow, Igor Larionow (1), Wladimir Krutow (2), Sergei Swetlow, Anatoli Semjonow, Sergei Jaschin, Andrei Chomutow, Wjatscheslaw Bykow (1), Waleri Kamenski (1), Alexander Mogilny, Alexander Tschornych, Andrei Lomakin (1) Trainer / Assistent: Wiktor Tichonow / Igor Dmitrijew | Tor: Sergei Mylnikow Verteidigung: Alexei Kassatonow, Wjatscheslaw Fetissow, Ilja Bjakin, Alexei Gussarow, Igor Krawtschuk, Igor Stelnow Sturm: Sergei Makarow, Igor Larionow (1), Wladimir Krutow (2), Sergei Swetlow, Anatoli Semjonow, Sergei Jaschin, Andrei Chomutow, Wjatscheslaw Bykow (1), Waleri Kamenski (1), Alexander Mogilny, Alexander Tschornych, Andrei Lomakin (1) Trainer / Assistent: Wiktor Tichonow / Igor Dmitrijew | Tor: Sergei Mylnikow Verteidigung: Alexei Kassatonow, Wjatscheslaw Fetissow, Ilja Bjakin, Alexei Gussarow, Igor Krawtschuk, Igor Stelnow Sturm: Sergei Makarow, Igor Larionow (1), Wladimir Krutow (2), Sergei Swetlow, Anatoli Semjonow, Sergei Jaschin, Andrei Chomutow, Wjatscheslaw Bykow (1), Waleri Kamenski (1), Alexander Mogilny, Alexander Tschornych, Andrei Lomakin (1) Trainer / Assistent: Wiktor Tichonow / Igor Dmitrijew |
| Nr. 791 24. Feb. 1988  | 5:0 (0:0, 2:0, 3:0) | 0 Kanada | A | 0Calgary, CAN | 0OS 1988 | |
| Aufstellung            | Tor: Sergei Mylnikow Verteidigung: Alexei Kassatonow, Wjatscheslaw Fetissow, Ilja Bjakin, Alexei Gussarow, Igor Krawtschuk, Igor Stelnow Sturm: Sergei Makarow (1), Igor Larionow, Wladimir Krutow (1), Sergei Swetlow, Anatoli Semjonow, Sergei Jaschin (1), Andrei Chomutow, Wjatscheslaw Bykow (1), Waleri Kamenski, Alexander Mogilny (1), Alexander Tschornych, Andrei Lomakin Trainer / Assistent: Wiktor Tichonow / Igor Dmitrijew | Tor: Sergei Mylnikow Verteidigung: Alexei Kassatonow, Wjatscheslaw Fetissow, Ilja Bjakin, Alexei Gussarow, Igor Krawtschuk, Igor Stelnow Sturm: Sergei Makarow (1), Igor Larionow, Wladimir Krutow (1), Sergei Swetlow, Anatoli Semjonow, Sergei Jaschin (1), Andrei Chomutow, Wjatscheslaw Bykow (1), Waleri Kamenski, Alexander Mogilny (1), Alexander Tschornych, Andrei Lomakin Trainer / Assistent: Wiktor Tichonow / Igor Dmitrijew | Tor: Sergei Mylnikow Verteidigung: Alexei Kassatonow, Wjatscheslaw Fetissow, Ilja Bjakin, Alexei Gussarow, Igor Krawtschuk, Igor Stelnow Sturm: Sergei Makarow (1), Igor Larionow, Wladimir Krutow (1), Sergei Swetlow, Anatoli Semjonow, Sergei Jaschin (1), Andrei Chomutow, Wjatscheslaw Bykow (1), Waleri Kamenski, Alexander Mogilny (1), Alexander Tschornych, Andrei Lomakin Trainer / Assistent: Wiktor Tichonow / Igor Dmitrijew | Tor: Sergei Mylnikow Verteidigung: Alexei Kassatonow, Wjatscheslaw Fetissow, Ilja Bjakin, Alexei Gussarow, Igor Krawtschuk, Igor Stelnow Sturm: Sergei Makarow (1), Igor Larionow, Wladimir Krutow (1), Sergei Swetlow, Anatoli Semjonow, Sergei Jaschin (1), Andrei Chomutow, Wjatscheslaw Bykow (1), Waleri Kamenski, Alexander Mogilny (1), Alexander Tschornych, Andrei Lomakin Trainer / Assistent: Wiktor Tichonow / Igor Dmitrijew | Tor: Sergei Mylnikow Verteidigung: Alexei Kassatonow, Wjatscheslaw Fetissow, Ilja Bjakin, Alexei Gussarow, Igor Krawtschuk, Igor Stelnow Sturm: Sergei Makarow (1), Igor Larionow, Wladimir Krutow (1), Sergei Swetlow, Anatoli Semjonow, Sergei Jaschin (1), Andrei Chomutow, Wjatscheslaw Bykow (1), Waleri Kamenski, Alexander Mogilny (1), Alexander Tschornych, Andrei Lomakin Trainer / Assistent: Wiktor Tichonow / Igor Dmitrijew | Tor: Sergei Mylnikow Verteidigung: Alexei Kassatonow, Wjatscheslaw Fetissow, Ilja Bjakin, Alexei Gussarow, Igor Krawtschuk, Igor Stelnow Sturm: Sergei Makarow (1), Igor Larionow, Wladimir Krutow (1), Sergei Swetlow, Anatoli Semjonow, Sergei Jaschin (1), Andrei Chomutow, Wjatscheslaw Bykow (1), Waleri Kamenski, Alexander Mogilny (1), Alexander Tschornych, Andrei Lomakin Trainer / Assistent: Wiktor Tichonow / Igor Dmitrijew |
| Nr. 792 26. Feb. 1988  | 7:1 (4:1, 1:0, 2:0) | 0 Schweden | * | 0Calgary, CAN | 0OS 1988 | |
| Aufstellung            | Tor: Sergei Mylnikow Verteidigung: Igor Krawtschuk, Wjatscheslaw Fetissow (1), Ilja Bjakin, Alexei Gussarow, Sergei Starikow, Igor Stelnow Sturm: Sergei Makarow, Igor Larionow (2), Wladimir Krutow, Sergei Swetlow, Anatoli Semjonow (2), Sergei Jaschin (1), Andrei Chomutow, Wjatscheslaw Bykow, Waleri Kamenski (1), Alexander Mogilny, Alexander Tschornych, Andrei Lomakin Trainer / Assistent: Wiktor Tichonow / Igor Dmitrijew | Tor: Sergei Mylnikow Verteidigung: Igor Krawtschuk, Wjatscheslaw Fetissow (1), Ilja Bjakin, Alexei Gussarow, Sergei Starikow, Igor Stelnow Sturm: Sergei Makarow, Igor Larionow (2), Wladimir Krutow, Sergei Swetlow, Anatoli Semjonow (2), Sergei Jaschin (1), Andrei Chomutow, Wjatscheslaw Bykow, Waleri Kamenski (1), Alexander Mogilny, Alexander Tschornych, Andrei Lomakin Trainer / Assistent: Wiktor Tichonow / Igor Dmitrijew | Tor: Sergei Mylnikow Verteidigung: Igor Krawtschuk, Wjatscheslaw Fetissow (1), Ilja Bjakin, Alexei Gussarow, Sergei Starikow, Igor Stelnow Sturm: Sergei Makarow, Igor Larionow (2), Wladimir Krutow, Sergei Swetlow, Anatoli Semjonow (2), Sergei Jaschin (1), Andrei Chomutow, Wjatscheslaw Bykow, Waleri Kamenski (1), Alexander Mogilny, Alexander Tschornych, Andrei Lomakin Trainer / Assistent: Wiktor Tichonow / Igor Dmitrijew | Tor: Sergei Mylnikow Verteidigung: Igor Krawtschuk, Wjatscheslaw Fetissow (1), Ilja Bjakin, Alexei Gussarow, Sergei Starikow, Igor Stelnow Sturm: Sergei Makarow, Igor Larionow (2), Wladimir Krutow, Sergei Swetlow, Anatoli Semjonow (2), Sergei Jaschin (1), Andrei Chomutow, Wjatscheslaw Bykow, Waleri Kamenski (1), Alexander Mogilny, Alexander Tschornych, Andrei Lomakin Trainer / Assistent: Wiktor Tichonow / Igor Dmitrijew | Tor: Sergei Mylnikow Verteidigung: Igor Krawtschuk, Wjatscheslaw Fetissow (1), Ilja Bjakin, Alexei Gussarow, Sergei Starikow, Igor Stelnow Sturm: Sergei Makarow, Igor Larionow (2), Wladimir Krutow, Sergei Swetlow, Anatoli Semjonow (2), Sergei Jaschin (1), Andrei Chomutow, Wjatscheslaw Bykow, Waleri Kamenski (1), Alexander Mogilny, Alexander Tschornych, Andrei Lomakin Trainer / Assistent: Wiktor Tichonow / Igor Dmitrijew | Tor: Sergei Mylnikow Verteidigung: Igor Krawtschuk, Wjatscheslaw Fetissow (1), Ilja Bjakin, Alexei Gussarow, Sergei Starikow, Igor Stelnow Sturm: Sergei Makarow, Igor Larionow (2), Wladimir Krutow, Sergei Swetlow, Anatoli Semjonow (2), Sergei Jaschin (1), Andrei Chomutow, Wjatscheslaw Bykow, Waleri Kamenski (1), Alexander Mogilny, Alexander Tschornych, Andrei Lomakin Trainer / Assistent: Wiktor Tichonow / Igor Dmitrijew |
| Nr. 793 28. Feb. 1988  | 1:2 (0:0, 0:1, 1:1) | 0 Finnland | * | 0Calgary, CAN | 0OS 1988 | 07. Olympiasieg |
| Aufstellung            | Tor: Sergei Mylnikow Verteidigung: Alexei Kassatonow, Wjatscheslaw Fetissow, Ilja Bjakin, Alexei Gussarow, Sergei Starikow, Igor Krawtschuk Sturm: Sergei Makarow, Igor Larionow, Wladimir Krutow, Sergei Swetlow, Anatoli Semjonow, Sergei Jaschin, Andrei Chomutow, Wjatscheslaw Bykow, Waleri Kamenski, Alexander Mogilny (1), Alexander Tschornych, Andrei Lomakin Trainer / Assistent: Wiktor Tichonow / Igor Dmitrijew | Tor: Sergei Mylnikow Verteidigung: Alexei Kassatonow, Wjatscheslaw Fetissow, Ilja Bjakin, Alexei Gussarow, Sergei Starikow, Igor Krawtschuk Sturm: Sergei Makarow, Igor Larionow, Wladimir Krutow, Sergei Swetlow, Anatoli Semjonow, Sergei Jaschin, Andrei Chomutow, Wjatscheslaw Bykow, Waleri Kamenski, Alexander Mogilny (1), Alexander Tschornych, Andrei Lomakin Trainer / Assistent: Wiktor Tichonow / Igor Dmitrijew | Tor: Sergei Mylnikow Verteidigung: Alexei Kassatonow, Wjatscheslaw Fetissow, Ilja Bjakin, Alexei Gussarow, Sergei Starikow, Igor Krawtschuk Sturm: Sergei Makarow, Igor Larionow, Wladimir Krutow, Sergei Swetlow, Anatoli Semjonow, Sergei Jaschin, Andrei Chomutow, Wjatscheslaw Bykow, Waleri Kamenski, Alexander Mogilny (1), Alexander Tschornych, Andrei Lomakin Trainer / Assistent: Wiktor Tichonow / Igor Dmitrijew | Tor: Sergei Mylnikow Verteidigung: Alexei Kassatonow, Wjatscheslaw Fetissow, Ilja Bjakin, Alexei Gussarow, Sergei Starikow, Igor Krawtschuk Sturm: Sergei Makarow, Igor Larionow, Wladimir Krutow, Sergei Swetlow, Anatoli Semjonow, Sergei Jaschin, Andrei Chomutow, Wjatscheslaw Bykow, Waleri Kamenski, Alexander Mogilny (1), Alexander Tschornych, Andrei Lomakin Trainer / Assistent: Wiktor Tichonow / Igor Dmitrijew | Tor: Sergei Mylnikow Verteidigung: Alexei Kassatonow, Wjatscheslaw Fetissow, Ilja Bjakin, Alexei Gussarow, Sergei Starikow, Igor Krawtschuk Sturm: Sergei Makarow, Igor Larionow, Wladimir Krutow, Sergei Swetlow, Anatoli Semjonow, Sergei Jaschin, Andrei Chomutow, Wjatscheslaw Bykow, Waleri Kamenski, Alexander Mogilny (1), Alexander Tschornych, Andrei Lomakin Trainer / Assistent: Wiktor Tichonow / Igor Dmitrijew | Tor: Sergei Mylnikow Verteidigung: Alexei Kassatonow, Wjatscheslaw Fetissow, Ilja Bjakin, Alexei Gussarow, Sergei Starikow, Igor Krawtschuk Sturm: Sergei Makarow, Igor Larionow, Wladimir Krutow, Sergei Swetlow, Anatoli Semjonow, Sergei Jaschin, Andrei Chomutow, Wjatscheslaw Bykow, Waleri Kamenski, Alexander Mogilny (1), Alexander Tschornych, Andrei Lomakin Trainer / Assistent: Wiktor Tichonow / Igor Dmitrijew |
| Nr. 794 18. Mai 1988   | 10:4 (2:0, 8:1, 0:3) | 0 Japan | A | 0Tokio, JPN | 0Freundschaftsspiel | |
| Aufstellung            | Tor: Sergei Mylnikow, Vitālijs Samoilovs (41. Min.) Verteidigung: Alexei Kassatonow, Wjatscheslaw Fetissow, Ilja Bjakin, Alexei Gussarow (1), Sergei Starikow, Igor Krawtschuk (1), Igor Stelnow Sturm: Sergei Makarow (2), Igor Larionow, Wladimir Krutow, Sergei Swetlow (2), Anatoli Semjonow (1), Sergei Jaschin, Andrei Chomutow (1), Wjatscheslaw Bykow (1), Waleri Kamenski, Andrei Lomakin, Alexander Tschornych, Alexander Koschewnikow (1) Trainer / Assistent: Wiktor Tichonow / Igor Dmitrijew                                                                                     | Tor: Sergei Mylnikow, Vitālijs Samoilovs (41. Min.) Verteidigung: Alexei Kassatonow, Wjatscheslaw Fetissow, Ilja Bjakin, Alexei Gussarow (1), Sergei Starikow, Igor Krawtschuk (1), Igor Stelnow Sturm: Sergei Makarow (2), Igor Larionow, Wladimir Krutow, Sergei Swetlow (2), Anatoli Semjonow (1), Sergei Jaschin, Andrei Chomutow (1), Wjatscheslaw Bykow (1), Waleri Kamenski, Andrei Lomakin, Alexander Tschornych, Alexander Koschewnikow (1) Trainer / Assistent: Wiktor Tichonow / Igor Dmitrijew                                                                                     | Tor: Sergei Mylnikow, Vitālijs Samoilovs (41. Min.) Verteidigung: Alexei Kassatonow, Wjatscheslaw Fetissow, Ilja Bjakin, Alexei Gussarow (1), Sergei Starikow, Igor Krawtschuk (1), Igor Stelnow Sturm: Sergei Makarow (2), Igor Larionow, Wladimir Krutow, Sergei Swetlow (2), Anatoli Semjonow (1), Sergei Jaschin, Andrei Chomutow (1), Wjatscheslaw Bykow (1), Waleri Kamenski, Andrei Lomakin, Alexander Tschornych, Alexander Koschewnikow (1) Trainer / Assistent: Wiktor Tichonow / Igor Dmitrijew                                                                                     | Tor: Sergei Mylnikow, Vitālijs Samoilovs (41. Min.) Verteidigung: Alexei Kassatonow, Wjatscheslaw Fetissow, Ilja Bjakin, Alexei Gussarow (1), Sergei Starikow, Igor Krawtschuk (1), Igor Stelnow Sturm: Sergei Makarow (2), Igor Larionow, Wladimir Krutow, Sergei Swetlow (2), Anatoli Semjonow (1), Sergei Jaschin, Andrei Chomutow (1), Wjatscheslaw Bykow (1), Waleri Kamenski, Andrei Lomakin, Alexander Tschornych, Alexander Koschewnikow (1) Trainer / Assistent: Wiktor Tichonow / Igor Dmitrijew                                                                                     | Tor: Sergei Mylnikow, Vitālijs Samoilovs (41. Min.) Verteidigung: Alexei Kassatonow, Wjatscheslaw Fetissow, Ilja Bjakin, Alexei Gussarow (1), Sergei Starikow, Igor Krawtschuk (1), Igor Stelnow Sturm: Sergei Makarow (2), Igor Larionow, Wladimir Krutow, Sergei Swetlow (2), Anatoli Semjonow (1), Sergei Jaschin, Andrei Chomutow (1), Wjatscheslaw Bykow (1), Waleri Kamenski, Andrei Lomakin, Alexander Tschornych, Alexander Koschewnikow (1) Trainer / Assistent: Wiktor Tichonow / Igor Dmitrijew                                                                                     | Tor: Sergei Mylnikow, Vitālijs Samoilovs (41. Min.) Verteidigung: Alexei Kassatonow, Wjatscheslaw Fetissow, Ilja Bjakin, Alexei Gussarow (1), Sergei Starikow, Igor Krawtschuk (1), Igor Stelnow Sturm: Sergei Makarow (2), Igor Larionow, Wladimir Krutow, Sergei Swetlow (2), Anatoli Semjonow (1), Sergei Jaschin, Andrei Chomutow (1), Wjatscheslaw Bykow (1), Waleri Kamenski, Andrei Lomakin, Alexander Tschornych, Alexander Koschewnikow (1) Trainer / Assistent: Wiktor Tichonow / Igor Dmitrijew                                                                                     |
| Nr. 795 20. Mai 1988   | 13:2 (4:0, 5:1, 4:1) | 0 Japan | A | 0Tokio, JPN | 0Freundschaftsspiel | |
| Aufstellung            | Tor: Vitālijs Samoilovs Verteidigung: Alexei Kassatonow, Wjatscheslaw Fetissow, Ilja Bjakin, Alexei Gussarow, Sergei Starikow, Igor Krawtschuk, Igor Stelnow (1) Sturm: Sergei Makarow (4), Igor Larionow, Wladimir Krutow (1), Sergei Swetlow, Anatoli Semjonow (2), Sergei Jaschin (2), Andrei Chomutow, Wjatscheslaw Bykow (1), Waleri Kamenski, Andrei Lomakin, Alexander Tschornych (2), Alexander Koschewnikow Trainer / Assistent: Wiktor Tichonow / Igor Dmitrijew | Tor: Vitālijs Samoilovs Verteidigung: Alexei Kassatonow, Wjatscheslaw Fetissow, Ilja Bjakin, Alexei Gussarow, Sergei Starikow, Igor Krawtschuk, Igor Stelnow (1) Sturm: Sergei Makarow (4), Igor Larionow, Wladimir Krutow (1), Sergei Swetlow, Anatoli Semjonow (2), Sergei Jaschin (2), Andrei Chomutow, Wjatscheslaw Bykow (1), Waleri Kamenski, Andrei Lomakin, Alexander Tschornych (2), Alexander Koschewnikow Trainer / Assistent: Wiktor Tichonow / Igor Dmitrijew | Tor: Vitālijs Samoilovs Verteidigung: Alexei Kassatonow, Wjatscheslaw Fetissow, Ilja Bjakin, Alexei Gussarow, Sergei Starikow, Igor Krawtschuk, Igor Stelnow (1) Sturm: Sergei Makarow (4), Igor Larionow, Wladimir Krutow (1), Sergei Swetlow, Anatoli Semjonow (2), Sergei Jaschin (2), Andrei Chomutow, Wjatscheslaw Bykow (1), Waleri Kamenski, Andrei Lomakin, Alexander Tschornych (2), Alexander Koschewnikow Trainer / Assistent: Wiktor Tichonow / Igor Dmitrijew | Tor: Vitālijs Samoilovs Verteidigung: Alexei Kassatonow, Wjatscheslaw Fetissow, Ilja Bjakin, Alexei Gussarow, Sergei Starikow, Igor Krawtschuk, Igor Stelnow (1) Sturm: Sergei Makarow (4), Igor Larionow, Wladimir Krutow (1), Sergei Swetlow, Anatoli Semjonow (2), Sergei Jaschin (2), Andrei Chomutow, Wjatscheslaw Bykow (1), Waleri Kamenski, Andrei Lomakin, Alexander Tschornych (2), Alexander Koschewnikow Trainer / Assistent: Wiktor Tichonow / Igor Dmitrijew | Tor: Vitālijs Samoilovs Verteidigung: Alexei Kassatonow, Wjatscheslaw Fetissow, Ilja Bjakin, Alexei Gussarow, Sergei Starikow, Igor Krawtschuk, Igor Stelnow (1) Sturm: Sergei Makarow (4), Igor Larionow, Wladimir Krutow (1), Sergei Swetlow, Anatoli Semjonow (2), Sergei Jaschin (2), Andrei Chomutow, Wjatscheslaw Bykow (1), Waleri Kamenski, Andrei Lomakin, Alexander Tschornych (2), Alexander Koschewnikow Trainer / Assistent: Wiktor Tichonow / Igor Dmitrijew | Tor: Vitālijs Samoilovs Verteidigung: Alexei Kassatonow, Wjatscheslaw Fetissow, Ilja Bjakin, Alexei Gussarow, Sergei Starikow, Igor Krawtschuk, Igor Stelnow (1) Sturm: Sergei Makarow (4), Igor Larionow, Wladimir Krutow (1), Sergei Swetlow, Anatoli Semjonow (2), Sergei Jaschin (2), Andrei Chomutow, Wjatscheslaw Bykow (1), Waleri Kamenski, Andrei Lomakin, Alexander Tschornych (2), Alexander Koschewnikow Trainer / Assistent: Wiktor Tichonow / Igor Dmitrijew |
| Nr. 796 30. Okt. 1988  | 3:5 (2:1, 1:3, 0:1) | 0 Tschechoslowakei | A | 0Prag, TCH | 0Freundschaftsspiel | |
| Aufstellung            | Tor: Sergei Mylnikow Verteidigung: Wladimir Malachow, Wjatscheslaw Fetissow (1), Igor Stelnow, Oleg Mikulchik, Alexei Kassatonow, Alexei Gussarow (1), Wladimir Tjurikow, Ilja Bjakin Sturm: Sergei Makarow, Alexander Tschornych, Wladimir Krutow, Andrei Lomakin, Anatoli Semjonow, Sergei Jaschin, Andrei Chomutow, Wjatscheslaw Bykow, Waleri Kamenski, Igor Esmantowitsch (1), Sergei Nemtschinow, Juri Chmyljow, Sergei Wostrikow, Dmitri Kwartalnow Trainer / Assistent: Wiktor Tichonow / Igor Dmitrijew                                                                               | Tor: Sergei Mylnikow Verteidigung: Wladimir Malachow, Wjatscheslaw Fetissow (1), Igor Stelnow, Oleg Mikulchik, Alexei Kassatonow, Alexei Gussarow (1), Wladimir Tjurikow, Ilja Bjakin Sturm: Sergei Makarow, Alexander Tschornych, Wladimir Krutow, Andrei Lomakin, Anatoli Semjonow, Sergei Jaschin, Andrei Chomutow, Wjatscheslaw Bykow, Waleri Kamenski, Igor Esmantowitsch (1), Sergei Nemtschinow, Juri Chmyljow, Sergei Wostrikow, Dmitri Kwartalnow Trainer / Assistent: Wiktor Tichonow / Igor Dmitrijew                                                                               | Tor: Sergei Mylnikow Verteidigung: Wladimir Malachow, Wjatscheslaw Fetissow (1), Igor Stelnow, Oleg Mikulchik, Alexei Kassatonow, Alexei Gussarow (1), Wladimir Tjurikow, Ilja Bjakin Sturm: Sergei Makarow, Alexander Tschornych, Wladimir Krutow, Andrei Lomakin, Anatoli Semjonow, Sergei Jaschin, Andrei Chomutow, Wjatscheslaw Bykow, Waleri Kamenski, Igor Esmantowitsch (1), Sergei Nemtschinow, Juri Chmyljow, Sergei Wostrikow, Dmitri Kwartalnow Trainer / Assistent: Wiktor Tichonow / Igor Dmitrijew                                                                               | Tor: Sergei Mylnikow Verteidigung: Wladimir Malachow, Wjatscheslaw Fetissow (1), Igor Stelnow, Oleg Mikulchik, Alexei Kassatonow, Alexei Gussarow (1), Wladimir Tjurikow, Ilja Bjakin Sturm: Sergei Makarow, Alexander Tschornych, Wladimir Krutow, Andrei Lomakin, Anatoli Semjonow, Sergei Jaschin, Andrei Chomutow, Wjatscheslaw Bykow, Waleri Kamenski, Igor Esmantowitsch (1), Sergei Nemtschinow, Juri Chmyljow, Sergei Wostrikow, Dmitri Kwartalnow Trainer / Assistent: Wiktor Tichonow / Igor Dmitrijew                                                                               | Tor: Sergei Mylnikow Verteidigung: Wladimir Malachow, Wjatscheslaw Fetissow (1), Igor Stelnow, Oleg Mikulchik, Alexei Kassatonow, Alexei Gussarow (1), Wladimir Tjurikow, Ilja Bjakin Sturm: Sergei Makarow, Alexander Tschornych, Wladimir Krutow, Andrei Lomakin, Anatoli Semjonow, Sergei Jaschin, Andrei Chomutow, Wjatscheslaw Bykow, Waleri Kamenski, Igor Esmantowitsch (1), Sergei Nemtschinow, Juri Chmyljow, Sergei Wostrikow, Dmitri Kwartalnow Trainer / Assistent: Wiktor Tichonow / Igor Dmitrijew                                                                               | Tor: Sergei Mylnikow Verteidigung: Wladimir Malachow, Wjatscheslaw Fetissow (1), Igor Stelnow, Oleg Mikulchik, Alexei Kassatonow, Alexei Gussarow (1), Wladimir Tjurikow, Ilja Bjakin Sturm: Sergei Makarow, Alexander Tschornych, Wladimir Krutow, Andrei Lomakin, Anatoli Semjonow, Sergei Jaschin, Andrei Chomutow, Wjatscheslaw Bykow, Waleri Kamenski, Igor Esmantowitsch (1), Sergei Nemtschinow, Juri Chmyljow, Sergei Wostrikow, Dmitri Kwartalnow Trainer / Assistent: Wiktor Tichonow / Igor Dmitrijew                                                                               |
| Nr. 797 31. Okt. 1988  | 3:1 (1:1, 2:0, 0:0) | 0 Tschechoslowakei | A | 0Pardubice, TCH | 0Freundschaftsspiel | |
| Aufstellung            | Tor: Alexei Tscherwjakow Verteidigung: Wladimir Malachow, Wjatscheslaw Fetissow, Igor Stelnow, Anatoli Fedotow, Alexei Kassatonow, Alexei Gussarow (1), Wladimir Tjurikow, Ilja Bjakin Sturm: Sergei Makarow, Alexander Tschornych, Wladimir Krutow (2), Andrei Lomakin, Anatoli Semjonow, Sergei Jaschin, Andrei Chomutow, Wjatscheslaw Bykow, Waleri Kamenski, Igor Esmantowitsch, Sergei Nemtschinow, Juri Chmyljow, Sergei Wostrikow Trainer / Assistent: Wiktor Tichonow / Igor Dmitrijew                                                                                                 | Tor: Alexei Tscherwjakow Verteidigung: Wladimir Malachow, Wjatscheslaw Fetissow, Igor Stelnow, Anatoli Fedotow, Alexei Kassatonow, Alexei Gussarow (1), Wladimir Tjurikow, Ilja Bjakin Sturm: Sergei Makarow, Alexander Tschornych, Wladimir Krutow (2), Andrei Lomakin, Anatoli Semjonow, Sergei Jaschin, Andrei Chomutow, Wjatscheslaw Bykow, Waleri Kamenski, Igor Esmantowitsch, Sergei Nemtschinow, Juri Chmyljow, Sergei Wostrikow Trainer / Assistent: Wiktor Tichonow / Igor Dmitrijew                                                                                                 | Tor: Alexei Tscherwjakow Verteidigung: Wladimir Malachow, Wjatscheslaw Fetissow, Igor Stelnow, Anatoli Fedotow, Alexei Kassatonow, Alexei Gussarow (1), Wladimir Tjurikow, Ilja Bjakin Sturm: Sergei Makarow, Alexander Tschornych, Wladimir Krutow (2), Andrei Lomakin, Anatoli Semjonow, Sergei Jaschin, Andrei Chomutow, Wjatscheslaw Bykow, Waleri Kamenski, Igor Esmantowitsch, Sergei Nemtschinow, Juri Chmyljow, Sergei Wostrikow Trainer / Assistent: Wiktor Tichonow / Igor Dmitrijew                                                                                                 | Tor: Alexei Tscherwjakow Verteidigung: Wladimir Malachow, Wjatscheslaw Fetissow, Igor Stelnow, Anatoli Fedotow, Alexei Kassatonow, Alexei Gussarow (1), Wladimir Tjurikow, Ilja Bjakin Sturm: Sergei Makarow, Alexander Tschornych, Wladimir Krutow (2), Andrei Lomakin, Anatoli Semjonow, Sergei Jaschin, Andrei Chomutow, Wjatscheslaw Bykow, Waleri Kamenski, Igor Esmantowitsch, Sergei Nemtschinow, Juri Chmyljow, Sergei Wostrikow Trainer / Assistent: Wiktor Tichonow / Igor Dmitrijew                                                                                                 | Tor: Alexei Tscherwjakow Verteidigung: Wladimir Malachow, Wjatscheslaw Fetissow, Igor Stelnow, Anatoli Fedotow, Alexei Kassatonow, Alexei Gussarow (1), Wladimir Tjurikow, Ilja Bjakin Sturm: Sergei Makarow, Alexander Tschornych, Wladimir Krutow (2), Andrei Lomakin, Anatoli Semjonow, Sergei Jaschin, Andrei Chomutow, Wjatscheslaw Bykow, Waleri Kamenski, Igor Esmantowitsch, Sergei Nemtschinow, Juri Chmyljow, Sergei Wostrikow Trainer / Assistent: Wiktor Tichonow / Igor Dmitrijew                                                                                                 | Tor: Alexei Tscherwjakow Verteidigung: Wladimir Malachow, Wjatscheslaw Fetissow, Igor Stelnow, Anatoli Fedotow, Alexei Kassatonow, Alexei Gussarow (1), Wladimir Tjurikow, Ilja Bjakin Sturm: Sergei Makarow, Alexander Tschornych, Wladimir Krutow (2), Andrei Lomakin, Anatoli Semjonow, Sergei Jaschin, Andrei Chomutow, Wjatscheslaw Bykow, Waleri Kamenski, Igor Esmantowitsch, Sergei Nemtschinow, Juri Chmyljow, Sergei Wostrikow Trainer / Assistent: Wiktor Tichonow / Igor Dmitrijew                                                                                                 |
| Nr. 798 2. Nov. 1988   | 1:4 (0:1, 0:1, 1:2) | 0 Tschechoslowakei | A | 0Gottwaldov, TCH | 0Freundschaftsspiel | |
| Aufstellung            | Tor: Alexei Tscherwjakow Verteidigung: Wladimir Malachow, Wjatscheslaw Fetissow, Igor Stelnow (1), Anatoli Fedotow, Alexei Kassatonow, Alexei Gussarow, Wladimir Tjurikow, Ilja Bjakin Sturm: Sergei Makarow, Alexander Tschornych, Wladimir Krutow, Andrei Lomakin, Anatoli Semjonow, Sergei Jaschin, Andrei Chomutow, Wjatscheslaw Bykow, Sergei Wostrikow, Igor Esmantowitsch, Sergei Nemtschinow, Juri Chmyljow, Dmitri Kwartalnow Trainer / Assistent: Wiktor Tichonow / Igor Dmitrijew                                                                                                   | Tor: Alexei Tscherwjakow Verteidigung: Wladimir Malachow, Wjatscheslaw Fetissow, Igor Stelnow (1), Anatoli Fedotow, Alexei Kassatonow, Alexei Gussarow, Wladimir Tjurikow, Ilja Bjakin Sturm: Sergei Makarow, Alexander Tschornych, Wladimir Krutow, Andrei Lomakin, Anatoli Semjonow, Sergei Jaschin, Andrei Chomutow, Wjatscheslaw Bykow, Sergei Wostrikow, Igor Esmantowitsch, Sergei Nemtschinow, Juri Chmyljow, Dmitri Kwartalnow Trainer / Assistent: Wiktor Tichonow / Igor Dmitrijew                                                                                                   | Tor: Alexei Tscherwjakow Verteidigung: Wladimir Malachow, Wjatscheslaw Fetissow, Igor Stelnow (1), Anatoli Fedotow, Alexei Kassatonow, Alexei Gussarow, Wladimir Tjurikow, Ilja Bjakin Sturm: Sergei Makarow, Alexander Tschornych, Wladimir Krutow, Andrei Lomakin, Anatoli Semjonow, Sergei Jaschin, Andrei Chomutow, Wjatscheslaw Bykow, Sergei Wostrikow, Igor Esmantowitsch, Sergei Nemtschinow, Juri Chmyljow, Dmitri Kwartalnow Trainer / Assistent: Wiktor Tichonow / Igor Dmitrijew                                                                                                   | Tor: Alexei Tscherwjakow Verteidigung: Wladimir Malachow, Wjatscheslaw Fetissow, Igor Stelnow (1), Anatoli Fedotow, Alexei Kassatonow, Alexei Gussarow, Wladimir Tjurikow, Ilja Bjakin Sturm: Sergei Makarow, Alexander Tschornych, Wladimir Krutow, Andrei Lomakin, Anatoli Semjonow, Sergei Jaschin, Andrei Chomutow, Wjatscheslaw Bykow, Sergei Wostrikow, Igor Esmantowitsch, Sergei Nemtschinow, Juri Chmyljow, Dmitri Kwartalnow Trainer / Assistent: Wiktor Tichonow / Igor Dmitrijew                                                                                                   | Tor: Alexei Tscherwjakow Verteidigung: Wladimir Malachow, Wjatscheslaw Fetissow, Igor Stelnow (1), Anatoli Fedotow, Alexei Kassatonow, Alexei Gussarow, Wladimir Tjurikow, Ilja Bjakin Sturm: Sergei Makarow, Alexander Tschornych, Wladimir Krutow, Andrei Lomakin, Anatoli Semjonow, Sergei Jaschin, Andrei Chomutow, Wjatscheslaw Bykow, Sergei Wostrikow, Igor Esmantowitsch, Sergei Nemtschinow, Juri Chmyljow, Dmitri Kwartalnow Trainer / Assistent: Wiktor Tichonow / Igor Dmitrijew                                                                                                   | Tor: Alexei Tscherwjakow Verteidigung: Wladimir Malachow, Wjatscheslaw Fetissow, Igor Stelnow (1), Anatoli Fedotow, Alexei Kassatonow, Alexei Gussarow, Wladimir Tjurikow, Ilja Bjakin Sturm: Sergei Makarow, Alexander Tschornych, Wladimir Krutow, Andrei Lomakin, Anatoli Semjonow, Sergei Jaschin, Andrei Chomutow, Wjatscheslaw Bykow, Sergei Wostrikow, Igor Esmantowitsch, Sergei Nemtschinow, Juri Chmyljow, Dmitri Kwartalnow Trainer / Assistent: Wiktor Tichonow / Igor Dmitrijew                                                                                                   |
| Nr. 799 2. Dez. 1988   | 4:1 (1:0, 2:0, 1:0) | 0 Schweiz | A | 0Lugano, SUI | 0Freundschaftsspiel | |
| Aufstellung            | Tor: Sergei Mylnikow Verteidigung: Alexei Kassatonow, Alexei Gussarow, Wjatscheslaw Fetissow (1), Wladimir Konstantinow, Waleri Schirjajew, Igor Stelnow, Andrei Smirnow Sturm: Andrei Chomutow, Wjatscheslaw Bykow (1), Waleri Kamenski (1), Andrei Lomakin, Anatoli Semjonow (1), Sergei Jaschin, Dmitri Kwartalnow, Alexander Tschornych, Sergei Wostrikow, Igor Esmantowitsch, Sergei Nemtschinow, Juri Chmyljow, Sergei Makarow Trainer / Assistent: Wiktor Tichonow / Igor Dmitrijew | Tor: Sergei Mylnikow Verteidigung: Alexei Kassatonow, Alexei Gussarow, Wjatscheslaw Fetissow (1), Wladimir Konstantinow, Waleri Schirjajew, Igor Stelnow, Andrei Smirnow Sturm: Andrei Chomutow, Wjatscheslaw Bykow (1), Waleri Kamenski (1), Andrei Lomakin, Anatoli Semjonow (1), Sergei Jaschin, Dmitri Kwartalnow, Alexander Tschornych, Sergei Wostrikow, Igor Esmantowitsch, Sergei Nemtschinow, Juri Chmyljow, Sergei Makarow Trainer / Assistent: Wiktor Tichonow / Igor Dmitrijew | Tor: Sergei Mylnikow Verteidigung: Alexei Kassatonow, Alexei Gussarow, Wjatscheslaw Fetissow (1), Wladimir Konstantinow, Waleri Schirjajew, Igor Stelnow, Andrei Smirnow Sturm: Andrei Chomutow, Wjatscheslaw Bykow (1), Waleri Kamenski (1), Andrei Lomakin, Anatoli Semjonow (1), Sergei Jaschin, Dmitri Kwartalnow, Alexander Tschornych, Sergei Wostrikow, Igor Esmantowitsch, Sergei Nemtschinow, Juri Chmyljow, Sergei Makarow Trainer / Assistent: Wiktor Tichonow / Igor Dmitrijew | Tor: Sergei Mylnikow Verteidigung: Alexei Kassatonow, Alexei Gussarow, Wjatscheslaw Fetissow (1), Wladimir Konstantinow, Waleri Schirjajew, Igor Stelnow, Andrei Smirnow Sturm: Andrei Chomutow, Wjatscheslaw Bykow (1), Waleri Kamenski (1), Andrei Lomakin, Anatoli Semjonow (1), Sergei Jaschin, Dmitri Kwartalnow, Alexander Tschornych, Sergei Wostrikow, Igor Esmantowitsch, Sergei Nemtschinow, Juri Chmyljow, Sergei Makarow Trainer / Assistent: Wiktor Tichonow / Igor Dmitrijew | Tor: Sergei Mylnikow Verteidigung: Alexei Kassatonow, Alexei Gussarow, Wjatscheslaw Fetissow (1), Wladimir Konstantinow, Waleri Schirjajew, Igor Stelnow, Andrei Smirnow Sturm: Andrei Chomutow, Wjatscheslaw Bykow (1), Waleri Kamenski (1), Andrei Lomakin, Anatoli Semjonow (1), Sergei Jaschin, Dmitri Kwartalnow, Alexander Tschornych, Sergei Wostrikow, Igor Esmantowitsch, Sergei Nemtschinow, Juri Chmyljow, Sergei Makarow Trainer / Assistent: Wiktor Tichonow / Igor Dmitrijew | Tor: Sergei Mylnikow Verteidigung: Alexei Kassatonow, Alexei Gussarow, Wjatscheslaw Fetissow (1), Wladimir Konstantinow, Waleri Schirjajew, Igor Stelnow, Andrei Smirnow Sturm: Andrei Chomutow, Wjatscheslaw Bykow (1), Waleri Kamenski (1), Andrei Lomakin, Anatoli Semjonow (1), Sergei Jaschin, Dmitri Kwartalnow, Alexander Tschornych, Sergei Wostrikow, Igor Esmantowitsch, Sergei Nemtschinow, Juri Chmyljow, Sergei Makarow Trainer / Assistent: Wiktor Tichonow / Igor Dmitrijew |
| Nr. 800 3. Dez. 1988   | 7:0 (1:0, 4:0, 2:0) | 0 Schweiz | A | 0Genf, SUI | 0Freundschaftsspiel | |
| Aufstellung            | Tor: Sergei Goloschumow Verteidigung: Alexei Kassatonow, Alexei Gussarow, Wjatscheslaw Fetissow (1), Wladimir Konstantinow, Waleri Schirjajew, Igor Stelnow, Andrei Smirnow Sturm: Andrei Chomutow, Wjatscheslaw Bykow, Waleri Kamenski, Andrei Lomakin (2), Anatoli Semjonow, Sergei Jaschin (1), Dmitri Kwartalnow (1), Alexander Tschornych (1), Sergei Wostrikow, Sergei Makarow, Sergei Nemtschinow, Juri Chmyljow (2), Igor Esmantowitsch Trainer / Assistent: Wiktor Tichonow / Igor Dmitrijew                                                                                          | Tor: Sergei Goloschumow Verteidigung: Alexei Kassatonow, Alexei Gussarow, Wjatscheslaw Fetissow (1), Wladimir Konstantinow, Waleri Schirjajew, Igor Stelnow, Andrei Smirnow Sturm: Andrei Chomutow, Wjatscheslaw Bykow, Waleri Kamenski, Andrei Lomakin (2), Anatoli Semjonow, Sergei Jaschin (1), Dmitri Kwartalnow (1), Alexander Tschornych (1), Sergei Wostrikow, Sergei Makarow, Sergei Nemtschinow, Juri Chmyljow (2), Igor Esmantowitsch Trainer / Assistent: Wiktor Tichonow / Igor Dmitrijew                                                                                          | Tor: Sergei Goloschumow Verteidigung: Alexei Kassatonow, Alexei Gussarow, Wjatscheslaw Fetissow (1), Wladimir Konstantinow, Waleri Schirjajew, Igor Stelnow, Andrei Smirnow Sturm: Andrei Chomutow, Wjatscheslaw Bykow, Waleri Kamenski, Andrei Lomakin (2), Anatoli Semjonow, Sergei Jaschin (1), Dmitri Kwartalnow (1), Alexander Tschornych (1), Sergei Wostrikow, Sergei Makarow, Sergei Nemtschinow, Juri Chmyljow (2), Igor Esmantowitsch Trainer / Assistent: Wiktor Tichonow / Igor Dmitrijew                                                                                          | Tor: Sergei Goloschumow Verteidigung: Alexei Kassatonow, Alexei Gussarow, Wjatscheslaw Fetissow (1), Wladimir Konstantinow, Waleri Schirjajew, Igor Stelnow, Andrei Smirnow Sturm: Andrei Chomutow, Wjatscheslaw Bykow, Waleri Kamenski, Andrei Lomakin (2), Anatoli Semjonow, Sergei Jaschin (1), Dmitri Kwartalnow (1), Alexander Tschornych (1), Sergei Wostrikow, Sergei Makarow, Sergei Nemtschinow, Juri Chmyljow (2), Igor Esmantowitsch Trainer / Assistent: Wiktor Tichonow / Igor Dmitrijew                                                                                          | Tor: Sergei Goloschumow Verteidigung: Alexei Kassatonow, Alexei Gussarow, Wjatscheslaw Fetissow (1), Wladimir Konstantinow, Waleri Schirjajew, Igor Stelnow, Andrei Smirnow Sturm: Andrei Chomutow, Wjatscheslaw Bykow, Waleri Kamenski, Andrei Lomakin (2), Anatoli Semjonow, Sergei Jaschin (1), Dmitri Kwartalnow (1), Alexander Tschornych (1), Sergei Wostrikow, Sergei Makarow, Sergei Nemtschinow, Juri Chmyljow (2), Igor Esmantowitsch Trainer / Assistent: Wiktor Tichonow / Igor Dmitrijew                                                                                          | Tor: Sergei Goloschumow Verteidigung: Alexei Kassatonow, Alexei Gussarow, Wjatscheslaw Fetissow (1), Wladimir Konstantinow, Waleri Schirjajew, Igor Stelnow, Andrei Smirnow Sturm: Andrei Chomutow, Wjatscheslaw Bykow, Waleri Kamenski, Andrei Lomakin (2), Anatoli Semjonow, Sergei Jaschin (1), Dmitri Kwartalnow (1), Alexander Tschornych (1), Sergei Wostrikow, Sergei Makarow, Sergei Nemtschinow, Juri Chmyljow (2), Igor Esmantowitsch Trainer / Assistent: Wiktor Tichonow / Igor Dmitrijew                                                                                          |
| Nr. 801 16. Dez. 1988  | 7:1 (1:0, 3:0, 3:1) | 0 Kanada | H | 0Moskau | 0Iswestija-Pokal 1988 | |
| Aufstellung            | Tor: Sergei Mylnikow Verteidigung: Wjatscheslaw Fetissow (1), Wladimir Konstantinow, Alexei Kassatonow (1), Alexei Gussarow, Ilja Bjakin, Igor Krawtschuk, Juri Krivokhizha, Igor Stelnow Sturm: Sergei Makarow, Igor Maslennikow (2), Wladimir Krutow (1), Andrei Chomutow, Wjatscheslaw Bykow, Waleri Kamenski, Igor Esmantowitsch, Sergei Nemtschinow (1), Juri Chmyljow, Dmitri Kwartalnow, Alexander Tschornych, Sergei Wostrikow Trainer / Assistent: Wiktor Tichonow / Igor Dmitrijew                                                                                                   | Tor: Sergei Mylnikow Verteidigung: Wjatscheslaw Fetissow (1), Wladimir Konstantinow, Alexei Kassatonow (1), Alexei Gussarow, Ilja Bjakin, Igor Krawtschuk, Juri Krivokhizha, Igor Stelnow Sturm: Sergei Makarow, Igor Maslennikow (2), Wladimir Krutow (1), Andrei Chomutow, Wjatscheslaw Bykow, Waleri Kamenski, Igor Esmantowitsch, Sergei Nemtschinow (1), Juri Chmyljow, Dmitri Kwartalnow, Alexander Tschornych, Sergei Wostrikow Trainer / Assistent: Wiktor Tichonow / Igor Dmitrijew                                                                                                   | Tor: Sergei Mylnikow Verteidigung: Wjatscheslaw Fetissow (1), Wladimir Konstantinow, Alexei Kassatonow (1), Alexei Gussarow, Ilja Bjakin, Igor Krawtschuk, Juri Krivokhizha, Igor Stelnow Sturm: Sergei Makarow, Igor Maslennikow (2), Wladimir Krutow (1), Andrei Chomutow, Wjatscheslaw Bykow, Waleri Kamenski, Igor Esmantowitsch, Sergei Nemtschinow (1), Juri Chmyljow, Dmitri Kwartalnow, Alexander Tschornych, Sergei Wostrikow Trainer / Assistent: Wiktor Tichonow / Igor Dmitrijew                                                                                                   | Tor: Sergei Mylnikow Verteidigung: Wjatscheslaw Fetissow (1), Wladimir Konstantinow, Alexei Kassatonow (1), Alexei Gussarow, Ilja Bjakin, Igor Krawtschuk, Juri Krivokhizha, Igor Stelnow Sturm: Sergei Makarow, Igor Maslennikow (2), Wladimir Krutow (1), Andrei Chomutow, Wjatscheslaw Bykow, Waleri Kamenski, Igor Esmantowitsch, Sergei Nemtschinow (1), Juri Chmyljow, Dmitri Kwartalnow, Alexander Tschornych, Sergei Wostrikow Trainer / Assistent: Wiktor Tichonow / Igor Dmitrijew                                                                                                   | Tor: Sergei Mylnikow Verteidigung: Wjatscheslaw Fetissow (1), Wladimir Konstantinow, Alexei Kassatonow (1), Alexei Gussarow, Ilja Bjakin, Igor Krawtschuk, Juri Krivokhizha, Igor Stelnow Sturm: Sergei Makarow, Igor Maslennikow (2), Wladimir Krutow (1), Andrei Chomutow, Wjatscheslaw Bykow, Waleri Kamenski, Igor Esmantowitsch, Sergei Nemtschinow (1), Juri Chmyljow, Dmitri Kwartalnow, Alexander Tschornych, Sergei Wostrikow Trainer / Assistent: Wiktor Tichonow / Igor Dmitrijew                                                                                                   | Tor: Sergei Mylnikow Verteidigung: Wjatscheslaw Fetissow (1), Wladimir Konstantinow, Alexei Kassatonow (1), Alexei Gussarow, Ilja Bjakin, Igor Krawtschuk, Juri Krivokhizha, Igor Stelnow Sturm: Sergei Makarow, Igor Maslennikow (2), Wladimir Krutow (1), Andrei Chomutow, Wjatscheslaw Bykow, Waleri Kamenski, Igor Esmantowitsch, Sergei Nemtschinow (1), Juri Chmyljow, Dmitri Kwartalnow, Alexander Tschornych, Sergei Wostrikow Trainer / Assistent: Wiktor Tichonow / Igor Dmitrijew                                                                                                   |
| Nr. 802 18. Dez. 1988  | 5:2 (2:0, 1:1, 2:1) | 0 Finnland | H | 0Moskau | 0Iswestija-Pokal 1988 | |
| Aufstellung            | Tor: Sergei Goloschumow Verteidigung: Wjatscheslaw Fetissow, Wladimir Konstantinow, Alexei Kassatonow, Alexei Gussarow, Ilja Bjakin, Igor Krawtschuk, Juri Krivokhizha, Igor Stelnow Sturm: Sergei Makarow (2), Igor Maslennikow, Wladimir Krutow (1), Andrei Chomutow, Wjatscheslaw Bykow, Waleri Kamenski (1), Igor Esmantowitsch, Sergei Nemtschinow (1), Juri Chmyljow, Sergei Jaschin, Alexander Tschornych, Sergei Wostrikow, Anatoli Semjonow Trainer / Assistent: Wiktor Tichonow / Igor Dmitrijew                                                                                     | Tor: Sergei Goloschumow Verteidigung: Wjatscheslaw Fetissow, Wladimir Konstantinow, Alexei Kassatonow, Alexei Gussarow, Ilja Bjakin, Igor Krawtschuk, Juri Krivokhizha, Igor Stelnow Sturm: Sergei Makarow (2), Igor Maslennikow, Wladimir Krutow (1), Andrei Chomutow, Wjatscheslaw Bykow, Waleri Kamenski (1), Igor Esmantowitsch, Sergei Nemtschinow (1), Juri Chmyljow, Sergei Jaschin, Alexander Tschornych, Sergei Wostrikow, Anatoli Semjonow Trainer / Assistent: Wiktor Tichonow / Igor Dmitrijew                                                                                     | Tor: Sergei Goloschumow Verteidigung: Wjatscheslaw Fetissow, Wladimir Konstantinow, Alexei Kassatonow, Alexei Gussarow, Ilja Bjakin, Igor Krawtschuk, Juri Krivokhizha, Igor Stelnow Sturm: Sergei Makarow (2), Igor Maslennikow, Wladimir Krutow (1), Andrei Chomutow, Wjatscheslaw Bykow, Waleri Kamenski (1), Igor Esmantowitsch, Sergei Nemtschinow (1), Juri Chmyljow, Sergei Jaschin, Alexander Tschornych, Sergei Wostrikow, Anatoli Semjonow Trainer / Assistent: Wiktor Tichonow / Igor Dmitrijew                                                                                     | Tor: Sergei Goloschumow Verteidigung: Wjatscheslaw Fetissow, Wladimir Konstantinow, Alexei Kassatonow, Alexei Gussarow, Ilja Bjakin, Igor Krawtschuk, Juri Krivokhizha, Igor Stelnow Sturm: Sergei Makarow (2), Igor Maslennikow, Wladimir Krutow (1), Andrei Chomutow, Wjatscheslaw Bykow, Waleri Kamenski (1), Igor Esmantowitsch, Sergei Nemtschinow (1), Juri Chmyljow, Sergei Jaschin, Alexander Tschornych, Sergei Wostrikow, Anatoli Semjonow Trainer / Assistent: Wiktor Tichonow / Igor Dmitrijew                                                                                     | Tor: Sergei Goloschumow Verteidigung: Wjatscheslaw Fetissow, Wladimir Konstantinow, Alexei Kassatonow, Alexei Gussarow, Ilja Bjakin, Igor Krawtschuk, Juri Krivokhizha, Igor Stelnow Sturm: Sergei Makarow (2), Igor Maslennikow, Wladimir Krutow (1), Andrei Chomutow, Wjatscheslaw Bykow, Waleri Kamenski (1), Igor Esmantowitsch, Sergei Nemtschinow (1), Juri Chmyljow, Sergei Jaschin, Alexander Tschornych, Sergei Wostrikow, Anatoli Semjonow Trainer / Assistent: Wiktor Tichonow / Igor Dmitrijew                                                                                     | Tor: Sergei Goloschumow Verteidigung: Wjatscheslaw Fetissow, Wladimir Konstantinow, Alexei Kassatonow, Alexei Gussarow, Ilja Bjakin, Igor Krawtschuk, Juri Krivokhizha, Igor Stelnow Sturm: Sergei Makarow (2), Igor Maslennikow, Wladimir Krutow (1), Andrei Chomutow, Wjatscheslaw Bykow, Waleri Kamenski (1), Igor Esmantowitsch, Sergei Nemtschinow (1), Juri Chmyljow, Sergei Jaschin, Alexander Tschornych, Sergei Wostrikow, Anatoli Semjonow Trainer / Assistent: Wiktor Tichonow / Igor Dmitrijew                                                                                     |
| Nr. 803 20. Dez. 1988  | 3:0 (1:0, 1:0, 1:0) | 0 Schweden | H | 0Moskau | 0Iswestija-Pokal 1988 | |
| Aufstellung            | Tor: Sergei Mylnikow Verteidigung: Wjatscheslaw Fetissow, Wladimir Konstantinow, Alexei Kassatonow, Alexei Gussarow, Ilja Bjakin, Igor Krawtschuk, Juri Krivokhizha, Igor Stelnow Sturm: Sergei Makarow, Igor Maslennikow, Wladimir Krutow (2), Andrei Chomutow, Wjatscheslaw Bykow, Waleri Kamenski, Igor Esmantowitsch, Sergei Nemtschinow, Juri Chmyljow, Sergei Jaschin (1), Alexander Tschornych, Sergei Wostrikow Trainer / Assistent: Wiktor Tichonow / Igor Dmitrijew | Tor: Sergei Mylnikow Verteidigung: Wjatscheslaw Fetissow, Wladimir Konstantinow, Alexei Kassatonow, Alexei Gussarow, Ilja Bjakin, Igor Krawtschuk, Juri Krivokhizha, Igor Stelnow Sturm: Sergei Makarow, Igor Maslennikow, Wladimir Krutow (2), Andrei Chomutow, Wjatscheslaw Bykow, Waleri Kamenski, Igor Esmantowitsch, Sergei Nemtschinow, Juri Chmyljow, Sergei Jaschin (1), Alexander Tschornych, Sergei Wostrikow Trainer / Assistent: Wiktor Tichonow / Igor Dmitrijew | Tor: Sergei Mylnikow Verteidigung: Wjatscheslaw Fetissow, Wladimir Konstantinow, Alexei Kassatonow, Alexei Gussarow, Ilja Bjakin, Igor Krawtschuk, Juri Krivokhizha, Igor Stelnow Sturm: Sergei Makarow, Igor Maslennikow, Wladimir Krutow (2), Andrei Chomutow, Wjatscheslaw Bykow, Waleri Kamenski, Igor Esmantowitsch, Sergei Nemtschinow, Juri Chmyljow, Sergei Jaschin (1), Alexander Tschornych, Sergei Wostrikow Trainer / Assistent: Wiktor Tichonow / Igor Dmitrijew | Tor: Sergei Mylnikow Verteidigung: Wjatscheslaw Fetissow, Wladimir Konstantinow, Alexei Kassatonow, Alexei Gussarow, Ilja Bjakin, Igor Krawtschuk, Juri Krivokhizha, Igor Stelnow Sturm: Sergei Makarow, Igor Maslennikow, Wladimir Krutow (2), Andrei Chomutow, Wjatscheslaw Bykow, Waleri Kamenski, Igor Esmantowitsch, Sergei Nemtschinow, Juri Chmyljow, Sergei Jaschin (1), Alexander Tschornych, Sergei Wostrikow Trainer / Assistent: Wiktor Tichonow / Igor Dmitrijew | Tor: Sergei Mylnikow Verteidigung: Wjatscheslaw Fetissow, Wladimir Konstantinow, Alexei Kassatonow, Alexei Gussarow, Ilja Bjakin, Igor Krawtschuk, Juri Krivokhizha, Igor Stelnow Sturm: Sergei Makarow, Igor Maslennikow, Wladimir Krutow (2), Andrei Chomutow, Wjatscheslaw Bykow, Waleri Kamenski, Igor Esmantowitsch, Sergei Nemtschinow, Juri Chmyljow, Sergei Jaschin (1), Alexander Tschornych, Sergei Wostrikow Trainer / Assistent: Wiktor Tichonow / Igor Dmitrijew | Tor: Sergei Mylnikow Verteidigung: Wjatscheslaw Fetissow, Wladimir Konstantinow, Alexei Kassatonow, Alexei Gussarow, Ilja Bjakin, Igor Krawtschuk, Juri Krivokhizha, Igor Stelnow Sturm: Sergei Makarow, Igor Maslennikow, Wladimir Krutow (2), Andrei Chomutow, Wjatscheslaw Bykow, Waleri Kamenski, Igor Esmantowitsch, Sergei Nemtschinow, Juri Chmyljow, Sergei Jaschin (1), Alexander Tschornych, Sergei Wostrikow Trainer / Assistent: Wiktor Tichonow / Igor Dmitrijew |
| Nr. 804 21. Dez. 1988  | 6:1 (0:1, 2:0, 4:0) | 0 Tschechoslowakei | H | 0Moskau | 0Iswestija-Pokal 1988 | 017. Gewinn im Iswestija-Pokal |
| Aufstellung            | Tor: Sergei Goloschumow Verteidigung: Wjatscheslaw Fetissow, Wladimir Konstantinow (1), Alexei Kassatonow, Alexei Gussarow, Ilja Bjakin, Igor Krawtschuk, Juri Krivokhizha, Igor Stelnow Sturm: Sergei Makarow (1), Igor Maslennikow, Wladimir Krutow, Andrei Chomutow (2), Wjatscheslaw Bykow (1), Waleri Kamenski, Sergei Jaschin, Sergei Nemtschinow, Juri Chmyljow (1), Anatoli Semjonow, Alexander Tschornych, Sergei Wostrikow Trainer / Assistent: Wiktor Tichonow / Igor Dmitrijew | Tor: Sergei Goloschumow Verteidigung: Wjatscheslaw Fetissow, Wladimir Konstantinow (1), Alexei Kassatonow, Alexei Gussarow, Ilja Bjakin, Igor Krawtschuk, Juri Krivokhizha, Igor Stelnow Sturm: Sergei Makarow (1), Igor Maslennikow, Wladimir Krutow, Andrei Chomutow (2), Wjatscheslaw Bykow (1), Waleri Kamenski, Sergei Jaschin, Sergei Nemtschinow, Juri Chmyljow (1), Anatoli Semjonow, Alexander Tschornych, Sergei Wostrikow Trainer / Assistent: Wiktor Tichonow / Igor Dmitrijew | Tor: Sergei Goloschumow Verteidigung: Wjatscheslaw Fetissow, Wladimir Konstantinow (1), Alexei Kassatonow, Alexei Gussarow, Ilja Bjakin, Igor Krawtschuk, Juri Krivokhizha, Igor Stelnow Sturm: Sergei Makarow (1), Igor Maslennikow, Wladimir Krutow, Andrei Chomutow (2), Wjatscheslaw Bykow (1), Waleri Kamenski, Sergei Jaschin, Sergei Nemtschinow, Juri Chmyljow (1), Anatoli Semjonow, Alexander Tschornych, Sergei Wostrikow Trainer / Assistent: Wiktor Tichonow / Igor Dmitrijew | Tor: Sergei Goloschumow Verteidigung: Wjatscheslaw Fetissow, Wladimir Konstantinow (1), Alexei Kassatonow, Alexei Gussarow, Ilja Bjakin, Igor Krawtschuk, Juri Krivokhizha, Igor Stelnow Sturm: Sergei Makarow (1), Igor Maslennikow, Wladimir Krutow, Andrei Chomutow (2), Wjatscheslaw Bykow (1), Waleri Kamenski, Sergei Jaschin, Sergei Nemtschinow, Juri Chmyljow (1), Anatoli Semjonow, Alexander Tschornych, Sergei Wostrikow Trainer / Assistent: Wiktor Tichonow / Igor Dmitrijew | Tor: Sergei Goloschumow Verteidigung: Wjatscheslaw Fetissow, Wladimir Konstantinow (1), Alexei Kassatonow, Alexei Gussarow, Ilja Bjakin, Igor Krawtschuk, Juri Krivokhizha, Igor Stelnow Sturm: Sergei Makarow (1), Igor Maslennikow, Wladimir Krutow, Andrei Chomutow (2), Wjatscheslaw Bykow (1), Waleri Kamenski, Sergei Jaschin, Sergei Nemtschinow, Juri Chmyljow (1), Anatoli Semjonow, Alexander Tschornych, Sergei Wostrikow Trainer / Assistent: Wiktor Tichonow / Igor Dmitrijew | Tor: Sergei Goloschumow Verteidigung: Wjatscheslaw Fetissow, Wladimir Konstantinow (1), Alexei Kassatonow, Alexei Gussarow, Ilja Bjakin, Igor Krawtschuk, Juri Krivokhizha, Igor Stelnow Sturm: Sergei Makarow (1), Igor Maslennikow, Wladimir Krutow, Andrei Chomutow (2), Wjatscheslaw Bykow (1), Waleri Kamenski, Sergei Jaschin, Sergei Nemtschinow, Juri Chmyljow (1), Anatoli Semjonow, Alexander Tschornych, Sergei Wostrikow Trainer / Assistent: Wiktor Tichonow / Igor Dmitrijew |
| Nr. 805 5. Feb. 1989   | 5:4 (0:3, 2:1, 3:0) | 0 Schweden | A | 0Stockholm, SWE | 0Freundschaftsspiel | |
| Aufstellung            | Tor: Artūrs Irbe Verteidigung: Alexei Kassatonow, Alexei Gussarow, Waleri Schirjajew, Igor Stelnow, Sergei Seljanin, Andrei Smirnow, Wladimir Konstantinow Sturm: Sergei Makarow (1), Igor Larionow (1), Wladimir Krutow (2), Andrei Chomutow, Wjatscheslaw Bykow, Waleri Kamenski, Andrej Kawaljou, Sergei Nemtschinow, Juri Chmyljow, Andrei Lomakin, Igor Maslennikow (1), Sergei Jaschin Trainer / Assistent: Wiktor Tichonow / Igor Dmitrijew | Tor: Artūrs Irbe Verteidigung: Alexei Kassatonow, Alexei Gussarow, Waleri Schirjajew, Igor Stelnow, Sergei Seljanin, Andrei Smirnow, Wladimir Konstantinow Sturm: Sergei Makarow (1), Igor Larionow (1), Wladimir Krutow (2), Andrei Chomutow, Wjatscheslaw Bykow, Waleri Kamenski, Andrej Kawaljou, Sergei Nemtschinow, Juri Chmyljow, Andrei Lomakin, Igor Maslennikow (1), Sergei Jaschin Trainer / Assistent: Wiktor Tichonow / Igor Dmitrijew | Tor: Artūrs Irbe Verteidigung: Alexei Kassatonow, Alexei Gussarow, Waleri Schirjajew, Igor Stelnow, Sergei Seljanin, Andrei Smirnow, Wladimir Konstantinow Sturm: Sergei Makarow (1), Igor Larionow (1), Wladimir Krutow (2), Andrei Chomutow, Wjatscheslaw Bykow, Waleri Kamenski, Andrej Kawaljou, Sergei Nemtschinow, Juri Chmyljow, Andrei Lomakin, Igor Maslennikow (1), Sergei Jaschin Trainer / Assistent: Wiktor Tichonow / Igor Dmitrijew | Tor: Artūrs Irbe Verteidigung: Alexei Kassatonow, Alexei Gussarow, Waleri Schirjajew, Igor Stelnow, Sergei Seljanin, Andrei Smirnow, Wladimir Konstantinow Sturm: Sergei Makarow (1), Igor Larionow (1), Wladimir Krutow (2), Andrei Chomutow, Wjatscheslaw Bykow, Waleri Kamenski, Andrej Kawaljou, Sergei Nemtschinow, Juri Chmyljow, Andrei Lomakin, Igor Maslennikow (1), Sergei Jaschin Trainer / Assistent: Wiktor Tichonow / Igor Dmitrijew | Tor: Artūrs Irbe Verteidigung: Alexei Kassatonow, Alexei Gussarow, Waleri Schirjajew, Igor Stelnow, Sergei Seljanin, Andrei Smirnow, Wladimir Konstantinow Sturm: Sergei Makarow (1), Igor Larionow (1), Wladimir Krutow (2), Andrei Chomutow, Wjatscheslaw Bykow, Waleri Kamenski, Andrej Kawaljou, Sergei Nemtschinow, Juri Chmyljow, Andrei Lomakin, Igor Maslennikow (1), Sergei Jaschin Trainer / Assistent: Wiktor Tichonow / Igor Dmitrijew | Tor: Artūrs Irbe Verteidigung: Alexei Kassatonow, Alexei Gussarow, Waleri Schirjajew, Igor Stelnow, Sergei Seljanin, Andrei Smirnow, Wladimir Konstantinow Sturm: Sergei Makarow (1), Igor Larionow (1), Wladimir Krutow (2), Andrei Chomutow, Wjatscheslaw Bykow, Waleri Kamenski, Andrej Kawaljou, Sergei Nemtschinow, Juri Chmyljow, Andrei Lomakin, Igor Maslennikow (1), Sergei Jaschin Trainer / Assistent: Wiktor Tichonow / Igor Dmitrijew |
| Nr. 806 7. Feb. 1989   | 4:3 (2:0, 1:3, 1:0) | 0 Schweden | A | 0Göteborg, SWE | 0Freundschaftsspiel | |
| Aufstellung            | Tor: Artūrs Irbe Verteidigung: Alexei Kassatonow (1), Alexei Gussarow, Juri Krivokhizha, Wladimir Konstantinow, Sergei Seljanin, Andrei Smirnow, Waleri Schirjajew, Igor Stelnow Sturm: Sergei Makarow, Igor Larionow, Wladimir Krutow, Andrei Chomutow, Wjatscheslaw Bykow, Sergei Fjodorow (1), Sergei Nemtschinow, Alexander Tschornych, Juri Chmyljow (1), Andrei Lomakin, Igor Maslennikow, Sergei Jaschin, Andrej Kawaljou (1) Trainer / Assistent: Wiktor Tichonow / Igor Dmitrijew | Tor: Artūrs Irbe Verteidigung: Alexei Kassatonow (1), Alexei Gussarow, Juri Krivokhizha, Wladimir Konstantinow, Sergei Seljanin, Andrei Smirnow, Waleri Schirjajew, Igor Stelnow Sturm: Sergei Makarow, Igor Larionow, Wladimir Krutow, Andrei Chomutow, Wjatscheslaw Bykow, Sergei Fjodorow (1), Sergei Nemtschinow, Alexander Tschornych, Juri Chmyljow (1), Andrei Lomakin, Igor Maslennikow, Sergei Jaschin, Andrej Kawaljou (1) Trainer / Assistent: Wiktor Tichonow / Igor Dmitrijew | Tor: Artūrs Irbe Verteidigung: Alexei Kassatonow (1), Alexei Gussarow, Juri Krivokhizha, Wladimir Konstantinow, Sergei Seljanin, Andrei Smirnow, Waleri Schirjajew, Igor Stelnow Sturm: Sergei Makarow, Igor Larionow, Wladimir Krutow, Andrei Chomutow, Wjatscheslaw Bykow, Sergei Fjodorow (1), Sergei Nemtschinow, Alexander Tschornych, Juri Chmyljow (1), Andrei Lomakin, Igor Maslennikow, Sergei Jaschin, Andrej Kawaljou (1) Trainer / Assistent: Wiktor Tichonow / Igor Dmitrijew | Tor: Artūrs Irbe Verteidigung: Alexei Kassatonow (1), Alexei Gussarow, Juri Krivokhizha, Wladimir Konstantinow, Sergei Seljanin, Andrei Smirnow, Waleri Schirjajew, Igor Stelnow Sturm: Sergei Makarow, Igor Larionow, Wladimir Krutow, Andrei Chomutow, Wjatscheslaw Bykow, Sergei Fjodorow (1), Sergei Nemtschinow, Alexander Tschornych, Juri Chmyljow (1), Andrei Lomakin, Igor Maslennikow, Sergei Jaschin, Andrej Kawaljou (1) Trainer / Assistent: Wiktor Tichonow / Igor Dmitrijew | Tor: Artūrs Irbe Verteidigung: Alexei Kassatonow (1), Alexei Gussarow, Juri Krivokhizha, Wladimir Konstantinow, Sergei Seljanin, Andrei Smirnow, Waleri Schirjajew, Igor Stelnow Sturm: Sergei Makarow, Igor Larionow, Wladimir Krutow, Andrei Chomutow, Wjatscheslaw Bykow, Sergei Fjodorow (1), Sergei Nemtschinow, Alexander Tschornych, Juri Chmyljow (1), Andrei Lomakin, Igor Maslennikow, Sergei Jaschin, Andrej Kawaljou (1) Trainer / Assistent: Wiktor Tichonow / Igor Dmitrijew | Tor: Artūrs Irbe Verteidigung: Alexei Kassatonow (1), Alexei Gussarow, Juri Krivokhizha, Wladimir Konstantinow, Sergei Seljanin, Andrei Smirnow, Waleri Schirjajew, Igor Stelnow Sturm: Sergei Makarow, Igor Larionow, Wladimir Krutow, Andrei Chomutow, Wjatscheslaw Bykow, Sergei Fjodorow (1), Sergei Nemtschinow, Alexander Tschornych, Juri Chmyljow (1), Andrei Lomakin, Igor Maslennikow, Sergei Jaschin, Andrej Kawaljou (1) Trainer / Assistent: Wiktor Tichonow / Igor Dmitrijew |
| Nr. 807 25. März 1989  | 6:0 (2:0, 3:0, 1:0) | 0 Finnland | A | 0Joensuu, FIN | 0Freundschaftsspiel | |
| Aufstellung            | Tor: Sergei Mylnikow Verteidigung: Alexei Gussarow, Sergei Subow, Alexei Kassatonow, Wladimir Konstantinow, Ilja Bjakin, Wassili Perwuchin, Sergei Seljanin, Juri Krivokhizha, Swjatoslaw Chalizow Sturm: Sergei Makarow (2), Igor Larionow, Wladimir Krutow, Andrei Chomutow, Wjatscheslaw Bykow (2), Waleri Kamenski, Andrej Kawaljou (1), Sergei Nemtschinow, Juri Chmyljow, Dmitri Kwartalnow, Alexander Tschornych (1), Sergei Jaschin, Sergei Fjodorow, Igor Maslennikow Trainer / Assistent: Wiktor Tichonow / Igor Dmitrijew                                                           | Tor: Sergei Mylnikow Verteidigung: Alexei Gussarow, Sergei Subow, Alexei Kassatonow, Wladimir Konstantinow, Ilja Bjakin, Wassili Perwuchin, Sergei Seljanin, Juri Krivokhizha, Swjatoslaw Chalizow Sturm: Sergei Makarow (2), Igor Larionow, Wladimir Krutow, Andrei Chomutow, Wjatscheslaw Bykow (2), Waleri Kamenski, Andrej Kawaljou (1), Sergei Nemtschinow, Juri Chmyljow, Dmitri Kwartalnow, Alexander Tschornych (1), Sergei Jaschin, Sergei Fjodorow, Igor Maslennikow Trainer / Assistent: Wiktor Tichonow / Igor Dmitrijew                                                           | Tor: Sergei Mylnikow Verteidigung: Alexei Gussarow, Sergei Subow, Alexei Kassatonow, Wladimir Konstantinow, Ilja Bjakin, Wassili Perwuchin, Sergei Seljanin, Juri Krivokhizha, Swjatoslaw Chalizow Sturm: Sergei Makarow (2), Igor Larionow, Wladimir Krutow, Andrei Chomutow, Wjatscheslaw Bykow (2), Waleri Kamenski, Andrej Kawaljou (1), Sergei Nemtschinow, Juri Chmyljow, Dmitri Kwartalnow, Alexander Tschornych (1), Sergei Jaschin, Sergei Fjodorow, Igor Maslennikow Trainer / Assistent: Wiktor Tichonow / Igor Dmitrijew                                                           | Tor: Sergei Mylnikow Verteidigung: Alexei Gussarow, Sergei Subow, Alexei Kassatonow, Wladimir Konstantinow, Ilja Bjakin, Wassili Perwuchin, Sergei Seljanin, Juri Krivokhizha, Swjatoslaw Chalizow Sturm: Sergei Makarow (2), Igor Larionow, Wladimir Krutow, Andrei Chomutow, Wjatscheslaw Bykow (2), Waleri Kamenski, Andrej Kawaljou (1), Sergei Nemtschinow, Juri Chmyljow, Dmitri Kwartalnow, Alexander Tschornych (1), Sergei Jaschin, Sergei Fjodorow, Igor Maslennikow Trainer / Assistent: Wiktor Tichonow / Igor Dmitrijew                                                           | Tor: Sergei Mylnikow Verteidigung: Alexei Gussarow, Sergei Subow, Alexei Kassatonow, Wladimir Konstantinow, Ilja Bjakin, Wassili Perwuchin, Sergei Seljanin, Juri Krivokhizha, Swjatoslaw Chalizow Sturm: Sergei Makarow (2), Igor Larionow, Wladimir Krutow, Andrei Chomutow, Wjatscheslaw Bykow (2), Waleri Kamenski, Andrej Kawaljou (1), Sergei Nemtschinow, Juri Chmyljow, Dmitri Kwartalnow, Alexander Tschornych (1), Sergei Jaschin, Sergei Fjodorow, Igor Maslennikow Trainer / Assistent: Wiktor Tichonow / Igor Dmitrijew                                                           | Tor: Sergei Mylnikow Verteidigung: Alexei Gussarow, Sergei Subow, Alexei Kassatonow, Wladimir Konstantinow, Ilja Bjakin, Wassili Perwuchin, Sergei Seljanin, Juri Krivokhizha, Swjatoslaw Chalizow Sturm: Sergei Makarow (2), Igor Larionow, Wladimir Krutow, Andrei Chomutow, Wjatscheslaw Bykow (2), Waleri Kamenski, Andrej Kawaljou (1), Sergei Nemtschinow, Juri Chmyljow, Dmitri Kwartalnow, Alexander Tschornych (1), Sergei Jaschin, Sergei Fjodorow, Igor Maslennikow Trainer / Assistent: Wiktor Tichonow / Igor Dmitrijew                                                           |
| Nr. 808 26. März 1989  | 4:1 (3:0, 0:1, 1:0) | 0 Finnland | A | 0Helsinki, FIN | 0Freundschaftsspiel | |
| Aufstellung            | Tor: Wladimir Myschkin Verteidigung: Alexei Gussarow, Sergei Subow, Alexei Kassatonow, Wladimir Konstantinow, Ilja Bjakin, Wassili Perwuchin, Sergei Seljanin, Swjatoslaw Chalizow Sturm: Sergei Makarow (1), Igor Larionow, Wladimir Krutow, Andrei Chomutow, Wjatscheslaw Bykow, Waleri Kamenski (1), Andrej Kawaljou, Sergei Nemtschinow, Juri Chmyljow, Dmitri Kwartalnow (2), Alexander Tschornych, Sergei Jaschin Trainer / Assistent: Wiktor Tichonow / Igor Dmitrijew | Tor: Wladimir Myschkin Verteidigung: Alexei Gussarow, Sergei Subow, Alexei Kassatonow, Wladimir Konstantinow, Ilja Bjakin, Wassili Perwuchin, Sergei Seljanin, Swjatoslaw Chalizow Sturm: Sergei Makarow (1), Igor Larionow, Wladimir Krutow, Andrei Chomutow, Wjatscheslaw Bykow, Waleri Kamenski (1), Andrej Kawaljou, Sergei Nemtschinow, Juri Chmyljow, Dmitri Kwartalnow (2), Alexander Tschornych, Sergei Jaschin Trainer / Assistent: Wiktor Tichonow / Igor Dmitrijew | Tor: Wladimir Myschkin Verteidigung: Alexei Gussarow, Sergei Subow, Alexei Kassatonow, Wladimir Konstantinow, Ilja Bjakin, Wassili Perwuchin, Sergei Seljanin, Swjatoslaw Chalizow Sturm: Sergei Makarow (1), Igor Larionow, Wladimir Krutow, Andrei Chomutow, Wjatscheslaw Bykow, Waleri Kamenski (1), Andrej Kawaljou, Sergei Nemtschinow, Juri Chmyljow, Dmitri Kwartalnow (2), Alexander Tschornych, Sergei Jaschin Trainer / Assistent: Wiktor Tichonow / Igor Dmitrijew | Tor: Wladimir Myschkin Verteidigung: Alexei Gussarow, Sergei Subow, Alexei Kassatonow, Wladimir Konstantinow, Ilja Bjakin, Wassili Perwuchin, Sergei Seljanin, Swjatoslaw Chalizow Sturm: Sergei Makarow (1), Igor Larionow, Wladimir Krutow, Andrei Chomutow, Wjatscheslaw Bykow, Waleri Kamenski (1), Andrej Kawaljou, Sergei Nemtschinow, Juri Chmyljow, Dmitri Kwartalnow (2), Alexander Tschornych, Sergei Jaschin Trainer / Assistent: Wiktor Tichonow / Igor Dmitrijew | Tor: Wladimir Myschkin Verteidigung: Alexei Gussarow, Sergei Subow, Alexei Kassatonow, Wladimir Konstantinow, Ilja Bjakin, Wassili Perwuchin, Sergei Seljanin, Swjatoslaw Chalizow Sturm: Sergei Makarow (1), Igor Larionow, Wladimir Krutow, Andrei Chomutow, Wjatscheslaw Bykow, Waleri Kamenski (1), Andrej Kawaljou, Sergei Nemtschinow, Juri Chmyljow, Dmitri Kwartalnow (2), Alexander Tschornych, Sergei Jaschin Trainer / Assistent: Wiktor Tichonow / Igor Dmitrijew | Tor: Wladimir Myschkin Verteidigung: Alexei Gussarow, Sergei Subow, Alexei Kassatonow, Wladimir Konstantinow, Ilja Bjakin, Wassili Perwuchin, Sergei Seljanin, Swjatoslaw Chalizow Sturm: Sergei Makarow (1), Igor Larionow, Wladimir Krutow, Andrei Chomutow, Wjatscheslaw Bykow, Waleri Kamenski (1), Andrej Kawaljou, Sergei Nemtschinow, Juri Chmyljow, Dmitri Kwartalnow (2), Alexander Tschornych, Sergei Jaschin Trainer / Assistent: Wiktor Tichonow / Igor Dmitrijew |
| Nr. 809 1. April 1989  | 5:4 (3:0, 1:0, 1:4) | 0 BR Deutschland | A | 0München, BRD | 0Freundschaftsspiel | |
| Aufstellung            | Tor: Sergei Mylnikow, Artūrs Irbe (21. Min.) Verteidigung: Wjatscheslaw Fetissow, Sergei Subow, Alexei Kassatonow, Wladimir Konstantinow, Sergei Seljanin, Ilja Bjakin, Alexei Gussarow, Swjatoslaw Chalizow Sturm: Sergei Makarow, Igor Larionow, Wladimir Krutow, Andrei Chomutow (1), Wjatscheslaw Bykow (1), Waleri Kamenski (1), Dmitri Kwartalnow, Alexander Tschornych, Sergei Jaschin, Alexander Mogilny (1), Sergei Fjodorow, Juri Chmyljow (1), Andrej Kawaljou, Igor Maslennikow, Sergei Nemtschinow Trainer / Assistent: Wiktor Tichonow / Igor Dmitrijew                          | Tor: Sergei Mylnikow, Artūrs Irbe (21. Min.) Verteidigung: Wjatscheslaw Fetissow, Sergei Subow, Alexei Kassatonow, Wladimir Konstantinow, Sergei Seljanin, Ilja Bjakin, Alexei Gussarow, Swjatoslaw Chalizow Sturm: Sergei Makarow, Igor Larionow, Wladimir Krutow, Andrei Chomutow (1), Wjatscheslaw Bykow (1), Waleri Kamenski (1), Dmitri Kwartalnow, Alexander Tschornych, Sergei Jaschin, Alexander Mogilny (1), Sergei Fjodorow, Juri Chmyljow (1), Andrej Kawaljou, Igor Maslennikow, Sergei Nemtschinow Trainer / Assistent: Wiktor Tichonow / Igor Dmitrijew                          | Tor: Sergei Mylnikow, Artūrs Irbe (21. Min.) Verteidigung: Wjatscheslaw Fetissow, Sergei Subow, Alexei Kassatonow, Wladimir Konstantinow, Sergei Seljanin, Ilja Bjakin, Alexei Gussarow, Swjatoslaw Chalizow Sturm: Sergei Makarow, Igor Larionow, Wladimir Krutow, Andrei Chomutow (1), Wjatscheslaw Bykow (1), Waleri Kamenski (1), Dmitri Kwartalnow, Alexander Tschornych, Sergei Jaschin, Alexander Mogilny (1), Sergei Fjodorow, Juri Chmyljow (1), Andrej Kawaljou, Igor Maslennikow, Sergei Nemtschinow Trainer / Assistent: Wiktor Tichonow / Igor Dmitrijew                          | Tor: Sergei Mylnikow, Artūrs Irbe (21. Min.) Verteidigung: Wjatscheslaw Fetissow, Sergei Subow, Alexei Kassatonow, Wladimir Konstantinow, Sergei Seljanin, Ilja Bjakin, Alexei Gussarow, Swjatoslaw Chalizow Sturm: Sergei Makarow, Igor Larionow, Wladimir Krutow, Andrei Chomutow (1), Wjatscheslaw Bykow (1), Waleri Kamenski (1), Dmitri Kwartalnow, Alexander Tschornych, Sergei Jaschin, Alexander Mogilny (1), Sergei Fjodorow, Juri Chmyljow (1), Andrej Kawaljou, Igor Maslennikow, Sergei Nemtschinow Trainer / Assistent: Wiktor Tichonow / Igor Dmitrijew                          | Tor: Sergei Mylnikow, Artūrs Irbe (21. Min.) Verteidigung: Wjatscheslaw Fetissow, Sergei Subow, Alexei Kassatonow, Wladimir Konstantinow, Sergei Seljanin, Ilja Bjakin, Alexei Gussarow, Swjatoslaw Chalizow Sturm: Sergei Makarow, Igor Larionow, Wladimir Krutow, Andrei Chomutow (1), Wjatscheslaw Bykow (1), Waleri Kamenski (1), Dmitri Kwartalnow, Alexander Tschornych, Sergei Jaschin, Alexander Mogilny (1), Sergei Fjodorow, Juri Chmyljow (1), Andrej Kawaljou, Igor Maslennikow, Sergei Nemtschinow Trainer / Assistent: Wiktor Tichonow / Igor Dmitrijew                          | Tor: Sergei Mylnikow, Artūrs Irbe (21. Min.) Verteidigung: Wjatscheslaw Fetissow, Sergei Subow, Alexei Kassatonow, Wladimir Konstantinow, Sergei Seljanin, Ilja Bjakin, Alexei Gussarow, Swjatoslaw Chalizow Sturm: Sergei Makarow, Igor Larionow, Wladimir Krutow, Andrei Chomutow (1), Wjatscheslaw Bykow (1), Waleri Kamenski (1), Dmitri Kwartalnow, Alexander Tschornych, Sergei Jaschin, Alexander Mogilny (1), Sergei Fjodorow, Juri Chmyljow (1), Andrej Kawaljou, Igor Maslennikow, Sergei Nemtschinow Trainer / Assistent: Wiktor Tichonow / Igor Dmitrijew                          |
| Nr. 810 2. April 1989  | 5:2 (2:2, 3:0, 0:0) | 0 BR Deutschland | A | 0Köln, BRD | 0Freundschaftsspiel | |
| Aufstellung            | Tor: Artūrs Irbe Verteidigung: Wjatscheslaw Fetissow, Sergei Subow, Alexei Kassatonow, Wladimir Konstantinow, Sergei Seljanin, Ilja Bjakin (1), Alexei Gussarow, Swjatoslaw Chalizow Sturm: Sergei Makarow, Igor Larionow, Wladimir Krutow (1), Andrei Chomutow, Wjatscheslaw Bykow (2), Waleri Kamenski (1), Dmitri Kwartalnow, Alexander Tschornych, Juri Chmyljow, Alexander Mogilny, Sergei Fjodorow, Sergei Jaschin Trainer / Assistent: Wiktor Tichonow / Igor Dmitrijew | Tor: Artūrs Irbe Verteidigung: Wjatscheslaw Fetissow, Sergei Subow, Alexei Kassatonow, Wladimir Konstantinow, Sergei Seljanin, Ilja Bjakin (1), Alexei Gussarow, Swjatoslaw Chalizow Sturm: Sergei Makarow, Igor Larionow, Wladimir Krutow (1), Andrei Chomutow, Wjatscheslaw Bykow (2), Waleri Kamenski (1), Dmitri Kwartalnow, Alexander Tschornych, Juri Chmyljow, Alexander Mogilny, Sergei Fjodorow, Sergei Jaschin Trainer / Assistent: Wiktor Tichonow / Igor Dmitrijew | Tor: Artūrs Irbe Verteidigung: Wjatscheslaw Fetissow, Sergei Subow, Alexei Kassatonow, Wladimir Konstantinow, Sergei Seljanin, Ilja Bjakin (1), Alexei Gussarow, Swjatoslaw Chalizow Sturm: Sergei Makarow, Igor Larionow, Wladimir Krutow (1), Andrei Chomutow, Wjatscheslaw Bykow (2), Waleri Kamenski (1), Dmitri Kwartalnow, Alexander Tschornych, Juri Chmyljow, Alexander Mogilny, Sergei Fjodorow, Sergei Jaschin Trainer / Assistent: Wiktor Tichonow / Igor Dmitrijew | Tor: Artūrs Irbe Verteidigung: Wjatscheslaw Fetissow, Sergei Subow, Alexei Kassatonow, Wladimir Konstantinow, Sergei Seljanin, Ilja Bjakin (1), Alexei Gussarow, Swjatoslaw Chalizow Sturm: Sergei Makarow, Igor Larionow, Wladimir Krutow (1), Andrei Chomutow, Wjatscheslaw Bykow (2), Waleri Kamenski (1), Dmitri Kwartalnow, Alexander Tschornych, Juri Chmyljow, Alexander Mogilny, Sergei Fjodorow, Sergei Jaschin Trainer / Assistent: Wiktor Tichonow / Igor Dmitrijew | Tor: Artūrs Irbe Verteidigung: Wjatscheslaw Fetissow, Sergei Subow, Alexei Kassatonow, Wladimir Konstantinow, Sergei Seljanin, Ilja Bjakin (1), Alexei Gussarow, Swjatoslaw Chalizow Sturm: Sergei Makarow, Igor Larionow, Wladimir Krutow (1), Andrei Chomutow, Wjatscheslaw Bykow (2), Waleri Kamenski (1), Dmitri Kwartalnow, Alexander Tschornych, Juri Chmyljow, Alexander Mogilny, Sergei Fjodorow, Sergei Jaschin Trainer / Assistent: Wiktor Tichonow / Igor Dmitrijew | Tor: Artūrs Irbe Verteidigung: Wjatscheslaw Fetissow, Sergei Subow, Alexei Kassatonow, Wladimir Konstantinow, Sergei Seljanin, Ilja Bjakin (1), Alexei Gussarow, Swjatoslaw Chalizow Sturm: Sergei Makarow, Igor Larionow, Wladimir Krutow (1), Andrei Chomutow, Wjatscheslaw Bykow (2), Waleri Kamenski (1), Dmitri Kwartalnow, Alexander Tschornych, Juri Chmyljow, Alexander Mogilny, Sergei Fjodorow, Sergei Jaschin Trainer / Assistent: Wiktor Tichonow / Igor Dmitrijew |
| Nr. 811 15. April 1989 | 4:2 (2:2, 0:0, 2:0) | 0 USA | * | 0Stockholm, SWE | 0WM 1989 / EM 1989 | |
| Aufstellung            | Tor: Sergei Mylnikow Verteidigung: Waleri Schirjajew, Wjatscheslaw Fetissow, Alexei Kassatonow, Wladimir Konstantinow, Alexei Gussarow, Swjatoslaw Chalizow Sturm: Sergei Makarow (1), Igor Larionow, Wladimir Krutow, Andrei Chomutow, Wjatscheslaw Bykow, Waleri Kamenski, Alexander Mogilny, Sergei Fjodorow (2), Sergei Jaschin, Dmitri Kwartalnow (1), Alexander Tschornych, Sergei Nemtschinow Trainer / Assistent: Wiktor Tichonow / Igor Dmitrijew | Tor: Sergei Mylnikow Verteidigung: Waleri Schirjajew, Wjatscheslaw Fetissow, Alexei Kassatonow, Wladimir Konstantinow, Alexei Gussarow, Swjatoslaw Chalizow Sturm: Sergei Makarow (1), Igor Larionow, Wladimir Krutow, Andrei Chomutow, Wjatscheslaw Bykow, Waleri Kamenski, Alexander Mogilny, Sergei Fjodorow (2), Sergei Jaschin, Dmitri Kwartalnow (1), Alexander Tschornych, Sergei Nemtschinow Trainer / Assistent: Wiktor Tichonow / Igor Dmitrijew | Tor: Sergei Mylnikow Verteidigung: Waleri Schirjajew, Wjatscheslaw Fetissow, Alexei Kassatonow, Wladimir Konstantinow, Alexei Gussarow, Swjatoslaw Chalizow Sturm: Sergei Makarow (1), Igor Larionow, Wladimir Krutow, Andrei Chomutow, Wjatscheslaw Bykow, Waleri Kamenski, Alexander Mogilny, Sergei Fjodorow (2), Sergei Jaschin, Dmitri Kwartalnow (1), Alexander Tschornych, Sergei Nemtschinow Trainer / Assistent: Wiktor Tichonow / Igor Dmitrijew | Tor: Sergei Mylnikow Verteidigung: Waleri Schirjajew, Wjatscheslaw Fetissow, Alexei Kassatonow, Wladimir Konstantinow, Alexei Gussarow, Swjatoslaw Chalizow Sturm: Sergei Makarow (1), Igor Larionow, Wladimir Krutow, Andrei Chomutow, Wjatscheslaw Bykow, Waleri Kamenski, Alexander Mogilny, Sergei Fjodorow (2), Sergei Jaschin, Dmitri Kwartalnow (1), Alexander Tschornych, Sergei Nemtschinow Trainer / Assistent: Wiktor Tichonow / Igor Dmitrijew | Tor: Sergei Mylnikow Verteidigung: Waleri Schirjajew, Wjatscheslaw Fetissow, Alexei Kassatonow, Wladimir Konstantinow, Alexei Gussarow, Swjatoslaw Chalizow Sturm: Sergei Makarow (1), Igor Larionow, Wladimir Krutow, Andrei Chomutow, Wjatscheslaw Bykow, Waleri Kamenski, Alexander Mogilny, Sergei Fjodorow (2), Sergei Jaschin, Dmitri Kwartalnow (1), Alexander Tschornych, Sergei Nemtschinow Trainer / Assistent: Wiktor Tichonow / Igor Dmitrijew | Tor: Sergei Mylnikow Verteidigung: Waleri Schirjajew, Wjatscheslaw Fetissow, Alexei Kassatonow, Wladimir Konstantinow, Alexei Gussarow, Swjatoslaw Chalizow Sturm: Sergei Makarow (1), Igor Larionow, Wladimir Krutow, Andrei Chomutow, Wjatscheslaw Bykow, Waleri Kamenski, Alexander Mogilny, Sergei Fjodorow (2), Sergei Jaschin, Dmitri Kwartalnow (1), Alexander Tschornych, Sergei Nemtschinow Trainer / Assistent: Wiktor Tichonow / Igor Dmitrijew |
| Nr. 812 16. April 1989 | 5:1 (1:0, 2:0, 2:1) | 0 BR Deutschland | * | 0Södertälje, SWE | 0WM 1989 / EM 1989 | |
| Aufstellung            | Tor: Sergei Mylnikow Verteidigung: Waleri Schirjajew (1), Wjatscheslaw Fetissow (1), Alexei Kassatonow, Wladimir Konstantinow, Alexei Gussarow, Ilja Bjakin Sturm: Sergei Makarow (1), Igor Larionow, Wladimir Krutow, Andrei Chomutow, Wjatscheslaw Bykow (1), Waleri Kamenski (1), Alexander Mogilny, Sergei Fjodorow, Sergei Jaschin, Dmitri Kwartalnow, Alexander Tschornych, Sergei Nemtschinow Trainer / Assistent: Wiktor Tichonow / Igor Dmitrijew | Tor: Sergei Mylnikow Verteidigung: Waleri Schirjajew (1), Wjatscheslaw Fetissow (1), Alexei Kassatonow, Wladimir Konstantinow, Alexei Gussarow, Ilja Bjakin Sturm: Sergei Makarow (1), Igor Larionow, Wladimir Krutow, Andrei Chomutow, Wjatscheslaw Bykow (1), Waleri Kamenski (1), Alexander Mogilny, Sergei Fjodorow, Sergei Jaschin, Dmitri Kwartalnow, Alexander Tschornych, Sergei Nemtschinow Trainer / Assistent: Wiktor Tichonow / Igor Dmitrijew | Tor: Sergei Mylnikow Verteidigung: Waleri Schirjajew (1), Wjatscheslaw Fetissow (1), Alexei Kassatonow, Wladimir Konstantinow, Alexei Gussarow, Ilja Bjakin Sturm: Sergei Makarow (1), Igor Larionow, Wladimir Krutow, Andrei Chomutow, Wjatscheslaw Bykow (1), Waleri Kamenski (1), Alexander Mogilny, Sergei Fjodorow, Sergei Jaschin, Dmitri Kwartalnow, Alexander Tschornych, Sergei Nemtschinow Trainer / Assistent: Wiktor Tichonow / Igor Dmitrijew | Tor: Sergei Mylnikow Verteidigung: Waleri Schirjajew (1), Wjatscheslaw Fetissow (1), Alexei Kassatonow, Wladimir Konstantinow, Alexei Gussarow, Ilja Bjakin Sturm: Sergei Makarow (1), Igor Larionow, Wladimir Krutow, Andrei Chomutow, Wjatscheslaw Bykow (1), Waleri Kamenski (1), Alexander Mogilny, Sergei Fjodorow, Sergei Jaschin, Dmitri Kwartalnow, Alexander Tschornych, Sergei Nemtschinow Trainer / Assistent: Wiktor Tichonow / Igor Dmitrijew | Tor: Sergei Mylnikow Verteidigung: Waleri Schirjajew (1), Wjatscheslaw Fetissow (1), Alexei Kassatonow, Wladimir Konstantinow, Alexei Gussarow, Ilja Bjakin Sturm: Sergei Makarow (1), Igor Larionow, Wladimir Krutow, Andrei Chomutow, Wjatscheslaw Bykow (1), Waleri Kamenski (1), Alexander Mogilny, Sergei Fjodorow, Sergei Jaschin, Dmitri Kwartalnow, Alexander Tschornych, Sergei Nemtschinow Trainer / Assistent: Wiktor Tichonow / Igor Dmitrijew | Tor: Sergei Mylnikow Verteidigung: Waleri Schirjajew (1), Wjatscheslaw Fetissow (1), Alexei Kassatonow, Wladimir Konstantinow, Alexei Gussarow, Ilja Bjakin Sturm: Sergei Makarow (1), Igor Larionow, Wladimir Krutow, Andrei Chomutow, Wjatscheslaw Bykow (1), Waleri Kamenski (1), Alexander Mogilny, Sergei Fjodorow, Sergei Jaschin, Dmitri Kwartalnow, Alexander Tschornych, Sergei Nemtschinow Trainer / Assistent: Wiktor Tichonow / Igor Dmitrijew |
| Nr. 813 18. April 1989 | 4:1 (1:1, 0:0, 3:0) | 0 Finnland | * | 0Södertälje, SWE | 0WM 1989 / EM 1989 | |
| Aufstellung            | Tor: Sergei Mylnikow Verteidigung: Waleri Schirjajew, Wjatscheslaw Fetissow, Alexei Kassatonow, Wladimir Konstantinow (2), Alexei Gussarow, Ilja Bjakin Sturm: Sergei Makarow, Igor Larionow, Wladimir Krutow, Andrei Chomutow, Wjatscheslaw Bykow (2), Waleri Kamenski, Alexander Mogilny, Sergei Fjodorow, Sergei Jaschin, Dmitri Kwartalnow, Alexander Tschornych, Juri Chmyljow Trainer / Assistent: Wiktor Tichonow / Igor Dmitrijew | Tor: Sergei Mylnikow Verteidigung: Waleri Schirjajew, Wjatscheslaw Fetissow, Alexei Kassatonow, Wladimir Konstantinow (2), Alexei Gussarow, Ilja Bjakin Sturm: Sergei Makarow, Igor Larionow, Wladimir Krutow, Andrei Chomutow, Wjatscheslaw Bykow (2), Waleri Kamenski, Alexander Mogilny, Sergei Fjodorow, Sergei Jaschin, Dmitri Kwartalnow, Alexander Tschornych, Juri Chmyljow Trainer / Assistent: Wiktor Tichonow / Igor Dmitrijew | Tor: Sergei Mylnikow Verteidigung: Waleri Schirjajew, Wjatscheslaw Fetissow, Alexei Kassatonow, Wladimir Konstantinow (2), Alexei Gussarow, Ilja Bjakin Sturm: Sergei Makarow, Igor Larionow, Wladimir Krutow, Andrei Chomutow, Wjatscheslaw Bykow (2), Waleri Kamenski, Alexander Mogilny, Sergei Fjodorow, Sergei Jaschin, Dmitri Kwartalnow, Alexander Tschornych, Juri Chmyljow Trainer / Assistent: Wiktor Tichonow / Igor Dmitrijew | Tor: Sergei Mylnikow Verteidigung: Waleri Schirjajew, Wjatscheslaw Fetissow, Alexei Kassatonow, Wladimir Konstantinow (2), Alexei Gussarow, Ilja Bjakin Sturm: Sergei Makarow, Igor Larionow, Wladimir Krutow, Andrei Chomutow, Wjatscheslaw Bykow (2), Waleri Kamenski, Alexander Mogilny, Sergei Fjodorow, Sergei Jaschin, Dmitri Kwartalnow, Alexander Tschornych, Juri Chmyljow Trainer / Assistent: Wiktor Tichonow / Igor Dmitrijew | Tor: Sergei Mylnikow Verteidigung: Waleri Schirjajew, Wjatscheslaw Fetissow, Alexei Kassatonow, Wladimir Konstantinow (2), Alexei Gussarow, Ilja Bjakin Sturm: Sergei Makarow, Igor Larionow, Wladimir Krutow, Andrei Chomutow, Wjatscheslaw Bykow (2), Waleri Kamenski, Alexander Mogilny, Sergei Fjodorow, Sergei Jaschin, Dmitri Kwartalnow, Alexander Tschornych, Juri Chmyljow Trainer / Assistent: Wiktor Tichonow / Igor Dmitrijew | Tor: Sergei Mylnikow Verteidigung: Waleri Schirjajew, Wjatscheslaw Fetissow, Alexei Kassatonow, Wladimir Konstantinow (2), Alexei Gussarow, Ilja Bjakin Sturm: Sergei Makarow, Igor Larionow, Wladimir Krutow, Andrei Chomutow, Wjatscheslaw Bykow (2), Waleri Kamenski, Alexander Mogilny, Sergei Fjodorow, Sergei Jaschin, Dmitri Kwartalnow, Alexander Tschornych, Juri Chmyljow Trainer / Assistent: Wiktor Tichonow / Igor Dmitrijew |
| Nr. 814 19. April 1989 | 12:1 (5:0, 5:1, 2:0) | 0 Polen | * | 0Stockholm, SWE | 0WM 1989 / EM 1989 | |
| Aufstellung            | Tor: Artūrs Irbe Verteidigung: Waleri Schirjajew, Wjatscheslaw Fetissow, Alexei Kassatonow (1), Ilja Bjakin, Alexei Gussarow (1), Swjatoslaw Chalizow Sturm: Sergei Makarow, Igor Larionow (1), Wladimir Krutow (2), Andrei Chomutow, Wjatscheslaw Bykow (1), Waleri Kamenski (1), Alexander Mogilny, Sergei Fjodorow (2), Sergei Jaschin, Dmitri Kwartalnow (1), Sergei Nemtschinow (1), Juri Chmyljow (1) Trainer / Assistent: Wiktor Tichonow / Igor Dmitrijew | Tor: Artūrs Irbe Verteidigung: Waleri Schirjajew, Wjatscheslaw Fetissow, Alexei Kassatonow (1), Ilja Bjakin, Alexei Gussarow (1), Swjatoslaw Chalizow Sturm: Sergei Makarow, Igor Larionow (1), Wladimir Krutow (2), Andrei Chomutow, Wjatscheslaw Bykow (1), Waleri Kamenski (1), Alexander Mogilny, Sergei Fjodorow (2), Sergei Jaschin, Dmitri Kwartalnow (1), Sergei Nemtschinow (1), Juri Chmyljow (1) Trainer / Assistent: Wiktor Tichonow / Igor Dmitrijew | Tor: Artūrs Irbe Verteidigung: Waleri Schirjajew, Wjatscheslaw Fetissow, Alexei Kassatonow (1), Ilja Bjakin, Alexei Gussarow (1), Swjatoslaw Chalizow Sturm: Sergei Makarow, Igor Larionow (1), Wladimir Krutow (2), Andrei Chomutow, Wjatscheslaw Bykow (1), Waleri Kamenski (1), Alexander Mogilny, Sergei Fjodorow (2), Sergei Jaschin, Dmitri Kwartalnow (1), Sergei Nemtschinow (1), Juri Chmyljow (1) Trainer / Assistent: Wiktor Tichonow / Igor Dmitrijew | Tor: Artūrs Irbe Verteidigung: Waleri Schirjajew, Wjatscheslaw Fetissow, Alexei Kassatonow (1), Ilja Bjakin, Alexei Gussarow (1), Swjatoslaw Chalizow Sturm: Sergei Makarow, Igor Larionow (1), Wladimir Krutow (2), Andrei Chomutow, Wjatscheslaw Bykow (1), Waleri Kamenski (1), Alexander Mogilny, Sergei Fjodorow (2), Sergei Jaschin, Dmitri Kwartalnow (1), Sergei Nemtschinow (1), Juri Chmyljow (1) Trainer / Assistent: Wiktor Tichonow / Igor Dmitrijew | Tor: Artūrs Irbe Verteidigung: Waleri Schirjajew, Wjatscheslaw Fetissow, Alexei Kassatonow (1), Ilja Bjakin, Alexei Gussarow (1), Swjatoslaw Chalizow Sturm: Sergei Makarow, Igor Larionow (1), Wladimir Krutow (2), Andrei Chomutow, Wjatscheslaw Bykow (1), Waleri Kamenski (1), Alexander Mogilny, Sergei Fjodorow (2), Sergei Jaschin, Dmitri Kwartalnow (1), Sergei Nemtschinow (1), Juri Chmyljow (1) Trainer / Assistent: Wiktor Tichonow / Igor Dmitrijew | Tor: Artūrs Irbe Verteidigung: Waleri Schirjajew, Wjatscheslaw Fetissow, Alexei Kassatonow (1), Ilja Bjakin, Alexei Gussarow (1), Swjatoslaw Chalizow Sturm: Sergei Makarow, Igor Larionow (1), Wladimir Krutow (2), Andrei Chomutow, Wjatscheslaw Bykow (1), Waleri Kamenski (1), Alexander Mogilny, Sergei Fjodorow (2), Sergei Jaschin, Dmitri Kwartalnow (1), Sergei Nemtschinow (1), Juri Chmyljow (1) Trainer / Assistent: Wiktor Tichonow / Igor Dmitrijew |
| Nr. 815 21. April 1989 | 4:2 (1:1, 1:0, 2:1) | 0 Tschechoslowakei | * | 0Stockholm, SWE | 0WM 1989 / EM 1989 | |
| Aufstellung            | Tor: Sergei Mylnikow Verteidigung: Waleri Schirjajew, Wjatscheslaw Fetissow (1), Alexei Kassatonow, Wladimir Konstantinow, Alexei Gussarow, Ilja Bjakin Sturm: Sergei Makarow, Igor Larionow, Wladimir Krutow, Andrei Chomutow (1), Wjatscheslaw Bykow (1), Waleri Kamenski (1), Alexander Mogilny, Sergei Fjodorow, Sergei Jaschin, Dmitri Kwartalnow, Alexander Tschornych, Juri Chmyljow Trainer / Assistent: Wiktor Tichonow / Igor Dmitrijew | Tor: Sergei Mylnikow Verteidigung: Waleri Schirjajew, Wjatscheslaw Fetissow (1), Alexei Kassatonow, Wladimir Konstantinow, Alexei Gussarow, Ilja Bjakin Sturm: Sergei Makarow, Igor Larionow, Wladimir Krutow, Andrei Chomutow (1), Wjatscheslaw Bykow (1), Waleri Kamenski (1), Alexander Mogilny, Sergei Fjodorow, Sergei Jaschin, Dmitri Kwartalnow, Alexander Tschornych, Juri Chmyljow Trainer / Assistent: Wiktor Tichonow / Igor Dmitrijew | Tor: Sergei Mylnikow Verteidigung: Waleri Schirjajew, Wjatscheslaw Fetissow (1), Alexei Kassatonow, Wladimir Konstantinow, Alexei Gussarow, Ilja Bjakin Sturm: Sergei Makarow, Igor Larionow, Wladimir Krutow, Andrei Chomutow (1), Wjatscheslaw Bykow (1), Waleri Kamenski (1), Alexander Mogilny, Sergei Fjodorow, Sergei Jaschin, Dmitri Kwartalnow, Alexander Tschornych, Juri Chmyljow Trainer / Assistent: Wiktor Tichonow / Igor Dmitrijew | Tor: Sergei Mylnikow Verteidigung: Waleri Schirjajew, Wjatscheslaw Fetissow (1), Alexei Kassatonow, Wladimir Konstantinow, Alexei Gussarow, Ilja Bjakin Sturm: Sergei Makarow, Igor Larionow, Wladimir Krutow, Andrei Chomutow (1), Wjatscheslaw Bykow (1), Waleri Kamenski (1), Alexander Mogilny, Sergei Fjodorow, Sergei Jaschin, Dmitri Kwartalnow, Alexander Tschornych, Juri Chmyljow Trainer / Assistent: Wiktor Tichonow / Igor Dmitrijew | Tor: Sergei Mylnikow Verteidigung: Waleri Schirjajew, Wjatscheslaw Fetissow (1), Alexei Kassatonow, Wladimir Konstantinow, Alexei Gussarow, Ilja Bjakin Sturm: Sergei Makarow, Igor Larionow, Wladimir Krutow, Andrei Chomutow (1), Wjatscheslaw Bykow (1), Waleri Kamenski (1), Alexander Mogilny, Sergei Fjodorow, Sergei Jaschin, Dmitri Kwartalnow, Alexander Tschornych, Juri Chmyljow Trainer / Assistent: Wiktor Tichonow / Igor Dmitrijew | Tor: Sergei Mylnikow Verteidigung: Waleri Schirjajew, Wjatscheslaw Fetissow (1), Alexei Kassatonow, Wladimir Konstantinow, Alexei Gussarow, Ilja Bjakin Sturm: Sergei Makarow, Igor Larionow, Wladimir Krutow, Andrei Chomutow (1), Wjatscheslaw Bykow (1), Waleri Kamenski (1), Alexander Mogilny, Sergei Fjodorow, Sergei Jaschin, Dmitri Kwartalnow, Alexander Tschornych, Juri Chmyljow Trainer / Assistent: Wiktor Tichonow / Igor Dmitrijew |
| Nr. 816 22. April 1989 | 4:3 (2:1, 1:1, 1:1) | 0 Kanada | * | 0Stockholm, SWE | 0WM 1989 / EM 1989 | |
| Aufstellung            | Tor: Artūrs Irbe Verteidigung: Waleri Schirjajew, Wjatscheslaw Fetissow (1), Alexei Kassatonow, Wladimir Konstantinow, Ilja Bjakin, Swjatoslaw Chalizow Sturm: Sergei Makarow (1), Sergei Nemtschinow, Wladimir Krutow (1), Andrei Chomutow (1), Wjatscheslaw Bykow, Waleri Kamenski (1), Alexander Mogilny, Sergei Fjodorow, Sergei Jaschin, Dmitri Kwartalnow, Alexander Tschornych, Juri Chmyljow Trainer / Assistent: Wiktor Tichonow / Igor Dmitrijew | Tor: Artūrs Irbe Verteidigung: Waleri Schirjajew, Wjatscheslaw Fetissow (1), Alexei Kassatonow, Wladimir Konstantinow, Ilja Bjakin, Swjatoslaw Chalizow Sturm: Sergei Makarow (1), Sergei Nemtschinow, Wladimir Krutow (1), Andrei Chomutow (1), Wjatscheslaw Bykow, Waleri Kamenski (1), Alexander Mogilny, Sergei Fjodorow, Sergei Jaschin, Dmitri Kwartalnow, Alexander Tschornych, Juri Chmyljow Trainer / Assistent: Wiktor Tichonow / Igor Dmitrijew | Tor: Artūrs Irbe Verteidigung: Waleri Schirjajew, Wjatscheslaw Fetissow (1), Alexei Kassatonow, Wladimir Konstantinow, Ilja Bjakin, Swjatoslaw Chalizow Sturm: Sergei Makarow (1), Sergei Nemtschinow, Wladimir Krutow (1), Andrei Chomutow (1), Wjatscheslaw Bykow, Waleri Kamenski (1), Alexander Mogilny, Sergei Fjodorow, Sergei Jaschin, Dmitri Kwartalnow, Alexander Tschornych, Juri Chmyljow Trainer / Assistent: Wiktor Tichonow / Igor Dmitrijew | Tor: Artūrs Irbe Verteidigung: Waleri Schirjajew, Wjatscheslaw Fetissow (1), Alexei Kassatonow, Wladimir Konstantinow, Ilja Bjakin, Swjatoslaw Chalizow Sturm: Sergei Makarow (1), Sergei Nemtschinow, Wladimir Krutow (1), Andrei Chomutow (1), Wjatscheslaw Bykow, Waleri Kamenski (1), Alexander Mogilny, Sergei Fjodorow, Sergei Jaschin, Dmitri Kwartalnow, Alexander Tschornych, Juri Chmyljow Trainer / Assistent: Wiktor Tichonow / Igor Dmitrijew | Tor: Artūrs Irbe Verteidigung: Waleri Schirjajew, Wjatscheslaw Fetissow (1), Alexei Kassatonow, Wladimir Konstantinow, Ilja Bjakin, Swjatoslaw Chalizow Sturm: Sergei Makarow (1), Sergei Nemtschinow, Wladimir Krutow (1), Andrei Chomutow (1), Wjatscheslaw Bykow, Waleri Kamenski (1), Alexander Mogilny, Sergei Fjodorow, Sergei Jaschin, Dmitri Kwartalnow, Alexander Tschornych, Juri Chmyljow Trainer / Assistent: Wiktor Tichonow / Igor Dmitrijew | Tor: Artūrs Irbe Verteidigung: Waleri Schirjajew, Wjatscheslaw Fetissow (1), Alexei Kassatonow, Wladimir Konstantinow, Ilja Bjakin, Swjatoslaw Chalizow Sturm: Sergei Makarow (1), Sergei Nemtschinow, Wladimir Krutow (1), Andrei Chomutow (1), Wjatscheslaw Bykow, Waleri Kamenski (1), Alexander Mogilny, Sergei Fjodorow, Sergei Jaschin, Dmitri Kwartalnow, Alexander Tschornych, Juri Chmyljow Trainer / Assistent: Wiktor Tichonow / Igor Dmitrijew |
| Nr. 817 24. April 1989 | 3:2 (0:0, 2:2, 1:0) | 0 Schweden | A | 0Stockholm, SWE | 0WM 1989 / EM 1989 | |
| Aufstellung            | Tor: Sergei Mylnikow Verteidigung: Waleri Schirjajew (1), Wjatscheslaw Fetissow, Alexei Kassatonow, Wladimir Konstantinow, Alexei Gussarow, Ilja Bjakin Sturm: Sergei Makarow (1), Igor Larionow, Wladimir Krutow, Andrei Chomutow (1), Wjatscheslaw Bykow, Waleri Kamenski, Alexander Mogilny, Sergei Fjodorow, Sergei Jaschin, Dmitri Kwartalnow, Alexander Tschornych, Juri Chmyljow Trainer / Assistent: Wiktor Tichonow / Igor Dmitrijew | Tor: Sergei Mylnikow Verteidigung: Waleri Schirjajew (1), Wjatscheslaw Fetissow, Alexei Kassatonow, Wladimir Konstantinow, Alexei Gussarow, Ilja Bjakin Sturm: Sergei Makarow (1), Igor Larionow, Wladimir Krutow, Andrei Chomutow (1), Wjatscheslaw Bykow, Waleri Kamenski, Alexander Mogilny, Sergei Fjodorow, Sergei Jaschin, Dmitri Kwartalnow, Alexander Tschornych, Juri Chmyljow Trainer / Assistent: Wiktor Tichonow / Igor Dmitrijew | Tor: Sergei Mylnikow Verteidigung: Waleri Schirjajew (1), Wjatscheslaw Fetissow, Alexei Kassatonow, Wladimir Konstantinow, Alexei Gussarow, Ilja Bjakin Sturm: Sergei Makarow (1), Igor Larionow, Wladimir Krutow, Andrei Chomutow (1), Wjatscheslaw Bykow, Waleri Kamenski, Alexander Mogilny, Sergei Fjodorow, Sergei Jaschin, Dmitri Kwartalnow, Alexander Tschornych, Juri Chmyljow Trainer / Assistent: Wiktor Tichonow / Igor Dmitrijew | Tor: Sergei Mylnikow Verteidigung: Waleri Schirjajew (1), Wjatscheslaw Fetissow, Alexei Kassatonow, Wladimir Konstantinow, Alexei Gussarow, Ilja Bjakin Sturm: Sergei Makarow (1), Igor Larionow, Wladimir Krutow, Andrei Chomutow (1), Wjatscheslaw Bykow, Waleri Kamenski, Alexander Mogilny, Sergei Fjodorow, Sergei Jaschin, Dmitri Kwartalnow, Alexander Tschornych, Juri Chmyljow Trainer / Assistent: Wiktor Tichonow / Igor Dmitrijew | Tor: Sergei Mylnikow Verteidigung: Waleri Schirjajew (1), Wjatscheslaw Fetissow, Alexei Kassatonow, Wladimir Konstantinow, Alexei Gussarow, Ilja Bjakin Sturm: Sergei Makarow (1), Igor Larionow, Wladimir Krutow, Andrei Chomutow (1), Wjatscheslaw Bykow, Waleri Kamenski, Alexander Mogilny, Sergei Fjodorow, Sergei Jaschin, Dmitri Kwartalnow, Alexander Tschornych, Juri Chmyljow Trainer / Assistent: Wiktor Tichonow / Igor Dmitrijew | Tor: Sergei Mylnikow Verteidigung: Waleri Schirjajew (1), Wjatscheslaw Fetissow, Alexei Kassatonow, Wladimir Konstantinow, Alexei Gussarow, Ilja Bjakin Sturm: Sergei Makarow (1), Igor Larionow, Wladimir Krutow, Andrei Chomutow (1), Wjatscheslaw Bykow, Waleri Kamenski, Alexander Mogilny, Sergei Fjodorow, Sergei Jaschin, Dmitri Kwartalnow, Alexander Tschornych, Juri Chmyljow Trainer / Assistent: Wiktor Tichonow / Igor Dmitrijew |
| Nr. 818 27. April 1989 | 1:0 (0:0, 0:0, 1:0) | 0 Tschechoslowakei | * | 0Stockholm, SWE | 0WM 1989 / EM 1989 | |
| Aufstellung            | Tor: Sergei Mylnikow Verteidigung: Waleri Schirjajew, Wjatscheslaw Fetissow, Alexei Kassatonow, Wladimir Konstantinow, Alexei Gussarow, Ilja Bjakin Sturm: Sergei Makarow, Igor Larionow, Wladimir Krutow, Andrei Chomutow, Wjatscheslaw Bykow (1), Waleri Kamenski, Alexander Mogilny, Sergei Fjodorow, Sergei Jaschin, Dmitri Kwartalnow, Sergei Nemtschinow, Juri Chmyljow Trainer / Assistent: Wiktor Tichonow / Igor Dmitrijew | Tor: Sergei Mylnikow Verteidigung: Waleri Schirjajew, Wjatscheslaw Fetissow, Alexei Kassatonow, Wladimir Konstantinow, Alexei Gussarow, Ilja Bjakin Sturm: Sergei Makarow, Igor Larionow, Wladimir Krutow, Andrei Chomutow, Wjatscheslaw Bykow (1), Waleri Kamenski, Alexander Mogilny, Sergei Fjodorow, Sergei Jaschin, Dmitri Kwartalnow, Sergei Nemtschinow, Juri Chmyljow Trainer / Assistent: Wiktor Tichonow / Igor Dmitrijew | Tor: Sergei Mylnikow Verteidigung: Waleri Schirjajew, Wjatscheslaw Fetissow, Alexei Kassatonow, Wladimir Konstantinow, Alexei Gussarow, Ilja Bjakin Sturm: Sergei Makarow, Igor Larionow, Wladimir Krutow, Andrei Chomutow, Wjatscheslaw Bykow (1), Waleri Kamenski, Alexander Mogilny, Sergei Fjodorow, Sergei Jaschin, Dmitri Kwartalnow, Sergei Nemtschinow, Juri Chmyljow Trainer / Assistent: Wiktor Tichonow / Igor Dmitrijew | Tor: Sergei Mylnikow Verteidigung: Waleri Schirjajew, Wjatscheslaw Fetissow, Alexei Kassatonow, Wladimir Konstantinow, Alexei Gussarow, Ilja Bjakin Sturm: Sergei Makarow, Igor Larionow, Wladimir Krutow, Andrei Chomutow, Wjatscheslaw Bykow (1), Waleri Kamenski, Alexander Mogilny, Sergei Fjodorow, Sergei Jaschin, Dmitri Kwartalnow, Sergei Nemtschinow, Juri Chmyljow Trainer / Assistent: Wiktor Tichonow / Igor Dmitrijew | Tor: Sergei Mylnikow Verteidigung: Waleri Schirjajew, Wjatscheslaw Fetissow, Alexei Kassatonow, Wladimir Konstantinow, Alexei Gussarow, Ilja Bjakin Sturm: Sergei Makarow, Igor Larionow, Wladimir Krutow, Andrei Chomutow, Wjatscheslaw Bykow (1), Waleri Kamenski, Alexander Mogilny, Sergei Fjodorow, Sergei Jaschin, Dmitri Kwartalnow, Sergei Nemtschinow, Juri Chmyljow Trainer / Assistent: Wiktor Tichonow / Igor Dmitrijew | Tor: Sergei Mylnikow Verteidigung: Waleri Schirjajew, Wjatscheslaw Fetissow, Alexei Kassatonow, Wladimir Konstantinow, Alexei Gussarow, Ilja Bjakin Sturm: Sergei Makarow, Igor Larionow, Wladimir Krutow, Andrei Chomutow, Wjatscheslaw Bykow (1), Waleri Kamenski, Alexander Mogilny, Sergei Fjodorow, Sergei Jaschin, Dmitri Kwartalnow, Sergei Nemtschinow, Juri Chmyljow Trainer / Assistent: Wiktor Tichonow / Igor Dmitrijew |
| Nr. 819 29. April 1989 | 5:3 (3:1, 1:2, 1:0) | 0 Kanada | * | 0Stockholm, SWE | 0WM 1989 / EM 1989 | |
| Aufstellung            | Tor: Sergei Mylnikow Verteidigung: Waleri Schirjajew, Wjatscheslaw Fetissow, Alexei Kassatonow, Wladimir Konstantinow, Alexei Gussarow, Ilja Bjakin Sturm: Sergei Makarow, Igor Larionow (2), Wladimir Krutow (1), Andrei Chomutow, Wjatscheslaw Bykow, Waleri Kamenski, Alexander Mogilny, Sergei Fjodorow (1), Sergei Jaschin, Dmitri Kwartalnow, Sergei Nemtschinow (1), Juri Chmyljow Trainer / Assistent: Wiktor Tichonow / Igor Dmitrijew | Tor: Sergei Mylnikow Verteidigung: Waleri Schirjajew, Wjatscheslaw Fetissow, Alexei Kassatonow, Wladimir Konstantinow, Alexei Gussarow, Ilja Bjakin Sturm: Sergei Makarow, Igor Larionow (2), Wladimir Krutow (1), Andrei Chomutow, Wjatscheslaw Bykow, Waleri Kamenski, Alexander Mogilny, Sergei Fjodorow (1), Sergei Jaschin, Dmitri Kwartalnow, Sergei Nemtschinow (1), Juri Chmyljow Trainer / Assistent: Wiktor Tichonow / Igor Dmitrijew | Tor: Sergei Mylnikow Verteidigung: Waleri Schirjajew, Wjatscheslaw Fetissow, Alexei Kassatonow, Wladimir Konstantinow, Alexei Gussarow, Ilja Bjakin Sturm: Sergei Makarow, Igor Larionow (2), Wladimir Krutow (1), Andrei Chomutow, Wjatscheslaw Bykow, Waleri Kamenski, Alexander Mogilny, Sergei Fjodorow (1), Sergei Jaschin, Dmitri Kwartalnow, Sergei Nemtschinow (1), Juri Chmyljow Trainer / Assistent: Wiktor Tichonow / Igor Dmitrijew | Tor: Sergei Mylnikow Verteidigung: Waleri Schirjajew, Wjatscheslaw Fetissow, Alexei Kassatonow, Wladimir Konstantinow, Alexei Gussarow, Ilja Bjakin Sturm: Sergei Makarow, Igor Larionow (2), Wladimir Krutow (1), Andrei Chomutow, Wjatscheslaw Bykow, Waleri Kamenski, Alexander Mogilny, Sergei Fjodorow (1), Sergei Jaschin, Dmitri Kwartalnow, Sergei Nemtschinow (1), Juri Chmyljow Trainer / Assistent: Wiktor Tichonow / Igor Dmitrijew | Tor: Sergei Mylnikow Verteidigung: Waleri Schirjajew, Wjatscheslaw Fetissow, Alexei Kassatonow, Wladimir Konstantinow, Alexei Gussarow, Ilja Bjakin Sturm: Sergei Makarow, Igor Larionow (2), Wladimir Krutow (1), Andrei Chomutow, Wjatscheslaw Bykow, Waleri Kamenski, Alexander Mogilny, Sergei Fjodorow (1), Sergei Jaschin, Dmitri Kwartalnow, Sergei Nemtschinow (1), Juri Chmyljow Trainer / Assistent: Wiktor Tichonow / Igor Dmitrijew | Tor: Sergei Mylnikow Verteidigung: Waleri Schirjajew, Wjatscheslaw Fetissow, Alexei Kassatonow, Wladimir Konstantinow, Alexei Gussarow, Ilja Bjakin Sturm: Sergei Makarow, Igor Larionow (2), Wladimir Krutow (1), Andrei Chomutow, Wjatscheslaw Bykow, Waleri Kamenski, Alexander Mogilny, Sergei Fjodorow (1), Sergei Jaschin, Dmitri Kwartalnow, Sergei Nemtschinow (1), Juri Chmyljow Trainer / Assistent: Wiktor Tichonow / Igor Dmitrijew |
| Nr. 820 1. Mai 1989    | 5:1 (2:0, 1:1, 2:0) | 0 Schweden | A | 0Stockholm, SWE | 0WM 1989 / EM 1989 | 021. WM-Titel 026. EM-Titel |
| Aufstellung            | Tor: Artūrs Irbe, Sergei Mylnikow (55. Min.) Verteidigung: Waleri Schirjajew, Wjatscheslaw Fetissow, Alexei Kassatonow (1), Ilja Bjakin, Alexei Gussarow (1), Swjatoslaw Chalizow Sturm: Sergei Makarow (1), Alexander Tschornych, Wladimir Krutow, Andrei Chomutow, Wjatscheslaw Bykow, Waleri Kamenski, Alexander Mogilny, Sergei Fjodorow (1), Sergei Jaschin, Dmitri Kwartalnow (1), Sergei Nemtschinow, Juri Chmyljow Trainer / Assistent: Wiktor Tichonow / Igor Dmitrijew | Tor: Artūrs Irbe, Sergei Mylnikow (55. Min.) Verteidigung: Waleri Schirjajew, Wjatscheslaw Fetissow, Alexei Kassatonow (1), Ilja Bjakin, Alexei Gussarow (1), Swjatoslaw Chalizow Sturm: Sergei Makarow (1), Alexander Tschornych, Wladimir Krutow, Andrei Chomutow, Wjatscheslaw Bykow, Waleri Kamenski, Alexander Mogilny, Sergei Fjodorow (1), Sergei Jaschin, Dmitri Kwartalnow (1), Sergei Nemtschinow, Juri Chmyljow Trainer / Assistent: Wiktor Tichonow / Igor Dmitrijew | Tor: Artūrs Irbe, Sergei Mylnikow (55. Min.) Verteidigung: Waleri Schirjajew, Wjatscheslaw Fetissow, Alexei Kassatonow (1), Ilja Bjakin, Alexei Gussarow (1), Swjatoslaw Chalizow Sturm: Sergei Makarow (1), Alexander Tschornych, Wladimir Krutow, Andrei Chomutow, Wjatscheslaw Bykow, Waleri Kamenski, Alexander Mogilny, Sergei Fjodorow (1), Sergei Jaschin, Dmitri Kwartalnow (1), Sergei Nemtschinow, Juri Chmyljow Trainer / Assistent: Wiktor Tichonow / Igor Dmitrijew | Tor: Artūrs Irbe, Sergei Mylnikow (55. Min.) Verteidigung: Waleri Schirjajew, Wjatscheslaw Fetissow, Alexei Kassatonow (1), Ilja Bjakin, Alexei Gussarow (1), Swjatoslaw Chalizow Sturm: Sergei Makarow (1), Alexander Tschornych, Wladimir Krutow, Andrei Chomutow, Wjatscheslaw Bykow, Waleri Kamenski, Alexander Mogilny, Sergei Fjodorow (1), Sergei Jaschin, Dmitri Kwartalnow (1), Sergei Nemtschinow, Juri Chmyljow Trainer / Assistent: Wiktor Tichonow / Igor Dmitrijew | Tor: Artūrs Irbe, Sergei Mylnikow (55. Min.) Verteidigung: Waleri Schirjajew, Wjatscheslaw Fetissow, Alexei Kassatonow (1), Ilja Bjakin, Alexei Gussarow (1), Swjatoslaw Chalizow Sturm: Sergei Makarow (1), Alexander Tschornych, Wladimir Krutow, Andrei Chomutow, Wjatscheslaw Bykow, Waleri Kamenski, Alexander Mogilny, Sergei Fjodorow (1), Sergei Jaschin, Dmitri Kwartalnow (1), Sergei Nemtschinow, Juri Chmyljow Trainer / Assistent: Wiktor Tichonow / Igor Dmitrijew | Tor: Artūrs Irbe, Sergei Mylnikow (55. Min.) Verteidigung: Waleri Schirjajew, Wjatscheslaw Fetissow, Alexei Kassatonow (1), Ilja Bjakin, Alexei Gussarow (1), Swjatoslaw Chalizow Sturm: Sergei Makarow (1), Alexander Tschornych, Wladimir Krutow, Andrei Chomutow, Wjatscheslaw Bykow, Waleri Kamenski, Alexander Mogilny, Sergei Fjodorow (1), Sergei Jaschin, Dmitri Kwartalnow (1), Sergei Nemtschinow, Juri Chmyljow Trainer / Assistent: Wiktor Tichonow / Igor Dmitrijew |
| Nr. 821 24. Mai 1989   | 3:3 (2:1, 1:0, 0:2) | 0 Tschechoslowakei | * | 0Tokio, JPN | 0Japan Cup | |
| Aufstellung            | Tor: Artūrs Irbe Verteidigung: Alexei Kassatonow (1), Sergei Subow, Alexei Gussarow, Sergei Seljanin, Wladimir Malachow, Igor Stelnow, Swjatoslaw Chalizow Sturm: Andrei Chomutow, Wjatscheslaw Bykow, Waleri Kamenski, Dmitri Kwartalnow, Sergei Nemtschinow (1), Juri Chmyljow, Pawel Bure, Sergei Fjodorow, Wladimir Konstantinow, Andrej Kawaljou (1), Igor Maslennikow, Ilja Bjakin Trainer / Assistent: Wiktor Tichonow / Igor Dmitrijew | Tor: Artūrs Irbe Verteidigung: Alexei Kassatonow (1), Sergei Subow, Alexei Gussarow, Sergei Seljanin, Wladimir Malachow, Igor Stelnow, Swjatoslaw Chalizow Sturm: Andrei Chomutow, Wjatscheslaw Bykow, Waleri Kamenski, Dmitri Kwartalnow, Sergei Nemtschinow (1), Juri Chmyljow, Pawel Bure, Sergei Fjodorow, Wladimir Konstantinow, Andrej Kawaljou (1), Igor Maslennikow, Ilja Bjakin Trainer / Assistent: Wiktor Tichonow / Igor Dmitrijew | Tor: Artūrs Irbe Verteidigung: Alexei Kassatonow (1), Sergei Subow, Alexei Gussarow, Sergei Seljanin, Wladimir Malachow, Igor Stelnow, Swjatoslaw Chalizow Sturm: Andrei Chomutow, Wjatscheslaw Bykow, Waleri Kamenski, Dmitri Kwartalnow, Sergei Nemtschinow (1), Juri Chmyljow, Pawel Bure, Sergei Fjodorow, Wladimir Konstantinow, Andrej Kawaljou (1), Igor Maslennikow, Ilja Bjakin Trainer / Assistent: Wiktor Tichonow / Igor Dmitrijew | Tor: Artūrs Irbe Verteidigung: Alexei Kassatonow (1), Sergei Subow, Alexei Gussarow, Sergei Seljanin, Wladimir Malachow, Igor Stelnow, Swjatoslaw Chalizow Sturm: Andrei Chomutow, Wjatscheslaw Bykow, Waleri Kamenski, Dmitri Kwartalnow, Sergei Nemtschinow (1), Juri Chmyljow, Pawel Bure, Sergei Fjodorow, Wladimir Konstantinow, Andrej Kawaljou (1), Igor Maslennikow, Ilja Bjakin Trainer / Assistent: Wiktor Tichonow / Igor Dmitrijew | Tor: Artūrs Irbe Verteidigung: Alexei Kassatonow (1), Sergei Subow, Alexei Gussarow, Sergei Seljanin, Wladimir Malachow, Igor Stelnow, Swjatoslaw Chalizow Sturm: Andrei Chomutow, Wjatscheslaw Bykow, Waleri Kamenski, Dmitri Kwartalnow, Sergei Nemtschinow (1), Juri Chmyljow, Pawel Bure, Sergei Fjodorow, Wladimir Konstantinow, Andrej Kawaljou (1), Igor Maslennikow, Ilja Bjakin Trainer / Assistent: Wiktor Tichonow / Igor Dmitrijew | Tor: Artūrs Irbe Verteidigung: Alexei Kassatonow (1), Sergei Subow, Alexei Gussarow, Sergei Seljanin, Wladimir Malachow, Igor Stelnow, Swjatoslaw Chalizow Sturm: Andrei Chomutow, Wjatscheslaw Bykow, Waleri Kamenski, Dmitri Kwartalnow, Sergei Nemtschinow (1), Juri Chmyljow, Pawel Bure, Sergei Fjodorow, Wladimir Konstantinow, Andrej Kawaljou (1), Igor Maslennikow, Ilja Bjakin Trainer / Assistent: Wiktor Tichonow / Igor Dmitrijew |
| Nr. 822 25. Mai 1989   | 10:1 (5:0, 4:0, 1:1) | 0 Japan | A | 0Tokio, JPN | 0Japan Cup | |
| Aufstellung            | Tor: Wladimir Myschkin Verteidigung: Alexei Kassatonow, Sergei Subow, Alexei Gussarow, Sergei Seljanin, Wladimir Malachow, Igor Stelnow Sturm: Andrei Chomutow (2), Wjatscheslaw Bykow (1), Waleri Kamenski (1), Dmitri Kwartalnow, Sergei Nemtschinow (1), Juri Chmyljow, Pawel Bure, Sergei Fjodorow (2), Wladimir Konstantinow, Andrej Kawaljou (1), Igor Maslennikow (1), Ilja Bjakin (1) Trainer / Assistent: Wiktor Tichonow / Igor Dmitrijew | Tor: Wladimir Myschkin Verteidigung: Alexei Kassatonow, Sergei Subow, Alexei Gussarow, Sergei Seljanin, Wladimir Malachow, Igor Stelnow Sturm: Andrei Chomutow (2), Wjatscheslaw Bykow (1), Waleri Kamenski (1), Dmitri Kwartalnow, Sergei Nemtschinow (1), Juri Chmyljow, Pawel Bure, Sergei Fjodorow (2), Wladimir Konstantinow, Andrej Kawaljou (1), Igor Maslennikow (1), Ilja Bjakin (1) Trainer / Assistent: Wiktor Tichonow / Igor Dmitrijew | Tor: Wladimir Myschkin Verteidigung: Alexei Kassatonow, Sergei Subow, Alexei Gussarow, Sergei Seljanin, Wladimir Malachow, Igor Stelnow Sturm: Andrei Chomutow (2), Wjatscheslaw Bykow (1), Waleri Kamenski (1), Dmitri Kwartalnow, Sergei Nemtschinow (1), Juri Chmyljow, Pawel Bure, Sergei Fjodorow (2), Wladimir Konstantinow, Andrej Kawaljou (1), Igor Maslennikow (1), Ilja Bjakin (1) Trainer / Assistent: Wiktor Tichonow / Igor Dmitrijew | Tor: Wladimir Myschkin Verteidigung: Alexei Kassatonow, Sergei Subow, Alexei Gussarow, Sergei Seljanin, Wladimir Malachow, Igor Stelnow Sturm: Andrei Chomutow (2), Wjatscheslaw Bykow (1), Waleri Kamenski (1), Dmitri Kwartalnow, Sergei Nemtschinow (1), Juri Chmyljow, Pawel Bure, Sergei Fjodorow (2), Wladimir Konstantinow, Andrej Kawaljou (1), Igor Maslennikow (1), Ilja Bjakin (1) Trainer / Assistent: Wiktor Tichonow / Igor Dmitrijew | Tor: Wladimir Myschkin Verteidigung: Alexei Kassatonow, Sergei Subow, Alexei Gussarow, Sergei Seljanin, Wladimir Malachow, Igor Stelnow Sturm: Andrei Chomutow (2), Wjatscheslaw Bykow (1), Waleri Kamenski (1), Dmitri Kwartalnow, Sergei Nemtschinow (1), Juri Chmyljow, Pawel Bure, Sergei Fjodorow (2), Wladimir Konstantinow, Andrej Kawaljou (1), Igor Maslennikow (1), Ilja Bjakin (1) Trainer / Assistent: Wiktor Tichonow / Igor Dmitrijew | Tor: Wladimir Myschkin Verteidigung: Alexei Kassatonow, Sergei Subow, Alexei Gussarow, Sergei Seljanin, Wladimir Malachow, Igor Stelnow Sturm: Andrei Chomutow (2), Wjatscheslaw Bykow (1), Waleri Kamenski (1), Dmitri Kwartalnow, Sergei Nemtschinow (1), Juri Chmyljow, Pawel Bure, Sergei Fjodorow (2), Wladimir Konstantinow, Andrej Kawaljou (1), Igor Maslennikow (1), Ilja Bjakin (1) Trainer / Assistent: Wiktor Tichonow / Igor Dmitrijew |
| Nr. 823 27. Mai 1989   | 2:2 (0:1, 1:1, 1:0) | 0 Tschechoslowakei | * | 0Tokio, JPN | 0Japan Cup | |
| Aufstellung            | Tor: Artūrs Irbe Verteidigung: Alexei Kassatonow, Sergei Subow, Alexei Gussarow, Sergei Seljanin, Wladimir Malachow, Igor Stelnow, Juri Krivokhizha Sturm: Andrei Chomutow, Wjatscheslaw Bykow, Waleri Kamenski (1), Dmitri Kwartalnow, Sergei Nemtschinow, Juri Chmyljow, Pawel Bure, Sergei Fjodorow, Wladimir Konstantinow, Andrej Kawaljou, Igor Maslennikow, Ilja Bjakin (1) Trainer / Assistent: Wiktor Tichonow / Igor Dmitrijew | Tor: Artūrs Irbe Verteidigung: Alexei Kassatonow, Sergei Subow, Alexei Gussarow, Sergei Seljanin, Wladimir Malachow, Igor Stelnow, Juri Krivokhizha Sturm: Andrei Chomutow, Wjatscheslaw Bykow, Waleri Kamenski (1), Dmitri Kwartalnow, Sergei Nemtschinow, Juri Chmyljow, Pawel Bure, Sergei Fjodorow, Wladimir Konstantinow, Andrej Kawaljou, Igor Maslennikow, Ilja Bjakin (1) Trainer / Assistent: Wiktor Tichonow / Igor Dmitrijew | Tor: Artūrs Irbe Verteidigung: Alexei Kassatonow, Sergei Subow, Alexei Gussarow, Sergei Seljanin, Wladimir Malachow, Igor Stelnow, Juri Krivokhizha Sturm: Andrei Chomutow, Wjatscheslaw Bykow, Waleri Kamenski (1), Dmitri Kwartalnow, Sergei Nemtschinow, Juri Chmyljow, Pawel Bure, Sergei Fjodorow, Wladimir Konstantinow, Andrej Kawaljou, Igor Maslennikow, Ilja Bjakin (1) Trainer / Assistent: Wiktor Tichonow / Igor Dmitrijew | Tor: Artūrs Irbe Verteidigung: Alexei Kassatonow, Sergei Subow, Alexei Gussarow, Sergei Seljanin, Wladimir Malachow, Igor Stelnow, Juri Krivokhizha Sturm: Andrei Chomutow, Wjatscheslaw Bykow, Waleri Kamenski (1), Dmitri Kwartalnow, Sergei Nemtschinow, Juri Chmyljow, Pawel Bure, Sergei Fjodorow, Wladimir Konstantinow, Andrej Kawaljou, Igor Maslennikow, Ilja Bjakin (1) Trainer / Assistent: Wiktor Tichonow / Igor Dmitrijew | Tor: Artūrs Irbe Verteidigung: Alexei Kassatonow, Sergei Subow, Alexei Gussarow, Sergei Seljanin, Wladimir Malachow, Igor Stelnow, Juri Krivokhizha Sturm: Andrei Chomutow, Wjatscheslaw Bykow, Waleri Kamenski (1), Dmitri Kwartalnow, Sergei Nemtschinow, Juri Chmyljow, Pawel Bure, Sergei Fjodorow, Wladimir Konstantinow, Andrej Kawaljou, Igor Maslennikow, Ilja Bjakin (1) Trainer / Assistent: Wiktor Tichonow / Igor Dmitrijew | Tor: Artūrs Irbe Verteidigung: Alexei Kassatonow, Sergei Subow, Alexei Gussarow, Sergei Seljanin, Wladimir Malachow, Igor Stelnow, Juri Krivokhizha Sturm: Andrei Chomutow, Wjatscheslaw Bykow, Waleri Kamenski (1), Dmitri Kwartalnow, Sergei Nemtschinow, Juri Chmyljow, Pawel Bure, Sergei Fjodorow, Wladimir Konstantinow, Andrej Kawaljou, Igor Maslennikow, Ilja Bjakin (1) Trainer / Assistent: Wiktor Tichonow / Igor Dmitrijew |
| Nr. 824 28. Mai 1989   | 10:6 (4:0, 2:4, 4:2) | 0 Japan | A | 0Tokio, JPN | 0Japan Cup | |
| Aufstellung            | Tor: Wladimir Myschkin Verteidigung: Alexei Kassatonow, Sergei Subow, Alexei Gussarow, Sergei Seljanin, Wladimir Malachow (1), Igor Stelnow (1), Juri Krivokhizha Sturm: Andrei Chomutow, Wjatscheslaw Bykow (1), Waleri Kamenski (1), Dmitri Kwartalnow, Sergei Nemtschinow (2), Juri Chmyljow (1), Pawel Bure (1), Sergei Fjodorow, Wladimir Konstantinow, Andrej Kawaljou (1), Igor Maslennikow (1), Ilja Bjakin Trainer / Assistent: Wiktor Tichonow / Igor Dmitrijew | Tor: Wladimir Myschkin Verteidigung: Alexei Kassatonow, Sergei Subow, Alexei Gussarow, Sergei Seljanin, Wladimir Malachow (1), Igor Stelnow (1), Juri Krivokhizha Sturm: Andrei Chomutow, Wjatscheslaw Bykow (1), Waleri Kamenski (1), Dmitri Kwartalnow, Sergei Nemtschinow (2), Juri Chmyljow (1), Pawel Bure (1), Sergei Fjodorow, Wladimir Konstantinow, Andrej Kawaljou (1), Igor Maslennikow (1), Ilja Bjakin Trainer / Assistent: Wiktor Tichonow / Igor Dmitrijew | Tor: Wladimir Myschkin Verteidigung: Alexei Kassatonow, Sergei Subow, Alexei Gussarow, Sergei Seljanin, Wladimir Malachow (1), Igor Stelnow (1), Juri Krivokhizha Sturm: Andrei Chomutow, Wjatscheslaw Bykow (1), Waleri Kamenski (1), Dmitri Kwartalnow, Sergei Nemtschinow (2), Juri Chmyljow (1), Pawel Bure (1), Sergei Fjodorow, Wladimir Konstantinow, Andrej Kawaljou (1), Igor Maslennikow (1), Ilja Bjakin Trainer / Assistent: Wiktor Tichonow / Igor Dmitrijew | Tor: Wladimir Myschkin Verteidigung: Alexei Kassatonow, Sergei Subow, Alexei Gussarow, Sergei Seljanin, Wladimir Malachow (1), Igor Stelnow (1), Juri Krivokhizha Sturm: Andrei Chomutow, Wjatscheslaw Bykow (1), Waleri Kamenski (1), Dmitri Kwartalnow, Sergei Nemtschinow (2), Juri Chmyljow (1), Pawel Bure (1), Sergei Fjodorow, Wladimir Konstantinow, Andrej Kawaljou (1), Igor Maslennikow (1), Ilja Bjakin Trainer / Assistent: Wiktor Tichonow / Igor Dmitrijew | Tor: Wladimir Myschkin Verteidigung: Alexei Kassatonow, Sergei Subow, Alexei Gussarow, Sergei Seljanin, Wladimir Malachow (1), Igor Stelnow (1), Juri Krivokhizha Sturm: Andrei Chomutow, Wjatscheslaw Bykow (1), Waleri Kamenski (1), Dmitri Kwartalnow, Sergei Nemtschinow (2), Juri Chmyljow (1), Pawel Bure (1), Sergei Fjodorow, Wladimir Konstantinow, Andrej Kawaljou (1), Igor Maslennikow (1), Ilja Bjakin Trainer / Assistent: Wiktor Tichonow / Igor Dmitrijew | Tor: Wladimir Myschkin Verteidigung: Alexei Kassatonow, Sergei Subow, Alexei Gussarow, Sergei Seljanin, Wladimir Malachow (1), Igor Stelnow (1), Juri Krivokhizha Sturm: Andrei Chomutow, Wjatscheslaw Bykow (1), Waleri Kamenski (1), Dmitri Kwartalnow, Sergei Nemtschinow (2), Juri Chmyljow (1), Pawel Bure (1), Sergei Fjodorow, Wladimir Konstantinow, Andrej Kawaljou (1), Igor Maslennikow (1), Ilja Bjakin Trainer / Assistent: Wiktor Tichonow / Igor Dmitrijew |
| Nr. 825 30. Okt. 1989  | 5:2 (1:1, 2:1, 2:0) | 0 Tschechoslowakei | A | 0Ostrava, TCH | 0Freundschaftsspiel | |
| Aufstellung            | Tor: Artūrs Irbe Verteidigung: Juri Krivokhizha, Wladimir Konstantinow, Wladimir Malachow, Alexei Gussarow, Waleri Schirjajew, Igor Stelnow, Alexander Smirnow, Wladimir Tjurikow, Anatoli Fedotow Sturm: Andrej Kawaljou (1), Anatoli Semjonow (1), Andrei Lomakin, Waleri Selepukin (1), Sergei Fjodorow (1), Ilja Bjakin, Anatoli Stepanitschew, Sergei Nemtschinow, Dmytro Chrystytsch, German Titow, Juri Schipizin, Andrei Tschistjakow (1) Trainer / Assistent: Wiktor Tichonow / Igor Dmitrijew                                                                                        | Tor: Artūrs Irbe Verteidigung: Juri Krivokhizha, Wladimir Konstantinow, Wladimir Malachow, Alexei Gussarow, Waleri Schirjajew, Igor Stelnow, Alexander Smirnow, Wladimir Tjurikow, Anatoli Fedotow Sturm: Andrej Kawaljou (1), Anatoli Semjonow (1), Andrei Lomakin, Waleri Selepukin (1), Sergei Fjodorow (1), Ilja Bjakin, Anatoli Stepanitschew, Sergei Nemtschinow, Dmytro Chrystytsch, German Titow, Juri Schipizin, Andrei Tschistjakow (1) Trainer / Assistent: Wiktor Tichonow / Igor Dmitrijew                                                                                        | Tor: Artūrs Irbe Verteidigung: Juri Krivokhizha, Wladimir Konstantinow, Wladimir Malachow, Alexei Gussarow, Waleri Schirjajew, Igor Stelnow, Alexander Smirnow, Wladimir Tjurikow, Anatoli Fedotow Sturm: Andrej Kawaljou (1), Anatoli Semjonow (1), Andrei Lomakin, Waleri Selepukin (1), Sergei Fjodorow (1), Ilja Bjakin, Anatoli Stepanitschew, Sergei Nemtschinow, Dmytro Chrystytsch, German Titow, Juri Schipizin, Andrei Tschistjakow (1) Trainer / Assistent: Wiktor Tichonow / Igor Dmitrijew                                                                                        | Tor: Artūrs Irbe Verteidigung: Juri Krivokhizha, Wladimir Konstantinow, Wladimir Malachow, Alexei Gussarow, Waleri Schirjajew, Igor Stelnow, Alexander Smirnow, Wladimir Tjurikow, Anatoli Fedotow Sturm: Andrej Kawaljou (1), Anatoli Semjonow (1), Andrei Lomakin, Waleri Selepukin (1), Sergei Fjodorow (1), Ilja Bjakin, Anatoli Stepanitschew, Sergei Nemtschinow, Dmytro Chrystytsch, German Titow, Juri Schipizin, Andrei Tschistjakow (1) Trainer / Assistent: Wiktor Tichonow / Igor Dmitrijew                                                                                        | Tor: Artūrs Irbe Verteidigung: Juri Krivokhizha, Wladimir Konstantinow, Wladimir Malachow, Alexei Gussarow, Waleri Schirjajew, Igor Stelnow, Alexander Smirnow, Wladimir Tjurikow, Anatoli Fedotow Sturm: Andrej Kawaljou (1), Anatoli Semjonow (1), Andrei Lomakin, Waleri Selepukin (1), Sergei Fjodorow (1), Ilja Bjakin, Anatoli Stepanitschew, Sergei Nemtschinow, Dmytro Chrystytsch, German Titow, Juri Schipizin, Andrei Tschistjakow (1) Trainer / Assistent: Wiktor Tichonow / Igor Dmitrijew                                                                                        | Tor: Artūrs Irbe Verteidigung: Juri Krivokhizha, Wladimir Konstantinow, Wladimir Malachow, Alexei Gussarow, Waleri Schirjajew, Igor Stelnow, Alexander Smirnow, Wladimir Tjurikow, Anatoli Fedotow Sturm: Andrej Kawaljou (1), Anatoli Semjonow (1), Andrei Lomakin, Waleri Selepukin (1), Sergei Fjodorow (1), Ilja Bjakin, Anatoli Stepanitschew, Sergei Nemtschinow, Dmytro Chrystytsch, German Titow, Juri Schipizin, Andrei Tschistjakow (1) Trainer / Assistent: Wiktor Tichonow / Igor Dmitrijew                                                                                        |
| Nr. 826 31. Okt. 1989  | 1:3 (0:0, 1:1, 0:2) | 0 Tschechoslowakei | A | 0Gottwaldov, TCH | 0Freundschaftsspiel | |
| Aufstellung            | Tor: Artūrs Irbe Verteidigung: Juri Krivokhizha, Wladimir Konstantinow, Wladimir Malachow, Alexei Gussarow, Waleri Schirjajew, Igor Stelnow, Wladimir Tjurikow Sturm: Andrej Kawaljou, Anatoli Semjonow, Andrei Lomakin, Waleri Selepukin, Sergei Fjodorow (1), Ilja Bjakin, Anatoli Stepanitschew, Sergei Nemtschinow, Dmytro Chrystytsch, German Titow, Juri Schipizin, Andrei Tschistjakow Trainer / Assistent: Wiktor Tichonow / Igor Dmitrijew | Tor: Artūrs Irbe Verteidigung: Juri Krivokhizha, Wladimir Konstantinow, Wladimir Malachow, Alexei Gussarow, Waleri Schirjajew, Igor Stelnow, Wladimir Tjurikow Sturm: Andrej Kawaljou, Anatoli Semjonow, Andrei Lomakin, Waleri Selepukin, Sergei Fjodorow (1), Ilja Bjakin, Anatoli Stepanitschew, Sergei Nemtschinow, Dmytro Chrystytsch, German Titow, Juri Schipizin, Andrei Tschistjakow Trainer / Assistent: Wiktor Tichonow / Igor Dmitrijew | Tor: Artūrs Irbe Verteidigung: Juri Krivokhizha, Wladimir Konstantinow, Wladimir Malachow, Alexei Gussarow, Waleri Schirjajew, Igor Stelnow, Wladimir Tjurikow Sturm: Andrej Kawaljou, Anatoli Semjonow, Andrei Lomakin, Waleri Selepukin, Sergei Fjodorow (1), Ilja Bjakin, Anatoli Stepanitschew, Sergei Nemtschinow, Dmytro Chrystytsch, German Titow, Juri Schipizin, Andrei Tschistjakow Trainer / Assistent: Wiktor Tichonow / Igor Dmitrijew | Tor: Artūrs Irbe Verteidigung: Juri Krivokhizha, Wladimir Konstantinow, Wladimir Malachow, Alexei Gussarow, Waleri Schirjajew, Igor Stelnow, Wladimir Tjurikow Sturm: Andrej Kawaljou, Anatoli Semjonow, Andrei Lomakin, Waleri Selepukin, Sergei Fjodorow (1), Ilja Bjakin, Anatoli Stepanitschew, Sergei Nemtschinow, Dmytro Chrystytsch, German Titow, Juri Schipizin, Andrei Tschistjakow Trainer / Assistent: Wiktor Tichonow / Igor Dmitrijew | Tor: Artūrs Irbe Verteidigung: Juri Krivokhizha, Wladimir Konstantinow, Wladimir Malachow, Alexei Gussarow, Waleri Schirjajew, Igor Stelnow, Wladimir Tjurikow Sturm: Andrej Kawaljou, Anatoli Semjonow, Andrei Lomakin, Waleri Selepukin, Sergei Fjodorow (1), Ilja Bjakin, Anatoli Stepanitschew, Sergei Nemtschinow, Dmytro Chrystytsch, German Titow, Juri Schipizin, Andrei Tschistjakow Trainer / Assistent: Wiktor Tichonow / Igor Dmitrijew | Tor: Artūrs Irbe Verteidigung: Juri Krivokhizha, Wladimir Konstantinow, Wladimir Malachow, Alexei Gussarow, Waleri Schirjajew, Igor Stelnow, Wladimir Tjurikow Sturm: Andrej Kawaljou, Anatoli Semjonow, Andrei Lomakin, Waleri Selepukin, Sergei Fjodorow (1), Ilja Bjakin, Anatoli Stepanitschew, Sergei Nemtschinow, Dmytro Chrystytsch, German Titow, Juri Schipizin, Andrei Tschistjakow Trainer / Assistent: Wiktor Tichonow / Igor Dmitrijew |
| Nr. 827 2. Nov. 1989   | 2:1 (0:1, 1:0, 1:0) | 0 Tschechoslowakei | A | 0Prag, TCH | 0Freundschaftsspiel | |
| Aufstellung            | Tor: Artūrs Irbe Verteidigung: Juri Krivokhizha, Wladimir Konstantinow, Wladimir Malachow, Alexei Gussarow, Waleri Schirjajew, Igor Stelnow, Wladimir Tjurikow Sturm: Andrej Kawaljou, Anatoli Semjonow, Andrei Lomakin, Waleri Selepukin, Sergei Fjodorow, Waleri Kamenski (1), Anatoli Stepanitschew, Sergei Nemtschinow, Ilja Bjakin (1), German Titow, Juri Schipizin, Andrei Tschistjakow Trainer / Assistent: Wiktor Tichonow / Igor Dmitrijew | Tor: Artūrs Irbe Verteidigung: Juri Krivokhizha, Wladimir Konstantinow, Wladimir Malachow, Alexei Gussarow, Waleri Schirjajew, Igor Stelnow, Wladimir Tjurikow Sturm: Andrej Kawaljou, Anatoli Semjonow, Andrei Lomakin, Waleri Selepukin, Sergei Fjodorow, Waleri Kamenski (1), Anatoli Stepanitschew, Sergei Nemtschinow, Ilja Bjakin (1), German Titow, Juri Schipizin, Andrei Tschistjakow Trainer / Assistent: Wiktor Tichonow / Igor Dmitrijew | Tor: Artūrs Irbe Verteidigung: Juri Krivokhizha, Wladimir Konstantinow, Wladimir Malachow, Alexei Gussarow, Waleri Schirjajew, Igor Stelnow, Wladimir Tjurikow Sturm: Andrej Kawaljou, Anatoli Semjonow, Andrei Lomakin, Waleri Selepukin, Sergei Fjodorow, Waleri Kamenski (1), Anatoli Stepanitschew, Sergei Nemtschinow, Ilja Bjakin (1), German Titow, Juri Schipizin, Andrei Tschistjakow Trainer / Assistent: Wiktor Tichonow / Igor Dmitrijew | Tor: Artūrs Irbe Verteidigung: Juri Krivokhizha, Wladimir Konstantinow, Wladimir Malachow, Alexei Gussarow, Waleri Schirjajew, Igor Stelnow, Wladimir Tjurikow Sturm: Andrej Kawaljou, Anatoli Semjonow, Andrei Lomakin, Waleri Selepukin, Sergei Fjodorow, Waleri Kamenski (1), Anatoli Stepanitschew, Sergei Nemtschinow, Ilja Bjakin (1), German Titow, Juri Schipizin, Andrei Tschistjakow Trainer / Assistent: Wiktor Tichonow / Igor Dmitrijew | Tor: Artūrs Irbe Verteidigung: Juri Krivokhizha, Wladimir Konstantinow, Wladimir Malachow, Alexei Gussarow, Waleri Schirjajew, Igor Stelnow, Wladimir Tjurikow Sturm: Andrej Kawaljou, Anatoli Semjonow, Andrei Lomakin, Waleri Selepukin, Sergei Fjodorow, Waleri Kamenski (1), Anatoli Stepanitschew, Sergei Nemtschinow, Ilja Bjakin (1), German Titow, Juri Schipizin, Andrei Tschistjakow Trainer / Assistent: Wiktor Tichonow / Igor Dmitrijew | Tor: Artūrs Irbe Verteidigung: Juri Krivokhizha, Wladimir Konstantinow, Wladimir Malachow, Alexei Gussarow, Waleri Schirjajew, Igor Stelnow, Wladimir Tjurikow Sturm: Andrej Kawaljou, Anatoli Semjonow, Andrei Lomakin, Waleri Selepukin, Sergei Fjodorow, Waleri Kamenski (1), Anatoli Stepanitschew, Sergei Nemtschinow, Ilja Bjakin (1), German Titow, Juri Schipizin, Andrei Tschistjakow Trainer / Assistent: Wiktor Tichonow / Igor Dmitrijew |
| Nr. 828 7. Dez. 1989   | 6:0 (3:0, 2:0, 1:0) | 0 Schweiz | A | 0Zug, SUI | 0Freundschaftsspiel | |
| Aufstellung            | Tor: Artūrs Irbe Verteidigung: Alexei Gussarow, Wladimir Konstantinow, Juri Krivokhizha, Ilja Bjakin, Wladimir Malachow, Igor Krawtschuk, Waleri Schirjajew, Wladimir Tjurikow Sturm: Andrei Chomutow (1), Wjatscheslaw Bykow, Waleri Kamenski (1), Andrej Kawaljou (1), Anatoli Semjonow, Andrei Lomakin, Pawel Torgajew (1), Sergei Fjodorow, Andrei Tschistjakow (2), Igor Maslennikow, Sergei Nemtschinow, Juri Chmyljow, Dmytro Chrystytsch, Juri Schipizin Trainer / Assistent: Wiktor Tichonow / Igor Dmitrijew                                                                         | Tor: Artūrs Irbe Verteidigung: Alexei Gussarow, Wladimir Konstantinow, Juri Krivokhizha, Ilja Bjakin, Wladimir Malachow, Igor Krawtschuk, Waleri Schirjajew, Wladimir Tjurikow Sturm: Andrei Chomutow (1), Wjatscheslaw Bykow, Waleri Kamenski (1), Andrej Kawaljou (1), Anatoli Semjonow, Andrei Lomakin, Pawel Torgajew (1), Sergei Fjodorow, Andrei Tschistjakow (2), Igor Maslennikow, Sergei Nemtschinow, Juri Chmyljow, Dmytro Chrystytsch, Juri Schipizin Trainer / Assistent: Wiktor Tichonow / Igor Dmitrijew                                                                         | Tor: Artūrs Irbe Verteidigung: Alexei Gussarow, Wladimir Konstantinow, Juri Krivokhizha, Ilja Bjakin, Wladimir Malachow, Igor Krawtschuk, Waleri Schirjajew, Wladimir Tjurikow Sturm: Andrei Chomutow (1), Wjatscheslaw Bykow, Waleri Kamenski (1), Andrej Kawaljou (1), Anatoli Semjonow, Andrei Lomakin, Pawel Torgajew (1), Sergei Fjodorow, Andrei Tschistjakow (2), Igor Maslennikow, Sergei Nemtschinow, Juri Chmyljow, Dmytro Chrystytsch, Juri Schipizin Trainer / Assistent: Wiktor Tichonow / Igor Dmitrijew                                                                         | Tor: Artūrs Irbe Verteidigung: Alexei Gussarow, Wladimir Konstantinow, Juri Krivokhizha, Ilja Bjakin, Wladimir Malachow, Igor Krawtschuk, Waleri Schirjajew, Wladimir Tjurikow Sturm: Andrei Chomutow (1), Wjatscheslaw Bykow, Waleri Kamenski (1), Andrej Kawaljou (1), Anatoli Semjonow, Andrei Lomakin, Pawel Torgajew (1), Sergei Fjodorow, Andrei Tschistjakow (2), Igor Maslennikow, Sergei Nemtschinow, Juri Chmyljow, Dmytro Chrystytsch, Juri Schipizin Trainer / Assistent: Wiktor Tichonow / Igor Dmitrijew                                                                         | Tor: Artūrs Irbe Verteidigung: Alexei Gussarow, Wladimir Konstantinow, Juri Krivokhizha, Ilja Bjakin, Wladimir Malachow, Igor Krawtschuk, Waleri Schirjajew, Wladimir Tjurikow Sturm: Andrei Chomutow (1), Wjatscheslaw Bykow, Waleri Kamenski (1), Andrej Kawaljou (1), Anatoli Semjonow, Andrei Lomakin, Pawel Torgajew (1), Sergei Fjodorow, Andrei Tschistjakow (2), Igor Maslennikow, Sergei Nemtschinow, Juri Chmyljow, Dmytro Chrystytsch, Juri Schipizin Trainer / Assistent: Wiktor Tichonow / Igor Dmitrijew                                                                         | Tor: Artūrs Irbe Verteidigung: Alexei Gussarow, Wladimir Konstantinow, Juri Krivokhizha, Ilja Bjakin, Wladimir Malachow, Igor Krawtschuk, Waleri Schirjajew, Wladimir Tjurikow Sturm: Andrei Chomutow (1), Wjatscheslaw Bykow, Waleri Kamenski (1), Andrej Kawaljou (1), Anatoli Semjonow, Andrei Lomakin, Pawel Torgajew (1), Sergei Fjodorow, Andrei Tschistjakow (2), Igor Maslennikow, Sergei Nemtschinow, Juri Chmyljow, Dmytro Chrystytsch, Juri Schipizin Trainer / Assistent: Wiktor Tichonow / Igor Dmitrijew                                                                         |
| Nr. 829 9. Dez. 1989   | 7:3 (2:0, 4:0, 1:2) | 0 Schweiz | A | 0Biel, SUI | 0Freundschaftsspiel | |
| Aufstellung            | Tor: Artūrs Irbe Verteidigung: Alexei Gussarow, Wladimir Konstantinow, Juri Krivokhizha, Igor Stelnow, Wladimir Malachow (1), Igor Krawtschuk, Waleri Schirjajew, Wladimir Tjurikow Sturm: Andrei Chomutow, Wjatscheslaw Bykow, Waleri Kamenski (1), Andrej Kawaljou, Anatoli Semjonow, Andrei Lomakin (2), Pawel Torgajew, Sergei Fjodorow, Andrei Tschistjakow, Anatoli Stepanitschew, Juri Schipizin (1), Dmytro Chrystytsch (1), Igor Maslennikow (1), Sergei Nemtschinow Trainer / Assistent: Wiktor Tichonow / Igor Dmitrijew                                                            | Tor: Artūrs Irbe Verteidigung: Alexei Gussarow, Wladimir Konstantinow, Juri Krivokhizha, Igor Stelnow, Wladimir Malachow (1), Igor Krawtschuk, Waleri Schirjajew, Wladimir Tjurikow Sturm: Andrei Chomutow, Wjatscheslaw Bykow, Waleri Kamenski (1), Andrej Kawaljou, Anatoli Semjonow, Andrei Lomakin (2), Pawel Torgajew, Sergei Fjodorow, Andrei Tschistjakow, Anatoli Stepanitschew, Juri Schipizin (1), Dmytro Chrystytsch (1), Igor Maslennikow (1), Sergei Nemtschinow Trainer / Assistent: Wiktor Tichonow / Igor Dmitrijew                                                            | Tor: Artūrs Irbe Verteidigung: Alexei Gussarow, Wladimir Konstantinow, Juri Krivokhizha, Igor Stelnow, Wladimir Malachow (1), Igor Krawtschuk, Waleri Schirjajew, Wladimir Tjurikow Sturm: Andrei Chomutow, Wjatscheslaw Bykow, Waleri Kamenski (1), Andrej Kawaljou, Anatoli Semjonow, Andrei Lomakin (2), Pawel Torgajew, Sergei Fjodorow, Andrei Tschistjakow, Anatoli Stepanitschew, Juri Schipizin (1), Dmytro Chrystytsch (1), Igor Maslennikow (1), Sergei Nemtschinow Trainer / Assistent: Wiktor Tichonow / Igor Dmitrijew                                                            | Tor: Artūrs Irbe Verteidigung: Alexei Gussarow, Wladimir Konstantinow, Juri Krivokhizha, Igor Stelnow, Wladimir Malachow (1), Igor Krawtschuk, Waleri Schirjajew, Wladimir Tjurikow Sturm: Andrei Chomutow, Wjatscheslaw Bykow, Waleri Kamenski (1), Andrej Kawaljou, Anatoli Semjonow, Andrei Lomakin (2), Pawel Torgajew, Sergei Fjodorow, Andrei Tschistjakow, Anatoli Stepanitschew, Juri Schipizin (1), Dmytro Chrystytsch (1), Igor Maslennikow (1), Sergei Nemtschinow Trainer / Assistent: Wiktor Tichonow / Igor Dmitrijew                                                            | Tor: Artūrs Irbe Verteidigung: Alexei Gussarow, Wladimir Konstantinow, Juri Krivokhizha, Igor Stelnow, Wladimir Malachow (1), Igor Krawtschuk, Waleri Schirjajew, Wladimir Tjurikow Sturm: Andrei Chomutow, Wjatscheslaw Bykow, Waleri Kamenski (1), Andrej Kawaljou, Anatoli Semjonow, Andrei Lomakin (2), Pawel Torgajew, Sergei Fjodorow, Andrei Tschistjakow, Anatoli Stepanitschew, Juri Schipizin (1), Dmytro Chrystytsch (1), Igor Maslennikow (1), Sergei Nemtschinow Trainer / Assistent: Wiktor Tichonow / Igor Dmitrijew                                                            | Tor: Artūrs Irbe Verteidigung: Alexei Gussarow, Wladimir Konstantinow, Juri Krivokhizha, Igor Stelnow, Wladimir Malachow (1), Igor Krawtschuk, Waleri Schirjajew, Wladimir Tjurikow Sturm: Andrei Chomutow, Wjatscheslaw Bykow, Waleri Kamenski (1), Andrej Kawaljou, Anatoli Semjonow, Andrei Lomakin (2), Pawel Torgajew, Sergei Fjodorow, Andrei Tschistjakow, Anatoli Stepanitschew, Juri Schipizin (1), Dmytro Chrystytsch (1), Igor Maslennikow (1), Sergei Nemtschinow Trainer / Assistent: Wiktor Tichonow / Igor Dmitrijew                                                            |
| Nr. 830 16. Dez. 1989  | 6:1 (3:0, 0:0, 3:1) | 0 BR Deutschland | H | 0Moskau | 0Iswestija-Pokal 1989 | |
| Aufstellung            | Tor: Artūrs Irbe Verteidigung: Alexei Gussarow, Wladimir Konstantinow, Wladimir Malachow, Igor Krawtschuk, Ilja Bjakin, Wladimir Tjurikow (1), Waleri Schirjajew, Igor Stelnow Sturm: Andrei Chomutow, Wjatscheslaw Bykow, Waleri Kamenski (2), Pawel Torgajew, Sergei Fjodorow, Andrei Tschistjakow (1), Igor Maslennikow (1), Juri Schipizin, Alexei Tkachuk, Anatoli Stepanitschew (1), Sergei Nemtschinow, Dmytro Chrystytsch Trainer / Assistent: Wiktor Tichonow / Igor Dmitrijew | Tor: Artūrs Irbe Verteidigung: Alexei Gussarow, Wladimir Konstantinow, Wladimir Malachow, Igor Krawtschuk, Ilja Bjakin, Wladimir Tjurikow (1), Waleri Schirjajew, Igor Stelnow Sturm: Andrei Chomutow, Wjatscheslaw Bykow, Waleri Kamenski (2), Pawel Torgajew, Sergei Fjodorow, Andrei Tschistjakow (1), Igor Maslennikow (1), Juri Schipizin, Alexei Tkachuk, Anatoli Stepanitschew (1), Sergei Nemtschinow, Dmytro Chrystytsch Trainer / Assistent: Wiktor Tichonow / Igor Dmitrijew | Tor: Artūrs Irbe Verteidigung: Alexei Gussarow, Wladimir Konstantinow, Wladimir Malachow, Igor Krawtschuk, Ilja Bjakin, Wladimir Tjurikow (1), Waleri Schirjajew, Igor Stelnow Sturm: Andrei Chomutow, Wjatscheslaw Bykow, Waleri Kamenski (2), Pawel Torgajew, Sergei Fjodorow, Andrei Tschistjakow (1), Igor Maslennikow (1), Juri Schipizin, Alexei Tkachuk, Anatoli Stepanitschew (1), Sergei Nemtschinow, Dmytro Chrystytsch Trainer / Assistent: Wiktor Tichonow / Igor Dmitrijew | Tor: Artūrs Irbe Verteidigung: Alexei Gussarow, Wladimir Konstantinow, Wladimir Malachow, Igor Krawtschuk, Ilja Bjakin, Wladimir Tjurikow (1), Waleri Schirjajew, Igor Stelnow Sturm: Andrei Chomutow, Wjatscheslaw Bykow, Waleri Kamenski (2), Pawel Torgajew, Sergei Fjodorow, Andrei Tschistjakow (1), Igor Maslennikow (1), Juri Schipizin, Alexei Tkachuk, Anatoli Stepanitschew (1), Sergei Nemtschinow, Dmytro Chrystytsch Trainer / Assistent: Wiktor Tichonow / Igor Dmitrijew | Tor: Artūrs Irbe Verteidigung: Alexei Gussarow, Wladimir Konstantinow, Wladimir Malachow, Igor Krawtschuk, Ilja Bjakin, Wladimir Tjurikow (1), Waleri Schirjajew, Igor Stelnow Sturm: Andrei Chomutow, Wjatscheslaw Bykow, Waleri Kamenski (2), Pawel Torgajew, Sergei Fjodorow, Andrei Tschistjakow (1), Igor Maslennikow (1), Juri Schipizin, Alexei Tkachuk, Anatoli Stepanitschew (1), Sergei Nemtschinow, Dmytro Chrystytsch Trainer / Assistent: Wiktor Tichonow / Igor Dmitrijew | Tor: Artūrs Irbe Verteidigung: Alexei Gussarow, Wladimir Konstantinow, Wladimir Malachow, Igor Krawtschuk, Ilja Bjakin, Wladimir Tjurikow (1), Waleri Schirjajew, Igor Stelnow Sturm: Andrei Chomutow, Wjatscheslaw Bykow, Waleri Kamenski (2), Pawel Torgajew, Sergei Fjodorow, Andrei Tschistjakow (1), Igor Maslennikow (1), Juri Schipizin, Alexei Tkachuk, Anatoli Stepanitschew (1), Sergei Nemtschinow, Dmytro Chrystytsch Trainer / Assistent: Wiktor Tichonow / Igor Dmitrijew |
| Nr. 831 17. Dez. 1989  | 5:2 (3:0, 2:1, 0:1) | 0 Finnland | H | 0Moskau | 0Iswestija-Pokal 1989 | |
| Aufstellung            | Tor: Artūrs Irbe Verteidigung: Ilja Bjakin, Wladimir Konstantinow (1), Wladimir Malachow (1), Igor Krawtschuk, Waleri Schirjajew, Igor Stelnow, Wladimir Tjurikow Sturm: Andrei Chomutow, Wjatscheslaw Bykow, Waleri Kamenski, Pawel Torgajew, Sergei Fjodorow, Andrei Tschistjakow, Igor Maslennikow (1), Juri Schipizin, Alexei Tkachuk (1), Anatoli Stepanitschew, Anatoli Semjonow (1), Andrei Lomakin, Sergei Nemtschinow Trainer / Assistent: Wiktor Tichonow / Igor Dmitrijew | Tor: Artūrs Irbe Verteidigung: Ilja Bjakin, Wladimir Konstantinow (1), Wladimir Malachow (1), Igor Krawtschuk, Waleri Schirjajew, Igor Stelnow, Wladimir Tjurikow Sturm: Andrei Chomutow, Wjatscheslaw Bykow, Waleri Kamenski, Pawel Torgajew, Sergei Fjodorow, Andrei Tschistjakow, Igor Maslennikow (1), Juri Schipizin, Alexei Tkachuk (1), Anatoli Stepanitschew, Anatoli Semjonow (1), Andrei Lomakin, Sergei Nemtschinow Trainer / Assistent: Wiktor Tichonow / Igor Dmitrijew | Tor: Artūrs Irbe Verteidigung: Ilja Bjakin, Wladimir Konstantinow (1), Wladimir Malachow (1), Igor Krawtschuk, Waleri Schirjajew, Igor Stelnow, Wladimir Tjurikow Sturm: Andrei Chomutow, Wjatscheslaw Bykow, Waleri Kamenski, Pawel Torgajew, Sergei Fjodorow, Andrei Tschistjakow, Igor Maslennikow (1), Juri Schipizin, Alexei Tkachuk (1), Anatoli Stepanitschew, Anatoli Semjonow (1), Andrei Lomakin, Sergei Nemtschinow Trainer / Assistent: Wiktor Tichonow / Igor Dmitrijew | Tor: Artūrs Irbe Verteidigung: Ilja Bjakin, Wladimir Konstantinow (1), Wladimir Malachow (1), Igor Krawtschuk, Waleri Schirjajew, Igor Stelnow, Wladimir Tjurikow Sturm: Andrei Chomutow, Wjatscheslaw Bykow, Waleri Kamenski, Pawel Torgajew, Sergei Fjodorow, Andrei Tschistjakow, Igor Maslennikow (1), Juri Schipizin, Alexei Tkachuk (1), Anatoli Stepanitschew, Anatoli Semjonow (1), Andrei Lomakin, Sergei Nemtschinow Trainer / Assistent: Wiktor Tichonow / Igor Dmitrijew | Tor: Artūrs Irbe Verteidigung: Ilja Bjakin, Wladimir Konstantinow (1), Wladimir Malachow (1), Igor Krawtschuk, Waleri Schirjajew, Igor Stelnow, Wladimir Tjurikow Sturm: Andrei Chomutow, Wjatscheslaw Bykow, Waleri Kamenski, Pawel Torgajew, Sergei Fjodorow, Andrei Tschistjakow, Igor Maslennikow (1), Juri Schipizin, Alexei Tkachuk (1), Anatoli Stepanitschew, Anatoli Semjonow (1), Andrei Lomakin, Sergei Nemtschinow Trainer / Assistent: Wiktor Tichonow / Igor Dmitrijew | Tor: Artūrs Irbe Verteidigung: Ilja Bjakin, Wladimir Konstantinow (1), Wladimir Malachow (1), Igor Krawtschuk, Waleri Schirjajew, Igor Stelnow, Wladimir Tjurikow Sturm: Andrei Chomutow, Wjatscheslaw Bykow, Waleri Kamenski, Pawel Torgajew, Sergei Fjodorow, Andrei Tschistjakow, Igor Maslennikow (1), Juri Schipizin, Alexei Tkachuk (1), Anatoli Stepanitschew, Anatoli Semjonow (1), Andrei Lomakin, Sergei Nemtschinow Trainer / Assistent: Wiktor Tichonow / Igor Dmitrijew |
| Nr. 832 19. Dez. 1989  | 6:1 (4:1, 0:0, 2:0) | 0 Schweden | H | 0Moskau | 0Iswestija-Pokal 1989 | |
| Aufstellung            | Tor: Artūrs Irbe Verteidigung: Alexei Gussarow, Wladimir Konstantinow, Wladimir Malachow, Igor Krawtschuk, Ilja Bjakin, Wladimir Tjurikow, Waleri Schirjajew, Igor Stelnow Sturm: Andrei Chomutow (2), Wjatscheslaw Bykow, Waleri Kamenski (1), Pawel Torgajew, Sergei Fjodorow (1), Andrei Tschistjakow, Igor Maslennikow (1), Juri Schipizin, Alexei Tkachuk, Anatoli Stepanitschew, Sergei Nemtschinow, Dmytro Chrystytsch (1), Anatoli Semjonow, Andrei Lomakin Trainer / Assistent: Wiktor Tichonow / Igor Dmitrijew                                                                      | Tor: Artūrs Irbe Verteidigung: Alexei Gussarow, Wladimir Konstantinow, Wladimir Malachow, Igor Krawtschuk, Ilja Bjakin, Wladimir Tjurikow, Waleri Schirjajew, Igor Stelnow Sturm: Andrei Chomutow (2), Wjatscheslaw Bykow, Waleri Kamenski (1), Pawel Torgajew, Sergei Fjodorow (1), Andrei Tschistjakow, Igor Maslennikow (1), Juri Schipizin, Alexei Tkachuk, Anatoli Stepanitschew, Sergei Nemtschinow, Dmytro Chrystytsch (1), Anatoli Semjonow, Andrei Lomakin Trainer / Assistent: Wiktor Tichonow / Igor Dmitrijew                                                                      | Tor: Artūrs Irbe Verteidigung: Alexei Gussarow, Wladimir Konstantinow, Wladimir Malachow, Igor Krawtschuk, Ilja Bjakin, Wladimir Tjurikow, Waleri Schirjajew, Igor Stelnow Sturm: Andrei Chomutow (2), Wjatscheslaw Bykow, Waleri Kamenski (1), Pawel Torgajew, Sergei Fjodorow (1), Andrei Tschistjakow, Igor Maslennikow (1), Juri Schipizin, Alexei Tkachuk, Anatoli Stepanitschew, Sergei Nemtschinow, Dmytro Chrystytsch (1), Anatoli Semjonow, Andrei Lomakin Trainer / Assistent: Wiktor Tichonow / Igor Dmitrijew                                                                      | Tor: Artūrs Irbe Verteidigung: Alexei Gussarow, Wladimir Konstantinow, Wladimir Malachow, Igor Krawtschuk, Ilja Bjakin, Wladimir Tjurikow, Waleri Schirjajew, Igor Stelnow Sturm: Andrei Chomutow (2), Wjatscheslaw Bykow, Waleri Kamenski (1), Pawel Torgajew, Sergei Fjodorow (1), Andrei Tschistjakow, Igor Maslennikow (1), Juri Schipizin, Alexei Tkachuk, Anatoli Stepanitschew, Sergei Nemtschinow, Dmytro Chrystytsch (1), Anatoli Semjonow, Andrei Lomakin Trainer / Assistent: Wiktor Tichonow / Igor Dmitrijew                                                                      | Tor: Artūrs Irbe Verteidigung: Alexei Gussarow, Wladimir Konstantinow, Wladimir Malachow, Igor Krawtschuk, Ilja Bjakin, Wladimir Tjurikow, Waleri Schirjajew, Igor Stelnow Sturm: Andrei Chomutow (2), Wjatscheslaw Bykow, Waleri Kamenski (1), Pawel Torgajew, Sergei Fjodorow (1), Andrei Tschistjakow, Igor Maslennikow (1), Juri Schipizin, Alexei Tkachuk, Anatoli Stepanitschew, Sergei Nemtschinow, Dmytro Chrystytsch (1), Anatoli Semjonow, Andrei Lomakin Trainer / Assistent: Wiktor Tichonow / Igor Dmitrijew                                                                      | Tor: Artūrs Irbe Verteidigung: Alexei Gussarow, Wladimir Konstantinow, Wladimir Malachow, Igor Krawtschuk, Ilja Bjakin, Wladimir Tjurikow, Waleri Schirjajew, Igor Stelnow Sturm: Andrei Chomutow (2), Wjatscheslaw Bykow, Waleri Kamenski (1), Pawel Torgajew, Sergei Fjodorow (1), Andrei Tschistjakow, Igor Maslennikow (1), Juri Schipizin, Alexei Tkachuk, Anatoli Stepanitschew, Sergei Nemtschinow, Dmytro Chrystytsch (1), Anatoli Semjonow, Andrei Lomakin Trainer / Assistent: Wiktor Tichonow / Igor Dmitrijew                                                                      |
| Nr. 833 20. Dez. 1989  | 3:4 (1:1, 2:2, 0:1) | 0 Tschechoslowakei | H | 0Moskau | 0Iswestija-Pokal 1989 | |
| Aufstellung            | Tor: Artūrs Irbe Verteidigung: Ilja Bjakin, Wladimir Konstantinow, Wladimir Malachow, Igor Krawtschuk, Waleri Schirjajew, Wladimir Tjurikow, Igor Stelnow Sturm: Andrei Chomutow (1), Wjatscheslaw Bykow, Waleri Kamenski, Pawel Torgajew, Sergei Fjodorow, Andrei Tschistjakow (1), Igor Maslennikow, Juri Schipizin, Alexei Tkachuk (1), Anatoli Stepanitschew, Sergei Nemtschinow, Dmytro Chrystytsch, Andrei Lomakin Trainer / Assistent: Wiktor Tichonow / Igor Dmitrijew | Tor: Artūrs Irbe Verteidigung: Ilja Bjakin, Wladimir Konstantinow, Wladimir Malachow, Igor Krawtschuk, Waleri Schirjajew, Wladimir Tjurikow, Igor Stelnow Sturm: Andrei Chomutow (1), Wjatscheslaw Bykow, Waleri Kamenski, Pawel Torgajew, Sergei Fjodorow, Andrei Tschistjakow (1), Igor Maslennikow, Juri Schipizin, Alexei Tkachuk (1), Anatoli Stepanitschew, Sergei Nemtschinow, Dmytro Chrystytsch, Andrei Lomakin Trainer / Assistent: Wiktor Tichonow / Igor Dmitrijew | Tor: Artūrs Irbe Verteidigung: Ilja Bjakin, Wladimir Konstantinow, Wladimir Malachow, Igor Krawtschuk, Waleri Schirjajew, Wladimir Tjurikow, Igor Stelnow Sturm: Andrei Chomutow (1), Wjatscheslaw Bykow, Waleri Kamenski, Pawel Torgajew, Sergei Fjodorow, Andrei Tschistjakow (1), Igor Maslennikow, Juri Schipizin, Alexei Tkachuk (1), Anatoli Stepanitschew, Sergei Nemtschinow, Dmytro Chrystytsch, Andrei Lomakin Trainer / Assistent: Wiktor Tichonow / Igor Dmitrijew | Tor: Artūrs Irbe Verteidigung: Ilja Bjakin, Wladimir Konstantinow, Wladimir Malachow, Igor Krawtschuk, Waleri Schirjajew, Wladimir Tjurikow, Igor Stelnow Sturm: Andrei Chomutow (1), Wjatscheslaw Bykow, Waleri Kamenski, Pawel Torgajew, Sergei Fjodorow, Andrei Tschistjakow (1), Igor Maslennikow, Juri Schipizin, Alexei Tkachuk (1), Anatoli Stepanitschew, Sergei Nemtschinow, Dmytro Chrystytsch, Andrei Lomakin Trainer / Assistent: Wiktor Tichonow / Igor Dmitrijew | Tor: Artūrs Irbe Verteidigung: Ilja Bjakin, Wladimir Konstantinow, Wladimir Malachow, Igor Krawtschuk, Waleri Schirjajew, Wladimir Tjurikow, Igor Stelnow Sturm: Andrei Chomutow (1), Wjatscheslaw Bykow, Waleri Kamenski, Pawel Torgajew, Sergei Fjodorow, Andrei Tschistjakow (1), Igor Maslennikow, Juri Schipizin, Alexei Tkachuk (1), Anatoli Stepanitschew, Sergei Nemtschinow, Dmytro Chrystytsch, Andrei Lomakin Trainer / Assistent: Wiktor Tichonow / Igor Dmitrijew | Tor: Artūrs Irbe Verteidigung: Ilja Bjakin, Wladimir Konstantinow, Wladimir Malachow, Igor Krawtschuk, Waleri Schirjajew, Wladimir Tjurikow, Igor Stelnow Sturm: Andrei Chomutow (1), Wjatscheslaw Bykow, Waleri Kamenski, Pawel Torgajew, Sergei Fjodorow, Andrei Tschistjakow (1), Igor Maslennikow, Juri Schipizin, Alexei Tkachuk (1), Anatoli Stepanitschew, Sergei Nemtschinow, Dmytro Chrystytsch, Andrei Lomakin Trainer / Assistent: Wiktor Tichonow / Igor Dmitrijew |
| Nr. 834 22. Dez. 1989  | 8:0 (1:0, 2:0, 5:0) | 0 Kanada | H | 0Moskau | 0Iswestija-Pokal 1989 | 018. Gewinn im Iswestija-Pokal |
| Aufstellung            | Tor: Artūrs Irbe Verteidigung: Ilja Bjakin, Wladimir Konstantinow, Wladimir Malachow, Igor Krawtschuk (1), Wladimir Tjurikow, Igor Stelnow, Waleri Schirjajew Sturm: Andrei Chomutow (1), Wjatscheslaw Bykow (1), Waleri Kamenski (1), Pawel Torgajew (1), Sergei Fjodorow, Andrei Tschistjakow (1), Igor Maslennikow, Juri Schipizin, Alexei Tkachuk (1), Anatoli Stepanitschew, Sergei Nemtschinow, Dmytro Chrystytsch (1), Andrei Lomakin Trainer / Assistent: Wiktor Tichonow / Igor Dmitrijew                                                                                             | Tor: Artūrs Irbe Verteidigung: Ilja Bjakin, Wladimir Konstantinow, Wladimir Malachow, Igor Krawtschuk (1), Wladimir Tjurikow, Igor Stelnow, Waleri Schirjajew Sturm: Andrei Chomutow (1), Wjatscheslaw Bykow (1), Waleri Kamenski (1), Pawel Torgajew (1), Sergei Fjodorow, Andrei Tschistjakow (1), Igor Maslennikow, Juri Schipizin, Alexei Tkachuk (1), Anatoli Stepanitschew, Sergei Nemtschinow, Dmytro Chrystytsch (1), Andrei Lomakin Trainer / Assistent: Wiktor Tichonow / Igor Dmitrijew                                                                                             | Tor: Artūrs Irbe Verteidigung: Ilja Bjakin, Wladimir Konstantinow, Wladimir Malachow, Igor Krawtschuk (1), Wladimir Tjurikow, Igor Stelnow, Waleri Schirjajew Sturm: Andrei Chomutow (1), Wjatscheslaw Bykow (1), Waleri Kamenski (1), Pawel Torgajew (1), Sergei Fjodorow, Andrei Tschistjakow (1), Igor Maslennikow, Juri Schipizin, Alexei Tkachuk (1), Anatoli Stepanitschew, Sergei Nemtschinow, Dmytro Chrystytsch (1), Andrei Lomakin Trainer / Assistent: Wiktor Tichonow / Igor Dmitrijew                                                                                             | Tor: Artūrs Irbe Verteidigung: Ilja Bjakin, Wladimir Konstantinow, Wladimir Malachow, Igor Krawtschuk (1), Wladimir Tjurikow, Igor Stelnow, Waleri Schirjajew Sturm: Andrei Chomutow (1), Wjatscheslaw Bykow (1), Waleri Kamenski (1), Pawel Torgajew (1), Sergei Fjodorow, Andrei Tschistjakow (1), Igor Maslennikow, Juri Schipizin, Alexei Tkachuk (1), Anatoli Stepanitschew, Sergei Nemtschinow, Dmytro Chrystytsch (1), Andrei Lomakin Trainer / Assistent: Wiktor Tichonow / Igor Dmitrijew                                                                                             | Tor: Artūrs Irbe Verteidigung: Ilja Bjakin, Wladimir Konstantinow, Wladimir Malachow, Igor Krawtschuk (1), Wladimir Tjurikow, Igor Stelnow, Waleri Schirjajew Sturm: Andrei Chomutow (1), Wjatscheslaw Bykow (1), Waleri Kamenski (1), Pawel Torgajew (1), Sergei Fjodorow, Andrei Tschistjakow (1), Igor Maslennikow, Juri Schipizin, Alexei Tkachuk (1), Anatoli Stepanitschew, Sergei Nemtschinow, Dmytro Chrystytsch (1), Andrei Lomakin Trainer / Assistent: Wiktor Tichonow / Igor Dmitrijew                                                                                             | Tor: Artūrs Irbe Verteidigung: Ilja Bjakin, Wladimir Konstantinow, Wladimir Malachow, Igor Krawtschuk (1), Wladimir Tjurikow, Igor Stelnow, Waleri Schirjajew Sturm: Andrei Chomutow (1), Wjatscheslaw Bykow (1), Waleri Kamenski (1), Pawel Torgajew (1), Sergei Fjodorow, Andrei Tschistjakow (1), Igor Maslennikow, Juri Schipizin, Alexei Tkachuk (1), Anatoli Stepanitschew, Sergei Nemtschinow, Dmytro Chrystytsch (1), Andrei Lomakin Trainer / Assistent: Wiktor Tichonow / Igor Dmitrijew                                                                                             |